# Geschichte des Saarlandes

Wappen des Saarlandes mit dem silbernen Löwen der Grafschaft Saarbrücken, dem Georgskreuz des Erzstiftes und Kurfürstentums Trier, den silbernen Adlern des Herzogtums Lothringen sowie dem goldenen Löwen des wittelsbachischen Herzogtums Pfalz-Zweibrücken; Entwurf des Landesarchivs Saarbrücken aus dem Jahr 1956 unter Bezugnahme auf die wichtigsten historischen Territorien des heutigen Saarlandes

Die Geschichte des Saarlandes umfasst die Entwicklungen auf dem Gebiet des deutschen Landes Saarland von der Urgeschichte bis zur Gegenwart. Das Saarland (von 1920 bis 1935 meist Saargebiet genannt) ist seit 1957 ein Land im Südwesten der Bundesrepublik Deutschland, an der mittleren Saar gelegen. Die Landeshauptstadt ist Saarbrücken.
Hinsichtlich der Antike, der Völkerwanderungszeit und des beginnenden Mittelalters geben reiche archäologische Funde Zeugnisse für die keltische, römische sowie fränkische Besiedelung der Saarregion.
Das Gebiet des heutigen Saarlandes kam im Jahr 925 mit dem fränkischen Lotharingien zum Ostreich, aus dem sich das spätere Heilige Römische Reich entwickelte. In der Zeit des Feudalismus waren das Erzstift und Kurfürstentum Trier, das Herzogtum Lothringen, das wittelsbachische Herzogtum Pfalz-Zweibrücken sowie die Grafschaft Saarbrücken die wichtigsten Territorialherren auf dem Gebiet des heutigen Saarlandes.
Mit dem Vertrag von Nürnberg im Jahr 1542, in dem das Reich dem Herzogtum Lothringen eine staatsrechtliche Sonderstellung als freies und unabhängiges Herzogtum zuerkannte, verwandelte sich das Land an der Saar zunehmend in ein umkämpftes Grenzgebiet. Es stand im Laufe seiner jüngeren Geschichte zeitweise unter dem Einfluss Frankreichs oder dessen staatlicher Hoheit.
So kam es im Zuge der Reunionspolitik unter König Ludwig XIV. (Province de la Sarre, 1680 bis 1697), infolge der Französischen Revolution bzw. unter Napoleon Bonaparte (Département de la Sarre, 1794/98 bis 1815), als Saargebiet (Territoire du Bassin de la Sarre, 1920 bis 1935) und als autonomer Saarstaat (État Sarrois, 1947 bis 1956) zu einer Abtrennung von Deutschland.
Eine vollständige Annexion des Gebietes an der Saar durch Frankreich nach den beiden Weltkriegen des 20. Jahrhunderts verhinderten insbesondere die Regierungen der Vereinigten Staaten von Amerika sowie des Vereinigten Königreiches Großbritannien und Nordirland – in letzterem Fall zusätzlich die Regierung der Sowjetunion.
Im 19. und beginnenden 20. Jahrhundert gehörte das Gebiet nach dem Wiener Kongress größtenteils zum Preußischen Staat sowie zum Königreich Bayern (1815/16 bis 1918) bzw. nach dem Sturz der Monarchie durch die Novemberrevolution zum Freistaat Preußen und zum Volksstaat Bayern (1918).
Eine wesentliche Grundlage für die wirtschaftliche und politische Bedeutung des Landes waren bzw. sind seine reichen Bodenschätze (Steinkohle, Erze), sein Waldreichtum sowie die sich daraus entwickelnde Industrie und die damit zusammenhängende hohe Bevölkerungskonzentration.

## Vor- und Frühgeschichte

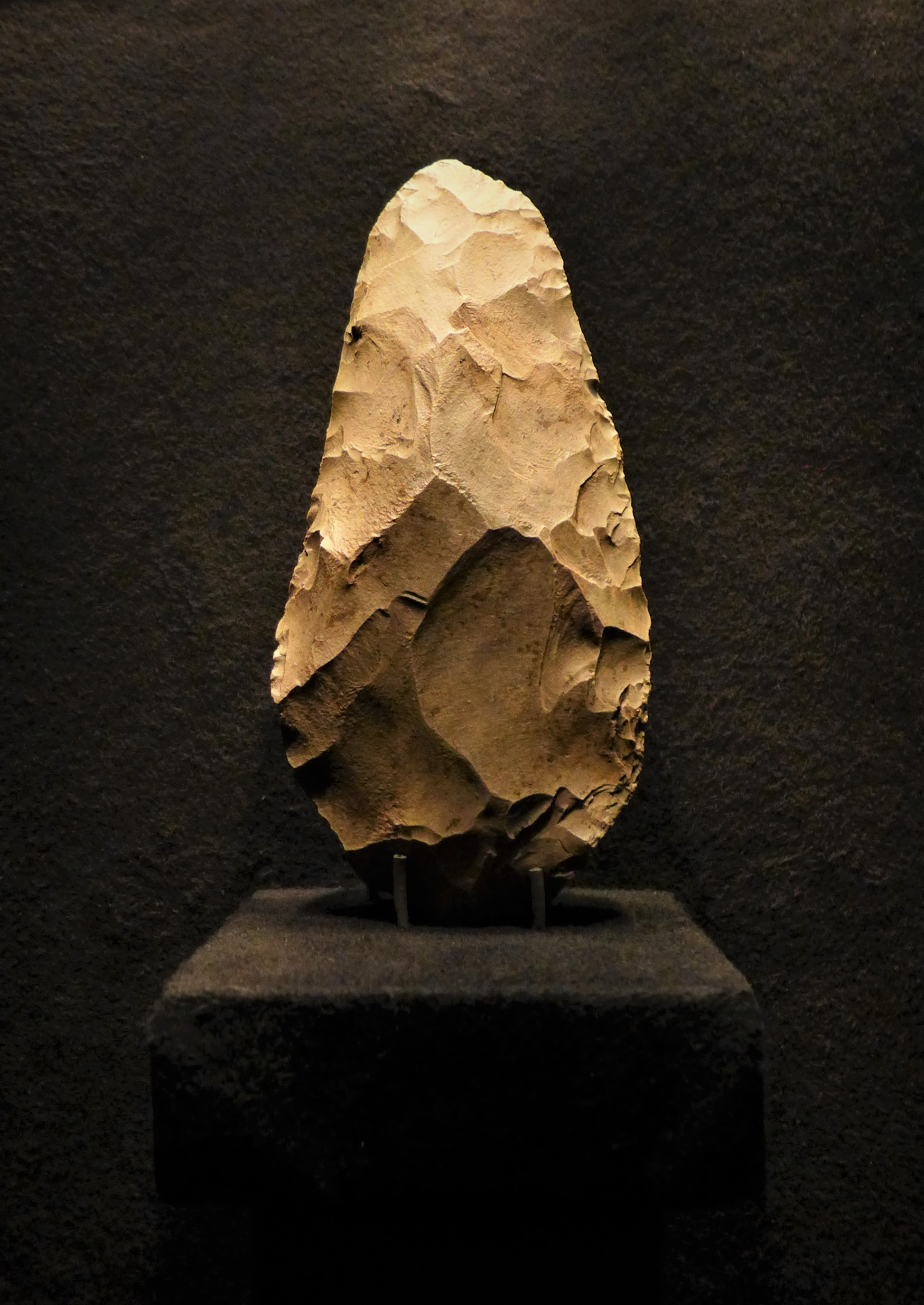
Faustkeil von Ludweiler, ca. 120.000 v. Chr., maximale Stärke: 4,6 cm, Breite: 10 cm, Länge: 22,1 cm

Zeugnisse menschlicher Besiedlung des heutigen Saarlandes reichen bis in die Altsteinzeit vor rund 100.000 Jahren zurück. Während dieser Zeit zogen Großwildjäger durch das Saartal und hinterließen Faustkeile und Überreste von Lagerplätzen. Der aus Feuerstein gefertigte Faustkeil von Ludweiler zählt zu den ältesten Spuren menschlicher Besiedlung im Saarland. Anhand seiner typologischen Gestaltung wird er ans Ende des frühen Mittelpaläolithikums in die Kultur des Jungacheuléen eingeordnet (ca. 120.000 v. Chr.). Mit dem Beginn des Mittelpaläolithikums vor ca. 200.000 Jahren verbreitete sich in Europa die neue Menschenform des Homo sapiens praeneanderthalensis, die im späten Mittelpaläolithikum vom Neandertaler (Homo sapiens neanderthalensis) abgelöst wurde. Ab dieser Zeit ist mit einer durchgehenden Besiedlung des Saar-Mosel-Raumes zu rechnen. Neben Siedlungsplätzen unter Felsüberhängen bzw. im Vorderbereich von Höhlen wurden Lagerplätze an Gewässern oder auf Terrassen und Bergkuppen angelegt, die dem Jäger den Ausblick auf die offenen Steppen- und Graslandschaften erlaubten. Gejagt wurden bevorzugt Elefanten, Nashörner, Pferde, Auerochsen, Riesenhirsche sowie Hirsche und Rehe.
Funde von Feuersteinmessern sowie steinernen Spitzen von Lanzen und Pfeilen können der jüngeren Altsteinzeit zugeordnet werden. Für die Zeit des letzten Maximums der Eiszeit können keine menschlichen Besiedlunghinterlassenschaften nachgewiesen werden. Mit der Klimaerwärmung des Holozäns vor etwa 10.000 Jahren begannen sich die Flora und Fauna des Saarlandes stark zu verändern, was nicht ohne Auswirkungen auf die Lebensweise der dort lebenden Menschen blieb. Wälder breiteten sich über das Land aus und ersetzten die eiszeitliche Fauna. Da die neu eingewanderten Jagdtiere ortsfest blieben, ermöglichten sie den Menschen an der Saar und ihren Nebenflüssen in der Mittelsteinzeit bessere Ansiedlungen.

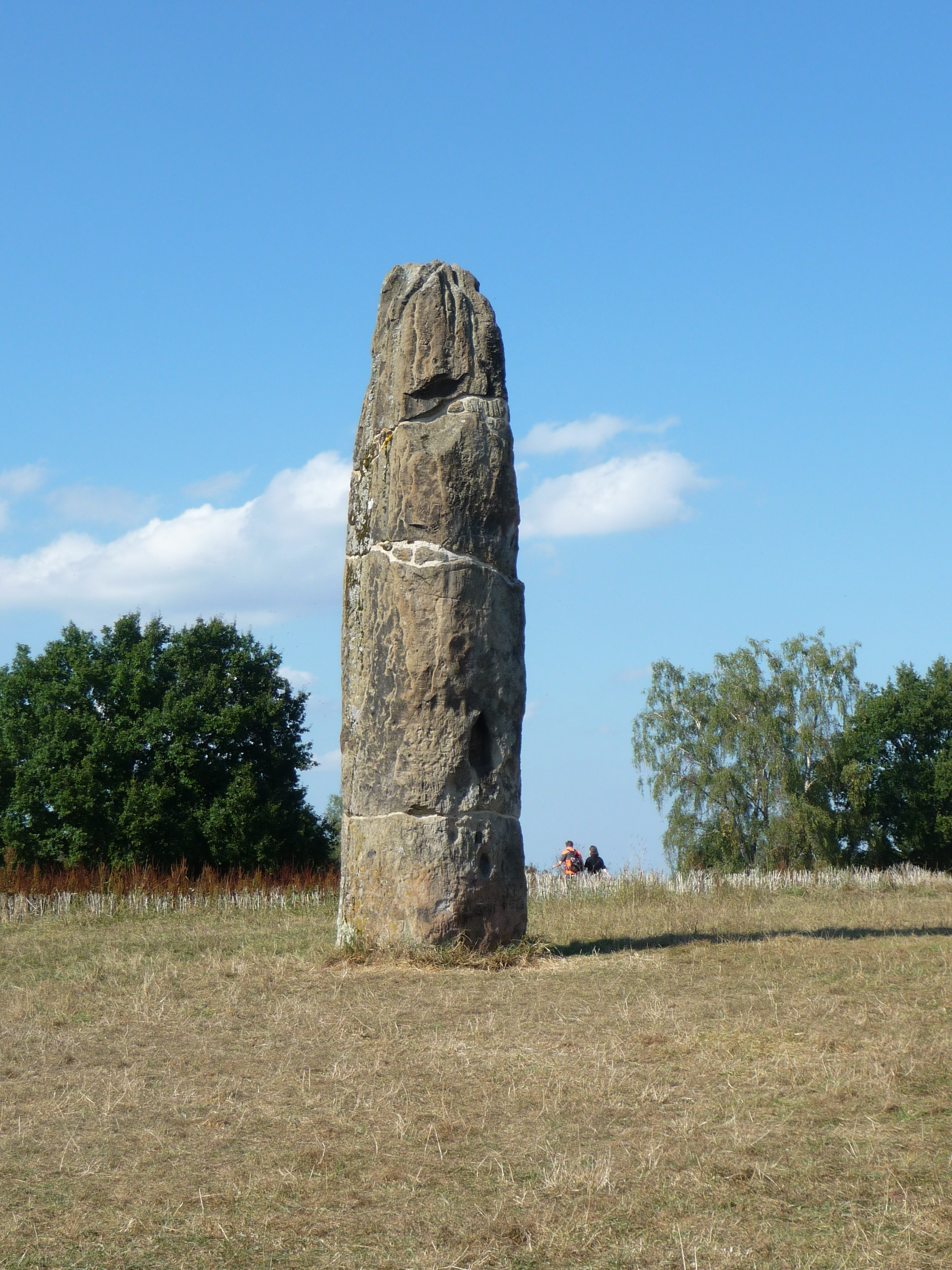
Gollenstein bei Blieskastel, ein etwa 4000 Jahre alter Menhir

Mit der weiteren Erwärmung des Klimas in der Jungsteinzeit entwickelten die Menschen anspruchsvollere Steinwerkzeuge und die Landwirtschaft verbreitete sich. Durch Ackerbau und Viehzucht wurde eine ganzjährige Sesshaftigkeit ermöglicht und die Bevölkerungszahl stieg an. Zeugnisse der neolithischen Revolution im Saarland sind bei archäologischen Grabungen gefundene Getreidemahlsteine in der Nähe von Neunkirchen, Merzig und zahlreichen anderen Orten. Ebenso künden geschliffene und polierte Steingeräte und präzis durchbohrte Beilklingen zur Aufnahme von hölzernen Stielen vom handwerklichen Fortschritt. Die große Zahl von aufgefundenen Steinbeilen lässt auf eine dichte Besiedelung zu dieser Zeit schließen. Hinsichtlich der Bodenbearbeitung wurde in Überherrn ein großer durchbohrter Pflugkeil aus Stein gefunden. Große Menhire wie der sieben Meter hohe Gollenstein bei Blieskastel, der größte Menhir Mitteleuropas, oder der fünf Meter hohe Spellenstein bei Rentrisch sind schwer datierbar. Ihre Herstellung und Aufrichtung könnte dem Zeitraum von der Jungsteinzeit bis zur Bronzezeit zuzuordnen sein.
Im 2. Jahrtausend v. Chr. entwickelte sich im Saarland eine Kultur der Metallbearbeitung. Davon zeugen Depotfunde mit Bronzeäxten, Beilen, Schwertern, Trensen und Schmuck, die in der Mitte des 19. Jahrhunderts bei Straßenbauarbeiten an der mittleren Saar entdeckt wurden. Bei St. Barbara fand man eine Kupfermine. Im Jahr 2007 entdeckte man in Erfweiler-Ehlingen einen spätbronzezeitlichen Schatz, der wohl wegen einer kriegerischen Bedrohung im Boden versteckt worden war. Mehrere Grabhügel im Saarland geben Zeugnis von der sozialen Herausgehobenheit der Bestatteten und deuten auf eine Elite in der Region hin. Durch die Verteilung von Grabfunden zeigen sich Siedlungsschwerpunkte an der Saar und an der Blies, die einen günstigen Ackerbau ermöglichten. Namen und Sprache der damaligen Bewohner des Saarlandes sind bisher unbekannt.

## Keltische Zeit

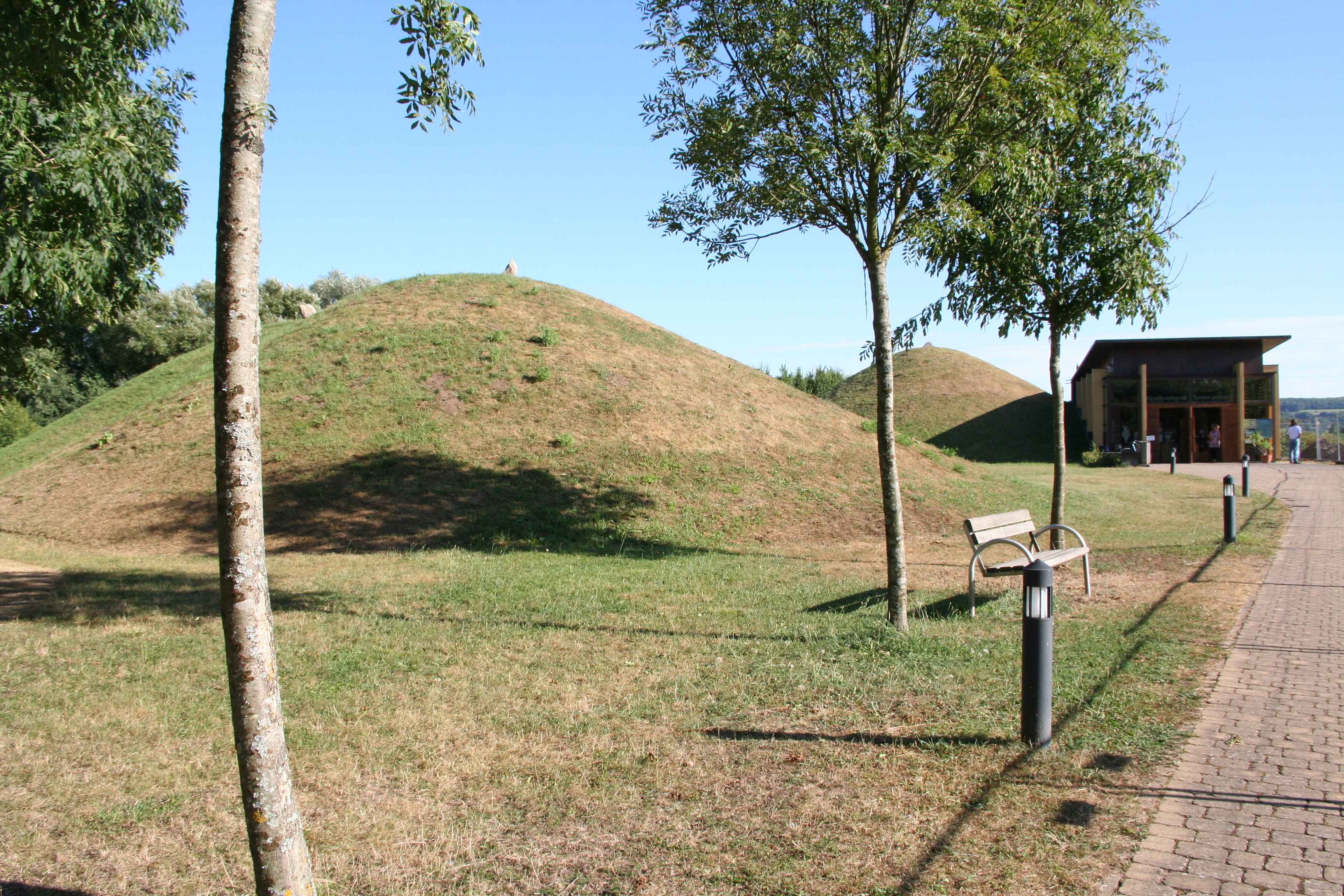
Rekonstruierte Grabhügel in Reinheim (Europäischer Kulturpark Bliesbruck-Reinheim)

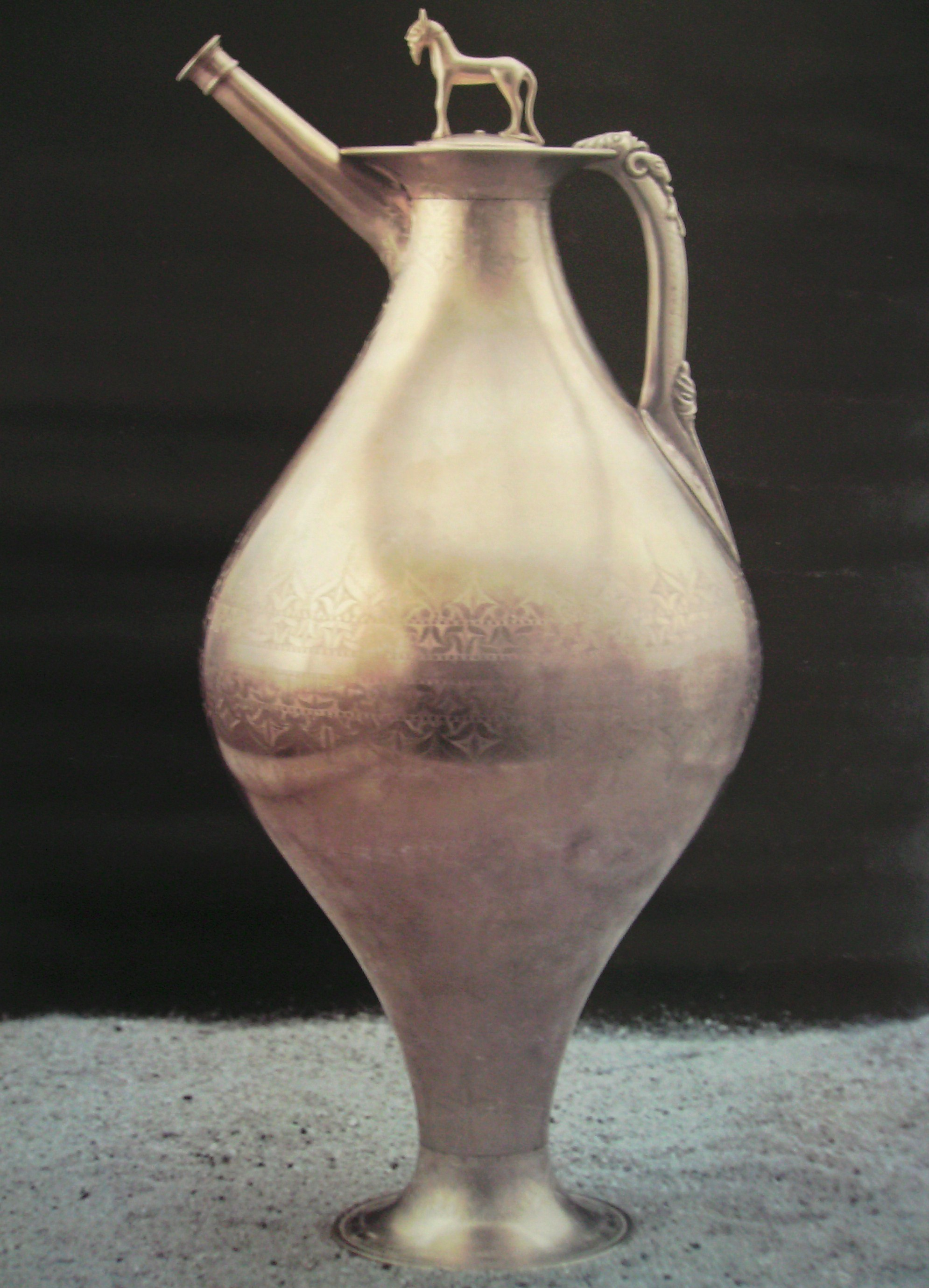
Reinheimer Kanne, Replikat des stark korrodierten Originals

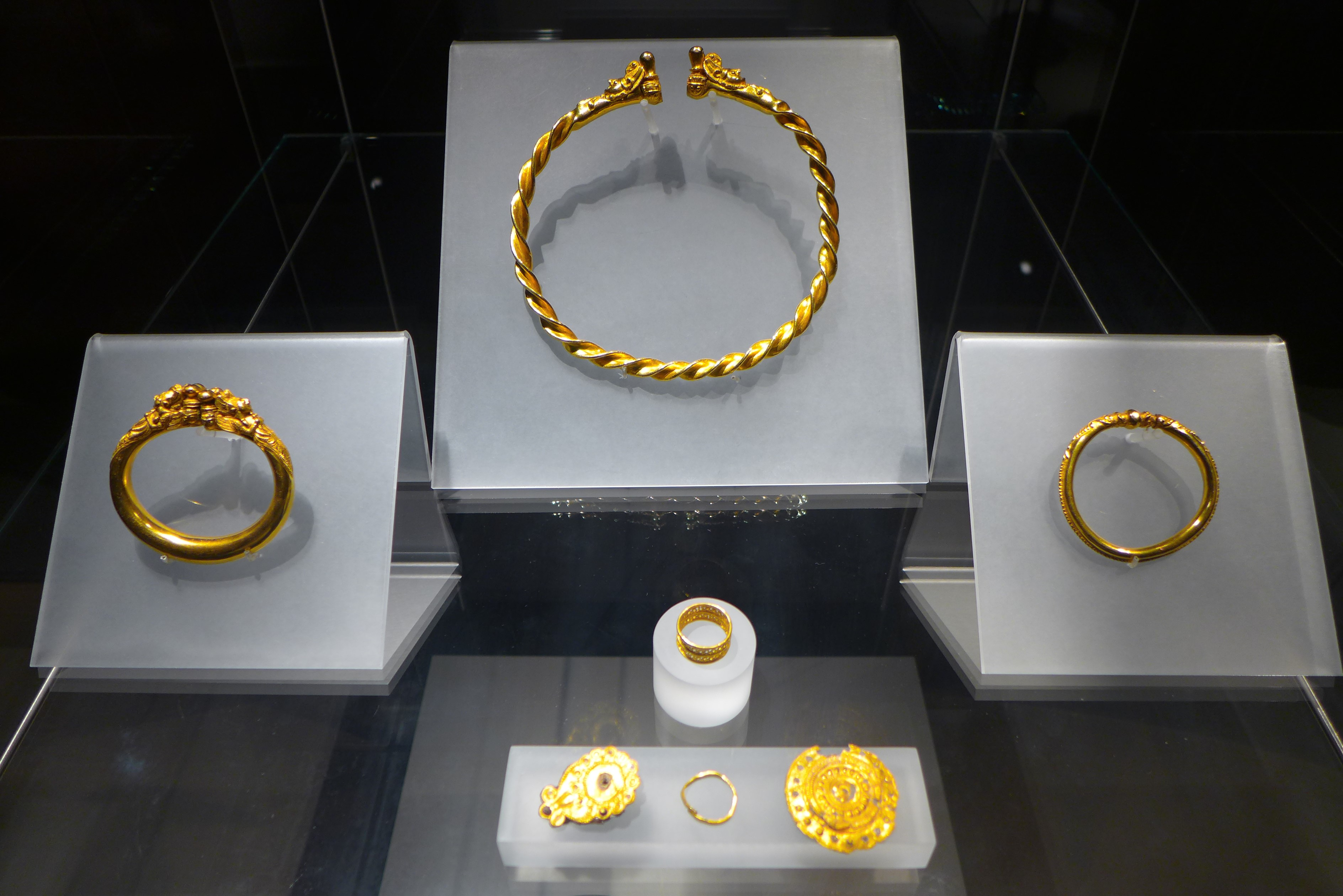
Goldschmuck einer keltischen Adeligen aus einem Grabhügel bei Reinheim

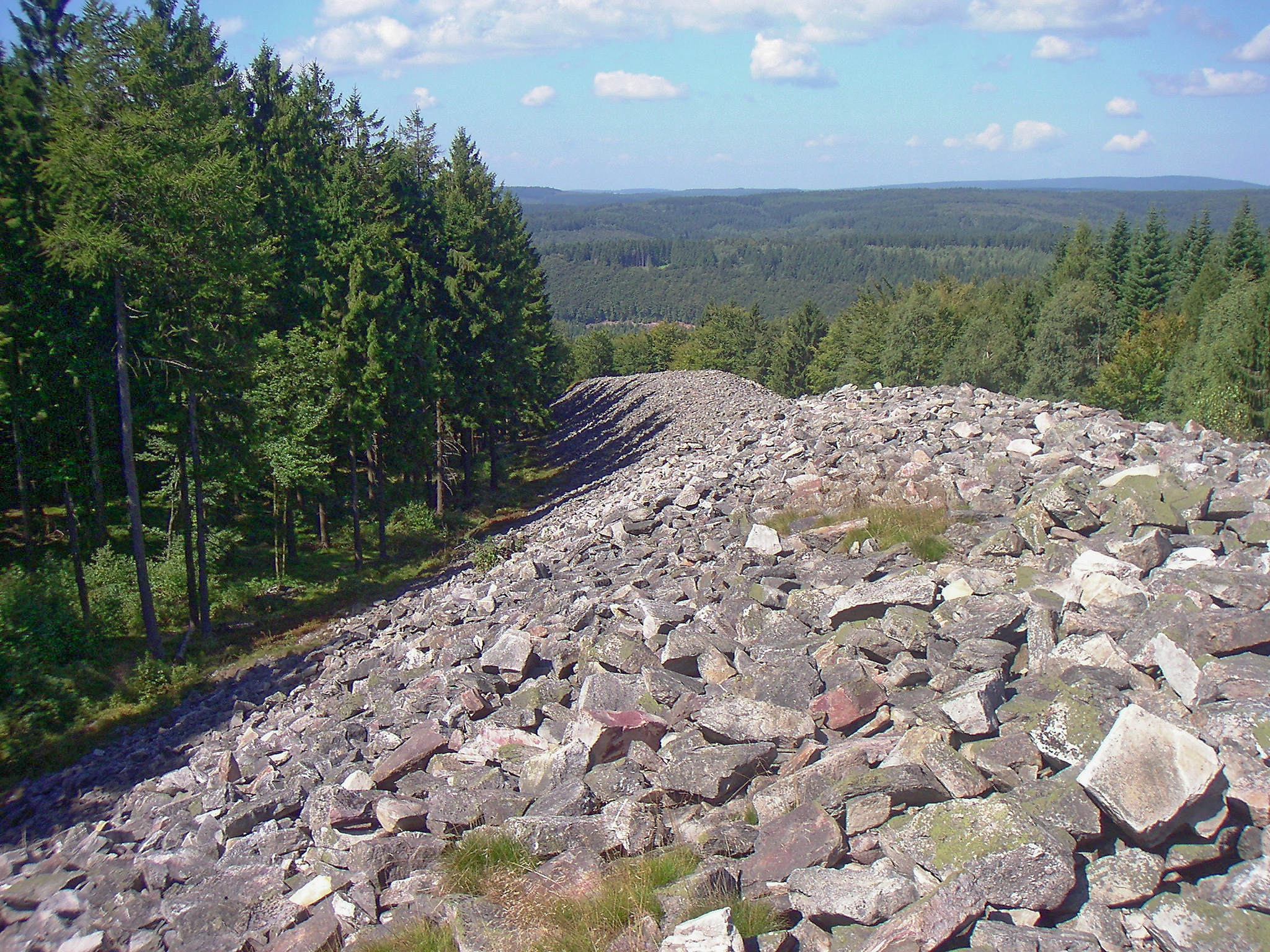
Keltischer Ringwall bei Otzenhausen

Schon zu Anfang der Eisenzeit entdeckten Erzschürfer im Saartal Eisenvorkommen, die sie für die Herstellung von Werkzeugen und Waffen ausbeuteten. Im Vergleich zur Bronzezeit muss die Bevölkerung des Saarlandes ab dem 9. Jahrhundert v. Chr. stark angewachsen sein, was archäologische Funde und Bestattungsplätze bestätigen. Die saarländischen Grabhügel aus der Epoche der Hallstattzeit befinden sich meist auf Höhenzügen, wohin auch die Siedlungen aus den überschwemmungsgefährdeten Talgründen der Saar verlegt werden. In dieser Zeit werden auch erstmals die bewaldeten Mittelgebirgszonen des Saarlandes besiedelt. Eine erste regionale Kulturgruppe stellt die Hunsrück-Eifel-Kultur in der Zeit zwischen dem sechsten und dritten vorchristlichen Jahrhundert dar. Sie zeichnet sich durch Grabhügelfelder mit Körperbestattungen und Beigaben aus. Der Übergang von der Hunsrück-Eifel-Kultur in die Zeit der keltischen Treverer verlief bruchlos.
Für die Latènezeit, die jüngere Eisenzeit, die von etwa 450 v. Chr. bis zur Zeit um Christi Geburt andauerte, deuten Gräberfelder und aufwändig gestaltete Adelsgräber auf den gestiegenen Wohlstand und Handelsbeziehungen zu entfernten Regionen hin. So enthielt der im Jahr 1954 archäologisch untersuchte Grabhügel einer bei Reinheim bestatteten keltischen Adeligen goldene Armreifen und Fingerringe, eine goldene Brustplatte, Perlen aus baltischem Bernstein sowie das aus dem Mittelmeerraum entstammende Schmuckmotiv der Sphinx. Darüber hinaus beweist eine große Schnabelkanne aus Bronze Importhandel aus Italien ins Saarland. Die keltischen Fürstengräber des Saarlandes gehören wie die zahlreichen Befestigungsanlagen (Wallerfanger Limberg, Schmelz-Limbach-Birg, Saarbrücker Sonnenberg, Siersburger Königsberg, Nonnweiler-Kastel, Otzenhausen) zur Zeit der befestigten Landstädte (Oppida) der Keltenzeit. Den heute noch beeindruckendsten Überrest eines solchen Oppidums im Saarland stellt der sogenannte Otzenhausener Hunnenring dar. Der Hunnenring, der von ca. 400 v. Chr. bis um 50 v. Chr. genutzt wurde, liegt auf dem Gebiet der keltischen Treverer, die ihr Zentrum an der Mosel hatten. Die Bewohner der Oppida waren berühmt für ihre Reiter und Kampfwägen, die auch auf Goldmünzen, wie den Goldstater von Saarbrücken, geprägt wurden. Weitere kleinere Ringwälle existierten überall im Saarland. Das Gebiet des Trevererstammes schloss sich im Süden an das Gebiet des keltischen Stammes der Mediomatriker an, der sich besonders in der Gewinnung von Eisen und Salz hervortat. Der Siedlungsschwerpunkt der Mediomatriker befand sich in der Metzer Gegend, jedoch umfasste ihr Siedlungsgebiet ebenfalls die Oberläufe der Saar, der Maas, der Mosel sowie der Seille, darüber hinaus auch das mittlere Saartal und das Tal der Blies. Die bis heute waldreiche Zone des nördlichen Saarlandes bildete den Grenzbereich der beiden keltischen Stämme. Die Kelten prägten die Kultur des Saarlandes bis zur Invasion der Römer und darüber hinaus. So wurden etwa die keltischen Fruchtbarkeitsgöttinnen Epona und Rosmerta auch nach der römischen Eroberung des Saarlandes verehrt. Die Namen der Flüsse (z. B. Saar von indogermanisch „strömen“, Blies und Nied von indogermanisch „fließen“, Prims von indogermanisch „wallen/summen“) und zahlreicher Berge des Saarlandes sind indogermanischen bzw. keltischen Ursprungs.

## Römische Zeit

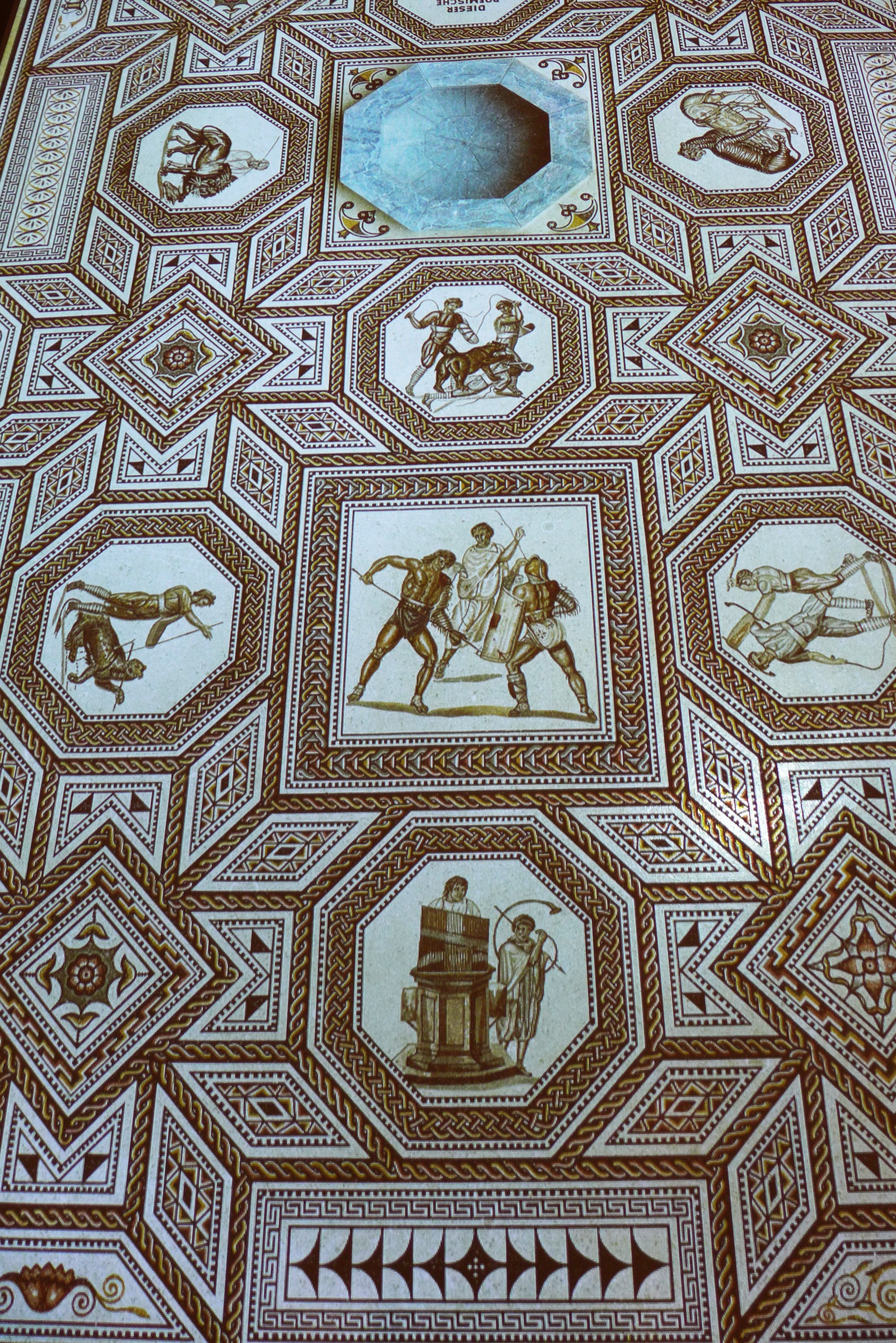
Fußbodenmosaik der römischen Villa in Nennig

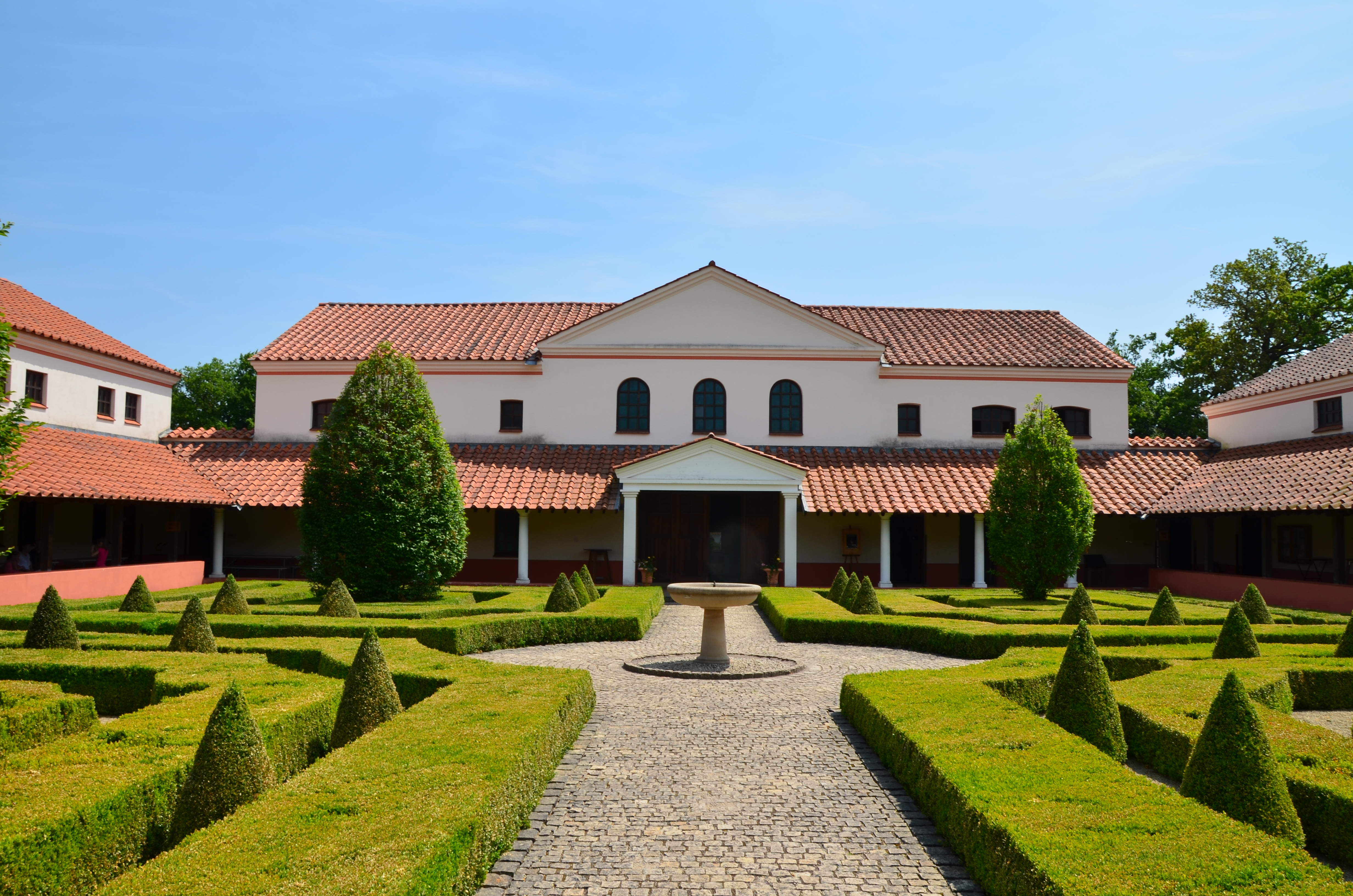
Rekonstruierte römische Villenanlage in Borg

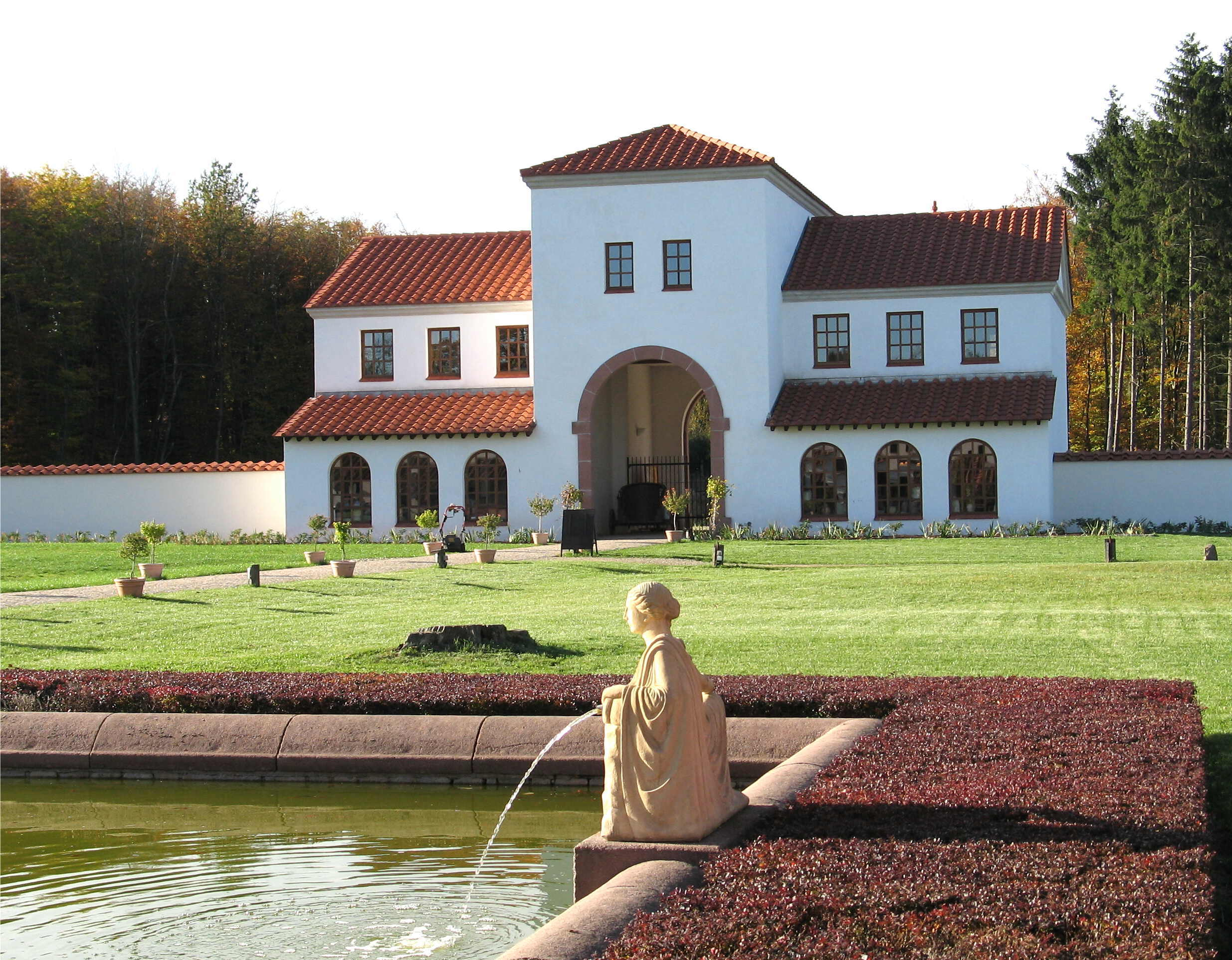
Rekonstruierte Toranlage des Gutshofes in Borg

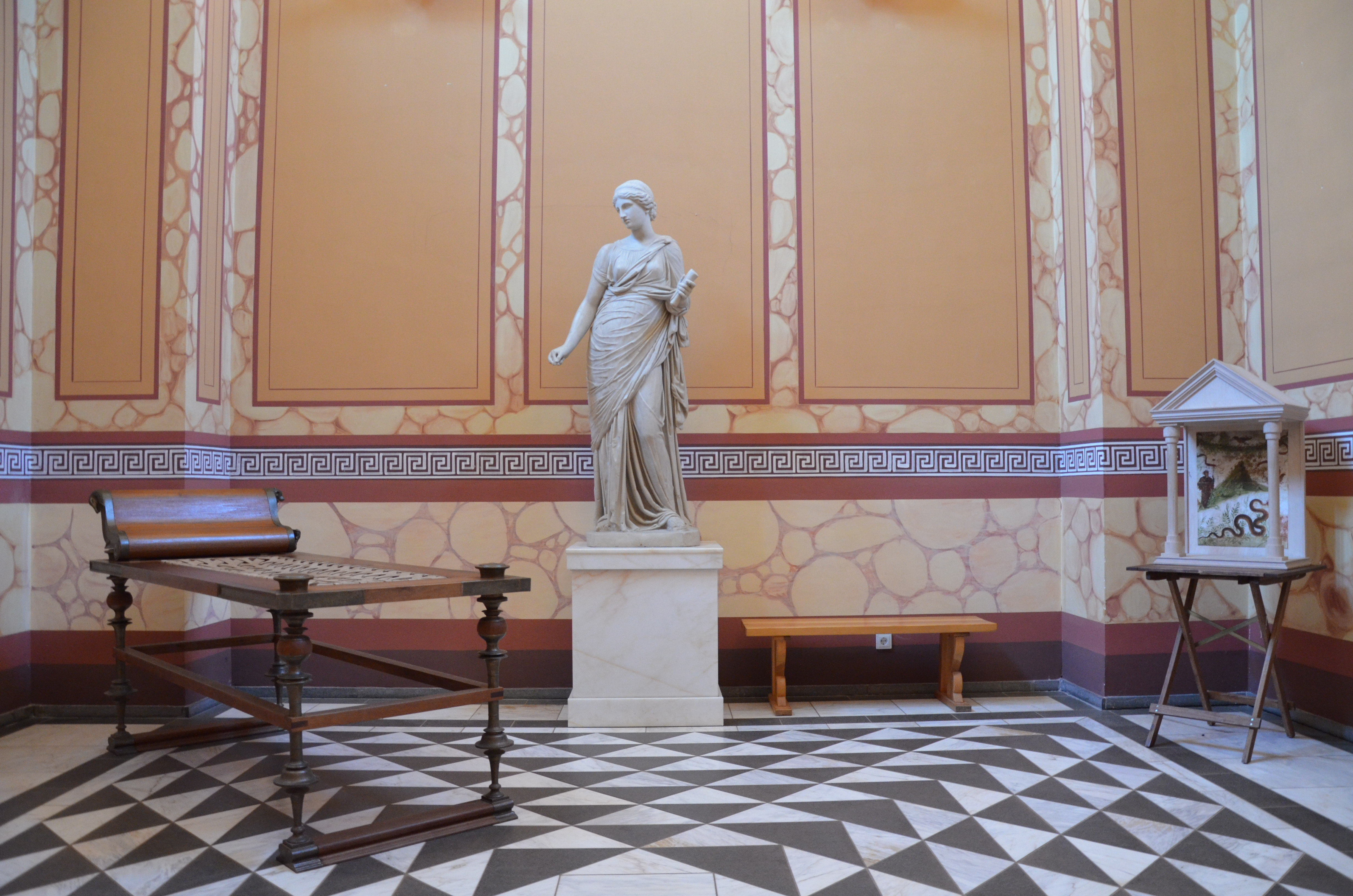
Rekonstruierter Innenraum der Villa Borg

Im Gallischen Krieg des römischen Feldherrn (und späteren Alleinherrscher) Gaius Iulius Caesar in den Jahren 58 bis 51/50 v. Chr. wurde auch das Gebiet des heutigen Saarlandes der römischen Oberhoheit unterstellt. Die Mediomatriker hatten den Aufstand des Arvernerfürsten Vercingetorix im Jahr 52 v. Chr. unterstützt. Unter Kaiser Augustus wurden die eroberten Gebiete in den Jahren 16 bis 13 v. Chr. herrschaftsmäßig erschlossen.
Zentralort der Region wurde Durocortorum, das heutige Reims. Das Gebiet des heutigen Saarlandes wurde Teil der römischen Provinz Gallia Belgica, später nur noch Belgica genannt, eine der Provinzen, die bei der Aufteilung Galliens durch Kaiser Augustus entstanden waren. Die Provinz Belgica umfasste den Norden und Osten des heutigen Frankreich, das westliche Belgien, die Westschweiz und den Jura bis zum Genfersee (Lacus Lemanus) hinunter, sowie das Einzugsgebiet der Mosel bis etwa 50 Kilometer vor der Mündung in den Rhein. Bei der Verwaltungsreform Diokletians am Ende des 3. Jahrhunderts n. Chr. wurde Belgica aufgeteilt in die Provinzen Belgica I (Belgica Prima) rund um die Mosel und Belgica II (Belgica Secunda), die von Reims bis zum Ärmelkanal reichte. Sie bildeten dann mit den bisherigen Provinzen Lugdunensis, Germania superior und Germania Inferior, Sequana (Westschweiz, Jura, später Maxima Sequanorum) und Alpes Graiae et Poeninae (siehe Alpes Poeninae und Alpes Graiae) die Dioecesis Galliae.
Zu einer bedeutenden Stadt in der Provinz Belgica entwickelte sich die kaiserliche Gründung Augusta Treverorum (Trier), die zur Hauptstadt der Diözese Galliae avancierte. Bereits im Jahr 17 v. Chr. hatte man hier eine erste hölzerne Brücke über die Mosel gebaut, die nach dem Aufstand der Treverer im Jahr 71 n. Chr. durch eine steinerne ersetzt worden war. Zwischen 286 und 395 war Trier kaiserliche Residenz und eine der Hauptstädte des Römischen Reiches.
Das Gebiet des heutigen Saarlandes war infrastrukturell über die schiffbare Saar, Brückenbauten bei Konz, Saarbrücken sowie dem an der oberen Saar gelegenen Saarburg (Pons Saravi) und einem gut ausgebauten Straßennetz an die Moselstadt Trier angeschlossen. Die Wälder des Saarlandes lieferten Bauholz, die Erzminen Eisen und Kupfer, die Lehm- und Tongruben bildeten die Grundlage für die Produktion von Ziegeln und Keramikartikeln. Der Absatzmarkt von Keramik aus der Werkstatt eines gallorömischen Töpfers aus Blickweiler reichte von Britannien bis zur mittleren Donau. Fundstücke befinden sich heute im Museum für Vor- und Frühgeschichte in Saarbrücken. In St. Barbara wurde der bereits bestehende Erzabbau durch den Ausbau des Emilianus-Stollens intensiviert. Als Hauptachsen des Straßennetzes im damaligen Saarland dürfen die Routen zwischen den Städten Metz, Trier, Worms und Straßburg gelten.
Ausgehend vom Kraftfeld Trier entstanden im Saarland zahlreiche kleine gallorömische Landstädte (vici), Heiligtümer, Friedhöfe, Verkehrsstationen (mansiones), Kastelle für militärische Garnisonen und ländliche Villen (villae), vor allem in der Saar-Mosel-Region, zum Beispiel in Nennig, Perl und in Contiomagus (Dillingen-Pachten), sowie im Bliesgau, zum Beispiel Homburg-Schwarzenacker und Bliesbruck-Reinheim. Die Villa von Perl-Nennig war mit einem prächtigen Fußbodenmosaik ausgeschmückt, das bis heute das größte in situ erhaltene römische Bodenmosaik nördlich der Alpen darstellt. Das aus dem 2. Jahrhundert n. Chr. stammende Nenniger Villengebäude wurde im Jahr 1852 bei Erdarbeiten entdeckt. Der 10 × 16 Meter große Mosaikfußboden eines Villenraumes zeigt zwischen Ornamentrahmen Kämpfe von Menschen und Tieren. Die Nenniger Villa wies eine rund 120 Meter breite Fassade auf, ein abseits errichtetes Bad von fast 500 Quadratmetern Grundfläche und einen 256 Meter langen, überdachten Wandelgang zwischen Wohn- und Badegebäude. Dass zu dem gutsherrlichen Anwesen („villa“) nicht nur der herrschaftliche Wohnsitz („pars domestica“), sondern auch ein Gutshof mit Ökonomiegebäuden („pars rustica“) gehört hatte, erwies sich erst, als im Jahr 1997 moselwärts ein Neubaugebiet erschlossen wurde. Dabei konnten zu beiden Seiten eines riesigen Hofareals die Standorte von drei Gebäuden ermittelt werden. Eines wurde bis 2001 unter Mitwirkung der Fachrichtung Vor- und Frühgeschichte der Universität des Saarlandes vollständig ausgegraben.
Ein prachtvoller Gutshof existierte ebenfalls im benachbarten Borg. Die seit dem Jahr 1987 planmäßig ausgegrabene Anlage der Villa Borg wurde von 1994 bis 2001 gemäß der Befunde rekonstruiert. Die dreiflügelige Anlage erstreckt sich inklusive des Hofareal über eine Fläche von 7,5 ha. Das Haupthaus, dessen Rekonstruktion auch als Regionalmuseum für archäologische Funde genutzt wird, liegt quer zur Mittelachse der Anlage. Es besitzt eine große Empfangshalle mit einer Fläche von 100 m². Die Ausstattung der Wohn- und Wirtschaftsräume sowie des römischen Bades wurde anhand vorgefundener Überreste sowie antiker Vorlagen rekonstruiert.
Mitte des ersten nachchristlichen Jahrhunderts wurden ein Kastell am Fuße des Halberges (Kastell Saarbrücken) und eine Siedlung in Sankt Arnual durch eine zunächst hölzerne, dann steinerne Brücke über die Saar verbunden. Der auf einem Meilenstein nachgewiesene Ortsname der Siedlung am Saarbrücker Halberg war Vicus Saravus (Saarort). Mit diesem Vicus bildete sich zum ersten Mal im heutigen Saarbrücker Stadtgebiet ein Siedlungszentrum heraus. Hier kreuzten sich zwei Fernstraßen (Metz–Mainz, Straßburg–Trier). Der Vicus Saravus war ähnlich groß wie der Vicus von Reinheim-Bliesbrück und übertraf damit die Vici Contiomagus (Pachten), Wareswald bei Tholey, Schwarzenacker und Nennig. Archäologisch bezeugte stattliche, ziegelgedeckte Gebäude mit bis zu 15 m Straßenfront, Fußbodenheizungen, großen Lagerkellern sowie Wasserleitungen von den umliegenden Bergen deuten auf die Bedeutung des Vicus im Gebiet der heutigen saarländischen Landeshauptstadt hin. Schmiedewerkzeuge und Eisenschlacken lassen Eisenverarbeitung vor Ort vermuten, während Gewichte mit Zahlzeichen auf einen Handelsort hinweisen. Arztbestecke belegen eine medizinische Versorgung. Aufgefundene Götterstatuetten und größere Grabsteine sowie eine Villenanlage lassen eine aufblühende gallorömische Kleinstadt erkennen.
Die keltische Götterwelt wurde allmählich den römischen Vorstellungen angepasst. Nur noch wenige Kulte, wie etwa der der Pferde- und Fruchtbarkeitsgöttin Epona, konnten ihre ursprünglich keltische Ausprägung bewahren. In Völklingen-Ludweiler wurden mehrere Steinreliefs der Göttin aufgefunden. Die Verehrung des keltischen Gottes Teutates, die durch Jupitergigantensäulen am Saarbrücker Eschberg, in St. Wendel-Dörrenbach und in Schwarzenacker belegt ist, wurde dem römischen Göttervater Jupiter angeglichen. Die christliche Religion breitete sich an der Saar besonders in der Spätantike im Gefolge der römischen Truppen und der massiven Förderung unter Kaiser Konstantin aus. Trier wurde Bischofssitz und theologischer Wirkungsort der Kirchenlehrer Ambrosius und Hieronymus. Mit der Erhebung des Christentums zur Staatsreligion im römischen Reich durch den römischen Kaiser Theodosius I. im Jahr 380 war der Bereich des heutigen Saarlandes christianisiert. Anhand des beim Abbruch der alten Pachtener Kirche im Jahr 1891 gefundenen „Ursussteines“ mit einem Christusmonogramm ☧ lässt sich belegen, dass bereits im dritten beziehungsweise vierten Jahrhundert n. Chr. Menschen christlichen Glaubens im heutigen Saarland gelebt haben.

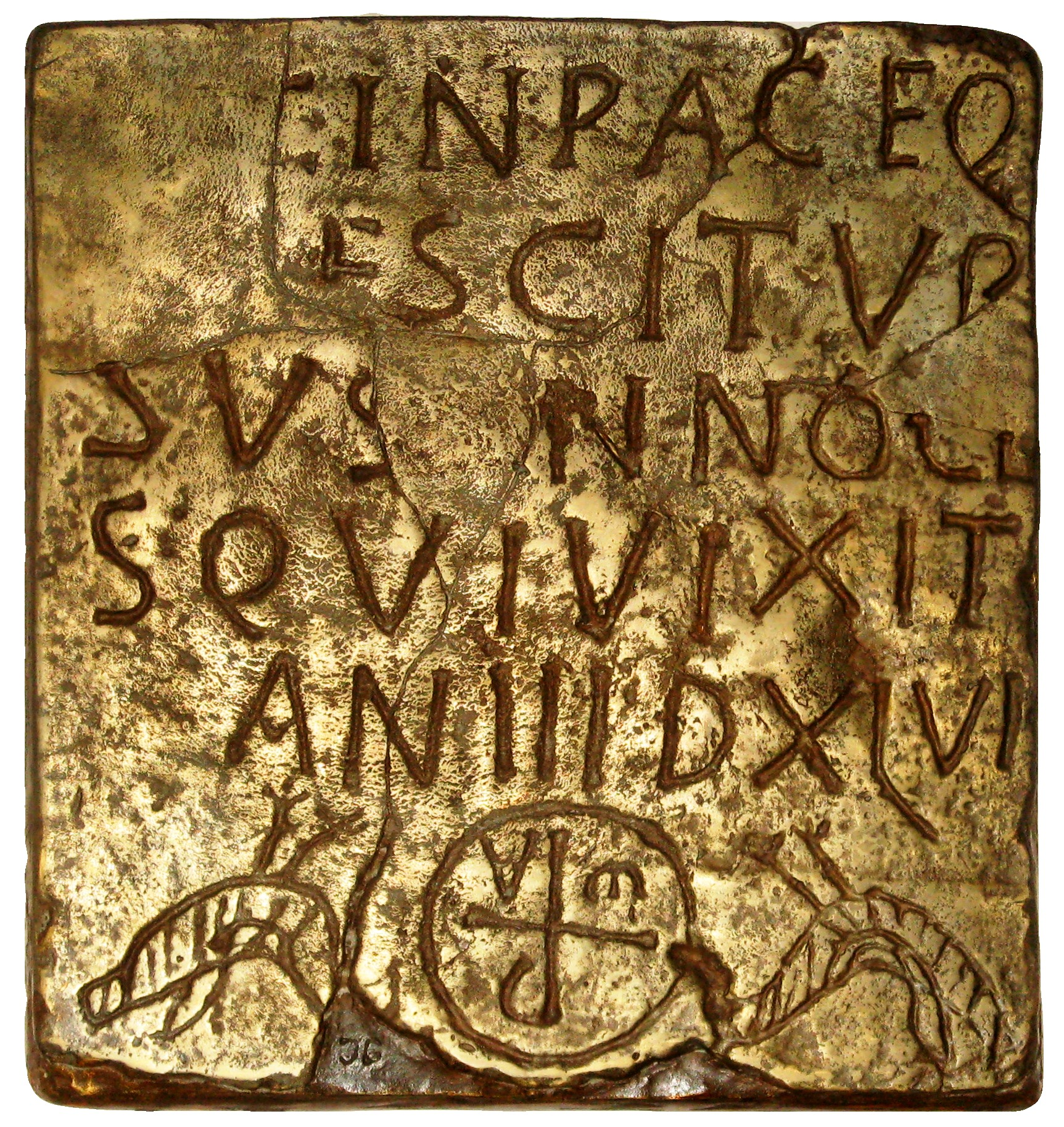
Contiomagus-Pachten, Kopie des christlichen Grabsteines des Kindes Ursus, gefunden beim Abbruch der alten Pachtener Kirche im Jahr 1891, lateinischer Text: IN PACE QUIESCIT URSUS INNOCENS QUI VIXIT AN III D XLVI, Übersetzung: In Frieden ruht hier der unschuldige Ursus, der drei Jahre und 46 Tage gelebt hat. Der originale Grabstein ging im Zweiten Weltkrieg verloren.

Die Zeit der ungebrochenen Prosperität der gallorömischen Kultur im Saarland endete mit der Krisenzeit des dritten nachchristlichen Jahrhunderts. Missernten, Aufstände und Barbareneinfälle, die Aufgabe des Limes zwischen Rhein und Donau brachten der Region einen spürbaren Niedergang. Durch den Einfall der Franken und Alemannen im Rahmen der beginnenden Völkerwanderung wurden das römische Saarbrücken, Schwarzenacker und Dillingen-Pachten im Frühling des Jahres 276 ausgeplündert und niedergebrannt. Münzdepotfunde beweisen, dass diese Überfälle auch den Tod von Einwohnern der Saarorte bedeutet haben müssen.

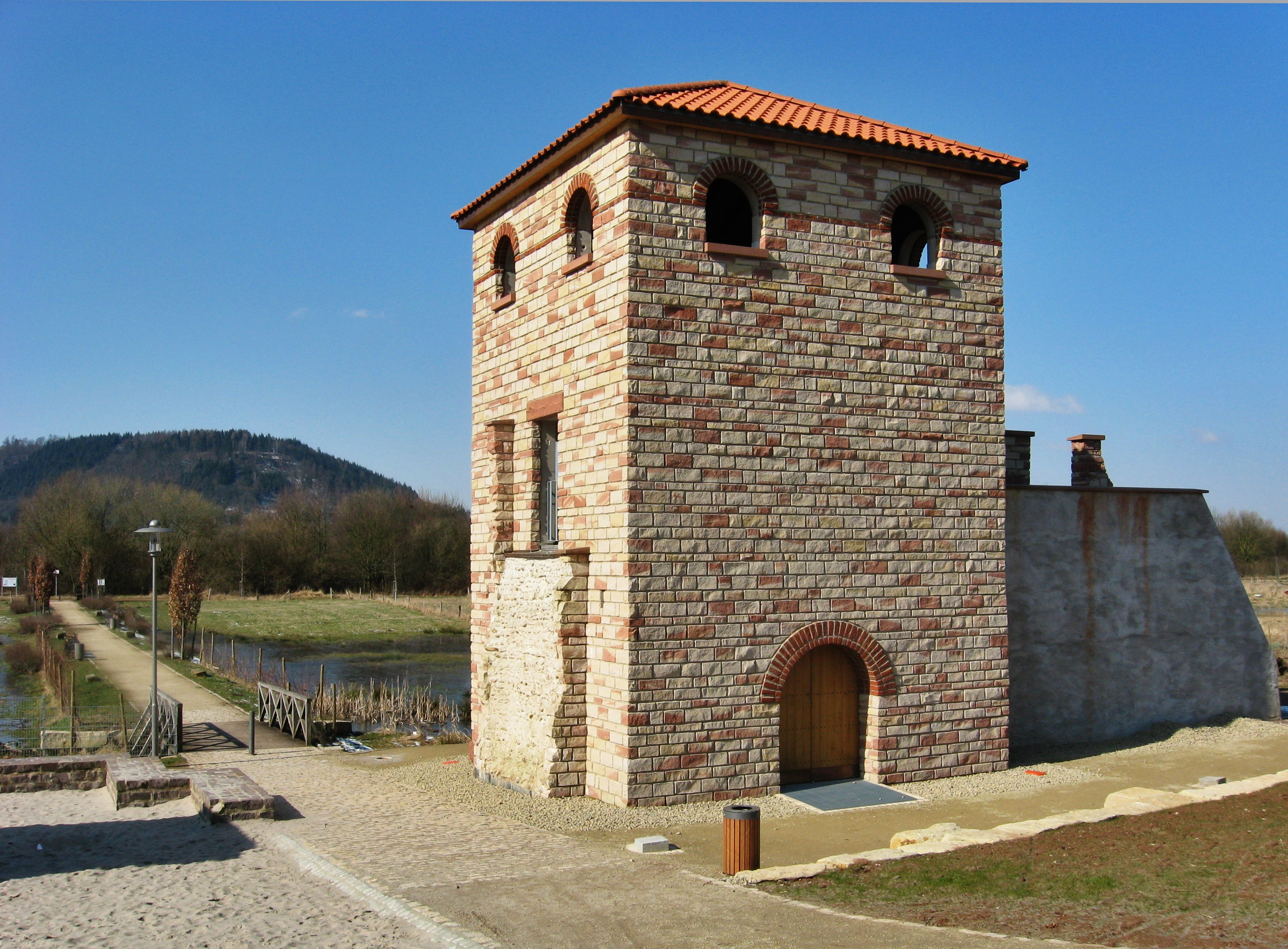
Contiomagus-Pachten, 2009 erbaute Rekonstruktion eines Kastellturmes

Der Wiederaufbau der Saarregion wurde unter Kaiser Probus eingeleitet. Mit dem Überfall der Alemannen im Jahr 352 sanken die gallorömischen Saarorte abermals in Schutt und Asche. Eine relative Stabilisierung brachte die Herrschaftszeit Kaiser Valentinians I., der seit dem Jahr 367 in Trier residierte und in Konz an der Saar (Contionacum) eine prachtvolle Kaiservilla errichten ließ. Zur Erhöhung der Sicherheit wurden an der Saar Kastelle in Merzig (Martiaticum), Saarbrücken und Pachten errichtet, doch währte diese späte Blütezeit nur noch kurz. Der Ansturm der Völkerwanderung bereitete der gallorömischen Kultur im Saarland ein jähes Ende. Kaiser Flavius Honorius musste im Jahr 395 die kaiserliche Residenz von Trier nach Mailand verlegen. Um 400 verlegte man die gallische Präfektur (eine der beiden obersten Verwaltungsbehörden des Westreichs für Gallien, Britannien und Spanien) von Trier nach Arles.
In den Jahren bis 435 wurde Trier und sein Umland an Mosel und Saar viermal von den Franken und den mit ihnen verbündeten Stämmen geplündert. Darüber hinaus kamen Alemannen ins Saartal. Der weströmische Heermeister Flavius Aëtius bemühte sich, die römischen Provinz Gallien während dieser schwierigen Phase zu verteidigen. Mit Hilfe hunnischer Hilfstruppen vernichtete er so im Jahre 436 das sich von Worms ausbreitende Burgunderreich. In der Schlacht auf den Katalaunischen Feldern bei Châlons-en-Champagne konnte sich Aëtius mit Hilfe eines gemischten römisch-germanischen Heeres dem Hunnenkönig Attila entgegenstellen und dessen Vorstoß zum Stillstand bringen. In der Folgezeit beherrschte Arbogast der Jüngere, ein römisch gebildeter Christ mit vermutlich fränkischem Migrationshintergrund, bis nach 480 die Stadt Trier und ihr Umland an Mosel und Saar. Er regierte mit Hilfe verbliebener römischer Verbände und vielleicht fränkischer Foederaten ein relativ kleines Einflussgebiet. Seine Herrschaft ist als eine Übergangszeit zwischen römischer und fränkischer Herrschaft zu begreifen. In den 480er Jahren fiel Trier endgültig an die Franken, die diesen Raum schon in den Jahren zuvor bedrängt hatten. Die spätantike Kultur erlosch bald darauf. Handel mit römischen Münzen und schriftliche Nachrichten brechen weitgehend ab.
Am Ende des 5. Jahrhunderts leitete der fränkische König Chlodwig I. aus der Dynastie der Merowinger die Bildung eines westeuropäischen Großreiches mit Zentrum im Pariser Becken ein. Er unterwarf in den 480er Jahren die gallorömische Bevölkerung und in den 490er Jahren den Stamm der Alemannen. Seinen Übertritt zum Katholizismus vollzog er wohl nach seinem Sieg über die Alamannen in der Schlacht von Zülpich. Dieser Schritt war eine wichtige Weichenstellung für den weiteren Verlauf der mittelalterlichen Geschichte des Saarlandes.

## Mittelalter

### Frühmittelalter

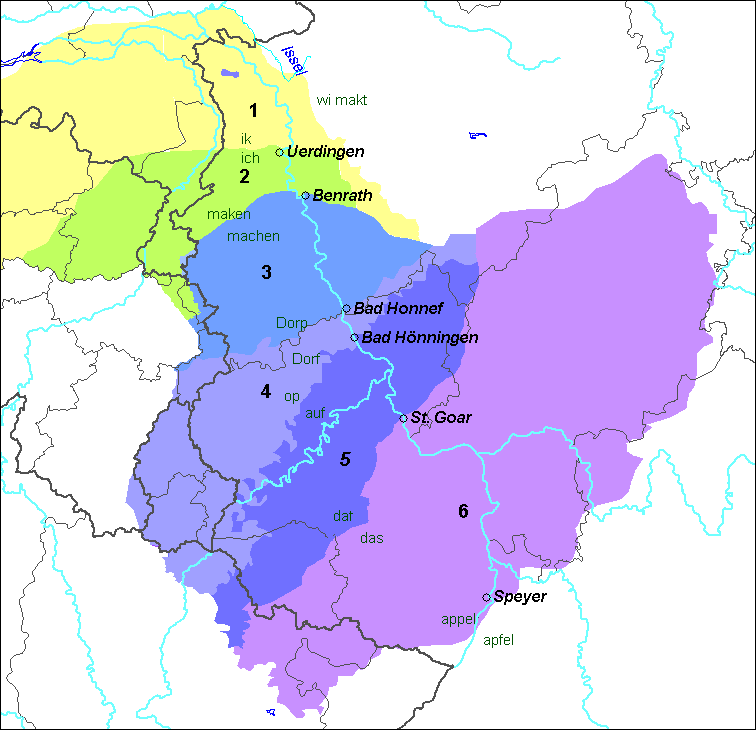
Das Gebiet des Saarlandes innerhalb des Rheinischen Fächers mit dem Verlauf der dat-das-Linie der westmitteldeutschen Mundarten entlang der Hunsrück-Barriere
1: Niederfränkisch
2: Südniederfränkisch
3: Ripuarisch
4: nördliches Moselfränkisch
5: südliches Moselfränkisch
6: Rheinfränkisch

In der Völkerwanderung brach die Römerherrschaft zusammen, was einen starken Bevölkerungsrückgang zur Folge hatte. Die bestehenden Siedlungen, das Straßennetz und die agrarisch genutzten Flächen des Saarlandes gerieten durch Überfälle, Kriege und Seuchen in Verfall. Die bis zum heutigen Tage andauernde Weiterbenutzung der keltischen Flussnamen des Saarlandes deutet aber auf eine Bevölkerungskontinuität hin. Die Weiterexistenz romanischer Sprachinseln östlich der Sprachgrenze zeigen Ortsnamen wie Wahlschied, Wahlen oder Welschbach an. Ebenfalls entlang der Mosel und im Hochwald um Tholey konnten sich romanische Siedlungen halten. Saarländische Ortsnamen, die direkt an die früheren römischen Ortsnamen anknüpfen, gibt es nur noch wenige, wie etwa Bliesbolchen (Bollacum), Mettlach (Mediolacum), Besch (Bessiacum), Bübingen (Bubiacum), Borg (Burnacum), Münzingen (Miniciacum), Nennig (Nanniacum) oder Sinz (Sentiacum). In Pachten (Contiomagus) siedelten sich fränkische Neusiedler in den römischen Ruinen des Ortes an, dessen alter Name verloren ging. Der im Jahr 777 genannte Ortsname von Auersmacher (Auricas Machera) deutet ebenfalls auf Ruinenkontinuität hin.
Während die Franken westlich der Mosel von der ansässigen galloromanischen Bevölkerung assimiliert wurde, assimilierten sie an der Saar ihrerseits weitgehend die gallorömische Bevölkerung, was bis heute an der moselfränkischen bzw. rheinfränkischen Mundart des Saarlandes spürbar ist. Die sogenannte dat-das-Linie, die beide Dialektvarianten voneinander abgrenzt, verläuft quer durch das Saarland. Dieser westmitteldeutsche Sprachraum unterlag im Laufe der Zeit Veränderungen durch Sprachbewegungen aus dem oberdeutschen Raum. Sie drangen als Innovationen in die Talräume vor und wurden in bergigen Gebieten (zum Beispiel die Hunsrück-Barriere) gehemmt, wodurch es zur Ausbildung des Rheinischen Fächers kam. Er ist das linguistische Übergangsgebiet vom Niederfränkischen über das Ripuarische und Moselfränkische zum Rheinfränkischen. Die älteste nachweisbare Sprachschicht des Saarlandes aus dem 13. Jahrhundert zeigt seine heutigen Gebietsgrenzen hauptsächlich eingebunden in die Sprachräume der Territorien Trier, Lothringen und Luxemburg. Die Sprache des Landes an der Saar wurde geformt und umgeformt von aus dem Norden (zum Beispiel niederdeutsche und mittelfränkische Sprachformen) und dem Süden (zum Beispiel baierisch-oberdeutsche und elsässisch-alemannische Sprachformen) kommenden Sprachbewegungen. Bei der aus dem Süden kommenden Sprachumbildung ist die frühneuhochdeutsche Diphthongierung wichtig. Darunter versteht man die Entwicklung der Langvokale î, û und iu (gesprochen: ü [y]) zu ei, au und eu/äu. Die neuhochdeutsche Diphthongierung ging ab dem 12. Jahrhundert vom Südosten des deutschen Sprachraums (heutiges Kärnten, Steiermark) aus und verbreitete sich in den folgenden Jahrhunderten nordwärts in den mitteldeutschen Sprachraum. Der Kontakt mit dem elsässisch-alemannischen Sprachraum ist zum Beispiel in der saarländischen Aussprache der „scht“-Formen gegen die „st“-Formen (zum Beispiel „fescht“, „Luscht“, „hascht“, „bischt“, „muscht“ statt „fest“, „Lust“, „hast“, „bist“, „musst“) festzustellen. Im 14. Jahrhundert setzten von Osten her entlang der Straße Kaiserslautern-Metz umfangreiche sprachliche Neuerungen ein. Dabei wurde der Osten des Saarlandes aus dem bisherigen trierisch-lothringischen Sprachverband gelöst, umgestaltet und zunehmend in den pfälzischen Raum eingebunden. Dabei hat sich in einem Zeitraum von etwa 1350 bis 1600 die heutige „dat/das-Linie“ herausgebildet. Seit der Industrialisierung wurde die Sprache im Saarland nicht mehr aus dem pfälzischen Raum beeinflusst, sondern durch die sich immer weiter verbreitende Schriftsprache.
Vermutlich wurde die fränkische Neubesiedelung des Saarlandes teilweise durch das fränkische Königtum gelenkt. Zahlreiche fränkische Ortsnamen des Saarlandes auf -ingen, -heim oder -dorf verweisen auf ihre Gründer: Fechingen (bei den Leuten des Facho), Dillingen (bei den Leuten des Dullo), Völklingen (bei den Leuten des Fulkilo), Wadgassen (bei den Leuten des Wadugoz), Dudweiler (bei den Leuten des Dudo) oder Lendelfingen (bei den Leuten des Landwulf).

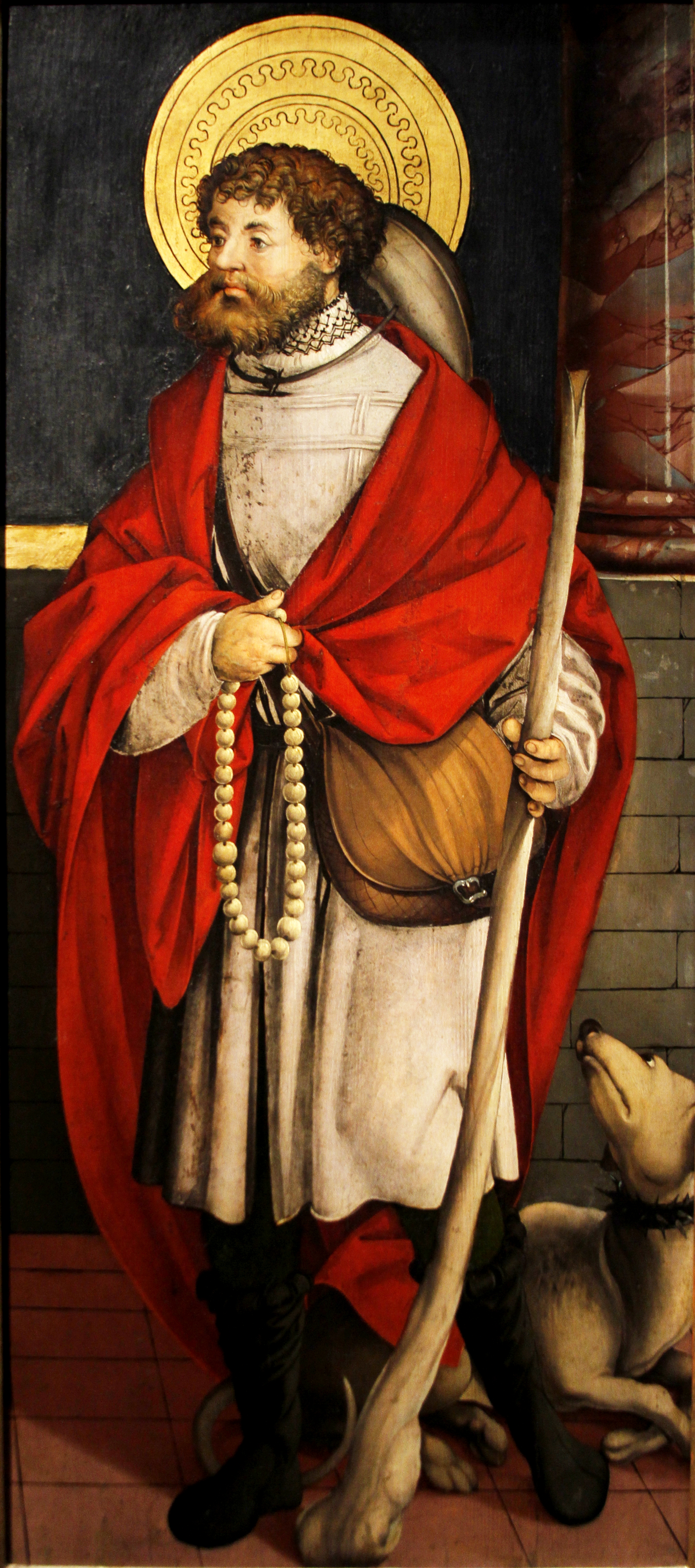
Heiliger Wendalinus, Gemälde von Martin Schaffner aus dem frühen 16. Jahrhundert; Der Überlieferung nach war Wendelin ein schottisch-irischer Königssohn. Er kam zur christlichen Mission ins Saarland.

Eine erste Christianisierung hatte bereits in römischer Zeit stattgefunden. Im Gefolge der Taufe des fränkischen Königs Chlodwig I. aus der Dynastie der Merowinger durch den Reimser Bischof Remigius um das Jahr 500 wurden die meist noch heidnischen Neusiedler christianisiert, was die Integration der gallorömischen Bevölkerung erleichterte. Der christliche Glaube der germanischen Bevölkerungsschichten wurden durch eine Missionswelle angelsächsischer und iroschottischer Missionare im 6. Jahrhundert wie Ingbert, Wendelin und Oranna gefestigt.

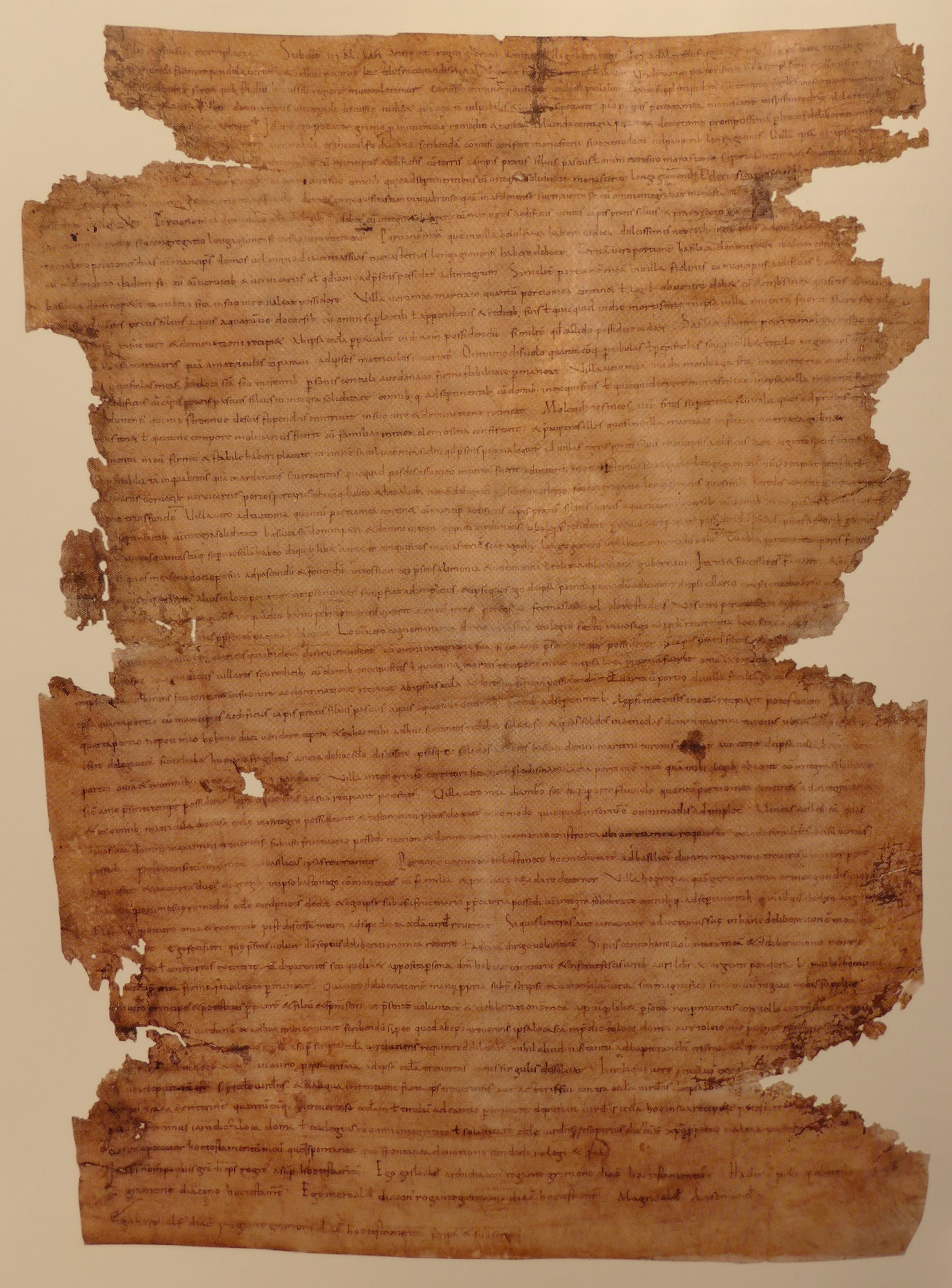
Abschrift des Testaments des Adalgisel Grimo aus dem 10. Jahrhundert. Die Urkunde gilt als ältestes Schriftstück des Rheinlandes (Landeshauptarchiv Koblenz, Bestand 1 a, Nummer 1)

Erste Züge einer diözesanen Organisation im Saarland werden durch das Testament des fränkischen Adeligen und Diakons der Verduner Kirche, Adalgisel Grimo, sichtbar. In der Urkunde bestimmte er am 30. Dezember 634 unter anderem, dass sein Besitz im Ort Tholey mitsamt der dort von ihm errichteten „loca sanctorum“ an das Bistum Verdun, dem zu dieser Zeit Bischof Paulus vorstand, fallen sollte. Auf Bitten Adalgisel Grimos entsandte der Bischof von Trier, der auch die Tholeyer Kirche weihte, Kleriker nach Tholey.
Die lateinisch verfasste und in einer Abschrift erhaltene Urkunde des Adalgisel Grimo gilt heute als die älteste erhaltene Urkunde des Rheinlandes. Adalgisel Grimo, der über zahlreiche, weit gestreute Güter im austrasischen Reichsteil, vor allem zwischen der Maas, den Ardennen und dem Hunsrück, verfügte, war nach eigener Aussage an der Verduner Domkirche erzogen worden. Sein Stammbesitz könnte durch Zuweisung bei der Landnahme der Franken am Ende des 5. und zu Beginn des 6. Jahrhunderts in den Besitz seiner Familie gekommen sein, denn die in der Urkunde genannten Orte tragen alle vorgermanische Namen. Die Verwandtschaft Adalgisel Grimos mit dem Herzog Adalgisel gilt als gesichert. Dieser Herzog führte zusammen mit Bischof Kunibert von Köln die Regentschaft für den unmündigen Unterkönig Sigibert III. und ist auch in der näheren Umgebung von König Childerich II. nachzuweisen.
Nach dem Bau seiner Eigenkirche in Tholey hatte sich Adalgisel Grimo an den Trierer Bischof, vermutlich Moduald, mit der Bitte gewandt, Kleriker zu schicken und die Tholeyer Kirche zu weihen. Der Urkundentext ist insofern eindeutig, als in Tholey nicht einem einzelnen Pfarrer, sondern einer Klerikergemeinschaft die Seelsorge obliegt. Es bleibt offen, ob dies eine lockere Gemeinschaft von Weltgeistlichen (Stiftsherren wie später im Stift St. Arnual an der Saar) war, oder eine monastisch geregelte Gemeinschaft nach dem benediktinischen oder columbanischen Vorbild.

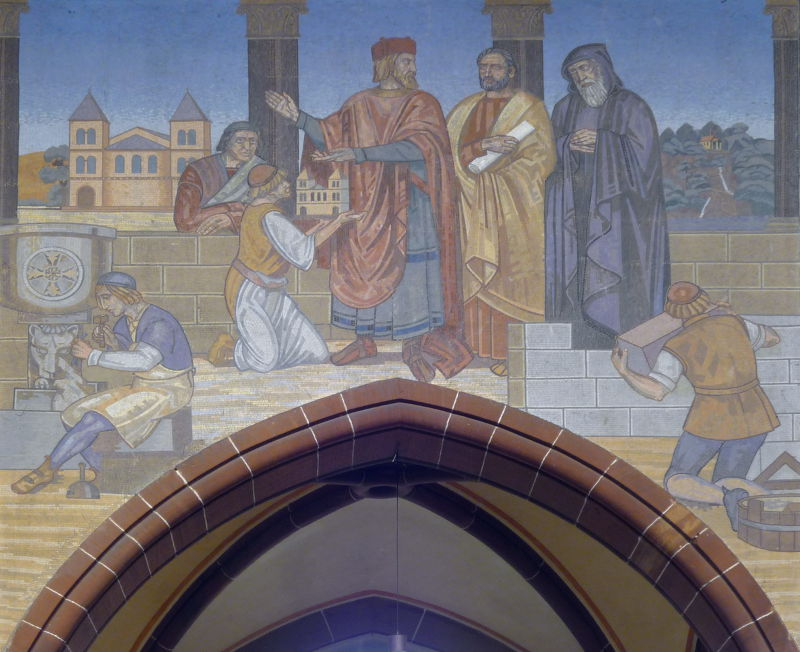
Die Gründung der Abtei Mettlach durch Lutwinus, Mosaik in der Mettlacher Lutwinuskirche

Ende des siebten Jahrhunderts gründete der fränkische Adlige Lutwinus die Abtei Sankt Peter und Maria als Doppelkloster an der Stelle des heutigen Ortes Mettlach und trat selbst in das Kloster ein, das der Benediktinerregel unterstellt war. Als Liutwin später Bischof von Trier (697–715) wurde (zudem auch Reims (717) und Laon), ergab es sich über mehrere Jahrhunderte hinweg, bis ins 10. Jahrhundert hinein, dass der Trierer Bischofsstuhl und die Leitung der Abtei in Personalunion besetzt wurden.
Bereits 757/768 brachte Lantbert, wohl ein Verwandter Liutwins und Stammvater der Widonen, das Kloster Mettlach in seinen Besitz. Vermutlich im Jahr 782 wies dann König Karl der Große die daraus abgeleiteten Ansprüche von Lantberts Söhnen, darunter Guido von Nantes, auf Mettlach ab. Danach übten noch im 9. Jahrhundert die Karolinger königliche Rechte in Mettlach aus, vor allem Kaiser Lothar I., der zu Beginn seiner Herrschaft den späteren Grafen Wido I. von Spoleto in den Besitz des Klosters setzte. Nach dem Ende des karolingischen Herrscherhauses war die Abtei Mettlach dann ein Eigenkloster des Bistums Trier.

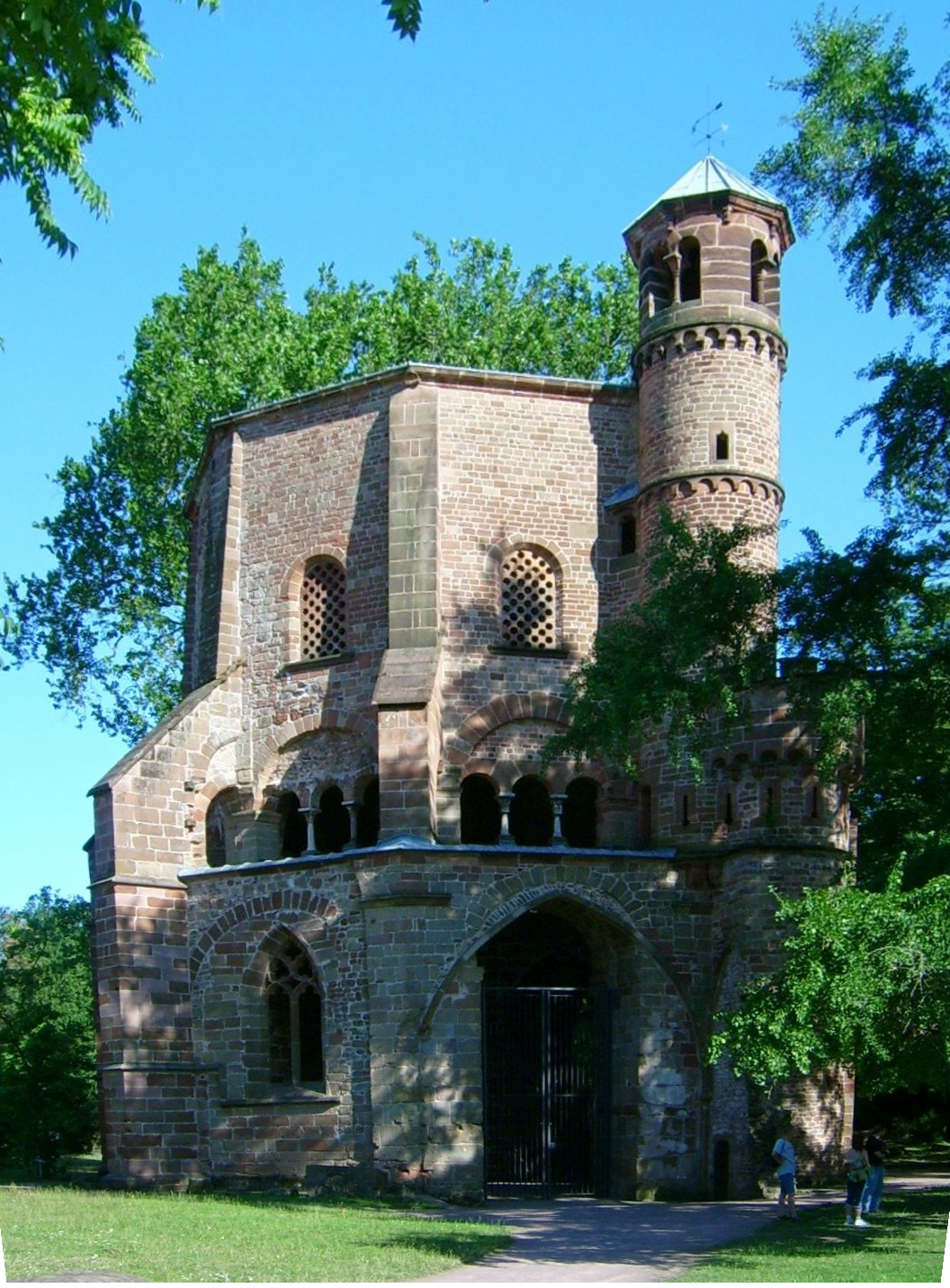
Mettlach, Alter Turm, ältestes Bauwerk des Saarlandes, ehemalige Grabkapelle des heiligen Lutwinus

Die Personalunion endete, als Bischof Ruotbert von Trier (931–956) dem Kloster die freie Abtwahl zugestand. Ruotbert war es auch, der eine bislang auf den Trierer Dom gerichtete Pfingstprozession aus dem Südosten der Diözese nach Mettlach umleitete und so die Tradition Mettlachs als Wallfahrtsort begründete.
Um das Jahr 990 baute Abt Lioffin eine Marienkirche als Grabkirche des Gründers. Diese Kirche in Form eines Oktogons, nach dem Vorbild des Aachener Doms, ist heute als der Alte Turm bekannt und stellt das älteste Bauwerk des Saarlandes dar. Der romanische Bau und eine in den 1220er Jahren erworbene Kreuzreliquie, die Mettlacher Staurothek, sind Zeugnisse der Bedeutung der Mettlacher Abtei im Mittelalter.
Lutwinus’ Enkel Graf Warnharius aus dem Geschlecht der Widonen (Vorfahren der Salier) schenkte Landbesitz an den Missionsbischof Pirminius für die Gründung des an der heutigen saarländischen Grenze gelegenen Klosters Hornbach.

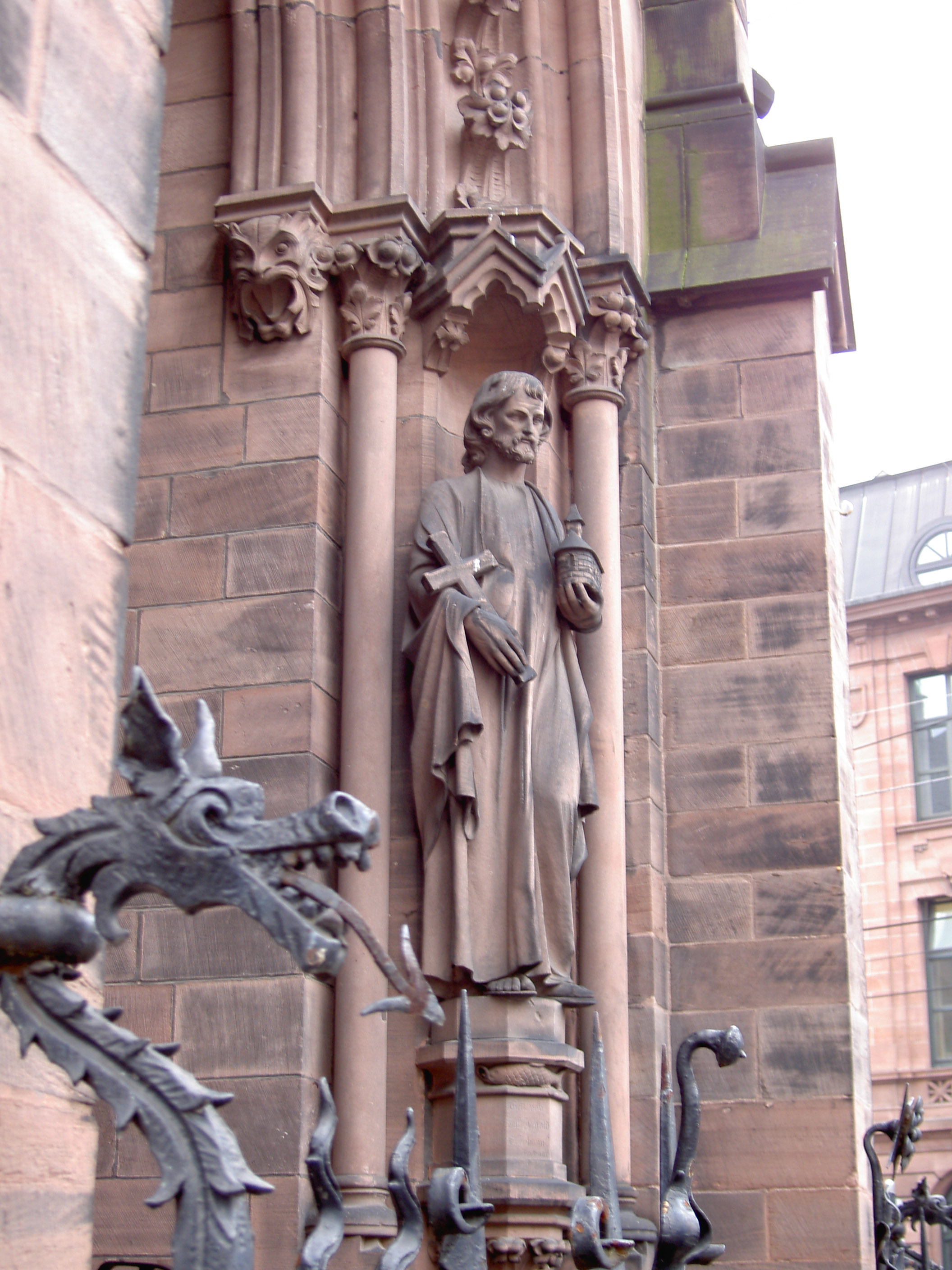
Figur des Arnulf von Metz am Portal der evangelischen Johanneskirche in St. Johann a.d. Saar;
Laut einer Legende habe Arnulf im Jahr 629 seinem Bischofsamt entsagt und sich in die Heidenkapelle (ehemaliges Mithräum) am Halberg zurückgezogen, wo bereits sein angeblicher Vater, der heilige Arnual, als Einsiedler gelebt habe. Von dort aus habe er die Errichtung der Johannes dem Täufer gewidmeten Kapelle (Ort der Basilika St. Johann) im Fischerdorf St. Johann initiiert. Vom Titelheiligen dieser Kapelle hat dann das Fischerdorf den Ortsnamen St. Johann übernommen.

Im 6. Jahrhundert trat Metz, das unter König Sigibert I. zur Hauptstadt Austrasiens wurde, als Zentralort des Saarraumes an die Stelle von Trier. Sigibert Sohn Childebert II. übergab den Bischöfen von Reims Königsgut an der Saar. An diese merowingische Schenkung erinnert bis heute das ehemalige Bischofsdorf Bischmisheim. Childeberts Sohn Theudebert II. schenkte dem Metzer Bischof Arnulf von Metz den Königshof Merkingen, der vermutlich nach dem Tod des Metzer Bischofs in Sankt Arnual umbenannt wurde. Arnulf, der zur Familie der Pippiniden gerechnet wird, und sein als heilig verehrter Vater Arnual galten in Metz und am fränkischen Königshof seit der Zeit Karls des Großen als Stammvater der Karolinger.

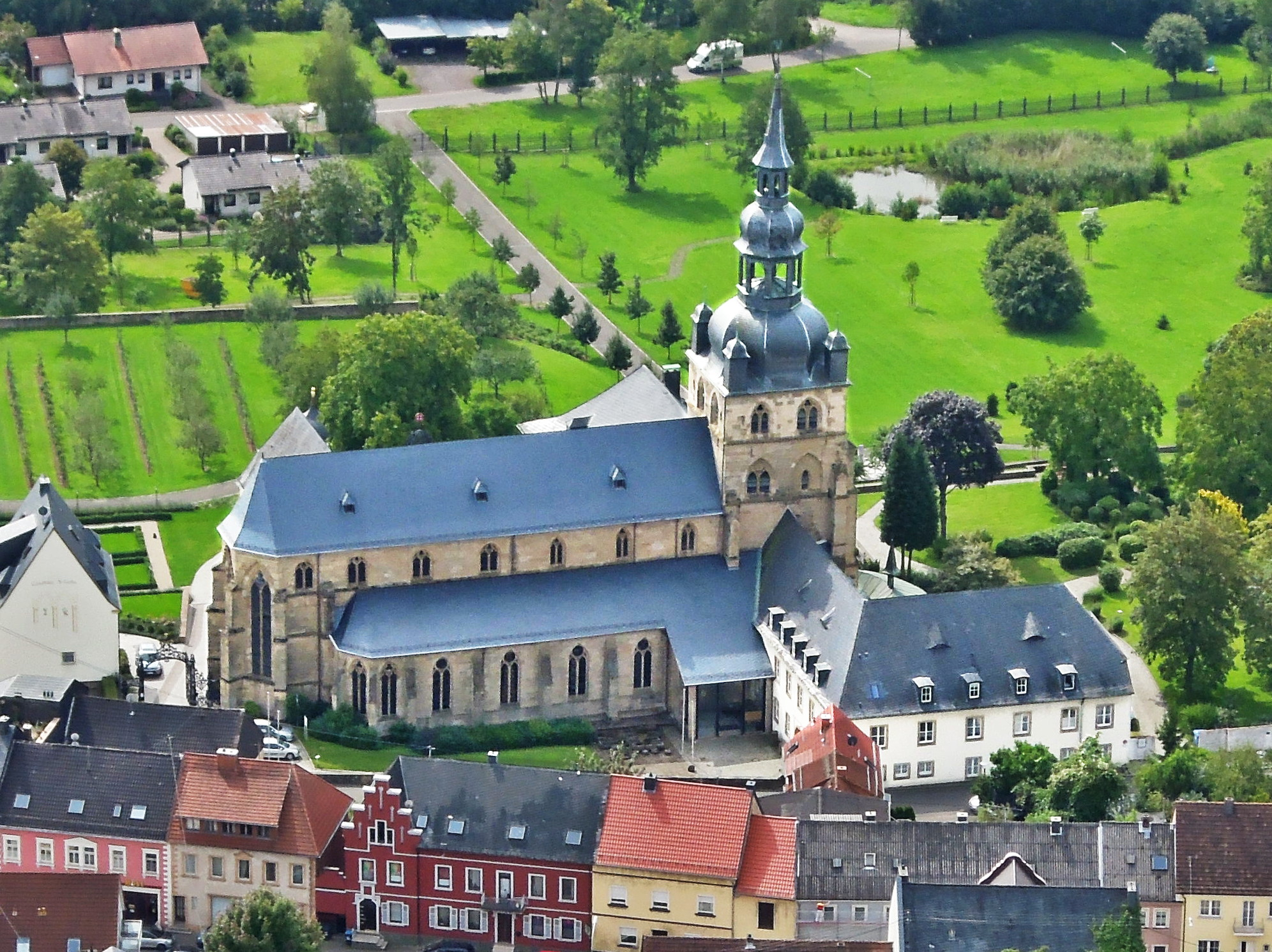
Die Tholeyer Abteikirche St. Mauritius vom Schaumberg aus

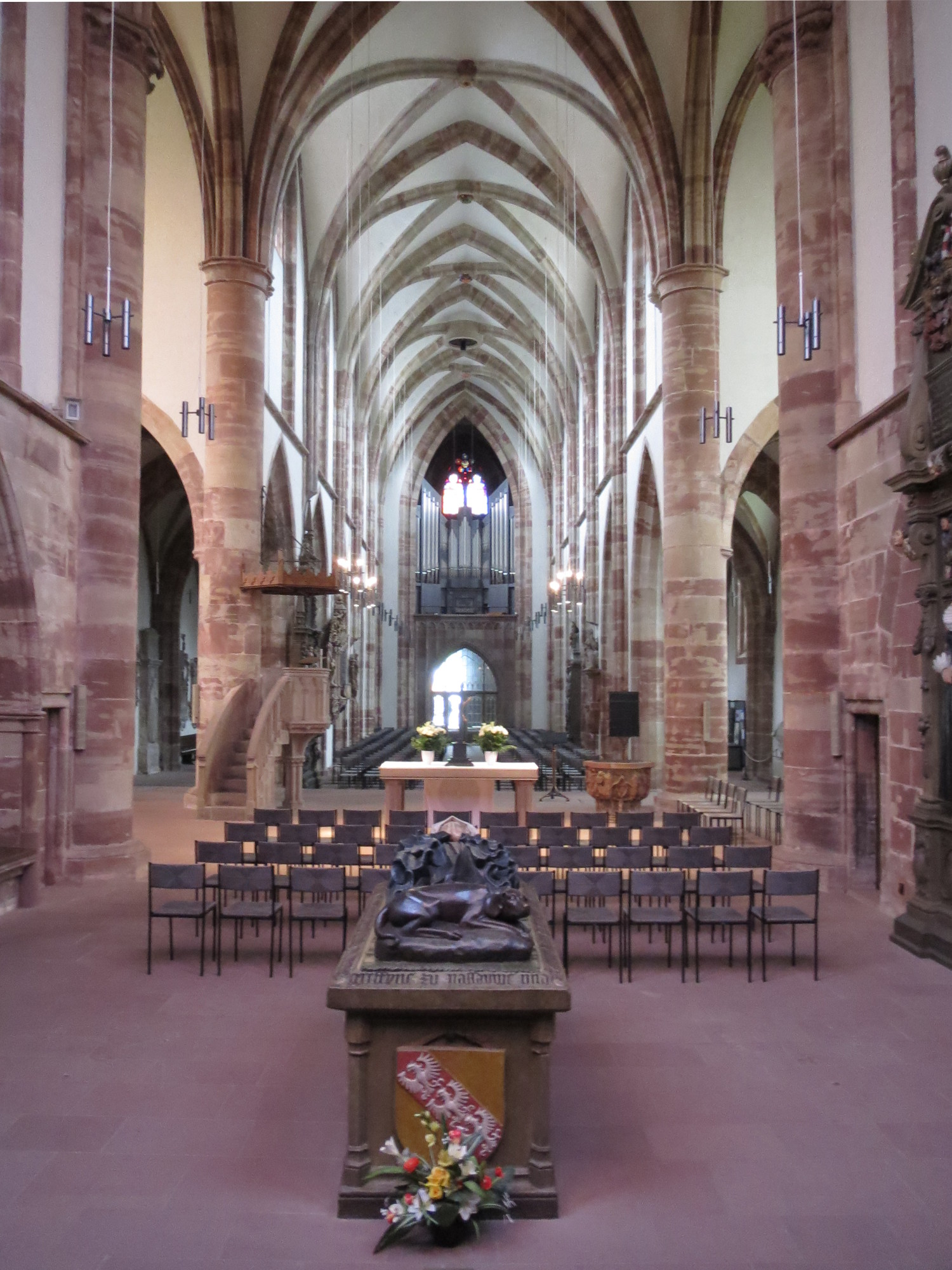
Inneres der Stiftskirche St. Arnual gegen Westen

Unter dem Metzer Bischof Chrodegang wurden die Kirchensprengel an der Saar erstmals geformt. Saarländische Ortsnamen mit dem Suffix -kirchen, wie etwa Wiebelskirchen, entstanden in dieser Zeit mit dem Bau von neuen Pfarrkirchen. In kirchenrechtlicher Hinsicht blieb aber das Bistum Metz weiterhin dem Trierer Bistum unterstellt, dessen Kirchenprovinzgrenzen mit den Suffraganbistümern Metz, Toul und Verdun sich an die politischen Strukturen der Spätantike anschließen. Dem Erzbistum Trier gelang es in den folgenden Jahrhunderten, mit dem Hochstift Trier eine eigene politische Landeshoheit aufzubauen. Der trierische Hochstiftsbesitz im Nordsaarland wurde später in die Verwaltungsämter Saarburg, Merzig und Grimburg eingeteilt. Völklingen und Malstatt bildeten die südlichsten Pfarrorte des Bistums Trier, während Ottweiler, Illingen und St. Ingbert die nördlichsten Pfarreien des Bistums Metz waren. Die südlichen trierischen Pfarreien wurden durch das Archidiakonat Tholey betreut, dessen frühgotische Abteikirche den Machtanspruch des Erzbistums ausdrücken sollte. Metz betonte mit dem Bau der ebenfalls frühgotischen Stiftskirche St. Arnual seinerseits den eigenen Machtanspruch an der Saar. Die Diözesangrenzen zwischen Metz und Trier blieben im Wesentlichen (Ausnahme St. Wendel (Bistum Verdun), 1326/28 Kauf durch den Trierer Kurfürsten und Erzbischof Balduin von Luxemburg) bis zu den kirchenpolitischen Umwälzungen des Jahres 1802 bestehen.
Mit dem späten achten bis zum Ende des 13. Jahrhunderts wuchs im Saarland die Bevölkerung an und eine Periode der Rodungen setzte ein. Bereits in der Merowingerzeit waren die Orte zu Gauen zusammengefasst worden. Die Gaue benannte man nach den wichtigsten Flüssen der Region. So wird im Vertrag von Meerssen im Jahr 870 der obere sowie der untere Saargau, der Rosselgau, der Niedgau und der Bliesgau erwähnt. Zu dieser Zeit unbesiedelt war das teilweise gebirgige Waldland des Vosagus, das die heutigen Vogesen, den Pfälzer Wald, den Hunsrück mit dem Schwarzwälder Hochwald und den Warndt umfasste.
Auf den fruchtbaren Muschelkalkböden des Saar- und Bliesgaues wurden in einer zweiten Siedlungswelle Orte gegründet, deren Namen in der Karolingerzeit meist mit den Suffixen -weiler, -kirchen, -hausen sowie -hofen gebildet wurden. Die höheren Waldzonen des Saarlandes wurden hinsichtlich einer Besiedelung, die auf die Initiative von Adeligen oder Klöster zurückgeht, noch gemieden. Allerdings ging man jetzt an die Besiedelung der Nebenflusstäler, etwa im Nahegau. So liegen alle Altpfarreien des Saarlandes im Gebiet der fränkischen Erstbesiedelung.

Vertrag von Verdun:

Im Vertrag von Verdun im Jahr 843 wurde das Karolingerreich aufgeteilt. Dabei fielen Metz und Trier an das Mittelreich (Lotharii Regnum) Lothars I. Nach dem Zerfall des Mittelreiches kam das Gebiet im Jahr 870 unter König Ludwig dem Deutschen an das Ostfrankenreich, aus dem das heutige Deutschland hervorging. In dieser Zeit wurde das heutige Saarland durch Überfälle der Wikinger und Ungarn stark erschüttert. So fiel Bischof Wala von Metz am 11. April 882 in der Schlacht bei Remich an der heutigen saarländisch-luxemburgischen Grenze gegen die Wikinger. Eine politische Stabilisierung der Region setzte mit dem Übergang des Königtums an die Dynastie der Ottonen unter König Heinrich I. ein.
In diese Zeit fallen vermutlich der Bau der Gaugrafenburgen von Saarbrücken, St. Ingbert (Stiefler Schloss) und Altfelsberg. Die Burg Homburg wurde spätestens bis 950 errichtet. Auf einer Burg bei St. Wendel, das damals noch „Basenvillare“ hieß, soll im Jahr 950 ein Zusammentreffen von König Otto I. und dem westfränkischen König Ludwig IV. stattgefunden haben. Die Reichsburg Kirkel wird erstmals Ende des 11. Jahrhunderts erwähnt. Alle diese Burganlagen spielten für mehrere Jahrhunderte in der Geschichte des Saarlandes eine bedeutende Rolle.
Mit dem Sieg König Ottos I. über die kriegerischen Ungarn im Jahr 955 in der Schlacht auf dem Lechfeld begann eine friedlichere Periode an den Grenzen des Reiches. Befördert wurde diese Konsolidierung auch mit einem starken Bündnis zwischen Königtum und der Reichskirche. So schenkte Kaiser Otto III. am 14. April 999 im Petersdom in Rom die Königsburg Sarabruca zusammen mit dem Königshof Völklingen und den Waldgebieten um Quierschied und im Warndt mitsamt den dazugehörigen Dörfern, Feldern, Wiesen, Wäldern, Eigenleuten, Amtspersonen, Kirchen, Zöllen, Märkten, Gewässern, Fischrechten sowie Mühlen dem Metzer Bischof Adalbero II. Bereits zehn Jahre später brachte Kaiser Heinrich II. die Saarbrücker Burg in seinen Besitz, doch schenkte Heinrich IV. die Saarfestung im Jahr 1065 wiederum dem Metzer Bischof. Im Jahr 1180 übergab Heinrich die auf einem Saarfelsen gelegene Burg jedoch seinem Gefolgsmann Sigebert, dem er überdies Wadgassen an der Saar zum unbeschränkten Eigentum schenkte. Im Gefolge des Investiturstreites gelang den Saarbrücker Grafen die Emanzipation von ihren geistlichen Lehnsherren in Metz. Damit begann der Aufbau einer eigenen Landeshoheit mit Saarbrücken als Zentrum.

### Hochmittelalter

Herzogtum Lothringen nach dem Jahr 959 mit Ober- und Niederlothringen

Mit dem Beginn des Hochmittelalters erlebte das Land an der Saar, bedingt durch die hochmittelalterliche Warmzeit eine Phase ökonomischer Prosperität. So hatte sich bereits im neunten Jahrhundert die Bevölkerung verdoppelt. Die Voraussetzungen für den Getreide- und Weinanbau verbesserten sich. Nun wurden auch an der mittleren und oberen Saar Rebstöcke kultiviert und die ungünstigen Flächen des Warndtwaldes, des Hochwaldes, des Hunsrücks sowie des Pfälzer Waldes unter den Pflug genommen. Zahlreiche neu gegründete Ortschaften deuten mit ihren Suffixen wie -scheid, -schied, -holz, oder -rath auf die umfangreichen Waldrodungen hin. Am Ende des 13. Jahrhunderts hatte das Saarland wieder den Bevölkerungsstand der antiken Prosperitätsphase erreicht. Mit ca. 820 Ortschaften kam das Saarland um das Jahr 1300 auf ein bisheriges Maximum. Der Bau von Höhenburgen sollte der Sicherung des Landesausbaues dienen, gleichzeitig die Verkehrswege kontrollieren und die Einnahme von Zöllen sicherstellen. Diese Aufgaben oblagen Ministerialgeschlechtern, die von Lehnsherren dazu beauftragt worden waren.

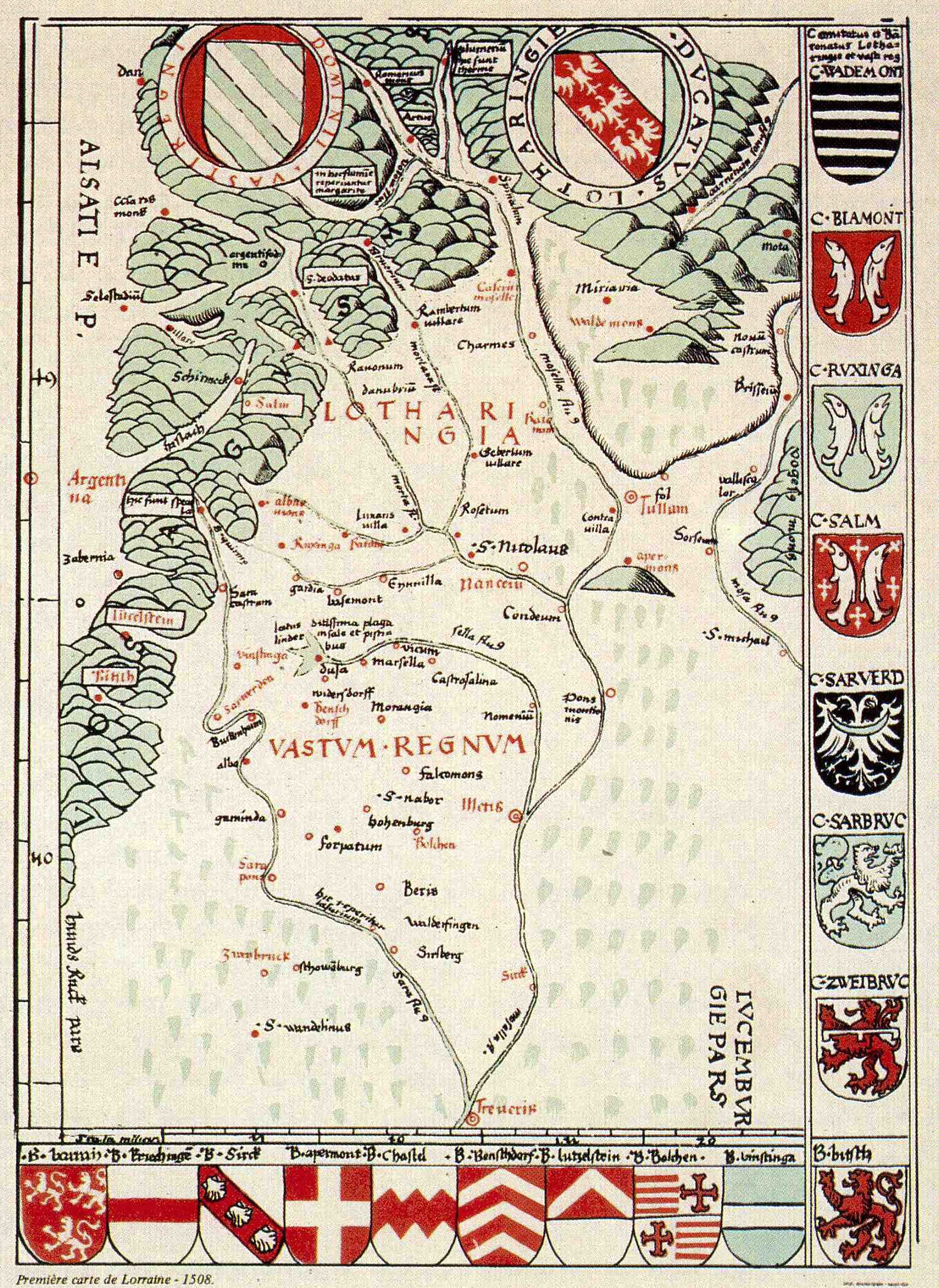
Älteste kartographische Darstellung der lothringischen Orte auf einer Karte des Jahres 1508

Im 10. Jahrhundert entstand aus dem oberlothringischen Territorium das Herzogtum Lothringen als Lehen der deutschen Könige. Um das Jahr 1050 wurde Gerhard von Elsass, der bereits über Güter im Saargau und im Bliesgau verfügte, von Kaiser Heinrich III. mit diesem Herzogtum belehnt. Als das Blieskasteler Grafenhaus im Jahr 1237 im Mannesstamm ausstarb, gelang es den lothringischen Herzögen, ihrem Territorium das Gebiet des späteren Oberamtes Schaumburg einzuverleiben. Dieser Besitz ging erst im Jahr 1787 von Frankreich an die Herrschaft Pfalz-Zweibrücken über.
Ebenfalls aus ehemals oberlothringischem Gebiet entstand die Grafschaft Luxemburg, die sich nach einem im Jahr 1060 von der Trierer Abtei St. Maximin erhaltenen Lehen, der „Lucilinburhuc“, nannte. Der territoriale Besitz der Grafschaft ragte über die Mosel in das Saarland hinein.
Zu Beginn des 12. Jahrhunderts benannte sich eine Grafenfamilie, die den Saargaugrafen Sigebert I. als ihren Ahnherren angab, nach der Saarbrücker Burg. Sigebert hatte zum Hochadel der Salierzeit gehört. Die Saarbrücker Grafen befreiten sich nach und nach von der geistlichen Lehnshoheit des Hochstiftes Metz und erreichten die Erblichkeit des Grafenamtes. Die Zerstörung ihrer Saarbrücker Burg durch Kaiser Friedrich Barbarossa in einer Fehde des Jahres 1168 führt ihre geschwächte Stellung hinsichtlich der staufischen Königsmacht vor Augen. Wie stark diese Zerstörung der Saarbrücker Burganlage war, bleibt offen, denn bereits wenige Jahre später, im Jahr 1171 wurden die Grafen von Saarbrücken wiederum in ihrer Position bestätigt, wobei ihre Lehensuntertänigkeit unter die Bischöfe von Metz ausdrücklich betont wird.
Die Grafen von Saarbrücken zählten seit dem Beginn des 12. Jahrhunderts zu den mächtigsten Geschlechter im südwestdeutschen Raum mit umfangreichem Landbesitz an der Saar, im Bliesgau, im Elsass, in der Pfalz und am Mittelrhein sowie einträglichen Vogteien. Ihre Machtstellung wird ebenso dadurch charakterisiert, dass sie im 12. Jahrhundert zweimal die Erzbischöfe von Mainz stellten. Wohl bald nach 1100 fiel ihnen auch die Vogtei über das Kloster Hornbach zu, dessen ausgedehnte Besitzungen zwischen der Blies und dem Pfälzer Wald lagen. Am Übergang über den Schwarzbach entstand hier die Burg Zweibrücken. Durch Erbteilung im Saarbrücker Grafenhaus kam Zweibrücken 1182/1190 an den jüngeren Sohn des Saarbrücker Grafen Simon I., Heinrich I., der die Linie der Grafen von Zweibrücken begründete. Neben der Burg Zweibrücken bestand eine bürgerliche Siedlung, die im Jahr 1352 zusammen mit Hornbach Stadtrechte erhielt. In der nächsten Generation spalteten sich im Jahr 1212 die Grafen von Leiningen ab. In Ermangelung erbberechtigter Nachkommen wurde der Besitz im Jahr 1385 an die Pfalzgrafen bei Rhein aus der pfälzischen Linie der Wittelsbacher verkauft und im Jahr 1394 als erledigtes Lehen endgültig eingezogen. Im Jahr 1410 wurde das neu gebildete Fürstentum Pfalz-Simmern-Zweibrücken geschaffen, das bis zum Ende des Heiligen Römischen Reiches bestand und dessen Herzöge zuerst die Kurpfalz und danach Kurbayern erbten. Als Könige von Bayern herrschte die wittelsbachische Dynastie über diese Gebiete bis zur Novemberrevolution des Jahres 1918.
Um ihre Lehensuntertänigkeit vom Hochstift Metz zu reduzieren, versuchten die Grafen von Saarbrücken, ihre Bindung an das Hochstift Trier zu verstärken. Dies geschah durch die Indienstnahme ihres Besitzes in Wadgassen. Der Königshof Wadgassen („Villa Wadegozzinga“) war erstmals am 19. September 902 als Ausstellungsort einer Urkunde Ludwigs des Kindes erwähnt worden. Im Jahr 1080 hatte König Heinrich IV. in einer in Mainz ausgestellten Urkunde seinem Getreuen Sigebert die Villa Wadgassen („Villa Wuadegozzingen“) als Amtsgut bei dessen Bestellung zum Grafen im unteren Saargau überantwortet:
Zwei von Sigeberts Söhnen besetzten als Geistliche hohe kirchliche Positionen, der Speyerer Bischof Bruno von Saarbrücken und der Mainzer Erzbischof Adalbert I. von Saarbrücken. Beim Tod von Sigiberts Haupterben, Friedrich von Saarbrücken, vermachten dessen Witwe Gisela, eine Enkelin des Grafen Dietmar von Selbold-Gelnhausen, und der gemeinsame Sohn Simon I. von Saarbrücken im Jahr 1135 gemäß einem Gelübde des Verstorbenen den Besitz Wadgassen der Kirche von Trier mit allen Rechten zur Gründung eines Augustinerchorherrenstiftes. In der Umgebung Wadgassens bestand spätestens seit dem Spätmittelalter ein ähnliches Stift in St. Arnual saaraufwärts.

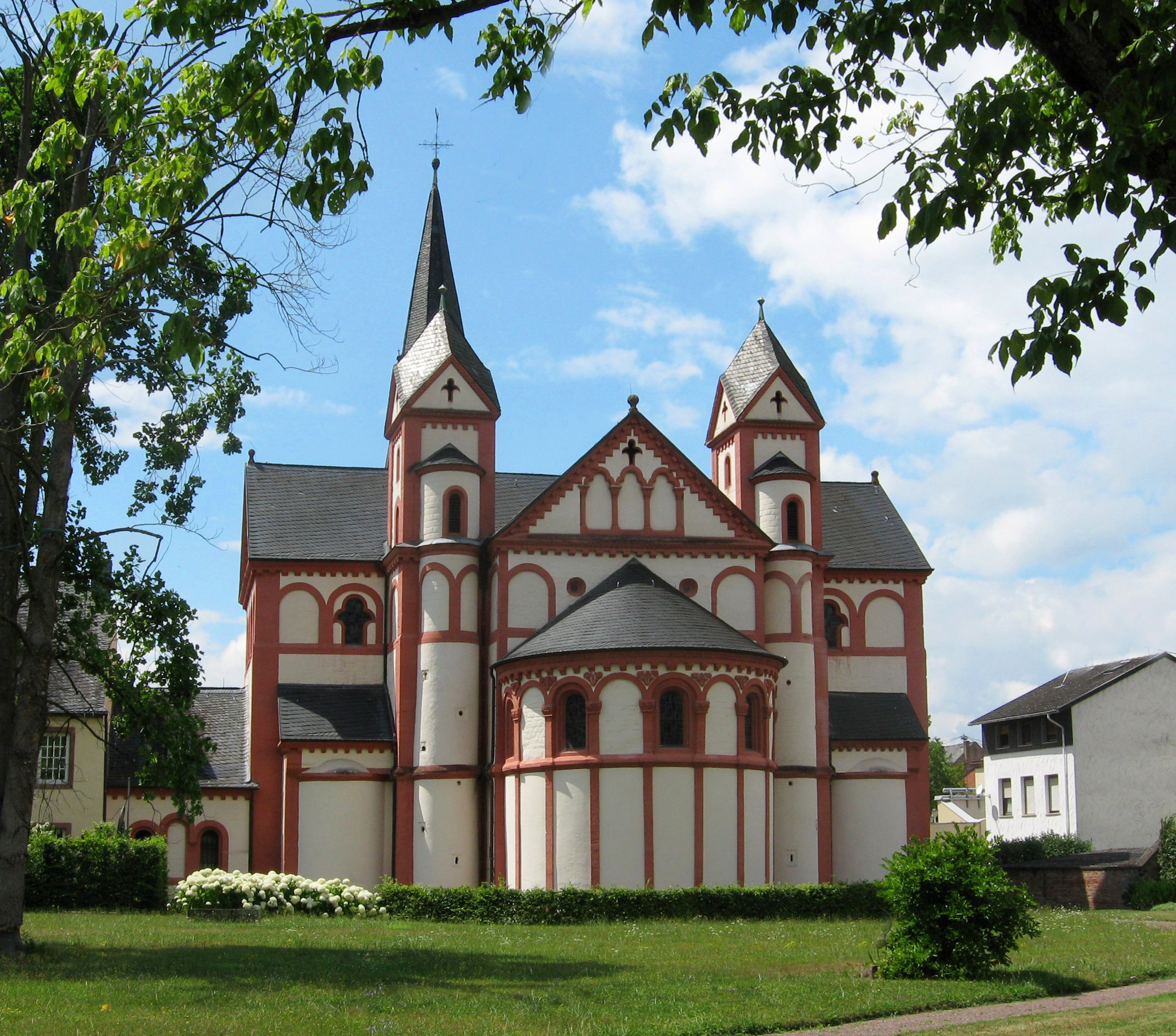
Ehemalige Klosterkirche, jetzt Pfarrkirche St. Peter in Merzig

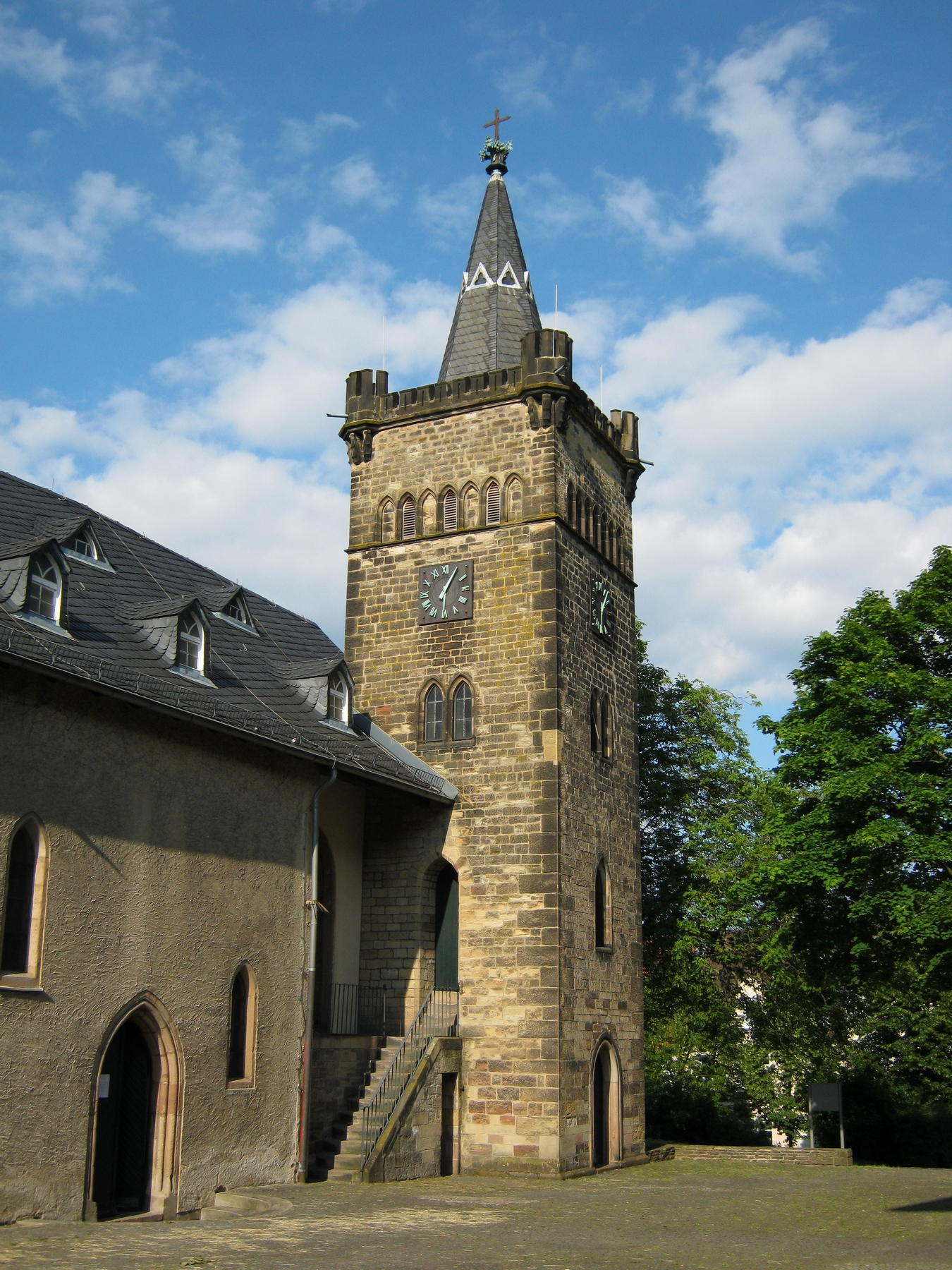
Deutschherrenkapelle in Saarbrücken

Der Trierer Erzbischof Albero von Montreuil unterstellte das Kloster Wadgassen einer Vogtei, die de facto bei den Grafen von Saarbrücken verblieb, und verlieh ihm das Predigt-, Tauf- und Begräbnisrecht sowie die freie Abtswahl. Durch die Stiftung der Wadgasser Abtei konnte der Landesausbau an der mittleren Saar weiter gefördert werden. Mit den Klöstern in St. Arnual, Tholey, Neumünster (Ottweiler), Mettlach, Hornbach, Wadgassen, Wörschweiler, Merzig, Fraulautern, Gräfinthal, Wallerfangen sowie den Deutschordenskommenden St. Elisabeth bei Saarbrücken und in Beckingen entwickelte sich eine dichte monastisches Struktur im Saarland, die die religiöse, ökonomische und kulturelle Entwicklung des Saarlandes entscheidend mitprägte.
In den folgenden Jahrhunderten prosperierte die Abtei Wadgassen zu einem geistig-kulturellen Zentrum der Region dessen Zirkarie Wadgassen von Oberlothringen über Süddeutschland bis zum Harz reichte. Der Abtei Wadgassen gehörten seit dem Spätmittelalter über 200 Güter, Gehöfte und Mühlen, Propsteien, Patronatsrechte und Pfarrkirchen. Seltene Belege zeigen im 13. Jahrhundert einen Doppelkonvent mit Mönchen und Nonnen. Wadgassen wurde zum Hauskloster des Saarbrücker Grafenhauses und zur gräflichen Grablege. Bischöfe und Domkapitel von Metz, Trier und Worms übertrugen dem Kloster Patronatsrechte und Pfarrstellen. Durch adelige und stadtbürgerliche Messstiftungen in Form von Übertragungen von Immobilien, Land- und Waldbesitz, Gewässern, Salinen, Weide- und Holzrechten, Zehntrechten, Abgaben und Renten sowie Zöllen wuchs der Reichtum der Abtei an. Zu den frommen Stiftern gehörten die Herzöge von Lothringen, die Grafen von Saarbrücken, Zweibrücken, Luxemburg, Forbach, Bitsch und Leiningen, die Raugrafen und das aufstrebende Rittertum der gesamten Saarregion. Das Wadgasser Kloster betrieb vor Ort eine Schule und ein Hospital, übernahm im Jahr 1182 das Merziger Kloster, erwarb im Jahr 1466 die Hochgerichtsbarkeit und initiierte im Jahr 1480 mit dem Erheben der Gebeine der heiligen Oranna eine eigene Wallfahrt bei Berus. Auch in der Reformation widerstand die Abtei dem im Jahr 1575 protestantisch gewordenen Saarbrücker Landesherrn und strebte nach einer reichsunmittelbaren Stellung.

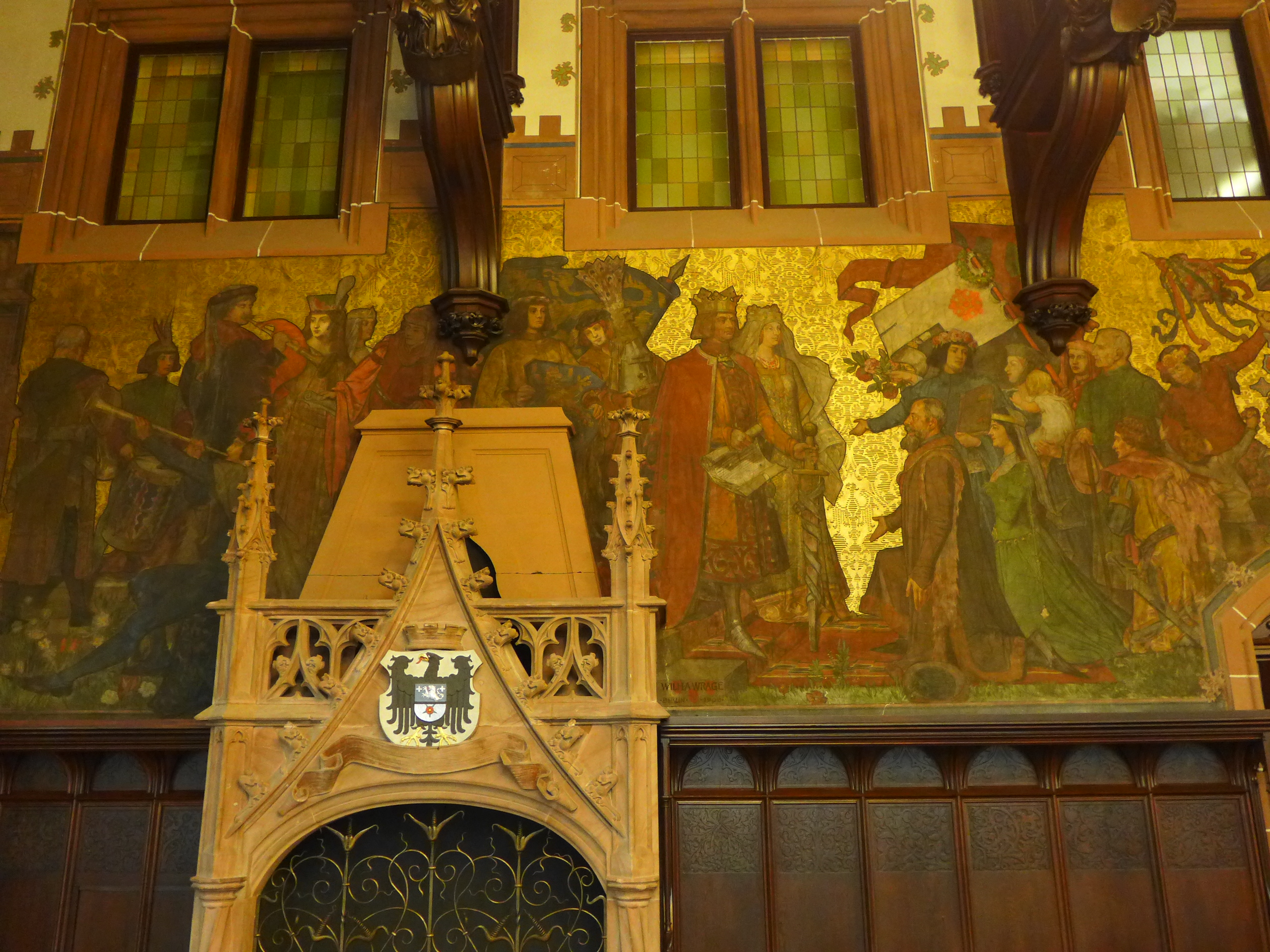
Graf Johann I. übergibt im Jahr 1322 den Freiheitsbrief an St. Johann an der Saar, Historistisches Wandgemälde von Wilhelm Wrage im Festsaal des Rathauses St. Johann

Die Saarbrücker Grafenfamilie erlebte mit der Positionierung von Familienmitgliedern als Bischöfe von Worms, Mainz und Speyer den Aufstieg der nach Selbstbestimmung strebenden Kaufmannsschicht in den rheinischen Städten. Nach Aufständen gegen die Bischöfe mussten diese den Bürgern Freiheitsrechte gewähren. In der Heimat der Bischöfe an der mittleren Saar selbst jedoch erreichten die Siedlungen nicht das Niveau der rheinischen Städte. Im 12. Jahrhundert entwickelte sich unterhalb der Saarbrücker Burg eine Burgsiedlung, aus der in der Folgezeit eine kleine ummauerte städtische Siedlung wurde, für die eigene Maße, Münzen, eine öffentliche Waage und lombardische Fernhändler belegt sind. Die städtische Siedlung blühte zum Verwaltungsmittelpunkt der Grafschaft Saarbrücken auf. Allerdings verweigerten die alten Saarbrücker Grafen den Bewohnern die Verleihung der Stadtrechte. Erst unter den Grafen von Saarbrücken-Commercy übergab Graf Johann I. im Jahr 1322 den beiden Schwestersiedlungen Saarbrücken und St. Johann am gegenüberliegenden Saarufer Freiheitsbriefe. Da der Doppelstadt allerdings kein freies Verfügungsrecht der Bürger über die eigenen Person und ihr Eigentum zugestanden wurde und die gräflichen Abgabenlasten und Frondienste weiterhin drückend blieben, konnte sich aus der Doppelstadt Saarbrücken-St. Johann fast bis zum Ende der Existenz der Grafschaft kein attraktiver Anziehungspunkt für Neusiedler entwickeln.

### Spätmittelalter

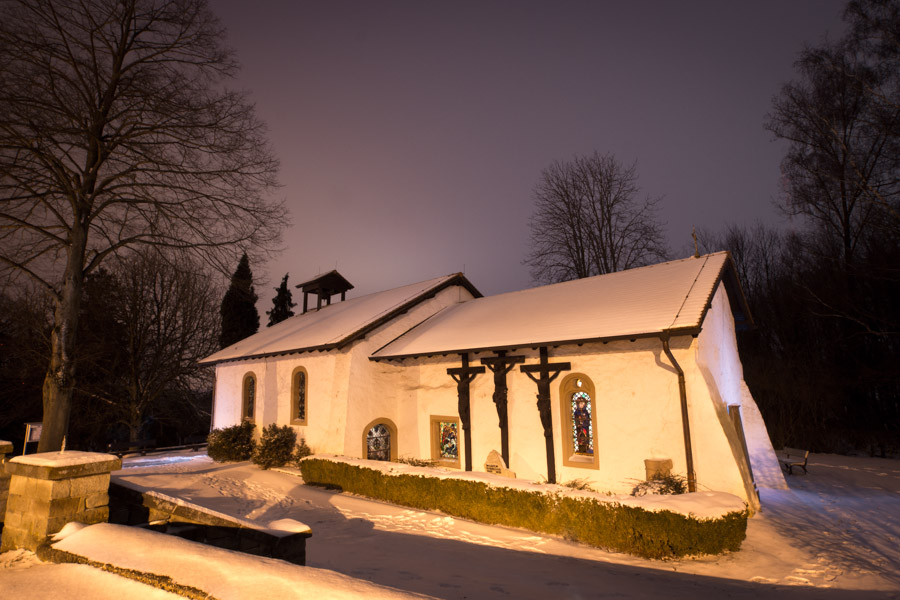
Orannakapelle

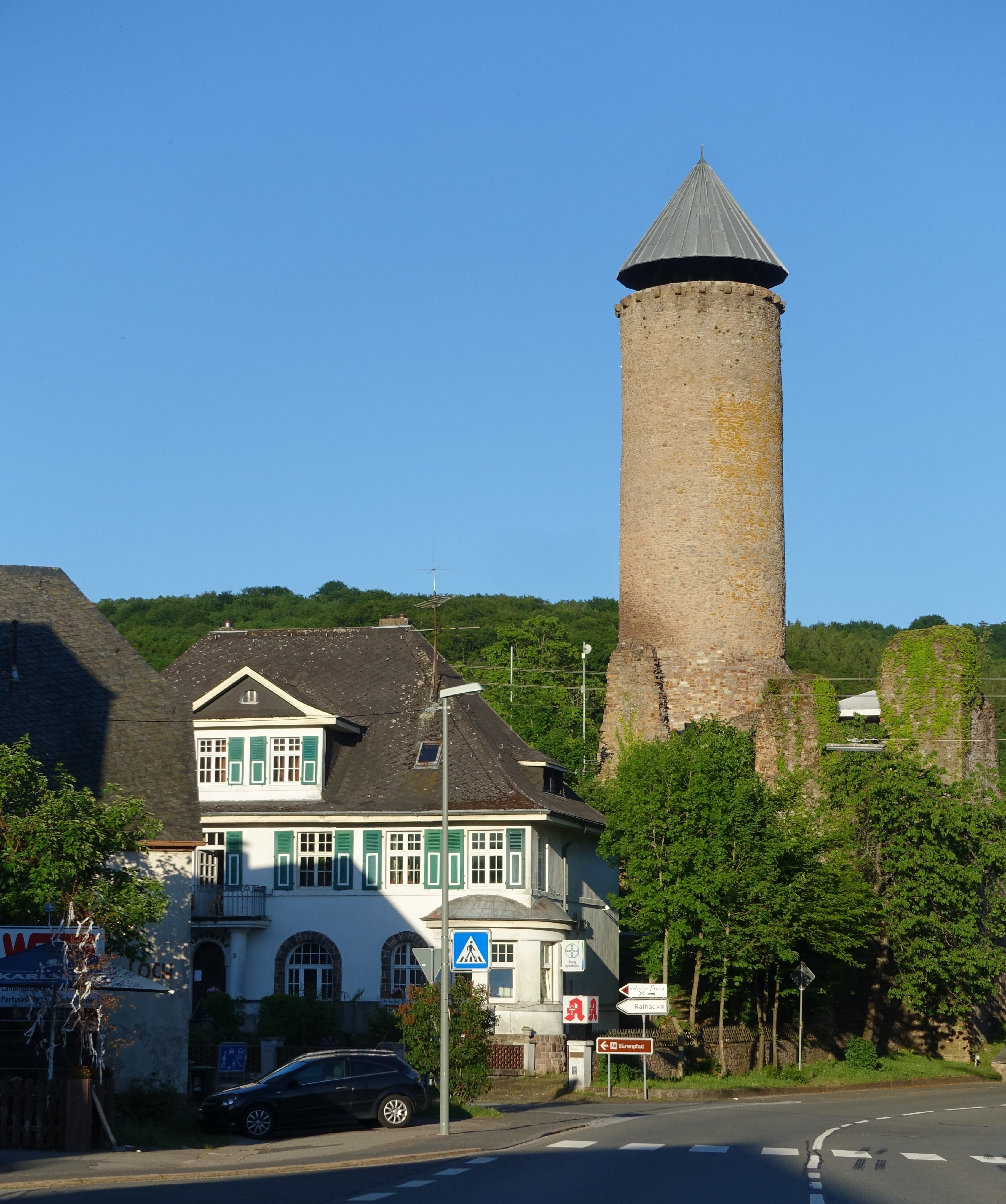
Bergfried der Burg Veldenz über Nohfelden

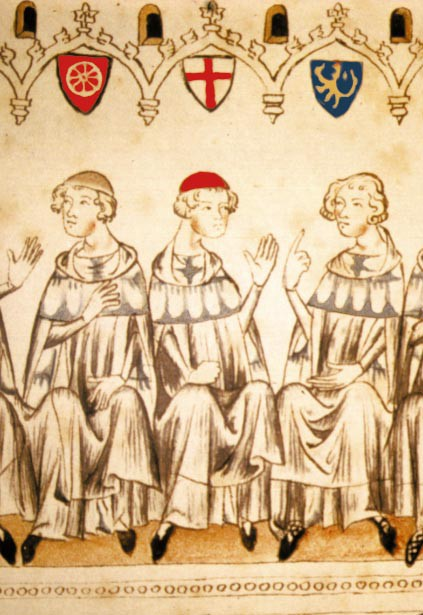
Die Kurfürsten bei der Königswahl des Jahres 1308, in der Mitte der Trierer Erzbischof Balduin (Bilderchronik des Kurfürsten Balduin von Trier, um 1340)

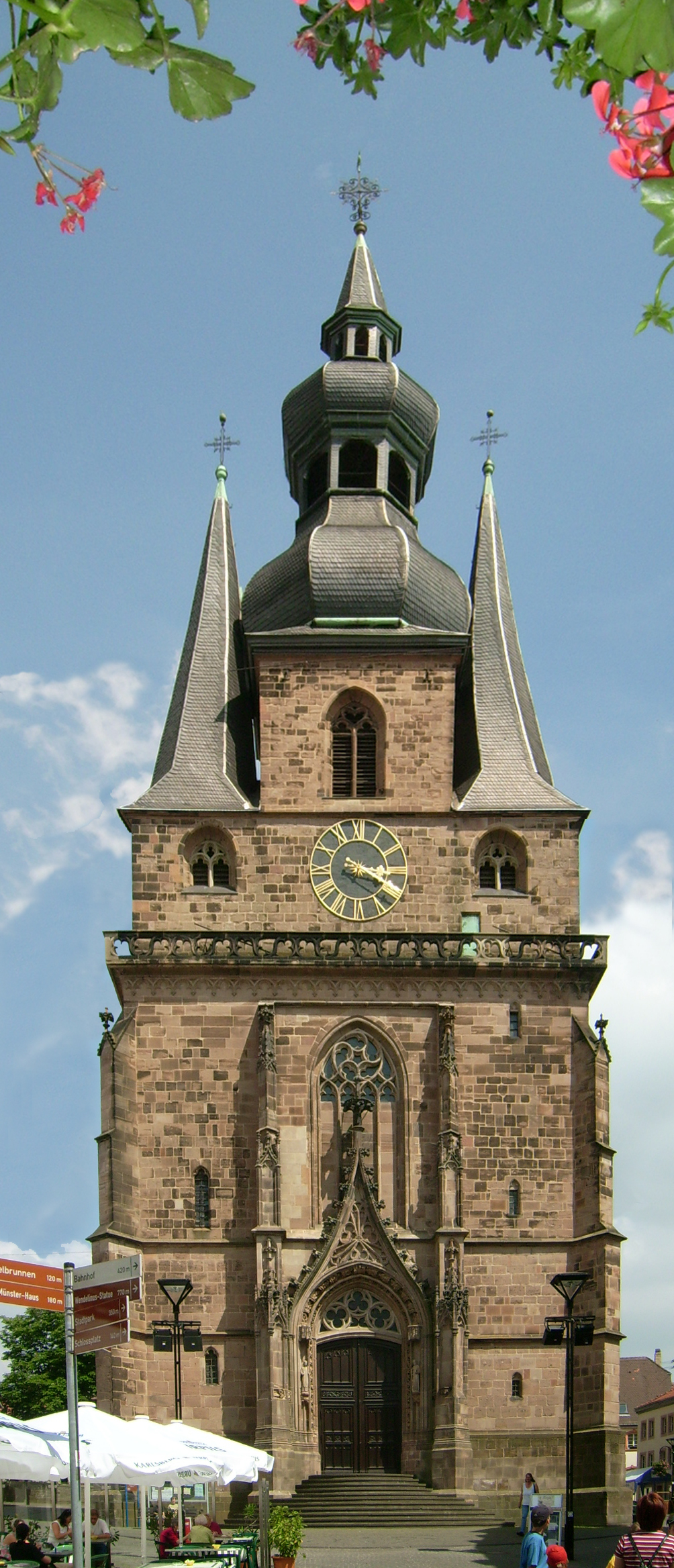
Wendalinusbasilika mit dreiteiliger Turmfassade

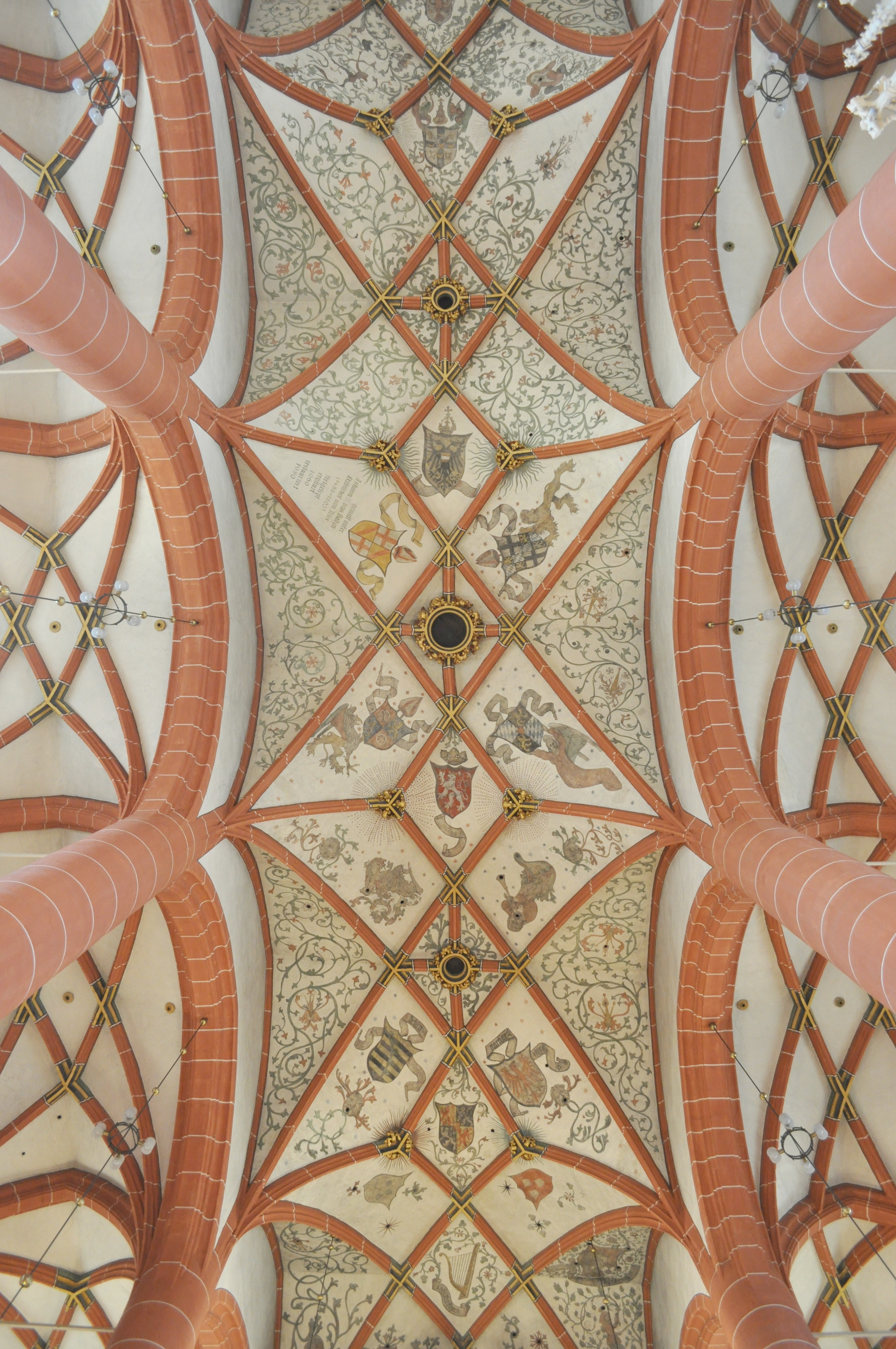
Wendalinusbasilika „Wappenprozession“ der Würdenträger des Heiligen Römischen Reiches zum Grab des heiligen Wendelin

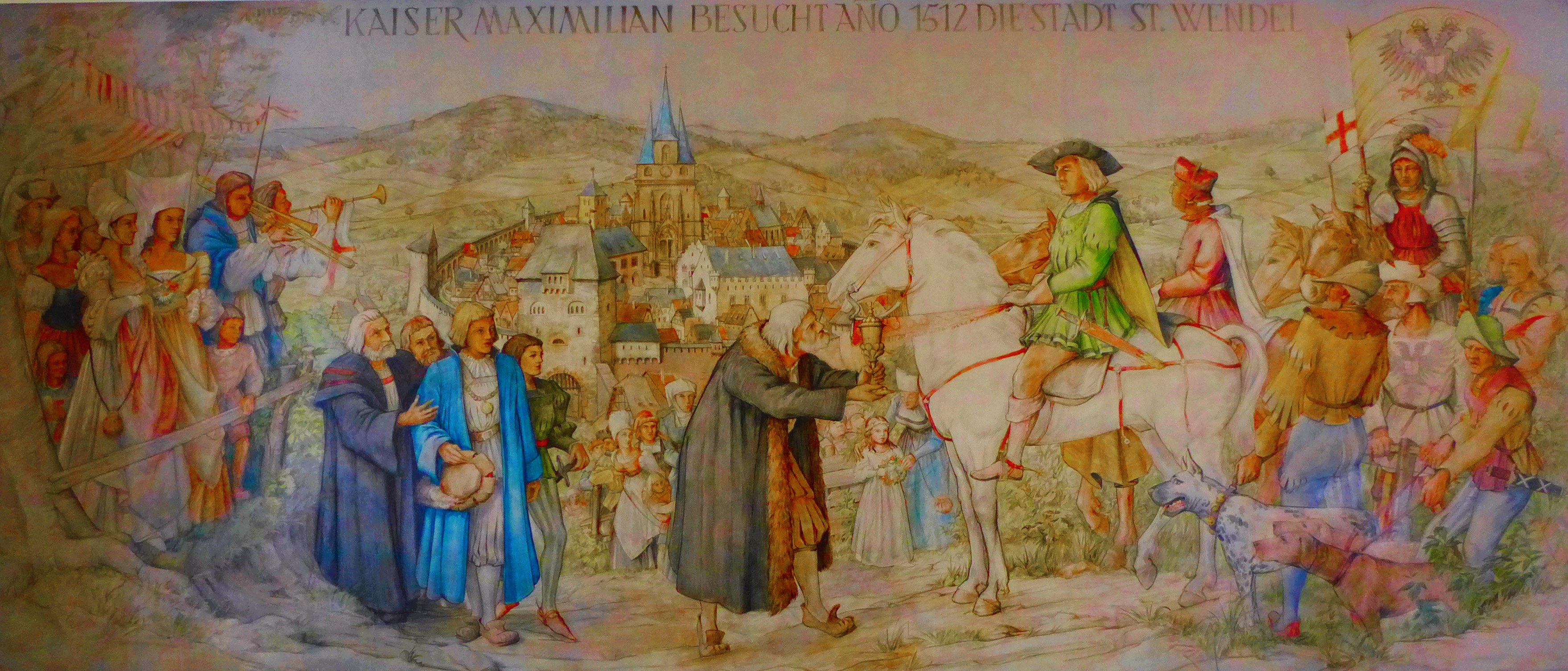
St. Wendel, Gemälde im Sitzungssaal des Rathauses „Kaiser Maximilian besucht anno 1512 die Stadt St. Wendel“

Verschiedene Krisen, wie die Hungerkatastrophe der Jahre 1316 bis 1322, die Missernten der Jahre von ca. 1330 bis 1350 sowie die schweren Pestepidemie, die 1347 begann, führten einhergehend mit Klimafluktuationen zu einem dramatischen Rückgang der Bevölkerung des Saarlandes. Infolgedessen fielen im 14. und 15. Jahrhundert ca. 54 % der hochmittelalterlichen Dorfsiedlungen im Gebiet des heutigen Saarlandes wüst. An sie erinnern bis heute Mauerreste, Flurnamen, urkundliche Erwähnungen, Einzelhöfe oder Kapellen. Ein Beispiel für diese Entwicklung ist die heutige Orannakapelle, die ehemals das religiöse Zentrum des Dorfes Eschweiler war, das endgültig nach 1566 aufgegeben wurde und dessen letzte Einwohner in das nahegelegene befestigte Berus umsiedelten. Die Oranna-Wallfahrt zur Dorfkapelle von Eschweiler wurde im Jahr 1480 durch das Bistum Metz im Rahmen einer Untersuchung der Gebeine von Oranna und deren Gefährtin Cyrilla offiziell geprüft und bestätigt.
Der Rückgang der dörflichen Siedlungen muss auch im Zusammenhang mit einer verstärkten Urbanisierung des Saarlandes gesehen werden. Größere Ortschaften wie Saarbrücken, St. Johann, St. Wendel, Merzig oder Blieskastel boten höhere Sicherheit in gefahrvoller Zeit und bessere Versorgungsmöglichkeiten. Infolge des Wüstfallens vieler saarländischer Orte in der spätmittelalterlichen Krisenzeit verringerten sich auch die grundherrlichen Einnahmen. Gleichzeitig verstärkte sich am Ende des Mittelalters aber auch die Produktion der saarländischen Eisenschmieden und die Gewinnung von Steinkohle bei Ottweiler, Schiffweiler, Landsweiler sowie in Sulzbach und Rittenhofen.
In die spätmittelalterliche Epoche fallen auch der Aufbau feudaler Territorien mit der Akkumulation von ehemaligen Königsrechten in der Hand von Fürsten und Grafen. Diesen Machtanspruch verdeutlichten die Adeligen mit dem Bau von Höhenburgen, wie den kurtrierischen Burgen Montclair und Dagstuhl, den lothringischen Landesburgen Siersberg und Altfelsberg, der zunächst luxemburgischen, dann lothringischen Landesburg Schaumburg über Tholey, der Burg Zweibrücken der Saarbrücker Grafen (später im Besitz von Pfalz-Zweibrücken), der Burg Nohfelden (zunächst Veldenz, dann Pfalz-Zweibrücken), den Wasserburgen Kerpen bei Illingen (Saarwerden) sowie Ottweiler (Grafschaft Saarbrücken).
Das Hochstift Trier stieg seit der Zeit des Erzbischofs Heinrich II. von Finstingen im 13. Jahrhundert und während der langen Regentschaft von Balduin von Luxemburg zur regionalen Macht auf. Begünstigt wurde diese Entwicklung dadurch, dass nacheinander zwei Verwandte Balduins den Kaiserthron des Heiligen Römischen Reiches bestiegen hatten: sein Bruder Heinrich VII. sowie sein Großneffe Karl IV.
Balduins Neffe Johann amtierte als König von Böhmen. Mit Hilfe von jüdischen Bankhäusern aus Straßburg und Köln verstand es Balduin, seine finanziellen Spielräume, die ihm bereits durch die Landeseinkünfte zukamen, noch erheblich zu erweitern. Balduin ließ die Landesteile in Ämtern zusammenfassen und diese von festen Amtssitzen aus verwalten. Amtmänner trieben von hier aus Zölle und Abgaben ein, hielten ehrgeizige Vasallen in ihren Schranken und begünstigten die Expansion des trierischen Hochstiftes entlang des Bliestales in Richtung Süden.
So konnte im Jahr 1326 von den Herren von Kirkel der Ort Basonevillare (Bosenweiler, heute St. Wendel) mitsamt der Hochgerichtsbarkeit und dem Zollrecht, im Jahr 1328 alle restlichen örtlichen Rechte von den Saarbrücker Grafen gekauft werden. Die örtliche Wendalinus-Wallfahrt wurde durch Balduin gefördert, wobei eine neue Einnahmequelle für das Hochstift Trier erschlossen werden konnte, denn der heilige Wendelin wurde zum Viehpatron stilisiert und der St. Wendeler Viehmarkt entwickelte sich zu einem der bedeutendsten Viehmärkte der gesamten Region. Der Wendelin-Kult verbreitete sich im süddeutschen Bereich besonders stark. Als Zentrum des Kultes um den Heiligen wurde Basonevillare-Bosenweiler schließlich in St. Wendel umbenannt. Es wird angenommen, dass auf Erzbischof Balduins Geheiß mit dem Bau einer neuen Wendalinuskirche begonnen wurde. Auf dem Reichstag zu Nürnberg erhielt Balduin im Jahr 1332 von Kaiser Ludwig dem Bayern in einem Sammelprivileg für 29 Städte, Dörfer, Burgen und Kapellen seines Bereichs, darunter Merzig, Saarburg und Grimburg, die Erlaubnis, sie mit Rechten, wie sie das Frankfurter Stadtrecht beinhaltete, auszustatten. Die Kanzel der Hallenkirche wurde im Jahr 1462 vermutlich durch den berühmten Theologen Nikolaus von Kues gestiftet, zu dessen Pfründen Sankt Wendel gehörte. Sie trägt sein Wappen und gilt als die zweitälteste Steinkanzel Deutschlands. Kurz darauf, im Jahr 1464, wurden die Mittelschiffgewölbe der Wallfahrtskirche mit einer symbolischen Darstellung des Zusammenwirkens der geistlichen und weltlichen Machthaber des Heiligen Römischen Reiches, der sogenannten „Wappenprozession“ versehen. Im Jahr 1512 wallfahrtete Kaiser Maximilian I. während seines Aufenthaltes beim Trierer Reichstag zur Wendalinusbasilika nach St. Wendel. Darüber hinaus ließ der Kaiser den saarländischen Heiligen von Leonhard Beck bildlich darstellen und behauptete fortan, Wendelin zähle als schottischer Königssohn zu seiner eigenen „Sipp-, Mag- und Schwägerschaft“.
Bereits im Jahr 1460 war es dem Trierer Erzbischof Johann II. von Baden gelungen, die zuvor schon hochstiftlich-trierische Stadt St. Wendel aus dem Metzer Bistumsverband zu lösen und dem Erzbistum Trier anzugliedern. Die Stadt blieb bis zur Auflösung des Heiligen Römischen Reiches ein Oberamt des Kurfürstentums Trier, dem unter anderem das nahegelegene Hochgericht Theley unterstand.
Bei Hoheitsstreitigkeiten um Herrschaft über die Saarregion im 14. Jahrhundert konnte sich das Erzbistum Trier unter Erzbischof Balduin von Luxemburg gegen seinen Erzrivalen Lothringen durchsetzen. Der Gefahr eines möglichen Waffenganges zwischen Hochstift Trier und Herzogtum Lothringen ins Auge sehend, versicherte sich Balduin des Rückhaltes der Dynastien des Westriches, der Grafen von Homburg, Saarbrücken, Zweibrücken, Saarwerden, Veldenz sowie Bitsch.
Herzog Rudolf von Lothringen, der sich noch 1333 durch demonstrative Abwesenheit auf dem Mannengericht in Merzig geweigert hatte, die Trierer Oberhoheit über Dillingen und Siersberg anzuerkennen, musste im Jahr darauf vertraglich Balduins Lehenshoheit anerkennen. Rudolf empfing in einer feierlichen Lehensübergabe von Trier Burg und Stadt Sierck, Laumesfeld, Berus, Dalem, Siersberg, Felsberg, Wallerfangen sowie einen Teil von Montclair mit Merzig. Im Gegenzug musste der Herzog auf frühere Besitzrechte an einem Gebiet verzichten, das von Perl an der Mosel über Saartal und Hochwald bis an die obere Blies reichte. Balduin hatte diese Gebietsübergabe im Vorfeld mit archivalischen Dokumenten absichern lassen. Im Jahr 1334 erlangte diese Gebietsaufteilung zwischen Trier, Luxemburg und Lothringen Rechtskraft. Da Herzog Rudolf in der Schlacht bei Crécy am 26. August 1346 fiel, blieb Balduin eine Anfechtung des Kompromisses erspart.

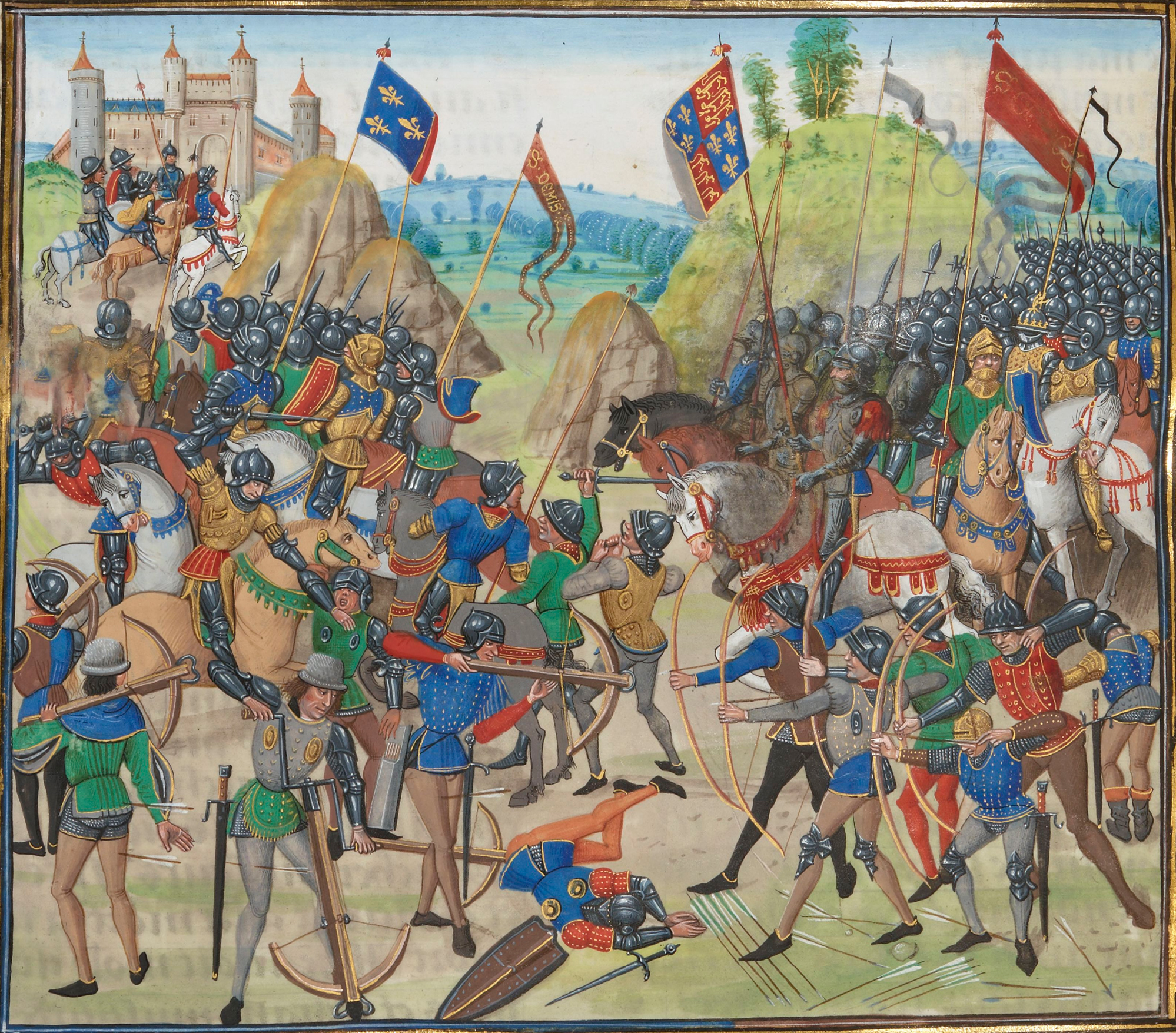
Schlacht bei Crécy, 1346

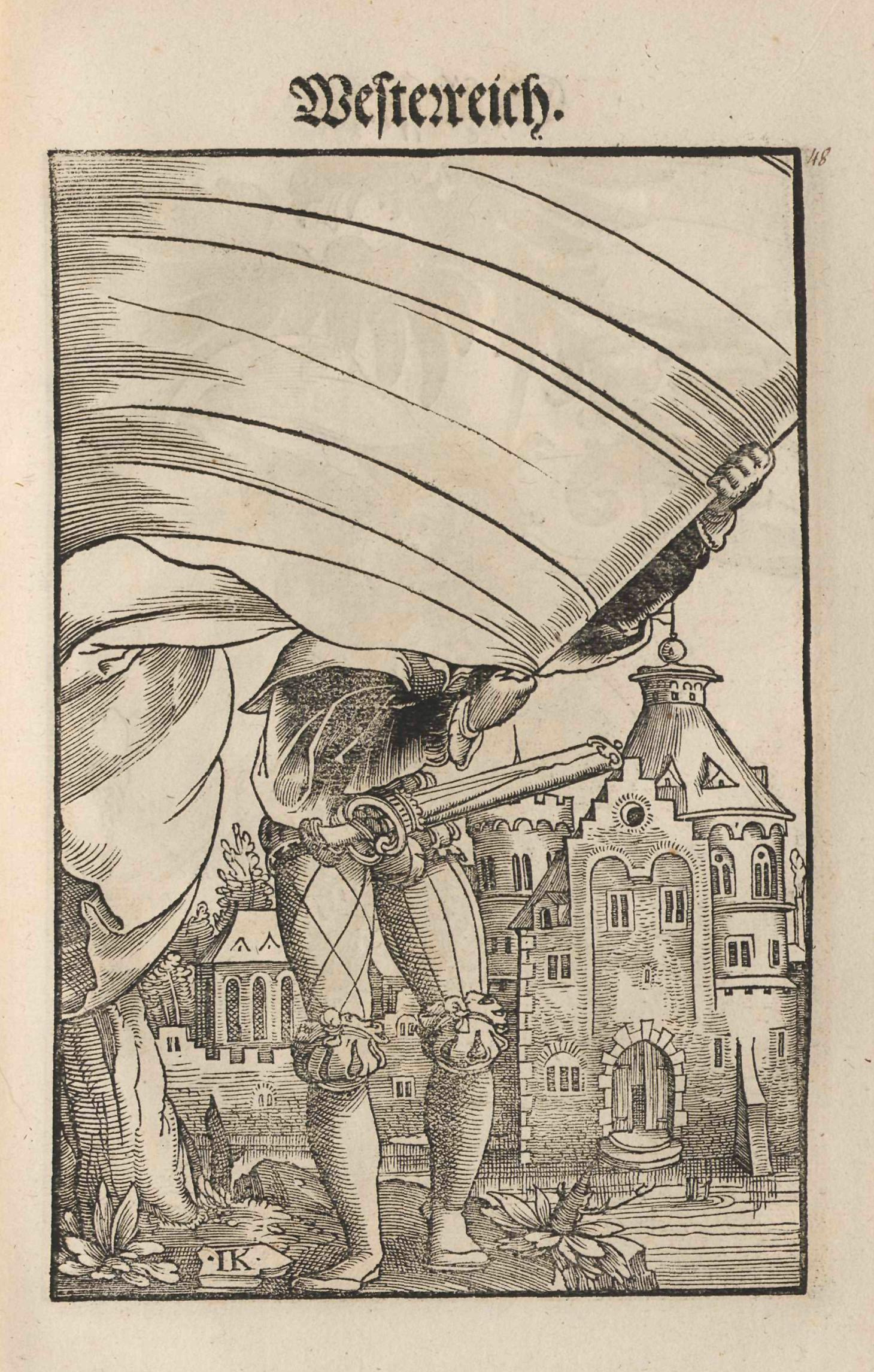
Frühneuzeitlicher Fahnenschwinger mit der schräg geteilte blau-goldenen Fahne des Westrichs (Wapen des Heyligen Römischen Reichs Teutscher nation), Holzschnitt von Jacob Kallenberg, 1545

Quaternionenadler des Heiligen Römischen Reiches mit Wappen der wichtigsten Gebiete am Lauf der Saar: dem Kreuzwappen des Kurfürstentums Trier, dem lothringischen Adlerwappen und dem Pfälzer Löwen sowie dem blau-goldenen Schrägbalken-Wappen der Westrich-Region (Westerreich) und dem liliengeschmückten Schrägbalkenwappen des Elsass, 1510

Darüber hinaus nutzte Balduin die angespannte Finanzlage des saarländischen Adels, um die Lehenshoheit über deren Eigengüter, Burgen und Ortschaften zu erlangen. So erwarb er im Jahr 1335 von den Grafen von Zweibrücken ihr Land, um sie wieder damit zu belehnen. Ähnlichen Erfolg hatte Erzbischof Balduin mit Blieskastel. Der Ort an der Blies war vom Bischof von Metz an die Herren von Finstingen verpfändet worden. Die Finstinger lagen mit den Grafen von Saarbrücken und Zweibrücken in Fehde. Balduin finanzierte den Grafen im Herbst 1337 einen Kriegszug gegen das finstingische Blieskastel. Nach dessen Eroberung mussten die Grafen Balduin die Burg und die Herrschaft Blieskastel übergeben. Den Bischof von Metz fand Balduin für den Verlust seines Pfandes Blieskastel mit einer Entschädigungssumme ab.
Neben dem Hochstift Trier konnten sich auch die Grafen von Saarbrücken machtpolitisch im Gebiet des heutigen Saarlandes behaupten. Graf Simon IV. von Saarbrücken-Commercy gelang es, sein Herrschaftsgebiet zu verdichten. Es reichte von der Nied zwischen Metz und St. Avold im Westen und Pirmasens im Pfälzer Wald im Osten. Der Norden wurde vom Kloster Fraulautern an der Saar bzw. Neumünster an der Blies begrenzt. Herbitzheim im Krummen Elsass bildete mit seinem Kloster die südliche Begrenzung des Saarbrücker Herrschaftsgebietes mit seinen Zentren Saarbrücken und St. Arnual.
Im Jahr 1308 war der Luxemburger Graf Heinrich von Luxemburg zum römisch-deutschen König gewählt worden. Er und sein Sohn Johann, der 1310 König von Böhmen wurde, begründeten die Machtstellung der Luxemburger im mittelalterlichen Deutschen Reich (Heiliges Römisches Reich). Im Jahr 1354 wurde die Grafschaft Luxemburg vom späteren Kaiser Karl IV. zum Herzogtum erhoben. Erster Herzog wurde Wenzel I. Mit dem Tod des römisch-deutschen Kaisers Sigismund im Jahr 1437 starb die Hauptlinie des Hauses Luxemburg aus, womit die Vorherrschaft im Reich endete. Im Jahr 1441 verkaufte die letzte Herzogin aus dem Haus Luxemburg das Land an das französische Haus Burgund. Es blieb staatsrechtlich ein Lehen des Reiches. Nach dem Tod des letzten Burgunderherzogs Karl der Kühne im Jahr 1477 kam Luxemburg mit dem gesamten burgundischen Erbe an Karls Tochter Maria von Burgund und ihren Ehemann, den späteren römisch-deutschen Kaiser Maximilian I. von Habsburg. Im Jahre 1482 gelangte Luxemburg innerhalb des Heiligen Römischen Reiches Deutscher Nation unter die Herrschaft der Habsburger.
Im späten Mittelalter setzte im ganzen Saarland auch eine Verschriftlichung der Verwaltung sowie einen Installation ortsfester Amtsleute ein. Das Herzogtum Lothringen richtete zu Beginn des 14. Jahrhunderts drei Baillagen ein. Neben Nancy und den Vogesen war das Wallerfangen/Vaudrevange in der Nähe der Mündung der Prims in die Saar. Der genaue Zeitpunkt der Stadtwerdung Wallerfangens ist nicht belegt. Im Jahr 1276 wird Wallerfangen in einer Urkunde noch als Ort bezeichnet. Die erste Bezeichnung als Stadt datiert aus dem Jahr 1334. Zu dieser Zeit muss also ein Ausbau der Siedlung mit Mauern, Toren und Türmen bestanden haben. Die kleine mittelalterliche Stadt lag an wichtigen Handelswegen und verfügte über einen Saarhafen. Der lothringische Herzog Friedrich III. hatte Wallerfangen einen Freiheitsbrief zur Förderung von Handel und Gewerbe verliehen. So konnten die Bürger der jungen Stadt eine unabhängige Verwaltung aufbauen, die Verteidigung der Stadt organisieren sowie eine niedere Gerichtsbarkeit institutionalisieren. Im Bezug zu Handel und Gewerbe bildeten sich Zünfte und Gilden.
Im ausgehenden Mittelalter besaß Wallerfangen nun Stadtrecht und war unter dem Namen „Walderfingen“ Amtssitz des Deutschen Bellistums des Herzogtums Lothringen. Daneben wurde der französische Name Vaudrevange gebraucht. Ab dem Ende des 13. Jahrhunderts bis in die frühe Neuzeit war Wallerfangen („Walderfang“, „Walderfingen“) eine mit Mauern umwehrte herzoglich-lothringische Provinzhauptstadt. Ihr Einflussbereich, der deutschsprachige Teil des Herzogtums Lothringen mit Namen „Baillage d’Allemagne“, erstreckte sich im frühen 17. Jahrhundert bis weit in das heutige Frankreich hinein. Wallerfangen war eine Stadt der „Blaugräber“, deren Produkt, die blaue Farbe Azurit, gefördert aus senkrechten Schächten und unter Nutzung der überkommenen römischen Stollen, in ganz Europa verkauft wurde. Albrecht Dürer soll mit „Wallerfanger Blau“ gemalt haben.
Nicht nur im Herzogtum Lothringen, sondern auch in der Grafschaft Luxemburg existierte eine Zweiteilung zwischen „pays romans“ und „quartier allemand“. Im Hochstift Metz gab es eine Zuständigkeit für die „terre d’Allemagne“ und in der Grafschaft Saarbrücken wurden um 1400 die französischsprachigen Gebiete zwischen Mosel und Maas einem „Gouverneur en roman pays“ unterstellt.
Mit der Formierung der Landeshoheit der Adelsherrschaften im Gebiet des heutigen Saarlandes verstärkten die Landesherren auch ihre Bemühungen um eine Separierung des eigenen Territorium. Balduin von Luxemburg erwirkte für das Hochstift Trier im Jahr 1314 mit dem „Privilegium de non evocando“, dass landesinterne Streitfälle nicht vor ein auswärtiges Gericht gezogen werden konnten. Pfalz-Zweibrücken zog im Jahr 1470, Nassau-Saarbrücken im Jahr 1514 nach. Darüber hinaus wollten die Feudalherren auch verhindern, dass ihre Untertanen an einen auswärtigen Gerichtshof appellieren konnten. Im Jahr 1542 gelang dies dem Herzogtum Lothringen und im Jahr 1562 auch Kurtrier bis zu einem Streitwert von 500 Gulden. Das absolute Apellationsverbot (Privilegium de non appellando illimitatum) erreichte Kurtrier erst im Jahr 1721 und Pfalz-Zweibrücken im Jahr 1762. Nassau-Saarbrücken hingegen konnte das Privileg nicht erlangen.
Im 16. Jahrhundert setzte sich diese Entwicklung mit den Bestrebungen zur Schaffung eines eigenen Landesrechtes fort. Im Jahr 1519 erließ das Herzogtum Lothringen die „Coutumes générales du Duché de Lorraine en baillages de Nancy, Vosges et Allemagne“, die 1599 für das Bellistum Wallerfangen in deutscher Sprache erschienen. Pfalz-Zweibrücken erließ im Jahr 1536 eine eigene Gerichtsordnung, Kurtrier im Jahr 1537. Ebenfalls im 16. Jahrhundert folgte die Grafschaft Saarbrücken. Das Hochstift Metz erließ eine eigene Gerichtsordnung im Jahr 1601, das Herzogtum Luxemburg im Jahr 1623. In den übrigen saarländischen Herrschaften der Klöster und Ritterherrschaften galt das Reichsrecht. Hinsichtlich des Kriminalrechtes und des Strafprozessrechtes galt seit 1532 hierzu die Constitutio Criminalis Carolina, die Peinliche Gerichts- oder Peinliche Halsgerichtsordnung Kaiser Karls V..
Neben den Fürsten und Grafen von Lothringen, Luxemburg, Saarbrücken, Trier und Zweibrücken existierten im Saarland zahlreiche Reichsherrschaften, wie Schwarzenholz, das der Abtei Fraulautern unterstand, und Mischherrschaften, wie die Vierherrschaft Vierherrschaft Lebach oder das Hochgericht Nalbacher Tal. Hier war zum Beispiel die mittlere bzw. kurtrierische Vogtei für das Oberdorf Nalbach, Bilsdorf, Piesbach und halb Bettstadt zuständig, während die oberste und unterste bzw. kurpfälzische Vogtei für Körprich, halb Bettstadt, Diefflen sowie das Nalbacher Unterdorf bis zum Fußbach zuständig war.
Außer dem Reichsdorf Michelbach als juristischer Kuriosität (heute zu Schmelz (Saar)) konnte keiner der saarländischen Orte zur Reichsstadt aufsteigen. Ebenfalls gab es im Gebiet des Saarlandes kein Reichskloster.
Aufgrund der politischen Zersplitterung verwendete man seit dem 13. bis ins 19. Jahrhundert für die Region den Begriff „Westrich“ („Land im Westen des Reiches“). Der Westrich besaß keine fest definierten Grenzen. Grob umfasste er die Region zwischen Hunsrück und Vogesen im Westen des Heiligen Römischen Reiches deutscher Nation. Durch die Verwendung der im 19. und 20. Jahrhundert neu gebildeten Namen Deutsch-Lothringen, Moselle, Krummes Elsass, Pfälzerwald und Saarland wurde der Gebrauch des Namens Westrich zurückgedrängt.
Der Westrich bildete – auch zur Zeit der vielfachen Verwendung des Begriffs im Spätmittelalter und der Frühen Neuzeit – keine politische Einheit. Entsprechend der Mode der damaligen Zeit wurde dem Westrich daher ein eigenes Wappen zugeeignet, ein Schild sieben- oder achtmal schräg geteilt von blau und gold. So wurde der Westrich als „Westerreich“ auch auf dem Quaternionenadler als Teil einer fiktiven Reichsverfassung dargestellt. Der Kosmograph Sebastian Münster deutet das Westerreich in seiner in Basel im Jahr 1550 erschienenen „Cosmographia“ als Pendant zu Österreich.

#### Die Grafschaft Saarbrücken im Spätmittelalter

Stammwappen der Grafen von Nassau (Ottonische Linie)

Stammwappen der Grafen von Nassau (Walramische Linie)

Die bis zum Ende des Heiligen Römischen Reiches regierende Dynastie Nassau-Saarbrücken ging über weibliche Erbfolge auf die älteste Dynastie der Grafen von Saarbrücken zurück. Diese war mit Simon III. (1168–1233) nur in der männlichen Linie erloschen. Über die Erbtochter Mathilde († 1274), verehelicht mit Simon von Commercy († 1247/48), gelangte die Grafschaft an beider Sohn, dessen Name Simon IV. (1271–1308) bereits die dynastische Kontinuität signalisierte. Die neue Grafenlinie Saarbrücken-Commercy herrschte etwa hundert Jahre lang, bevor sie mit Johann II. im Jahr 1381 ebenfalls im Mannesstamm ausstarb.
Erbtochter Johanna (1330–1390) verehelichte sich mit dem Grafen Johann von Nassau-Weilburg. Beider Sohn Philipp I. von Nassau-Saarbrücken-Weilburg begründete die gräfliche Linie Nassau-Saarbrücken, die bis zum Ende des Alten Reiches regierte. Zusammen ergibt dies eine dynastische Kontinuität des Hauses Saarbrücken über einen Zeitraum von mehr als 700 Jahren.
Der Bestand der Dynastie Nassau-Saarbrücken war durch die Erbvereinigung des Gesamthauses Nassau gesichert. Diese Dynastie hatte sich im Jahr 1255 in zwei Hauptlinien geteilt: Zur Walramschen Linie, die mit Adolf von Nassau (ca. 1255–1298) einen König des Heiligen Römischen Reiches hervorbrachte, zählten Nassau-Idstein, Nassau-Wiesbaden, Nassau-Weilburg, Nassau-Saarbrücken, Nassau-Ottweiler und Nassau-Usingen. Von letzteren stammen die heute noch regierenden Großherzöge von Luxemburg ab.
Aus der Ottonischen Linie gingen durch Erbteilungen die Grafen von Nassau-Hadamar, Nassau-Beilstein und Nassau-Dillenburg hervor. Letztere erbten im Jahr 1544 das Fürstentum Orange (Fürstentum Oranien) und stellten mit Wilhelm I. von Nassau-Oranien den Statthalter der Niederlande und zeitweise mit Wilhelm III. von Oranien-Nassau den König von England, Schottland, Irland und Wales. Der deutsche Zweig des Hauses Nassau-Dillenburg verästelte sich in die Linien Nassau-Siegen, Nassau-Beilstein und Nassau-Dietz. Aus dieser Linie stammen die heute noch regierenden Könige der Niederlande.

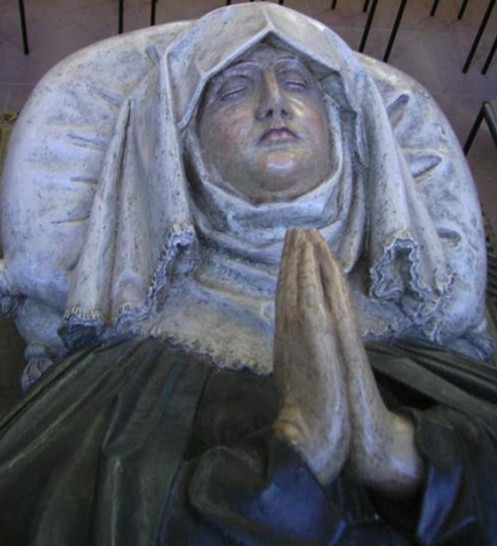
Elisabeth von Lothringen, Bildnis auf ihrer Tumba in der Stiftskirche St. Arnual

Mit dem Begründer der Dynastie Nassau-Saarbrücken, Graf Philipp I. von Nassau-Saarbrücken (1368–1429) und dessen zweiter Ehefrau Elisabeth von Lothringen (ca. 1395–1456) gelangte höfische Kultur in die Saarregion. Elisabeth gilt als Wegbereiterin des Prosaromans in frühneuhochdeutscher Sprache. Sie initiierte um 1437 die Übersetzung und Bearbeitung von vier französischen höfischen Romanen (Chanson de geste): „Herpin“, „Sibille“, „Loher und Maller“ und „Huge Scheppel“. Nach dem Tod ihres Gemahls Philipp im Jahr 1429 übernahm Elisabeth bis 1438 bzw. bis 1442 die Regentschaft für ihre unmündigen Söhne Philipp II. (1418–1492) und Johann III. (1423–1472). Zu den Kindern Elisabeths gehörte auch Margarethe von Rodemachern (1426–1490).
Unter Elisabeths Regentschaft entwickelte sich Saarbrücken zu einer Residenzstadt mit der Grafenburg auf dem steil zur Saar abfallenden Burgfelsen als Kernpunkt. Bis dahin existierte noch keine ortsgebundene zentrale Verwaltung. Die Landesherren bereisten stattdessen ständig ihre verstreut liegenden Residenzen wie Commercy (Commarchen), Weilburg und Saarbrücken, um den Herrschaftsanspruch durch ihre Präsenz zu untermauern.

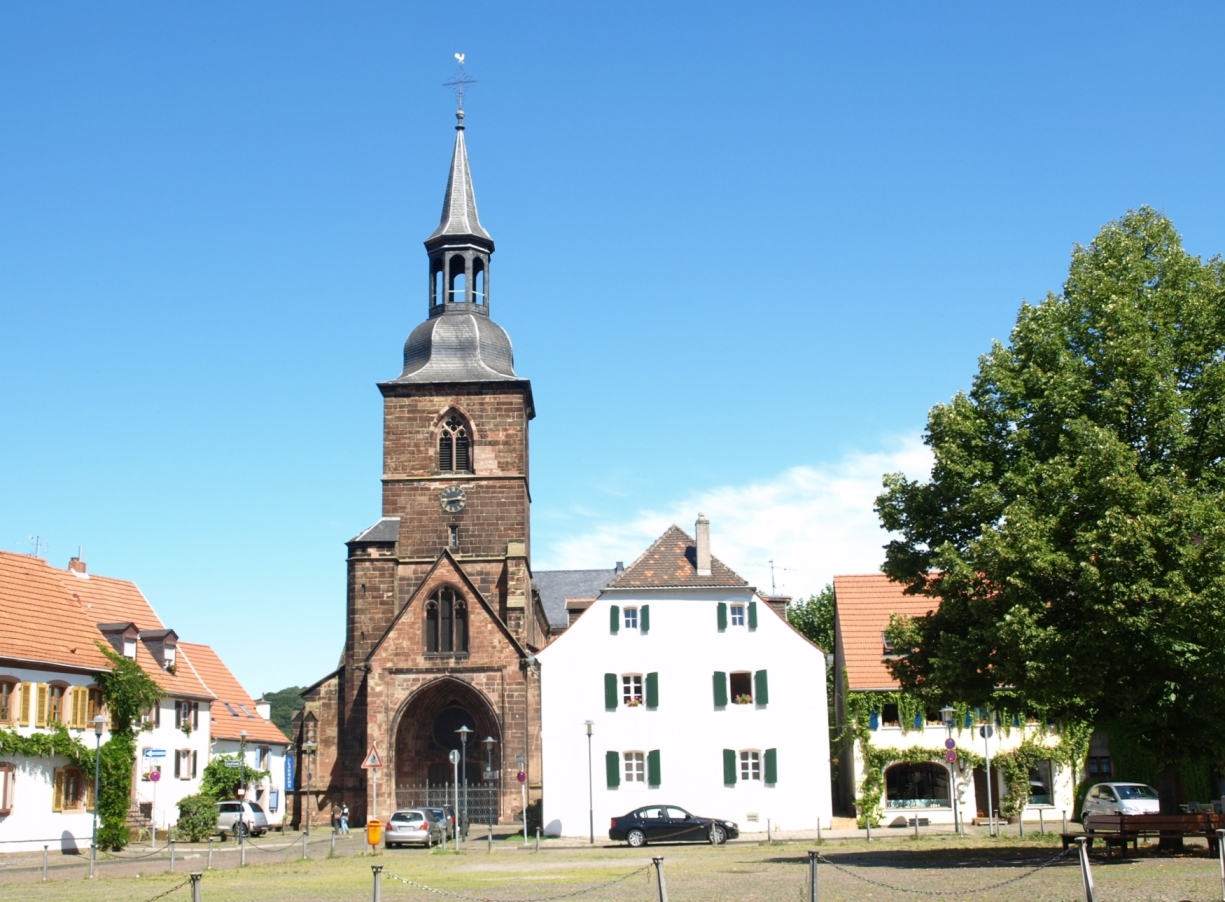
Stiftskirche St. Arnual in Saarbrücken

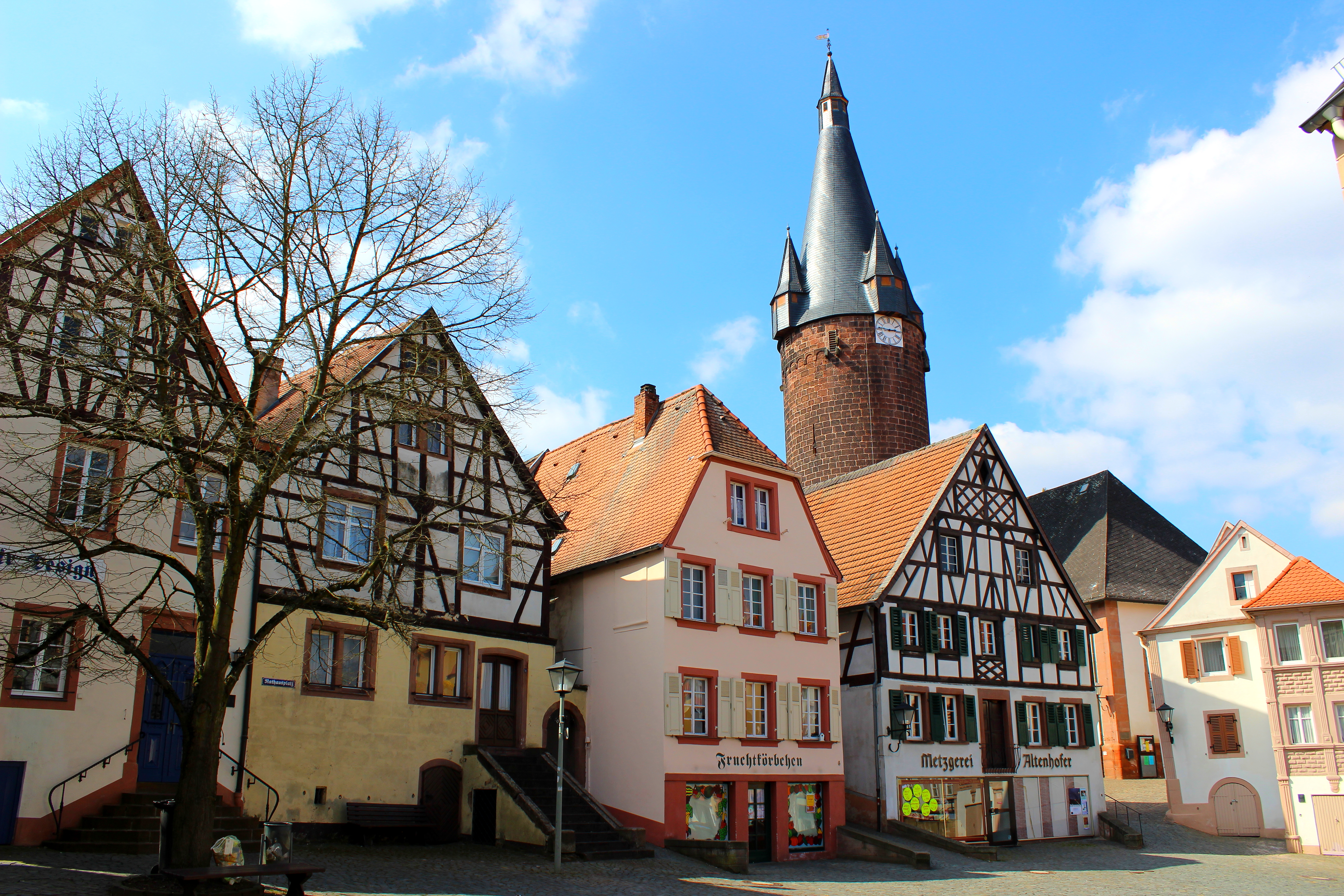
Altstadt Ottweiler

Elisabeth starb am 17. Januar 1456. Entgegen den Gepflogenheiten der alten Grafen von Saarbrücken, die sich in der Abteikirche Wadgassen bestatten ließen, wählte Elisabeth die Stiftskirche St. Arnual als ihre letzte Ruhestätte. Ihr farbig gefasstes Grabmal mit Ganzkörperskulptur nach burgundischem Vorbild befindet sich in der dortigen Stiftskirche, die in der Folge 180 Jahre lang zur Erbgrablege des Hauses Nassau-Saarbrücken wurde. Danach wurde die Saarbrücker Schlosskirche zur Erbgrablege.

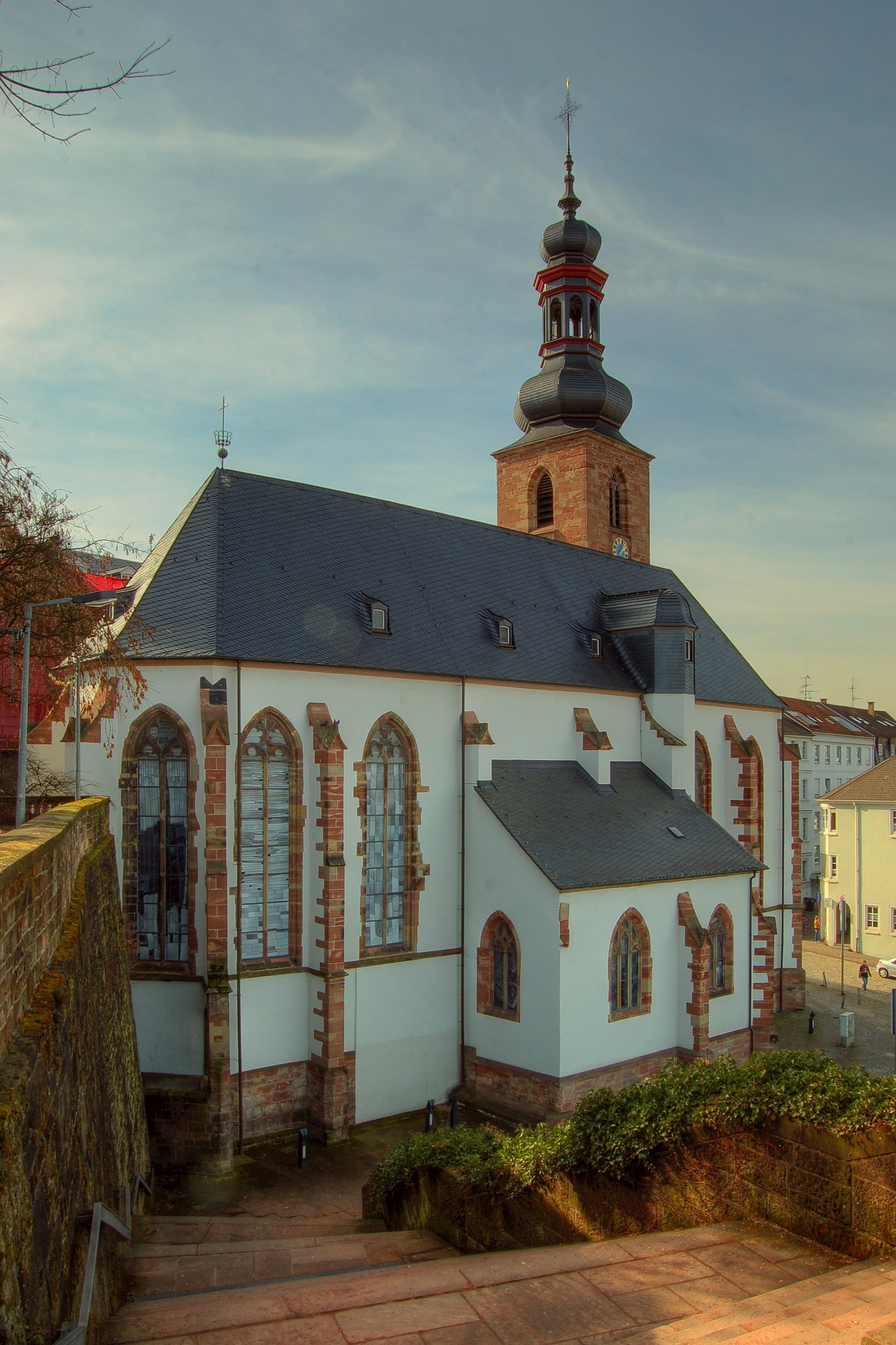
Schlosskirche St. Nikolaus in Saarbrücken

Noch zu ihren Lebzeiten hatte Elisabeth für ihre Erbfolge gesorgt. Im Jahr 1439 teilte sie ihre Besitztümer unter ihren beiden Söhnen auf: das rechtsrheinische Territorium sprach sie ihrem älteren Sohn Philipp, dem Grafen von Nassau-Weilburg, zu, den linksrheinischen Bereich vergab sie an ihren jüngeren Sohn Graf Johann von Nassau-Saarbrücken. Elisabeths Sohn Johann verkaufte mit Zustimmung seiner Mutter Elisabeth die Herrschaft Commercy für 42.000 Gulden an das herzogliche Haus Lothringen und konnte damit ein Anrecht auf Saargemünd erwerben, womit er sein Herrschaftsgebiet deutlich nach Osten rückte.
Johanns Sohn Johann Ludwig von Nassau-Saarbrücken wurde drei Monate nach dem Tod seines Vaters geboren. Seine Mutter Elisabeth von Württemberg hatte bis zu ihrer Wiederverheiratung mit Graf Heinrich von Stolberg-Wernigerode die Vormundschaft inne. Danach übernahmen diese Philipp von Nassau-Weilburg und Eberhard von Württemberg.
Johann Ludwig lebte bis zu seinem vierzehnten Lebensjahr in Weilburg. Er immatrikulierte sich 1483 in Heidelberg und 1485 in Tübingen. Anschließend verbrachte er eine kurze Zeit am Hof des Herzogs René II. von Lothringen, um daraufhin in Paris zu studieren.
Im Jahr 1490 übernahm Johann Ludwig die Herrschaft selbst. Gleich zu Beginn seiner Regentschaft kam im Jahr 1491 ein Erbschaftsvertrag der Linien Nassau-Weilburg und Nassau-Saarbrücken zustande. In der Folge war er als Militär und Diplomat unter Kaiser Maximilian I. tätig, der im Jahr 1503 die Residenz Saarbrücken besuchte.
Im Jahr 1495 begleitete Johann Ludwig seinen Schwager Pfalzgraf Alexander von Pfalz-Zweibrücken und dessen Vetter Bischof Antoine de Croÿ auf einer Wallfahrt über Venedig, Kreta, Rhodos und Zypern ins Heilige Land, wo er im Jahr 1495 in der Jerusalemer Grabeskirche zum Ritter vom Heiligen Grab geschlagen wurde.
Auf dem Reichstag zu Worms im Jahr 1495, an dem der Saarbrücker Graf Johann Ludwig teilnahm, kam Nassau-Saarbrücken mit Pfalz-Zweibrücken zum Oberrheinischen Reichskreis. Die saarländischen Territorien Kurtriers und Luxemburgs wurden dem Burgundischen Reichskreis zugeteilt. Ohne Reichsstandschaft blieben das saarländische Reichsdorf Michelbach, die saarländischen Reichsritterschaften und Reichsherrschaften sowie das trierische Domkapitel.
Graf Johann Ludwig stand auch noch Kaiser Karl V. als Ratgeber zur Seite, der ihn im Jahr 1544 in Saarbrücken besuchte, und nahm im Jahr 1521 am Reichstag in Worms teil, wobei er die reformatorische Lehre Martin Luthers ablehnte. Teilweise wirkten sich die Unruhen des Bauernkrieges zu Beginn des 16. Jahrhunderts auch auf Nassau-Saarbrücken aus.
Nach dem Tod seiner ersten Frau Elisabeth von Pfalz-Zweibrücken erlangte Graf Johann Ludwig durch die Verheiratung mit Gräfin Katharina von Moers-Saarwerden zunächst eine Hälfte der Grafschaft Saarwerden. Nach dem Tod des Erben des zweiten Teils fiel im Jahr 1527 auch der Rest der Grafschaft an Nassau-Saarbrücken.
Im Jahr 1544 teilte Johann Ludwig seinen Besitz unter die Söhne Philipp (Saarbrücken), Johann (Homburg und Ottweiler) und Adolf (Saarwerden) auf. Johann Ludwig, der bis zu seinem Lebensende der katholischen Kirche treu ergeben blieb, wurde in der Stiftskirche St. Arnual beigesetzt.

## Frühe Neuzeit

### Einführung der Reformation

Die Kathedralen der Bistümer des Saarlandes im Mittelalter
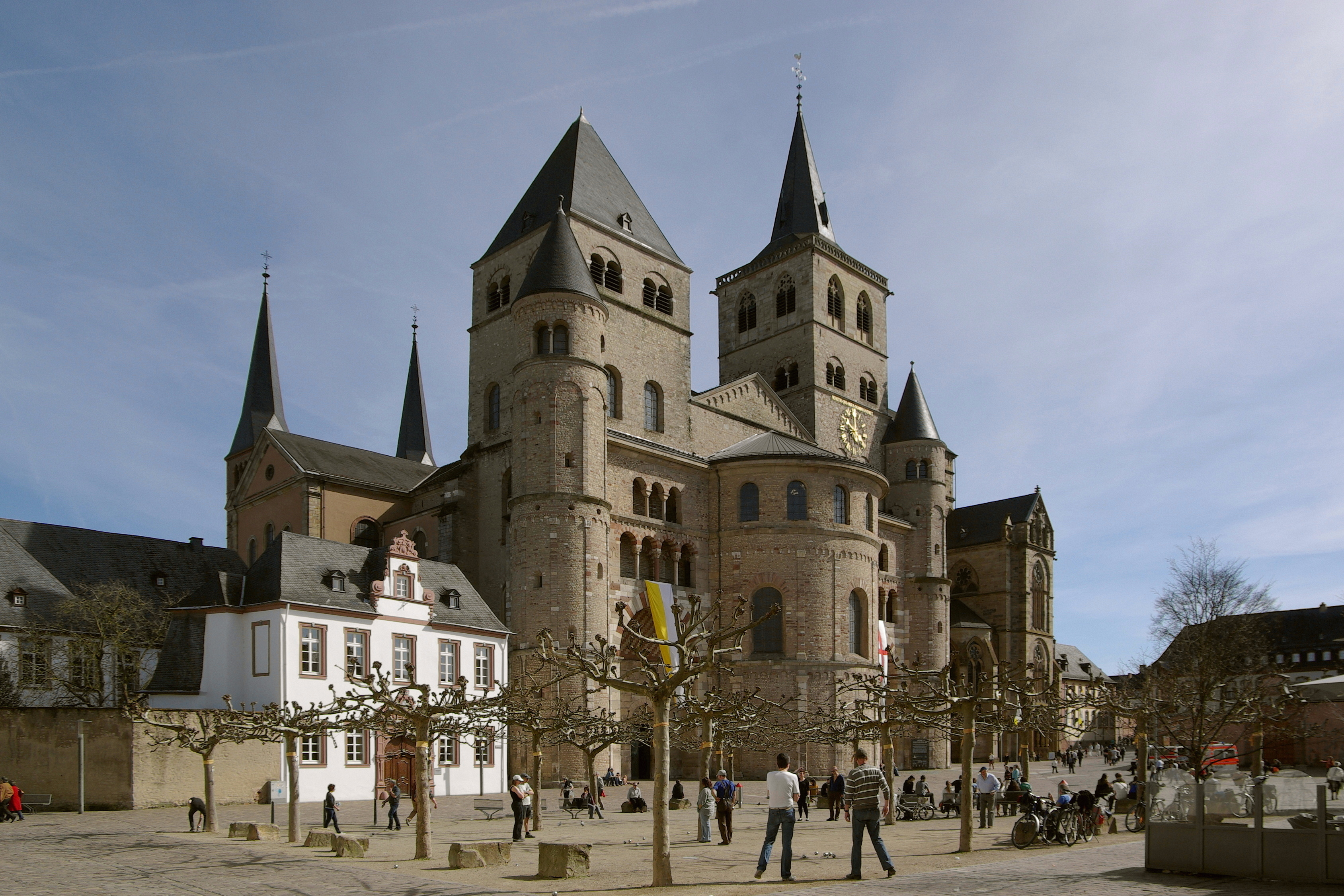
Der Trierer Dom St. Peter, Erzbistum Trier
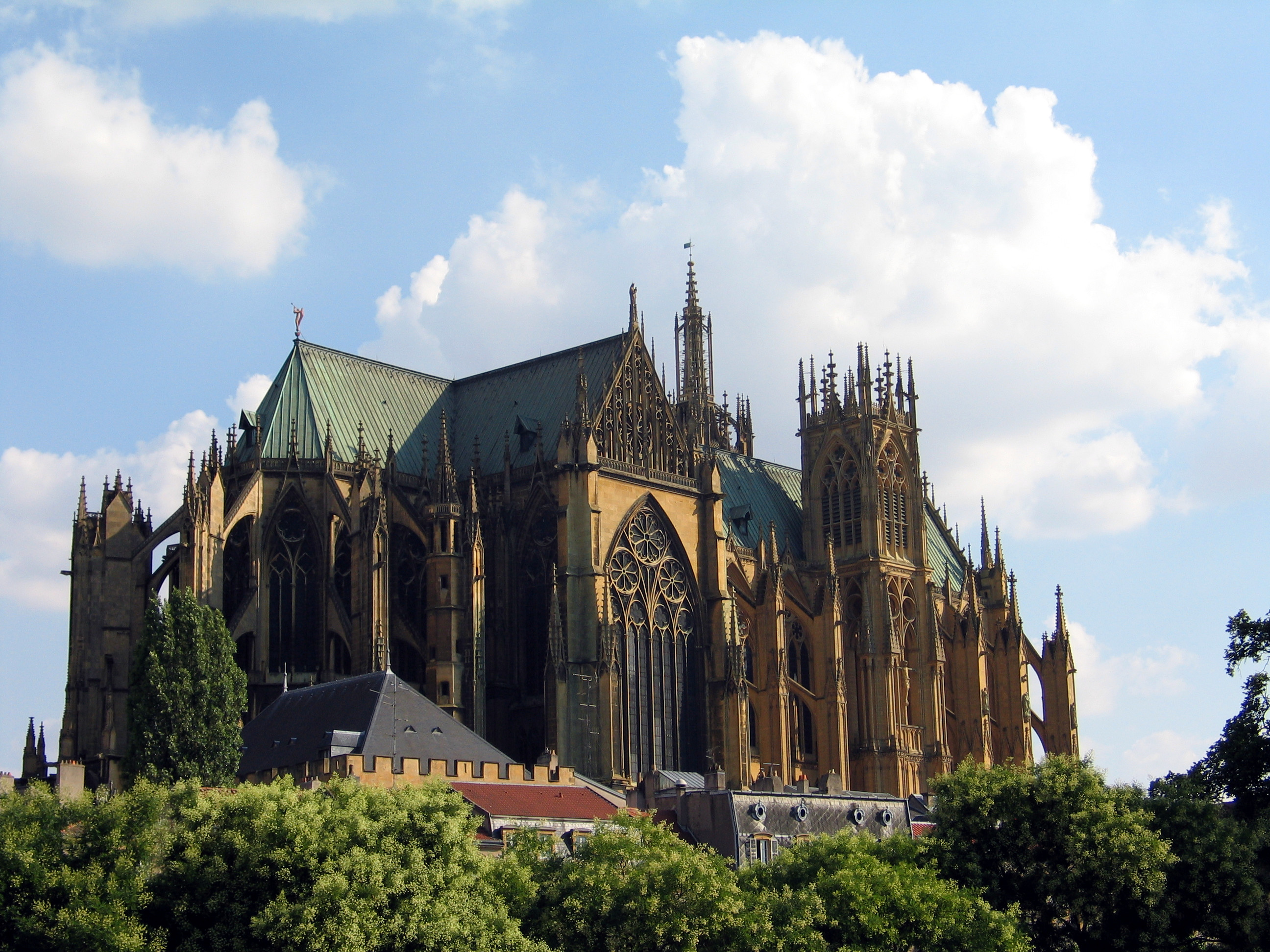
Die Trierer Suffragankathedrale St. Stephan zu Metz, Bistum Metz
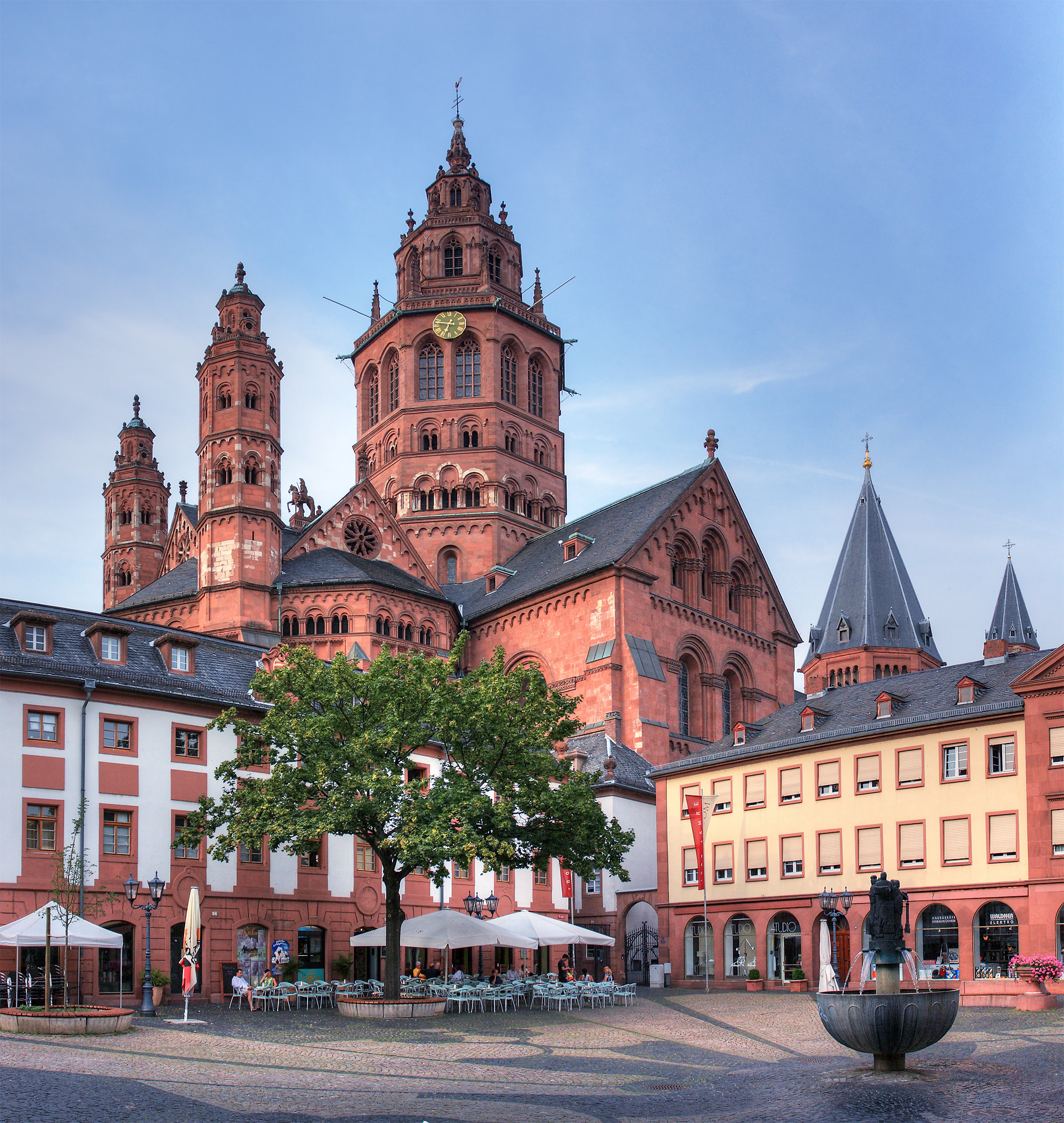
Mainzer Dom St. Martin, Erzbistum Mainz

Das Territorium des heutigen Saarlandes war vor der Reformation kirchlich folgendermaßen untergliedert:
Der westliche Teil unterstand dem Archidiakonat Tholey des Erzbistums Trier mit den Dekanaten Remich, Perl, Merzig und Wadrill.
Der östliche Teil gehörte zum Bistum Metz und war in folgende Archipresbyteriate untergliedert: Neumünster, ein adeliges Frauenstift bei Ottweiler, Hornbach, einer Benediktinerabtei, St. Arnual, einem Augustinerchorherrenstift sowie Waibelskirchen an der Nied. Geringe Teile des heutigen Saarlandes gehörten bistumsmäßig zum Erzbistum Mainz, wie etwa Niederkirchen im Ostertal.
Religiöse Oberhoheit hatten nur Gebiete, die als Landesherrschaft reichsunmittelbar waren, also nur dem König oder Kaiser unterstanden. Dazu zählte der Erzbischof und Kurfürst von Trier, der in größeren Teilen des heutigen Landkreises Merzig-Wadern, in Theley und den umliegenden Dörfern zusammen mit Lothringen, in der Stadt St. Wendel und den nördlich davon gelegenen Dörfern sowie in Blieskastel und St. Ingbert die politische Landeshoheit innehatte. Allerdings waren St. Wendel, St. Ingbert und Blieskastel zeitweise verpfändet.
Ebenso war der Metzer Bischof auch Landesherr des Hochstiftes Metz. Ihm unterstanden Püttlingen und dessen Nachbarorte.
Dem Herzog von Lothringen unterstanden als Landesherr weite Gebiete an der mittleren Saar mit Wallerfangen als Hauptort. Ein von dort rüsselartig nach Nordosten reichendes Gebiet mit dem Schaumberg und der Abtei Tholey gehörte ebenfalls dazu.
Dem habsburgischen Herzogtum Luxemburg unterstanden einige heute saarländische Moselorte.
Der Herzog von Pfalz-Zweibrücken besaß landesherrliche Rechte im Raum Nohfelden, an der mittleren Oster sowie an der unteren Blies.
Den Grafen von Nassau-Saarbrücken unterstand ein Gebiet, das ungefähr dem heutigen Stadtverband Saarbrücken, dem Landkreis Neunkirchen und dem Gebiet um die Stadt Homburg entspricht.
Im Norden des heutigen Saarlandes beanspruchten auch einzelne Adelige den Status der Reichsunmittelbarkeit, wie etwa die Herren von Dagstuhl und die Herrschaft Eberswald.
Darüber hinaus existierten mehrere Gemeinherrschaften wie etwa Lebach oder Uchtelfangen. Auch wurden zuweilen Herrschaftsrechte durch Eigentums- und Patronatsrechte eingeschränkt. Weitere Komplikationen der Herrschaftsverhältnisse brachten Herrschaftsteilungen durch erbrechtliche Bestimmungen oder Herrschaftsübertragungen, Belehnungen, Verpfändungen sowie feudalrechtliche Dorfteilungen in einzelne Vogteien, wie dies etwa im Hochgericht Nalbacher Tal der Fall war.

Die Wappen der wichtigsten historischen Herrschaften auf dem Gebiet des heutigen Saarlandes
Erzbistum, Erzstift und Kurfürstentum Trier
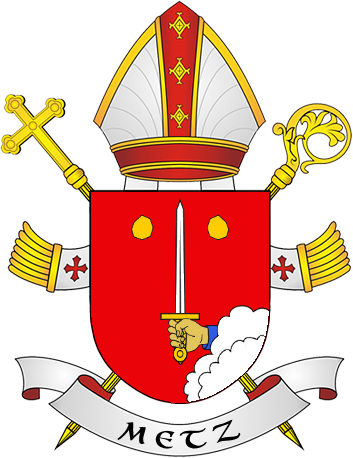
Fürstbistum und Hochstift Metz
Herzogtum Lothringen
Herzogtum Pfalz-Zweibrücken
Grafschaft Saarbrücken
Herzogtum Luxemburg

Bisher ist unbekannt, wann genau die Bewohner der Gegend an der Saar zum ersten Mal in Kontakt mit den Schriften des Reformators Martin Luther traten und von den diesbezüglichen Reaktionen der weltlichen und geistlichen Würdenträger des Heiligen römischen Reiches erfuhren. Es ist zu vermuten, dass spätestens nach dem Auftreten Luthers auf dem Reichstag zu Worms im Frühling 1521 die reformatorische Kunde auch an die Saar gelangte. Bereits für die Jahre 1519/1521 waren die Schriften Luthers in der Reichsstadt Metz nachweislich bekannt und im Jahr 1521 berief Papst Leo X. einen päpstlichen Kommissar, der gegen reformatorische Umtriebe in Lothringen und den umliegenden Gebieten vorgehen sollte. Im Jahr darauf, 1522, predigte der Straßburger Reformator Martin Bucer auf der Burg Nanstein über Landstuhl, die sich im Besitz von Franz von Sickingen (1481–1523) befand. Im Oktober 1522 trat der Reformator Johann Schwebel (1490–1540) auf, der ab 1523 in Zweibrücken als Hofprediger wirkte und dort im Jahr 1525 sein theologisches Werk „Hauptstück und Summa des gantzen Evangeliums“ veröffentlichte.
Herzog Ludwig II. von Pfalz-Zweibrücken (1502–1532) ließ der Verkündigung des evangelischen Predigers Johann Schwebel freien Lauf. Auf dem Reichstag zu Worms hatte Herzog Ludwig Martin Luther persönlich erlebt. Es darf auch vermutet werden, dass Ludwigs Gemahlin Elisabeth von Hessen (1503–1553), Tochter des Landgrafen Wilhelm I. von Hessen (1466–1515) und nahe Verwandte Philipps I. von Hessen, des größten Förderers der Reformation, der neuen Konfession im Herzogtum Zweibrücken erheblichen Auftrieb verschaffte. Im Jahr 1529 ermöglichte Herzog Ludwig den Schweizer Theologen die Reise zum Marburger Religionsgespräch, indem sie auf der Reise durch sein Herzogtum weitgehend die Bistümer Speyer, Mainz und Worms umgehen konnten. Gemeinsam mit den Schweizer Reformatoren um Zwingli reiste der Zweibrücker Prediger Schwebel 1529 zum Marburger Religionsgespräch.
Bereits im Jahr 1528 hatte der Metzer Bischof Johann von Lothringen, zu dessen Bistum der östliche Teil des heutigen Stadtverbandes Saarbrücken, der Saarpfalz-Kreis und Teile des Landkreises Neunkirchen zählten, die reformatorische Abendmahlspraxis in Zweibrücken gerügt. Da Herzog Ludwig bereits im Jahr 1532 30-jährig an der Schwindsucht starb, wurde sein ältester Sohn Wolfgang von Pfalz-Zweibrücken (1520–1569) sein Nachfolger. Aufgrund der Minderjährigkeit des Erbprinzen übernahm zunächst Ludwigs jüngerer Bruder Ruprecht von Pfalz-Veldenz von 1533 bis 1543 die Regentschaft. Ruprecht vertrat die Ideen der Reformation entschiedener als sein verstorbener Bruder. Er beauftragte den Zweibrücker Prediger Johann Schwebel mit der Erstellung einer neuen Kirchenordnung für Pfalz-Zweibrücken und ordnete die Verwendung der deutschen Sprache im Gottesdienst an. In den Pfarreien des Herzogtums wurden nun alle Pfarrer einer strengen Visitation zur Ermittlung der bestehenden Verhältnisse unterzogen. Reformatorisches Gedankengut gelangte bald auch in die Orte an der unteren Blies, die nicht zum Territorium von Pfalz-Zweibrücken gehörten, so in die Orte Gersheim und Höchen.

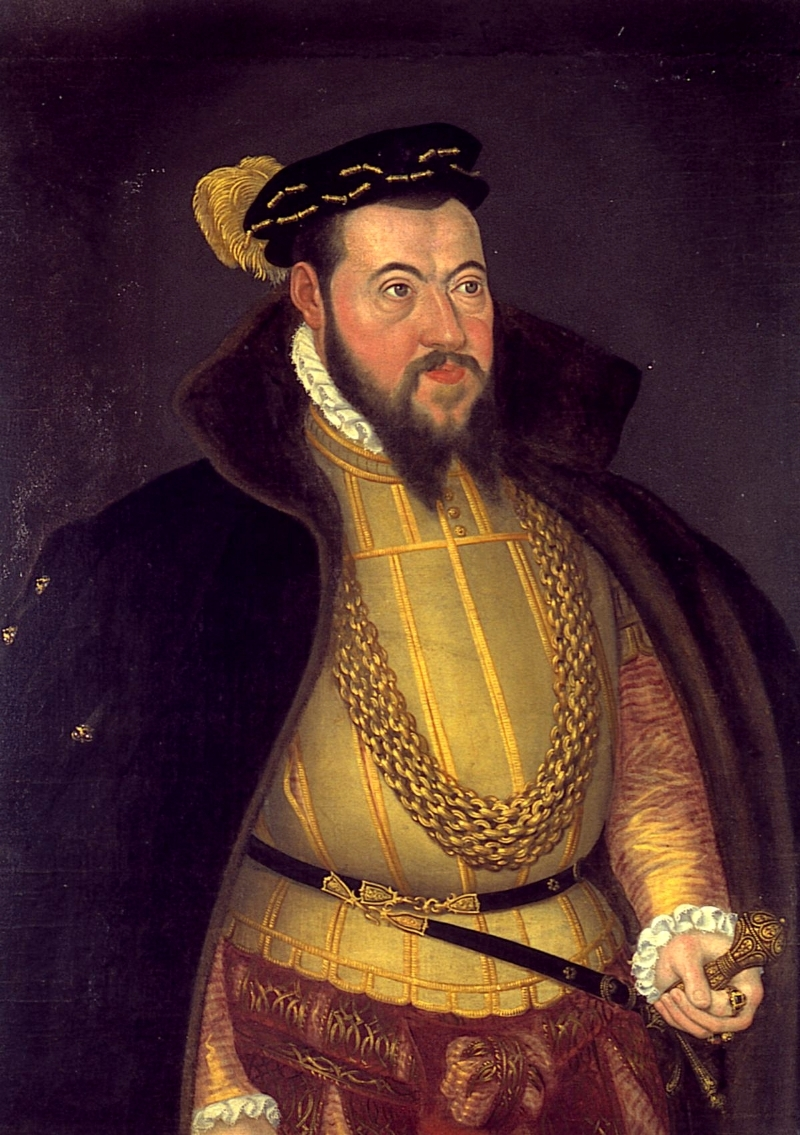
Herzog Wolfgang von Pfalz-Zweibrücken

Herzog Wolfgang von Pfalz-Zweibrücken (1520–1569) konsolidierte nach der Übernahme der Regierungsgeschäfte im Jahr 1543 die lutherische Landeskirche und gab ihr – auf der Basis des Augsburger Religionsfriedens – im Jahr 1557 eine neue Kirchenordnung. Inzwischen hatte in Heidelberg der Pfälzer Kurfürst Friedrich III. (1515–1576) den reichsrechtlich nicht anerkannten Calvinismus eingeführt. Sein Erbe Johann Casimir (1543–1592) führt im Jahr 1583 erneut die calvinistische Konfession in der Kurpfalz ein, und im Jahr 1588 tat Herzog Johann I. (1550–1604) in Pfalz-Zweibrücken ebensolches. Bereits im Jahr 1571 hatte Herzog Johann die Leibeigenschaft seiner Untertanen abgeschafft, mehr als 200 Jahre bevor dies durch die Französische Revolution geschah.
Die für das Gebiet des heutigen Saarlandes maßgeblichen Bischöfe, die Erzbischöf und Kurfürsten von Trier sowie die Bischöfe von Metz hielten, anders als einige mitteldeutsche Bischöfe, an der traditionellen katholischen Konfession fest. Die Erzbischöfe von Trier konnten allerdings nicht verhindern, dass in Teilen ihres Bistums die Reformation Erfolge feiern konnte. Selbst in Randgebieten des Hochstiftes, also des Kurfürstentums, wechselten ganze Gebiete die Konfession. Im kurtrierischen Amt Blieskastel hatten Lehensleute des Erzbischofes, die Herren von Eltz in Ballweiler, Biesingen, Erfweiler-Ehlingen, Rubenheim und Wecklingen, die Herren von Steinkallenfels in Bliesmengen-Bolchen sowie die Junker von Mauchenheim in Reinheim, die Verbreitung der reformatorischen Lehre gefördert. Erst um die Wende vom 16. zum 17. Jahrhundert gelang es Trier, das Gebiet für den traditionellen Katholizismus zurückzugewinnen, da von 1553 bis 1634 das Amt Blieskastel aufgrund einer Verpfändung unter dem reformatorischen Einfluss von Nassau-Saarbrücken gestanden hatte. Auch in der Umgebung hatten Angehörige des Ritterstandes durch die Berufung reformatorischer Prediger versucht, den Bekenntnisstand der Bewohner ihrer Dörfer zu verändern. Dies geschah in Eppelborn, Uchtelfangen, Knorscheid, Reisweiler, Gonnesweiler, Neunkirchen/Nahe und Sötern, blieb aber hinsichtlich der Sache der Reformation weitestgehend erfolglos.
Mit der Ausbreitung der Reformation forderten die Landesherren zunehmend für sich das Recht, die Konfession ihrer Untertanen zu bestimmen. Diese Möglichkeit wurde ihnen jedoch erst nach jahrzehntelanger Auseinandersetzung im Jahr 1555 im Augsburger Religionsfrieden zugestanden. Doch lag das Patronatsrecht, also die Neubesetzung einer vakant gewordenen Pfarrstelle, üblicherweise nicht beim Landesherrn, sondern beim jeweiligen Patronatsherrn. Das war in der Regel ein regionaler Adeliger sowie ein Kloster oder Stift, die allerdings nicht im selben Gebiet ansässig sein mussten.

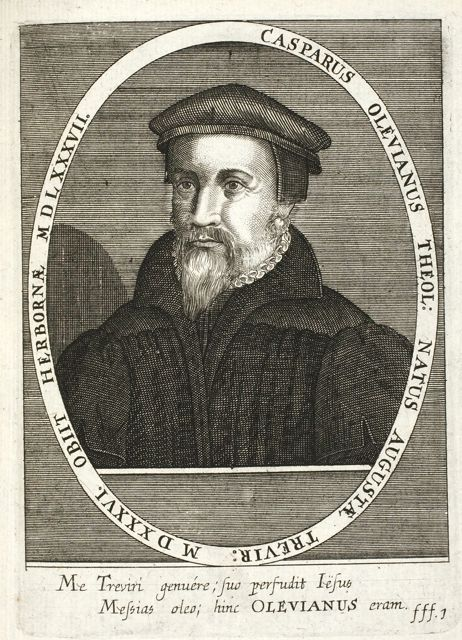
Kaspar Olevian, Kupferstich, 16. Jh.

Der in Trier geborene, calvinistisch ausgerichtete Theologe Caspar Olevian trat nach auswärtigen Studien ab August 1559 in seiner Heimatstadt als öffentlicher Prediger auf. Durch sein kraftvolles Auftreten und seine mitreißende evangelische Predigt verschaffe er der reformatorischen Sache erheblichen Zulauf. Erzbischof Johann VI. von der Leyen nahm allerdings Olevian und zahlreiche seiner Sympathisanten gefangen und ließ diese erst frei, nachdem diese gelobt hatte, entweder zum rechtmäßigen katholischen Glauben zurückzukehren oder aber die Stadt zu verlassen. Viele erklärten, wieder katholisch werden zu wollen, eine nicht geringe Anzahl von Bürgern, darunter auch Olevian, wanderte aus. Die Reformation in Trier war damit gescheitert. Die katholische Kirche reagierte mit den Konzil von Trient (1545 bis 1563) auf die massiven Verwerfungen im kirchlichen Bereich und begann, umfassende Neuordnungen einzuführen. Mit den großangelegten Visitationen der Erzdiözese Trier im Jahr 1569 und der Synode für das Bistum Metz bereits im Jahr 1561 in Vic-sur-Seille gelang ein Neuanfang. Die durch die Umwälzungen der Reformation zugrunde gegangenen monastischen Niederlassungen, das Benediktinerinnenkloster Neumünster bei Ottweiler, die Zisterze Wörschweiler sowie das Augustiner-Chorherren-Stift Sankt Arnual, blieben für die katholische Kirche verloren.
Das Herzogtum Lothringen stand entschieden auf der Seite des traditionellen Katholizismus und trat allen Versuchen einer Reformation der Kirche entgegen. Im Herzogtum, das sich geradezu als Bollwerk des Katholizismus sah, gründeten die Herzöge von Guise, einer Lothringer Nebenlinie, in den Hugenottenkriegen die Katholische Liga. Keinem lothringischen Lehensmann gelang die Einführung der Reformation, die Herren von Hagen zur Motten und Streiff von Lewenstein scheiterten jeweils bei dem Versuch, die kleine Seigneurie Eppelborn zu reformieren.

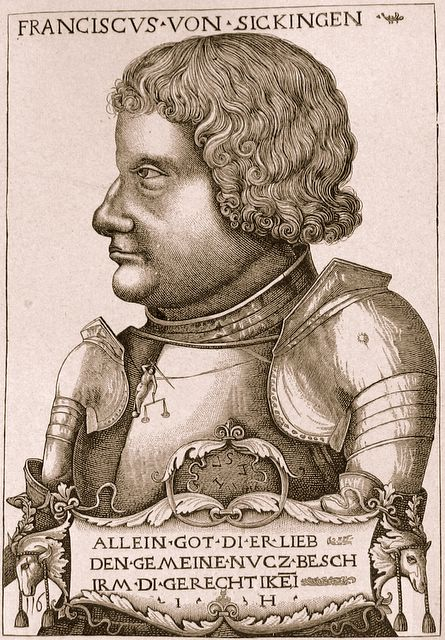
Franz von Sickingen

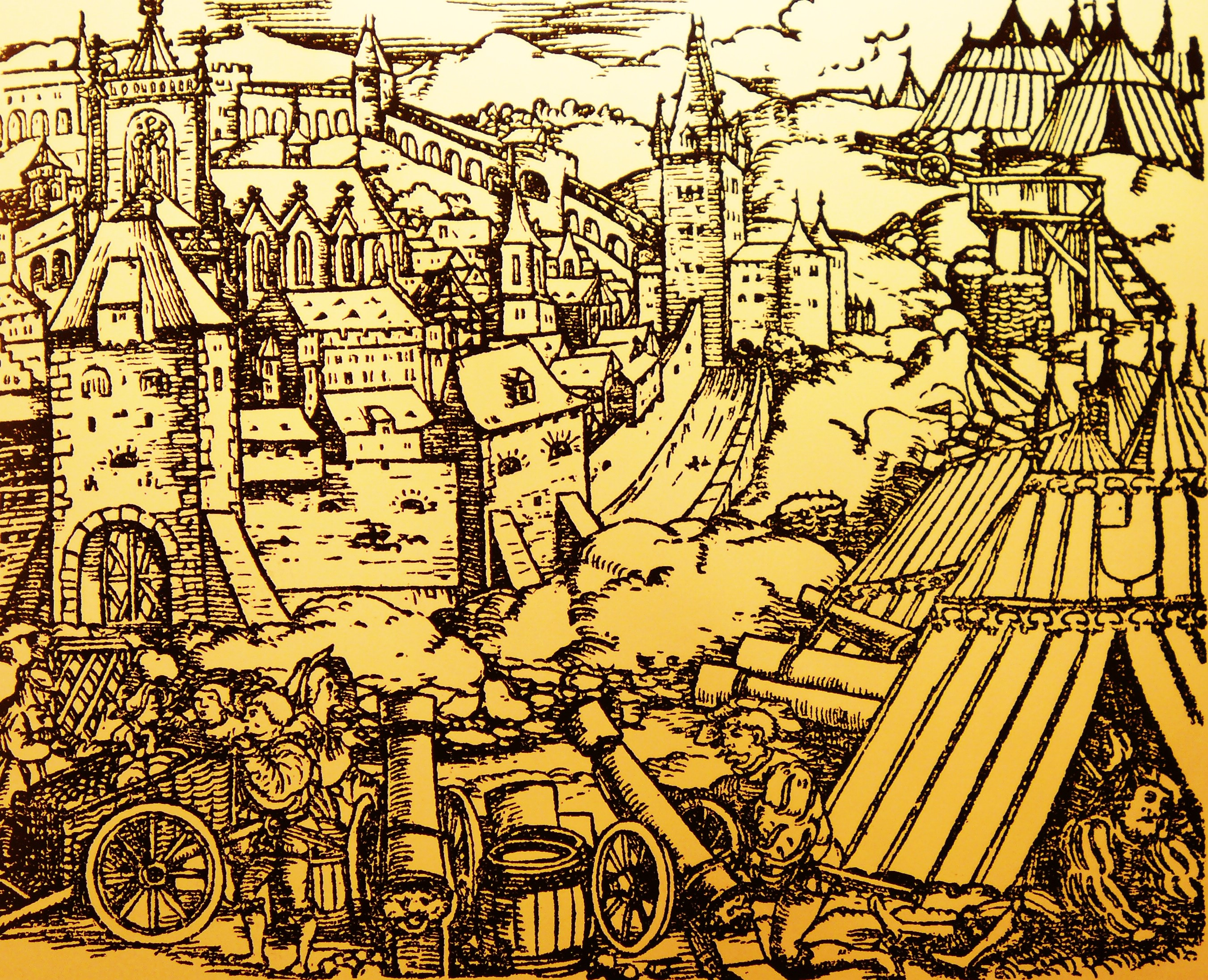
Belagerung der Stadt St. Wendel durch Franz von Sickingen im Jahr 1522

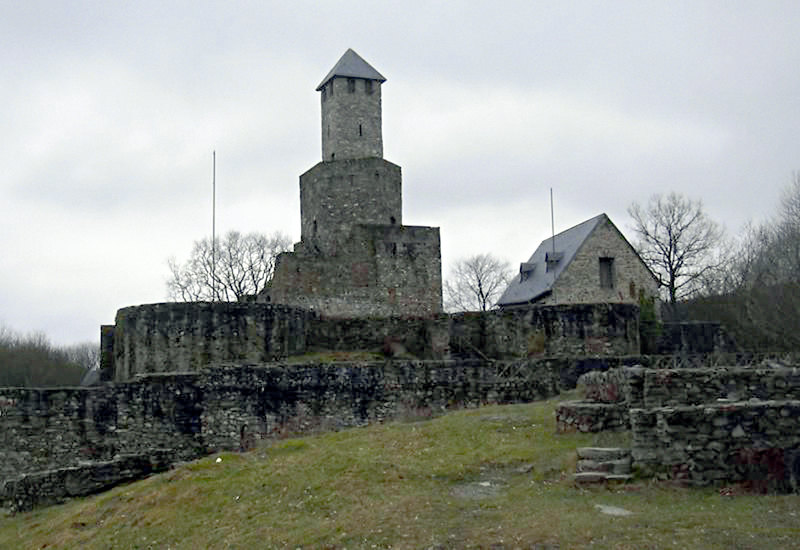
Burg Grimburg

Für die Lande an der Saar wurde die Reformation mit den sogenannten Sickingenschen Fehden, dem Reichsritterkrieg und dem Großen Bauernkrieg relevant. Franz von Sickingen (1481–1523) hatte im Jahr 1504 die Herrschaft Landstuhl mit Burg Nanstein geerbt. In Landau ließ er sich von Vertretern der rheinischen, schwäbischen und fränkischen Ritterschaft zum Hauptmann wählen und begann im Jahr 1522 eine Fehde gegen den Trierer Erzbischof Richard von Greiffenklau zu Vollrads (1467–1531). Sickingens Kriegsziel war es, das trierische Hochstift in seine Gewalt zu bringen und dann für seine Familie in ein protestantisches Fürstentum umzuwandeln. Auf dem Kriegszug nach der Bischofsstadt Trier nahm der Reichsritter die kurtrierische Stadt St. Wendel im Sturm, zerstörte das ebenfalls kurtrierische Blieskastel und eroberte die Grimburg bei Wadern. Am 8. September 1522 begann er mit der Belagerung Triers. Der Bruch des im Jahr 1495 von Kaiser Maximilian I. proklamierten „Ewigen Landfriedens“ rief jedoch ein Fürstenbündnis auf den Plan. Kurfürst Ludwig V. von der Pfalz sowie Landgraf Philipp von Hessen vertrieben Sickingen und verfolgten ihn im Rahmen einer Reichsexekution bis zu seiner Burg Nanstein. Bei der Beschießung von Sickingens Burg im Mai 1523 kam der Reichsritter ums Leben. Das blutige Ende der Fehde Sickingens steht symbolhaft für den Verfall des Rittertums und den Aufstieg der Territorialstaaten in der Frühen Neuzeit.

Porträt Antons II. von Lothringen von Hans Holbein d. J., 1543

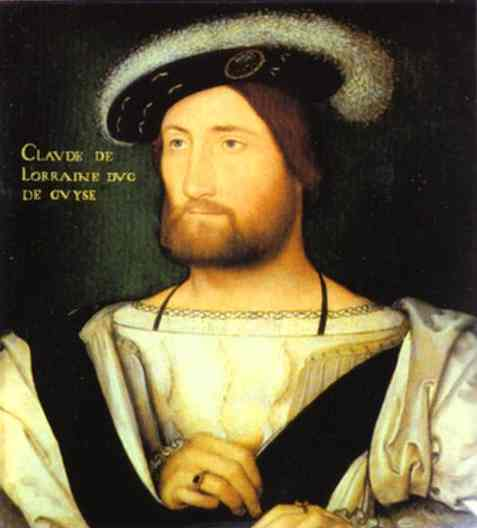
Claudius von Lothringen, Gemälde von Jean Clouet

Im Herbst des folgenden Jahres, 1524, begann der große Bauernkrieg. Im linksrheinischen Gebiet sammelten sich die Unzufriedenen unter der Führung von Erasmus Gerber. In seinem „Hellen Haufen“ hatten sich zeitweise 30.000 Anhänger versammelt, weit mehr, als alle Städte des Westrichs zusammen an Einwohnern hatten. Anfang des Jahres 1525 lagerten ca. 4000 Teilnehmer des Aufstandes in einem Wald bei Saargemünd. Dort erhielten sie Zuzug aus den Grafschaften Saarbrücken und Zweibrücken-Bitsch sowie dem Herzogtum Pfalz-Zweibrücken. Auch in der Herrschaft Dagstuhl und dem kurtrierischen Amt Saarburg hatte es Proteste gegeben. Schließlich kam zu Plünderungen der Klöster Gräfinthal und Wintringen. Wenig später verschanzten sich die Aufständischen in den Mauern des unter nassau-saarbrücker Vogtei stehenden Frauenklosters Herbitzheim im Krummen Elsass. Die Adeligen versammelten ihre Truppen bei Vic-sur-Seille, darunter Herzog Anton von Lothringen (1489–1544), Claude von Guise (1496–1550) mit französischen Hilfstruppen, sowie aus dem Westrich die Grafen von Bitsch und von Nassau-Saarbrücken. Nachdem die Bauern die Bischofsresidenz Zabern (Saverne) erobert hatten, rückte das Fürstenheer in die Stadt. Am 17. Mai 1525 legten die Bauern die Waffen nieder und begannen mit dem Abzug, doch aus ungeklärten Umständen begann ein brutales Gemetzel an den abziehenden Bauern. Schätzungen hinsichtlich der Opfer schwanken zwischen 15.000 und 30.000 Menschen. Welchen Anteil Aufständische aus dem Gebiet des heutigen Saarlandes an der Sache hatten, ist unklar. Unruhen im Amt Ottweiler und im Köllertal wurden durch die Besatzung der Burg Montclair unter Graf Johann von Sayn in ihren Anfängen unterdrückt.

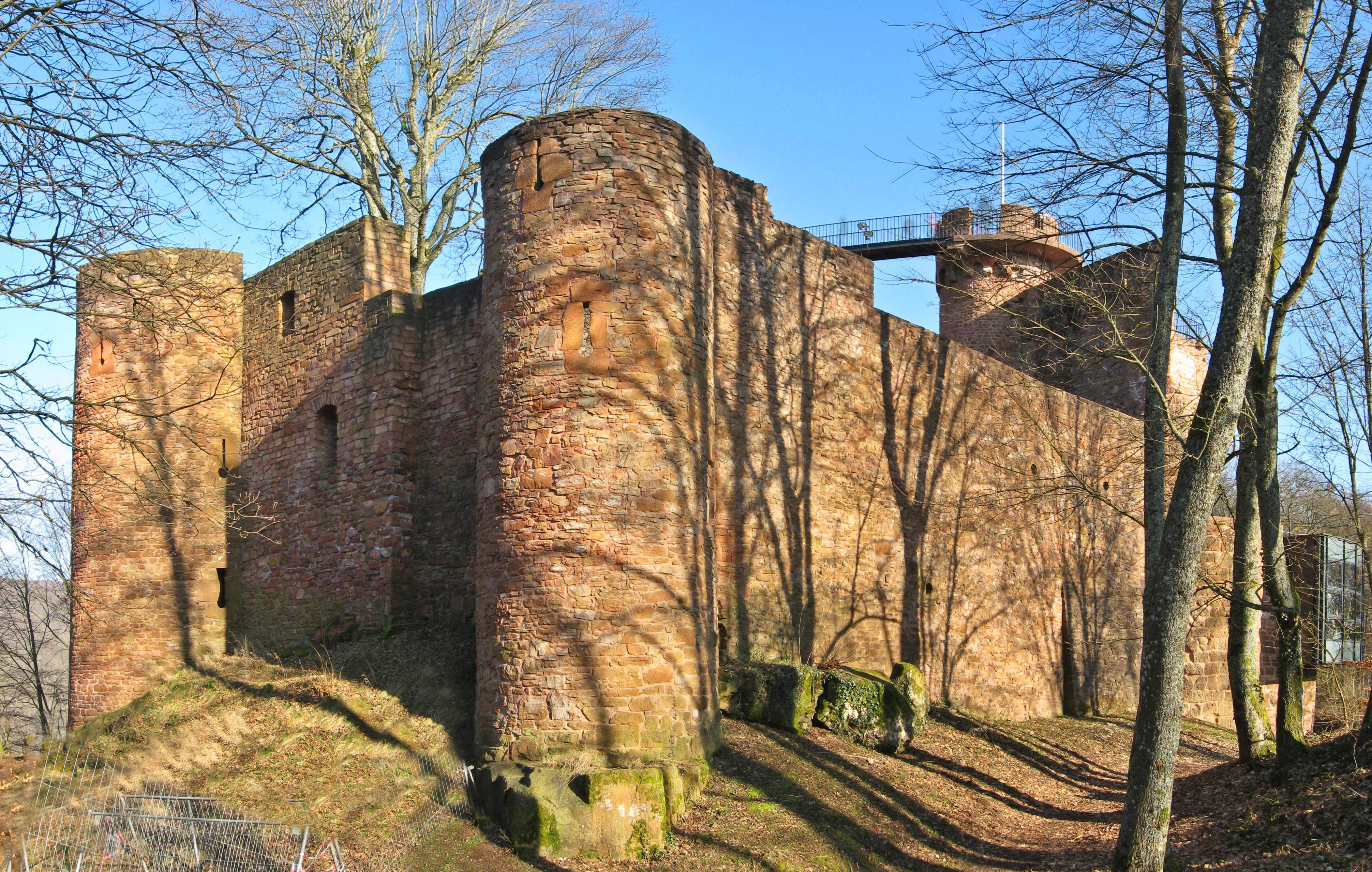
Burg Montclair

Die Dynastie Nassau neigte seit dem Jahr 1525 wie auch die anderen Mitglieder des Wetterauer Grafenvereins der Reformation zu. Während die Grafen von Nassau-Dillenburg sich später dem Calvinismus zuwandten und Nassau-Oranien zur Speerspitze des internationalen Calvinismus avancierte, blieb Nassau-Weilburg lutherisch.
Das gräfliche Haus Nassau-Saarbrücken stand im Zeitalter der Reformation lange unentschlossen zwischen den Mächten. In der Grafschaft Saarbrücken hielt Graf Johann Ludwig (1472–1545) bis zu seinem Tod im Jahr 1545 an der alten Religion fest und hinterließ seinen drei Söhnen Philipp (1509–1554), Johann (1511–1574) und Adolf (1526–1559) ein rein katholisches Territorium. Erst mit der Einführung der Reformation im Jahr 1574 wurde Nassau-Saarbrücken zum Frontstaat im Zeitalter der Religionskriege.
Adolf erbte den Besitz Kirchheim am Donnersberg und weitere Besitzungen in der Pfalz und dem späteren Rheinhessen. Die Grafschaft Saarwerden an der oberen Saar im Krummen Elsass verwalteten die drei Brüder gemeinsam.
Selbst ohne Engagement für die Reformation profitierte Graf Philipp II. von Nassau-Saarbrücken (1509–1554) von den sich auflösenden Strukturen der alten Kirche und brachte zahlreiche Klöster unter seine Herrschaft. So übertrug im Jahr 1544 die letzte Äbtissin das Kloster Herbitzheim an die Grafen von Nassau-Saarbrücken. Nach einem Vertrag mit dem Herzog von Lothringen 1581, in dem dieser seine Rechte an Herbitzheim aufgab, verblieb der Besitz bis zur französischen Revolution bei den Grafen von Saarbrücken. Graf Philipp II. nutzte die Reformation, um Nassau-Saarbrücken zu einer Form zu erweitern, die den Grenzen des heutigen Saarland zunehmend nahekam. Auch wenn er sich in seinen letzten Lebensjahren mit Ratgebern und Amtsträgern des lutherischen Bekenntnisses umgab, blieb er in religiöser Hinsicht allerdings weiterhin Katholik. Er sagte Kaiser Karl V. auf dem Augsburger Reichstag per Vertrag vom 7. Juli 1548 die Einführung des Augsburger Interims zu. Als er im Jahr 1554 starb, wurden die nassauischen Territorien neu geordnet.
Die bisher gemeinsam verwaltete Grafschaft Saarwerden wurde nun dem jüngsten Bruder Adolf zugesprochen. Dieser war, beeinflusst durch seine Verwandten des Hauses Nassau-Weilburg in Kirchheimbolanden, mit dem Gedankengut der Reformation in Kontakt gekommen. Wohl nicht gegen den Willen der Bevölkerung der Grafschaft Saarwerden wurde durch Adolf im Jahr 1557 dort die pfalz-zweibrückische Kirchenordnung mit der Augsburger Konfession eingeführt sowie ein Superintendent installiert. Adolf nahm aber auch hugenottische Flüchtlinge aus Frankreich auf, die zeitweise durch den berühmten Reformator Guillaume Farel (1489–1565) betreut wurden. Als Adolf im November 1559 kinderlos starb, fiel sein Besitz seinem katholischen Bruder Johann in Saarbrücken zu, doch dieser ließ die Reformation in Saarwerden unangetastet.

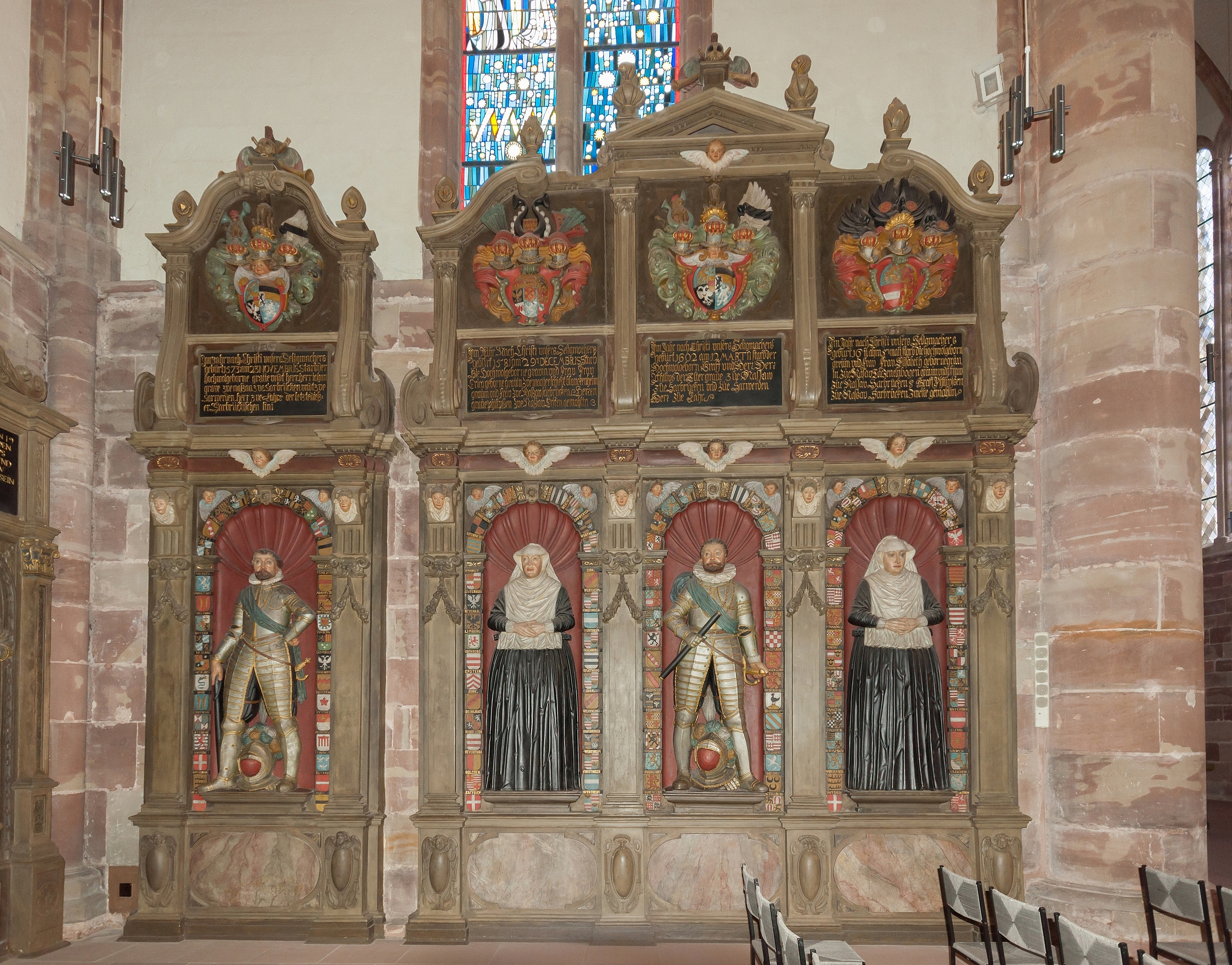
Stiftskirche St. Arnual: Links das Grabmal des Grafen Johann IV. († 1574), rechts des Grafen Philipp III. († 1602) mit seinen beiden Gemahlinnen Erika von Manderscheid († 1581) und Elisabeth von Nassau-Dillenburg († 1611)

Johann von Nassau-Ottweiler herrschte nun als Johann IV. von Nassau-Saarbrücken (1511–1574) über die Grafschaften Ottweiler, Saarbrücken und Saarwerden sowie über Teile der Herrschaften Kirchheimbolanden und Lahr. Er hatte zeitweise am Kaiserhof in Brüssel gelebt, danach in Kriegsdiensten Kaiser Karls V. und König Philipps II. von Spanien gestanden, setzte aber den reformatorischen Missionsversuchen des Straßburger Predigers Johannes Marbach (1521–1581) keinen Widerstand entgegen. Er duldete die Berufung evangelisch-lutherischer Pfarrer nach Saarbrücken und St. Johann, lehnte aber Heiratswünsche von Kanonikern des Stiftes St. Arnual kategorisch ab. Nachdem der St. Arnuale die Reichsunmittelbarkeit beansprucht und vor dem Reichskammergericht geklagt hatte, löste der Graf 1569 das Stift auf und verwandte dessen Einkünfte zugunsten der Lateinschule in Saarbrücken, dem heutigen Ludwigsgymnasium. Zeitlebens blieb Johann offiziell dem Katholizismus treu.
Da keine legitimen Erben vorhanden waren, setzte Johann zu Lebzeiten die Linie Nassau-Weilburg als Universalerben ein. Mit dem Tod Johanns im November 1574 wurde an der Saar der Weg für die Reformation frei.
Die Nassau-Weilburger Erben waren durch ihren Superintendenten Kasper Goltwurm (1524–1559) strikt lutherisch erzogen. Der ältere Graf Albrecht (1537–1593) übernahm im Jahr 1574 die Regierung im Amt Ottweiler, wo er die Reformation einführen ließ. Graf Philipp III. (1542–1602) führte am Neujahrstag 1575 durch den Superintendenten Gebhard Beilstein (ca. 1533–1613) die Reformation in Nassau-Saarbrücken ein. Die katholische Messe wurde strikt verboten und die reformatorische Predigt allenthalben installiert. Im Gefolge der nassau-weilburgischen Reformation an der Saar findet sich auch in der Reichsherrschaft Illingen des Ritters Hans von Kerpen im Jahr 1576 der erste evangelische Pfarrer.

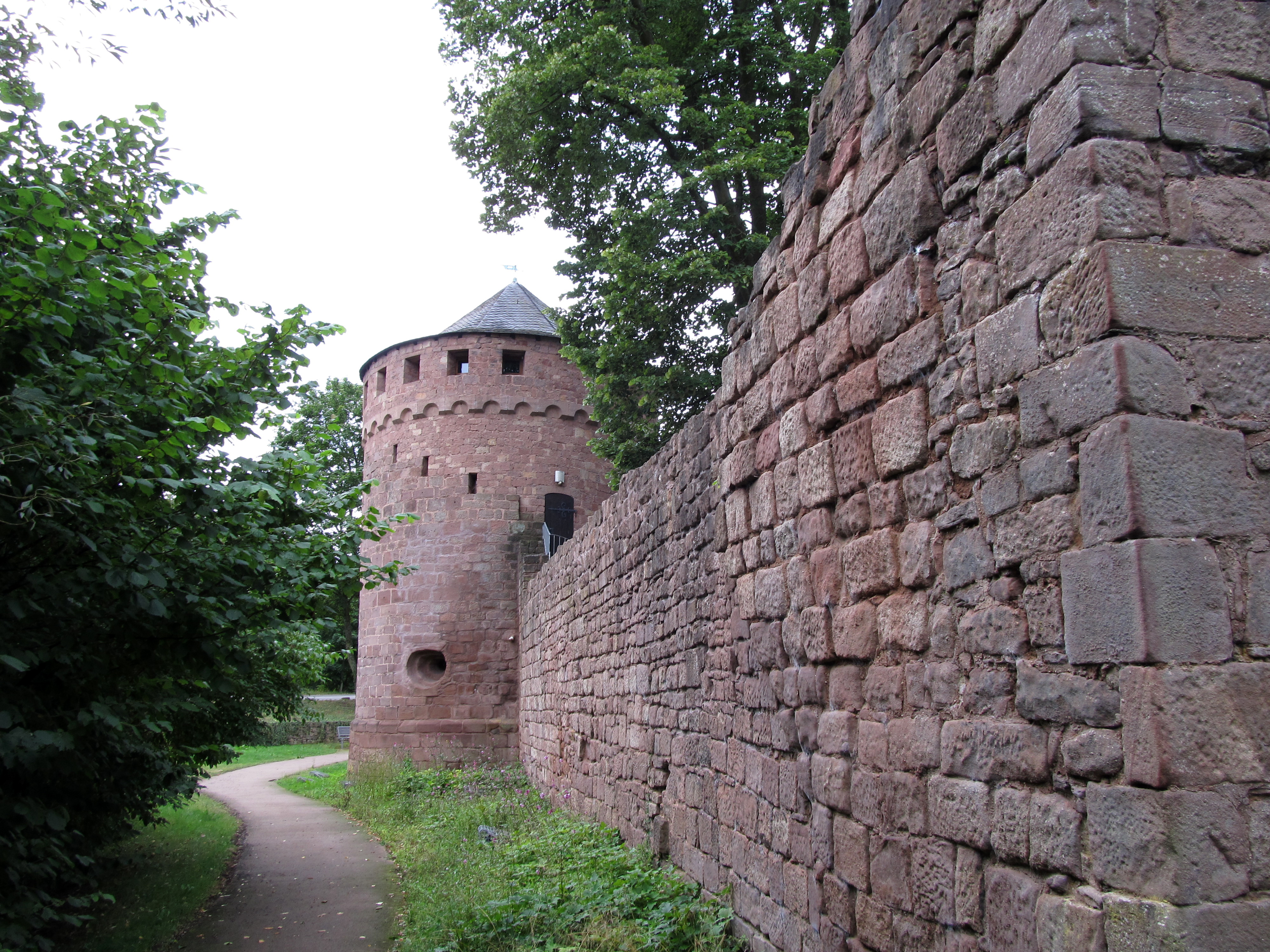
Illingen, Burg Kerpen

Die Saarbrücker Kirchenordnung von 1574 verbot nicht nur katholische Praktiken wie Wallfahrten, Reliquienkult und Heiligenverehrung, sondern auch „heidnische Bräuche“ zu Fastnacht, Walpurgisnacht, Pfingsten und Johannistag. Mit der Abschaffung der Heiligenverehrung wurde die Zahl der Feiertage radikal reduziert. Das Landesbischofsamt der Grafen mit dem Recht zur Pfarrereinsetzung und der Konfiszierung der Kircheneinnahmen führte zur politischen Festigung der gräflichen Machtposition. Lediglich die Prämonstratenserabtei Wadgassen, die Deutschordenskommenden Saarbrücken und Beckingen sowie die Augustinerinnenabtei in Fraulautern konnten unter dem Schutz Lothringens am katholischen Glauben festhalten. Den Wiedertäufern in der Grafschaft wurde eine geordnete Auswanderung gestattet, die Unterschrift unter die Konkordienformel (1577) unterblieb und der Geistlichkeit wurden zur Vermeidung von Streitigkeiten religiöse Dispute untersagt. Darüber hinaus wurde die Teilnahme an den französischen Religionskriegen strengstens verboten.
Graf Ludwig von Nassau-Saarbrücken (1565–1627), Sohn Albrechts von Nassau-Weilburg-Ottweiler aus der Ehe mit Anna von Nassau-Dillenburg (1541–1616), der Tochter Johanns VI. von Nassau-Dillenburg (1536–1606) und Nichte Wilhelms I. von Nassau-Oranien, dem Anführer des Aufstandes der Niederlande gegen die Großmacht Spanien, konnte im Jahr 1602 die Herrschaft in Saarbrücken und schließlich auch in Idstein und Wiesbaden übernehmen. Saarbrücken stieg damit zum Mittelpunkt des Walramschen Gesamtbesitzes und zu größerer politischer Bedeutung auf. Graf Ludwig heiratete, nach seiner Bildungsreise über Genf in den protestantischen Süden und in die französische Hauptstadt Paris, Anna Maria von Hessen-Kassel (1567–1626), die Schwester des gebildeten Landgrafen Moritz, der sich im Jahr 1605 der calvinistischen Konfession zuwandte. So ist es wenig verwunderlich, dass Graf Ludwig und dessen Sohn Wilhelm Ludwig hugenottische Glaubensflüchtlinge aus Frankreich in seinem Territorium willkommen hieß und ihnen großzügig Land für ihre Dorfgründungen Ludwigsweiler (heute Ludweiler) und Nassauweiler (heute Naßweiler) im Warndt zur Verfügung stellte. Nach Ludwigs Tod begründete die Erbteilung des Jahres 1629 die Linien Nassau-Saarbrücken, Nassau-Idstein und Nassau-Weilburg, deren Nachkommen sich alle als Grafen von Nassau-Saarbrücken bezeichneten.

### Prosperitätsphase im 16. Jahrhundert
Im Gefolge der Friedenszeit im 16. Jahrhundert bis zum Ausbruch des Dreißigjährigen Krieges wuchs die Bevölkerung des Saarlandes zunehmend. Die Bodenschätze des Landes wurden erstmals seit der Römerzeit wieder systematisch abgebaut und verarbeitet. So sind Schleifmühlen für die Achatverarbeitung bei Güdingen, Brebach und Scheidt erwähnt. Ebenso nahm der Kupfer- und Azuritabbau in Wallerfangen zu. Auch in Walhausen wurde nach Kupfer gegraben. Seit dem Jahr 1462 förderte man in Sulzbach Steinkohle. Mit dem Übergang des Ortes an die Grafschaft Saarbrücken begann auch die Eisenverarbeitung und die Salzsiederei aus Solequellen. In Neunkirchen an der Blies begann im Jahr 1593 die gewerbsmäßige Eisenschmelze. Im lothringischen Teil des Saarlandes nahm die Glashütte in Differten die Produktion auf. Die saarländischen Wälder nutzte man zur Herstellung von Holzkohle, die höhere Temperaturen bei der Eisenverhüttung erzielen konnte, und zur Produktion von Pottasche für die Glasherstellung. Zur kontinuierlichen Versorgung der Eisenhämmer, Drahtziehereien, Edelsteinschleifereien, Gipsstampfmühlen, Harnisch-Schleifmühlen, Lohmühlen, Ölmühlen, Papiermühlen, Sägemühlen, Schlackenmühlen, Schleifmühlen sowie der Walkmühlen mit Wasserkraft wurden zunehmend Mühlenweiher angelegt. Blechmühlen, Tabaksmühlen und Pulvermühlen kamen im 18. Jahrhundert hinzu. Für die Glasherstellung und den Ziegelbrand wurden in zunehmendem Maße die Wälder des Saarlandes gerodet. Ebenso wurden Sümpfe trockengelegt, um zusätzliche landwirtschaftliche Produktionsfläche zu gewinnen.

Adelssitze der frühen Neuzeit im Saarland
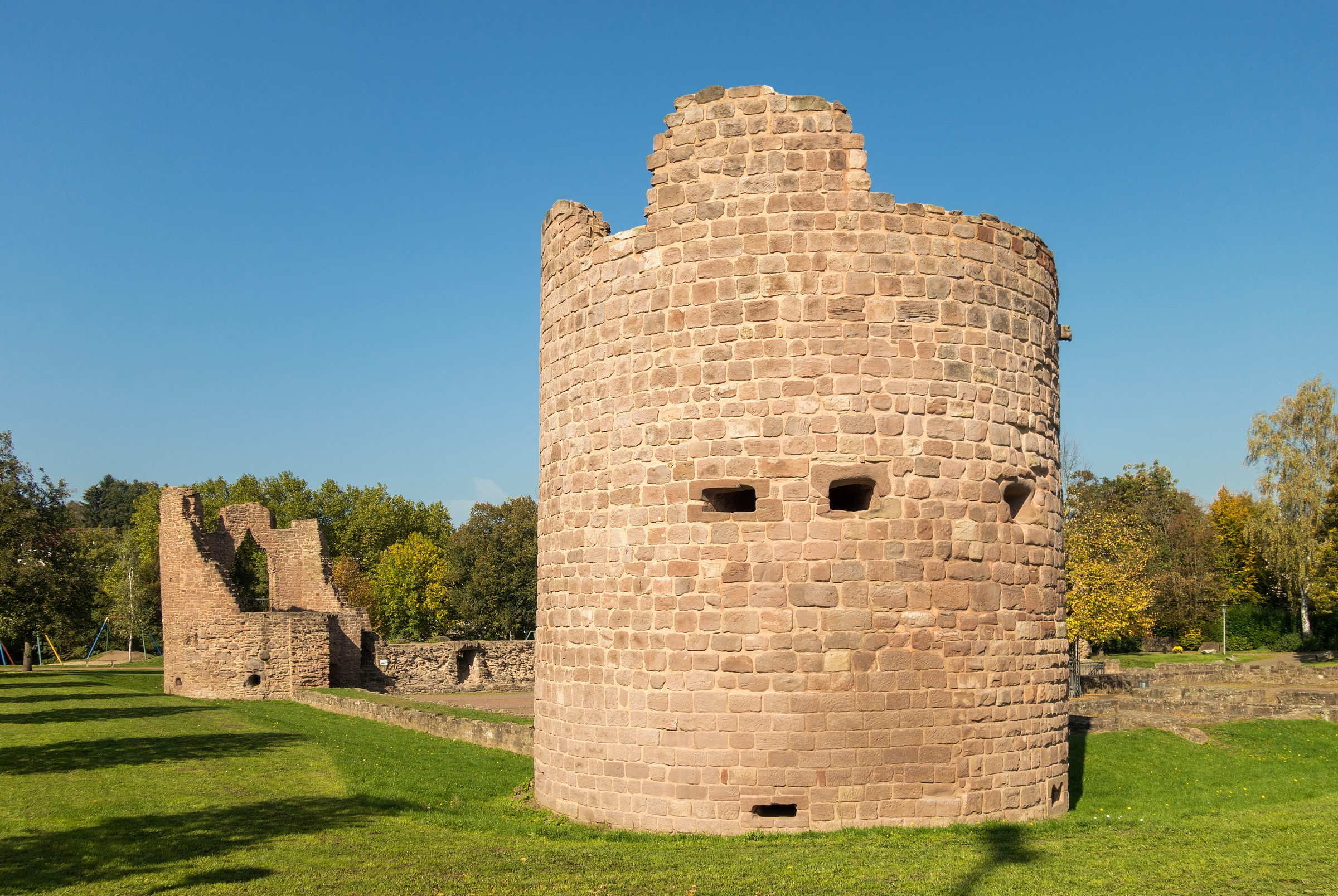
Ruine der ehemaligen Wasserburg Bucherbach
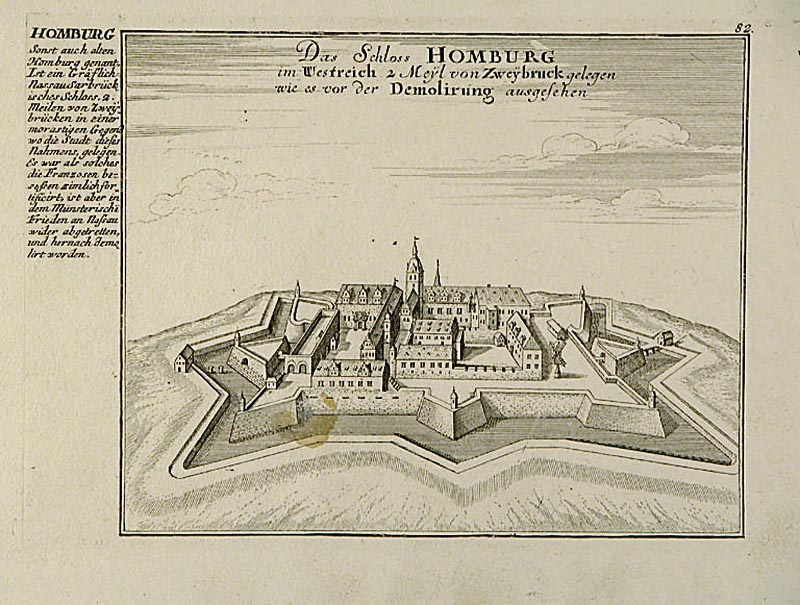
Hohenburg über Homburg zur Zeit ihrer größten Ausdehnung
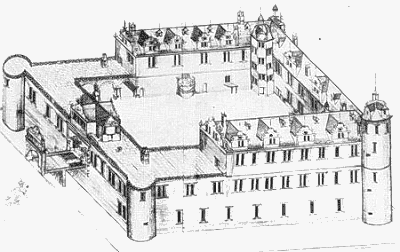
Schloss Neunkirchen
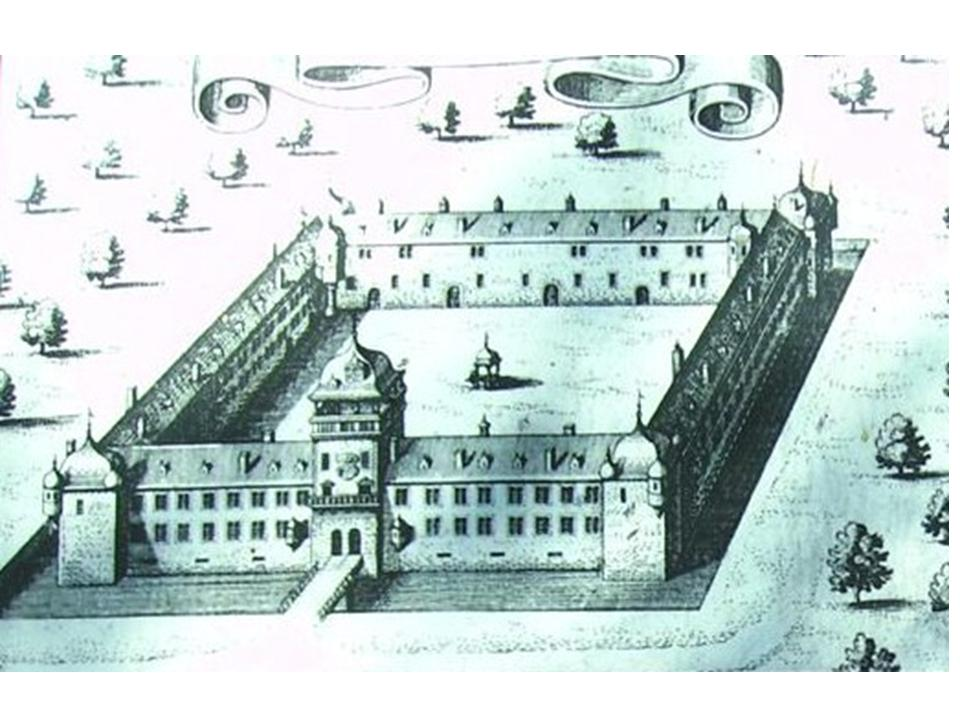
Jagdschloss Philippsborn
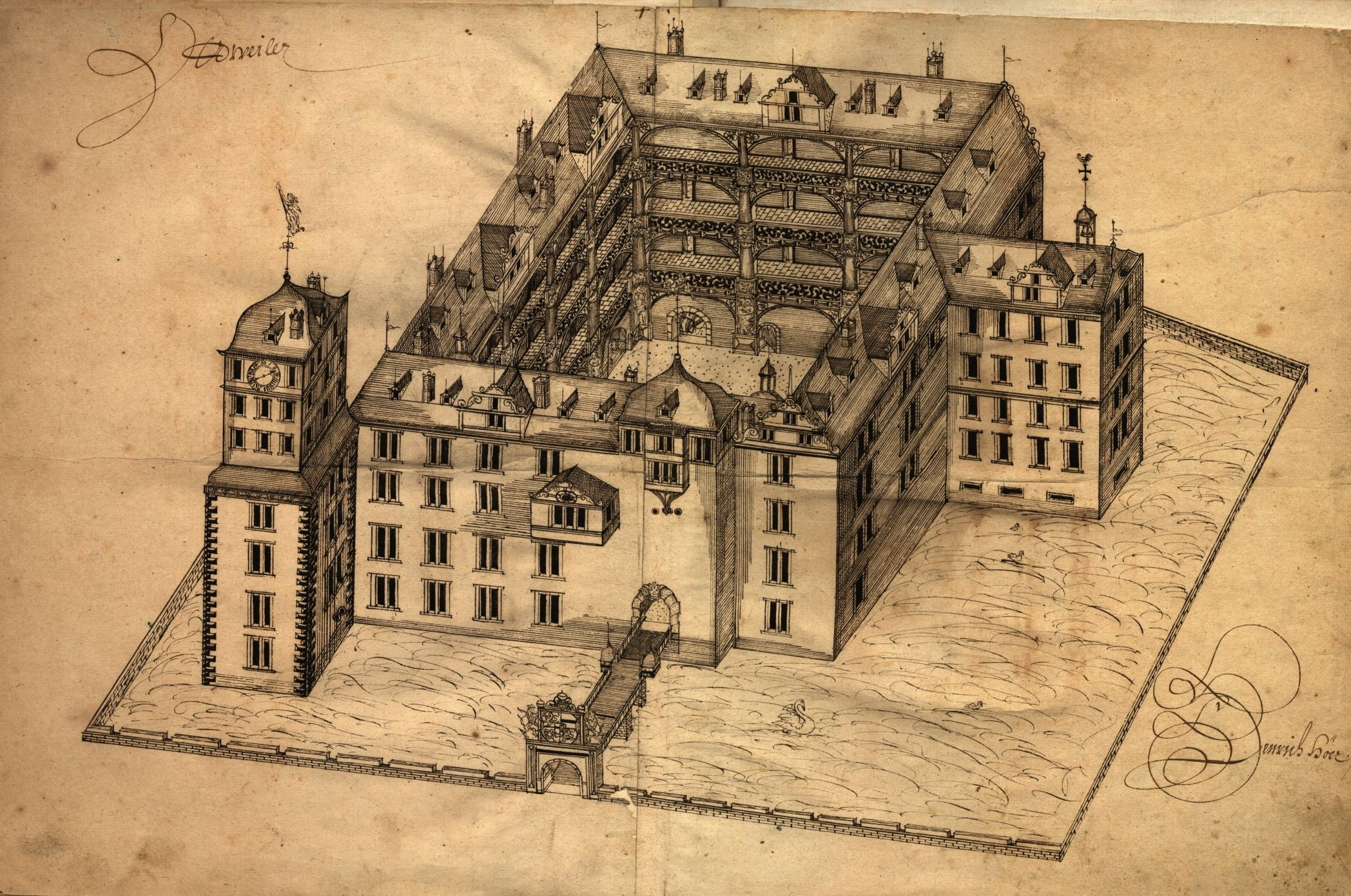
Schloss Ottweiler
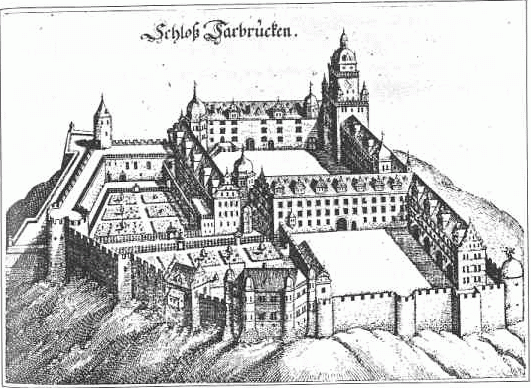
Renaissanceschloss Saarbrücken
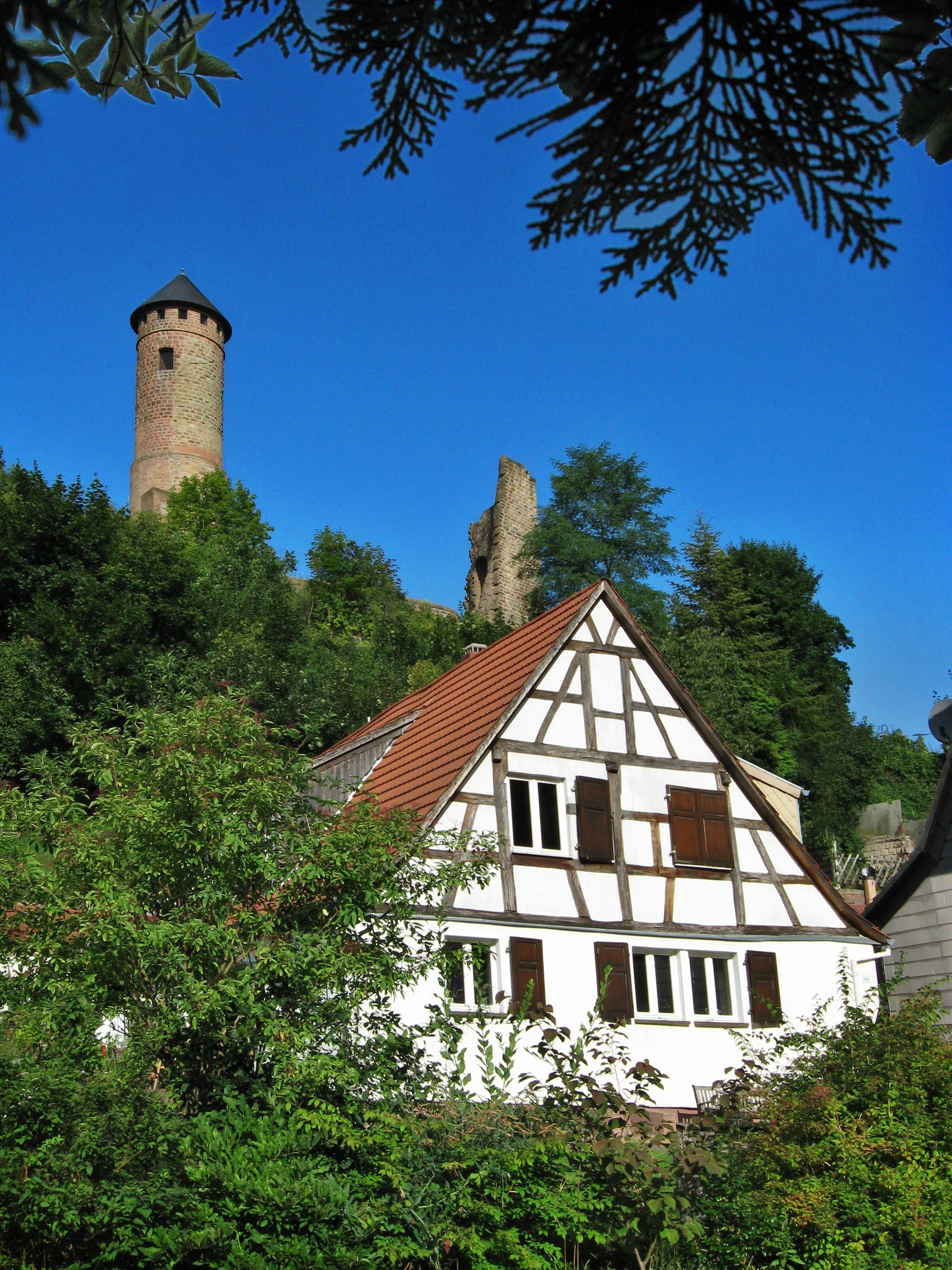
Burgruine Kirkel
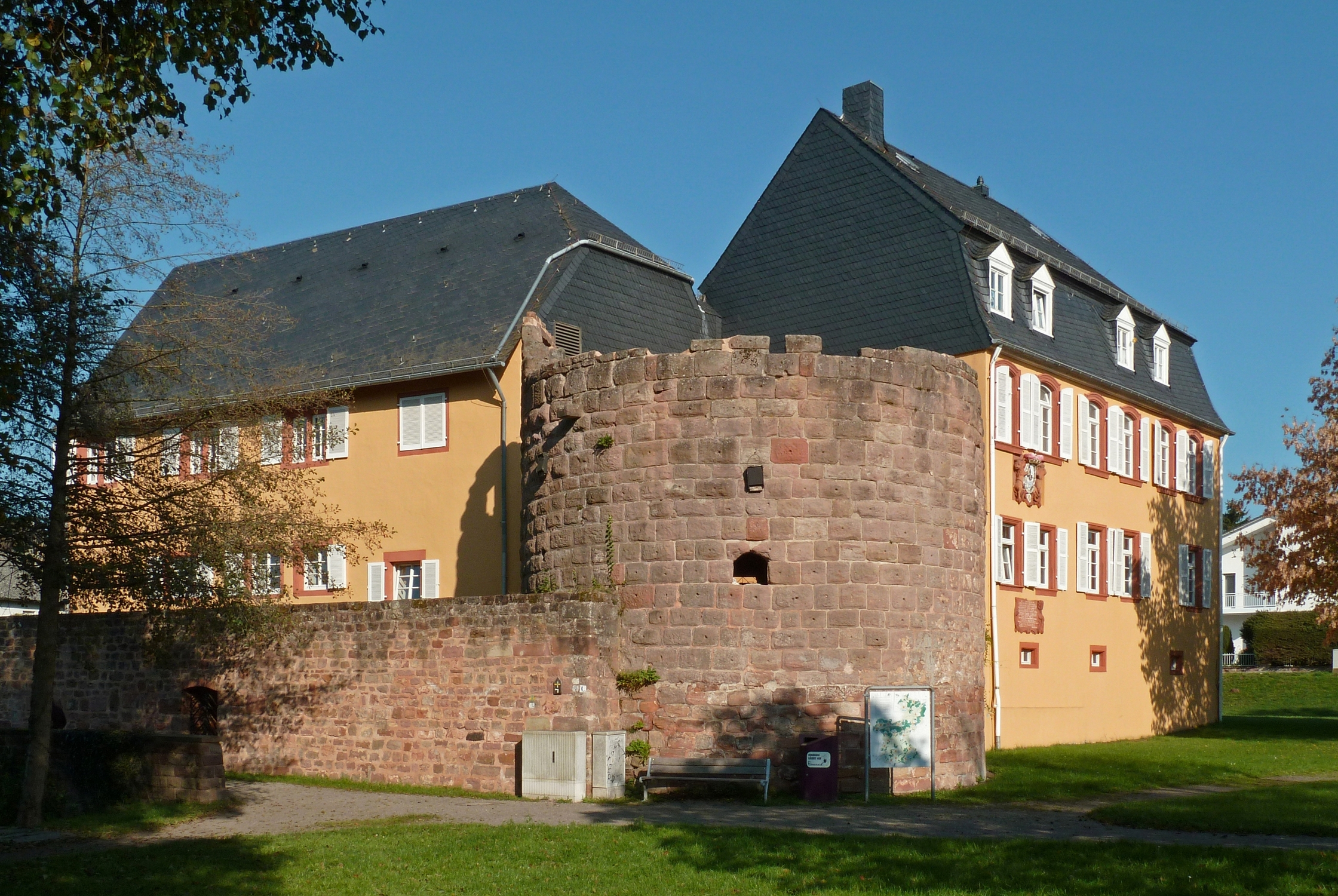
Schloss Hansweiler/Gustavsburg in Jägersburg in aktueller Gestalt
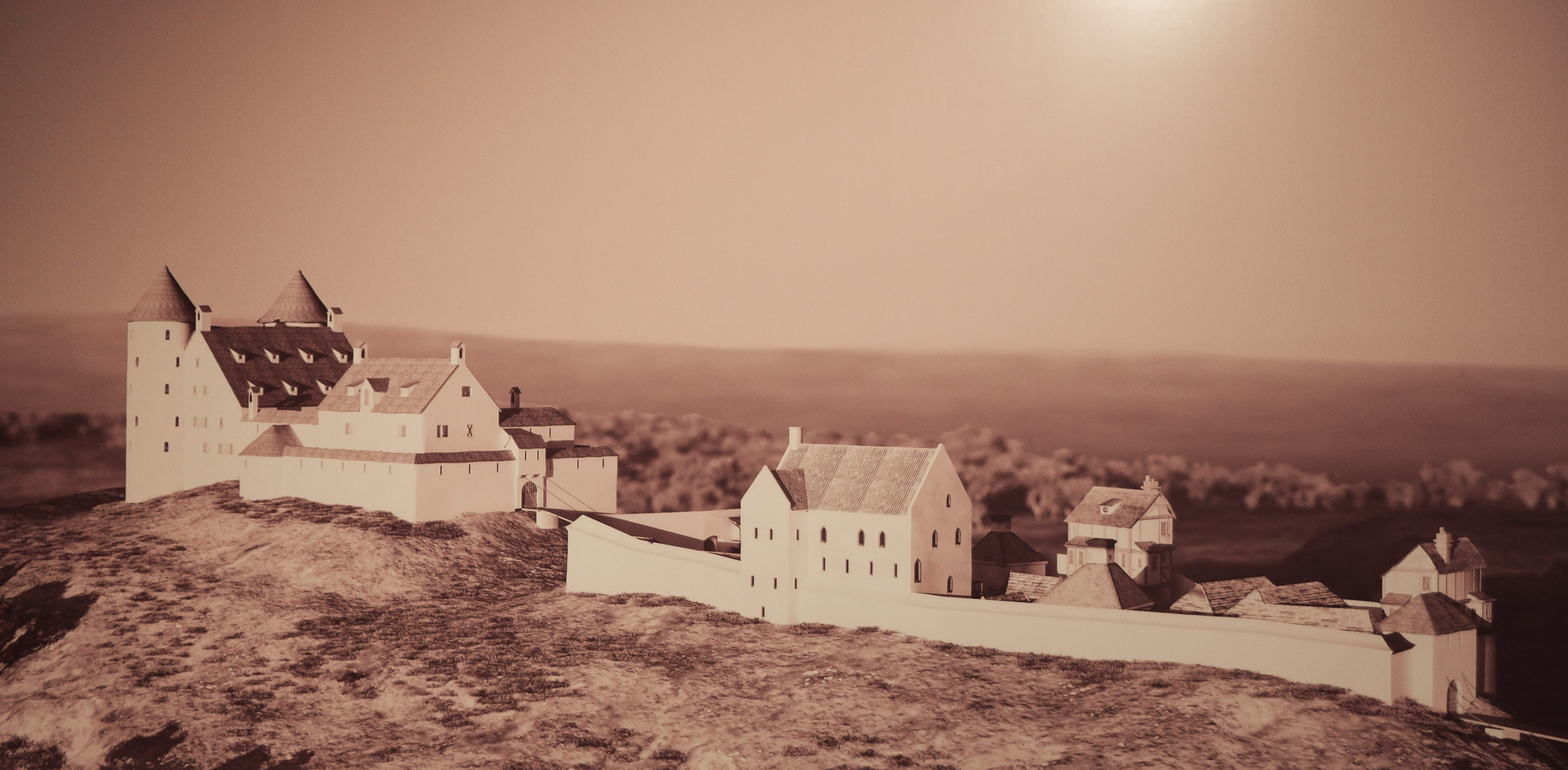
Rekonstruktion der Burg Dagstuhl am Ende des Mittelalters
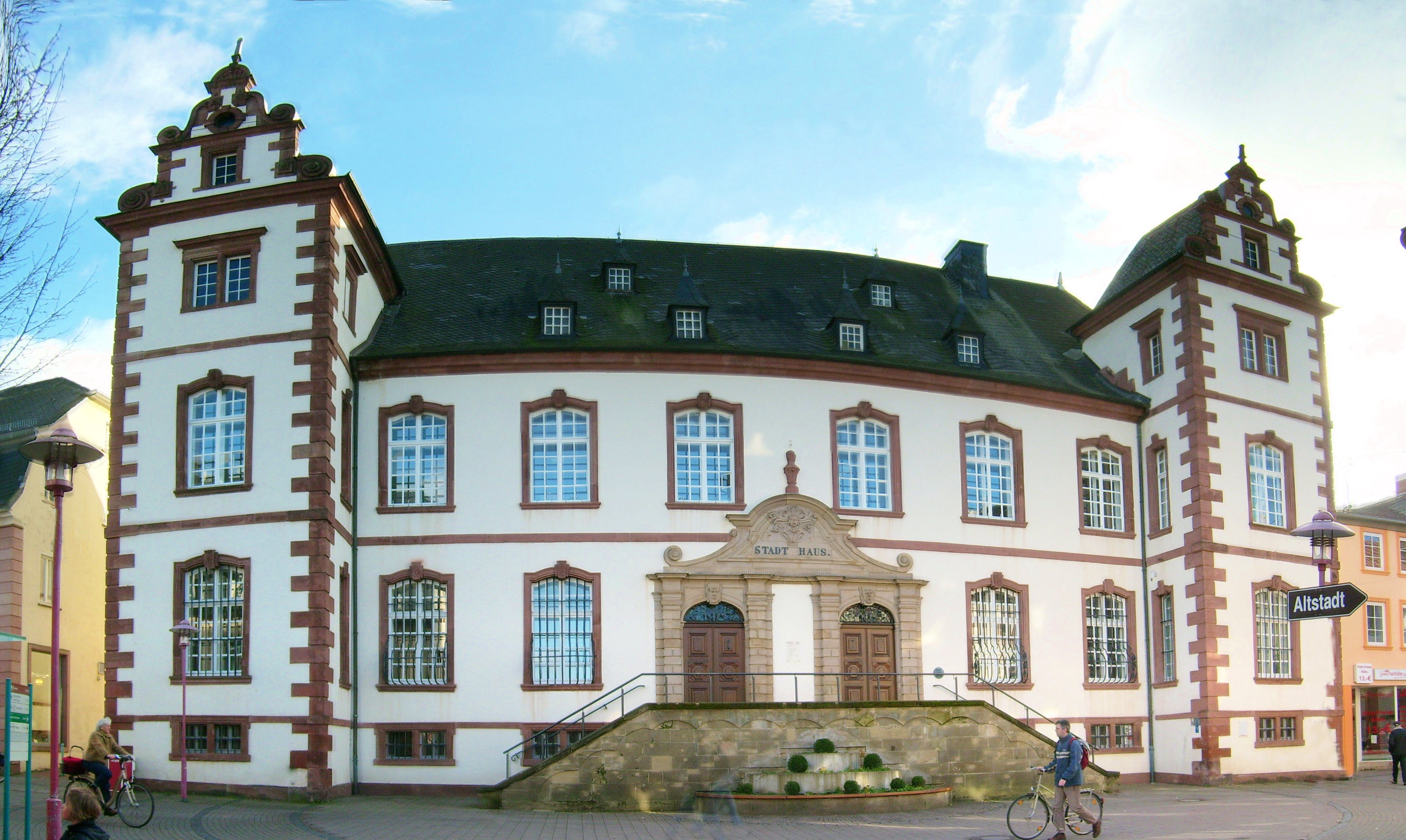
Kurfürstlich-trierischer Amtssitz, heutiges Merziger Rathaus, errichtet im Jahr 1649

Die gestiegene Wirtschaftskraft des Landes zeigte sich auch in der allgemeinen Bautätigkeit der Bewohner, der Infrastrukturmaßnahmen sowie im Schlossbau. Erstmals seit der Römerzeit wurde die Saar unterhalb der Saarbrücker Burg wieder mit einer steinernen Brücke bequem überquerbar gemacht. Das heute Alte Brücke genannte Bauwerk wurde in den Jahren 1546/1547 unter Graf Philipp II. erbaut, angeblich nachdem Kaiser Karl V. die Saar an dieser Stelle wegen Hochwassers mehrere Tage lang nicht überqueren konnte.
Ebenso ließ Graf Philipp II. die für das Jahr 1326 erstmals erwähnte Wasserburg Bucherbach in Köllerbach um die Mitte des 16. Jahrhunderts umfassend erneuern.
Die Hohenburg über Homburg wurde unter der Herrschaft von Graf Johann IV. seit dem Jahr 1560 zu einer Bergfestung ausgebaut und ab dem Jahr 1570 errichtete man in Neunkirchen ein neues Schloss als Vierflügelanlage. Ebenfalls als Vierflügelanlage errichtete Graf Philipp III. von Nassau-Saarbrücken ab dem Jahr 1576 das Jagdschloss Philippsborn sowie Graf Albrecht von Nassau-Weilburg das Schloss Ottweiler.
In den Jahren 1602 bis 1617 wurde auf dem Saarbrücker Burgfelsen anstelle der mittelalterlichen Festungsanlage ein Renaissanceschloss errichtet, das man mit Gobelins aus dem Besitz von Wilhelm von Oranien ausstattete, deren Bildinhalte die Historie des nassauischen Herrscherhauses glorifizierten. Der großzügige Umbau des Saarbrücker Schlosses wurde unter Philipps Nachfolger Ludwig II. vollendet und um ein Ballhaus als Sporthalle für das beliebte Jeu de Paume ergänzt.
Das Herzogtum Pfalz-Zweibrücken unter Herzog Johann I. ließ in den Jahren von 1580 bis 1596 die Burg Kirkel zu Wohnzwecken umbauen. Darüber hinaus wurden Adelssitze in Birkenfeld, Jägersburg bei Homburg sowie in Zweibrücken errichtet.

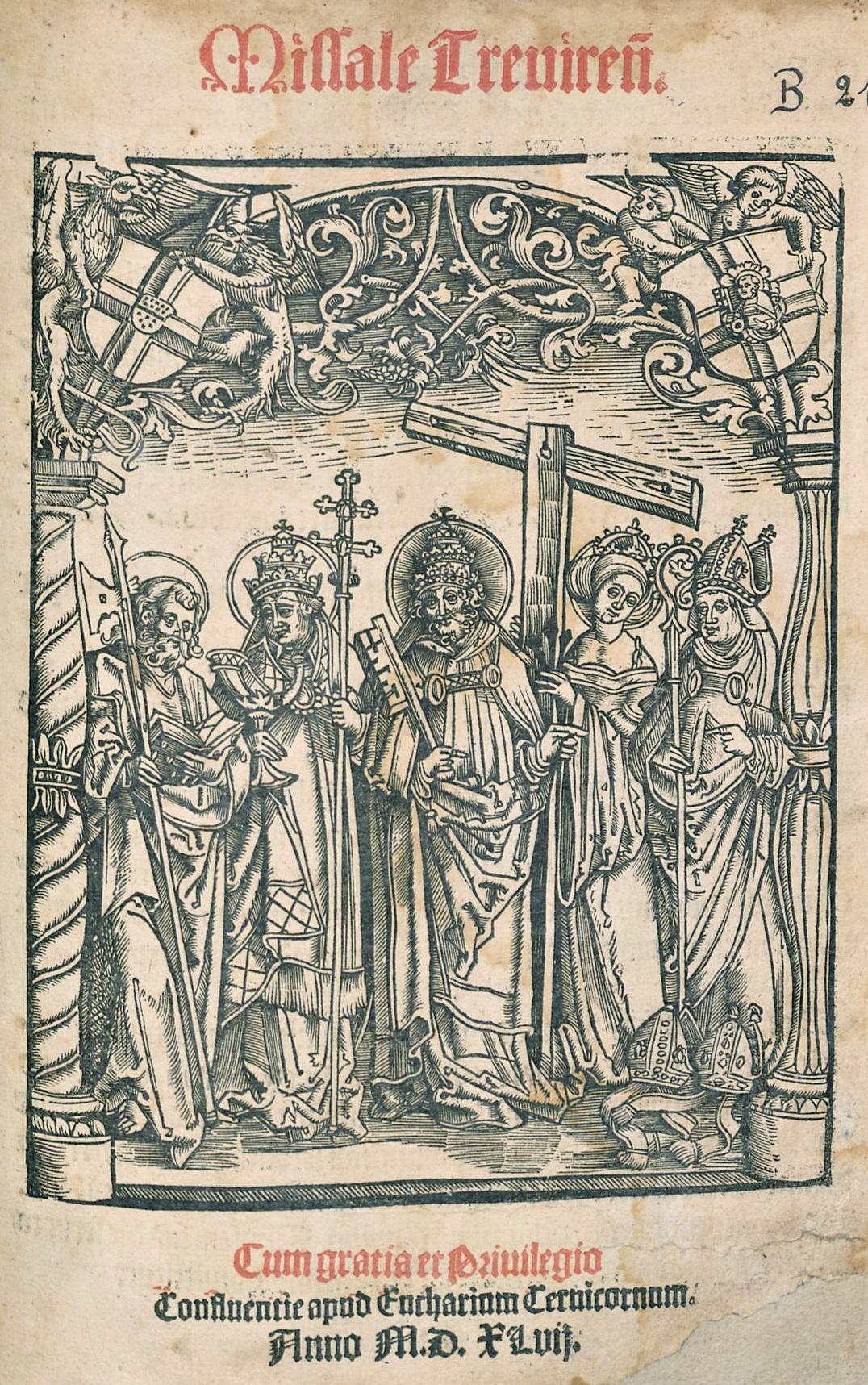
Erzbischof Johann IV. Ludwig von Hagen zur Motten auf dem Titelblatt des Trierer Missale von 1547 im Kreis von Heiligen; links oben sein Wappen
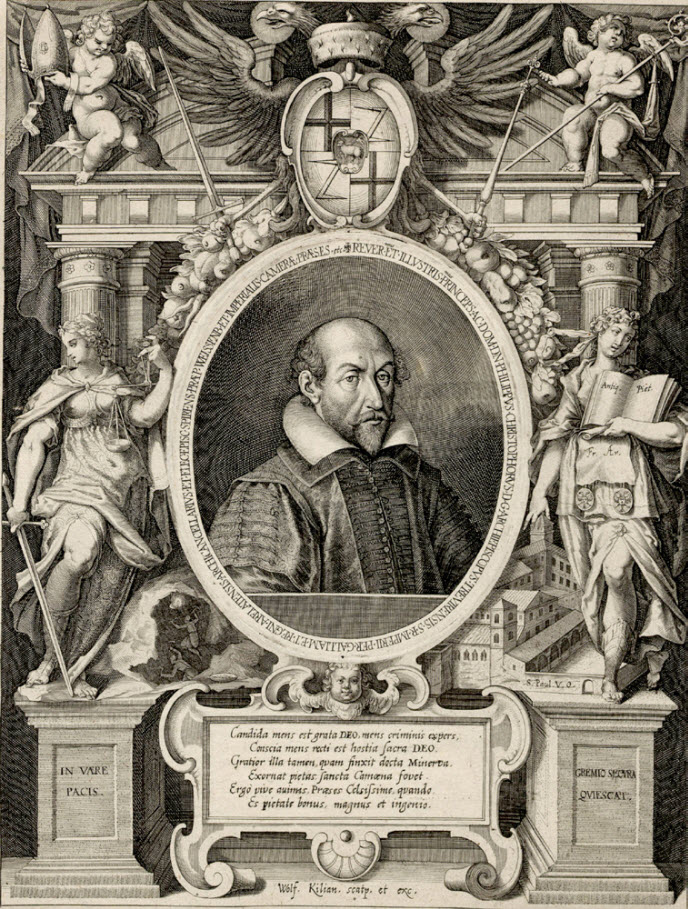
Philipp Christoph von Sötern
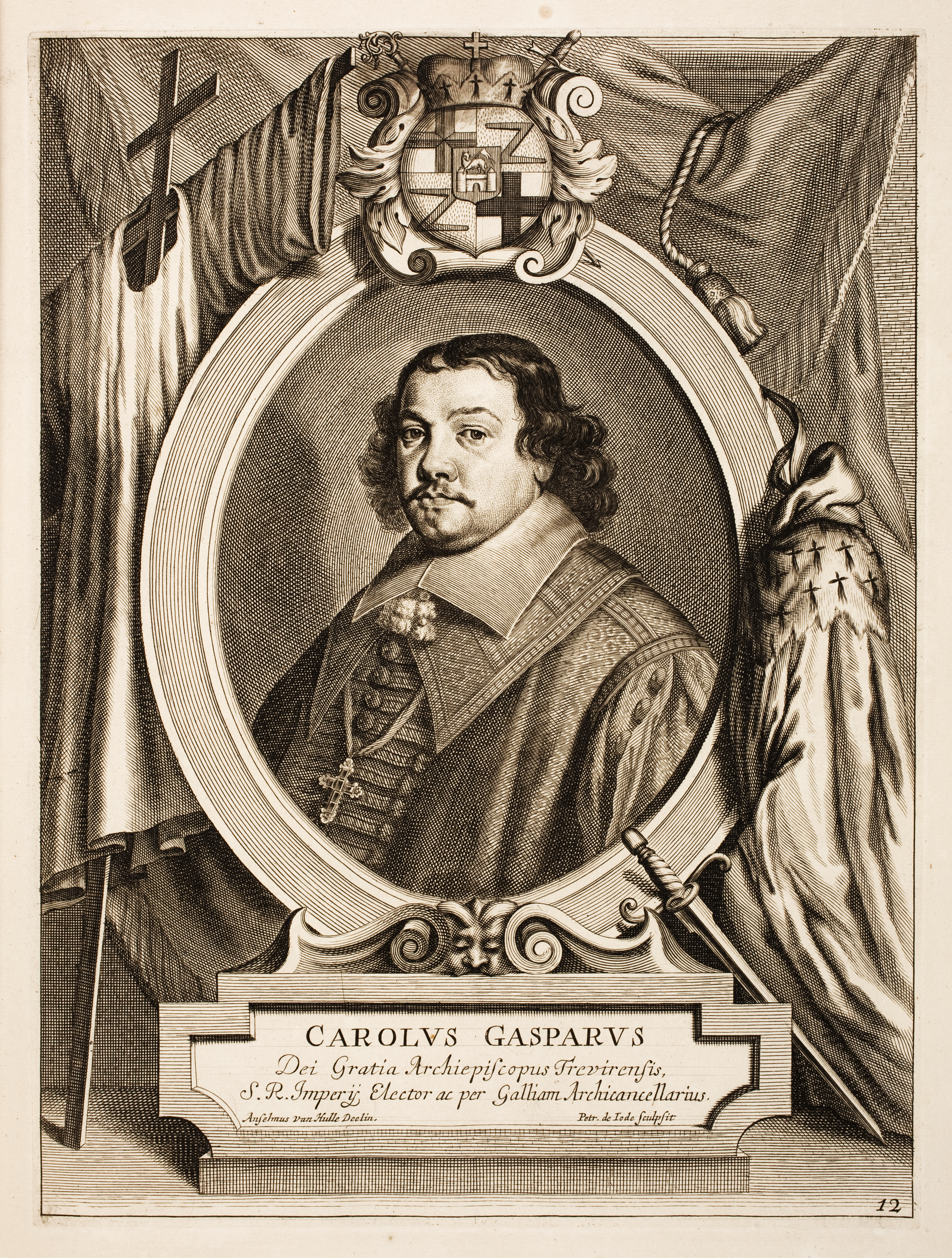
Karl Kaspar von der Leyen

Auch dem rangniederen Adel des Saarlandes gelang es im 16. Jahrhundert, über Kirchenkarrieren gesellschaftlich aufsteigen. Die erreichte Rangerhöhung zeigte man unverzüglich auch im Neubau repräsentativer Gebäude. So wurde im Jahr 1540 Johann IV. Ludwig von Hagen zum Erzbischof von Trier gewählt. Seine beiden Brüder Heinrich (1480–1549) und Kaspar (1510–1551) erhob der Kirchenfürst zu trierischen Amtmännern in Blieskastel und St. Wendel und versah sie mit verschiedenen Lehen.
Philipp Christoph von Sötern, der im Jahr Bischof von Speyer und im Jahr 1623 zusätzlich Erzbischof von Trier sowie Fürstabt von Prüm wurde, ließ den Palas der Burg Dagstuhl und das kurfürstliche Amtshaus in Merzig neu errichten. Karl Kaspar von der Leyen, der von 1652 bis 1676 als Erzbischof und Kurfürst von Trier amtierte, belehnte im Jahr 1660 seinen Bruder Hugo Ernst von der Leyen († 1665) mit der kurtrierischen Herrschaft Blieskastel.
Für die Grafschaft Saarbrücken war die Position zwischen der calvinistischen Kurpfalz und den katholischen Herrschaften Lothringen und Kurtrier angespannt. Im Rahmen der Gegenreformation wurde Saarwerden von Lothringen besetzt, Wadgassen in den Jahren 1571/1572 verwüstet und St. Avold im Jahr 1577 annektiert. Die Saarbrücker Schirmvogtei über die Abtei Fraulautern erlangte Lothringen im Jahr 1581.
Konflikte mit Lothringen und Pfalz-Zweibrücken regelte Graf Ludwig in mehreren Verträgen in den Jahren 1603, 1621 und 1623 friedlich. So konnte etwa die Saar von Herbitzheim im Elsass bis Saarbrücken durch Vertiefung der Fahrrinne besser schiffbar gemacht werden. Der zuvor als reines Jagdgebiet der Grafen von Saarbrücken genutzte Warndt wurde für die Ansiedelung französischer Hugenotten freigegeben, die das Glasbläserhandwerk mitbrachten und so die Glasindustrie an der Saar einführten. Der Holzreichtum des Warndtwaldes wurde zum Befeuern der Glashütten verwendet.
Ebenfalls im 16. Jahrhundert wurde allenthalben die kirchliche und staatliche Administration durch Verschriftlichung und Einstellung studierter Experten professionalisiert. Ebenso wurden in den Städten Saarbrücken (1472), St. Wendel (1494) und Zweibrücken (1460) Stadtschulen eingerichtet oder ausgebaut. Die nächsten Hochschulen waren die im Jahr 1473 gegründete Universität in Trier und die im Jahr 1574 eröffnete Hochschule der Jesuiten in Pont-à-Mousson (Mussenbrück). Für die lutherischen Söhne des Saarlandes war Marburg die nächstgelegene Universität, da Heidelberg calvinistisch ausgerichtet war. Zu Gymnasiumsgründungen kam es in Hornbach im Jahr 1559 und Saarbrücken im Jahr 1604. Finanziert wurden die Bildungseinrichtungen durch die Enteignungen der Klöster und Stifte in Hornbach, St. Arnual und Herbitzheim.

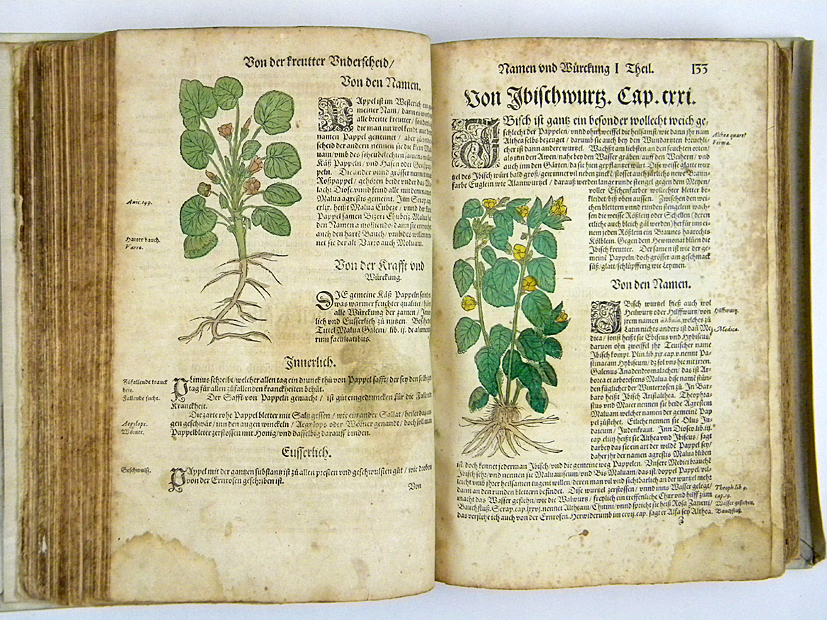
Kräuterbuch des Hieronymus Bock

Der Botaniker Hieronymus Bock, der in Zweibrücken und Saarbrücken tätig war, als Leibarzt des Saarbrücker Grafen Philipps II. praktizierte und am Saarbrücker Hof einen Kräutergarten anlegte, widmete sein Standardwerk über Heilpflanzen seinem Saarbrücker Dienstherrn. Pfalzgraf Karl I. von Pfalz-Birkenfeld gegründete die Bibliotheca Bipontina. Der Saarbrücker Graf Ludwig II. beauftragte seinen Registrator Johann Andreae mit der Ordnung des Saarbrücker Archivs und den Maler Henrich Dors damit, sämtliche Grabmäler der Familie abzuzeichnen, woraus im Jahr 1632 ein bedeutendes Epitaphienbuch erwuchs.

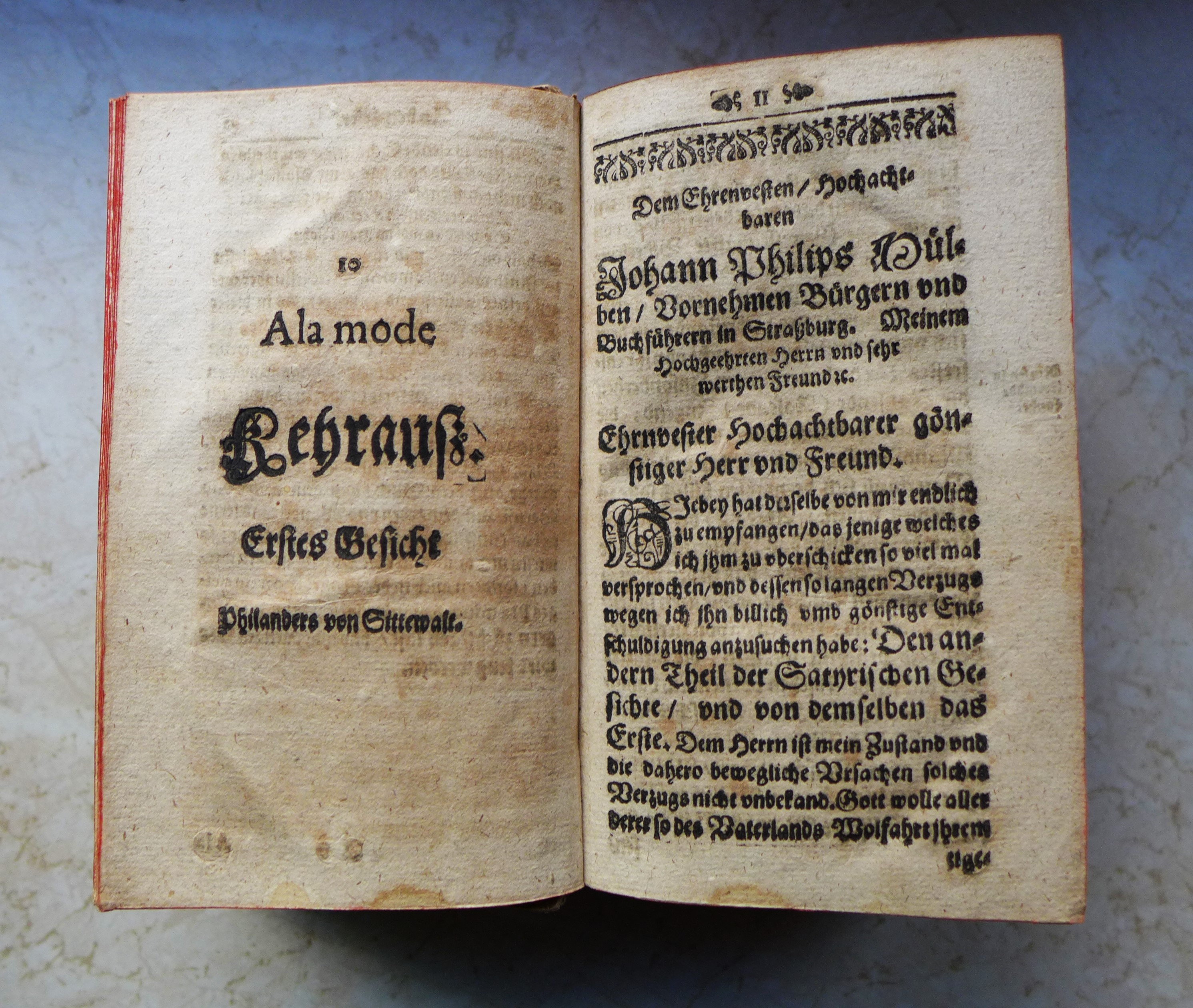
Johann Michael Moscherosch: A la mode Kehraus, Erstes Gesicht Philanders von Sittewald

Johann Michael Moscherosch arbeitete von 1631 bis 1634 als Amtmann des lutherischen Zweiges der Grafen von Kriechingen in Kriechingen und war als solcher in dem zu dieser Zeit zur Hälfte kriechingischen Saarwellingen eingesetzt. Im Jahr 1636 stellte ihn der pommersche Herzog von Croy-Arschot als Amtmann seines Anteils an der nicht weit von Criechingen entfernten „sechsherrigen“ Herrschaft Finstingen ein. Diese Stelle versah er bis zum Jahr 1642. Nach diesen Tätigkeiten im lothringischen Grenzraum flüchtete Moscherosch vor den Wirren des Dreißigjährigen Krieges nach Straßburg, wo er von 1645 bis 1655 Polizeichef und Steuerbeamter war. Unter dem Pseudonym Philander von Sittewald lässt er in seinem Werk „Gesichte“ (Visiones) die Saar als personifizierten Flussgott zeitgenössische Torheiten negativ beurteilen und weist den Leser auf die positiven Bildungsmöglichkeiten des Landes an der Saar hin.

### Dreißigjähriger Krieg und Folgekriege

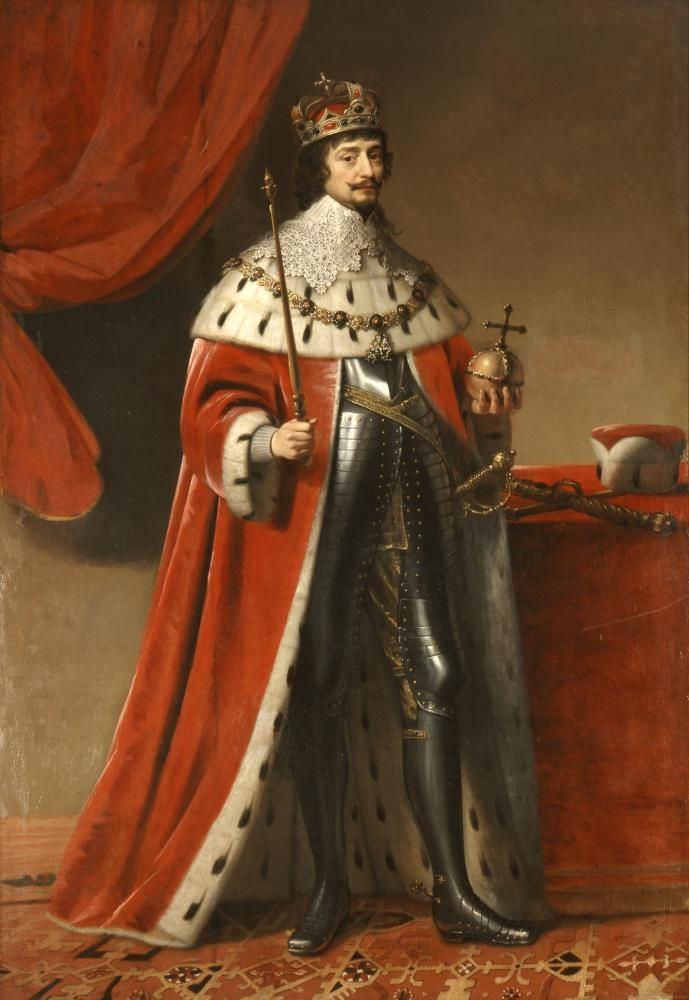
Friedrich V. von der Pfalz (Wittelsbachische Linie Pfalz-Simmern) als König von Böhmen, Kurfürstenhut und Zeremonialschwert auf dem Tisch verweisen auf die kurfürstliche Würde, Gemälde von Gerrit van Honthorst, 1634

Mit dem 17. Jahrhundert begann eine lange Phase der kriegerischen Verheerungen des Saarlandes, die die Städte und Dörfer der Region entvölkerten. Zahlreiche saarländische Orte fielen wüst. Die Grafschaft Saarbrücken stand mehrfach vor der vollständigen Annexion durch das Königreich Frankreich. Um dies zu verhindern, dienten die Saarbrücker Grafen in der königlichen Armee. Die Zerstörungen des Dreißigjährigen Krieges (1618–1648) setzten sich im Devolutionskrieg (1667–1668), dem Holländischen Krieg (1672–1679), dem Pfälzischen Erbfolgekrieg (1688–1697), dem Spanischen Erbfolgekrieg (1701–1714), dem Polnischen Thronfolgekrieg (1733–1738) sowie in den kriegerischen Auseinandersetzung der Französischen Revolution und den von Napoleon Bonaparte angezettelten Kriegen fort.
Der Dreißigjährige Krieg begann für das Saarland im Herzogtum Pfalz-Zweibrücken. Spanische Truppen besetzten nach der Absetzung von Kurfürst Friedrich V. von der Pfalz seit dem Jahr 1621 die pfälzischen Gebiete. Konfessionell stellte dies für die kleinen protestantischen Territorien an der Saar eine direkte Gefährdung dar. So musste sich die Reichsherrschaft Illingen seit 1626 wieder dem Katholizismus zuwenden. Seit dem Mai 1627 wurden in Saarbrücken kaiserlich kratzische Truppen unter ihrem Anführer Johann Philipp Craz (Graf Kratz zu Scharffenstein, 1590–1635) einquartiert. Sie zerstörten die Schlösser Philippsborn, Neunkirchen und Bucherbach. Die Grafschaft Saarwerden wurde im Jahr 1629 durch das Herzogtum Lothringen besetzt und wieder dem Katholizismus zugeführt.
Im Sommer 1631 begannen in Saarbrücken Hexenprozesse, die als Reaktion auf die Kriegsnot, die Seuchen und die religiösen Bedrängungen gedeutet werden können. Nach der Schlacht bei Breitenfeld am 17. September 1631 konnte der schwedische König Gustav Adolf II. die Truppen des Kaisers aus der Pfalz vertreiben und verlegte zur Sicherung seiner militärischen Position eine Garnison nach Zweibrücken. Zum Dank für die Errettung aus der Gefahr benannte Graf Wilhelm Ludwig von Nassau-Saarbrücken seinen 1632 geborenen Sohn dann auch nach dem schwedischen Herrscher Gustav Adolf. Wilhelm Ludwig schloss sich wie die übrigen Mitglieder des Hauses Nassau dem Heilbronner Bund an und zog schwedische Garnisonen nach Saarbrücken und Homburg. Doch erlitten die Schweden in der Schlacht bei Nördlingen am 6. September 1634 eine Niederlage. Darüber hinaus kam es in den Jahren 1634 und 1635 zu einer verheerenden Pestepidemie, der ein großer Teil der Bewohner des Westriches anheimfiel. Für die Überlebenden verschlimmerte sich die Ernährungslage durch die Zerstörungen so sehr, dass der Wadgasser Abt Philipp Gretsch von Kannibalismus in der Region berichtete.

Der kaiserliche General Matthias Gallas (Heeresgeschichtliches Museum Wien)
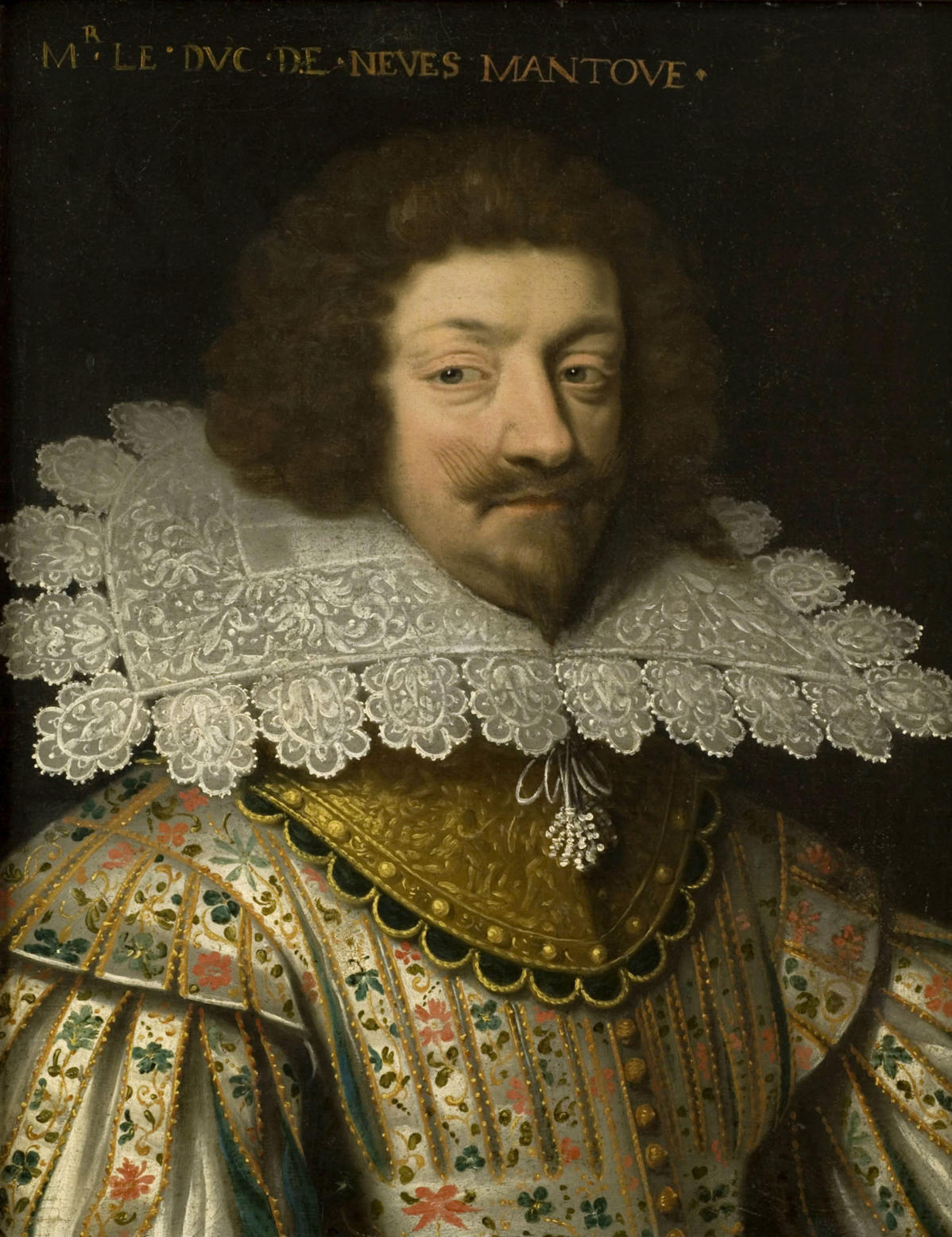
Herzog Carlo I. Gonzaga von Mantua
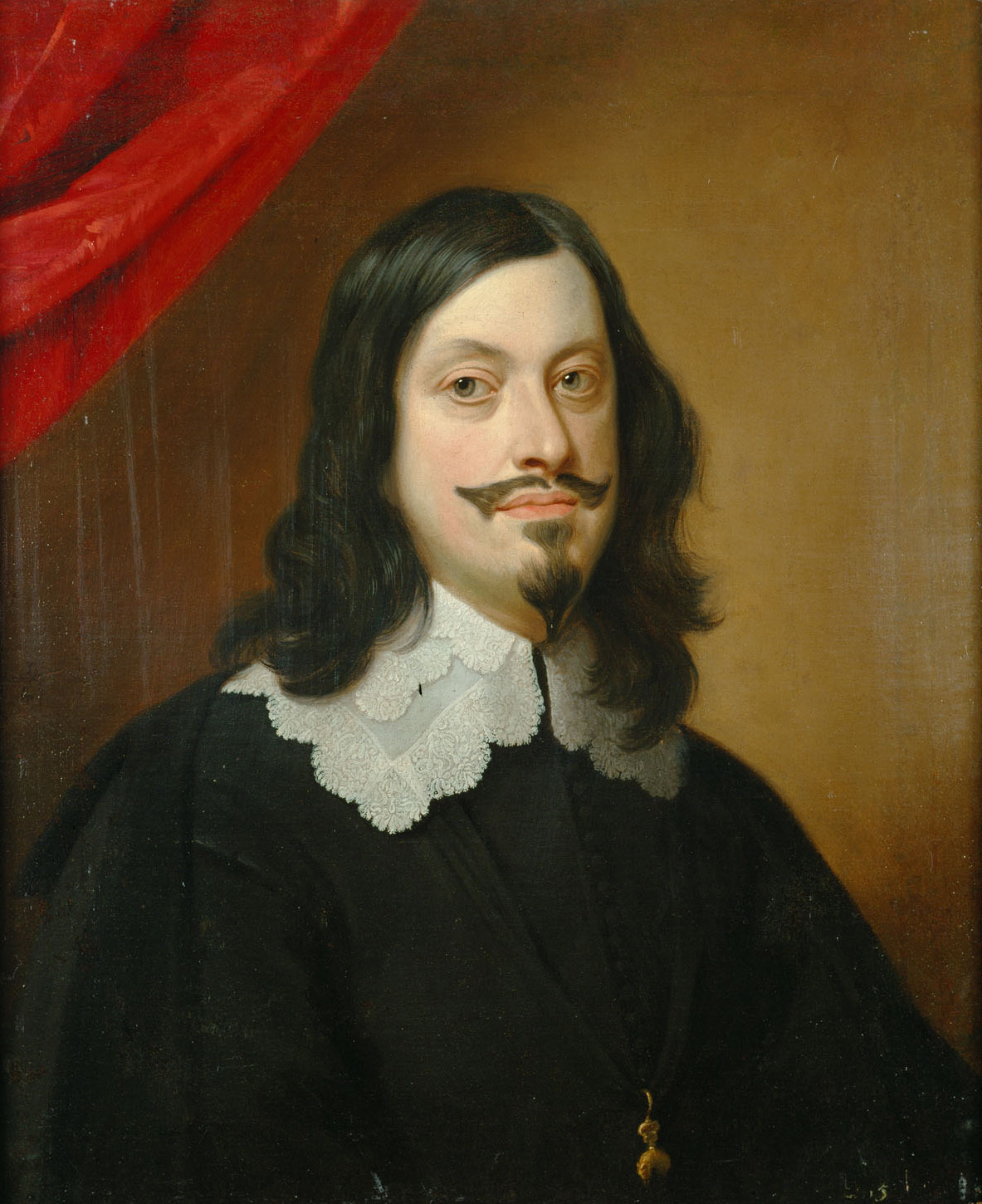
Kaiser Ferdinand III., Ölgemälde von Jan van den Hoecke, 1643

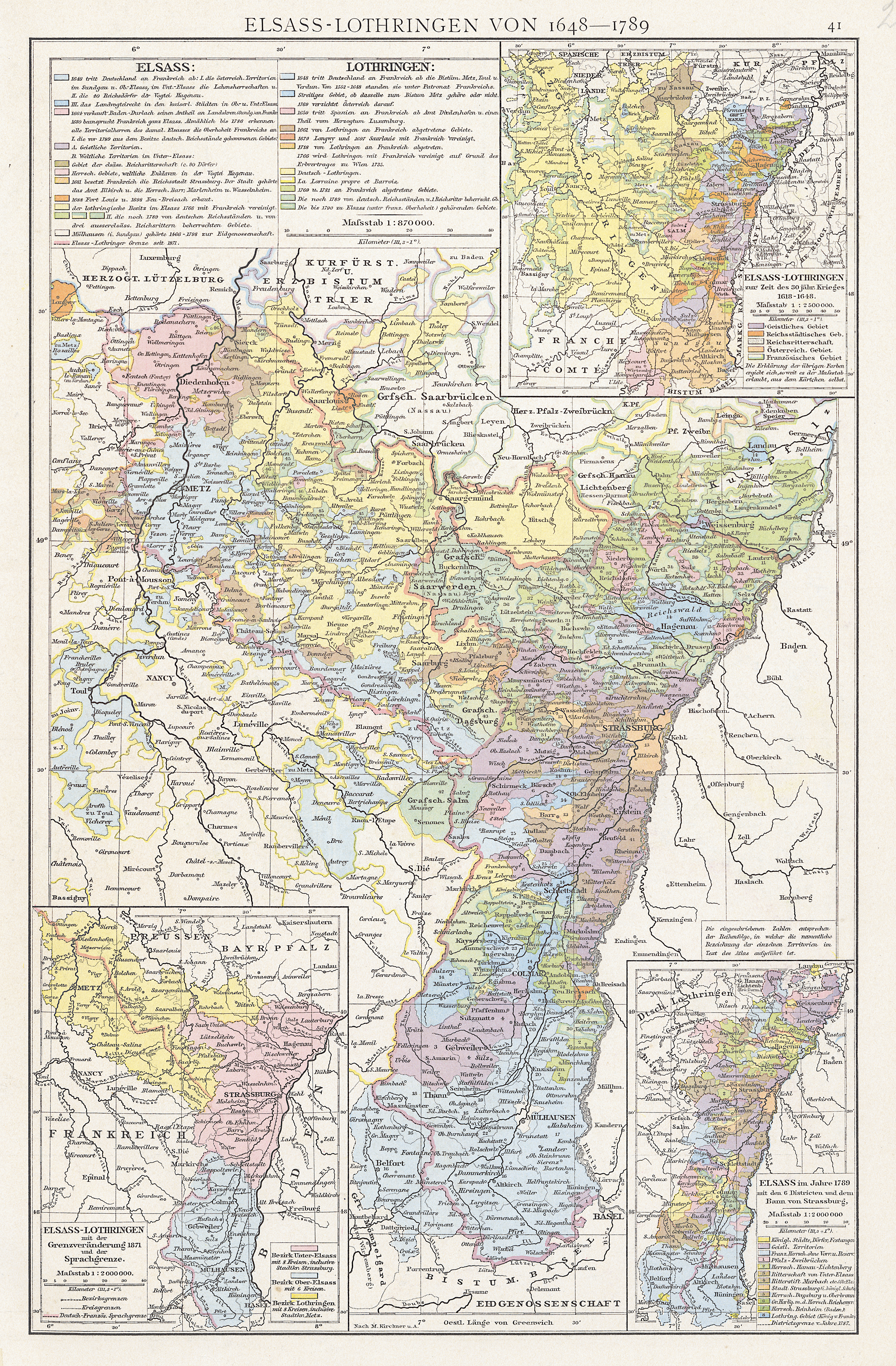
Politische Karte der Großregion zwischen 1618 und 1648 sowie zwischen 1648–1789 und den Grenzveränderungen des 19. Jahrhunderts

Das Ende des Heilbronner Bundes brachte die Protestanten in eine bedrohte Situation. Der kaiserliche General Matthias Gallas überquerte im Sommer 1635 mit kroatischen und spanischen Truppen den Rhein, drängte die Protestanten zurück, eroberte Kaiserslautern, brandschatzte Kusel und belagerte Zweibrücken. Der Saarbrücker und der Zweibrücker Hof flüchteten daraufhin nach Metz. Frankreich nützte die wirre Situation mit zunehmenden Expansionsbestrebungen an seiner Ostgrenze. So kam es in den Jahren 1632 bis 1661 zur Besetzung von Lothringen, der Verwüstung von St. Arnual und auch der militärischen Ausbreitung im Elsass seit dem Jahr 1633. Seit dem Sommer 1635 war Saarbrücken unter Kardinal Richelieu zum französischen Militärstützpunkt gemacht worden, doch seit September desselben Jahres kam der Gegenschlag der kaiserlichen Truppen in Fahrt. Matthias Gallas konnte Wallerfangen erobern, und Herzog Carlo I. Gonzaga von Mantua nahm Saarbrücken ein.
Kaiser Ferdinand III. versuchte nun, die Grafschaft Saarbrücken ganz zu liquidieren. Im Jahr 1637 ordnete das Reichskammergericht die Beschlagnahmung des Nassauischen Territoriums aufgrund von Majestätsbeleidigung und Rebellion an, und der Kaiser belehnte seinen Feldherrn Karl IV. von Lothringen mit der Grafschaft Saarbrücken, deren Regierung der lothringische Oberamtmann Georges Durand übernahm. Die politische und jurisdiktionelle Verwaltung wurde in Saarbrücken, die militärische in Homburg installiert.
Im Herbst 1644 quartierte Frankreich Truppen in St. Johann und Saarbrücken ein, und es kam zu Plünderungen, sodass die Saarbrücker Grafenwitwe Anna Amalie (1595–1651, Dynastie Baden-Durlach) bei der Regierung des jungen Königs Ludwig XIV. protestierte. Daraufhin versprach die französische Regierung militärische Zurückhaltung. Während der Verhandlungen zum Westfälischen Frieden pochte Gräfin Anna Amalia auf die Rückgabe der beschlagnahmten Grafschaft Saarbrücken, denn Kaiser Ferdinand III. erklärte seine Bereitschaft, die Trierer Suffraganbistümer Metz, Toul und Verdun sowie Teile des Elsass aus dem Reichsgebiet auszugliedern und Frankreich zu übergeben. Die Gräfin konnte sich schließlich, unterstützt vom Wetterauer Grafenverein, mit ihrer Forderung durchsetzen, und die gräflichen Territorien wurden vertraglich restituiert. Dennoch weigerten sich Lothringen und Frankreich, sich aus der Grafschaft zurückzuziehen.
Der Westfälische Frieden unterstellte die drei lothringischen Bistümer (Toul, Metz, Verdun → Trois-Évêchés) offiziell der französischen Krone. Der lothringische Herzog Karl IV., der hier nicht beteiligt war, und dessen Verhandlungen mit Kardinal Mazarin scheiterten, nahm die Kriegshandlungen wieder auf und bedrohte im Jahr 1652 sogar Paris. Er verspielte jedoch die gewonnenen Vorteile und auch seine Glaubwürdigkeit, als er danach gleichzeitig mit Mazarin und der Fronde des Princes Unterredungen führte. Spanien warf ihm vor, die Ursache für das Scheitern des Aufstands zu sein, und ließ ihn am 25. Januar 1654 in Brüssel verhaften und im Alcázar von Toledo internieren. Die Intervention und die Erfolge seines Bruders Nikolaus Franz brachten ihm am 15. Oktober 1659 allerdings wieder die Freiheit und im Vertrag von Vincennes von 28. Februar 1661 sogar sein Herzogtum zurück.
Als er sich aber 1669 weigerte, der Aufforderung Ludwigs XIV. nach einer Auflösung seiner Armee Folge zu leisten, fielen französische Truppen im Sommer 1670 erneut in Lothringen ein. Karl IV. musste ein weiteres Mal fliehen, nahm aber erneut im Dienst des Kaisers den Kampf gegen die Franzosen auf. Am 11. August 1675 kämpfte er zusammen mit Georg Wilhelm von Braunschweig-Lüneburg gegen Marschall François de Créquy in der Schlacht an der Konzer Brücke. Wenig später erkrankte er schwer und starb am 18. September in Allenbach bei Wirschweiler, zwischen Birkenfeld und Bernkastel.
Das Saarland war durch die katastrophalen Kriegsfolgen schwer gezeichnet. Lothringen hielt Saarwerden und Herbitzheim weiterhin besetzt. Graf Gustav Adolf von Nassau-Saarbrücken, der im Jahr 1659 aus der Vormundschaft entlassen worden war, machte sich an den Wiederaufbau des vom Krieg zerstörten Landes, holte geflüchtete Landeskinder zurück und warb Neusiedler für die Landwirtschaft und Facharbeiter für die Glasindustrie in Klarenthal (benannt nach seiner Frau, Eleonore Klara, heute ein Ortsteil im Westen Saarbrückens) an. In der zweiten Hälfte des 17. Jahrhunderts kam es zur Neubesiedelung des Landes an der Saar mit Tirolern, Schweizern und Lothringern im Rahmen einer merkantilistischen Peuplierungspolitik. Ende des 17. Jahrhunderts wanderten Wallonen in den Hunsrück ein.

### Die Reunionszeit

König Ludwig XIV. (Gemälde von Hyacinthe Rigaud, 1701)

Gegen die Versuche Ludwigs XIV., das Königreich Frankreich in Richtung Rhein auszudehnen, wehrte Graf Gustav Adolf sich nach Kräften. So weigerte er sich im Jahr 1662, den vom französischen König geforderten Lehnseid zu leisten. Damit schlug der erste Versuch Ludwigs XIV., die Grafschaft Saarbrücken zu annektieren, fehl.

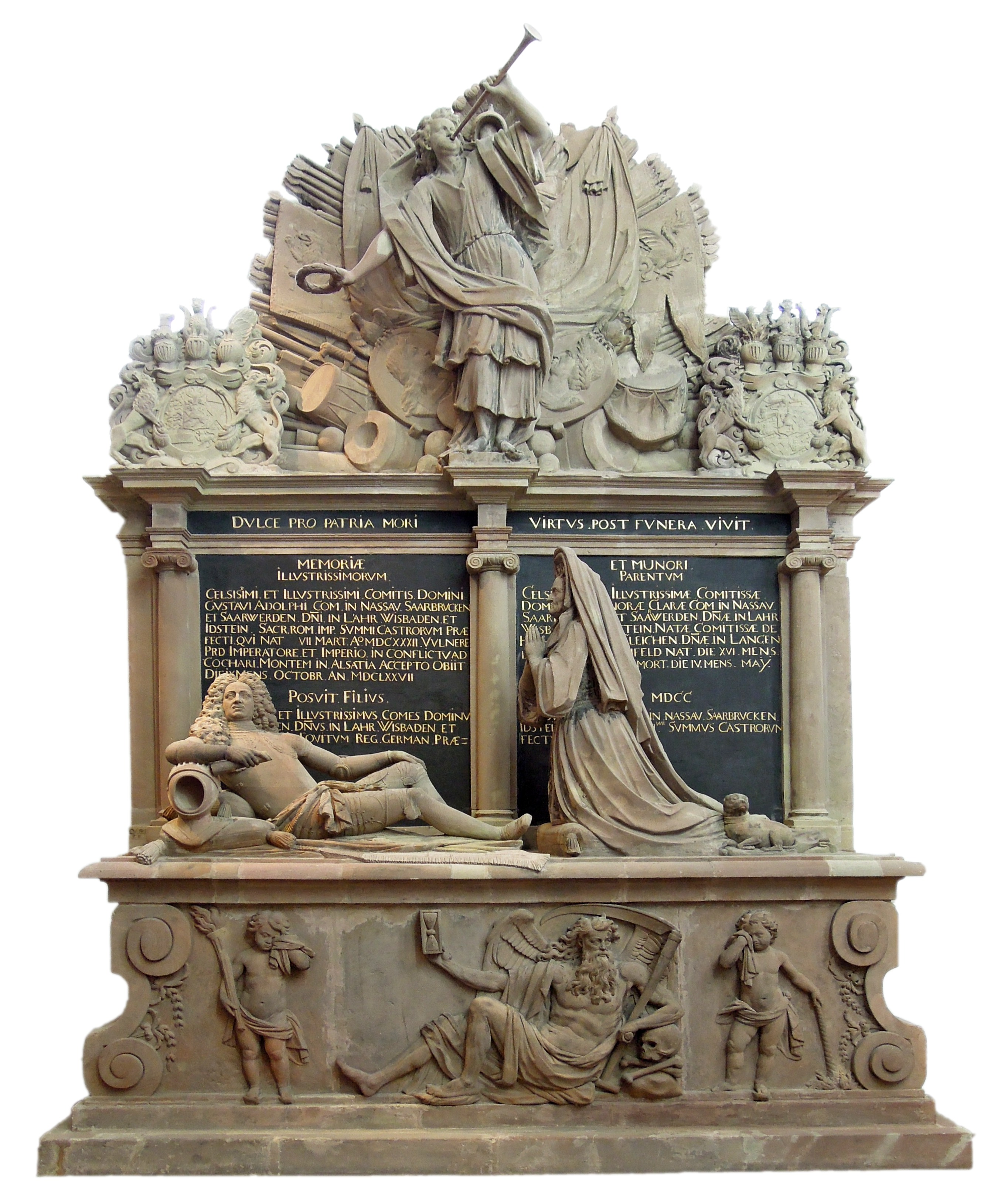
Gustav Adolf und Eleonora Klara von Nassau-Saarbrücken, Grabdenkmal in der Saarbrücker Schlosskirche
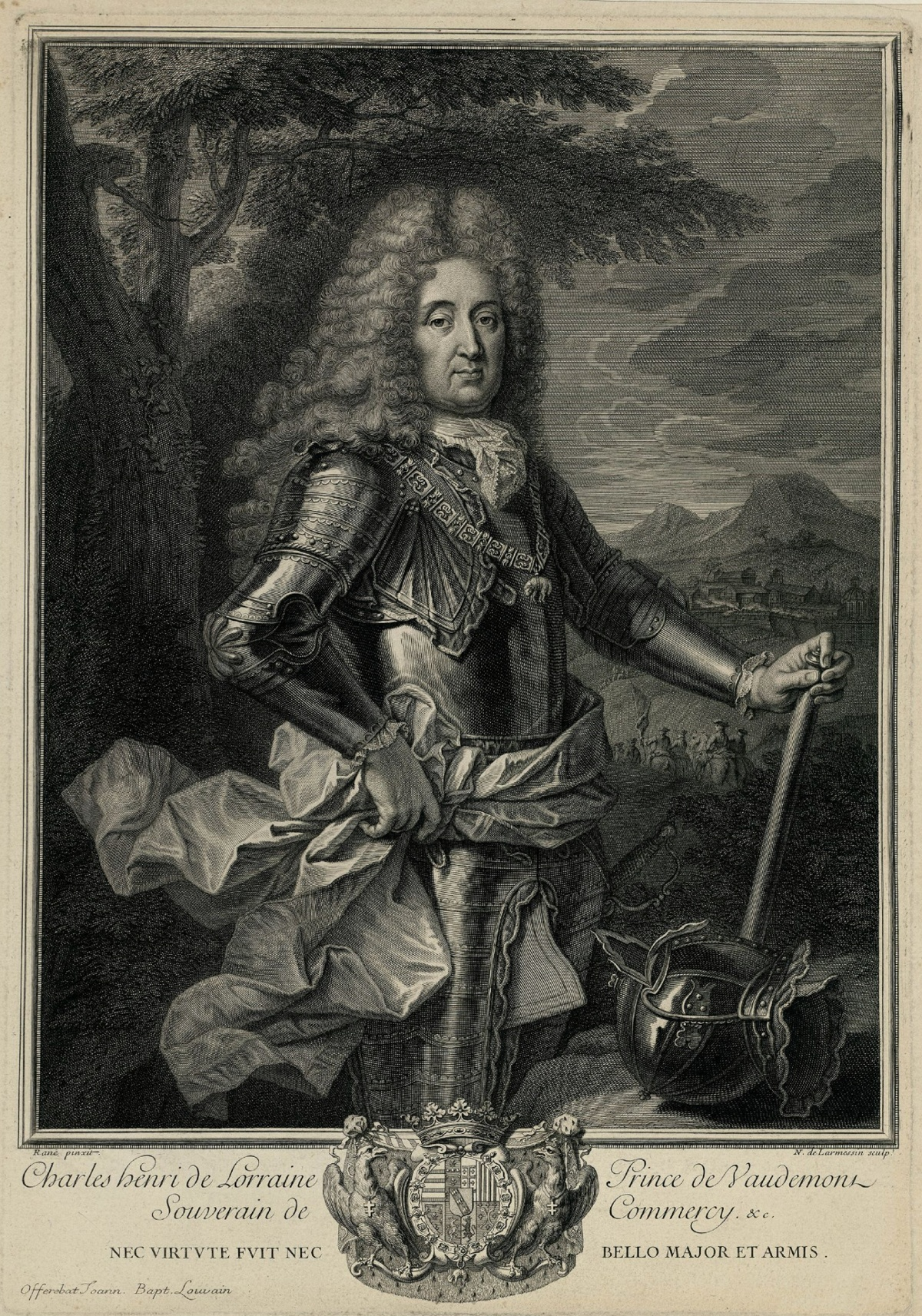
Herzog Karl Heinrich von Lothringen
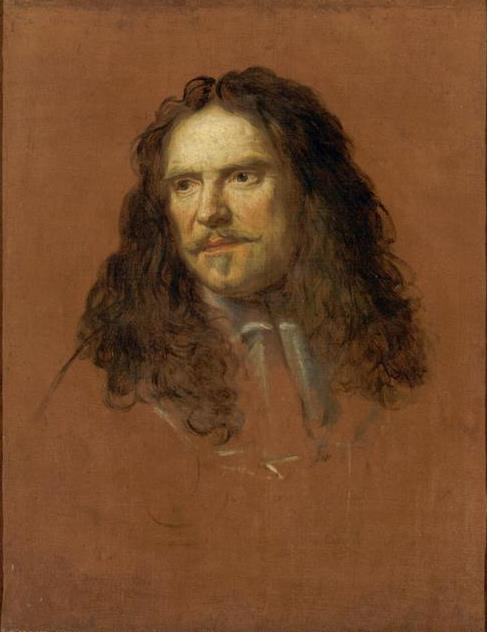
Turenne, Porträt von Charles Le Brun, 1665

Im Jahr 1665 beschlagnahmte der lothringische Herzog Karl IV. für seinen unehelichen Sohn Karl Heinrich von Lothringen-Vaudémont die Gebiete am Oberlauf der Saar und die Grafschaft Saarbrücken als Versorgungsterritorium. Allerdings besetzte bereits im Jahr 1670 das Königreich Frankreich Lothringen und verblieb dort bis zum Jahr 1697. Karl Heinrich wurde schließlich mit der ehemaligen Saarbrücker Herrschaft Commercy abgefunden.
Mit dem Angriff auf die Niederlande durch Frankreich wurde das Gebiet des heutigen Saarlands durch Truppendurchzüge schwer belastet. Die Einwohner mussten sogenannte Kontributionen leisten, also die durchziehenden Truppen versorgen. Der französische Heerführer und Marschall von Frankreich Henri de La Tour d’Auvergne, vicomte de Turenne, schlug im Dezember 1673 in Saarbrücken sein Winterquartier auf und forderte den Saarbrücker Grafen Gustav Adolf zur Zusammenarbeit auf. Als sich dieser weigerte, wurde er nach Lothringen verschleppt.
Nachdem der Graf wieder freigelassen worden war, Saarbrücken aber weiterhin französisch besetzt blieb, trat er in die militärischen Dienste Kaiser Leopolds I. ein. Er nahm daher in kaiserlichen Diensten im Jahr 1676 an den Kämpfen in Philippsburg und 1677 im Elsass teil. Er erlag den Verletzungen, die er in der Schlacht bei Kochersberg nordwestlich von Straßburg erlitten hatte. Bestattet wurde er, nach verschiedenen Zwischenstationen, schließlich in der Straßburger Thomaskirche. Dort wurde von 1802 bis 1990 sein mumifizierter Leichnam in einem Glassarkophag ausgestellt. Die Überführung und endgültige Beisetzung in das von seiner Gemahlin errichtete Grabmal in der Schlosskirche in Saarbrücken erfolgte erst im Jahr 1998.
Im Auftrag des Kaisers konnte der lothringische Herzog Karl V. im April 1677 schließlich das französisch besetzte Dillingen am Unterlauf der Prims zurückerobern und gelangte Ende Mai nach schweren Kämpfen in den Besitz von Saarbrücken. Die Rückeroberung Lothringens scheiterte jedoch, sodass sich die kaiserliche Armee Anfang September 1677 nach Straßburg zurückzog.

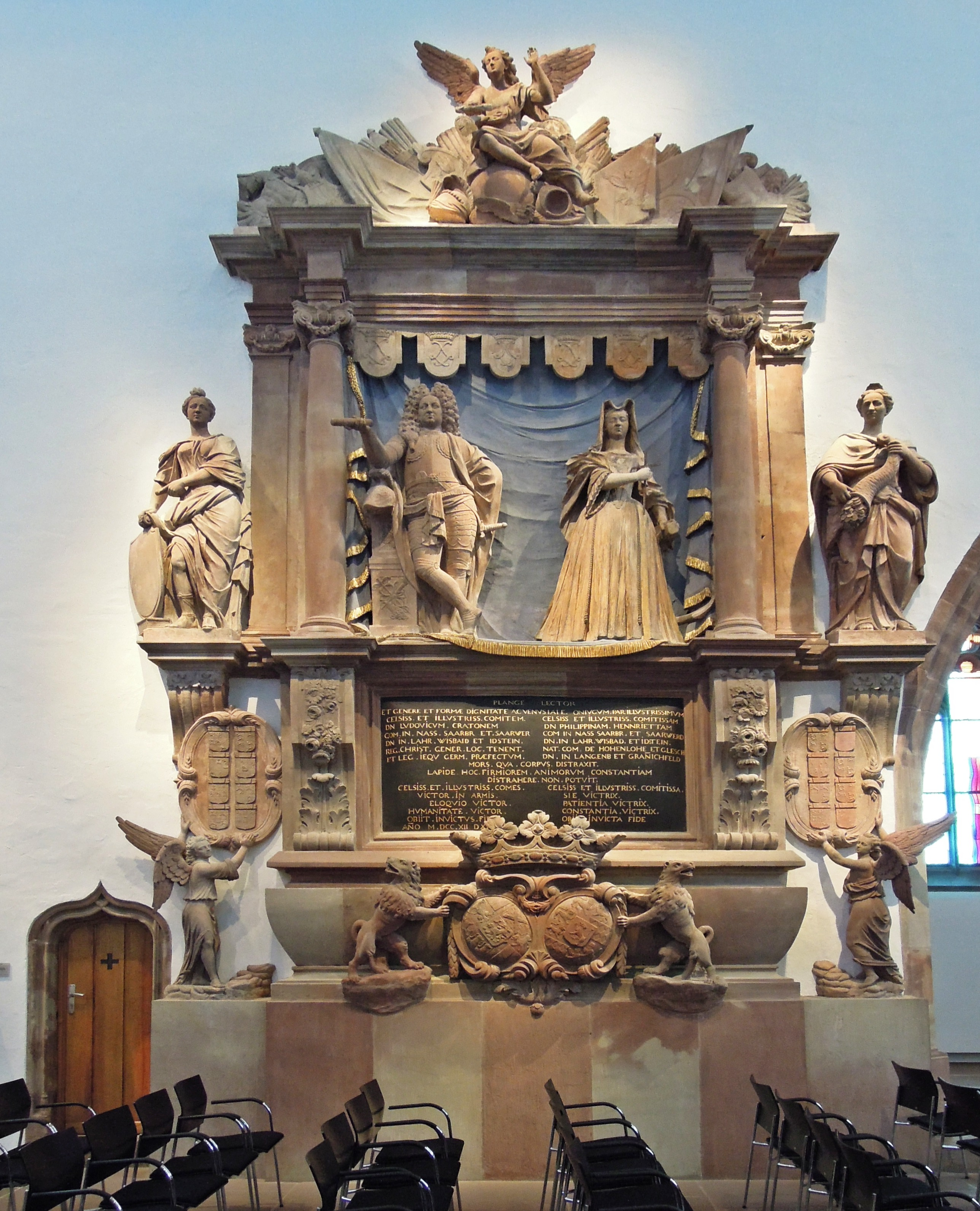
Grabdenkmal des Grafen Ludwig in der Saarbrücker Schlosskirche

Der noch minderjährige Sohn des Saarbrücker Grafen Gustav Adolf, Ludwig Crato (Kraft), erbte 1677 beim Tod seines Vaters die Grafschaften  Saarbrücken und Saarwerden. Weil er noch minderjährig war, übernahm zunächst seine Mutter Eleonore Clara, geborene Gräfin von Hohenlohe-Neuenstein, die Herrschaft. Die französische und lothringische Besetzung blieb auch nach dem Frieden von Nimwegen (1678/1679) bestehen, der den Französisch-Niederländischen Krieg sowie die damit verbundenen Kriege beendete.
Im Rahmen der Reunionspolitik war es Frankreichs Ziel, sein Territorium bis zum Rhein auszudehnen. Dazu wollte man die rechtliche Stellung der drei Trierer Suffraganbistümer Metz, Toul und Verdun (Trois-Évêchés, deutsch: „drei Bistümer“) ausnutzen. Schon im Jahr 1552 waren die drei Bistümer gemäß den Bestimmungen des Vertrages von Chambord durch den französischen König Heinrich II. besetzt worden. Obwohl faktisch nun unter französischem Protektorat stehend, waren sie nominell noch im Territorialverband des Heiligen Römischen Reiches verblieben. Mit dem Westfälischen Frieden von 1648 war Frankreich dann der vollständige Besitz der Hochstifte bestätigt worden. In den Verträgen von Nimwegen 1678/79 waren mit Anerkennung des Reiches auch die zehn Reichsstädte des Elsasses, der Sundgau, die Franche-Comté sowie weitere Territorien unter die Herrschaft des französischen Königs gekommen.
König Ludwig XIV. setzte im Jahr 1679 auf Vorschlag seines Außenministers Colbert in Metz, Breisach, Besançon und Tournai sogenannte Reunionskammern ein, die mit Hilfe alter Verträge (meist bezogen auf mittelalterliche Lehensverhältnisse) die angebliche historische Zugehörigkeit bestimmter Gebiete gerichtlich feststellen sollten. Diese Gerichtsverfahren sollten die expansionistischen Ziele Ludwigs XIV. juristisch legitimieren. Sie beruhten auf fragwürdigen Grundlagen und waren auch schon im 17. Jahrhundert und selbst innerhalb Frankreichs umstritten.
Nach französischer Auffassung waren mit den Erwerbungen des Westfälischen Friedens 1648 und des Friedens von Nimwegen 1678/79 auch alle Gebiete, die irgendwann einmal in lehnsrechtlicher Abhängigkeit von diesen Territorien gestanden hatten, als „Dependenz- und Pertinenzstücke“ der Souveränität des französischen Königs unterworfen. Dies galt nach französischer Interpretation selbst für Gebiete, die 1648 schon seit Jahrhunderten keine Lehen der von Frankreich erworbenen Territorien mehr waren. Man benutzte zur Durchsetzung dieses Anspruchs das juristische Mittel der Reunionsklage, mit der im alten Recht der Inhaber eines Gutes gegen dessen Aufteilung beispielsweise durch Erben vorgehen und seine „Wiedervereinigung“ einfordern konnte, wenn ein Dismembrationsverbot (Aufteilungsverbot) bestand. Die Reunionspolitik ging also von der Verfassungsstruktur des Lehnsrechtes aus und benutzte die (vermeintlichen) Rechte der zwischen 1648 und 1679 durch den französischen König erworbenen Herrschaftstitel als Hebel. Sie behauptete dagegen nicht, die zu annektierenden Gebiete seien früher einmal französisch gewesen.
Die mit französischen Juristen besetzten Reunionskammern sprachen ihre Urteile freilich durchweg im Sinne Ludwigs XIV. Die betroffenen Landesherren und Städte erhielten daraufhin die Aufforderung, dem französischen König einen Lehnseid zu leisten und wurden militärisch besetzt. Außerdem drohte Ludwig XIV. den Herrschaften Pfalz-Zweibrücken, Pfalz-Veldenz, Zweibrücken-Bitsch, Saarwerden, Nassau-Ottweiler, Nassau-Saarbrücken sowie Blieskastel im Falle der Verweigerung der Unterwerfung mit der Enteignung. Durch Lehnshuldigungen in den Jahren 1680 und 1681 gelangten Blieskastel, Nassau-Saarbrücken, Saarwerden und Nassau-Ottweiler unter französische Oberhoheit. Auch die lothringischen Ämter Forbach, Schaumburg über Tholey, Saargemünd, Merzig-Saargau, Siersburg-Dillingen, Wallerfangen, Berus sowie Oberhomburg-St. Avold wurden allesamt reuniert.

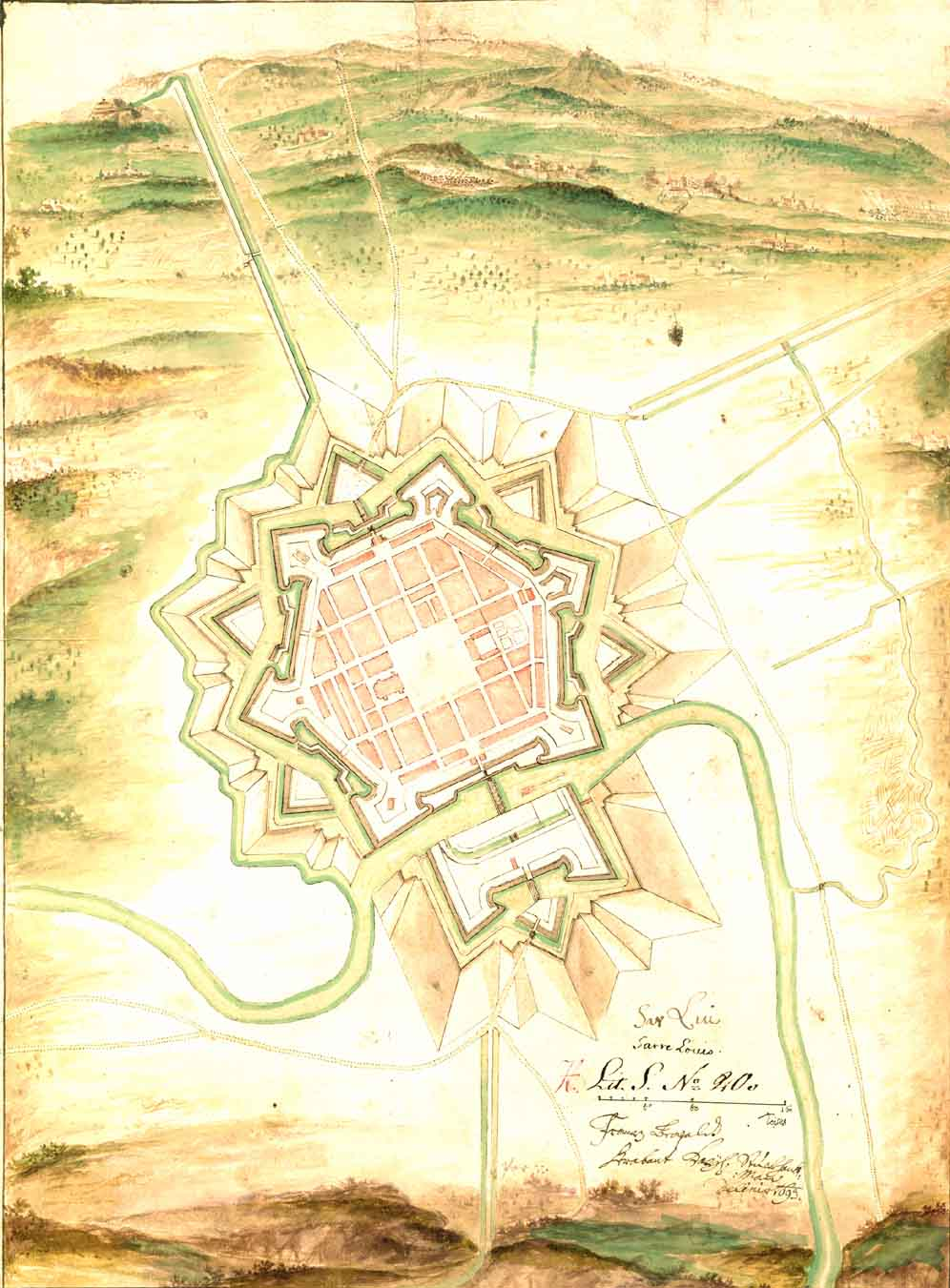
Stadtplan und Festungsanlagen von Saarlouis, 1693

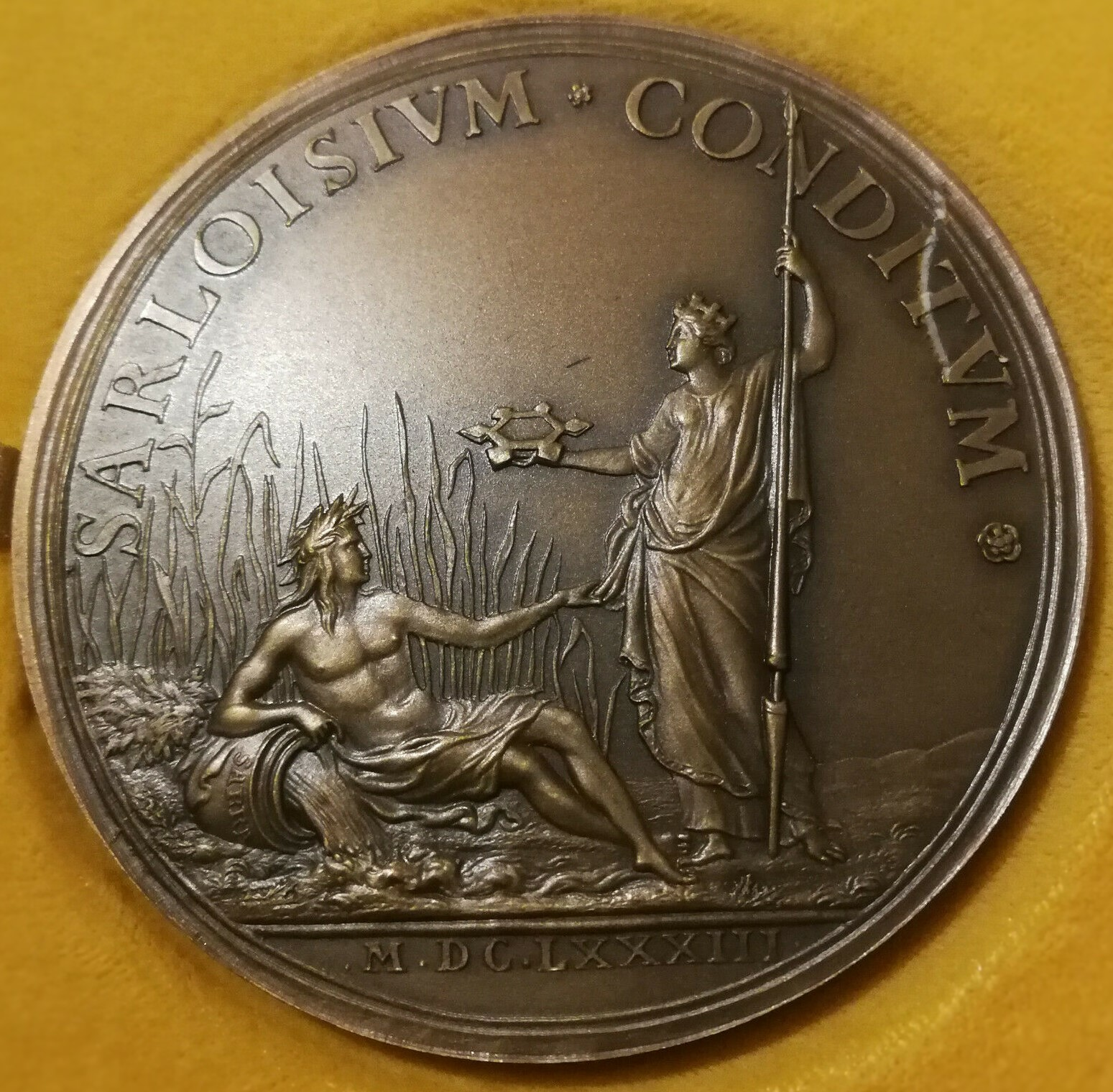
„Sarloisium conditum“ (Das neugegründete Saarlouis), Rückseite der Gedenkmedaille zur Gründung von Stadt und Festung Saarlouis aus dem Jahr 1683, Dem Flussgott Saar wird von der Allegorie Frankreichs der Festungsring der Stadt Saarlouis als Kronreif übergeben; herausgegeben von der königlichen Académie des inscriptions et belles-lettres zu Paris, Kupferstecher: Jean Manger

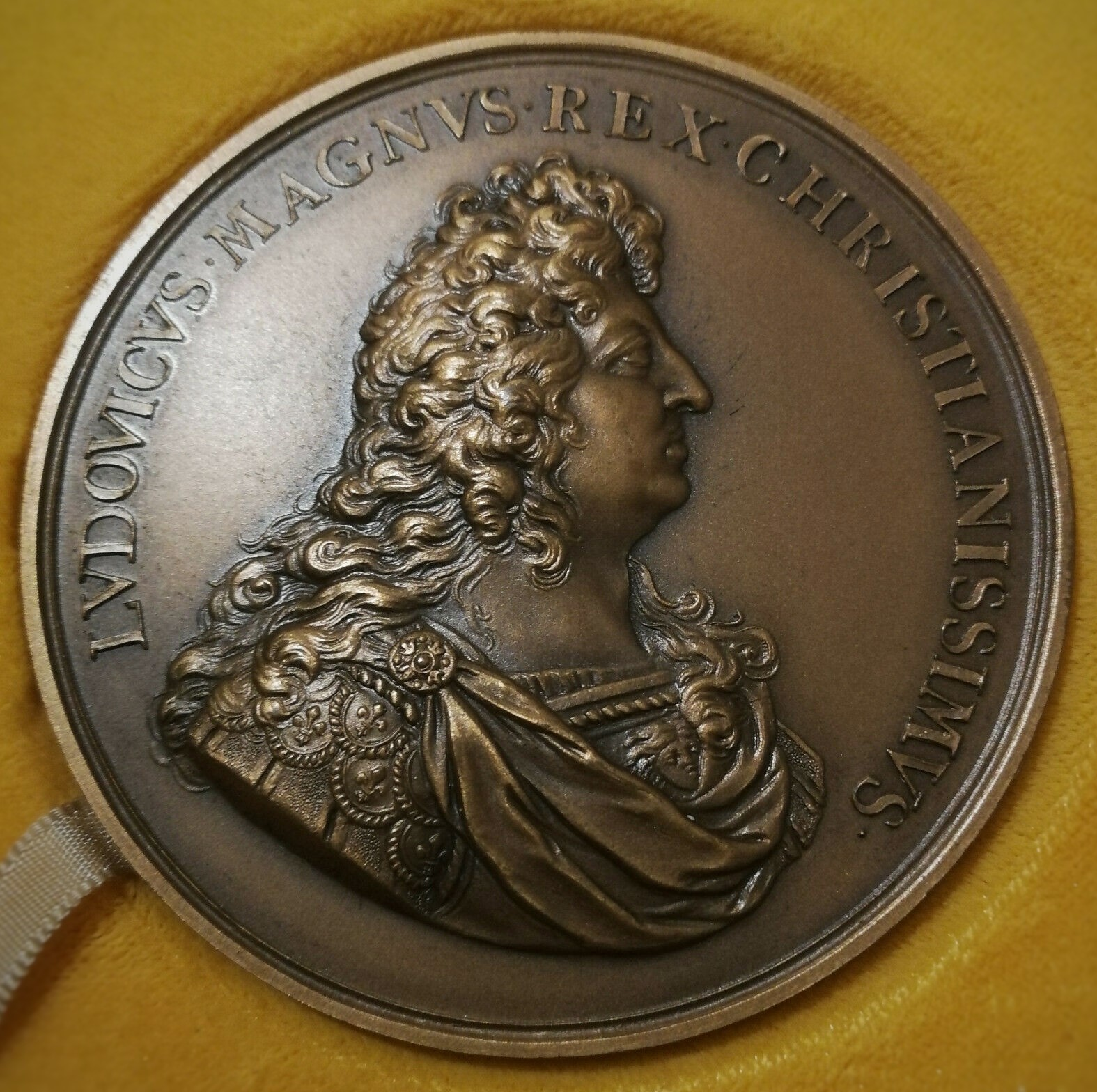
Vorderseite der Gedenkmedaille zur Gründung von Saarlouis, 1683, Porträt des französischen Königs Ludwig XIV. mit der Umschrift „Ludovicus magnus, rex christianissimus“ (Ludwig der Große, allerchristlichster König); Académie des inscriptions et belles-lettres, Paris

Zur Sicherung der Neuerwerbungen ließ Frankreich zahlreiche Festungswerke erbauen. Die mächtigste Festung an der Saar war Saarlouis. Ab 1680 ließ Ludwig XIV. (Louis XIV) zum Schutz der neuen Ostgrenze das nach ihm benannte Saarlouis errichten. Den festungsmäßigen Ausbau von Wallerfangen hatte man verworfen, da es im Kriegsfall vom Limberg aus hätte beschossen werden können.
Der Baumeister Sébastien Le Prestre de Vauban entwarf die Festungsstadt in ausreichender Entfernung zum Limbergmassiv symmetrisch in Sternform mit sechs Bastionen zur Aufstellung von Kanonen. Die Pläne stammten von Thomas de Choisy. Ein wichtiges Element der Verteidigungsanlagen war der Pont-écluse (die Schleusenbrücke). Durch ihn konnte im Verteidigungsfall nach dem Prinzip einer Inundationsfestung (Überschwemmungsfestung) die an der Stadtmauer vorbeifließende Saar mit eingelegten Balken aufgestaut werden, um so das Umland zu überfluten. Dadurch sollte es einem Belagerer erschwert werden, Kanonen an die Stadt heranzubringen sowie Erdwerke und Laufgräben anzulegen.
Im Zusammenhang mit der Errichtung der Stadt entstanden im Umland einige neue Siedlungen, beispielsweise Beaumarais, Picard, Bourg-Dauphin (heute Neuforweiler) und Felsberg (Steinbrüche), die vorwiegend mit innerfranzösischer Bevölkerung besiedelt (peupliert) wurden. Auch die Geschichte der Dillinger Hütte ist geprägt von der Entwicklung der Festung, insbesondere vom Bedarf an Eisenwaren während des Aufbaus.
Im Jahr 1683 verlieh Ludwig XIV. Saarlouis bei einem Besuch das Stadtwappen mit der aufgehenden Sonne und den drei bourbonischen Lilien. Der Wappenspruch lautet Dissipat Atque Fovet: Sie (die Sonne) zerstreut (die Wolken) und erwärmt (die Erde).
Das Baugelände der Festung Saarlouis war laut dem Lisdorfer Weistum von 1458 ursprünglich Besitz der Prämonstratenserabtei Wadgassen. Innerhalb des heutigen Innenstadtgebietes hatten zwar die Abtei Fraulautern und einige Bürger der damaligen Stadt Wallerfangen freie Güter, doch unterstanden diese der Oberherrlichkeit (nicht der Grundherrschaft) der Abtei Wadgassen. Wadgassen verfügte somit über die Hochgerichtsbarkeit, das Jagdrecht und andere Regalien. Mit dem Festungsbau musste Wadgassen das Gebiet an den französischen König abtreten.
Nach der Gründung der Stadt Saarlouis im Jahr 1680 wurden die Einwohner von Wallerfangen in den Jahren 1687/88 zwangsweise in die neue Stadt umgesiedelt. Im Zuge dessen wurden auch die meisten Gebäude in Wallerfangen abgetragen, um Baumaterial für die Häuser in Saarlouis zu gewinnen. Die ehemalige befestigte Stadt Wallerfangen entwickelte sich zu einer aus wenigen Einzelgehöften bestehenden Siedlung zurück.
Antoine Bergeron de La Goupillière, der Intendant derjenigen annektierten Gebiete, die man nun zur Province de la Sarre zusammenfasste, bezog im Jahr 1685 seinen Amtssitz im neuerbauten Saarlouis. Die neugegründete Saarprovinz reichte von Pfalzburg im Süden bis Mont Royal bei Traben-Trarbach an der Mosel. Sie umspannte das heutige Saarland, Deutschlothringen, große Teile der Pfalz mit den Grafschaften Sponheim, Leiningen und Falkenstein am Donnersberg und reichte bis an das linke Rheinufer.
Zur Förderung der Wirtschaft wurden die Leibeigenschaft und die innerterritorialen Zollschranken aufgehoben, Märkte eingerichtet, Straßen gebaut und ein Verwaltungsapparat installiert. Politische und jurisdiktionelle Hauptstadt der neugeschaffenen Großregion war Saarlouis. Werbemaßnahmen sollten zur Wiederbesiedelung der kriegsverwüsteten Länder führen. Zahlreiche Zuwanderer aus dem schweizerischen und österreichischen Alpenraum, Oberdeutschland sowie Zentralfrankreich siedelten sich daraufhin im heutigen Saarland an.
Für die bisherigen deutschen Landesherren bedeutete die Gründung der Saarprovinz einen erheblichen Verlust an politischer Macht. Zwar wurden die bestehenden territorialen Einheiten, wie z. B. die Grafschaften Saarbrücken, Saarwerden und Ottweiler nicht aufgelöst. Deren Regenten mussten jedoch ihre Kontrolle über die Gesetzgebung vollständig, über die Rechtsprechung und Exekutivgewalt teilweise abgeben. Ein französischer Beamtenapparat wurde eingerichtet, welcher der bestehenden Administration der alten Landesherren übergeordnet war.
Die Reaktionen darauf waren verschieden. Graf Johann Ludwig von Nassau-Ottweiler beispielsweise verweigerte Ludwig XIV. den Lehnseid. Er übergab die Herrschaft 1680 seinem Sohn Friedrich Ludwig und zog sich in die nassauischen Länder jenseits des Rheins zurück. Johann Ludwig kämpfte bis zu seinem Tod 1690 im Winterlager seines Regiments gegen Frankreich. Eleonora Klara von Nassau-Saarbrücken wählte einen völlig anderen Weg. Sie leistete dem französischen König nach anfänglichem Hinhalten den Lehnseid für die Grafschaften Saarbrücken und Saarwerden. Ihr Sohn Ludwig Kraft machte, sobald er alt genug war, eine steile Karriere in der französischen Armee. Am Hof in Versailles gelangte er zu großem Ansehen und wurde von Ludwig XIV. sehr geschätzt, wie die Memoiren des Herzogs von Saint-Simon sowie die Briefe der Herzogin von Orléans bezeugen.

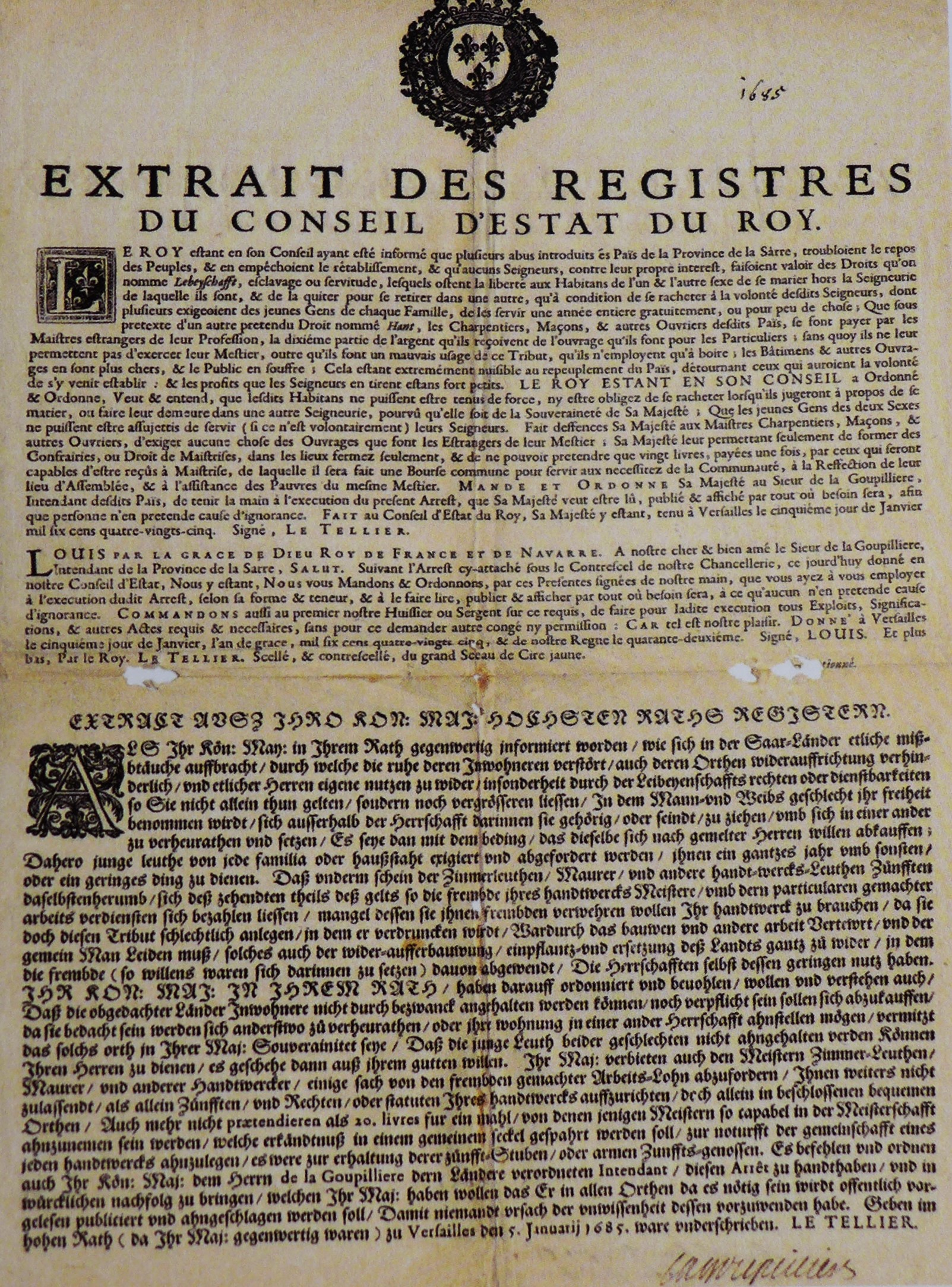
Die Aufhebung der Leibeigenschaft in der Saarprovinz durch die französische Regierung; Einblattdruck „Extrait des registres du conseil d’estat du roy“, Ludwig XIV. von Frankreich, Versailles 5. Januar 1685; Die französische Verwaltung ergriff in der Reunionszeit (1681–1697) zahlreiche Maßnahmen, um die eroberten Gebiete wieder aufzubauen und an Frankreich anzugleichen. Während die Landesherrschaften und die Grundherren geschwächt wurden, sollte die Bevölkerung durch Erleichterungen an Frankreich gebunden werden. Mit dem Erlass vom 5. Januar 1685 wurden die Leibeigenschaft und die mit ihr verbundene Loskaufpflicht aufgehoben. Damit sollte auch die Freizügigkeit hinsichtlich der Ansiedelung und Verheiratung junger Menschen gefördert werden. Ebenso sollten die Frondienste um drei Viertel sowie die herrschaftlichen Weiderechte auf ein Viertel des vorhandenen Weidelandes verringert werden. Neue Steuern sollten der französischen Staatskasse zugutekommen.

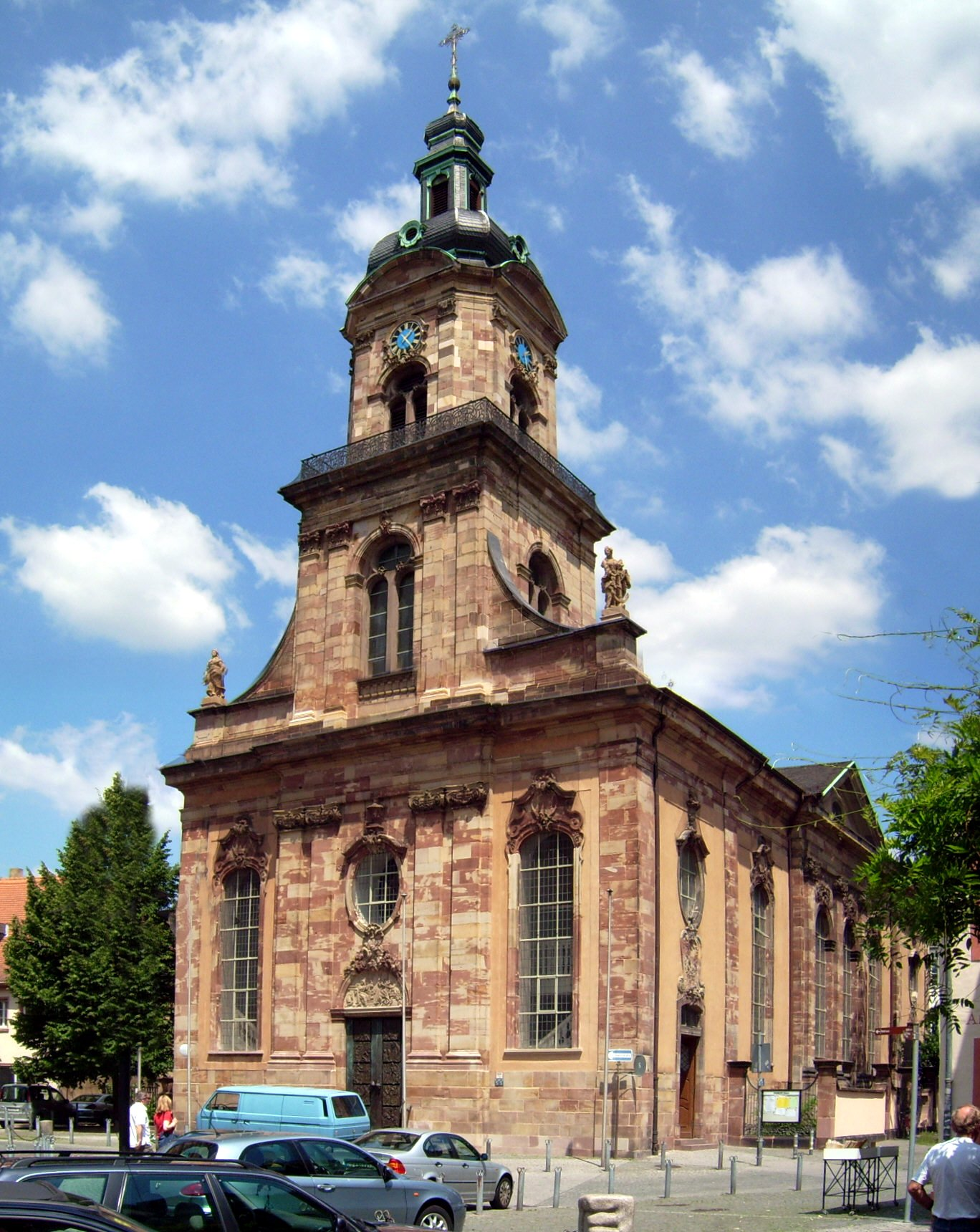
Basilika St. Johann, Instrument der Rekatholisierung der protestantischen Gebiete an der Saar durch die französische Krone

Mit dem Edikt von Fontainebleau widerrief König Ludwig XIV. am 18. Oktober 1685 das Edikt von Nantes. Mit letzterem hatte im Jahr 1598 Heinrich IV. den französischen Protestanten Religionsfreiheit zugesichert und die mehr als dreißigjährigen Hugenottenkriege beendet. Infolge des Widerrufs wurden die Protestanten der Saarprovinz zwar nicht massiv zum Glaubenswechsel gedrängt. Dennoch förderte die französische Verwaltung in starkem Maße den Katholizismus durch die Einrichtung von Gottesdiensten in Kirchen, die Einführung katholischer Feiertage oder Wallfahrten und den Zuzug von Katholiken. Durch zahlreiche Maßnahmen wurde die katholische Kirche der Saarprovinz stark an Frankreich und dessen Ordensstrukturen angebunden. Den Reformierten wurde die Religionsausübung vollständig verboten, ihre Kirchen wurden geschlossen oder zerstört und ihre Geistlichen des Landes verwiesen. Konvertiten sicherte man vier Jahre Steuerfreiheit zu, während man die Konversion zum Protestantismus verbot.
Am 30. August 1680 konnte der Metzer Bischof Georges d’Aubusson de La Feuillade in einer Scheune in St. Johann gegenüber der seit der Reformation protestantisch gewordenen Johanneskirche (heute Basilika St. Johann) eine erste katholische Messe feiern. Am 6. Juli 1683 kam König Ludwig XIV. mit seiner Gemahlin Königin Marie Thérèse, dem Dauphin Louis, seinem Bruder Herzog Philipp von Orléans und einem großen Gefolge auf seiner Reise zur Besichtigung der neuangelegten Festung Saarlouis nach St. Johann, um am Folgetag an einem feierlichen Gottesdienst in der St. Johanner Notkirche in der gräflichen Remise teilzunehmen. Am 21. Dezember 1684 wurde die Johanneskapelle auf Druck des französischen Königs dem protestantischen Kultus entzogen und wieder der katholischen Kirche unterstellt. Die finanzielle Unterstützung der St. Johanner Pfarrei, die nun auch den Namenspatron Ludwigs XIV., den heiligen Ludwig von Frankreich, zum zweiten Patron erhielt, blieb auch erhalten, als die Grafschaft Saarbrücken wieder ans Reich abgetreten wurde. Die Zuwendungen wurden erst im Zuge der Französischen Revolution eingestellt. Nach dem Frieden von Rijswijk, bei dem Frankreich im Jahr 1697 die reunierten Gebiete an der Saar (mit Ausnahme der Festung Saarlouis samt Umland) zurückgeben musste, blieb die Johanneskirche auf Druck des Kaisers Leopold I. und der katholischen Reichsstände gegen die Forderungen Englands, Hollands, Schwedens und der evangelischen Reichsfürsten weiterhin katholisch und bildete somit die Basis für die Rekatholisierung Saarbrückens und St. Johanns im 19. Jahrhundert im Zuge der Industrialisierung. Im Jahr 1758 wurde der aktuell bestehende barocke Neubau eingeweiht, der in einer Gemeinschaftsaktion von König Ludwig XV., Fürst Wilhelm Heinrich, Kollekten des Papstes Benedikt XIV., der geistlichen Kurfürsten, mehrerer katholischer Städte, des Deutschen Ordens, der Königin von Polen (als Herzogin von Lothringen) Katharina Opalińska sowie des Metzer Bischofs Claude de Saint Simon finanziert worden war.
Nachdem Frankreich im Jahr 1688 in der Kurpfalz einmarschiert war, um es als angebliches Erbe Liselottes von der Pfalz, der Schwägerin Ludwigs XIV., zu beanspruchen, entschloss sich das Reich zum Krieg gegen Frankreich, um die Reunionen rückgängig zu machen (Pfälzischer Erbfolgekrieg). Bei zwei Einfällen in kurpfälzisches Gebiet 1688 und 1693 letzten Endes wieder zurückgedrängt, griffen die Franzosen bei ihren Rückzügen systematisch zum Mittel der Verwüstung ganzer Landstriche und Städte. Ottweiler, Merzig, St. Wendel, Kaiserslautern und zahlreiche andere Orte wurden geplündert und anschließend niedergebrannt. Die renommierte Zweibrücker Bibliothek (Bibliotheca Bipontina) verbrachte man nach Nancy und das Zweibrücker Schloss, wie viele andere mittelalterliche Burgen, wurde gesprengt.

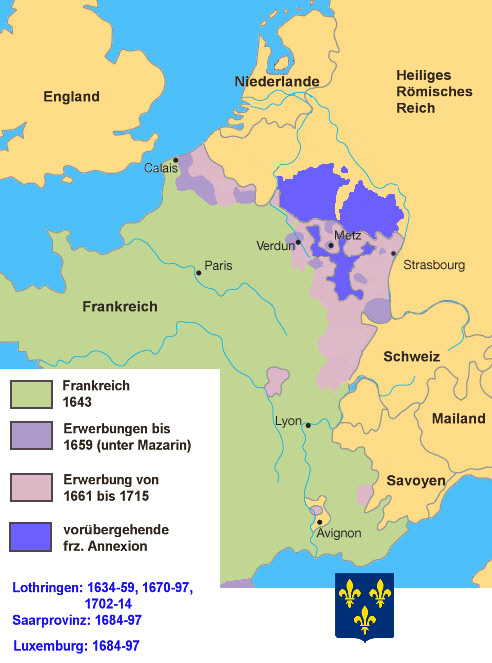
Französische Gebietsveränderungen zur Zeit Ludwigs XIV., in Blau dargestellt die 1697 wieder verlorenen Territorien

Mit der Beendigung des Pfälzischen Erbfolgekrieges im Frieden von Rijswijk 1697 wurden schließlich alle Reunionen außerhalb des Elsasses restituiert und an ihre Herrscher innerhalb des Heiligen Römischen Reichs zurückgegeben. Dies betraf Nassau-Saarbrücken, Pfalz-Zweibrücken, Blieskastel und viele kleinere Herrschaften sowie die Festungen Luxemburg, Bitsch, Homburg und Mont Royal. Das lothringische Herzogtum wurde in den Grenzen von 1670 wiederhergestellt.

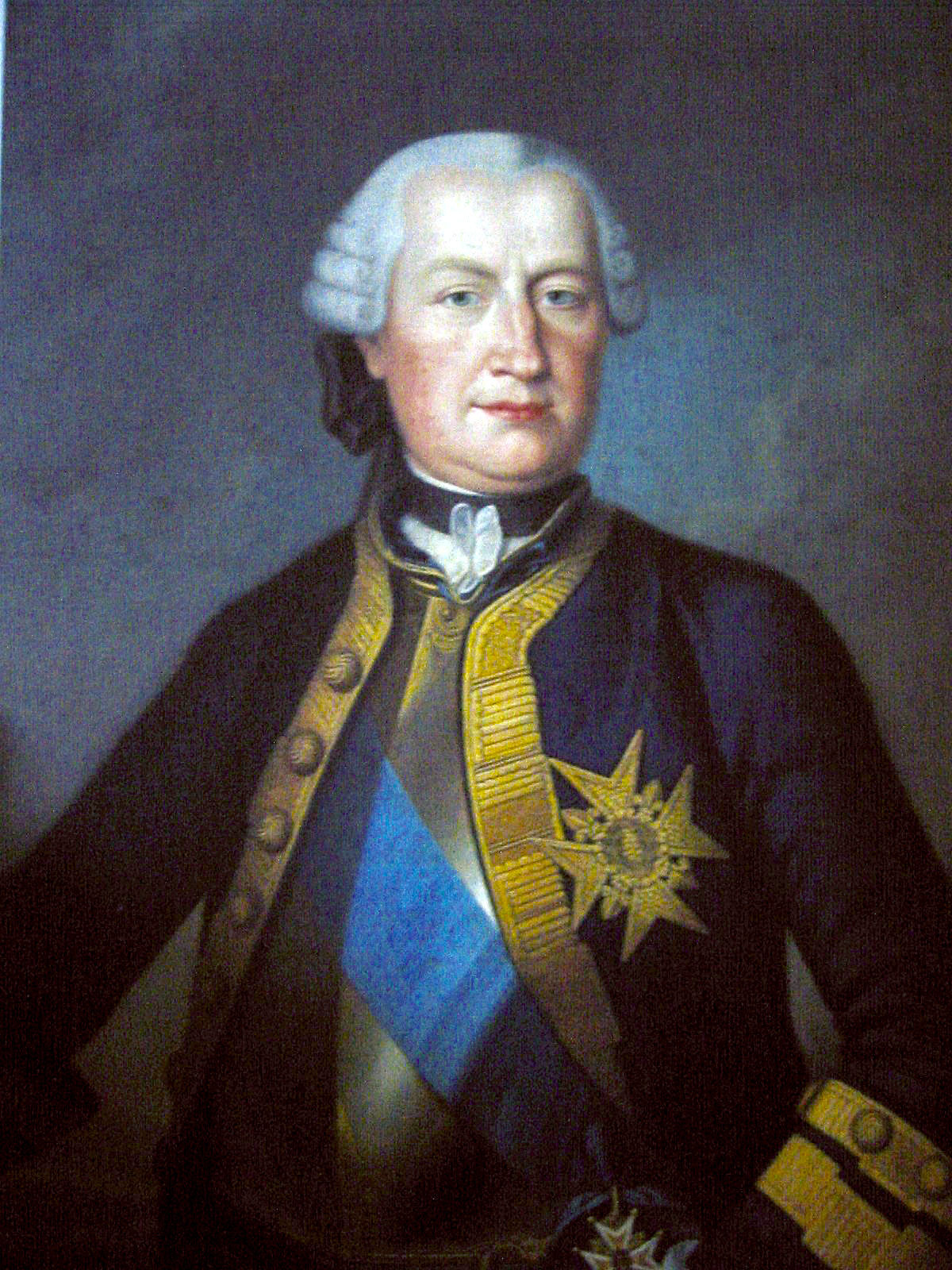
Fürst Wilhelm Heinrich II. von Nassau-Saarbrücken
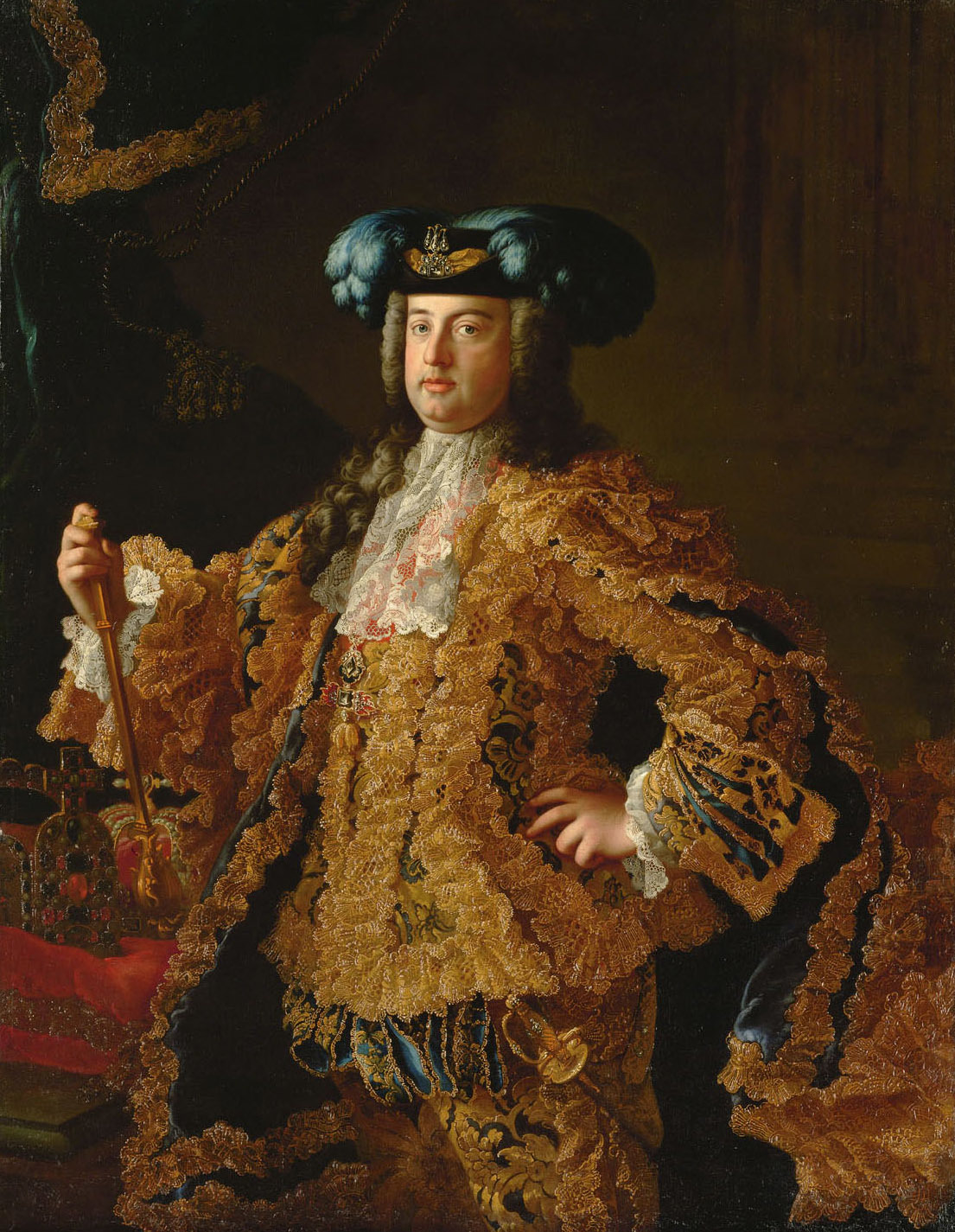
Franz I., Kaiser des Heiligen Römischen Reiches und Herzog von Lothringen, Gemälde von Martin van Meytens (1745)
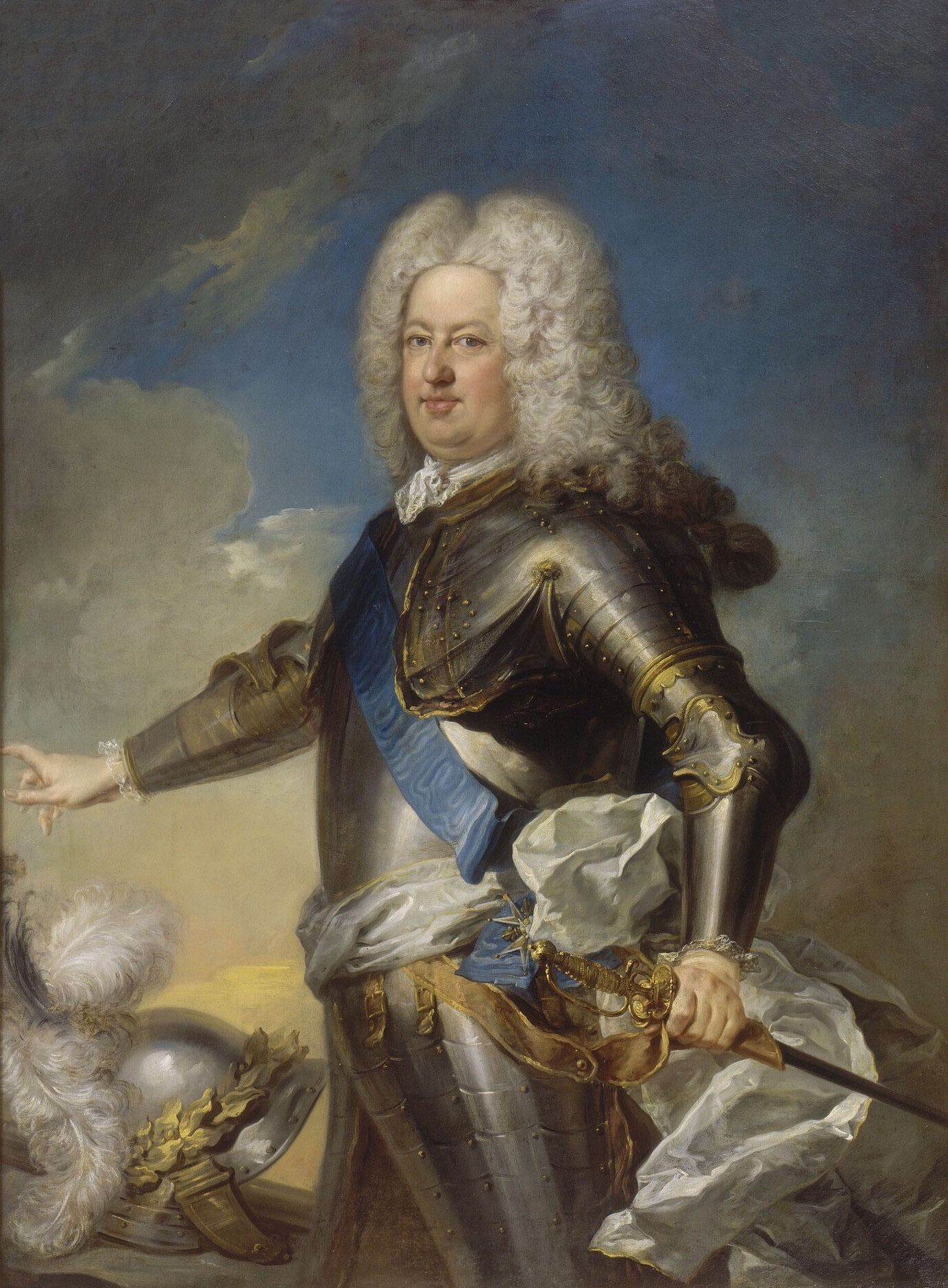
Stanisław Leszczyński, König von Polen und Herzog von Lothringen

Behaupten konnte Frankreich den Besitz von Pfalzburg, Saarlouis, Longwy, Straßburg sowie der drei Bistümer Metz, Toul und Verdun. Saarlouis verlor fast sein gesamtes Umland, und die Saarprovinz wurde aufgelöst. Der Beamtenapparat wurde allerdings in Saarlouis belassen, da Ludwig XIV. Saarlouis als Brückenkopf einer zukünftigen Wiedereroberung des Gebietes nutzen wollte.
Auch Graf Ludwig Kraft von Nassau-Saarbrücken konnte, wie auch die anderen deutschen Landesherren der Saarregion, nach dem Frieden von Rijswijk im Jahr 1697 seine vollen Rechte als Landesherr innerhalb des Heiligen Römischen Reichs übernehmen. Seine Rechtsprechung, Justiz und Regierung waren also wieder unabhängig; die französische Administration zog sich zurück. Gleichwohl unterhielt Ludwig Kraft weiterhin gute Beziehungen zum französischen Königshof. Seine langjährige erfolgreiche Karriere in der französischen Armee setzte er fort und kämpfte 1701 im Spanischen Erbfolgekrieg bereits wieder für Frankreich. Ludwig Kraft von Nassau-Saarbrücken wurde über seine Tochter Karoline von Nassau-Saarbrücken Ahnherr zahlreicher deutscher und europäischer Herrscherhäuser.

### Das 18. Jahrhundert
Ludwig Krafts Nachfolger als Graf von Nassau-Saarbrücken wurde im Jahr 1713 sein Bruder Karl Ludwig, der in seiner Regierungszeit die Industrialisierung des Landes förderte. Im Warndt baute er das Glashandwerk aus, das bereits unter Ludwig II. durch Ansiedlung von Hugenotten begründet worden war. In Sulzbach/Saar errichtete er die Salzwerke ab 1719 neu und ließ ein Gradierwerk errichten. Nach ihm wurde auch der neu gegründete Ort Karlingen benannt (heute französisch: Carling). Da seine beiden Söhne schon als Kleinkinder verstarben, ging die Herrschaft in Nassau-Saarbrücken an seinen Schwiegervater Friedrich Ludwig von Nassau-Ottweiler über. Zur Förderung der Wirtschaft ließ dieser im Jahr 1723 eine Glashütte in Friedrichsthal und eine weitere im Jahr 1724 im Fischbachtal gründen. Aus der Hütte in Friedrichsthal ging später die gleichnamige Stadt hervor, an der Stelle der kurzlebigen Glashütte im Fischbachtal entstand später Rußhütte. Im Jahr 1726 gründete er die Ortschaft Friedrichweiler, und 1727 ließ er Sulzbach neu besiedeln. Zeitweilig betrieb er das Neunkircher Eisenwerk in Eigenregie. Mit seinem Tod im Jahr 1728 endete auch die Linie Nassau-Ottweiler.
Die Besitzungen gingen auf die Linie Nassau-Usingen über. Nach Erlangung seiner Volljährigkeit übernahm damit im Jahr 1741 Wilhelm Heinrich (Nassau-Saarbrücken) die Regentschaft in Saarbrücken.
Im Polnischen Thronfolgekrieg (1733–1738) wurde das Gebiet des heutigen Saarlandes wiederum zu einem militärischen Aufmarschgebiet. Die Schwiegervaterschaft des polnischen Königs Stanislaus I. Leszczyński mit dem französischen Königshaus brachte ihm schließlich im Jahr 1737 die Herzogtümer Lothringen und Bar ein.
Als der eigentliche Herzog von Lothringen und Bar (seit 1729–1737), Franz III. Stephan (1708–1765), im Jahr 1736 die Kaisertochter Maria Theresia geheiratet hatte, musste er am 13. Februar 1737 auf Lothringen und Bar verzichten und wurde im Tausch dafür als Franz II. Großherzog der Toskana (1737–1765) sowie ab 21. November 1740 Mitregent in den Habsburgischen Erblanden und seit 1745 als Franz I. Kaiser des Heiligen Römischen Reiches. Im diplomatischen Einvernehmen zwischen dem Kaiser und der französischen Krone war Stanislaus I. Leszczyński, der Schwiegervater des französischen Königs Ludwig XV., daraufhin zum Herzog von Lothringen und Bar ernannt worden. Nach dem Tod von Herzog Stanislaus infolge einer tragischen Brandverletzung im Jahr 1766 fiel das Herzogtum Lothringen mit Bar an das Königreich Frankreich, womit sich die französische Grenze bis zur Saar vorschob.

## Vom Ancien Régime zur Französischen Revolution

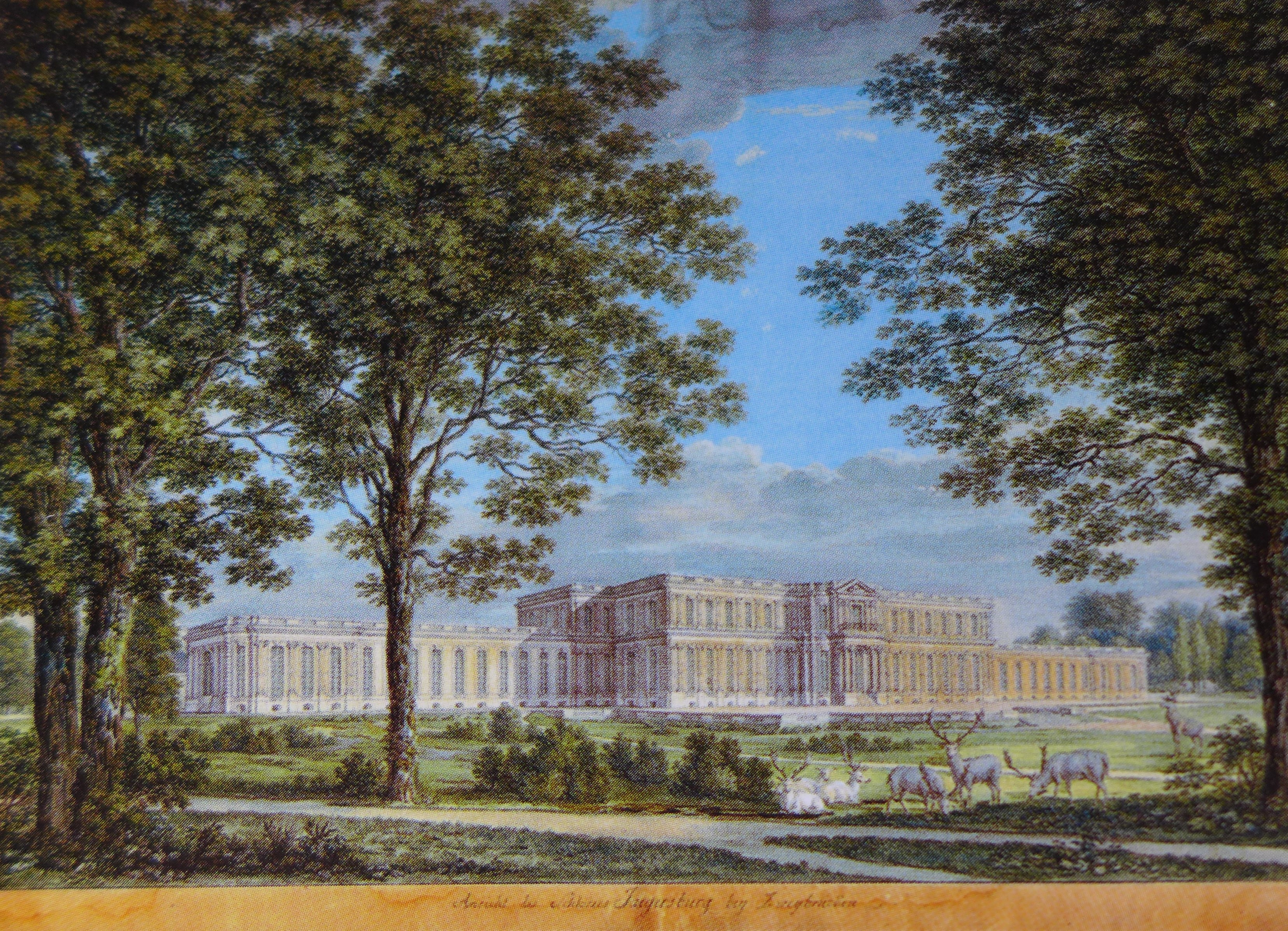
Gartenseite des Schlosses Jägersburg bei Homburg; errichtet nach dem Vorbild des Versailler Schlosses Grand Trianon

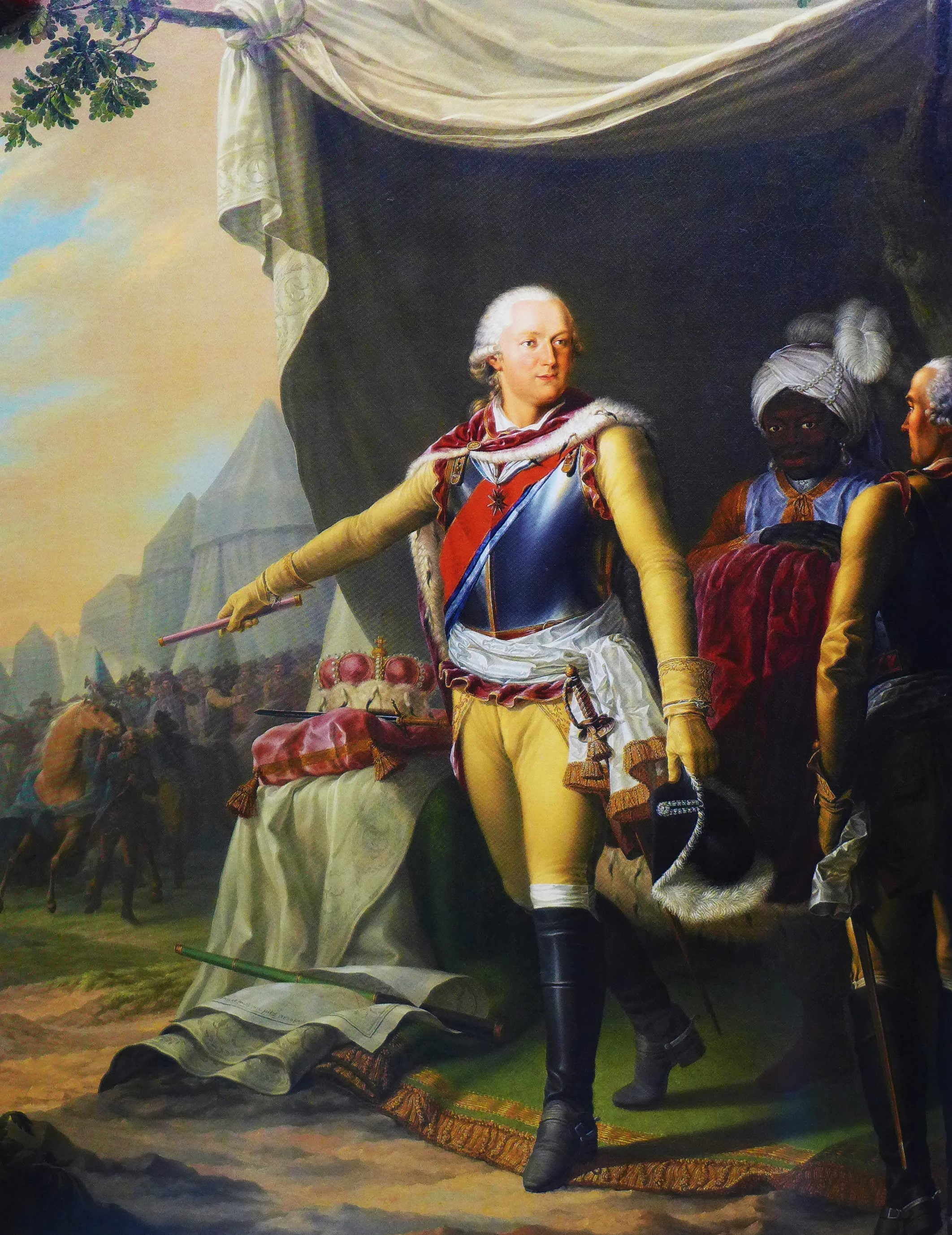
Herzog Karl II. August von Pfalz-Zweibrücken als Generalissimus bei der Rückkehr seines Régiments Royal-Deux-Ponts aus dem amerikanischen Unabhängigkeitskrieg, Aufgrund seines Todes im Jahr 1795 wurde sein Bruder Maximilian I. Joseph der erste bayerische König, Gemälde des Saarbrücker Malers Karl Kaspar Pitz (1756–1795), Öl auf Leinwand, Paris 1783

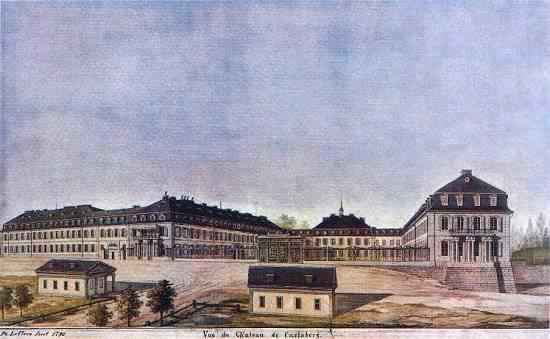
Schloss Karlsberg 1790, zerstört im Jahr 1793 durch französische Revolutionstruppen

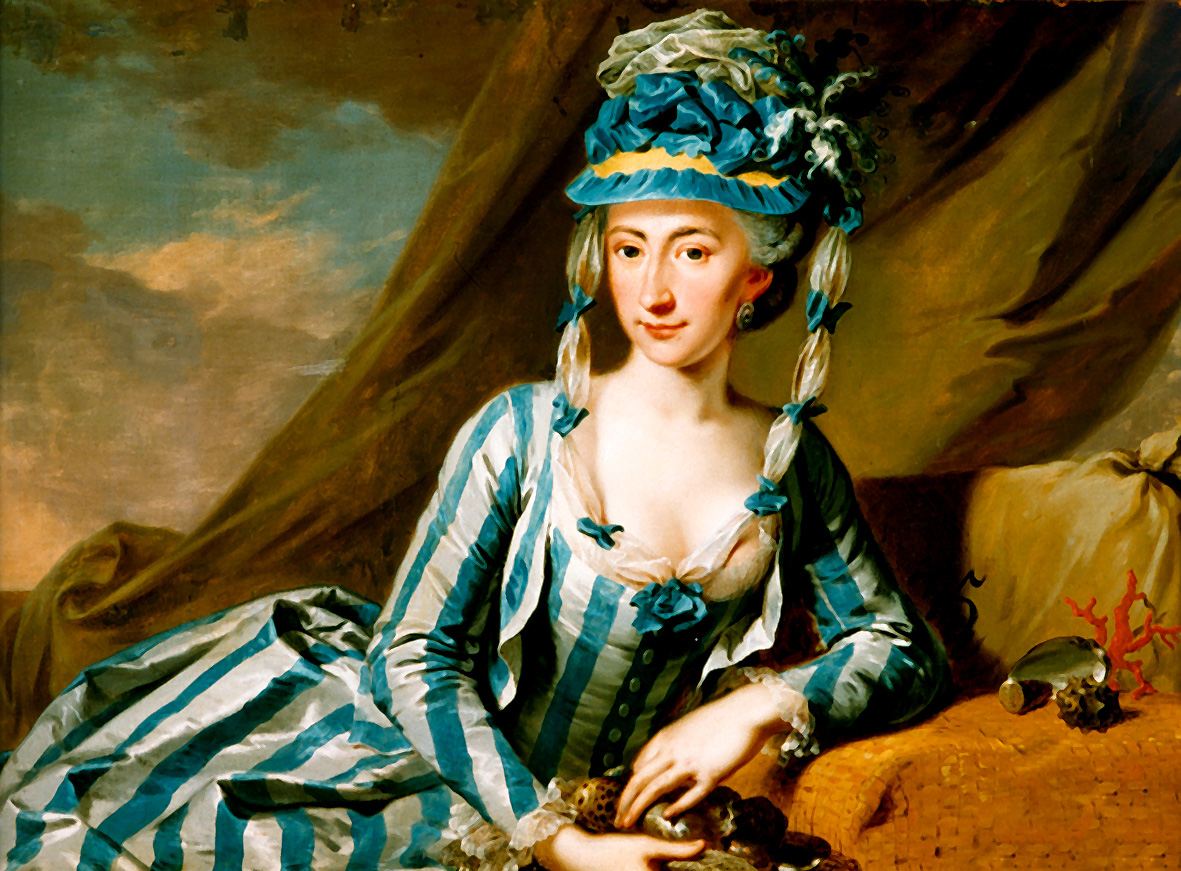
Marianne von der Leyen mit Conchilien-Sammlung, Gemälde um 1770

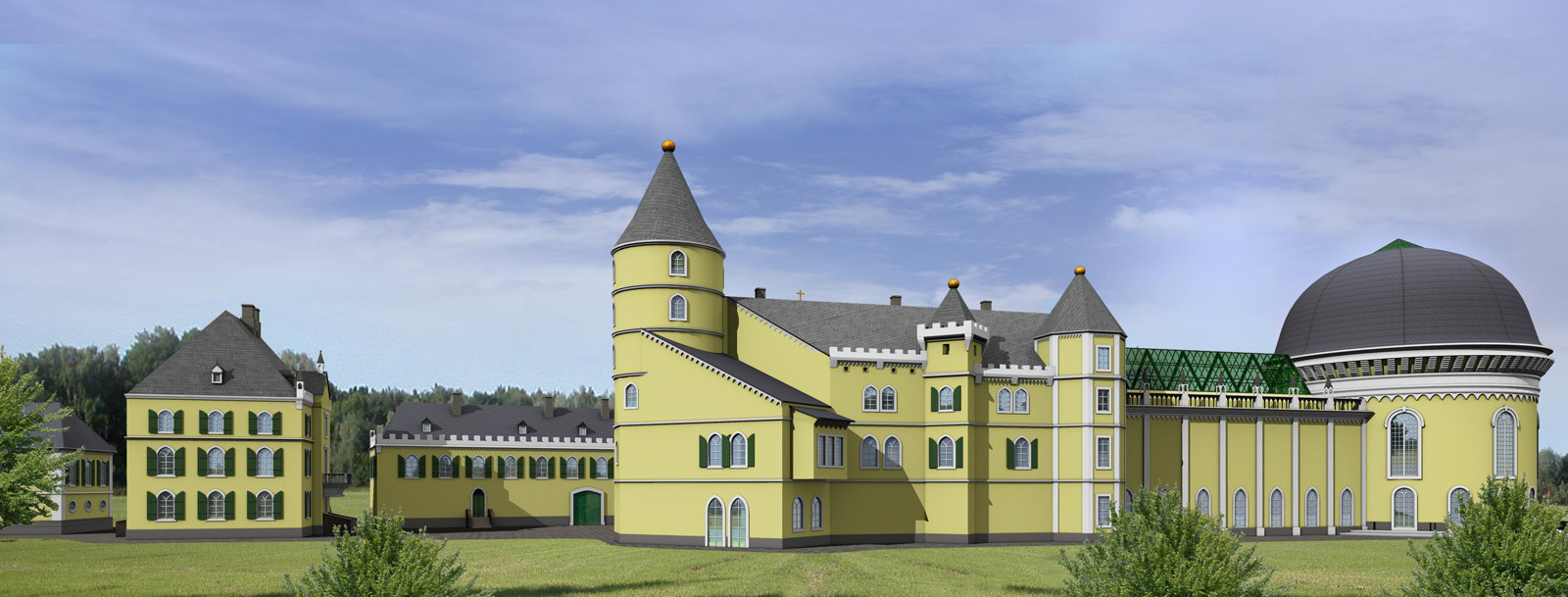
Rekonstruktion des Schlosses Philippsburg als frühes Beispiel der Neogotik mit gläsernem Dach, errichtet 1782–1788, Niederwürzbach, zerstört im Jahr 1792 durch französische Revolutionstruppen

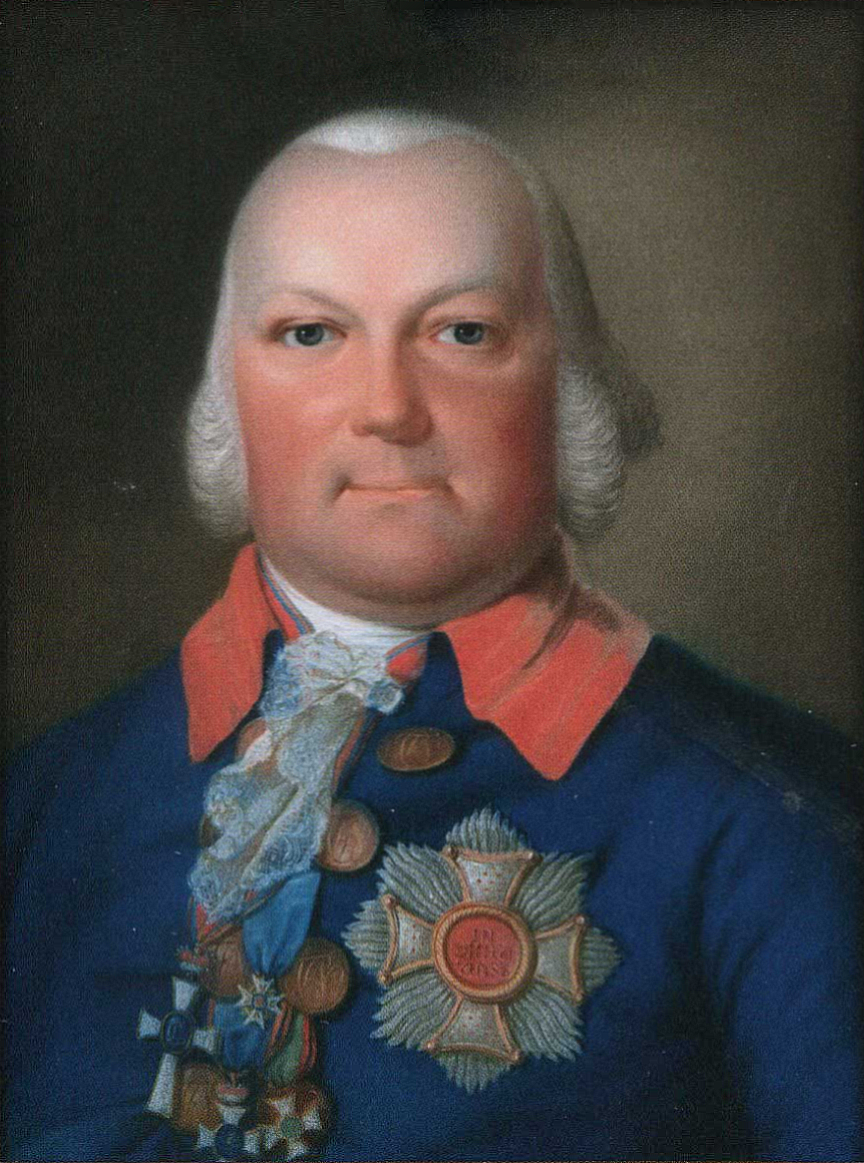
Fürst Ludwig von Nassau-Saarbrücken

In der zweiten Hälfte des 18. Jahrhunderts erlebte die Region an der Saar einen bis dahin nicht gekannten wirtschaftlichen Aufschwung. Der neue Wohlstand dokumentierte sich in besonderem Maße im Neu- und Ausbau von Schlössern, Abteien und Kirchen. So entstand etwa das barocke Residenzschloss Saarbrücken, erbaut von Friedrich Joachim Stengel, die Saarbrücker Ludwigskirche oder das großdimensionierte Schloss Karlsberg bei Homburg mit seiner riesigen Parkanlage und seinem prunkvollen klassizistischen Mobiliar, das sich heute im Besitz der Bayerische Schlösserverwaltung befindet.
Ansätze der frühen Industrialisierung erlebte das Gebiet schon im 18. Jahrhundert durch die merkantilistische Verstaatlichung der Steinkohlengruben und den Ausbau wie auch die Neuerrichtung von Eisenhütten, Glashütten und Keramik-Manufakturen. Der Adel an der Saar bemühte sich ganz im Geist des aufgeklärten Absolutismus, seine Territorien wirtschaftlich und sozial voranzubringen und auch für den internationalen Markt zu produzieren. So erfuhr die Dillinger Hütte eine ungewöhnliche Ausweitung des Absatzmarktes durch den Amerikanischen Unabhängigkeitskrieg 1778–1783, als die französische Kriegsmarine die gesamte Eisenproduktion des Werkes über mehrere Jahre hin aufkaufte, um damit die aufständischen nordamerikanischen Kolonisten in ihrem Kampf gegen England unterstützen zu können.
Die großen sozialen und politischen Umwälzungen der Französischen Revolution begannen sich schon in den 1750er Jahren bemerkbar zu machen. So widersetzten sich die Bauern verstärkt der Erfüllung der Frondienste und der herrschaftlichen Abgaben. Dem versuchten die Adeligen an der Saar zu entgegnen, indem sie, wie etwa Reichsgräfin Marianne von der Leyen, im Jahr 1786 die Leibeigenschaft aufhoben. Wo dies nicht geschah, kam es im Frühling 1789 zu Volksversammlungen, bei der Beschwerdeschriften (Cahiers de Doléances) mit zahlreichen Kritikpunkten verfasst und unterschrieben wurden. Zu grundsätzlichen Reformen waren die Adeligen an der Saar allerdings nicht bereit und versuchten, durch einzelne Zugeständnisse den Volkszorn zu besänftigen.

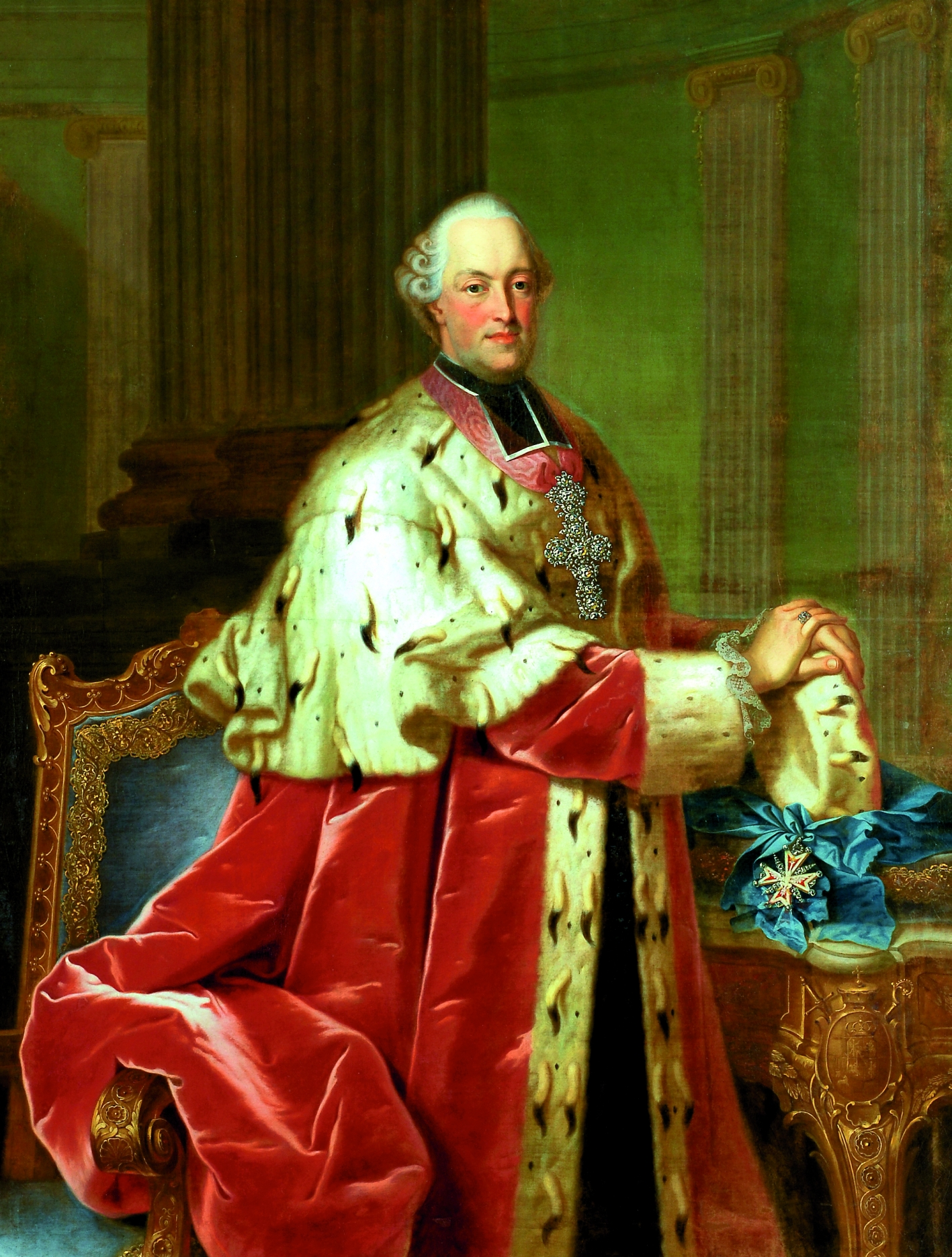
Clemens Wenzeslaus von Sachsen, Kurfürst und Erzbischof von Trier

Der Trierer Kurfürst und Erzbischof Clemens Wenzeslaus von Sachsen war zunächst den Ideen der Aufklärung nicht abgeneigt. So förderte er im Kurfürstentum besonders das Schulwesen und suchte durch ein Toleranzedikt im Jahr 1783 sowie durch Schaffung verschiedener gemeinnütziger Einrichtungen, Bildung und Wohlstand zu heben. Seine Haltung in kirchlichen Dingen war schwankend. Er behielt die Jesuiten auch nach Auflösung des Ordens im Land und protestierte gegen radikale Reformen seines kaiserlichen Großcousins Josephs II. in Religionsangelegenheiten, schützte aber den Trierer Weihbischof und Papstkritiker Johann Nikolaus von Hontheim. Darüber hinaus stellt er im Jahr 1786 die Emser Punktation mit aus, die eine größere Unabhängigkeit der Kirche des Heiligen Römischen Reiches von Rom zum Ziel hatte. Erschreckt durch den Ausbruch der Französischen Revolution stellte der Trierer Kurfürst allerdings alle Reformen ein und übte ein strengeres Regiment aus. Den Emigranten und den flüchtigen Mitgliedern des ihm verwandten französischen Hofes bot er eine Zufluchtsstätte und seine Residenz Koblenz wurde Mittelpunkt der französischen Royalisten, die hier eine eigene Armee aufbauten (Armée de Condé). Clemens Wenzeslaus von Sachsen war der Onkel des französischen Königs Ludwig XVI. und der Großcousin von dessen Ehefrau Marie-Antoinette von Österreich-Lothringen. Er unterstützte seine beiden vor der Revolution nach Koblenz geflohenen Neffen Karl und Ludwig, die jüngeren Brüder des amtierenden Königs von Frankreich, großzügig finanziell und organisierte emigrierte französische Offiziere für eine geplante feudale Konterrevolution in Frankreich.

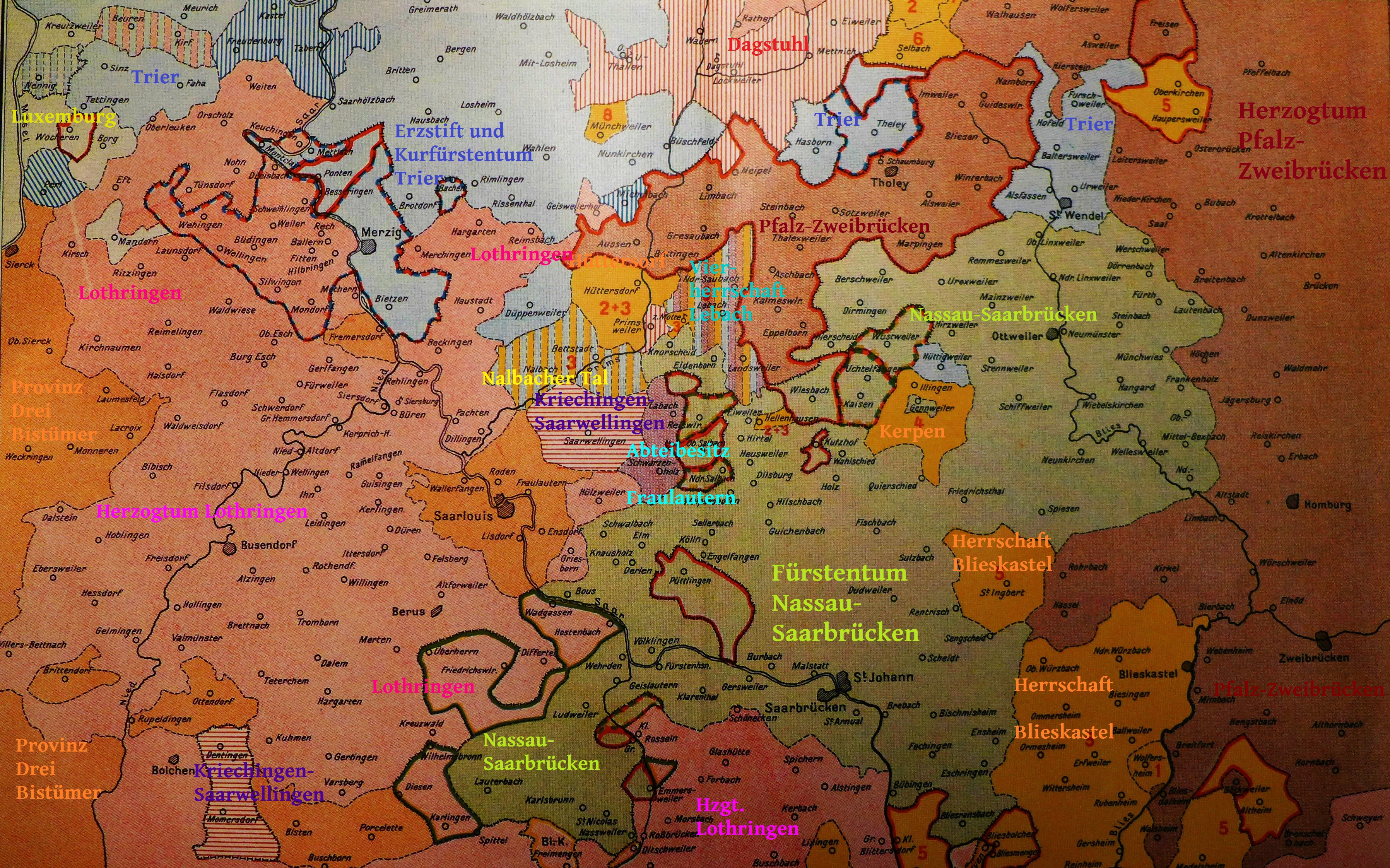
Territorien an der Saar zu Beginn der Französischen Revolution 1789, Das Herzogtum Lothringen und die Provinz Drei Bistümer werden vom Königreich Frankreich verwaltet, Reichsritterschaften: 1 = von Cathcart zu Carbiston, 2 = von Sötern, 3 = von Hagen zur Motten, 4 = von Kerpen, 5 = von der Leyen, 6 = Öttingen-Baldern, 7 = von Feignies modo von Esebeck, 8 = Zandt von Merl

In der französischen Nationalversammlung wurde in der Sitzung vom 4. August 1789 der Forderung der Beschwerdeschriften aus allen Provinzen Frankreichs entsprochen und alle Sonderrechte des Adels und des Klerus mit sofortiger Wirkung aufgehoben. Die Beschneidung der Feudalherrschaft wurde von der Bevölkerung an der Saar an mehreren Orten mit dem Pflanzen eines Freiheitsbaumes, Musik und Tanz sowie fröhlichem Zechen gefeiert. Offene ausgebrochene Volksaufstände in Blieskastel und Saarwerden wurden auf Befehl der Feudalregenten mit oberrheinischen Kreistruppen niedergeschlagen.
In der Dillinger Papiermühle und Druckerei wurde 1790 ein Patriotischer Bericht von dem Departement der Mosel an die Einwohner auf dem Lande gedruckt, der propagandistisch die Errungenschaften der Französischen Revolution feiert.
Die noch bestehenden Feudalrechte wurden immer kritischer hinterfragt. So ließ man über den Abgeordneten Lasalle im Jahr 1791 bei der französischen Regierung in Paris nachfragen, ob diese Rechte noch Geltung hätten. Dabei wurde mitgeteilt, dass dies noch so sei. Das heißt, dass auch noch im Jahr 1791 Abgaben an den Saarbrücker Fürsten geleistet wurden. Erst unter dem massiven Druck der Bevölkerung verfügte Fürst Ludwig von Nassau-Saarbrücken am 20. Januar 1793 die Abschaffung der Leibeigenschaft sowie eine Minderung der Feudallasten und hoffte, damit seine Herrschaft noch sichern zu können: „Da wir nun durch gegenwärtige Erlasse und Erleichterungen den Untertanen den deutlichsten Beweis Unserer Landesväterlichen Liebe geben, so halten Wir Uns auch im Voraus versichert, daß dieselben sich hierdurch zur ferneren, schuldigen Treue, Vertrauen und Ergebenheit gegen Uns und Unser Fürstliches Haus werden verbunden erachten und zum Wohlstand des Landes alles, was an ihnen liegt, mit allen Kräften beitragen.“
Im Jahr 1792 begann der Erste Koalitionskrieg zwischen Frankreich und einer Koalition aus Österreich, Preußen und weiteren Staaten. Die Hoffnung der adeligen Herrschaften – besonders Preußens – auf leichte Territorialbeute in Frankreich zerstob am 20. September 1792 in der Niederlage von Valmy in der Champagne. Als der aus Lothringen stammende General Adam-Philippe de Custine im November 1792 den Vormarsch der französischen Rheinarmee begann, waren Teile der Bevölkerung Saarbrückens und Blieskastels bereits im offenen Aufruhr gegen die angestammte Herrschaft und hatten eigene „Landschaftsversammlungen“ gebildet, die Forderungen zur politischen Veränderung stellten. So musste etwa in Saarbrücken Regierungspräsident Johann Friedrich Hammerer von Hammerstein abgesetzt werden. In den Folgejahren besetzten französische Truppen nach wechselndem Kriegsverlauf das gesamte linke Rheinufer. Am 14. Februar 1793 wurde das Oberamt Schaumburg, das bis zum Tode des letzten Herzogs von Lothringen Stanislaus I. Leszczyński 1766 lothringisch, dann französisch und durch einen Gebietstausch (Gebiete um Landau und an der Lauter bei Weißenburg an Frankreich) nach 1787 pfalz-zweibrückisch war, an die französische Republik angeschlossen.
Im Mai desselben Jahres flohen der Saarbrücker Fürst Ludwig von Nassau-Saarbrücken mit seiner Frau Katharina Kest sowie die Blieskasteler Reichsgräfin Marianne von der Leyen vor der Revolution aus ihren Territorien. Im September und November kam es zu Kämpfen zwischen französischen und preußischen Truppen zwischen Blies und Saar. Nach dem Tod von Fürst Ludwig von Nassau-Saarbrücken im Jahr 1794 im Aschaffenburger Exil wurde sein Sohn Heinrich Ludwig von Nassau-Saarbrücken offiziell zwar Herrscher des saar-nassauischen Territoriums, konnte die Herrschaft aber nicht antreten, da das Land ab 1793 von französischen Revolutionstruppen besetzt war. Mit seinem Unfalltod bei Cadolzburg erlosch die Dynastie im Mannesstamm. Sein Halbbruder Adolph von Ottweiler aus der Ehe seines Vaters Ludwig mit Katharina Kest starb 1812 während des napoleonischen Russlandfeldzuges. Aus der Walramischen Linie des Hauses Nassau, zu der auch Nassau-Saarbrücken gehörte, blieb nur die Linie Nassau-Weilburg. Im Jahr 1806 erhielt sie die Herzogswürde. Infolge des Deutschen Krieges von 1866 wurde Nassau von Preußen annektiert. Herzog Adolf von Nassau wurde im Jahr 1890 Großherzog des saarländischen Nachbarlandes Luxemburg. Die Linie Nassau-Weilburg ging mit seiner Tochter, Großherzogin Charlotte, im Haus Luxemburg-Nassau auf.

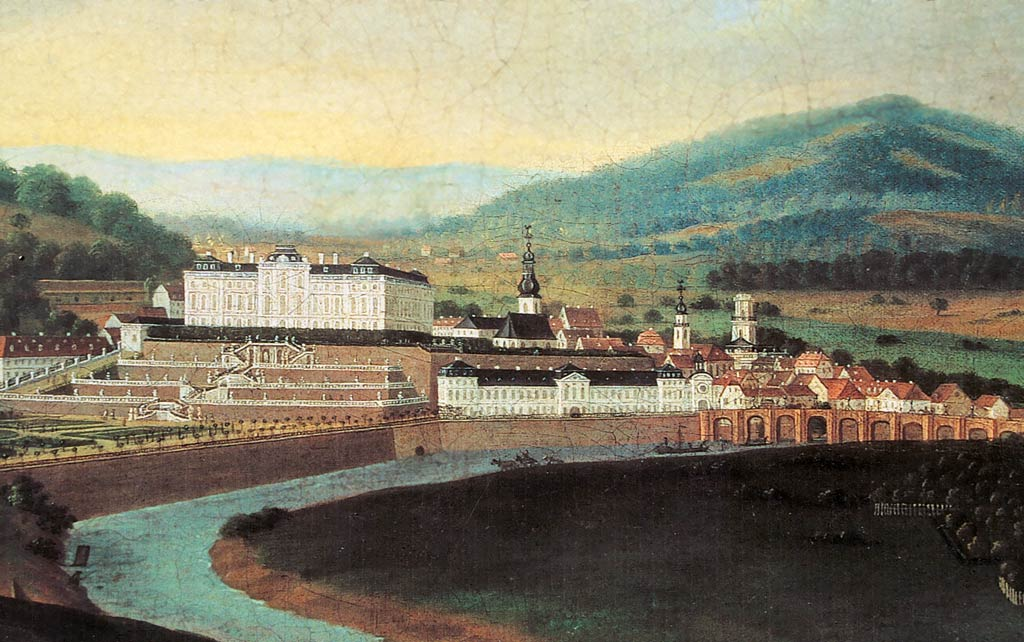
Saarbrücker Schloss um 1770

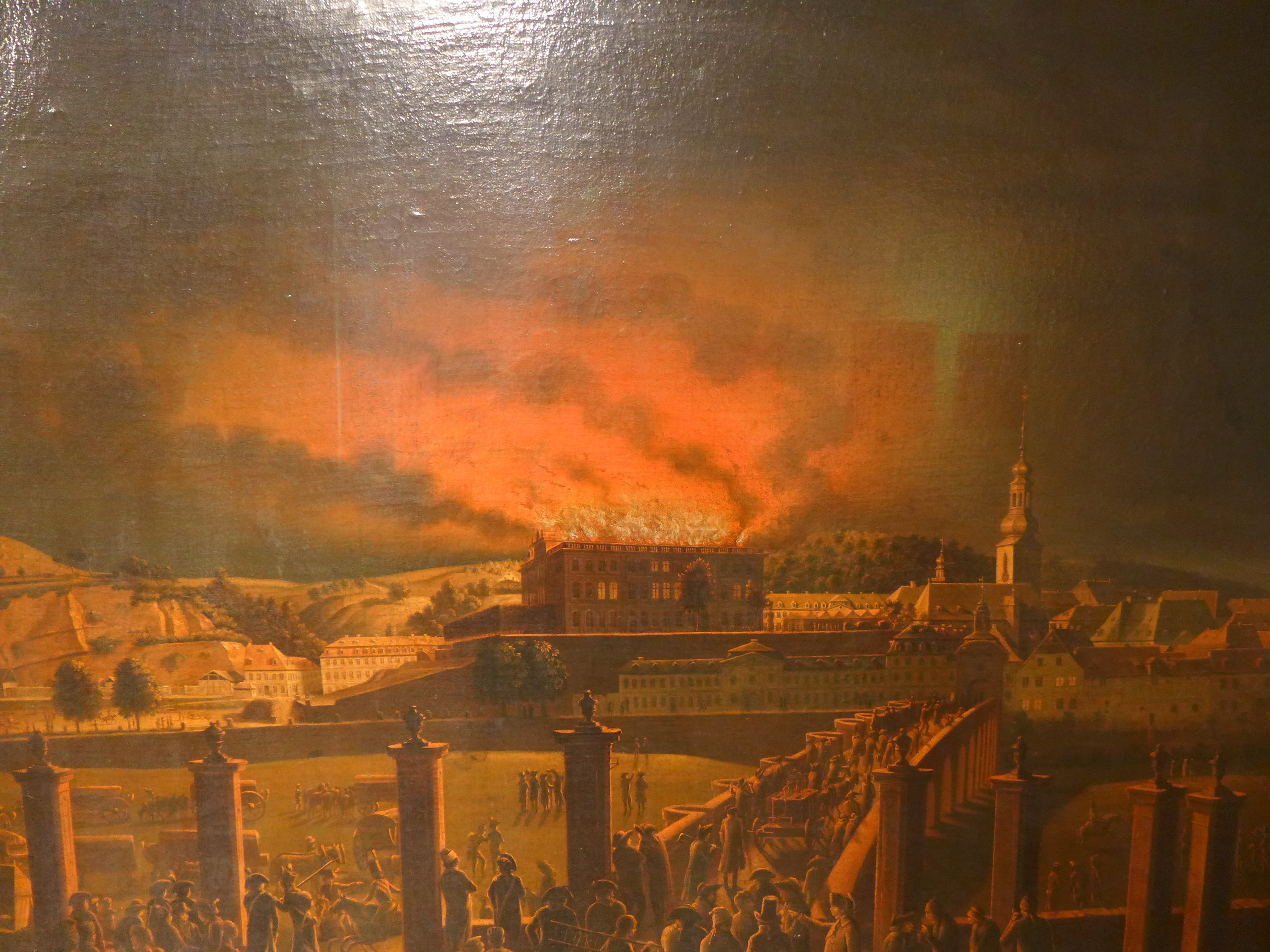
Johannes Friedrich Dryander: „Der Brand des Saarbrücker Schlosses am 7. Oktober 1793“; Dryander begann das Bild im Jahr 1795 und vollendete es am 23. Juni 1798; Im Vordergrund die Schmuckpfeiler des St. Johanner Saartores an der Alten Brücke; Neben dem brennenden Schloss kann man auch die Verwüstungen des Schlossgartens (links) feststellen, die durch die dort seit Monaten lagernden französischen Truppen hervorgerufen worden waren; Saarlandmuseum

Im Jahr 1792 wurde Saarbrücken von französischen Revolutionstruppen besetzt, die das Barockschloss plünderten und besetzten. In den darauf folgenden Kämpfen mit den preußischen Bundestruppen, in deren Reihen auch der Saarbrücker Erbprinz Heinrich als Offizier diente, geriet das Schloss im Jahr 1793 in Brand und wurde weitgehend zerstört.
Nach dem Ausbruch der Französischen Revolution und auch nach Beginn des Ersten Koalitionskriegs (1792–1797) blieb Herzog Karl II. August von Pfalz-Zweibrücken aufgrund der ihm von der französischen Regierung versicherten Neutralität in seinem Herzogtum, das von französischen Truppen umgeben war. Nach der Hinrichtung Ludwigs XVI. sollte auch Karl II. August in Paris der Prozess gemacht werden. Bevor er von französischen Truppen am 9. Februar 1793 gefangen genommen werden konnte, floh er über Kaiserslautern nach Mannheim. Im folgenden halben Jahr war das Homburger Schloss Karlsberg abwechselnd in preußischer und französischer Hand. Unter preußischem Schutz wurde begonnen, die Einrichtung über Kaiserslautern nach Mannheim zu evakuieren. Nach der Kapitulation der französischen Truppen in Mainz zog sich die Entsatzarmee durch das Glantal zurück, und es kam zu Plünderungen. Am 28. Juli 1793 wurde Schloss Karlsberg zur allgemeinen Plünderung freigegeben und am Abend angezündet.

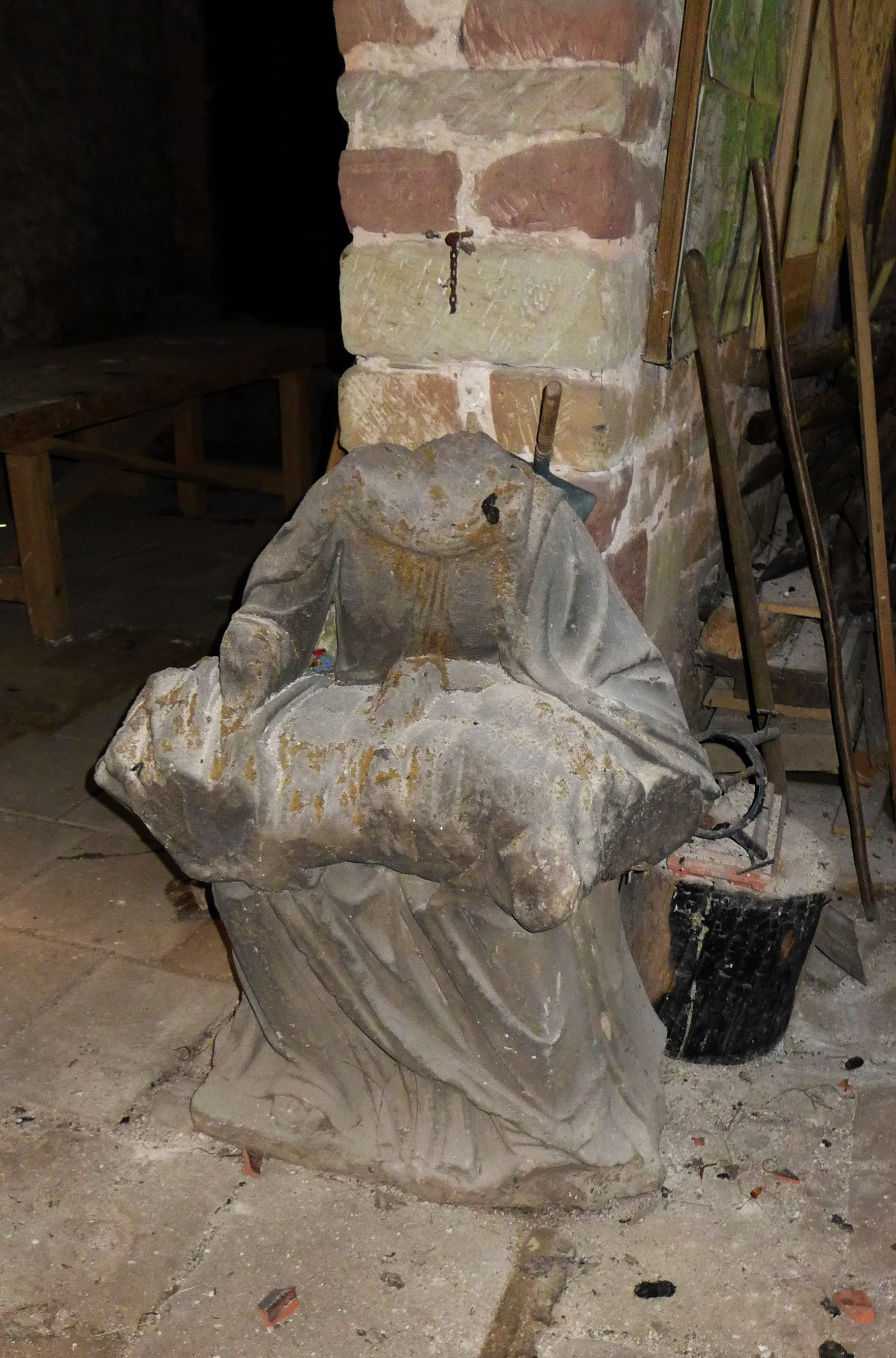
Wallerfangen, Reste der von religionsfeindlichen Revolutionsaktivisten geschändeten Fußfälle von Pierrar de Corail, Pietà-Darstellung

Erst im Juli 1794 gelang den Franzosen der Durchbruch bis an den Rhein. Im Zusammenhang mit den Bestrebungen des Jahres 1793, das Christentum abzuschaffen, wurde am 8. Juni 1794 in Saarlouis das Fest der Göttin der Vernunft begangen. Zeugnisse des antireligiösen Bildersturms der Zeit sind etwa die geköpften Skulpturen des Wallerfanger Kreuzweges auf dem Limberg von Pierrar de Corail. Bereits im Vorjahr 1793 hatte man Saarlouis, dessen Name an den französischen König Ludwig XIV. erinnerte, nach der Hinrichtung König Ludwigs XVI. in „Sarrelibre“ (dt. etwa „Saarfreiheit“) umbenannt. Ähnliche Umbenennungsaktionen betrafen in der Region auch christliche Ortsnamen wie St. Avold, das 1794 aus antikirchlichen Gründen in „Rosselgène“ (dt. Rosselquelle) umbenannt wurde. Ebenso erfolgten hier zahlreiche Straßenumbenennungen, die die neuen revolutionären Ideale von Freiheit, Gleichheit, Brüderlichkeit feierten.
Am 17. Oktober 1797 wurde das Gebiet an der Saar wie alle linksrheinischen Territorien in einem geheimen Zusatzartikel des Friedensvertrages von Campo Formio, geschlossen zwischen Frankreich, vertreten durch Napoléon Bonaparte, und dem römisch-deutschen Kaiser Franz II., Frankreich zugeschlagen. Der Friede beendete den am 20. April 1792 von Frankreich begonnenen Ersten Koalitionskrieg. Eine offizielle Regelung dieser Grenzverschiebung wurde auf dem Rastatter Kongress (9. Dezember 1797 bis 23. April 1799) getroffen, der jedoch wegen des Ausbruches des Zweiten Koalitionskrieges nicht regulär beendet wurde.

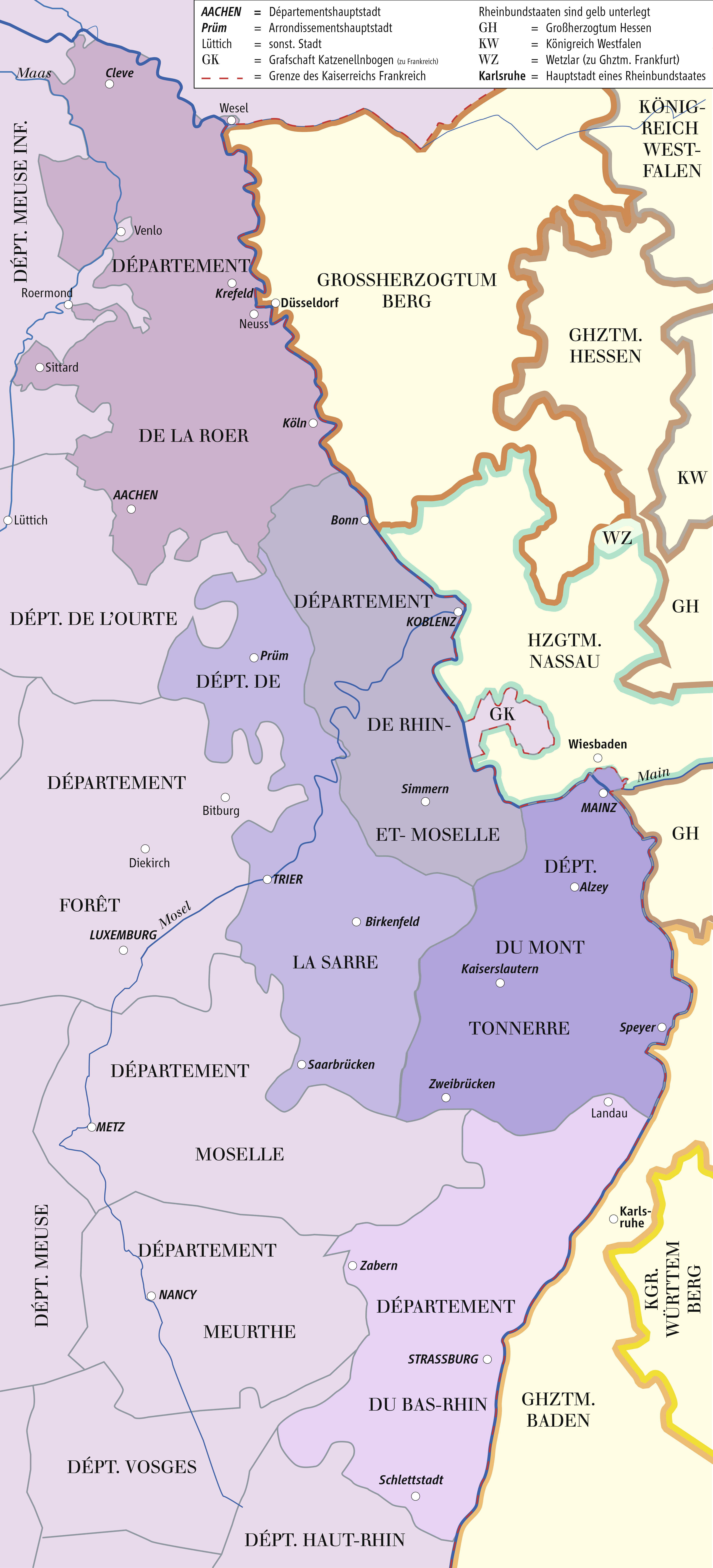
Departement-Gliederung der Großregion

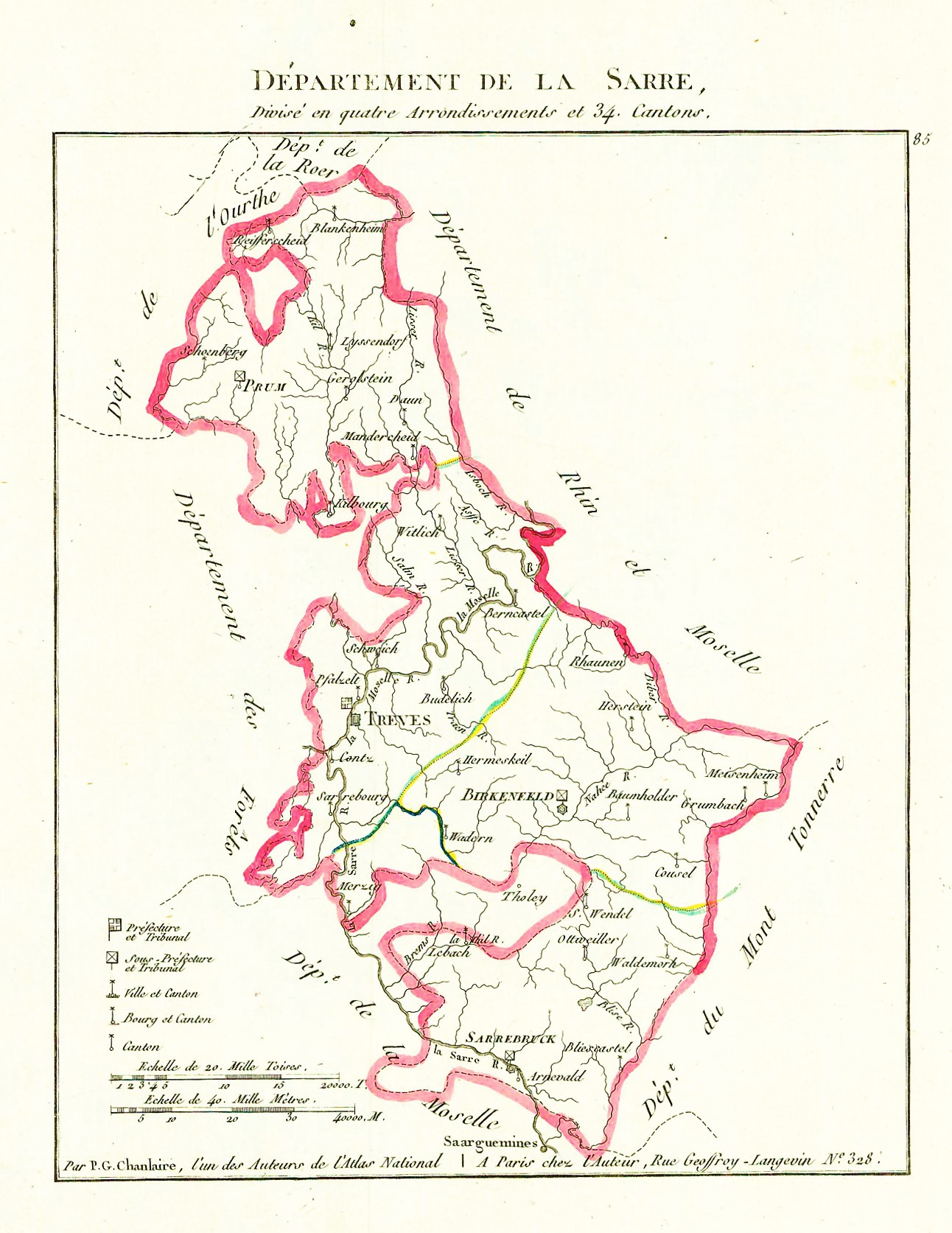
Historische Karte des Saardépartements

Der zentrale Teil des heutigen Saarlandes – knapp die Hälfte der heutigen Fläche – kam zu dem 1798 errichteten Saardepartement mit der Präfektur-Hauptstadt Trier. Das Saardepartement erstreckte sich von der Nordeifel bei Blankenheim bis in das heutige Saarland. Der größte Teil des 4935 Quadratkilometer umfassenden Gebietes gehörte zuvor zum Kurfürstentum Trier. Als Arrondissementhauptstadt fungierte Saarbrücken. Der Saargau und ein Riegel bis Tholey kamen zum Departement de la Moselle. Das hier gemeinte Moseldepartement mit dem Präfektursitz Metz ist territorial nicht deckungsgleich mit dem aktuellen Moseldepartement. Das Departement war zunächst in neun Distrikte gegliedert (Metz, Bitsch, Bolchen, Briey, Longwy, Morhange, Saargemünd, Saarlouis, Diedenhofen) und zählte zu Beginn des 19. Jahrhunderts etwa 351.000 Einwohner. Ein kleines Stück im Nordwesten des heutigen Saarlandes gelangte zum Walddepartement, Gebiete im Osten zum Département du Mont-Tonnerre (Donnersberg-Département) mit der Zentrale in Mainz. Die neuen Departements wurden am 13. April 1802 offiziell an Frankreich angegliedert.

## Von der Herrschaft Napoleons zum Wiener Kongress

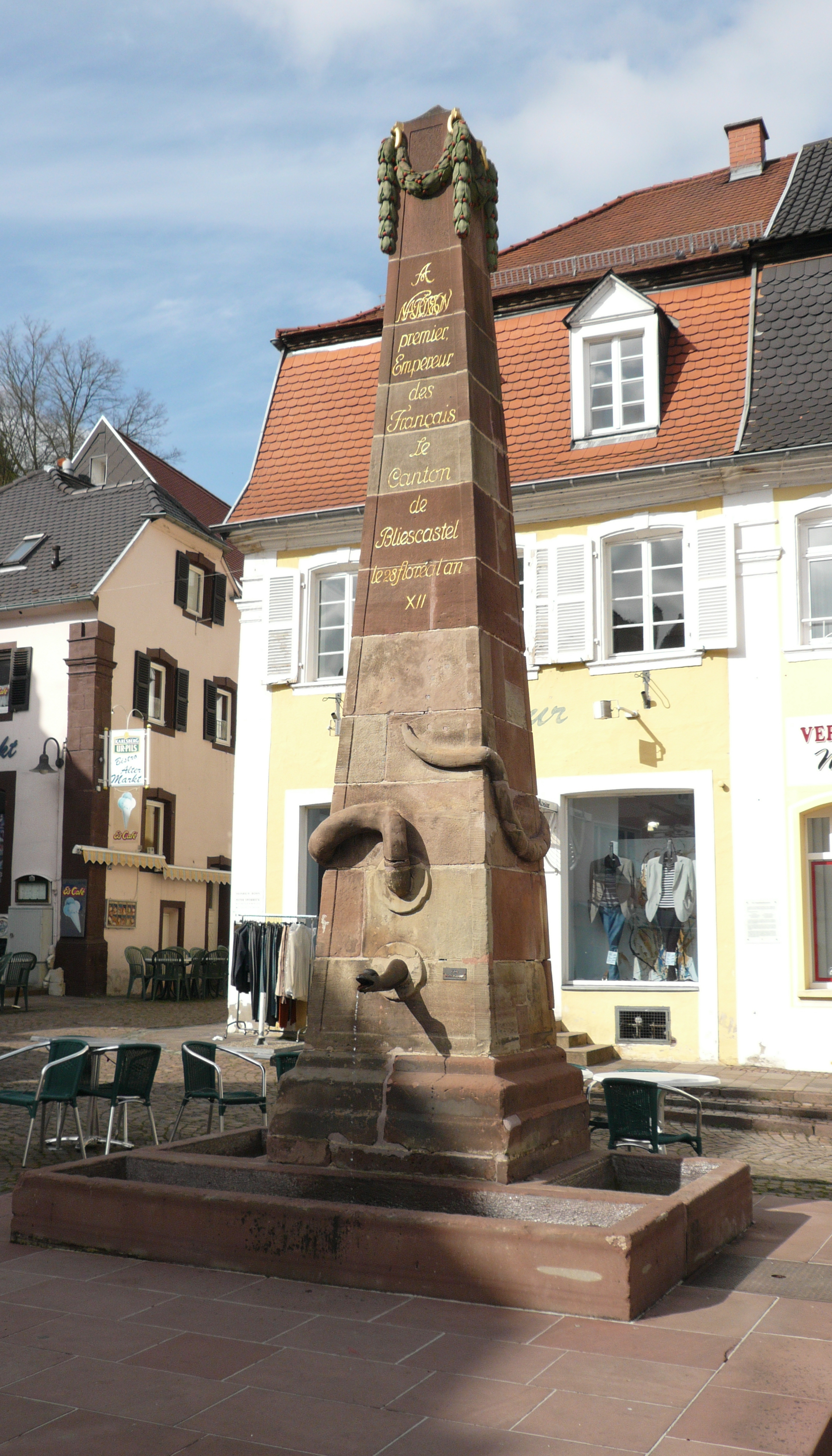
Blieskastel, Napoleonsbrunnen, errichtet zur Kaisererhebung Napoleons 1804

Während der Napoleonischen Herrschaft teilte das Gebiet des heutigen Saarlandes die Geschicke des Ersten Kaiserreichs. Nach der Ausdehnung von Napoleons Herrschaft über Mitteleuropa zielte der französische Kaiser auf die politische und ökonomische Kontrolle ganz Europas, was zahlreiche Kriege und daraus resultierende Volksaufstände zur Folge hatte. In Saarbrücken weilte Napoleon siebenmal. Alleine im Saardepartement wurden für seine Kriegszüge in den Jahren 1801 bis 1913 annähernd 13600 Wehrpflichtige ausgehoben, von denen vermutlich 5000 ihr Leben ließen. Der Brückenübergang über die Saar zwischen St. Johann und Saarbrücken, die heute sogenannte Alte Brücke, diente umfangreichen Truppendurchzügen und Gefangenentransporten. Von Februar bis März 1812 überquerten allein 60.000 Soldaten mit 26.000 Pferden und über 200 Artilleriegeschützen zusammen mit Napoleon selbst den Saarübergang, während russische, österreichische und schwedische Kriegsgefangene die Brücke in der anderen Richtung passierten. Nach dem Russlandfeldzug 1812 und der Völkerschlacht bei Leipzig im Oktober 1813 eilte Napoleon vor der geschlagenen französische Armee am 6. November 1813 zum letzten Mal über die Saarbrücke. Die Seuchen, die während des Rückzuges ausbrachen, forderten alleine in Saarbrücken über 1000 Todesopfer. Bei der Eroberung Saarbrückens durch die Preußen sprengten die Franzosen am 7. Januar 1814 zwei Brückenbögen der Saarbrücke in die Luft, sodass die Preußen am 9. Januar bei der Sulzbachmündung über die Saar setzen mussten.
An die Herrschaft Napoleons erinnert in Blieskastel der Napoleonsbrunnen, der von begeisterten Napoleon-Befürwortern errichtet wurde. Der Obelisk-Brunnen im Stil des Empire ist an der Spitze mit Lorbeer-Festons als Symbole der Ehrbezeigung geschmückt. Eine sich um den Obeliskschaft windende Uräusschlange als Symbol des Schutzes spendet Wasser und nimmt indirekt Bezug auf Napoleons Ägyptenfeldzug der Jahre 1798 bis 1801. Die Inschrift lautet: „A NAPOLEON premier Empereur des Francais. Le Canton de Bliescastel le 28e floréal an XII.“ (dt. Übersetzung: „Für Napoleon, den ersten Kaiser der Franzosen, Der Kanton Blieskastel am 28. Floréal des Jahres 12.“) Die Datierung des Revolutionskalenders (gemeint ist der 18. Mai 1804) bezieht sich auf die Übergabe des Senatsbeschlusses im Schloss Saint-Cloud, mit dem Napoleon die erbliche Kaiserwürde auf Lebenszeit überantwortet worden war. Im Jahr 1922 wurde der Napoleonsbrunnen auf Anordnung von Victor Rault, dem damaligen Präsidenten der Regierungskommission des Saargebietes, restauriert. Die französische Inschrift wurde 1939 unter der nationalsozialistischen Herrschaft entfernt und 1946 wieder hergestellt.
Papst Pius VII., dessen Pontifikat davon geprägt war, dass die Kirche durch die Revolution weitgehend enteignet und völlig zerschlagen worden war, konnte durch Verhandlungen mit Napoleon Bonaparte im Konkordat von 1801, das Verhältnis der katholischen Kirche zum französischen Staat neu regeln. Der Papst musste darin anerkennen, dass die katholische Kirche nicht mehr Staatsreligion war. In einer Päpstlichen Bulle vom 29. November 1801 hob der Papst die alten Diözesangrenzen auf und legte neue Grenzen fest, die mit denen der Departement-Territorien zusammenfielen.
Die französische Annexion der linksrheinischen Teile des Heiligen Römischen Reiches deutscher Nation im Jahr 1798 war im Frieden von Luneville 1801 durch Kaiser Franz II. völkerrechtlich ratifiziert worden. Dadurch war der größte Teil des weltlichen Erzstiftes und Kurfürstentums Trier an Frankreich gefallen. Durch die päpstliche Bulle vom 29. November 1801 wurde nun auch die geistliche Herrschaft des Trierer Erzbischofs in den jetzt französisch gewordenen ehemaligen Bistumsteilen beendet. Ein neues französisches Bistum Trier in verkleinerter Form bildete man daraufhin aus ehemals trierischen, kölnischen und speyerischen Territorien. Die trierische Untermosel ging an das neue Bistum Aachen. Den rechtsrheinische Rest des alten Erzbistums und Kurfürstentums regierte der in sein Zweitbistum Augsburg geflüchtete Erzbischof Clemens Wenzeslaus – vertreten durch Weihbischof Johann Michael Josef von Pidoll – noch bis zu seinem Tod im Jahr 1812 von der Festung Ehrenbreitstein. Danach wurde dieses Restterritorium von Generalvikaren verwaltet. Napoleon ernannte als ersten Bischof des französischen Bistums Trier Charles Mannay, der von 1802 bis 1816 die Geschicke der Diözese versah und dessen Amtsgewalt auch von Papst Pius VII. bestätigt worden war.
Das Bistum Trier entsprach geographisch dem Saardepartement, das Bistum Metz dem Moseldepartement. Bischof Mannay gelang es mit der Erlaubnis der staatlichen Behörden, das kirchliche Leben neu zu organisieren. 1810 erreichte er, dass die wichtigste Bistumsreliquie, der Heilige Rock, wieder von Augsburg nach Trier rückgeführt wurde. Die Reliquie kam am 7. Juli 1810 in Saarbrücken an und gelangte unter strenger Geheimhaltung über Völklingen, Saarlouis, Wallerfangen und Fremersdorf nach Merzig, der ersten trierischen Pfarrei auf dem Weg. Hier bereiteten über 1000 Gläubige einen triumphalen Empfang, der auch als Ausdruck des Gefühls der Erleichterung zum Ende der revolutionären Wirren gedeutet werden kann. Die Merziger Nationalgardisten und Pfarrprozessionen begleiteten den Zug schließlich bis nach Trier, wo die erste Ausstellung der Reliquie seit 150 Jahren stattfand. Nach Napoleons unwiderruflichem Sturz verzichtete Bischof Mannay 1816 auf das Bistum Trier aufgrund des politischen Drucks von Seiten Preußens.
Die Rechtsverhältnisse der protestantischen Kirche an der Saar wurden am 8. April 1802 durch das Organische Gesetz über die Neuordnung der protestantischen Kirche in Frankreich und auf dem linken Rheinufer geregelt.
Die Zeit des Zusammenbruchs der alten Ordnung und der Etablierung neuer Herrschaften war günstig für die Entstehung gesetzloser Zustände, die zur Ausbreitung brutaler räuberischer Bandenkriminalität beitrugen. Prominentestes Beispiel für diese Entwicklung in dieser Zeit ist eine lose Gruppe um den Serienstraftäter Johannes Bückler, den sogenannten „Schinderhannes“, der zusammen mit seinen wechselnden Kumpanen ausgehend von der Hunsrückregion durch Einbruch, Diebstahl, Unterschlagung, Erpressung, Hehlerei, schwere Körperverletzung mit Todesfolge, Raubmord und Mord in Erscheinung trat, 1798 aus der Haft in Saarbrücken fliehen konnte und schließlich 1803 in Mainz zusammen mit 19 Mittätern unter der Guillotine endete.
In der Silvesternacht 1813/1814 war es dem preußischen Generalfeldmarschall Gebhard Leberecht von Blücher gelungen, in Höhe der Burg Pfalzgrafenstein den Rhein mit rund 50.000 preußischen und russischen Soldaten zu überqueren. Mit dieser Aktion begann das Ende der napoleonischen Herrschaft über das Gebiet des heutigen Saarlandes. In seiner Schrift „An die Bewohner des linken Rheinufers“ vom 1. Januar 1818 machte Blücher der Bevölkerung die neue politische Situation unmissverständlich und drastisch klar: „Ich werde euer Eigenthum sichern. Jeder Bürger, jeder Landmann bleibe ruhig in seiner Wohnung, jeder Beamte an seinem Platz, und setze ungestört seine Dienstverrichtung fort. Von dem Augenblick des Einrückens der verbündeten Truppen muß jedoch alle Verbindung mit dem französischen Reiche aufhören. Wer sich dieser Anordnung nicht fügt, begeht Verrath an den verbündeten Mächten, wird vor ein Militairgericht gestellt und erleidet die Todesstrafe.“
Bereits am 7. Januar kamen erste Vorhuten der Preußen in St. Johann an der Saar an, am 11. Januar 1814 war Blücher bis zur Saar vorgestoßen und hatte die Franzosen unter Marschall Auguste Frédéric Louis Viesse de Marmont zur Flucht gezwungen. Durch den Vormarsch der preußischen Truppen wurde auch die durch das heutige Saarland verlaufende französische Telegraphenlinie von Metz nach Mainz unterbrochen. Im Februar 1814 wurden die Departements Saar, Rhein und Mosel, Wälder und Donnersberg von Justus von Gruner provisorisch zum preußischen Generalgouvernement Mittelrhein zusammengefasst. Die Verwaltungseinheit bestand vom 2. Februar bis zum 15. Juni 1814. Am Folgetag, dem 16. Juni 1814, wurde das Gebiet rechts (südlich) der Mosel, mit Ausnahme der Stadt Koblenz, der Gemeinschaftliche Landes-Administrations-Kommission mit Sitz in Kreuznach zugeordnet, die unter der Verwaltung des Kaisertums Österreich und des Königreichs Bayern stand. Österreichische und bayerische Truppen, befehligt von General Frimont in Mainz bzw. Delamotte in Worms, lösten die preußischen ab. Geleitet wurde die paritätisch besetzte Kommission auf österreichischer Seite von Hermann Freiherr von Heß und auf bayerischer Seite von Franz Xaver von Zwackh.

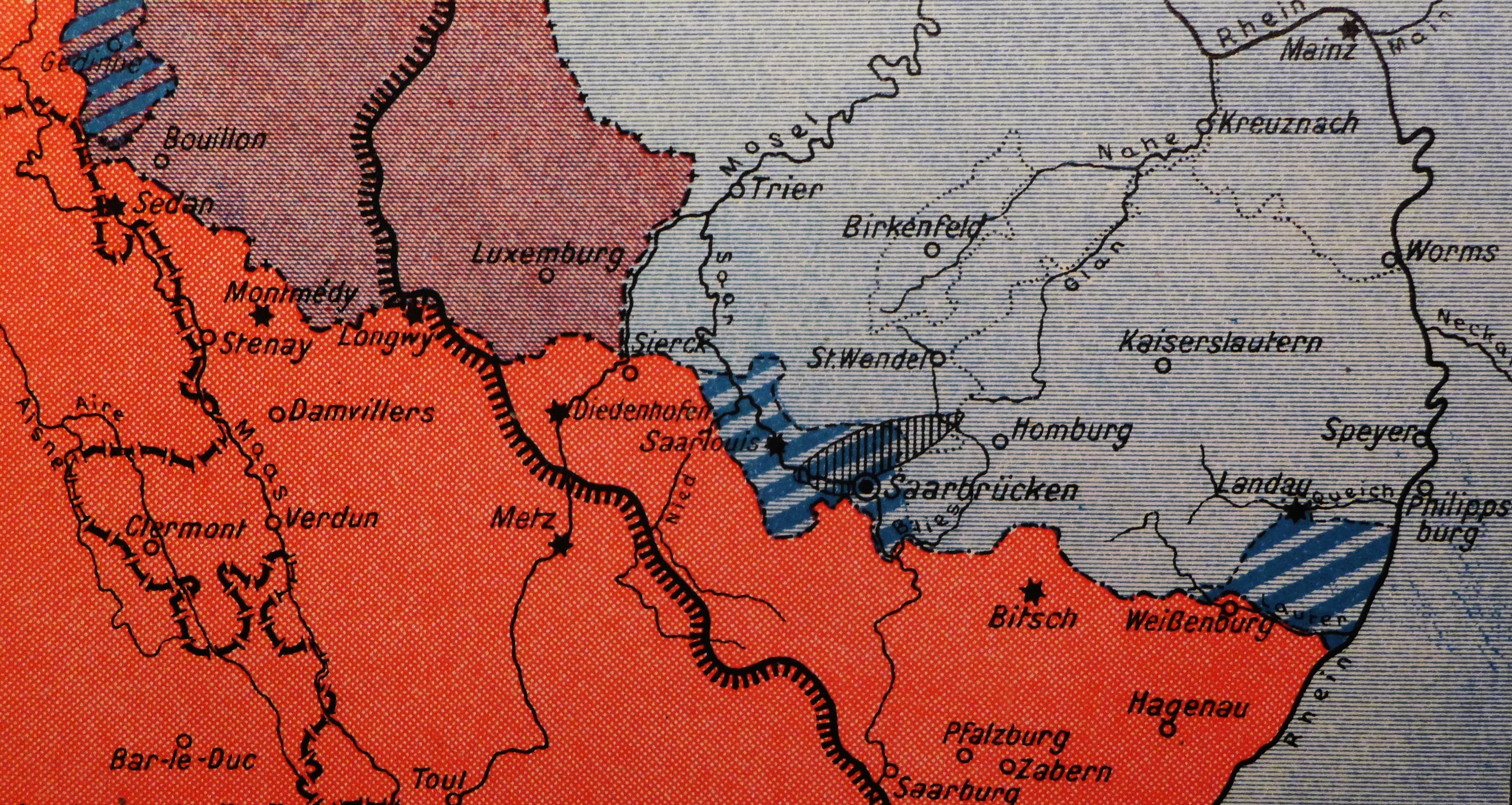
Die dunkelblau-hellblau-schraffierten Flächen markieren die im Zweiten Pariser Frieden 1815 von Frankreich abgetretenen Gebietsteile. Die dicke bewimperte Linie bezeichnet die damalige deutsch-französische Sprachgrenze.

Nachdem Napoleon Bonaparte zur Abdankung gezwungen worden war, wurde mit dem Bourbonen Ludwig XVIII. der erste Pariser Frieden am 31. Mai 1814 geschlossen, laut dessen Bestimmungen Frankreich auf die Staatsgrenzen von 1792 beschränkt wurde. Die westsaarländischen Orte sollten demnach bei Frankreich verbleiben. Damit wäre der Festungsgürtel von Straßburg über Landau bis Saarlouis dem unterlegenen Kriegsgegner erhalten geblieben. Dies befürwortete vor allem Zar Alexander I., der die wiedereingesetzte Bourbonenmonarchie wohlwollend behandeln wollte, damit ihr Prestige innerhalb der französischen Bevölkerung durch unpopuläre Kriegsverluste nicht belastet würde. Abweichend von der Staatsgrenze von 1792 sollte das Kerngebiet des Fürstentums Nassau-Saarbrücken ebenfalls an Frankreich fallen. Propreußische Kräfte innerhalb des Bürgertums an der mittleren Saar waren von dieser Entscheidung bestürzt. Am 21. September 1814 mussten die Gemeindeverwaltungen an der Saar König Ludwig XVIII. den Treueeid schwören.

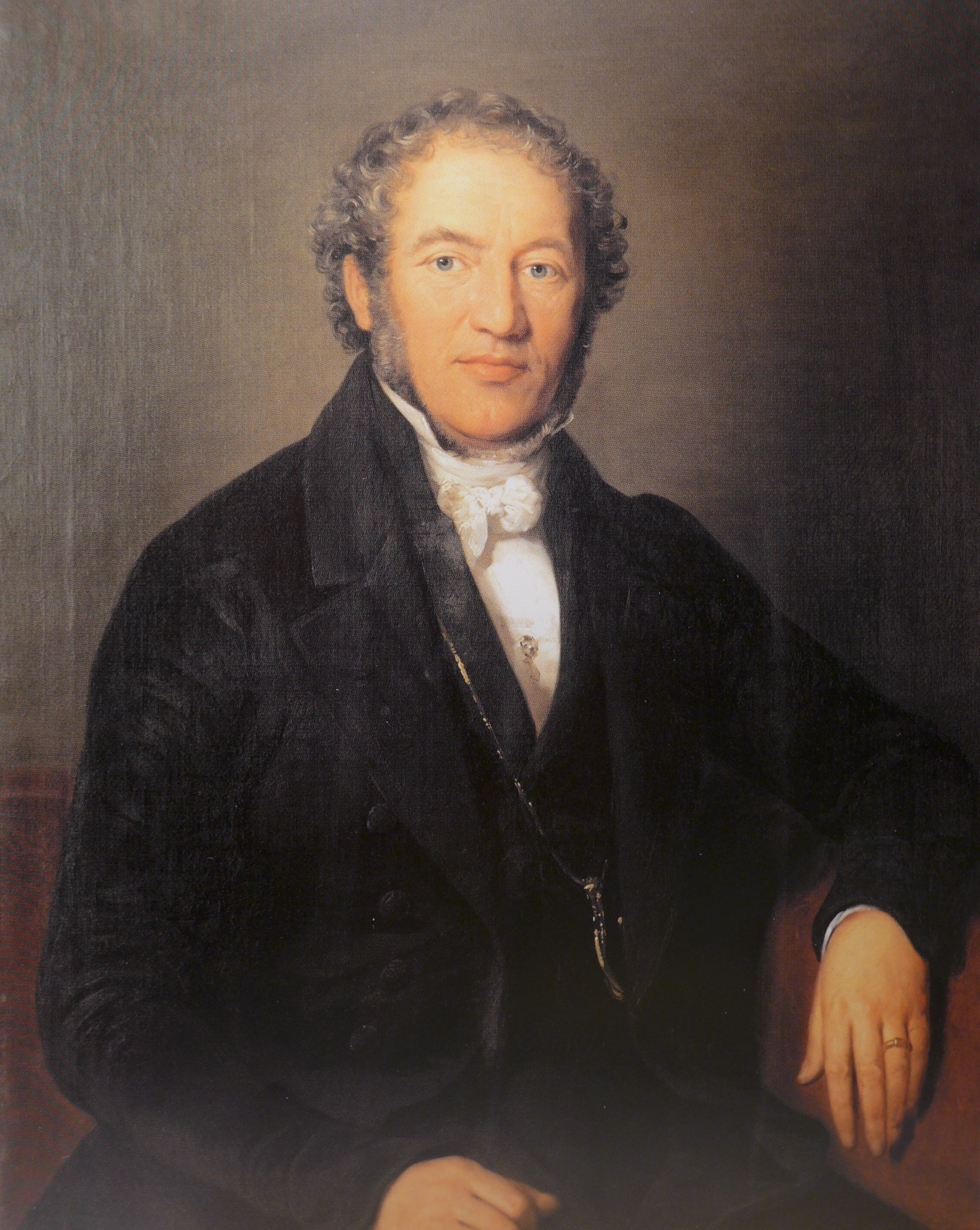
Heinrich Böcking (1785–1862), Initiator des Übergangs der westsaarländischen Gebiete an Preußen, Gemälde von Louis Krevel, ca. um 1830, Katalogbestand des Saarland-Museums

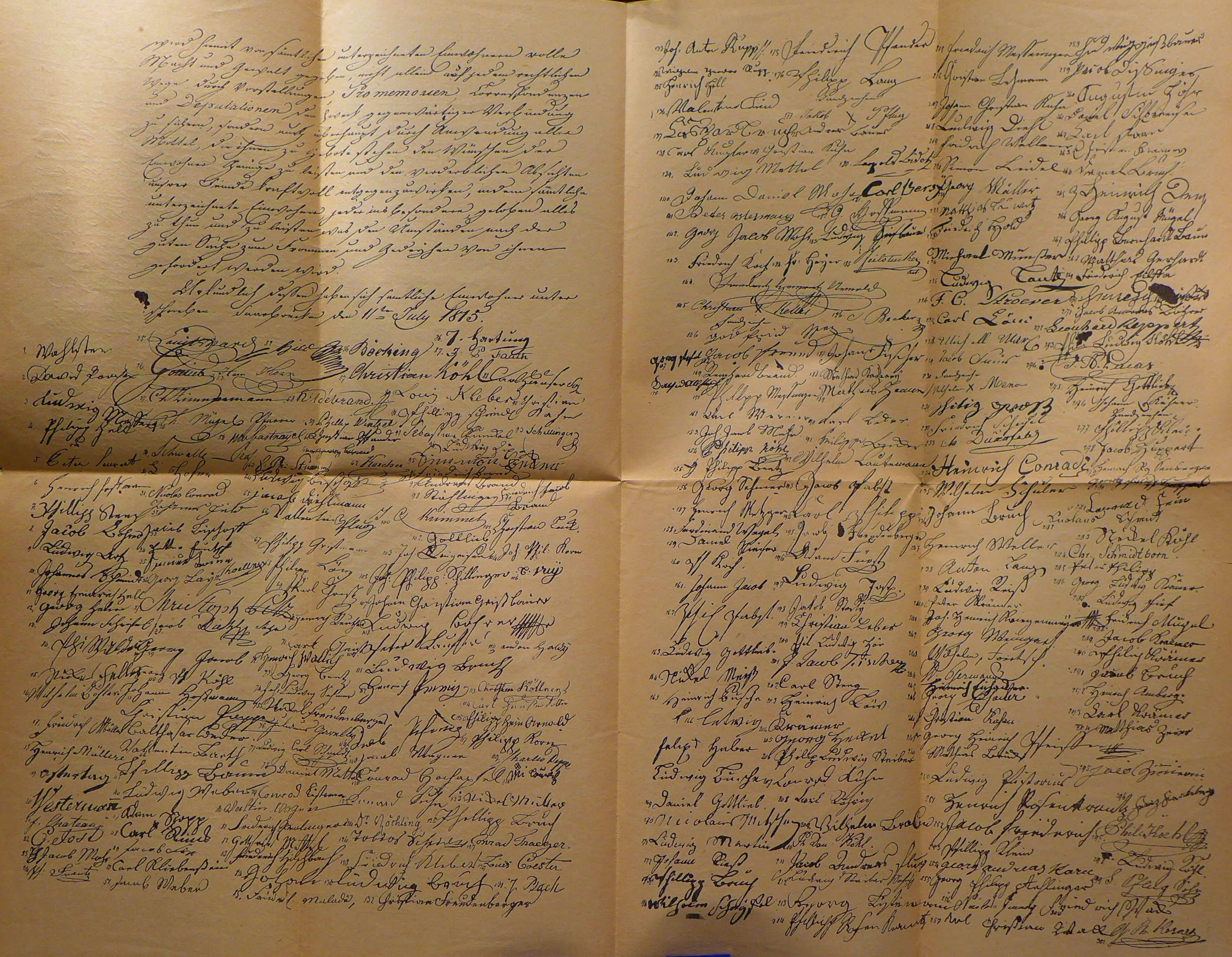
Unterschriftenaktion von Bürgern aus Saarbrücken und St. Johann an der Saar vom 11. Juli 1815 zum Anschluss der Saartalorte an Preußen (Innenblatt)

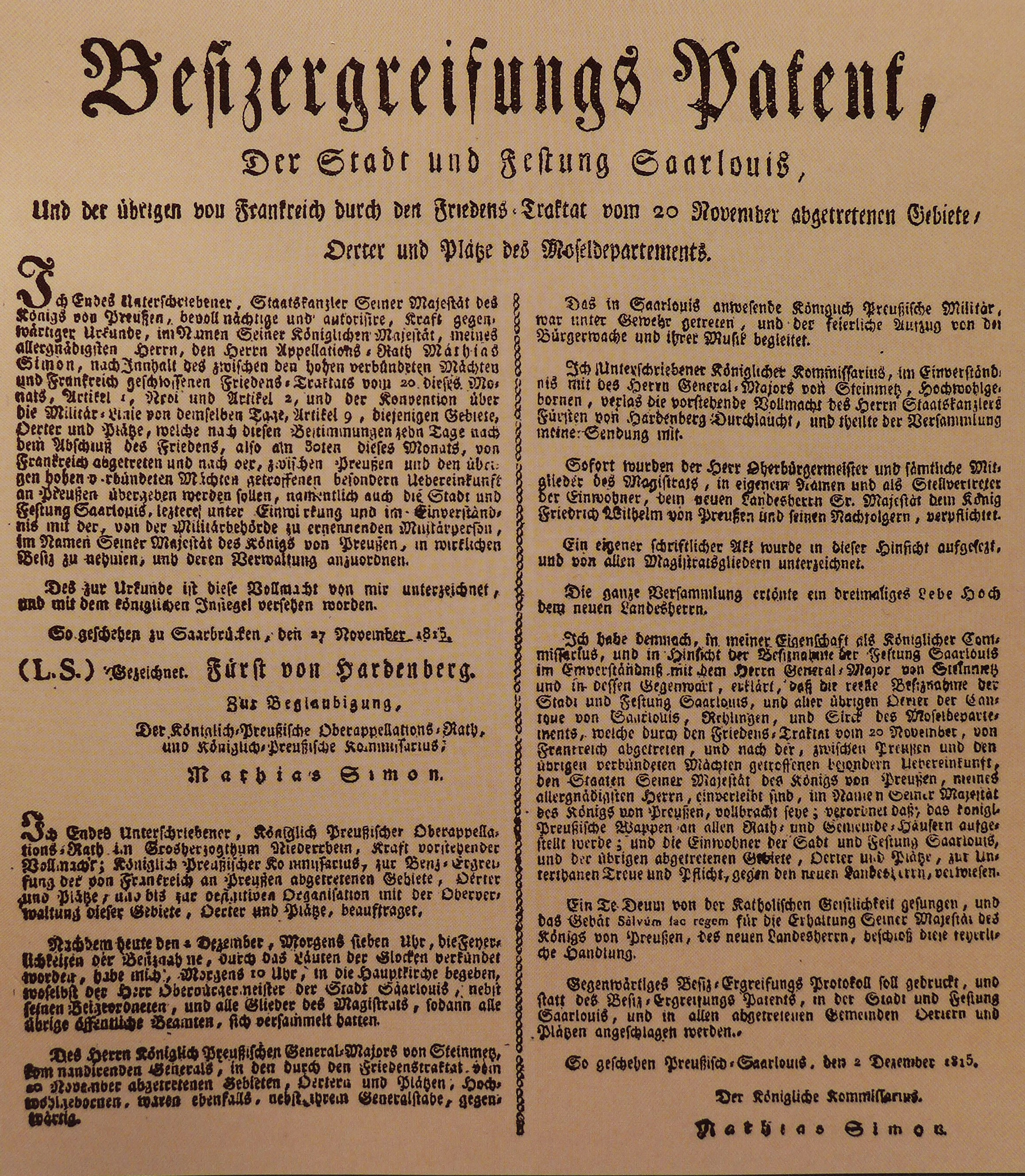
Besitzergreifungspatent der Stadt und Festung Saarlouis und der übrigen von Frankreich durch den Friedens-Traktat vom 20. November abgetrennten Gebiete, Oerter und Plätze des Moseldepartements vom 2. Dezember 1815 (Kreisarchiv Saarlouis)

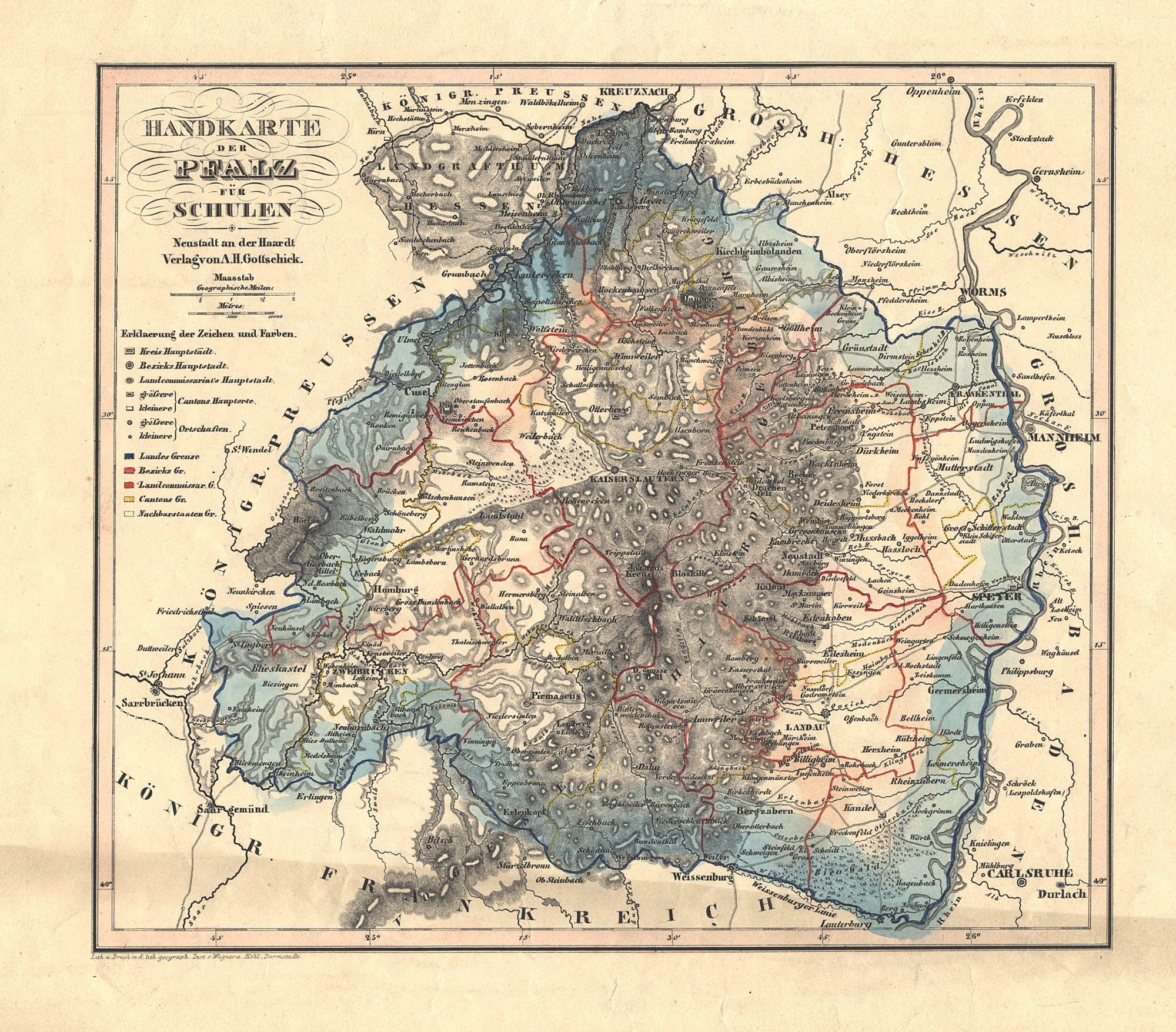
Handkarte der bayerischen Pfalz mit der Verwaltungsgliederung des Rheinkreises, 1844

In der Schlussakte des Wiener Kongresses am 9. Juni 1815 wurde im Wiener Ballhausplatzpalais festgelegt, dass die Kreise Merzig, Saarburg und Ottweiler Preußen zufallen sollten, während der übrige Teil des heutigen Saarlandes zum Kaisertum Österreich kommen sollte. Plan Österreichs war zunächst gewesen, am Rhein ein neues Vorderösterreich zu schaffen, das nach heutigen Begriffen Rheinhessen, die Pfalz und das heutige Saarland umfasst hätte. Darauf wurde dann von Seiten Österreichs zugunsten der staatlichen Geschlossenheit verzichtet. Die Dynastien Habsburg-Lothringen und Wittelsbach hatten sich das Gebiet als Faustpfand behalten, um das Königreich Sachsen unter Friedrich August I. vor einer Übernahme durch die Hohenzollern zu schützen. Bayern unter König Maximilian I. Joseph erhielt durch den Staatsvertrag mit Österreich vom 14. April 1816 die gesamte Pfalz, musste allerdings zum Ausgleich das Salzburger Land an das Kaisertum Österreich abgeben. Am 1. Juli 1816 unterzeichneten die Bevollmächtigten des Kaisertums Österreich und des Königreiches Bayern auf der einen und die des Königs von Preußen auf der anderen Seite in Worms das sogenannte Territorialausgleichspatent, in dem Österreich und Bayern Gebiete an Preußen abtraten.
Nach der Rückkehr Napoleons von seinem Verbannungsort Elba am 1. März 1815, der Vereidigung der Munizipalität an der Saar im April 1815 auf den wiedergekehrten Kaiser, Kämpfen zwischen bayerischen und französischen Truppen bei St. Johann an der Saar und dessen endgültiger Niederlage bei Waterloo am 18. Juni 1815 sowie seiner Verbannung auf die Insel St. Helena wurden im Zweiten Pariser Frieden die westsaarländischen Orte von Frankreich abgetrennt und an Preußen (Rheinprovinz) übergeben.
Dabei hatten mehrere Bittschriften von Kaufleuten aus Saarbrücken und St. Johann und eine Unterschriftenaktion unter Federführung des Saarbrücker Bürgermeisters Heinrich Böcking, die den Anschluss der Saarorte an die preußische Monarchie zum Ziel hatten, einen nicht unerheblichen Anteil.
Als im Zuge der Befreiungskriege 1814/15 die Frage der künftigen staatlichen Zugehörigkeit der Saarorte diskutiert wurde, war Böcking neben Philipp Fauth der herausragendste Verfechter einer Angliederung an Preußen. So gehörte Böcking – Schwiegersohn des Hüttenunternehmers Friedrich Philipp Stumm – verschiedenen Delegationen an, insbesondere der im Sommer 1815 zur Pariser Friedenskonferenz entsandten Deputation. Mit dem Unterhändler Preußens in den Pariser Friedensverhandlungen im Jahre 1815, Karl August Freiherr von Hardenberg, stand man in engstem Kontakt.
Im Zweiten Pariser Frieden wurde der Grenzverlauf dementsprechend definiert und am 20. November 1815 von König Friedrich Wilhelm III. von Preußen, Kaiser Franz I. von Österreich und Zar Alexander I. von Russland paraphiert. Die Kantone Saarbrücken, St. Johann, Saarlouis und Rehlingen mussten an Preußen abgetreten werden. Der Wortlaut des Vertrags von 1815 beschrieb den Verlauf der neuen Staatsgrenze Frankreichs von Perl an der Mosel bis zur Mündung der Lauter in den Rhein wie folgt (in zeitgenössischer Übersetzung, mit entstellten Ortsnamen):

„Von Perle läuft sie durch Launsdorf, Wallwick, Schardorff, Niederweiling, Pellweiler, so daß alle diese Ortschaften mit ihren Kirchspielen bey Frankreich verbleiben, bis nach Houvre, und folgt sodann den ehemahligen Gränzen des Fürstenthums Saarbrücken, dergestalt, daß Saar-Louis, und der Lauf der Saar mit den zur Rechten der oben bezeichneten Linie liegenden Ortschaften und ihren Kirchspielen außerhalb der Französischen Gränze bleiben. Von den Gränzen des ehemahligen Fürstenthums Saarbrücken bleibt die Demarcations-Linie die nähmliche, die gegenwärtig Deutschland von den Departements der Mosel und des Nieder-Rheins scheidet, bis an die Lauter, welche ferner bis an ihren Ausfluß in den Rhein die Gränze bildet.“

Die zu Lasten Frankreichs vollzogene Grenzziehung des Zweiten Pariser Friedens an der Saar war für dessen Außenpolitik ein ständiger Dorn im Auge. Sowohl nach dem Ersten Weltkrieg als auch nach 1945 versuchte Paris diese zu revidieren. Umgekehrt wurde die antifranzösische Petition der propreußischen Bürger an der Saar zum kolportierten Geschichtsbild und im 20. Jahrhundert im Vorfeld der beiden Saarabstimmungen 1935 und 1955 von deutscher Seite in propagandistischer Weise als untrüglicher Beweis für die historische Anhänglichkeit der Saarbevölkerung an das preußisch-deutsche Mutterland herangezogen. Tatsächlich wurden die neuen Herren in ehemals französisch geprägten Orten an der Saar mit Skepsis und Ablehnung empfangen. Jahrelange Grenzstreitigkeiten an der Westgrenze des heutigen Saarlandes folgten. Im Kreis Saarlouis wehrten sich die Gemeinden Merten und Bibling(en) so heftig gegen den Anschluss an Preußen, dass sie 1829 an Frankreich abgetreten wurden. Im Kreis Merzig fanden Scheuerwald und Mandern bereits 1827 wieder zu Frankreich zurück. Die Zerstückelung der Saarregion in preußische, bayerische, französische, sächsische und oldenburgische Territorien wurde in der öffentlichen Meinung der zeitgenössischen Bevölkerung negativ wahrgenommen. Die Ergebenheitsadresse der Bürger von Saarlouis an den preußischen Kronprinzen Friedrich Wilhelm VI. vom 6. August 1817 bezeichnete den Anschluss der Saar an Preußen als „politisches Unglück“.
Am 30. November 1815 erfolgte durch einen offiziellen Festakt der preußischen Regierung die feierliche Besitzergreifung der Saarorte durch den königlich-preußischen Kommissarius Mathias Simon im Auftrag König Friedrich Wilhelms III. Während eines Aufenthaltes in Saarbrücken erteilte der Staatskanzler Karl August von Hardenberg am 27. November 1815 dem in preußischen Diensten stehenden Oberappellationsrat Mathias Simon, der bisher in Trier als Richter fungiert hatte, die Vollmacht, das neue Gebiet unter dem Titel Großherzogtum Niederrhein für Preußen in Besitz zu nehmen. Die Landesgrenze zwischen Preußen und Frankreich wurde im Jahr 1827 und endgültig im Jahr 1829 in der Grenzkonvention zwischen Preußen und Frankreich definiert.

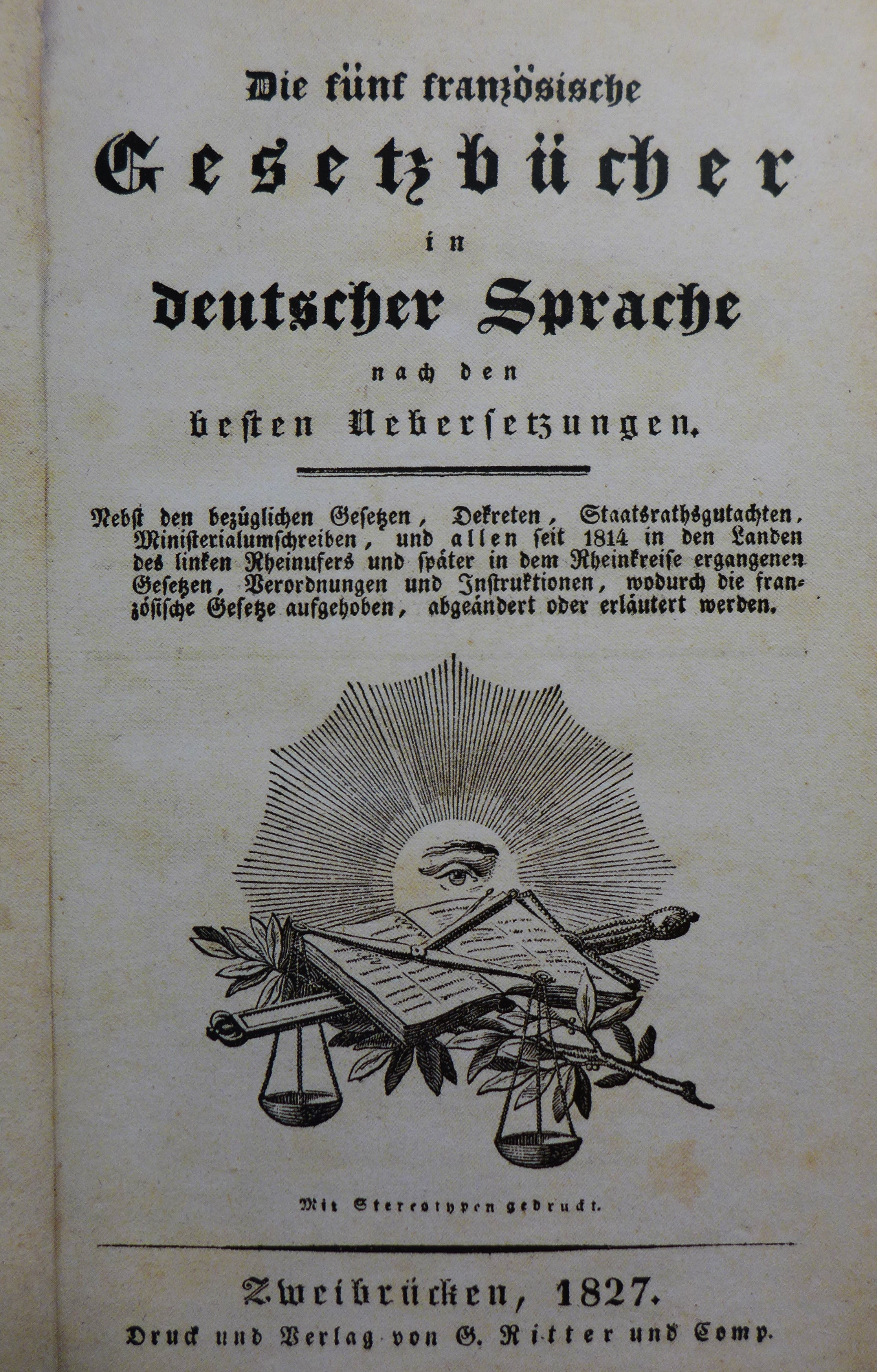
Die fünf französischen Gesetzbücher in deutscher Sprache nach den besten Übersetzungen, Zweibrücken 1827; Das französische Gesetzwerk wurde in der linksrheinischen Pfalz im Jahr 1804 eingeführt. Nach dem Ende der napoleonischen Herrschaft blieben die Gesetze im gesamten linksrheinischen Deutschland für Jahrzehnte in Kraft und bildeten dort die Ausgangsbasis für die Entstehung liberaler Bewegungen.

Auf dem Wiener Kongress war das Gebiet der im Winterfeldzug 1814 im Rahmen der Befreiungskriege von Frankreich zurückeroberten linksrheinischen Gebiete südlich der Mosel zunächst überwiegend Österreich zugesprochen worden, doch einigten sich Österreich und Bayern im Vertrag von München, dass Gebiete der vormaligen Départements Donnersberg, Saar und Niederrhein an Bayern fallen sollten. Mit Inkrafttreten dieses Vertrages am 1. Mai 1816 wurde die Gemeinschaftliche Landes-Administrations-Kommission aufgelöst und die Verwaltung dem bayerischen Rheinkreis übertragen. Die Besitzverteilung auf dem linken Rheinufer erfolgte am 14. April 1816 im bayerisch-österreichischen Staatsvertrag. Demzufolge erhielt das Königreich Bayern das Gebiet des Rheinkreises. Damit kamen die heutigen saarländischen Kreise Homburg und St. Ingbert an Bayern. Im Gegenzug mussten von Bayern das Hausruckviertel, das Innviertel, das Amt Vils in Tirol sowie das Herzogtum Salzburg an Österreich abgetreten werden. Die Inbesitznahme des Rheinkreises durch das Königreich Bayern erfolgte am 30. April 1816. Die Grenzkonvention zwischen Bayern und Frankreich regelte im Jahr 1825 den Verlauf der Grenze zwischen dem Königreich Bayern und dem Königreich Frankreich.

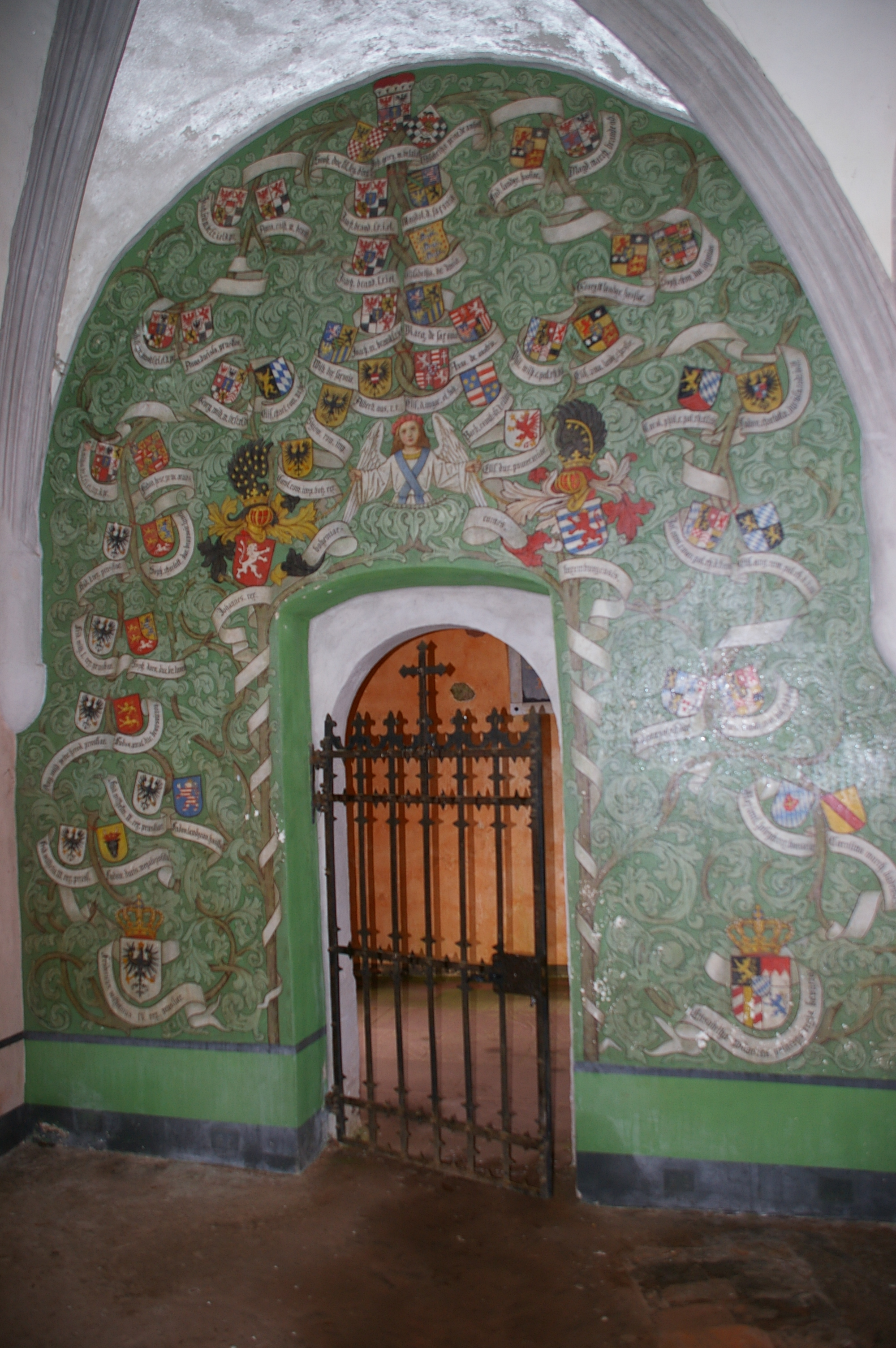
Demonstration der dynastischen Verwobenenheit der Herrscherhäuser der Saarregion, Ahnenwand der Kapelle der Klause Kastel

Da der letzte Herzog von Pfalz-Zweibrücken, Karl II. August, der als Thronfolger Bayerns vorgesehen war, im Jahr 1795 im revolutionsbedingten Mannheimer Exil gestorben war, wurde dessen jüngerer Bruder Maximilian I. Joseph der erste bayerische König. Zahlreiche Staatsbeamte und Künstler des Homburger Hofes, wie etwa der Tholeyer Kommendatarabt Pierre de Salabert, der General Christian von Zweybrücken, der Maler und Architekt Johann Christian von Mannlich oder etwa der Maler Ludwig Neureuther, wanderten im Zuge der französischen Revolutionskriege nach München ab und wurden so zu Wegbereitern des am 1. Januar 1806 proklamierten jungen Königreiches Bayern. Darüber hinaus gelangte die umfangreiche Homburger Gemäldegalerie ebenfalls nach München und bildete den Grundstock der Alten Pinakothek. Karl II. Augusts Nichte und gleichzeitig Tochter von dessen Bruder Maximilian I. Josef, Auguste, musste als Bedingung, dass ihr Vater zum König von Napoleons Gnaden erhoben werden konnte, im Jahr 1806 dessen Stiefsohn, den italienischen Vizekönig Eugène de Beauharnais heiraten. Über sie setzte sich in weiblicher Linie die Genealogie des in der Französischen Revolution im Mannesstamm ausgestorbenen Saarbrücker Grafen- bzw. Fürstenhauses und ebenso die des Hauses Pfalz-Zweibrücken im schwedischen, portugiesischen, brasilianischen und russischen Herrscherhaus im 19. Jahrhundert fort.
Die beiden mächtigsten Herrscher nach dem Wiener Kongress auf dem Gebiet des heutigen Saarlandes, Max I. Josef sowie Friedrich Wilhelm III., waren Abkömmlinge des Saarbrücker Grafenhauses. Karoline von Nassau-Saarbrücken war die Großmutter des ersten bayerischen Königs Maximilian I. Joseph sowie die Urgroßmutter von dessen Frau Karoline. Hinsichtlich des preußischen Königshauses war sie die Urgroßmutter des preußischen Königs Friedrich Wilhelm III. In Bezug auf das österreichische Kaiserhaus war Karoline die Ururgroßmutter des österreichischen Kaisers und ungarischen Königs Franz Joseph I. sowie von dessen Ehefrau Elisabeth von Österreich-Ungarn („Sisi/Sissi“).
Um die Präsenz Preußens in der neuerworbenen Rheinprovinz und an der Saar sichtbar zu verdeutlichen und als historisch geworden zu untermauern, betraute Friedrich Wilhelm III. seinen Sohn und späteren Nachfolger Friedrich Wilhelm IV. in den 1830er Jahren damit, die hoch über dem Saartal gelegene Klause Kastel durch seinen Baumeister Karl Friedrich Schinkel als national-dynastisches Monumenten zu restaurieren. Bei einem Besuch, den Friedrich Wilhelm im Jahr 1833 dem saarländisch-luxemburgisch-lothringischen Industriellen Jean-François Boch abstattete, hatte ihm dieser die Gebeine von Johann von Böhmen (auch Johann von Luxemburg) aus der Dynastie der Luxemburger übergeben, die in den Wirren der Französischen Revolution in den Besitz des Fabrikanten gelangt waren. Das preußische Königshaus ließ daraufhin, den aus der Region stammenden Herrscher in einem Prunksarkophag in der Klausenkapelle beisetzten. Das böhmische Wappen auf dem Sarkophag wird von Löwen gehalten, die überdies eine Inschriftentafel stützen, auf der die stilisierte böhmische Wenzelskrone nach einem mittelalterlichen Kronenvorbild der Münchener Residenzschatzkammer zu sehen ist. Zum 500. Todestag Johanns von Böhmen im Jahr 1846 ließ Friedrich Wilhelm IV. ein Stabkreuz auf der Felsplattform über der Saar aufstellen. Die vom preußischen Hofhistoriograph und Heraldiker Rudolf von Stillfried-Rattonitz entwickelte großformatige Ahnentafel an der Westwand der Grabkapelle endet in den Wappen der Häuser Hohenzollern und Wittelsbach, der Familie, aus der die Gemahlin Friedrich Wilhelms IV., Elisabeth Ludovika von Bayern, stammte. Darüber hinaus zeigt der Wappenstammbaum in der Kapelle damit die beiden wichtigsten Herrscherdynastien an der Saar im 19. Jahrhundert: Hohenzollern-Preußen und Wittelsbach-Bayern. Die miteinander verschlungenen Ahnenbänder, die überdies von einem das Gottesgnadentum symbolisierenden Engel mit Ketten zusammengezurrt werden, sollen auch die Verbundenheit der beiden deutschen Königreiche symbolisieren. Nach diesem Vorbild ließ Rudolf von Stillfried-Rattonitz in der Folgezeit auf der als national-dynastisches Denkmal neugestalteten Burg Hohenzollern die Stammbaumhalle gestalten, deren Geblütslinien ebenfalls genealogischen Maßstäben nicht unbedingt entsprechen. Die Anlage über dem Saartal ist nicht nur ein Zeugnis der romantischen Veranlagung Friedrich Wilhelms IV., sondern auch eine Machtdemonstration Preußens, das 1815 die Herrschaft an der Saar übernommen und die Luxemburger Dynastie in der Region abgelöst hatte. Im Jahr 1946 wurden die Gebeine König Johanns auf Veranlassung des Großherzogtums Luxemburg aus dem Territorium des damaligen Saarlandes in einer Art „Ent-Borussifizierungsaktion“ aus der Grabkapelle entführt und nach Luxemburg in die Krypta unter der Kathedrale unserer lieben Frau gebracht, wo sie bis heute ruhen.
Aufgrund der immer stärker werdenden wirtschaftlichen Bedeutung des Industrieraumes an der Saar weilten Vertreter des preußischen Königshauses im 19. und beginnenden 20. Jahrhundert relativ häufig zu Besuch vor Ort. Darüber hinaus zeugte der spätere preußische König und deutsche Kaiser Wilhelm I. mit der saarländischen Adeligen Octavie de Lasalle einen Sohn. Das im Jahr 1840 geborene Kind wurde der gesellschaftlichen Konvention entsprechend zur Welt gebracht, aber anschließend Pflegeeltern übergeben, was für die leibliche Mutter eine lebenslange psychische Belastung darstellte. Das sozial-karitative Engagement ihrer Familie führte zu einer engen Zusammenarbeit mit Rosa Flesch, der Gründerin der Franziskanerinnen von Waldbreitbach, die bis heute im Saarland in der Krankenpflege und der Sozialarbeit umfangreich tätig sind.

## Vormärz und 1848er Revolution

Die Regenten auf dem Gebiet des Saarlandes nach dem Wiener Kongress
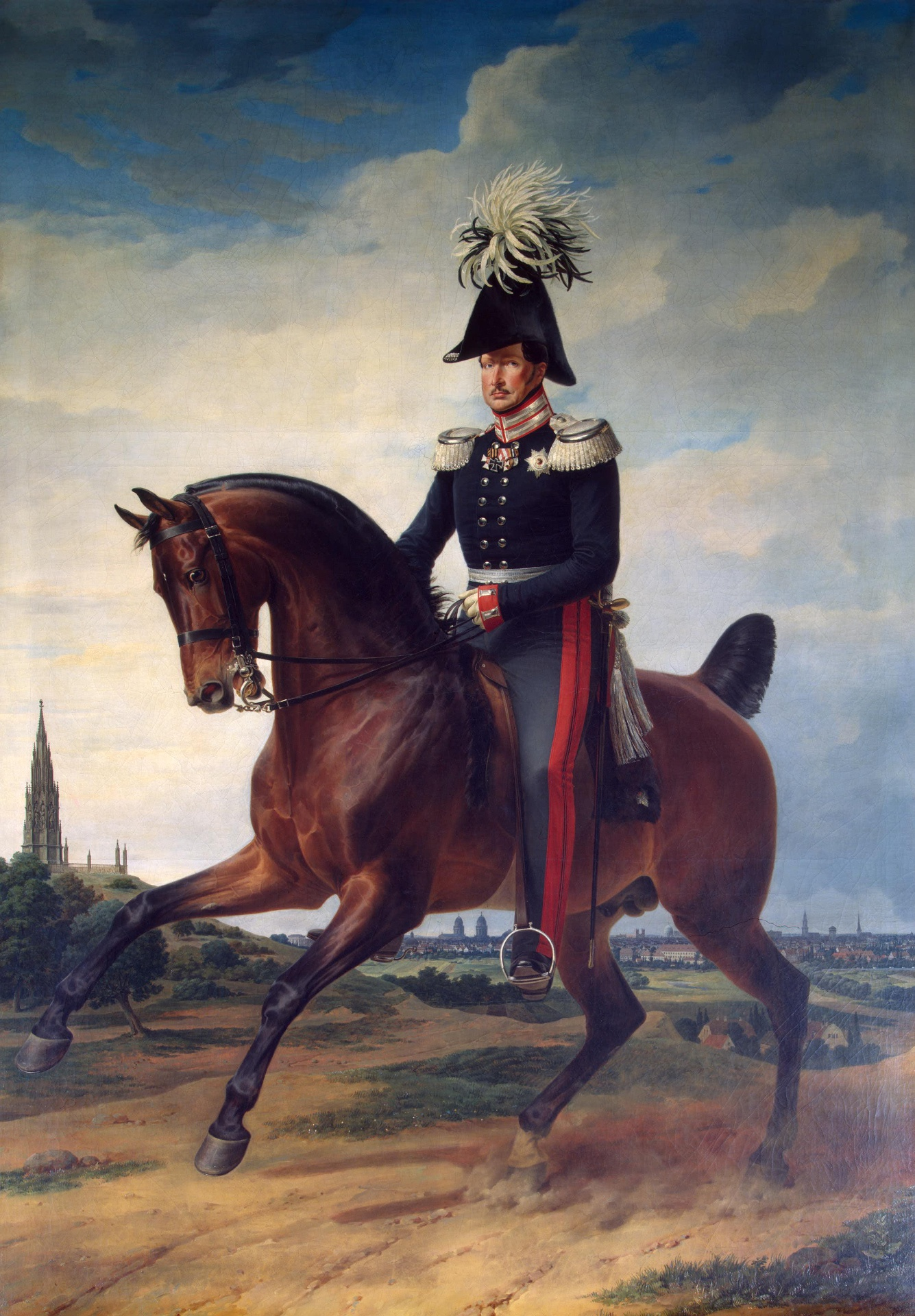
Friedrich Wilhelm III., König von Preußen, 1815–1840
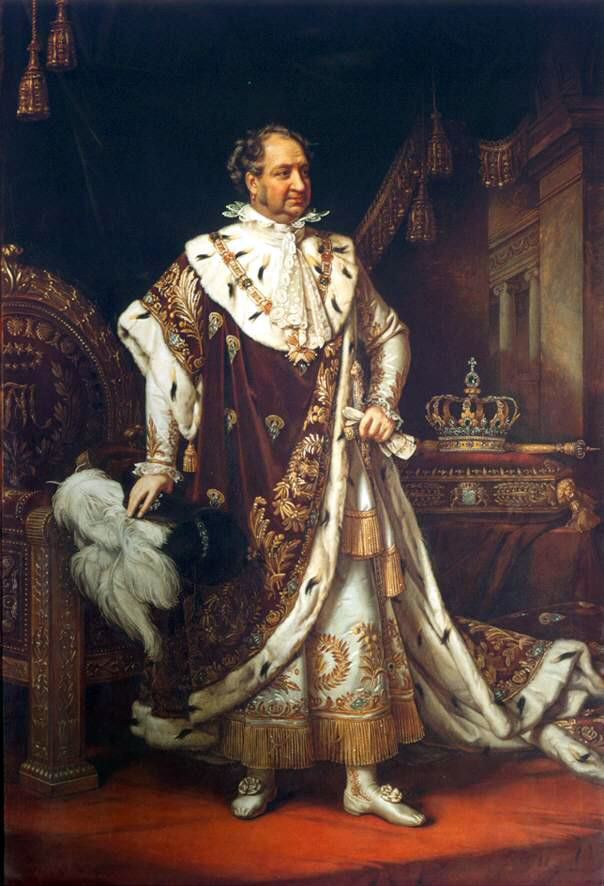
Maximilian I. Joseph, König von Bayern, 1815–1825
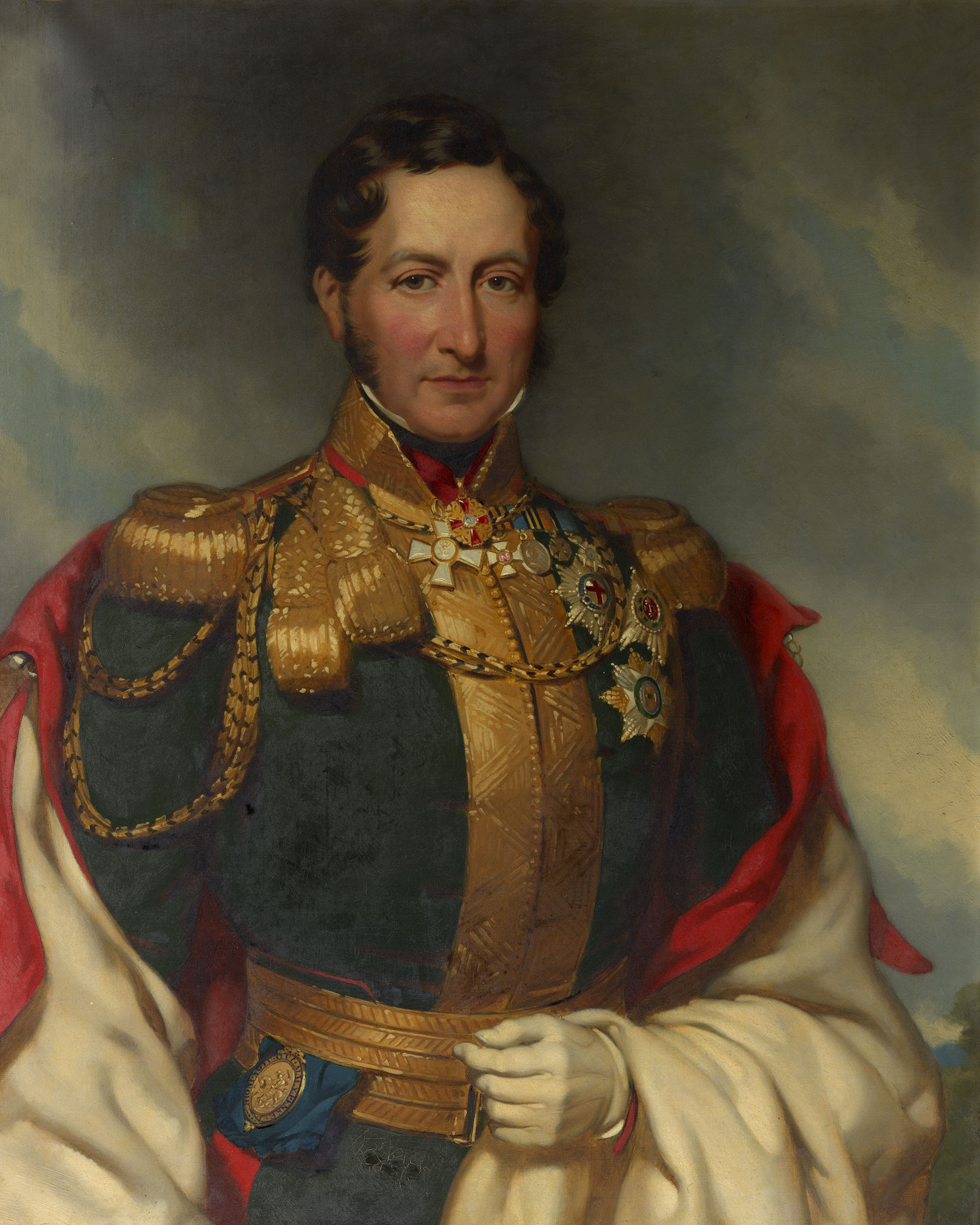
Ernst I., Herzog von Sachsen-Coburg und Gotha, Regent des Fürstentums Lichtenberg, 1816–1834
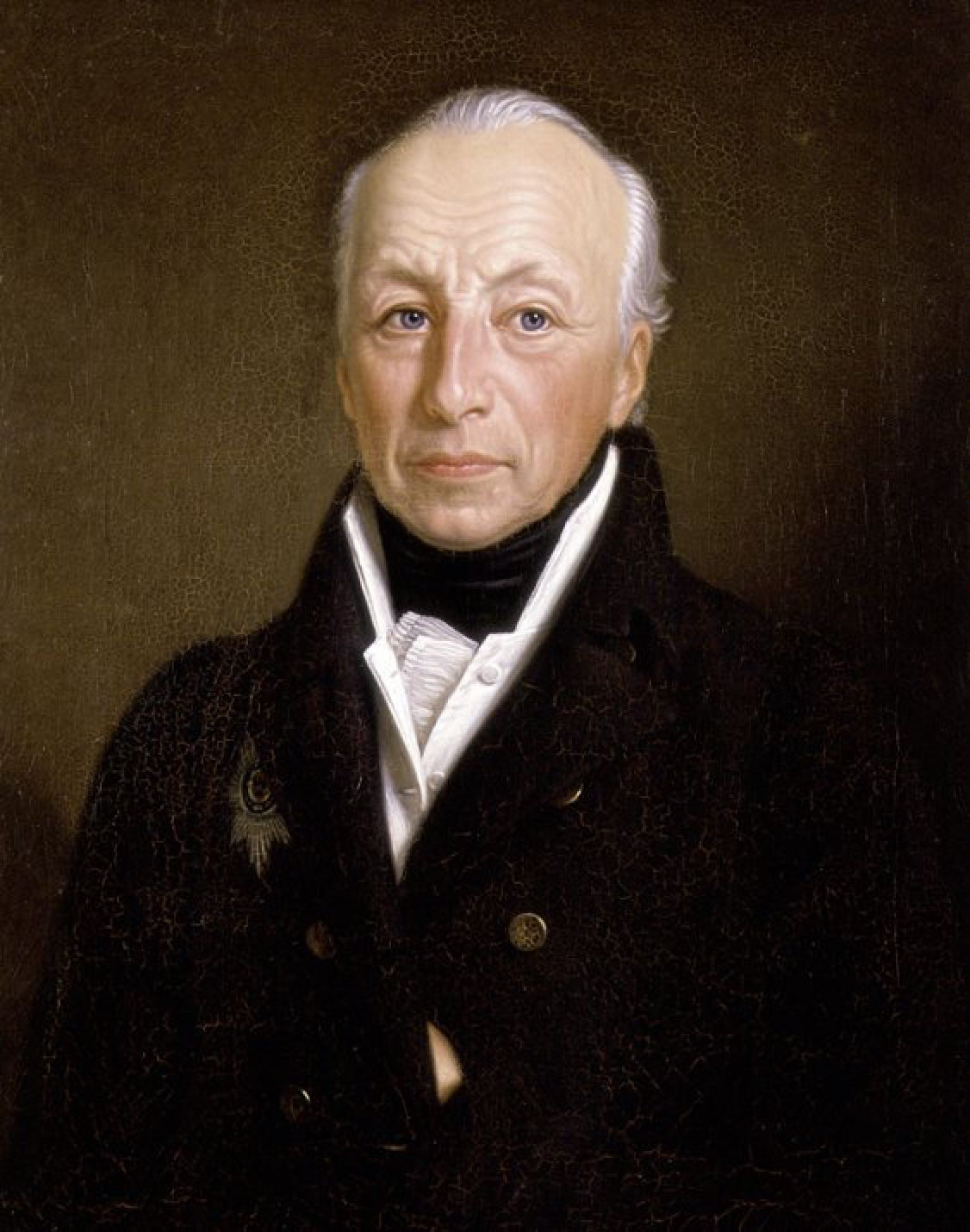
Peter I., Großherzog von Oldenburg, Regent des Fürstentums Birkenfeld, 1817–1829

Wappen und Regenten auf dem Gebiet des heutigen Saarlandes vor der revolutionären Abschaffung der Monarchie
Wappen des Staates Preußen
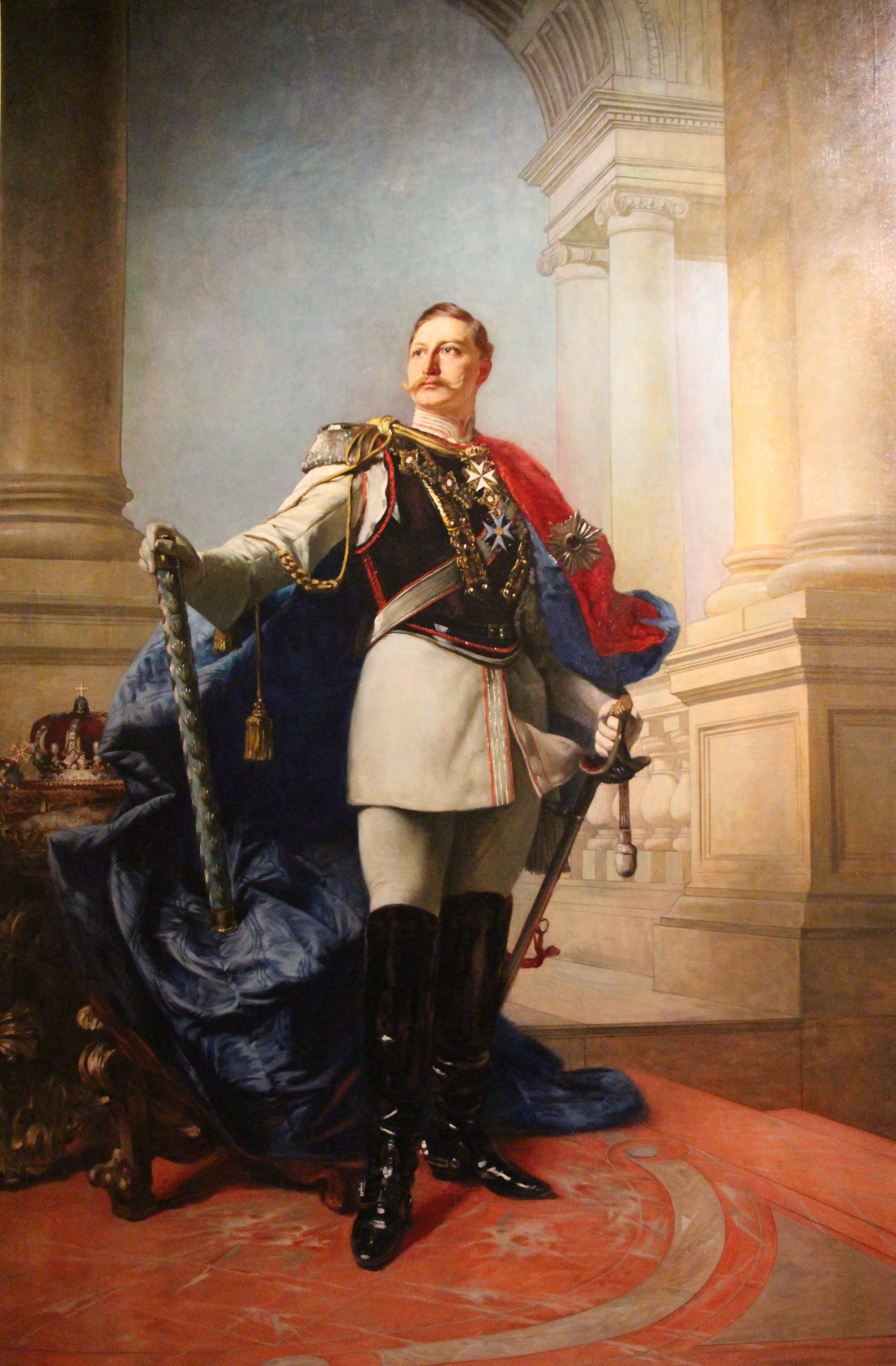
Der preußische König und deutsche Kaiser Wilhelm II., Gemälde von Max Koner (1890)
Wappen des Königreichs Bayern
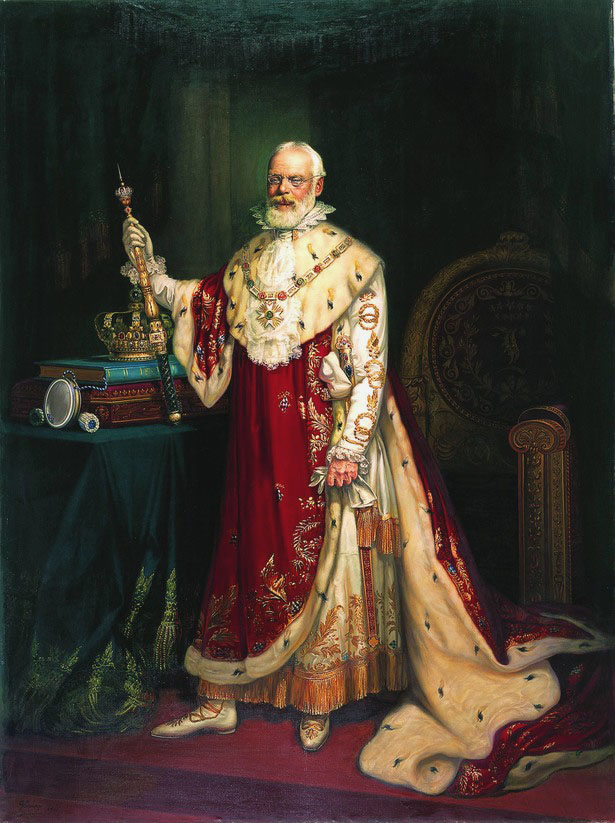
Der bayerische König Ludwig III. (1913)
Wappen des Großherzogtums Oldenburg
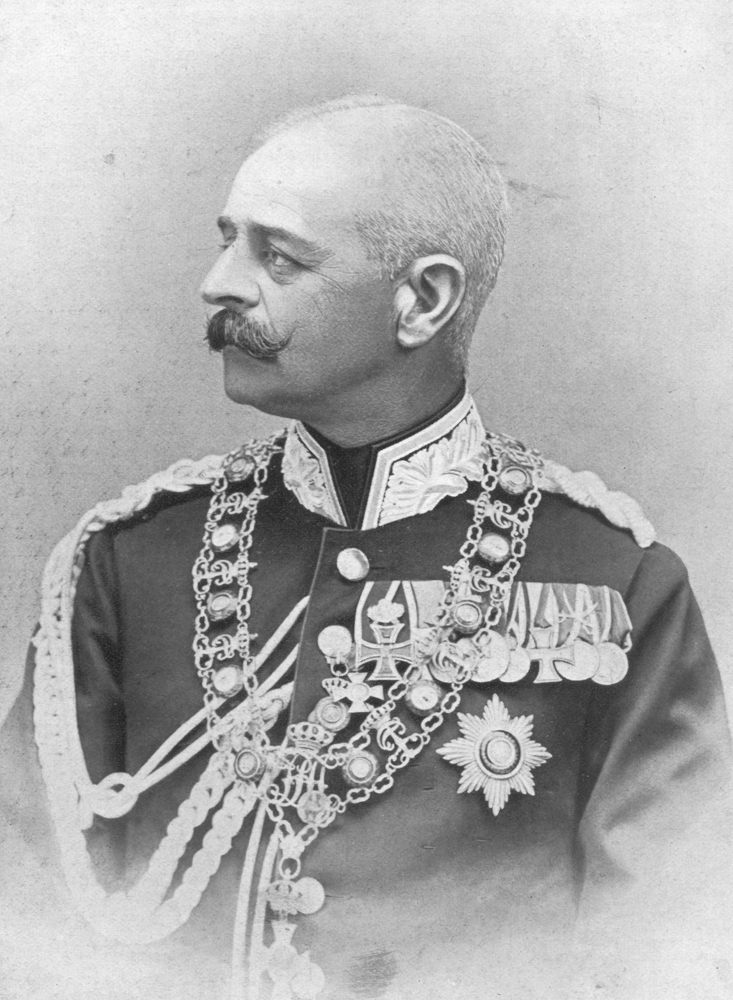
Großherzog Friedrich August von Oldenburg (1902)

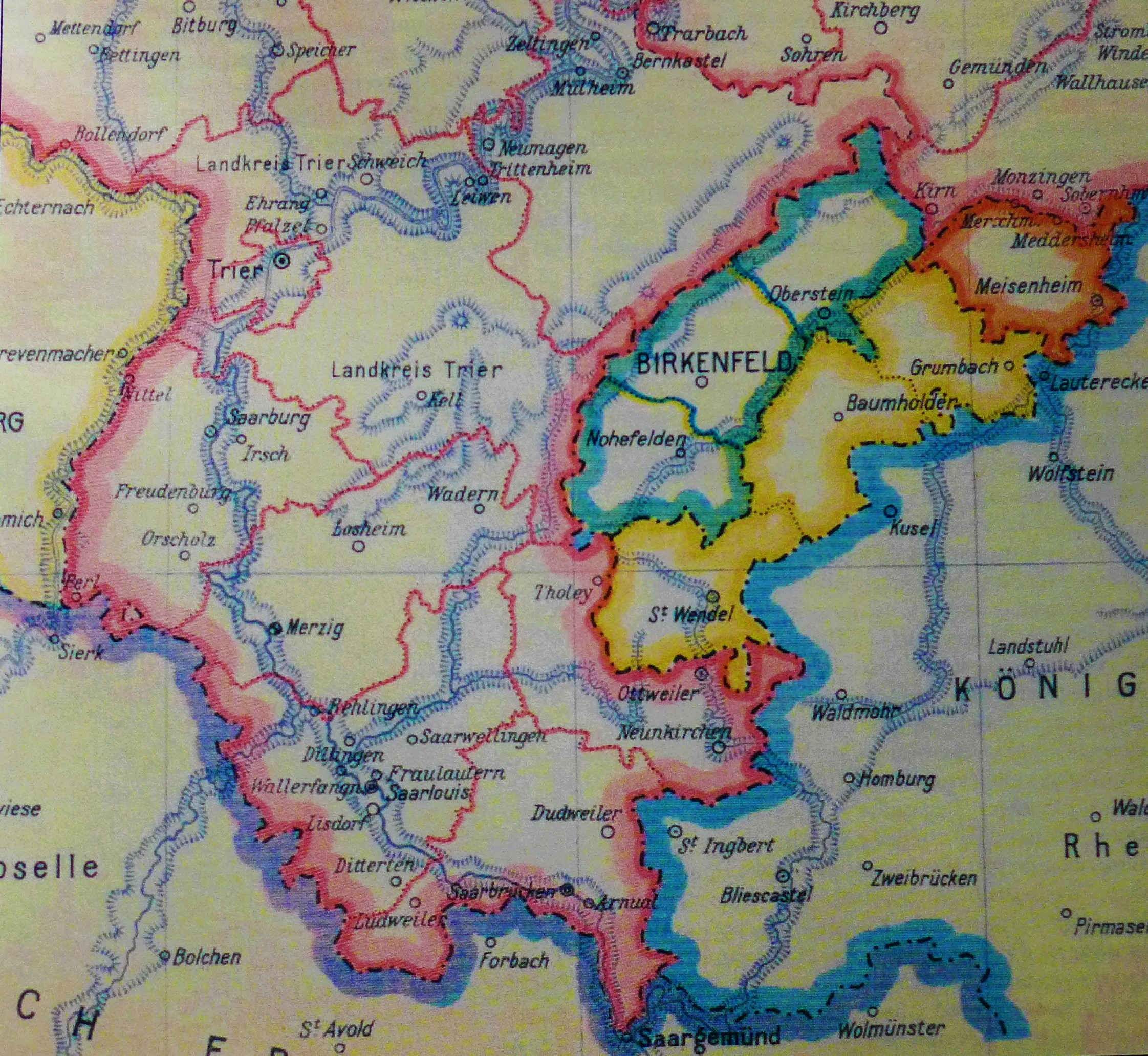
Die Region des heutigen Saarlandes nach dem Wiener Kongress: Preußische Rheinprovinz in Rosa, Bayerischer Rheinkreis in Blau, Fürstentum Lichtenberg des Herzogtums Sachsen-Coburg-Gotha in Gelb, Herrschaft Meisenheim der Landgrafschaft Hessen-Homburg in Orange, Fürstentum Birkenfeld des Großherzogtums Oldenburg in Grün, Großherzogtum Luxemburg (links), Königreich Frankreich (links unten)

Nach dem Wiener Kongress, vor allem durch den Zweiten Pariser Frieden, fielen die größten Teile des heutigen Saarlandes an die Königreiche Preußen und Bayern, kleinere Teile an andere Staaten des Deutschen Bundes, nämlich das Fürstentum Lichtenberg mit St. Wendel an das Herzogtum Sachsen-Coburg-Saalfeld und das Fürstentum Birkenfeld an das Großherzogtum Oldenburg. Die preußischen Gebietsteile kamen zu dem neu gebildeten Regierungsbezirk Trier in der Provinz Großherzogtum Niederrhein, die 1822 in der Rheinprovinz aufging, die bayerischen Gebietsteile zum neu gebildeten Rheinkreis, seit 1835 Rheinpfalz genannt. Die modernen Errungenschaften der Französischen Revolution blieben auf dem Gebiet des heutigen Saarlandes als Code civil erhalten. Dennoch hegten die Menschen des gesamten linksrheinischen Bereiches – besonders die Katholiken – größte Ressentiments gegenüber der neuen preußischen Herrschaft und wurden im Gegenzug als revolutionsaffine, profranzösische, papistische unsichere Kantonisten angesehen. Die preußischen Verwaltungskreise Merzig, Saarlouis, Ottweiler, Saarbrücken und – ab 1834 – auch St. Wendel wurden von der Bezirksregierung in Trier verwaltet. Der Oberpräsident der Rheinprovinz hatte seinen Dienstsitz in Koblenz. Nahezu sämtliche preußische hohe Amtsträger der Landkreise und Oberpräsidien innerhalb der Region entstammten den östlichen Provinzen des Staates Preußen und waren der heimischen Bevölkerung gegenüber distanziert eingestellt. Seit 1823/1834 existierte ein Provinziallandtag als eine Art Parlament in Koblenz. Die Provinzialstände hatten weitgehend beratende Funktion. Wo sie über Angelegenheiten der Provinz beschließen durften, unterstanden sie königlicher Aufsicht. Ein Gesetzgebungs- oder Steuerbewilligungsrecht besaßen sie nicht.
In den bayerischen Teilen des heutigen Saarlandes waren die politischen Verhältnisse liberaler ausgeprägt. Mit der Bayerischen Konstitution vom 1. Mai 1808 war die erste verfassungsrechtliche Grundlage des Königreichs Bayern und die erste ständeunabhängige Volksvertretung in einem deutschen Staat eingeführt worden. Sie war unter der Ägide des leitenden Ministers Maximilian von Montgelas entstanden. Die Hauptbestimmungen der Konstitution enthielten die vom König als einem Organ des neuen Staates garantierten Grundrechte: Gleichheit aller Staatsbürger vor dem Gesetz, (gleiche Steuerpflicht, gleicher Zutritt zu allen Staatsämtern, Abschaffung der Leibeigenschaft, Sicherheit der Person und des Eigentums, Gewissens- und Religionsfreiheit, Pressefreiheit im Rahmen bestimmter Zensurgesetze. Dazu kamen Bestimmungen über Beamte, die Unabhängigkeit der Richter, eine neue Gerichtsverfassung sowie die Schaffung einheitlicher Bestimmungen über Straf- und Zivilrecht für das ganze Königreich und schließlich das Militär. Wegen eines strikten Zensuswahlrechts und weil die Nationalrepräsentation nie zusammentrat, kann man von einem Scheinkonstitutionalismus sprechen. Dennoch waren in der Verfassung Tendenzen angelegt, die später die Entwicklung Bayerns zu einer konstitutionellen Monarchie im Gegensatz etwa zu Preußen oder Österreich erleichterten.

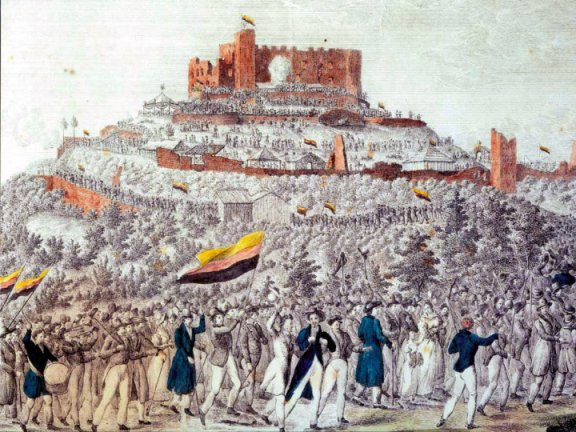
Der Zug zum Hambacher Schloss, teilkolorierte Federzeichnung von 1832

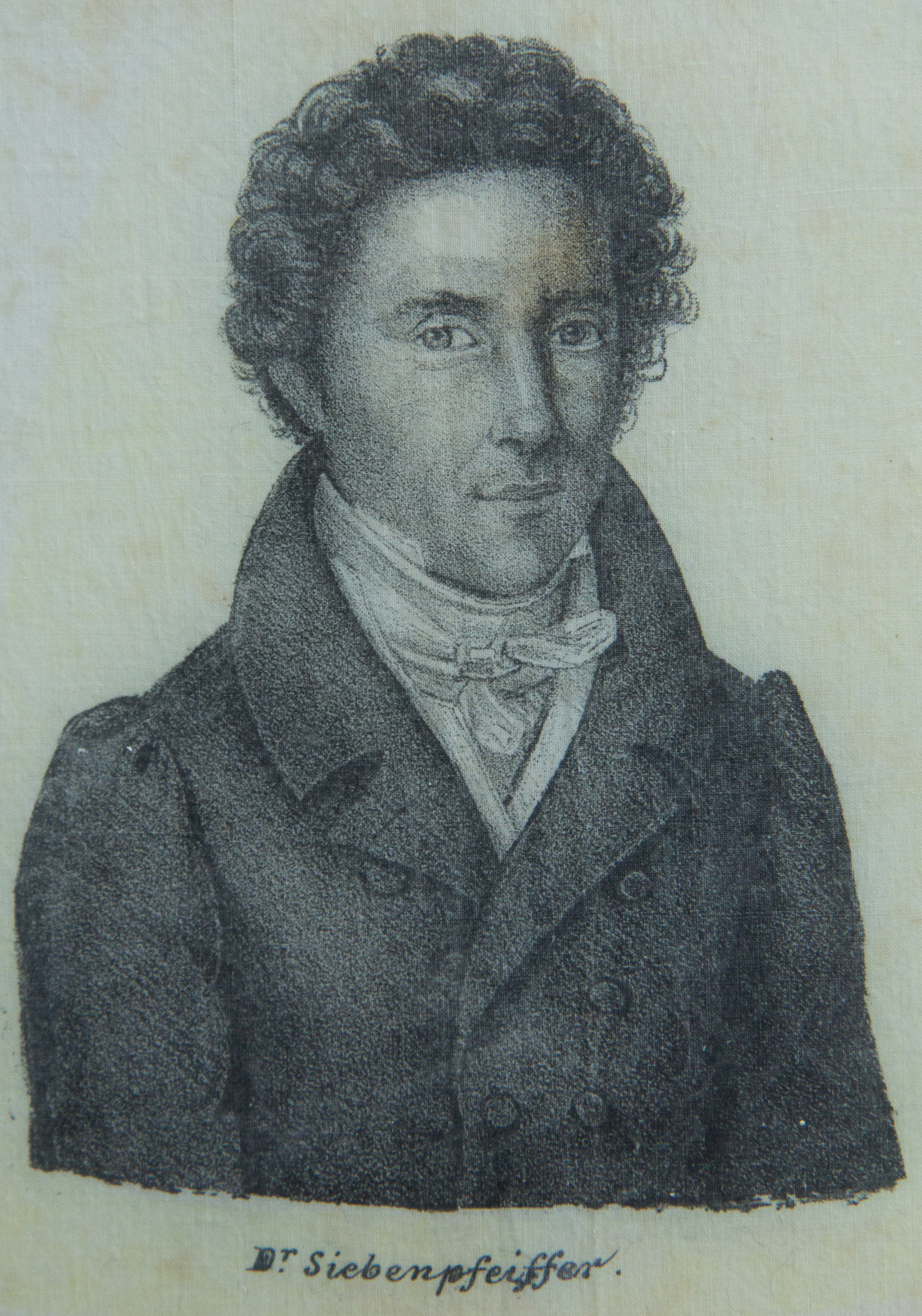
Philipp Jakob Siebenpfeiffer

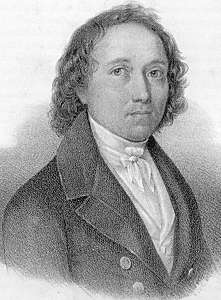
Johann Georg August Wirth

Ende 1831 verlegte der Journalist und Herausgeber der liberal-demokratischen Zeitung Deutsche Tribüne Johann Georg August Wirth auf Einladung des ehemaligen Homburger Landkommissärs Philipp Jakob Siebenpfeiffer seine Wirkungsstätte von München nach Homburg, da dort ein freierer Geist herrschte. Die Region rund um Homburg und dem benachbarten Zweibrücken konnte sich nach dem Wiener Kongress zu einem Zentrum der demokratischen Bewegung entwickeln, da das Königreich Bayern dem Rheinkreis seine durch die Französische Revolution von 1789 eingeführten Freiheitsrechte beließ, um so u. a. auch von den für den Staat vorteilhaften Steuergesetzen zu profitieren. Wirth und Siebenpfeiffer waren die Initiatoren des Hambacher Festes mit etwa 20.000 bis 30.000 Teilnehmern. Es gilt als Höhepunkt bürgerlicher Opposition in der Zeit der Restauration und zu Beginn des Vormärz. Die Forderungen der Festteilnehmer nach nationaler Einheit, Freiheit und Volkssouveränität hatten ihre Wurzeln im Widerstand gegen die restaurativen Bemühungen des Deutschen Bundes.
Das Hambacher Fest ist im Zusammenhang mit anderen Ereignissen zu sehen, so etwa dem Wartburgfest von 1817, der französischen Julirevolution von 1830, dem polnischen Novemberaufstand (1830/31), der Belgischen Revolution (1830/31), dem Frankfurter Wachensturm von 1833 sowie schließlich der Märzrevolution 1848/1849.
Die beginnende Frühindustrialisierung beeinflusste zunehmend die Lebensverhältnisse der Bevölkerung und führte ursächlich in Teilen dieser zum sich gleichzeitig entwickelnden Pauperismus. Die Obrigkeit aus Bayern benachteiligte die Wirtschaft der Pfalz durch hohe Zoll- und Steuerabgaben. Die Steuern waren zwei- bis viermal so hoch bemessen wie in „Altbayern“. Durch die Eingliederung in den 1828 gegründeten bayerisch-württembergischen Zollverein am 20. Dezember 1829 erleichterte sich zwar der grenzüberschreitende Handel innerhalb dieses Zollvereins, jedoch erschwerte sich der Warenaustausch mit Kleinstaaten in anderen Zollvereinen. Im Jahre 1829 stiegen nach einer Missernte die Nahrungsmittelpreise. Die Not in der Bevölkerung verschärfte sich durch strenge Winter um 1830 sowie die schlechte Ernte des Jahres 1831. Als Folge stiegen die Preise für Grundnahrungsmittel in der Zeit zwischen 1829 und 1832 um mehr als ein Drittel. Das Hambacher Fest erzeugte in der deutschen Presse starke Resonanz. Die zurückkehrenden Festteilnehmer stellten in ihren Städten Freiheitsbäume auf, um ihre Verbundenheit zu zeigen, so etwa in Blieskastel und Lautzkirchen. Im Gegensatz zum friedlichen Ablauf der Hambacher Festtage entlud sich nach dem 27. Mai 1832 in vielen Gemeinden die aufgestaute Wut über die politischen und wirtschaftlichen Verhältnisse. So kam es zu kleineren lokalen Aufständen. Der Schwerpunkt der Protestwelle gegen die Regierung war in St. Wendel. Erst nach Einmarsch von 1000 preußischen Soldaten und der Verhängung des Ausnahmezustands kehrte dort Ruhe ein. Generell reagierte der Deutsche Bund in den Jahren nach 1832 mit vermehrter Repression. Die reaktionären Maßnahmen, die eine drastische Verschärfung der Karlsbader Beschlüsse von 1819 bedeuteten, brachten die republikanische Bewegung somit vorerst zum Erliegen. Am 18. Juni 1832 wurde Siebenpfeiffer festgenommen. Mit Hilfe von Freunden konnte er 1833 aus dem Gefängnis fliehen und über das Elsass in die Schweiz entkommen. Er erhielt in der Schweiz nicht nur Asyl, sondern auch eine Anstellung an der Universität Bern als Professor für Straf- und Staatsrecht. Wirth wurde ebenfalls verhaftet und konnte in die Schweiz fliehen. Er wurde 1848 in die Frankfurter Nationalversammlung gewählt, verstarb jedoch kurz darauf am 26. Juli 1848 in Frankfurt. An das Hambacher Fest erinnert in Homburg seit 1992 der „Freiheitsbrunnen“.

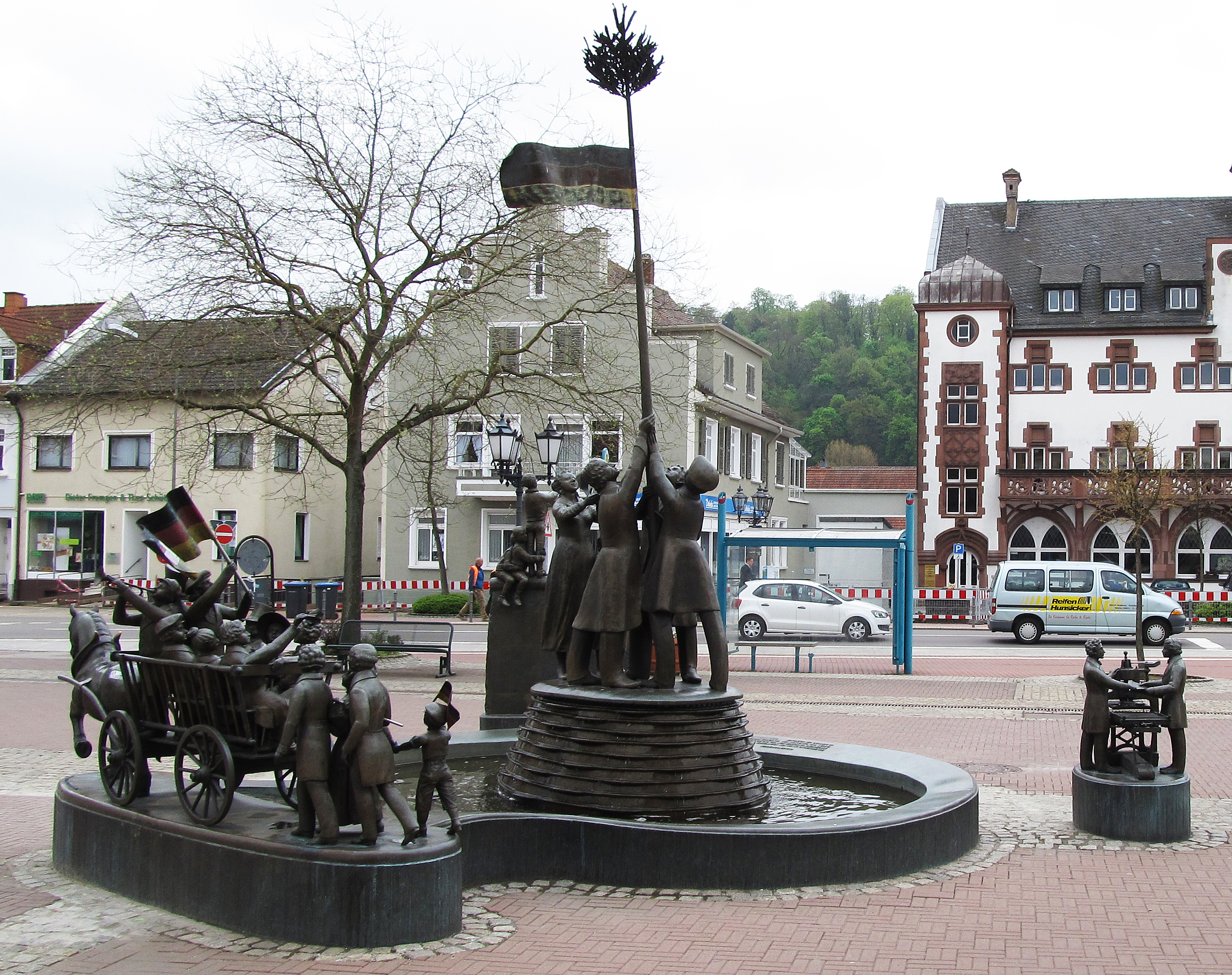
Der Homburger Freiheitsbrunnen erinnert an das Hambacher Fest 1832 und dessen Initiatoren Johann Georg August Wirth und Philipp Jakob Siebenpfeiffer, die in Homburg wirkten.

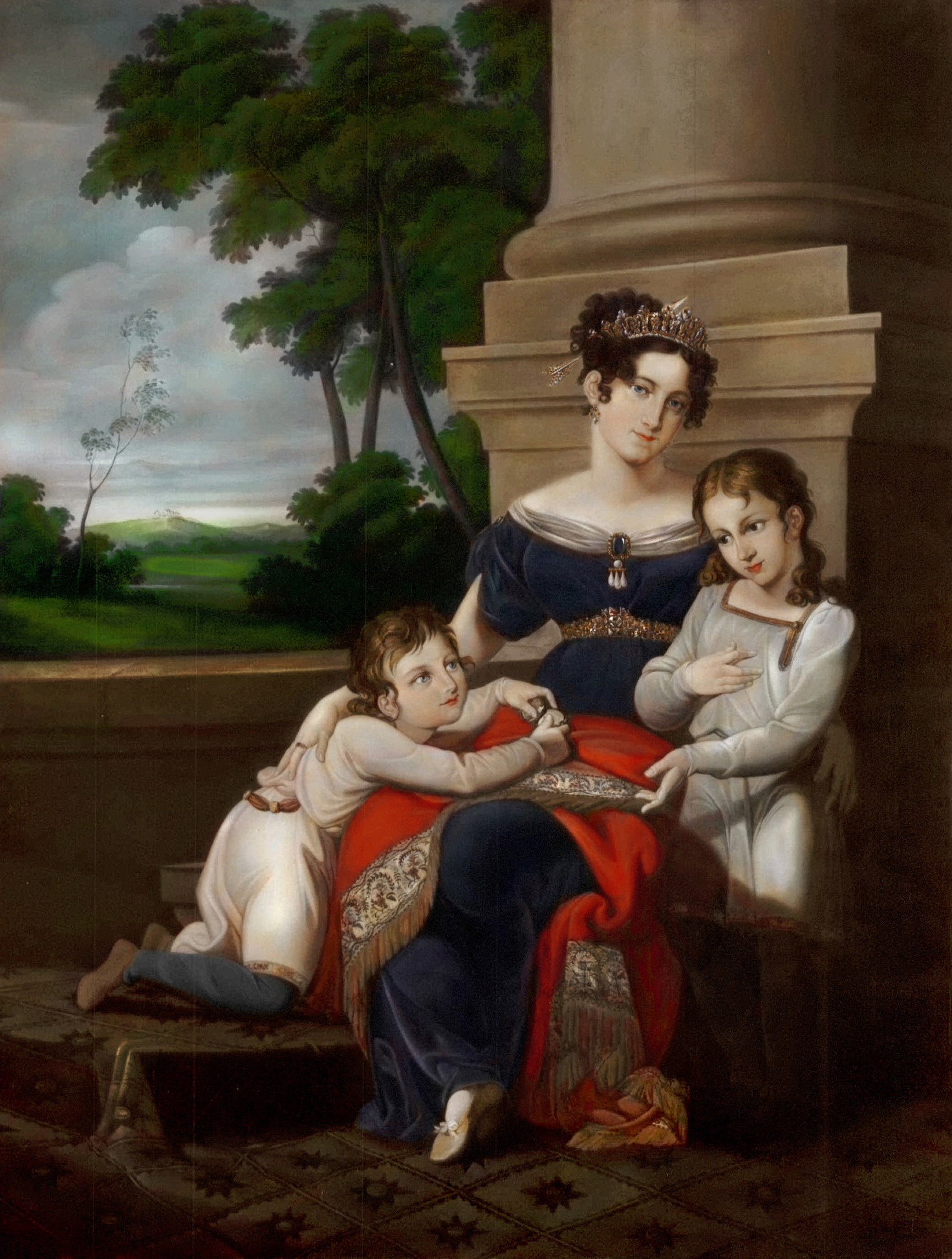
Luise von Sachsen-Gotha-Altenburg mit ihren beiden Söhnen Ernst II. und Prinz Albert, 1823/24

Aufgrund der politischen Unruhen in St. Wendel in den Jahren 1831/1832 sowie der großen Entfernung zum Hauptteil des Herzogtums verkaufte Herzog Ernst I. von Sachsen-Coburg und Gotha das Fürstentum Lichtenberg im Staatsvertrag vom 31. Mai 1834 für eine Jahresrente von 80.000 Talern an Preußen. Am 22. September desselben Jahres erfolgte die Erbhuldigung für den preußischen König. Preußen gliederte die Ländereien als Kreis St. Wendel in den Regierungsbezirk Trier der Rheinprovinz ein. Die Stadt St. Wendel hatte von 1824 bis zu ihrem Tod im Jahre 1831 als Verbannungsort von Ernsts Ehegattin Luise von Sachsen-Gotha-Altenburg gedient. Die Herzogin war 1826 gegen ihren Willen von ihrem Ehemann geschieden und von ihren Kindern, dem Erbprinz Ernst II. und Prinz Albert, dem späteren Gemahl der britischen Königin Victoria, getrennt worden.

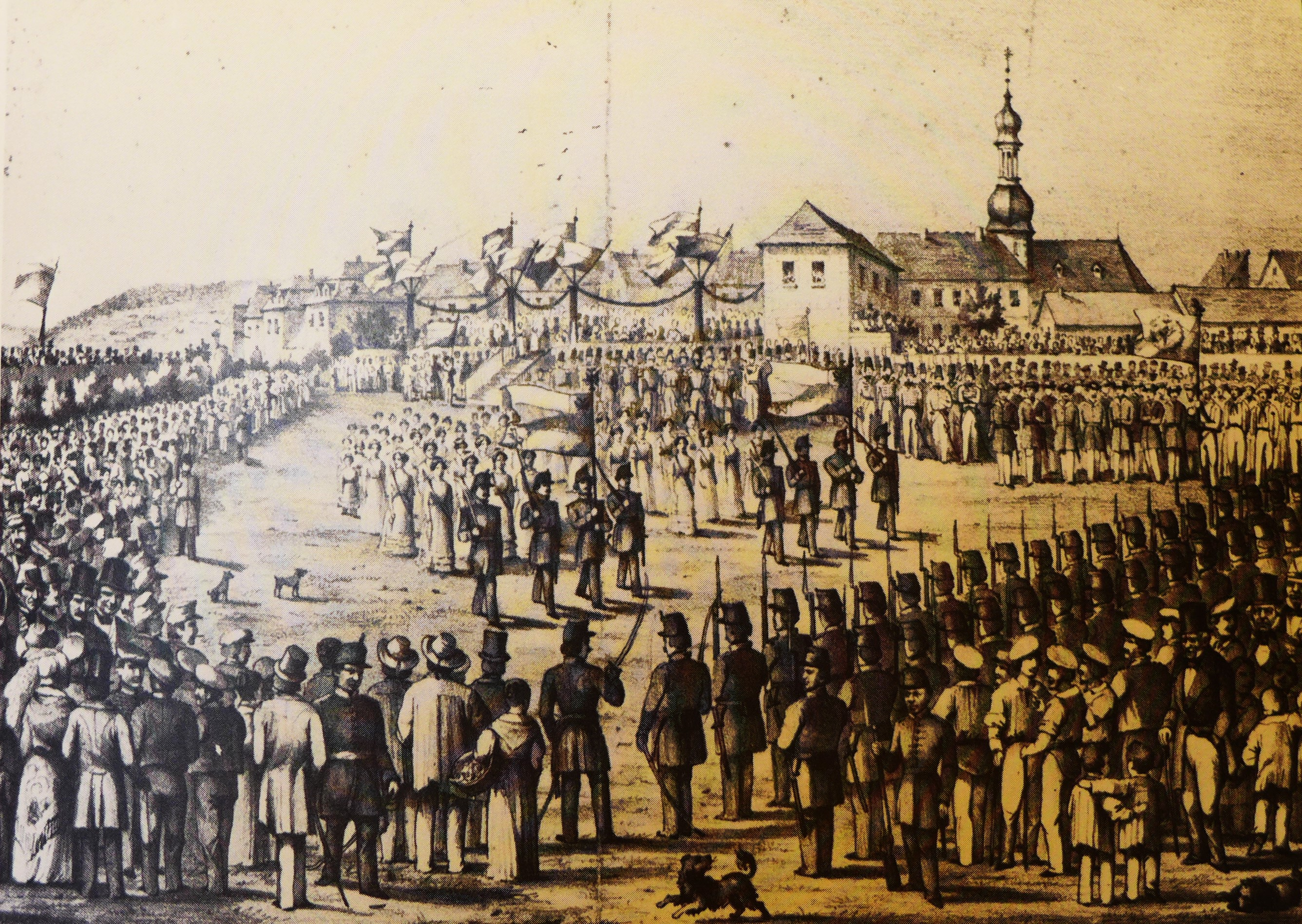
Fahnenweihe der Bürgerwehr am St. Johanner Saarufer im Jahr 1848

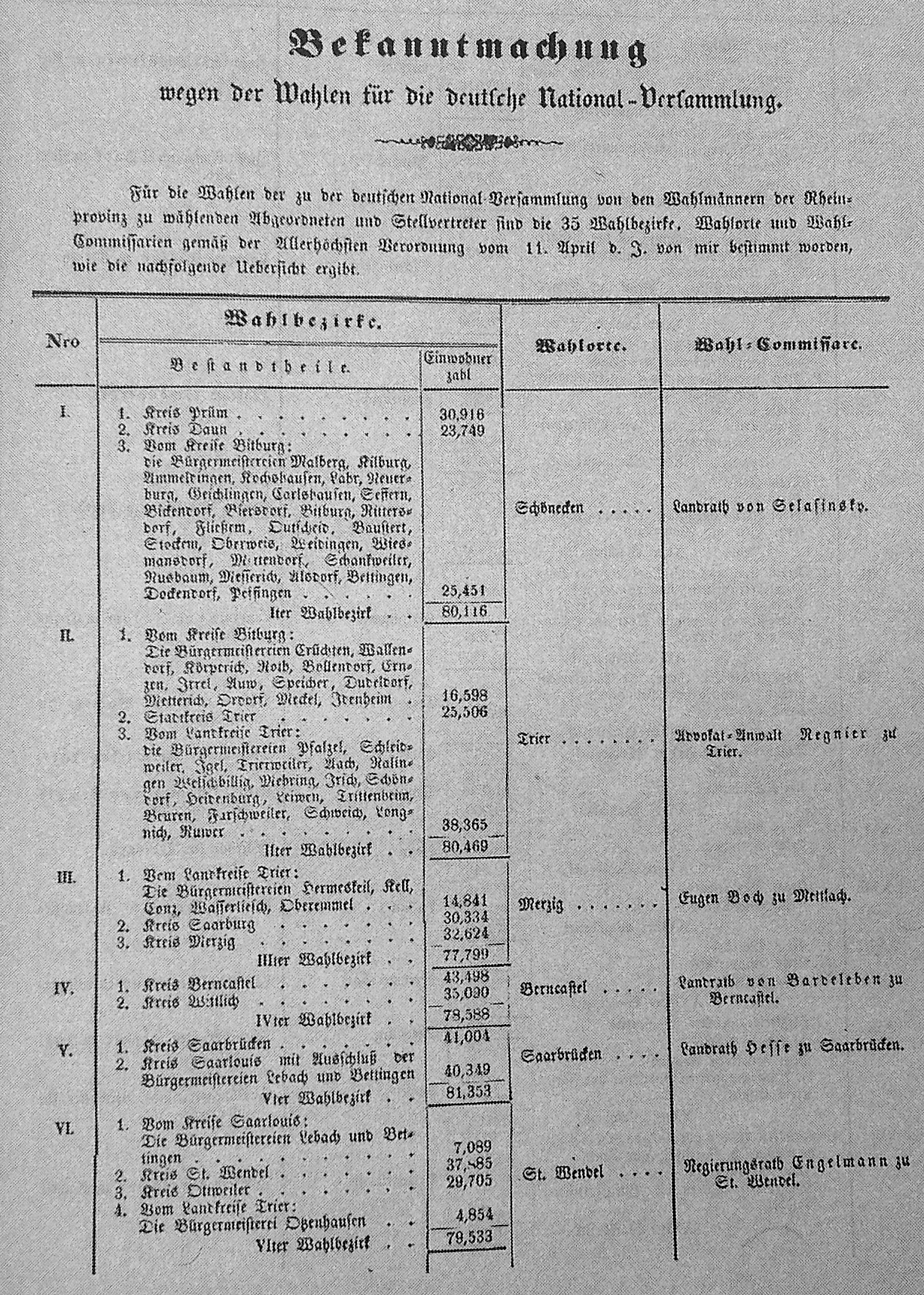
Wahlaufruf zur deutschen Nationalversammlung in der Frankfurter Paulskirche

Im Revolutionsjahr 1848 kam es an verschiedenen Orten an der Saar zur politischen Organisation von Bürgervereinen, die Petitionen und Demonstrationen unternahmen. Demokratisch gesinnte Beamte wurden vom preußischen Obrigkeitsstaat gemaßregelt. In Saarbrücken und St. Johann an der Saar gründete man eine Bürgerwehr als vorbeugende Maßnahme gegen französische Plünderer oder gegen mögliche Revolten der besitzlosen Unterschicht, die unter der Wirtschaftsmisere der 1840er Jahre besonders zu leiden hatte. Die Bürgerwehr wurde mit Waffen und Uniformen ausgestattet, die Bürgerstöchter nähten eine schwarz-rot-goldene Trikolore und bestickten sie mit dem damaligen deutschen Doppeladler. Ein Saarbrücker Komitee mit dem Rechtsanwalt Ferdinand Dietzsch an der Spitze richtete sich mit einer Petition an den preußischen König Friedrich Wilhelm IV. Gefordert wurde ein preußisches und ein gesamtdeutsches Parlament, freies und allgemeines Wahlrecht, Presse- und Versammlungsfreiheit, Volksbewaffnung statt eines stehenden Heeres, Ministerverantwortlichkeit sowie eine gerechte Besteuerung. Dietzsch wurde für Saarbrücken auch in das Frankfurter Paulskirchenparlament gewählt. Für St. Wendel und Ottweiler wurde der Kaufmann Carl Philipp Cetto in die Mainmetropole entsandt. Am 28. April 1849 wies der preußische König die ihm von der parlamentarischen Kaiserdeputation angetragene Kaiserkrone endgültig zurück. Dies führte zur Reichsverfassungskampagne, die in einen bürgerkriegsähnlichen Konflikt eskalierte. Der König ließ die Revolution gewaltsam niederschlagen und verfügte rechtswidrig, dass die preußischen Mitglieder der Nationalversammlung ihr Mandat niederlegen mussten. Damit war die Märzrevolution praktisch gescheitert. Am 16. Juni 1849 kam es zu einem Zusammenstoß zwischen preußischen Truppen und revolutionären Freischärlern in Homburg. Bald darauf endete die Revolutionsbewegung in der Saargegend.
Im Prümer Zeughaussturm vom 18. Mai 1849 hatten sich demokratisch gesinnte Anhänger der Revolution von 1848 bewaffnet, um die Reichsverfassungskampagne militärisch zu unterstützen. Die Aktion in dem Eifelstädtchen Prüm war – wie die weiteren Maiaufstände in der Rheinprovinz und anderen Teilen Preußens – eine Folge der konterrevolutionären Politik König Friedrich Wilhelms IV. von Preußen, der den Preußischen Landtag aufgelöst hatte. Etwa 100 Revolutionäre aus Prüm, Trier, Wittlich, Bitburg und anderen Orten der Region hatten die Waffenkammer der preußischen Landwehr in Prüm erstürmt. Sie gaben einige Schüsse ab, und einige Landwehrleute, die das Waffendepot bewachen sollten, verbrüderten sich mit ihnen. Trotz dieses Erfolgs kam es nicht zu einer revolutionären Erhebung in der Moselgegend und zahlreiche Beteiligte wurden festgenommen. Von den 43 Personen, die 1850 angeklagt wurden, verurteilte das Landgericht Trier sechs zu fünf Jahren Zwangsarbeit. Das Militärgericht in Saarlouis verurteilte drei Landsturmsoldaten zum Tode: Johann Manstein aus Laufeld bei Manderscheid, Anton Seilen und Nikolaus Alken aus Prüm hatten sich geweigert, auf die Revolutionäre zu schießen, weil diese ihnen bekannt waren. Am Sonntag, dem 14. Oktober 1849, wurden sie im Fort Rauch der Festung Saarlouis erschossen. Zwei der Anführer Ludwig Simon und Victor Schily, die nach der Niederschlagung der Reichsverfassungskampagne in die Schweiz geflohen waren, wurden 1851 in Abwesenheit zum Tode verurteilt. Für die in Saarlouis füsilierten Männer wurde in der Stadtpfarrkirche St. Ludwig ein Seelenamt abgehalten. Die zahlreiche Beteiligung der Bevölkerung an der Messe kann als eine deutliche Solidaritätsbekundung mit den Hingerichteten und den Zielen der Revolution von 1848 gedeutet werden. Im Jahr 1850 mussten sich die Bürgervereine in den preußischen Saarkreisen auflösen.
Infolge der frustrierenden politischen Verhältnisse und der wirtschaftlichen Notsituation mit Missernten, Bevölkerungswachstum und erbrechtsbedingter Grundbesitzzersplitterung entschlossen sich alleine im preußischen Teil des Saarlandes in den 1840er Jahren etwa 7500 Menschen, nach Nordamerika, Brasilien und Innerfrankreich auszuwandern. Die höchsten Auswanderungszahlen verzeichneten die Gebiete, die eine relativ weite Entfernung von den damaligen Zentren des Steinkohlenbergbaus aufwiesen. Erst in den 1870er Jahren verschwand die prekäre Versorgungslage aufgrund der sich rasant entwickelnden saarländischen Industrie, die vielen Menschen Arbeit und Lohn bot.

## Industrialisierung

### Glas und Keramik

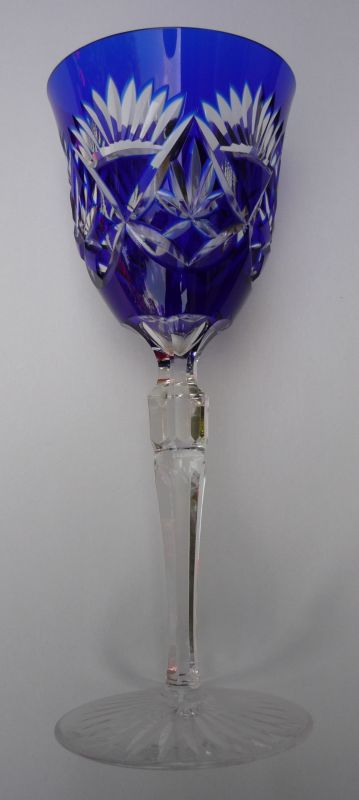
Blauer Bleikristallrömer aus Wadgasser Produktion

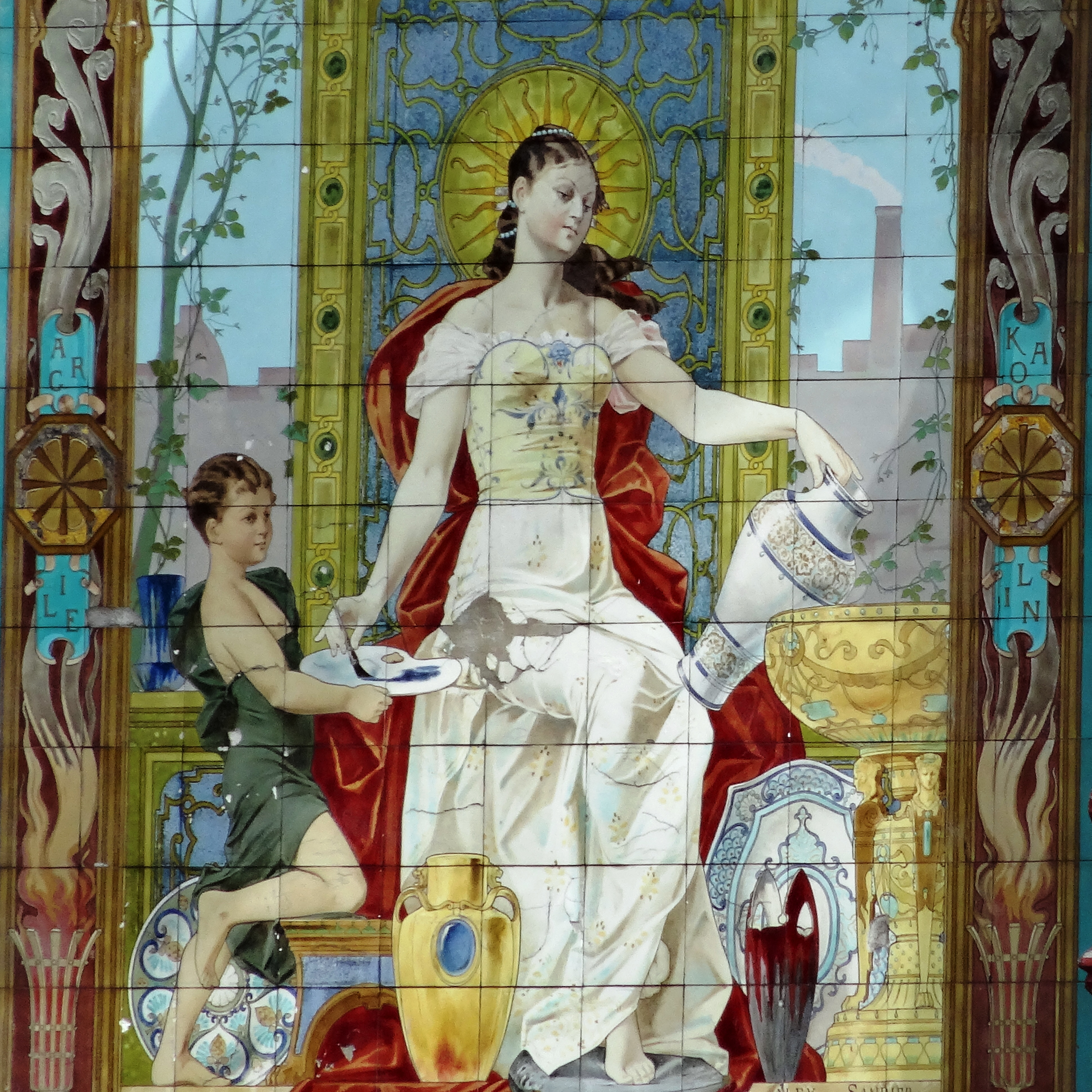
Allegorische Darstellung der Saar-Keramikproduktion, Keramikbild an der Fassade des Saargemünder Casinos

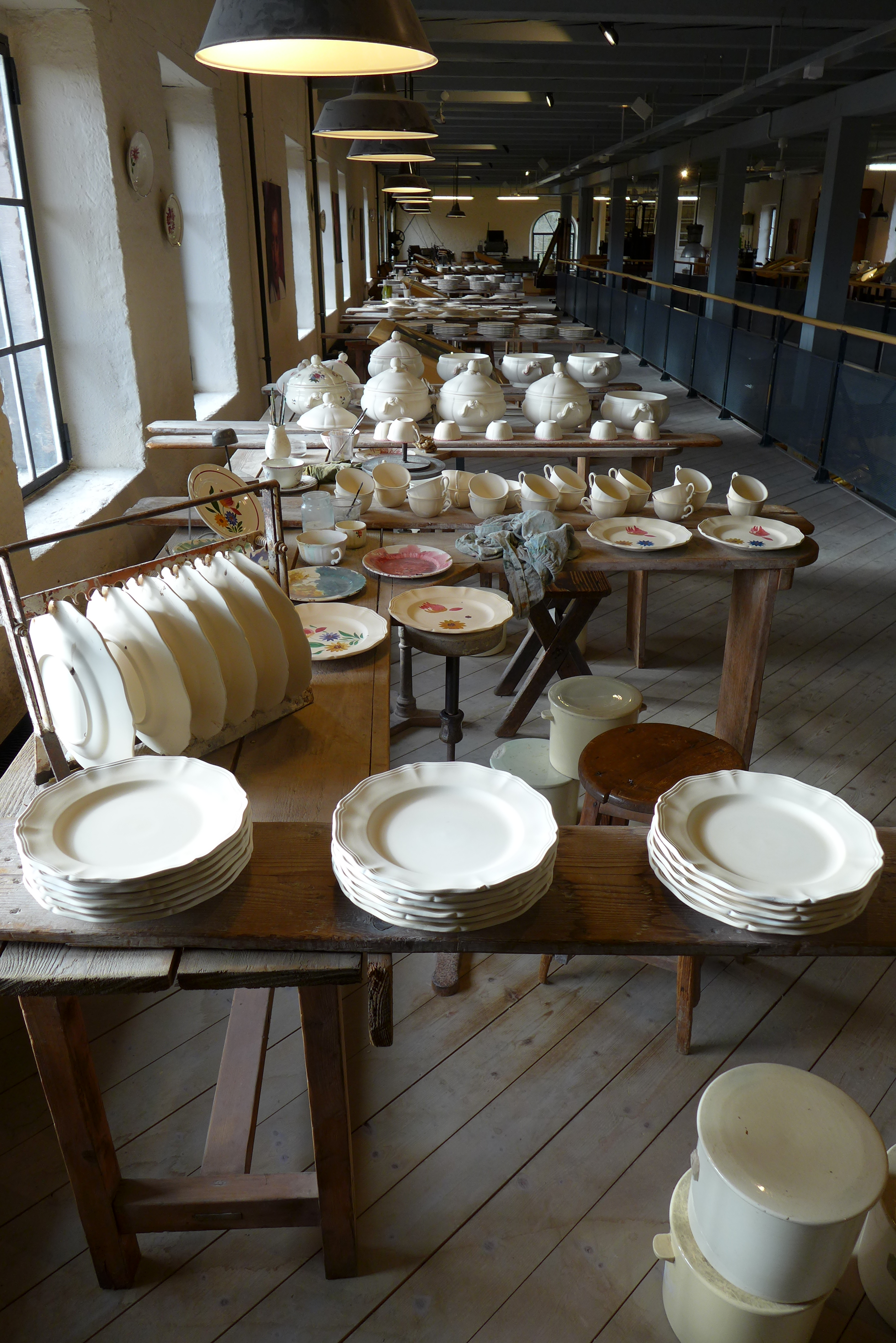
Historische Produktionsstätte von Saargemünder Keramik in der Bliesmühle

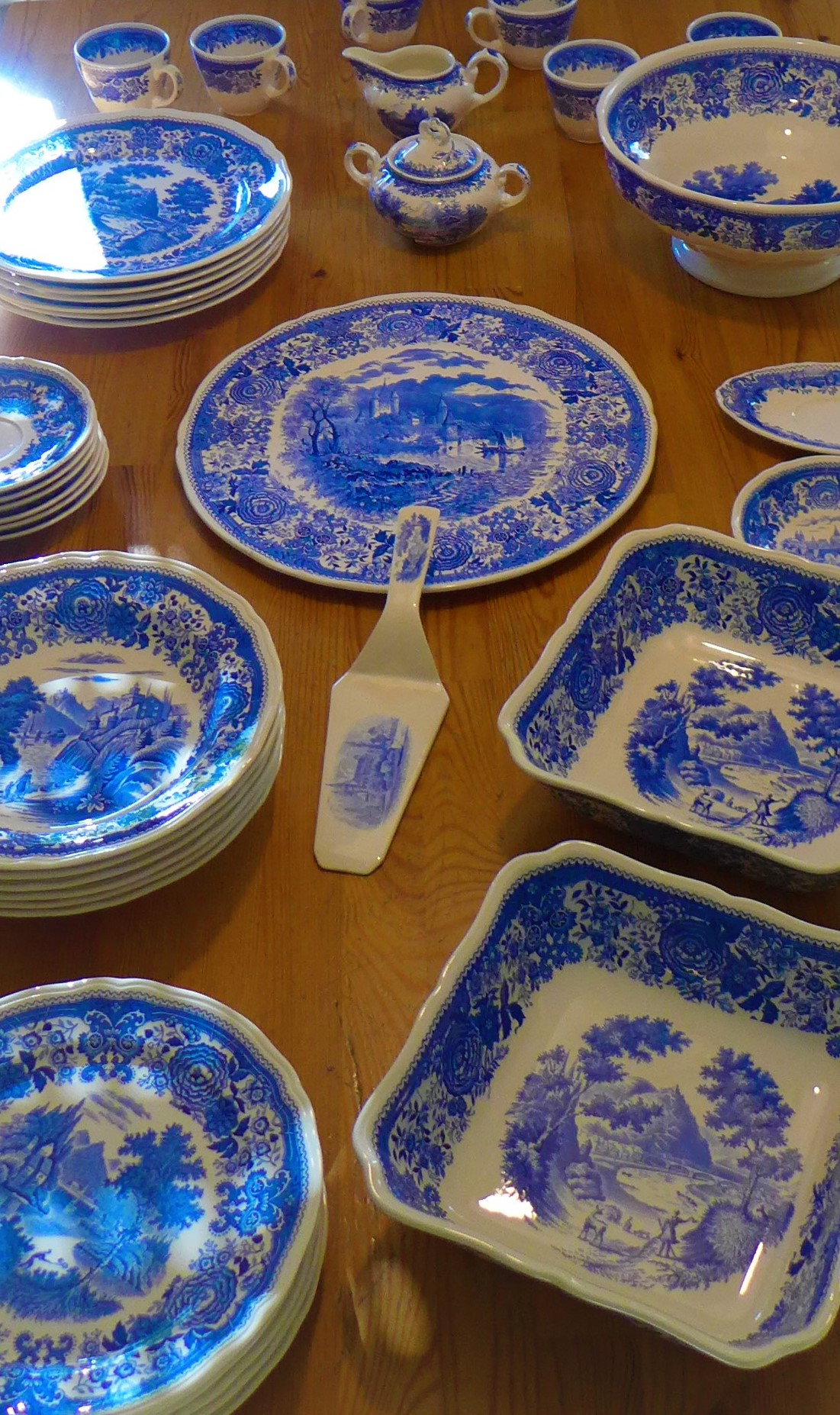
Teile der in Wallerfangen entworfenen Service-Serie „Burgenland“ (hier blaue Variante) von Philipp Müller

Zu Beginn des 19. Jahrhunderts lebten in den Städten an der Saar etwa 100 bis 250 Einwohner pro Quadratkilometer. Im Saar-Nahe-Bergland betrug die Bevölkerungsdichte etwa 25 bis 50 E/km². Im Saarkohlenwald und im Schwarzwälder Hochwald lagen die Werte bei 10 bis 25 E/km². Die höchsten Werte im ländlichen Raum erreichte der Saargau und der Bliesgau mit 50 bis 75 E/km². Trotz des Eisenhüttengewerbes im Hunsrück und im Saartal und des Glasmanufakturwesens im Warndt und im Saarkohlenwald war das Saarland zu dieser Zeit noch weitgehend bäuerlich geprägt.
Mit dem Beginn des 19. Jahrhunderts begann sich die saarländische Keramik- und Glasindustrie in Mettlach, Merzig, Wallerfangen und Wadgassen (Villeroy & Boch), der saarländische Steinkohlebergbau sowie die Eisen- und Stahlindustrie zu einem bedeutenden Wirtschaftsfaktor innerhalb des Deutschen Bundes zu entwickeln.
Das Land an der Saar – zusammen mit Teilen Lothringens und des Elsasses – gehörte über vier Jahrhunderte zu den wichtigsten Gebieten der Glasherstellung in Europa. Die erste größere saarländische Glashütte stand seit 1616 in Ludweiler. Bereits um 1680 betrieb die Abtei Wadgassen eine eigene Glasmanufaktur. Für den Warndt sind 23 Glashüttenstandorte belegt. Holz und Sand für die Glashütten, klares Wasser sowie auch Farne und Heckengewächse für die Pottasche waren in diesem ausgedehnten Waldgebiet reichlich vorhanden. In der zweiten Hälfte des 19. Jahrhunderts entwickelte sich die Glasherstellung zum drittgrößten Industriezweig im Saarland. Zu Beginn des 20. Jahrhunderts zählten die Glasfabriken in Völklingen-Fenne und in Wadgassen zu den bedeutenden Glashütten Europas, die mit insgesamt über 1300 Arbeitern Glasartikeln produzierten, die in ganz Europa und nach Übersee verkauft wurden. In Wadgassen wurden Gläser geblasen, farbig überfangen, geschliffen, graviert und bemalt. Darüber hinaus wurde auch seit 1846 Pressglas in verschiedenen Farben bis hin zu Uranglas nach französischer (Bleikristall) oder böhmischer (Halbkristall ohne Bleioxyd) Art mit Ausnahme von Opalglas produziert. Ab den 1880er Jahren fertigte man ganze Speiseservice aus Pressglas mit Schliffimitationen.
Im Jahr 1763 wurde die Porzellanmanufaktur Ottweiler durch Fürst Wilhelm Heinrich von Nassau-Saarbrücken errichtet. Das dort hergestellte Porzellan zeichnete sich durch einen besonders sauberen weißen Scherben aus, zurückzuführen auf die verwendete verhältnismäßig teure „Passauer Kaolin-Erde“. Unter der Regierung seines Sohnes Ludwig von Nassau-Saarbrücken wurde der Betrieb neu organisiert. Im Rahmen von Einsparungsmaßnahmen wurden günstigere, lokale Erde verwendet, was sich in einem neuen cremefarbenen Erscheinungsbild der Produkte widerspiegelte. Im Jahr 1776 begann die Herstellung von kostengünstigerem Steingut. Mit Ausbruch der französischen Revolution und den darauffolgenden politischen und wirtschaftlichen Wirrejahren stellte im Jahr 1800 die Manufaktur endgültig ihren Betrieb ein, die Gebäude wurden verkauft. In derselben Epoche existierte auch im Herzogtum Pfalz-Zweibrücken eine Keramikproduktionsstätte, Zweibrücker Porzellan-Manufaktur.
Im Jahr 1790 wurde in Saargemünd eine erste Keramikfabrik gegründet. Versorgungsprobleme mit dem Material und die Konkurrenz durch englische und französischen Manufakturen zwangen allerdings im Jahr zur Übergabe des Unternehmens an den bayerischen Unternehmer Paul Utzschneider (1771–1844). 1830 stellte man dann die Brennöfen von Holz auf Steinkohle um, was den enormen Holzverbrauch beendete. Ab 1860 war die Produktion komplett auf den Betrieb mit Dampfmaschinen umgestellt. Im Jahr 1791 entstand in Wallerfangen eine von Nicolas Villeroy gegründete Steingutfabrik, die sich später zu den Keramischen Werken von Villeroy und Boch entwickelte. Anfangs konnte Villeroy im kleinen Wallerfangen nicht genügend Produktionsmitarbeiter finden, weshalb er die ersten Arbeiter aus der bereits bestehenden Steingutfabrik in Frauenberg bei Saargemünd mitbrachte. Die Frauenberger Arbeiter hatte man bei dessen Gründung mehrheitlich aus den Keramikmanufakturen Attert, Arlon und Septfontaines, Bubenhausen, Zweibrücken, Höchst, Kelsterbach, Gutenbrunn und Dirmstein rekrutiert. Die technische Leitung legte man in Wallerfangen zunächst in die Hände eines versierten Mitarbeiters aus Frauenberg, Jakob Heckel. Heckel war vorher in der Höchster Porzellanmanufaktur beschäftigt gewesen, die im Jahr 1796 in Konkurs gegangen war. Intensive Forschungen wurden in Wallerfangen auf dem Gebiet des Dekordruckes unternommen. Das Faiencerie-Unternehmen in Frauenberg war bereits im Jahr 1785 durch Jean Thibault mit der Genehmigung des Comtes de Vergennes gegründet worden. Die Produktionsräume lagen im ehemaligen Frauenberger Schloss, das der Graf von Vergennes mitsamt der zugehörigen Herrschaft erworben hatte. Bereits wenige Jahre später, im August 1789, kaufte sich der aus Metz stammende Nicolas Villeroy als Teilhaber mit einem Anteil von 10 % in Frauenberg ein. Schließlich entschied man sich für Wallerfangen als neuen Firmenstandort. Die Entscheidung für Wallerfangen als Produktionsstandort wurde deshalb gefällt, da man die Saar als Transportweg nutzen konnte. Die Wälder der Umgebung boten genügend Holz als Brennmaterial. Darüber hinaus bot sich der Ort an, da die nahegelegenen Steinkohlengruben des aufblühenden Saarreviers effizienten Brennstoff für die Keramiköfen liefern konnten. Bereits im Jahr 1780 erwarb Villeroy eine Förderkonzession für die Hostenbacher Grube, um Brennmaterial für die Rohbrandöfen gewinnen zu können.
Um 1815 begann man in Wallerfangen britische Gastarbeiter – einige davon aus der Porzellanstadt Stoke-on-Trent – anzuwerben. Noch Jahre später war der englische Einfluss in Wallerfangen erheblich. Nicolas Villeroy reiste in den darauf folgenden Jahren oft nach England, um sich mit den dortigen Produktionsverfahren vertraut zu machen. Die englischen Arbeiter waren besonders im Kupferdruckatelier der Firma tätig, das im Jahr 1825 eingerichtet wurde. Im Jahr 1836 verband Nicolas Villeroy sein Unternehmen mit demjenigen von Jean-François Boch zu dem späteren Weltunternehmen Villeroy & Boch. Durch die Zusammenarbeit bei der Lieferung von Rohstoffen war man im Jahr 1818 erstmals mit der im Jahr 1809 in der säkularisierten Benediktiner-Abtei St. Peter in Mettlach gegründeten Keramikmanufaktur Boch-Buschmann geschäftlich in Kontakt gekommen. Die Geschäftsbeziehungen wurden fortan intensiviert, sodass es am 14. April 1836 in der Fremersdorfer Saarmühle vertraglich zur Fusion der Unternehmen in Wallerfangen und Mettlach kam. Damit war das Unternehmen Villeroy & Boch aus der Taufe gehoben. Hintergrund der Fusion war die Hoffnung, so besser gegen die englischen Keramikimporte auf den europäischen Kontinent gewappnet zu sein.
Seit Mitte des 18. Jahrhunderts hatte sich die Firma Adt von kleinster manueller Fertigung in ihren Werken in Ensheim und Forbach zum Weltmarktführer für Papierlackwarenprodukte entwickelt.

### Bergbau und Erzverhüttung

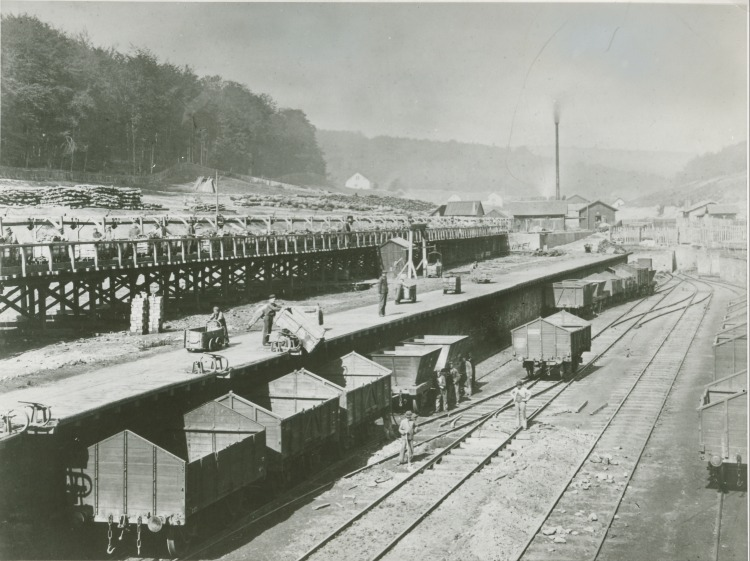
Grube Von der Heydt (Saarbrücken), Eisenbahnhalde, 1865

Der Bergbau an der Saar hatte seit der keltischen Zeit stattgefunden. Belegt ist er seit dem 8./7. Jahrhundert v. Chr. durch einen geschnitzten Kännelkohlen-Fund im Frauengrab von Rubenheim. Diese Kohle stammt nachweislich aus Neunkirchen-Heinitz (Flöz Tauentzien) und war anstehend abgebaut worden. Diese „Heinitzer Keltengrube“ gilt als der bislang älteste Nachweis für den Steinkohlenabbau in Deutschland. Auch in römischer Zeit wurde an der Saar oberflächennaher Kohlenabbau betrieben. Als Beleg dafür kann ein Grab aus dem 3. Jahrhundert n. Chr. aus Roden mit Schmuck aus Heinitzer Kännelkohle herangezogen werden.
Schriftlich ist der Abbau von Steinkohle erst seit dem späten Mittelalter belegt. Oberflächennahe Schürfbetriebe waren an anstehenden Flözen im Sulzbachtal des Saarkohlenwaldes, um Neunkirchen und im Gebiet von Ensdorf, Griesborn und Schwalbach tätig. Im Jahr 1371 gewährte Kaiser Karl IV. dem Grafen Johann von Nassau-Saarbrücken das Bergbaurecht. Im „Schöffenweistum von Neumünster“ aus dem Jahr 1429 wird die Kohlegewinnung und -nutzung bei Ottweiler behandelt. Die Bergordnung des Saarbrücker Grafen Philipp III. von Nassau-Saarbrücken aus dem Jahr 1586 regelte Fördermengen, Abbau und Verladung von Steinkohle. Aus der gleichen Zeit ist eine Zunftordnung der Kohlengräber der Dörfer Dudweiler und Sulzbach überliefert. Hauptverschiffungsort der saarländischen Steinkohle war zu dieser Zeit die St. Johanner Kohlenwaage (Kohlrech/Kohlwaag), die für 1608 zum ersten Mal urkundlich erwähnt wurde. Dieser Abbau erfolgte aber jahrhundertelang nur oberflächennah und in kleinem Umfang. Unter Fürst Wilhelm Heinrich von Nassau-Saarbrücken (1718–1768) änderte sich das. Er ließ sämtliche Gruben seines Herrschaftsbereiches ab 1750/51 verstaatlichen und es begann ein planmäßiger Steinkohlenbergbau mit Wasserableitungen, planmäßigem Markscheidewesen und ersten staatlichen Sozialmaßnahmen für Bergleute („Bruderbüchse“).
Mit der Annexion des Saarlandes an das revolutionäre Frankreich gingen sämtliche fürstliche Grubenanlagen in französischen Besitz über. Unter Kaiser Napoleon I. gründete Frankreich in Geislautern eine kaiserliche Bergakademie, die von Jean Baptiste Duhamel geleitet wurde. Unter der Leitung von Jean-Baptiste Duhamel wurde in Geislautern im Jahre 1810 der „Saarkohlenatlas“ (Duhamel-Atlas) als Ergebnis einer systematischen geodätischen Bodenerkundung herausgebracht. Der Atlas gilt heute noch als kartographisches Standardwerk der Markscheidewissenschaft. Duhamel zu Ehren wurde später der Duhamel-Schacht des Bergwerkes Ensdorf nach ihm benannt. Die meisten Saar-Gruben befanden sich seit dem Wiener Kongress im Besitz der beiden Staaten Preußen und Bayern. Der Bau neuer Schächte auf der Grube Hostenbach unter Zuhilfenahme einer Dampfmaschine bedeutete den Beginn der Steinkohlen-Tiefbau-Förderung im Saarland. Die Kohlenförderung wurde zur Schlüsselindustrie an der Saar. Größter Abnehmer der Kohlenförderung war die saarländische Eisenindustrie. Im Jahr 1832 wurde der etwa elf Kilometer lange Saarstollen bei St. Johann angehauen, der die Gruben des Sulzbachtales entwässern sollte und auch sämtliche Steinkohlenfördermengen des Saarkohlenwaldes zur Saar hin aufnehmen sollte. Zuständig für die Kohlenförderung war das Berliner Finanzministerium, das das Land an der Saar als wohlfeile Einnahmequelle für den Fiskus betrachtete und darauf bedacht war, die Investitionssummen vor Ort möglichst gering zu halten.
In den Jahren 1848/49 wurde die Bahnstrecke Ludwigshafen-Homburg-Bexbach (Ludwigsbahn) fertiggestellt, die 1867 mit St. Ingbert verbunden wurde. Mit dem Bau des Bahnhofs in St. Johann in den Jahren 1850–1852 und dem damit erreichten Anschluss an das deutsche und französische Eisenbahnnetz wurde ein umfangreiches Wirtschaftswachstum eingeleitet. Über Forbach war nun Paris mit dem Saarland eisenbahntechnisch verbunden. Im Jahr 1860 eröffneten die Bahnstrecken von Saarbrücken nach Trier (Saarstrecke) und Luxemburg. Die im selben Jahr in Betrieb genommene Linie von Neunkirchen über Kreuznach nach Bingerbrück eröffnete den Zugang zum Rhein. Im Jahr 1870 war der Abschnitt Saarbrücken–Saargemünd–Straßburg vollendet.
Im Jahr 1856 wurde das Eisenhüttenwerk Burbach in Betrieb genommen. Es entwickelte sich innerhalb weniger Jahre zum größten Unternehmen im gesamten Umland. Mit der Eröffnung der Kreissparkasse Saarbrücken im Jahr 1858 entstand das erste große Geldinstitut an der Saar. Bis heute ist sie die größte saarländische Sparkasse. Im Jahr 1863 wurde die Handelskammer in Saarbrücken gegründet, die als Industrie- und Handelskammer des Saarlandes bis heute fortbesteht. Durch die Fertigstellung des Saar-Kohlen-Kanal im Jahr 1866 erhielt Saarbrücken über den Rhein-Marne-Kanal den Anschluss an das französische Wasserstraßennetz und – neben der natürlichen Saar-Mosel-Route – darüber hinaus einen zweiten Wasserstraßenzugang zum Rhein. In den beiden Saarhäfen Luisenthal und dem Hafen zwischen Malstatt und St. Johann wurden nun pro Jahr zwischen 500.000 und 650.000 Tonnen Kohlen auf den Saar-Kohlen-Kanal zur Verschiffung gebracht. Hatte die Kohlenförderung an der Saar im Jahr 1773 noch 21.000 Tonnen betragen, so waren es 1872 schon 4.222.000, im Jahr 1910 wurden 10.982.000 Tonnen abgebaut. (Die größte Fördermenge wurde im Jahr 1957 mit 16.290.000 Tonnen erreicht. Damals waren annähernd 65.000 Mitarbeiter bei den Saargruben beschäftigt.)
In den 1860er Jahren versuchte die französische Regierung vergeblich das lukrative Saarkohlebecken durch Kauf zurückzugewinnen und so die Grenzen von 1814 wiederherzustellen. Im Jahr 1873 begann auf der Völklinger Hütte die Eisen- und Stahlerzeugung. Im Jahr 1890 waren die „Röchling’schen Eisen- und Stahlwerke“ der größte Stahlträgerhersteller innerhalb des Deutschen Reiches. Eine weitere wichtige Unternehmerfamilie an der Saar war die Dynastie Stumm, die mit ihrem Hauptvertreter Carl Ferdinand von Stumm-Halberg zu den bedeutenden Industriellendynastien der Montanindustrie Südwestdeutschlands zählte. In fünf Generationen waren in der Zeit der Proto-Industrialisierung im 18. Jahrhundert, in der Zeit der industriellen Revolution und der Hochindustrialisierung im 19. Jahrhundert von dem Unternehmen Gebrüder Stumm mehr als zwanzig Eisenhämmer und Eisenhütten betrieben oder errichtet worden.
Im Jahr 1909 gelang nach komplizierten Verhandlungen der Zusammenschluss der bis dahin eigenständigen Stadtgemeinden Malstatt-Burbach, St. Johann an der Saar und (Alt-)Saarbrücken zur Großstadt Saarbrücken. Den mit Abstand größten Bevölkerungszuwachs verzeichnete die Hüttenstadt Malstatt-Burbach. In Dörfern wie Dillingen oder Neunkirchen stieg die Einwohnerzahl von wenigen Hunderten zu Beginn des 19. Jahrhunderts in den fünfstelligen Bereich; nach 1900 lebten in Dillingen rund 10.000, in Neunkirchen 35.000 und Malstatt-Burbach mehr als 38.000 Einwohner. Um das Jahr 1900 zog sich ein nahezu geschlossenes Bebauungsband zwischen Dillingen/Beckingen bis Saarbrücken mit Werten von 400 bis 800 E/km² und im Raum von Saarbrücken bis Wiebelskirchen lagen Werte von 800 bis 1200 E/km² vor. Zwischen den Jahren 1810 und 1961 verbuchten die industriellen Zonen an der Saar einen Bevölkerungszuwachs von über 2000 %.
Während sich die Industriebetriebe an der Saar in der ersten Hälfte des 19. Jahrhunderts für den Take-off profiliert hatten, so entwickelte sich das Montanrevier nach der Jahrhundertmitte neben dem Ruhrgebiet und Oberschlesien zu einem der führenden Industriestandorte. Die Saar erreichte hinsichtlich der deutschen Steinkohle- und Stahlproduktion Marktanteile von bis zu 20 %. Als die eigentliche saarländische Industrialisierungsphase können die Jahre 1850 bis 1874 bezeichnet werden, da in diesem Zeitraum das Produktions- und Beschäftigungswachstum wesentlich höher ausfiel als in den vorangehenden und folgenden Jahrzehnten. Bis zum Ende des Gründerbooms in den 1870er Jahren nach der Reichsgründung behauptete sich das Saarrevier als deutsche Führungsregion, wobei nach wie vor die Steinkohlenförderung den wichtigsten Standortvorteil ausmachte. Ohne Kohle hätte es im 20. Jahrhundert nicht das heutige Saarland und seine Geschichte gegeben. In den Jahren von der Reichsgründung 1870/71 bis zum Beginn des Ersten Weltkrieges 1914 wuchs der preußische Bergbau an der Saar kontinuierlich aufgrund der Absatzsteigerung der Kohle und seiner Marktführerschaft im Südwesten des Deutschen Reiches. Alle wichtigen Wirtschaftszweige fußten auf Kohle und Koks oder waren erst durch das Wachstum dieser Branche entstanden. Weiterhin prägte der Kohlebergbau die Entwicklung des Arbeitsmarktes. Arbeiteten im Jahr 1850 etwa 10.000 Beschäftigte im Steinkohlebergbau, so wuchs die Zahl für die gesamte Region, einschließlich der angrenzenden lothringischen Gruben, auf nahezu 80.000 an. Davon arbeiteten mehr als 50.000 in den preußischen Staatsgruben. Insgesamt entwickelte sich in den nächsten Jahrzehnten die Produktion im Bergbau jedoch langsamer als die Zahl der Beschäftigten. Behindert wurde die ökonomische Entwicklung, abgesehen von der Konkurrenz der privatwirtschaftlich geführten lothringischen Gruben, weiterhin durch die Eigentumsstruktur: Die preußische Finanzverwaltung legte für die Saarkohle einen höheren Preis fest, sodass ihr Preisniveau deutlich über dem der Ruhrkohle lag. Zudem fiel im Jahr 1863 der günstigere Einkaufspreis für die Saarindustrie weg. Die leitenden Direktoren waren hinsichtlich der Direktiven aus Berlin weisungsgebunden und mussten sich mit unflexiblen Behörden auseinandersetzen.
Bis zum ausgehenden 19. Jahrhundert war die Saar-Region kaum mit anderen Regionen wirtschaftlich verflochten, was vor allem auf den staatlichen Unternehmensbesitz im Kohlebergbau und die großen Familienunternehmen – nicht nur in der Eisenindustrie – zurückzuführen ist. Lange bildete das lokal agierende Unternehmertum einen weiteren bedeutenden Standortvorteil. Es verfügte über ausreichend Privatkapital, optimale Handelsbeziehungen, investierte gezielt in seine Betriebe, stattete die Produktionsanlage optimal aus und prägte so die saarländische Industrielandschaft. Unternehmerische Vernetzungen entstanden durch die Beteiligung von Kapitaleignern aus dem familiären oder persönlichen Umfeld. Häufige Absprachen, Kartelle und Verkaufsgemeinschaften steigerten die eigenen Gewinne. Ab 1900 veränderten sich jedoch diese traditionellen Markt- und Eigentumsstrukturen und die Region wurde in die immer stärker werdenden Verflechtungen westdeutscher und westeuropäischer Bergbaureviere integriert.

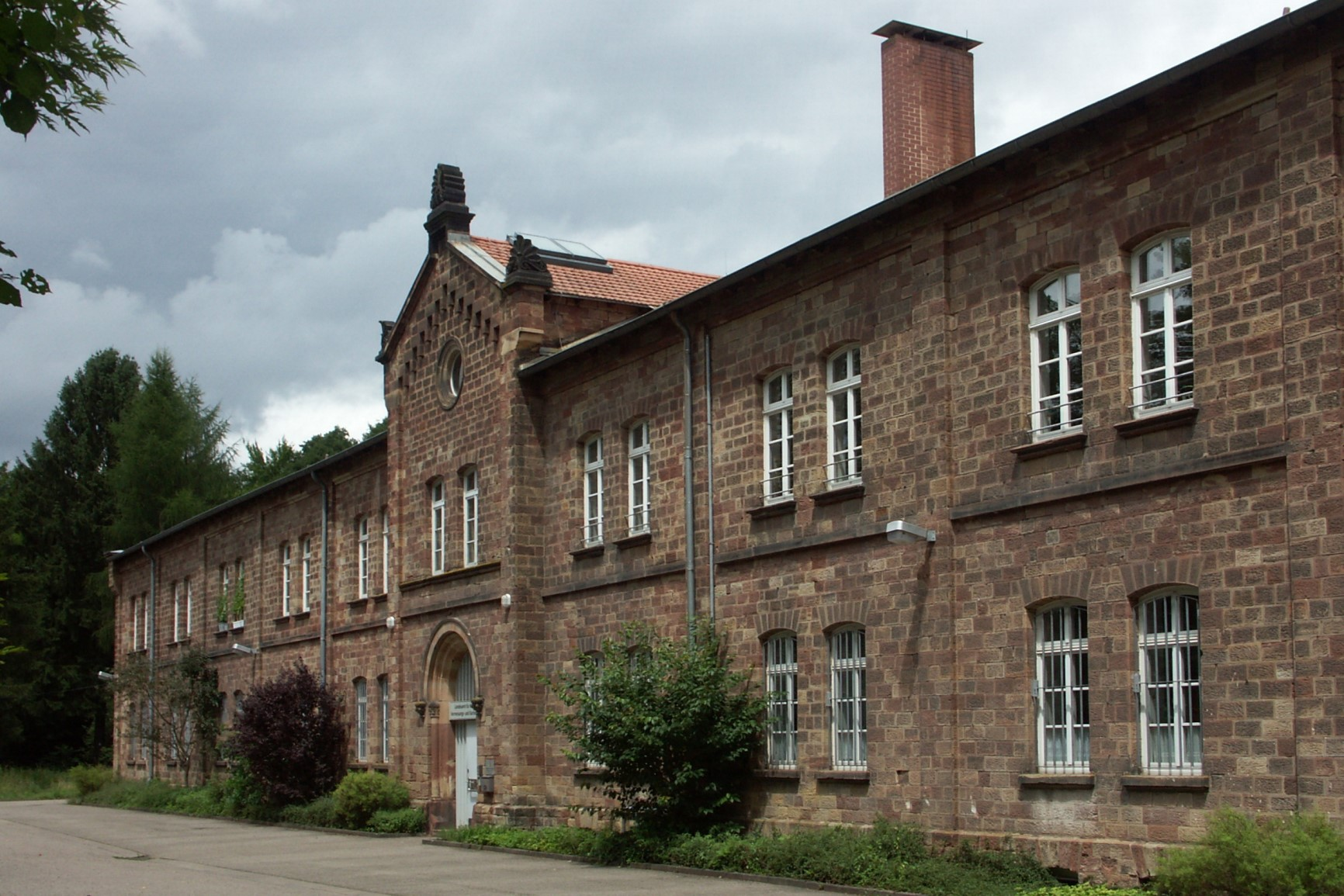
Ehemaliges Schlafhaus der Grube Von der Heydt

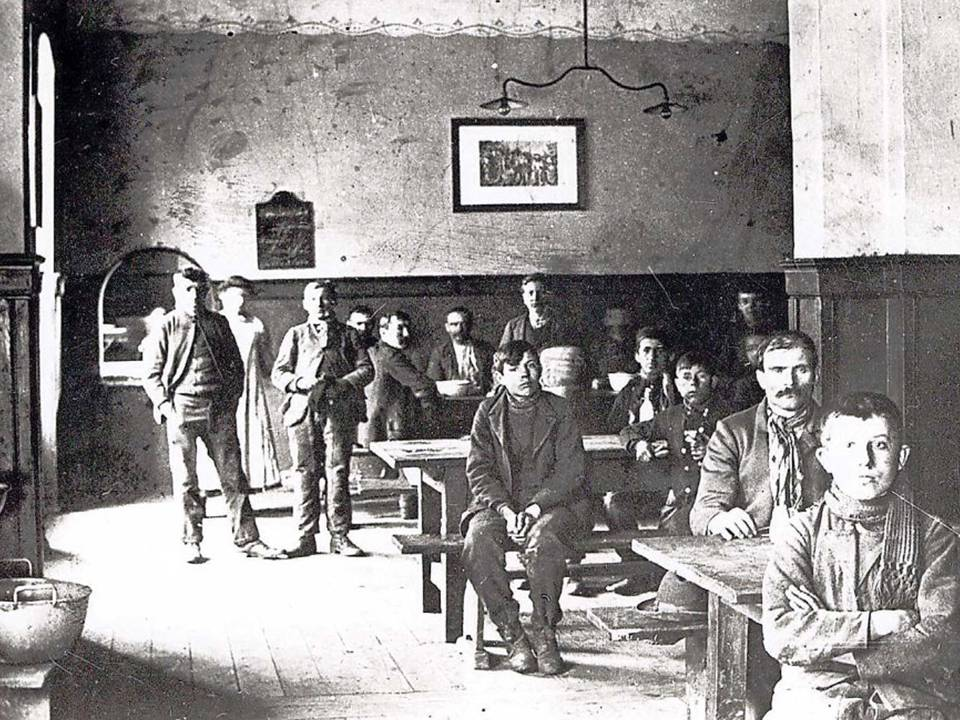
Speisesaal des Schlafhauses der Grube Von der Heydt (1905)

Zusätzlicher Standortvorteil der saarländischen Industrielandschaft war eine qualifizierte Stammarbeiterschaft mit hoher Leistungsbereitschaft. Die Arbeiter kamen aus der Region, besonders aus dem nördlichen Saarland. Nach ersten Provisorien wurden sie zunächst in Schlafhäusern untergebracht, wo sie unter der Woche die Nacht verbrachten. Im Jahr 1910 waren es 39 Häuser mit knapp 5.000 Bewohnern. Für die zwischen Grube und Heimatort pendelnden Bergarbeiter bürgerten sich die Begriffe „Saargänger“, „Ranzenmänner“ oder „Hartfüßler“ ein. Um diese lästigen Wanderungen zwischen Wohn- und Arbeitsort zu vermeiden, versuchte man ab den 1840er Jahren, die Arbeiter vor Ort anzusiedeln. Dabei wurde das System der Prämienhäuser von Leopold Sello, von 1816 bis 1857 Präsident der Königlich-Preußischen Bergwerksdirektion in Saarbrücken, eingeführt, um den Bergarbeitern der saarländischen Gruben unter preußischer Verwaltung Wohnraum in der Nähe des Arbeitsplatzes zu ermöglichen. Die Bergleute konnten sich den Bau eines eigenen Hauses nur deshalb leisten, weil sie von ihrem Arbeitgeber durch eine Prämie (Zuschuss, verbilligtes Darlehen) gefördert wurden. Ab 1870 spielte das Prämienhaus in der Politik der Grubenverwaltung eine geringere Rolle, da verbesserte Verkehrsmöglichkeiten das Pendeln der Bergleute ermöglichten. Zahlreiche Arbeiter lebten aber weiterhin auf ihrem ererbten Kleinstbauernhof und bewirtschafteten diesen zusammen mit der eigenen Familie. Zusätzlich finanzierte der Staat Lazarette für verletzte Bergleute, Berufsschulen, Konsum- und Sparvereine sowie das Knappschaftswesen.
Die Industrialisierung brachte dem Gebiet der mittleren Saar ein enormes Bevölkerungswachstum: Wohnten hier um 1800 erst etwa 117.000 Menschen, so waren es um die Jahrhundertmitte bereits 250.000 und um das Jahr 1900 etwa 700.000. Durch die staatliche Durchsetzung der allgemeinen Schulpflicht gelang es im 19. Jahrhundert, die Analphabetenquote auf vier Prozent zu drücken. Der Anteil von Jugendlichen, die die wenigen Gymnasien an der Saar (Saarbrücken, Saarlouis, St. Wendel, Neunkirchen seit 1900, Dillingen seit 1907) besuchten, war recht gering. Mädchen konnten im Saarland erstmals in den 1920er Jahren das Abitur ablegen. In das öffentliche Kulturleben an der Saar investierten die drei Monarchien Preußen, Bayern und Oldenburg – außer in Militärkapellen – keine relevanten Summen, sodass die Bürger mit Konzerten und Theateraufführungen selbst initiativ werden mussten. Der im Jahr 1839 gegründete „Historisch-antiquarische Verein für die Städte Saarbrücken und St. Johann und deren Umgebung“ baute eine Sammlung aus keltischen und gallorömischen Funden auf. Im Jahr 1881 wurde der Geschichtsverein im Zeichen des neu erstarkten national orientierten Geschichtsbewusstseins unter dem Namen „Historischer Verein für die Saargegend“ neu formiert. Parallel zum Zerfall der Ständegesellschaft engagierten sich jetzt aufgeschlossene, interessierte Bürger in den unterschiedlichsten Vereinen – besonders beliebt waren gleichfalls Turn- und Gesangsvereine – und brachten so neben Bürgerstolz wachsendes Gemeinschaftsgefühl zum Ausdruck.

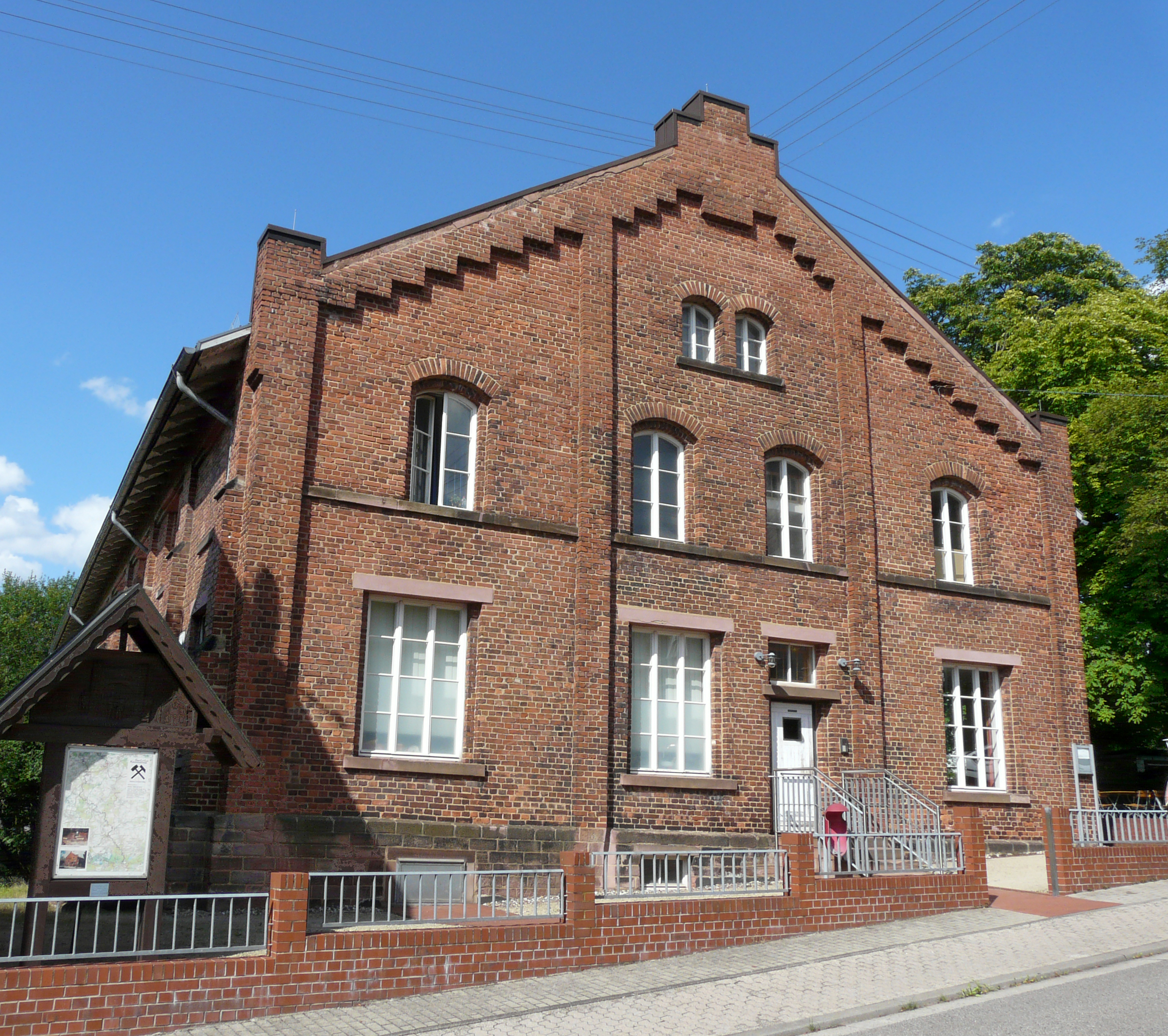
Rechtsschutzsaal in Bildstock; Das Gebäude gilt als ältestes deutsches Gewerkschaftshaus

Die besondere regionale Konstellation obrigkeitsstaatlicher und unternehmerisch-paternalistischer Aufsicht im 19. und frühen 20. Jahrhundert verzögerte – im Vergleich zu anderen Regionen des Deutschen Reiches – an der Saar die Entstehung einer Arbeiterbewegung und ihre politische, gewerkschaftliche, soziale und kulturelle Weiterentwicklung. Anfänge einer politischen Arbeiterbewegung zeigten sich im Saarrevier erst ab etwa 1870. Sie war konfrontiert mit den zwar in vielfacher Hinsicht widerstreitenden, gegenüber der sozialistischen Arbeiterbewegung jedoch meist kongruenten Intentionen der patriarchalischen Unternehmerschaft, der Regierungen sowie der christlichen Kirchen. Als SPD-Agitatoren begannen, politische Bergarbeiterversammlungen an Grubenstandorten und Wohnorten im Saarrevier abzuhalten, wurde Carl Ferdinand Stumm mit seinem patriarchalischen Regime der politischen, wirtschaftlichen und sozialen Kontrolle ihr entschiedenster Kontrahent. Auf seine Initiative hin beschloss im Jahr 1877 die Mehrheit der Saar-Unternehmer das sogenannte „Sozialistengesetz der Saarindustrie“. In privatökonomischer Prävention auf das Bismarcksche Sozialistengesetz von 1878 im Reich sah es vor, sozialdemokratische oder der Sozialdemokratie verdächtige Arbeiter umgehend zu entlassen und auch in sonstigen Betrieben an der Saar nicht mehr einzustellen. Indem man Druck auf die jeweiligen privaten Vermieter ausübte, sollte das auch den Wohnungsverlust und damit die Pauperisierung zur Folge haben oder gar den Exodus von Sozialdemokraten aus der Region erzwingen. Parallel dazu wurden sozialdemokratische Redner durch Hausdurchsuchungen und Versammlungsverbote massiv eingeschränkt, von der Polizei in Haft gesetzt und als Rädelsführer zu hohen Gefängnisstrafen verurteilt. Die Sozialdemokratie an der Saar wurde so schnell in die Illegalität getrieben und behalf sich mit der Gründung von Tarnorganisationen. Die ersten Ortsvereine von Gewerkschaften an der Saar entstanden ebenfalls in den 1870er Jahren. An den Gruben und Eisenhütten konnte sich in dieser Zeit wegen der repressiven Verhältnisse an der Saar noch keine Gewerkschaftsgruppe etablieren. Dies erfolgte erst während einer intensiver Phase immer wieder aufflammener Streikaktionen der Saarbergleute in den Jahren von 1889 bis 1893. Gestreikt wurde sowohl im preußischen als auch im bayerischen Staatsbergbau gegen die harten Arbeitsbedingungen und die als unzureichend empfundene Lohnhöhe. Der „Rechtsschutzverein“ in Bildstock (Friedrichsthal) und der dortige Bau des Rechtsschutzsaales, eines der ersten Gewerkschaftsgebäude in Deutschland, verdeutlichen die erste Gründung einer regionalen freigewerkschaftlichen Organisation an der Saar. Im Rahmen der Einweihungsfeierlichkeiten des Rechtsschutzsaales 1892 hielt August Bebel eine Rede in Bildstock, im Folgejahr 1893 fand in dem Gebäude die einzige SPD-Wahlkampfveranstaltung im Saarrevier zur Reichstagswahl 1893 statt, auf der Wilhelm Liebknecht sprach. Als die Mitglieder des Bildstocker Rechtsschutzvereins (1890–1893) sich über das preußische Gebiet hinaus auch im bayerischen St. Ingbert sowie im lothringischen Forbach etablieren wollten, zerschlugen in einer konzertierten Aktion die staatlichen Stellen Preußens, Bayerns und des Reichslandes Elsaß-Lothringen diese grenzüberschreitenden Bemühungen sehr rasch.

## Deutsches Reich

Die Regenten auf dem Gebiet des Saarlandes zur Zeit der Deutschen Reichsgründung
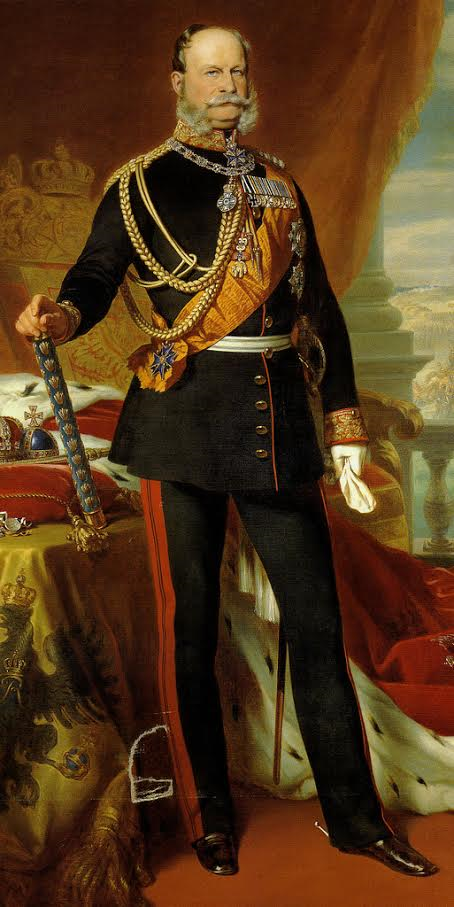
Wilhelm I., König von Preußen (1861–1888), Deutscher Kaiser (1871–1888)
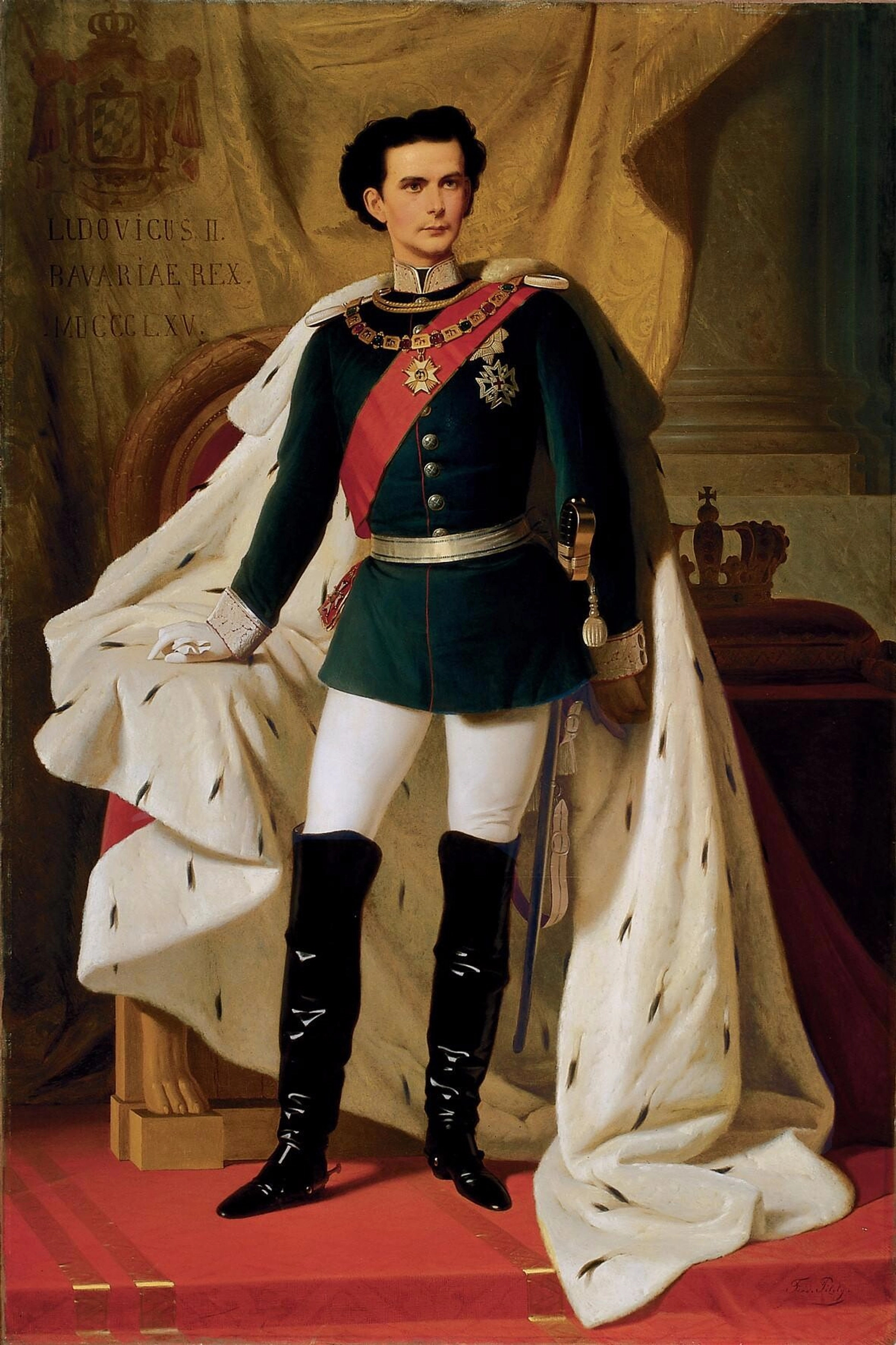
Ludwig II., König von Bayern (1845–1886)
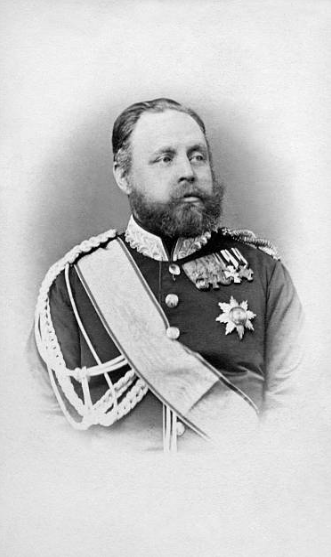
Peter II., Großherzog von Oldenburg, Regent des Fürstentums Birkenfeld (1853 bis 1900)

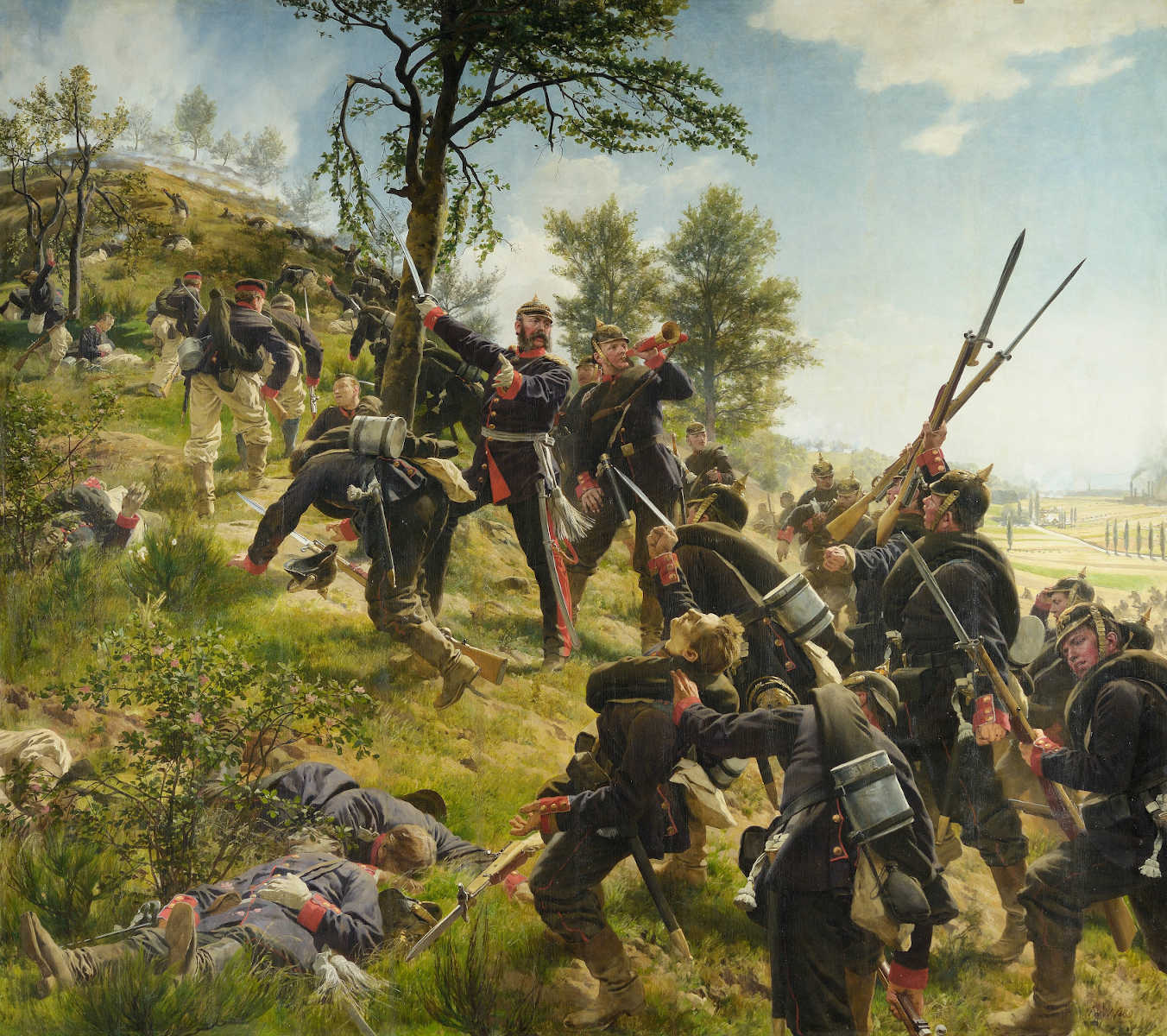
Anton von Werner: Sturm auf den Spicherer Berg, Darstellung der Erstürmung der Spicherer Höhen bei Saarbrücken am 6. August 1870, Saarbrücker Rathauszyklus, Historisches Museum Saar

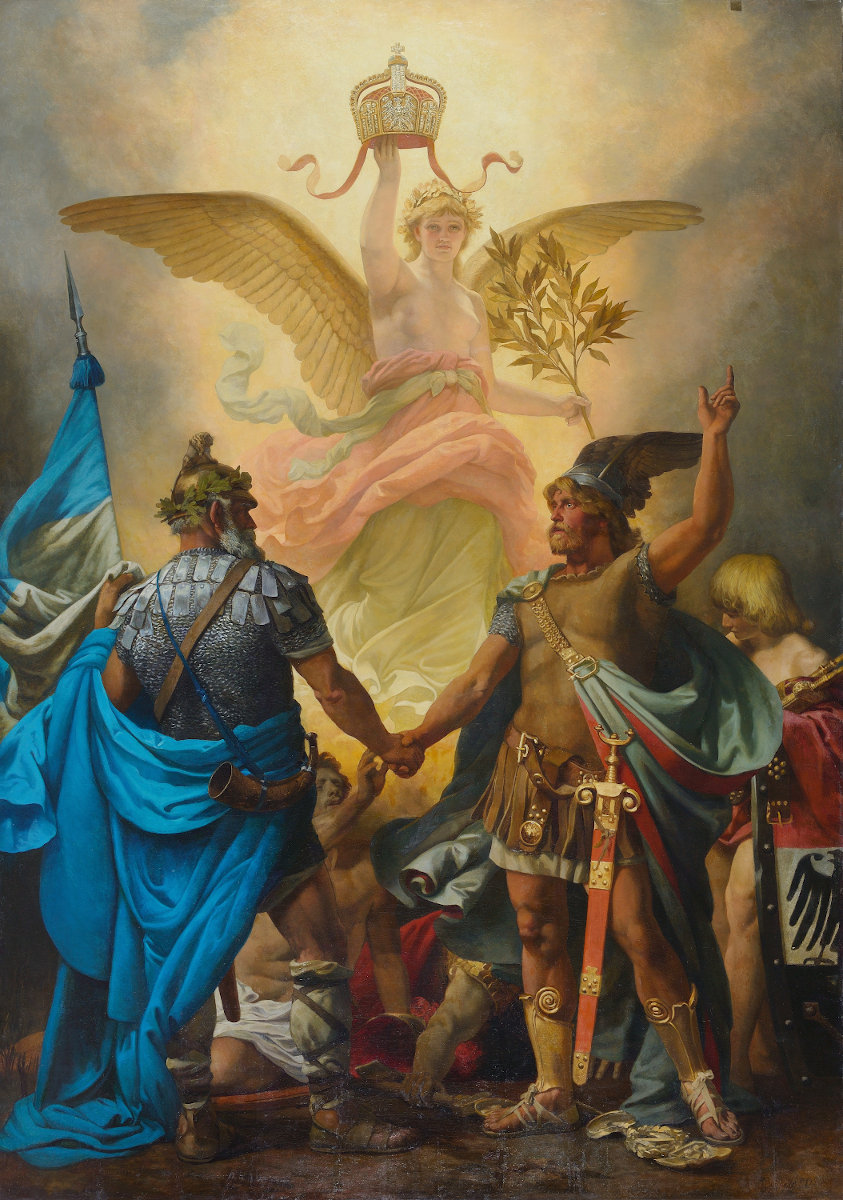
Anton von Werner: Victoria – Die Vereinigung von Nord- und Süddeutschland 1871; Allegorische Darstellung der Vereinigung der süddeutschen Staaten mit dem Norddeutschen Bund durch die Deutsche Reichsgründung, hier dargestellt durch Handschlag und Schwur eines sterbenden Kämpfers sowie eines bajuwarischen und eines borussischen Kriegers in antikisierendem Aufzug über einem gestürzten Feldherrn mit zerbrochenem napoleonischen Feldzeichen, darüber die Siegesgöttin mit heraldischer Krone des Deutschen Reiches (1871) und goldenem Siegeslorbeer; Die allegorische Konstellation nimmt Bezug auf den deutschen Sieg über Napoleon III. am preußisch-bayerisch-französischen Drei-Länder-Eck bei Saarbrücken und verbindet diesen gedanklich mit der antiken Varusschlacht, Saarbrücker Rathauszyklus, 1880, Historisches Museum Saar

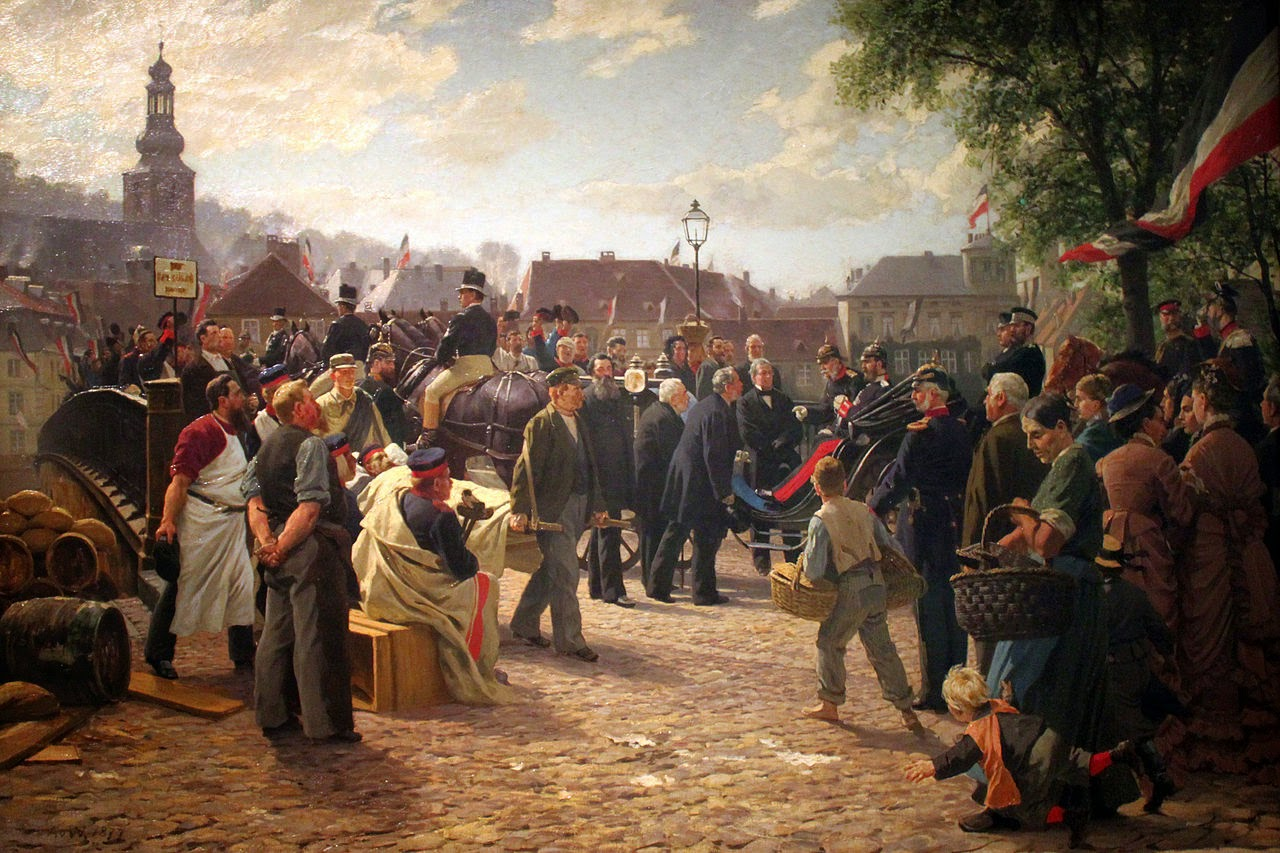
Anton von Werner, Farbskizze zum Saarbrücker Rathauszyklus „Ankunft König Wilhelms I. in Saarbrücken am 9. August 1870“, Deutsches Historisches Museum, Berlin

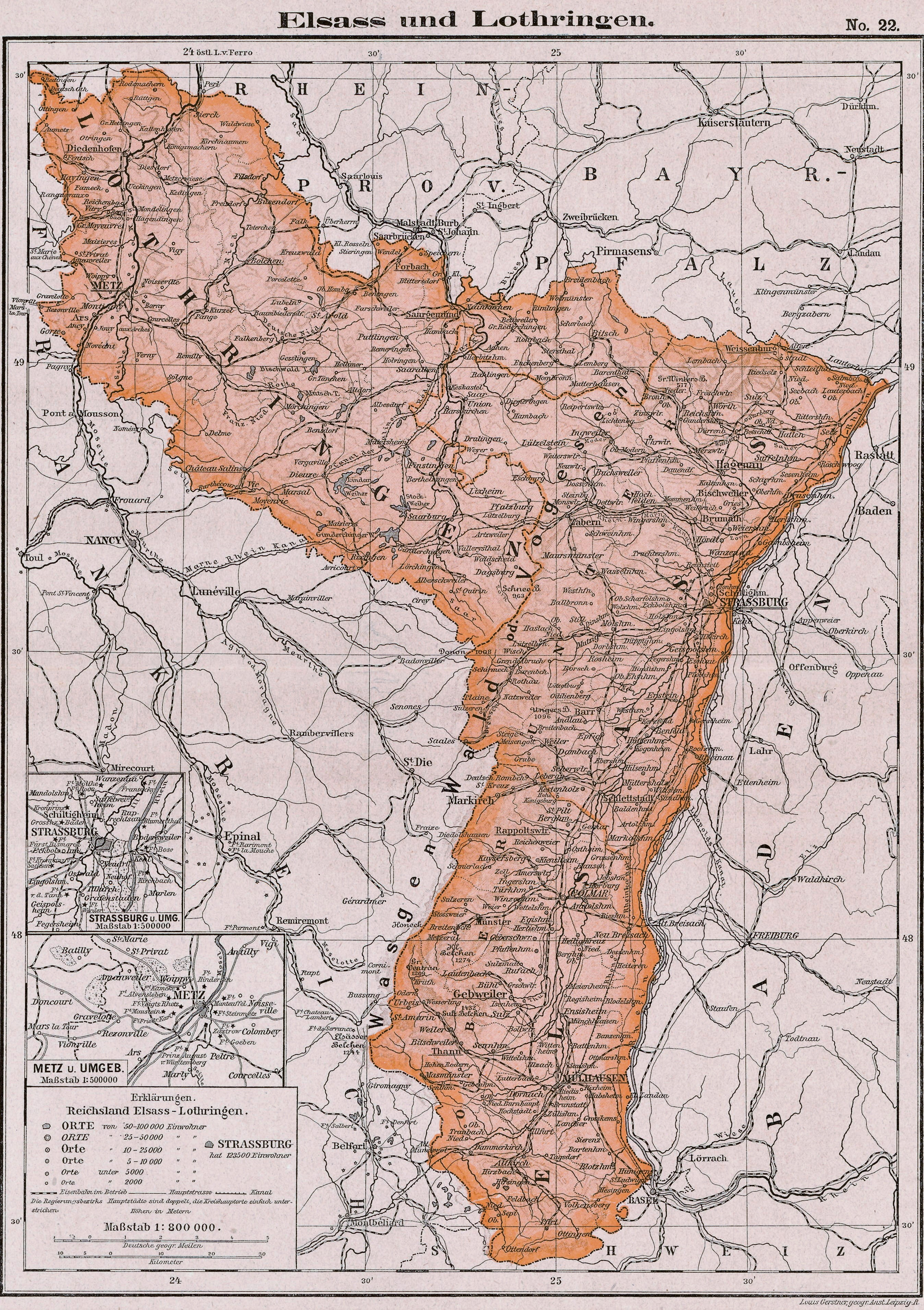
Die Verschiebung der Westgrenze durch den Frankfurter Friedensvertrag von 1871

Zu Beginn des Deutsch-Französischen Krieges fand im August 1870 unmittelbar an der Stadtgrenze Saarbrückens die für beide Seiten mit großen Verlusten verbundene Schlacht bei Spichern statt. Nach der Kriegserklärung des französischen Kaisers Napoleon III. gegen Preußen am 19. Juli 1870 hatten sich die preußischen Truppen zunächst aus Saarbrücken zurückgezogen, so dass die französische Armee am 2. August Saarbrücken einnehmen konnte. Die Franzosen errichteten auf den Spicherer Höhen (auf französischem Gebiet) umfangreiche und geschickte Grenzbefestigungen. Dennoch gingen am 6. August 1870 die deutschen Truppen zum Angriff über und konnten nach schweren Verlusten (auf deutscher Seite fielen fast dreimal so viele Soldaten wie auf französischer) die Höhen erobern. Die Schlacht wurde von den Deutschen mit großem propagandistischem Aufwand gefeiert, obwohl sie für den Ausgang des gesamten Krieges nicht von alles entscheidender Bedeutung war. Im Rathaus von Saarbrücken, dem heutigen Alten Rathaus, wurde mit dem Saarbrücker Rathauszyklus Anton von Werners in Erinnerung an die Kriegsereignisse eine patriotische Gedenkstätte eingerichtet. Des Weiteren wurde das Winterbergdenkmal errichtet. Die Schlacht von Spichern avancierte im Kaiserreich in der patriotischen Sicht der Bevölkerung an der Saar zum fundamentalen saarländischen Beitrag auf dem Weg hin zur Gründung des Deutschen Reiches. Während die Reichseinigung und die Angliederung großer Teile Lothringens und des Elsass an Deutschland an der mittleren Saar für Zustimmung sorgten, blieb die Reaktion jenseits der bisherigen Grenze verhalten bis ablehnend. Die Bewohner des neugegründeten Reichslandes Elsaß-Lothringen, erhielten nach den Bestimmungen des Friedensvertrages von Frankfurt die elsass-lothringische Staatsangehörigkeit, hatten aber die Möglichkeit, sich bis zum 1. Oktober 1872 für die Beibehaltung der französischen Staatsbürgerschaft zu entscheiden. Ursprünglich war vorgesehen, dass diejenigen, die sich für die französische Staatsbürgerschaft entschieden (sogenannte Optanten), ihre Heimat zu verlassen hätten. Sie durften dabei ihr Eigentum mitnehmen bzw. frei veräußern. Insgesamt hatten 160.878 Einwohner des neuen Reichslandes, das heißt etwa 10,4 % der Gesamtbevölkerung, für die französische Staatsbürgerschaft optiert und verließen ihre angestammte Heimat oft nach Innerfrankreich. Der Anteil der Optanten war besonders hoch im Oberelsass, wo 93.109 Personen (20,3 %) erklärten, die französische Staatsbürgerschaft behalten zu wollen, und deutlich geringer im Unterelsass (6,5 %) und in Lothringen (5,8 %). Nach der Bevölkerungszählung des Jahres 1872 hatte die lothringische Nachbarstadt Metz nur noch etwa 33.000 Einwohner, nachdem circa 15.000 Metzer infolge der Annexion ausgewandert waren. Metz übertraf also mit 31,75 % Auswanderern bei weitem die übrigen Gebiete.
Nach dem Deutsch-Französischen Krieg von 1870/71 und der Schlacht bei Spichern vor den Toren Saarbrückens führte die Gründung des Deutschen Reiches und die Angliederung des Reichslandes Elsaß-Lothringens im Frieden von Frankfurt zur Bildung eines großen gemeinsamen Wirtschaftsraumes bis zur neuen französischen Grenze. Der Gründerkrach nach dem Börsenkrach des Jahres 1873, wobei im Speziellen der Einbruch der Finanzmärkte gemeint ist, ließ die Roheisenpreise an der Saar sinken und es kam zu Absatzschwierigkeiten im Bergbau bis etwa 1880. Reaktion auf diese Krise war die zweite Auswanderungswelle aus dem Saarland, die von 1880 bis 1890 ihre Hochphase erreichte. Bis zum Ersten Weltkrieg erlebt die Großregion Saarland-Lothringen-Elsass-Luxemburg nach dieser Phase einen immensen wirtschaftlichen Aufschwung und ein noch nie dagewesenes Bevölkerungswachstum. Zahlreiche neue sozialpolitische Errungenschaften wie die Sozialversicherung und die Krankenversicherung wurden an der Saar entsprechend der Entwicklung im übrigen Deutschen Kaiserreich eingeführt. Das Land an der Saar verlor seine Grenzlage und es entstand das drittgrößte Schwerindustriegebiet des Deutschen Reiches (nach dem Ruhrgebiet und Oberschlesien), das als „Saarrevier“ und seit den 1890er Jahren meist als „Saargebiet“ bezeichnet wurde.
Die demokratische Partizipation an der Saar war durch das monarchische Prinzip und Bestimmungen wie dem preußischen Dreiklassenwahlrecht beschränkt. Dieses Wahlsystem wurde in Preußen von 1849 bis zum Ende der Monarchie im Jahre 1918 verwendet, um die Abgeordneten des Abgeordnetenhauses zu wählen. Das Abgeordnetenhaus war die zweite Kammer des Preußischen Landtages. Auch bei den Kommunalwahlen fand das Dreiklassenwahlrecht gemäß der Preußischen Gemeindeordnung Anwendung. Die Bezeichnung rührt daher, dass die Wähler ein nach Steuerleistung in drei Abteilungen („Klassen“) abgestuftes Stimmengewicht besaßen. Wenn man davon absieht, dass nur Männer wählen durften, war es ein allgemeines Wahlrecht. Es war aber grundsätzlich ein ungleiches Wahlrecht, weil die Stimmen je nach Klasse einen sehr unterschiedlichen Erfolgswert hatten. Auf kommunaler Ebene war das Dreiklassenwahlrecht bereits 1845 in der Rheinprovinz eingeführt worden. Das Dreiklassenwahlrecht war in der revidierten preußischen Verfassung vom 31. Januar 1850 verankert und begünstigte Wohlhabende überproportional.

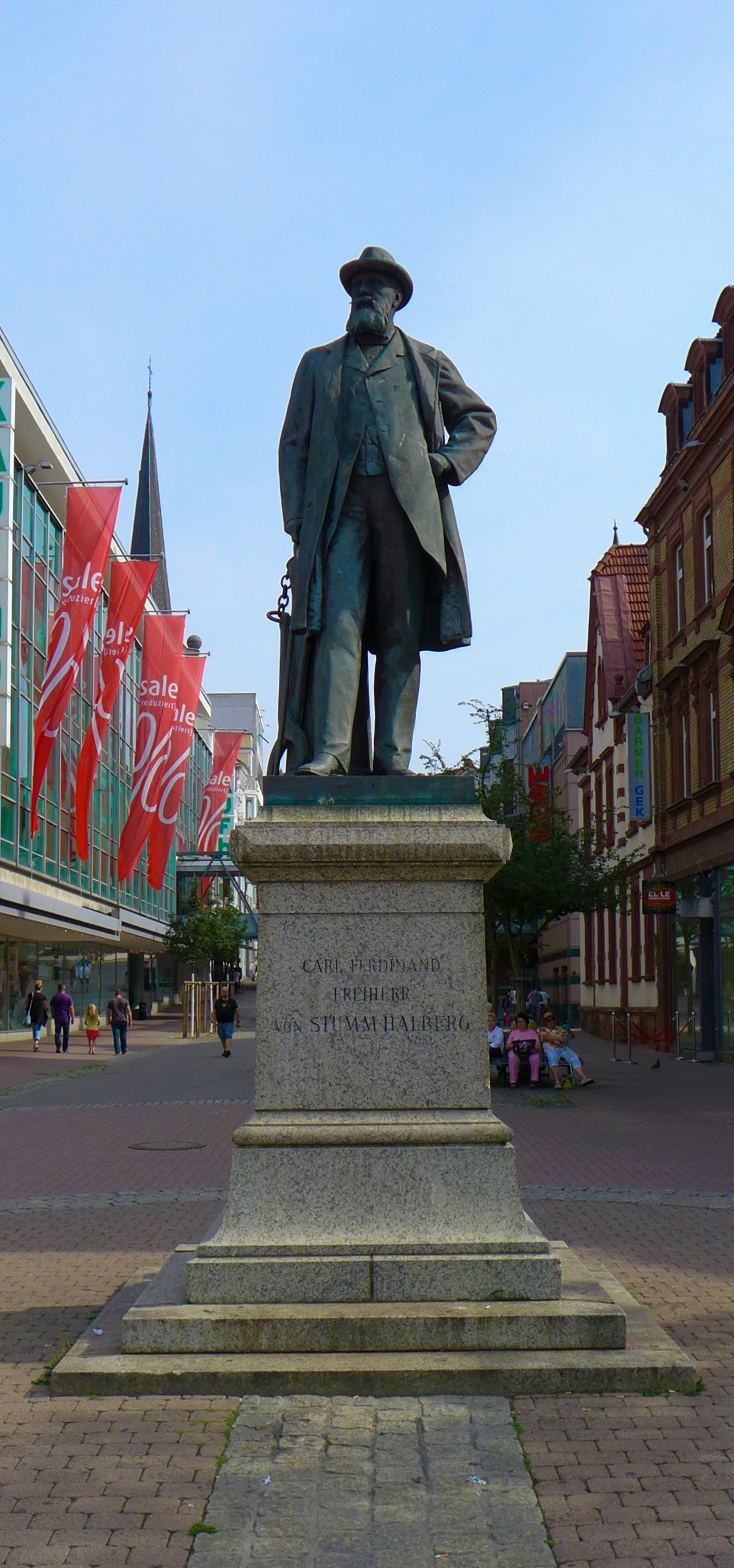
Carl Ferdinand von Stumm-Halberg, Denkmal in Neunkirchen (Saar)

An der Saar war auch nach 1870 die protestantische Elite aus Unternehmern, Kaufleuten und preußischen Beamten bei gleichzeitig existierender katholischer Bevölkerungsmehrheit politisch und gesellschaftlich tonangebend. Zur Festigung ihrer Position bildete die protestantische Oberschicht auch familiär dichte Netzwerke. Parteipolitisch waren sie meist bei den Nationalliberalen beheimatet. Energischster und profiliertester Vertreter dieser Führungsschicht war Carl Ferdinand von Stumm-Halberg. Als Geheimer Kommerzienrat, Freiherr, Abgeordneter im preußischen Abgeordnetenhaus, Reichstagsabgeordneter und Gründungsvorsitzender der konservativen Deutschen Reichspartei war er einer der einflussreichsten Männer Preußens und reichsten Personen des Deutschen Reiches. Stumms bestimmender Einfluss auf die Wirtschafts- und Sozialpolitik Kaiser Wilhelms II. in den 1890er Jahren führte dazu, dass in Berlin von der „Ära Stumm“ gesprochen wurde. Bismarck soll ihn aufgrund seines Einflusses „König Stumm“, Friedrich Naumann ihn wegen seines Reichtums und seines autoritär-patriarchalischen Auftretens „den Scheich von Saarabien“ genannt haben. Stumm war ein überzeugter Vertreter des Obrigkeitsstaates und des konservativen Paternalismus, was sich im Führungsstil des Stahlwerkes deutlich ausdrückte. Das Mildern der sozialen Probleme seiner Arbeiterschaft – wie etwa der Bau von Krankenhäusern, Sozialeinrichtungen und Kirchen aus privaten Mitteln – war Mittel zum Zweck, um sie ruhig und produktiv zu halten. Er gewährte soziale Versorgung und verlangte dafür unbedingten Gehorsam. Dies führte so weit, dass seine Arbeiter ihn vor einer Heirat um Erlaubnis fragen mussten. In seinem Herrschaftskreis gestattete er Arbeitern weder Raum für Eigeninitiativen, noch Möglichkeiten für politische oder gewerkschaftliche Tätigkeiten und galt als militanter Vertreter einer ‚Herr-im-Hause‘-Überzeugung. Zusammen mit Reichskanzler Bismarck und anderen Nationalliberalen vertrat Stumm die Überzeugung, dass der politische Katholizismus mit seiner Zentrumspartei und die Sozialdemokratie den Untergang des protestantisch-preußisch dominierten Deutschen Reiches zum Ziel hätten. Und gegen diese beiden Gegner ging Stumm auch massiv an der Saar vor.

## Kulturkampf

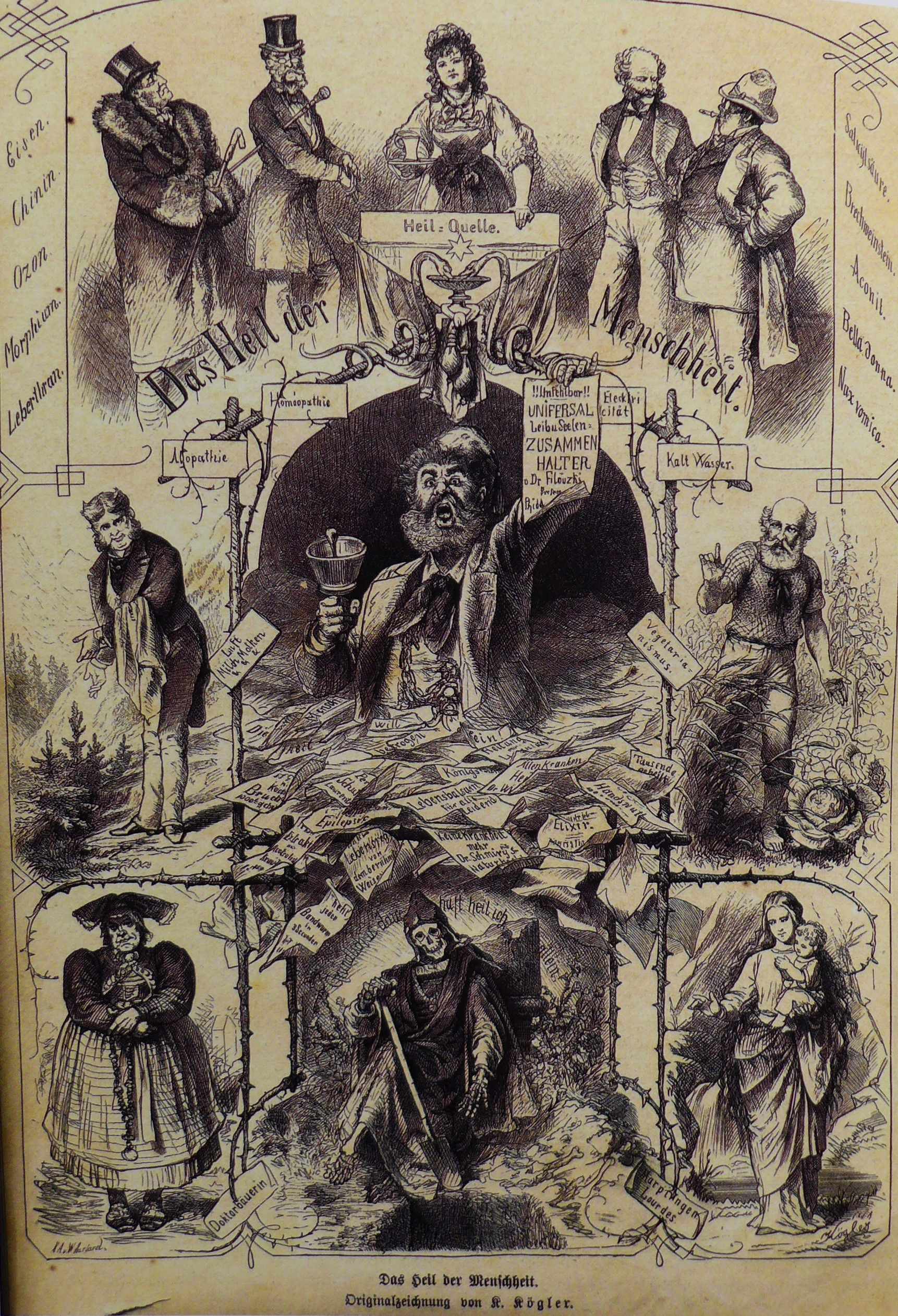
Karikatur von K. Kögler aus der Zeitschrift „Die Gartenlaube“ mit dem Titel „Das Heil der Menschheit“, Satirische Darstellung von betrügerischen Heilsversprechern; Unten rechts werden die Marienerscheinungen von Marpingen und Lourdes als negative Beispiele angeführt; Stiftung Marpinger Kulturbesitz

Im Gefolge der gescheiterten Revolution von 1848/1849 war es überall im katholischen Milieu des Rheinlandes und an der Saar zu einer intensivierten Kirchlichkeit, respektive des Ordens- und Vereinslebens, mit ausgeprägt antipreußischer Stoßrichtung gekommen. Die Einführung des undemokratischen Dreiklassenwahlrechtes in Preußen (so befanden sich über 80 % der Bevölkerung des Landkreises Saarlouis in der III. Klasse) beantworteten der gemäßigt liberale Saarlouiser Pfarrer und Dechant Franz Hecking sowie die übrigen Pfarrer des Landkreises Saarlouis mit demonstrativen eigenen Wahlenthaltungen und einem mehr oder weniger verdeckten Aufruf zum Wahlboykott an die Bevölkerung. Die Wahlbeteiligung im katholisch geprägten Landkreis Saarlouis marginalisierte sich daraufhin im Jahr 1849 auf 7,6 %. Insgesamt vermutete das Saarlouiser Landratsamt in einem internen Gutachten vom 6. Dezember 1849 hinsichtlich der politischen Einstellung der Kleriker, dass die Geistlichkeit des Kreises hinsichtlich einer zukünftigen deutschen Reichseinigung dem katholischen Haus Habsburg-Lothringen in Wien den Vorzug gegenüber der Hohenzollerndynastie in Berlin geben würden. Infolge des Einflusses der Pfarrer würde, so die Befürchtung des Trierer Regierungspräsidenten Wilhelm Sebaldt auf dem Lande ein systematischer Preußenhaß (sic!) erzeugt werden.
Die ursprünglichen Landarbeiter, die in der zweiten Hälfte des 19. Jahrhunderts aus den dünn besiedelten ländlichen Nachbarregionen des Hunsrücks und der Pfalz als Arbeiter in das Industrierevier an der Saar strömten, gehörten nahezu alle der katholischen Konfession an. Fremde Umgebung, ungewohnte, getaktete Industriearbeit, ein neuer Wohnort mit Menschen anderer Mundart sowie die protestantische Oberschicht im Alltag wie am Arbeitsplatz bereiteten ihnen erhebliche Eingewöhnungsschwierigkeiten. In dieser für sie harten Situation war ihr katholischer Glaube der einzige Halt. Die katholische niedere Geistlichkeit, die tagtäglich mit diesen Herausforderungen konfrontiert war und oft selbst der Arbeiterschicht entstammte, versuchte die Neuankömmlinge an einer Politisierung in Richtung sozialistischer Ideen zu hindern. Als alternative Engagementfelder empfahlen sie das Zentrum, die politische Partei des deutschen Katholizismus, katholische Arbeiter- und Gewerkschaftsvereine, religiöse Freizeitvereine sowie die Lektüre eigener katholischer Zeitungen und Schriften. Die dadurch entstehende, in sich geschlossene katholische Sozialwelt bewirkte auf politischer Ebene, dass das Zentrum an der Saar ab der Jahrhundertwende zur stärksten Partei und die katholischen Gewerk- und Arbeitervereine schon vorher zur Konkurrenz der freien Gewerkschaften wurden.
Die wachsenden Auseinandersetzungen zwischen katholischer Kirche und protestantisch orientiertem preußischen Staatswesen erreichten ihren Höhepunkt im sogenannten Kulturkampf ab dem Beginn der 1870er Jahre. Reichskanzler Bismarck vermutete, dass sich die deutschen Katholiken ultra-montan, (über die Berge; gemeint sind die Alpen) nach Rom zum Papst statt zum Kaiser und gleichzeitigen protestantischen Summus Episcopus nach Berlin hin orientieren könnten. Zusammen mit ihm argwöhnten die Nationalliberalen einen zu großen Einfluss der katholischen Kirche auf die Erziehung und Ausbildung der Kinder und Jugendlichen. Die Regierung in Trier entzog deshalb Ordensleuten an der Saar die Unterrichtserlaubnis. Die verschiedenen Kulturkampfgesetze betrafen besonders die katholische Geistlichkeit. So wurden etwa Pfarrer Gondorf in Ittersdorf und Kaplan Imand aus Dillingen verhaftet und schließlich aus dem Deutschen Reich ausgewiesen. Ebenso wurde der Trierer Bischof Matthias Eberhard im Jahr 1874 inhaftiert und anschließend zu einer Geldstrafe von 130.000 Goldmark sowie einer neunmonatigen Gefängnisstrafe verurteilt. Eberhard starb sechs Monate nach seiner Haftentlassung auf dem Höhepunkt des Kulturkampfes. Zum Zeitpunkt seines Todes waren 250 Priester vor Gericht gestellt worden und 230 Pfarreien seiner 731 Pfarreien umfassenden Diözese vakant, ca. 100 Priester saßen in Haft, 212 waren ins Ausland geflohen und sämtliche katholische Organisationen wurden polizeistaatlich überwacht. Auf diese staatlichen Maßnahmen folgten zahlreiche Protestveranstaltungen im überwiegend katholisch geprägten Land an der Saar, die zugleich als Parteikundgebungen der Zentrumspartei und Werbeveranstaltung katholischer Vereine organisiert waren.
Eine besondere Dramatik erreichte der Kulturkampf im Saarland in Marpingen: Im Sommer 1876 behaupteten drei achtjährigen Mädchen in Marpingen, Katharina Hubertus, Susanna Leist und Margaretha Kunz, ihnen sei im Härtelwald mehrfach die Jungfrau Maria erschienen. Die erste Erscheinung wollten die Mädchen am 3. Juli 1876, die letzte am 3. September 1877 gehabt haben. Die Berichte über Marienerscheinungen, die von den Kindern später mehrfach widerrufen wurden und von der römisch-katholischen Kirche nicht anerkannt werden, zogen bereits nach wenigen Tagen Tausende von Pilgern an. Bald waren auch andere Menschen, Kinder und Erwachsene, davon überzeugt, die Erscheinung gesehen zu haben, oder berichteten davon, auf wunderbare Weise von Erkrankungen geheilt worden zu sein. Die Menschenansammlungen erregten die Aufmerksamkeit der preußischen Behörden, die daraufhin am 13. Juli 1876 mit Hilfe des Militärs die betende und singende Pilgerschar am Erscheinungsort auflöste. Vor dem Hintergrund des Kulturkampfes zwischen dem Deutschen Kaiserreich und der römisch-katholischen Kirche kam es in der Folge zu Verhaftungen, der Sperrung des Härtelwaldes und zur Einweisung der drei Kinder in eine Besserungsanstalt. Die Marienerscheinungen in Marpingen erregten europaweit Aufmerksamkeit. Prinzessin Helene in Bayern, Erbprinzessin von Thurn und Taxis, Schwester der österreichischen Kaiserin Elisabeth, war eine der überzeugtesten prominenten Pilger. Der Ort Marpingen wurde von Anhängern als „deutsches Lourdes“ bezeichnet und beschäftigte Gerichte im Rheinland sowie den preußischen Landtag in Berlin. Ab Herbst 1876 nahmen die Marpinger Marienerscheinungen in der deutschen Presse einen verhältnismäßig breiten Raum ein. Dabei wiederholten sich die Angriffe der liberalen Presse auf die katholische Volksfrömmigkeit, wie sie bereits 1844 während der Wallfahrten zum Heiligen Rock in Trier zu beobachten waren. Die einzelnen Berichte in der Presse bedienten sich dabei einer klischeehaften Darstellung der katholischer Volksmassen an der Saar als „pfaffenhörig“ und intellektuell unterentwickelt. Die überregionale liberale Presse sah in dem Ereignis vor allem eine ultramontane Verschwörung. Trotz staatlicher Unterdrückung erstarkte in der Folgezeit der Katholizismus an der Saar zahlenmäßig und organisatorisch zunehmend. Das katholische Milieu wurde entschieden gestärkt und die Ressentiments innerhalb der Bevölkerung gegenüber der preußischen Obrigkeit wurden zementiert.

## Saargebiet (1920 bis 1935)

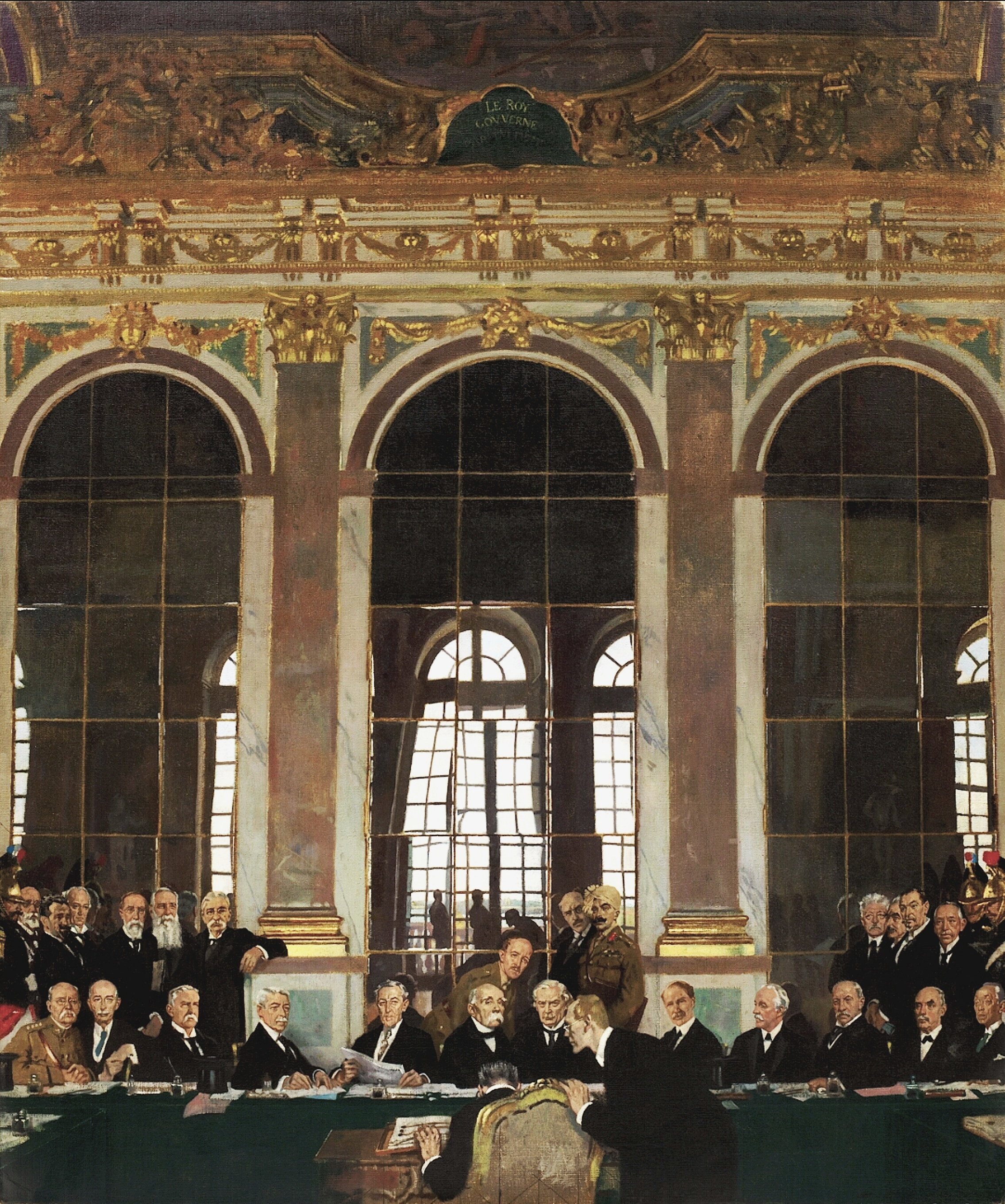
William Orpen: The Signing of Peace in the Hall of Mirrors. Vertragsunterzeichnung durch die Delegation des Deutschen Reiches im Spiegelsaal von Versailles am 28. Juni 1919.

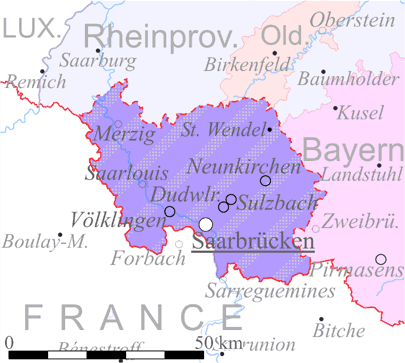
Die Grenzen des Saargebietes 1920–1935 zwischen preußischer Rheinprovinz, Freistaat Oldenburg, bayerischer Rheinpfalz und Frankreich

Wappenschild des Saargebietes mit Zugrad und gekreuzten Schlägeln aus dem Stadtwappen von St. Ingbert, roter Rose aus dem Stadtwappen von St. Johann an der Saar, aufgehender Sonne über blauen Wolken aus dem Stadtwappen von Saarlouis sowie dem Löwen der Grafen von Saarbrücken; Die zugehörige Landesflagge zeigte die Farben Blau, Weiß (heraldisch: Silber) und Schwarz. Die Farbzusammenstellung der Landesflagge des Saargebietes nahm die Grundfarben der einzelnen Wappenfelder des Saargebietswappens auf, konnte aber auch als Anlehnung an die Farben der seit dem Wiener Kongress bedeutendsten historischen Territorien im Saarraum, nämlich schwarz-weiß für Preußen und weiß-blau für Bayern, gedeutet werden.

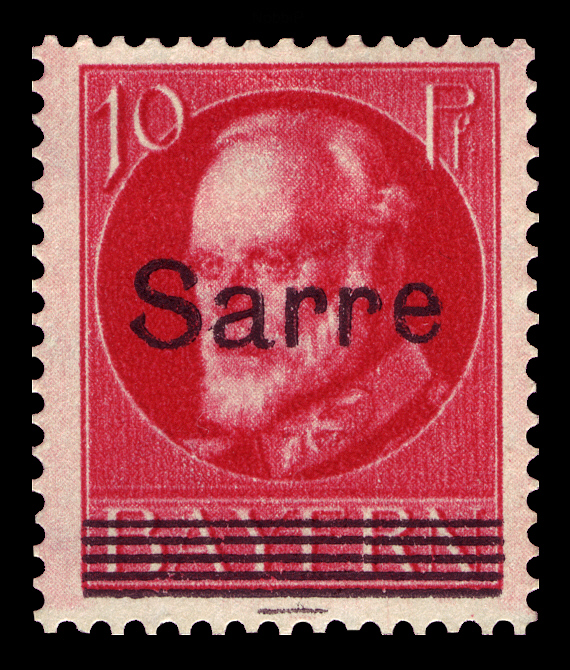
Briefmarke des Saargebiets aus dem Jahr 1920 mit Aufdruck „Sarre“ auf Marke des Königreichs Bayern mit Porträt von König Ludwig III., herausgegeben für den zuvor bayerischen Landesteil

Die Prosperitätsphase an der Saar wurde durch den Ersten Weltkrieg, der unmittelbar nach der Kriegserklärung des Deutschen Reiches an Frankreich in der Schlacht in Lothringen im August 1914 an die Grenzen des Saarlandes heranrückte, jäh unterbrochen. Das Kreuz von Saarburg erinnert bis heute an die ersten blutigen Kampfhandlungen bei Saarburg an der oberen Saar. Im Jahr 1916 erreichte der Krieg mit der Schlacht um Verdun, die zu den längsten und verlustreichsten Materialschlachten des Ersten Weltkrieges zählt, einen grausamen Höhepunkt der Feindseligkeiten in der lothringischen Grenzregion. Im Herbst 1918 wurde die militärische Lage für das Deutsche Reich immer aussichtsloser. Die extremen Belastungen der Bevölkerung durch den mehr als vier Jahre währenden Krieg gipfelte im allgemeinen Schock über die Niederlage. Die Novemberrevolution von 1918/19 führte in der Endphase des Weltkrieges zum Sturz der Monarchie im Deutschen Reich und zu dessen Umwandlung in eine parlamentarische Demokratie, die Weimarer Republik.
Auf dem Gebiet des heutigen Saarlandes endete die Monarchie mit der Ausrufung der republikanischen Staatsform am 7. November 1918 für den bayerischen Landesteil, am 9. November 1918 für den preußischen Landesteil und am 11. November 1918 für den oldenburgischen Landesteil. In den größeren Ortschaften an der Saar übernahmen Arbeiter- und Soldatenräte die Macht und organisierten Bürgerwehren, so rief in Saarbrücken ein Arbeiter- und Soldatenrat am 9. November 1918 die „Soziale Republik“ aus. Am 22. November marschierten die französischen Besatzungstruppen ein, beendeten die Revolution und richteten als Verwaltungsorgan die „Administration supérieure de la Sarre“ unter General Henri Wirbel ein. Die Kontrolle über die Grubenverwaltung übernahm der „Service du Contrôle des Mines du Bassin de la Sarre“ (seit 1920 „Mines domaniales françaises de la Sarre“). Auch im Nachbarland Elsaß-Lothringen, wo der Landtag am 11. November 1918 die unabhängige Republik ausgerufen hatte, beendete der Anschluss an Frankreich die revolutionären Bestrebungen. In der lothringisch-elsässischen Grenzregion reagierten einige Bevölkerungsteile, insbesondere die katholischen, zunächst enthusiastisch auf den Anschluss an Frankreich, der erklärtes Ziel sämtlicher französischer Politiker seit 1871 gewesen war und der im 14-Punkte-Programm des US-amerikanischen Präsidenten Woodrow Wilson am 8. Januar 1918 in einer programmatischen Rede vor beiden Häusern des US-Kongresses so gefordert worden war. Die Begeisterung der Elsässer und Lothringer ließ nach, als die Franzosen begannen, ihre Assimilationspolitik rigoros durchzusetzen und auch die nach 1870 eingewanderte Personen deutscher Abstammung und deren Nachkommen vertrieben. Etwa 250.000 Menschen mussten von Dezember 1918 bis Oktober 1920 das ehemalige Reichsland verlassen.
Bei den Verhandlungen der Siegermächte des Ersten Weltkrieges im Jahr 1919 in Versailles hatte der französische Ministerpräsident Georges Clemenceau die vollständige Angliederung des Landes an der Saar an Frankreich als Reparation für die im Krieg durch das Deutsche Reich in Frankreich verursachten Kriegsschäden verlangt. Clemenceau konnte sich mit diesem Ansinnen jedoch nicht gegen den US-amerikanischen Präsidenten Woodrow Wilson durchsetzen, der das Selbstbestimmungsrecht der Saarländer am 28. März 1919 im Rat der Vier der mächtigsten Siegernationen (Frankreich, Großbritannien, Italien und USA), betonte. So kam es am 13. April 1919 nach heftigem Streit zwischen Clemenceau und Wilson, der vom britischen Premierminister David Lloyd George unterstützt wurde, zu einer Krompromisslösung, nach der ein neu zu schaffendes Saargebiet zeitweilig einer internationalen Regierungskommission unterstellt werden sollte. Erst nach Ablauf einer festzusetzenden Frist sollte die Bevölkerung an der Saar über ihr weiteres Schicksal selbst abstimmen.
An der Wahl zur Weimarer Nationalversammlung nahm die preußische Bevölkerung an der Saar am 19. Januar 1919 noch teil (Zentrum: 47 %, SPD: 36,6 %, Liberal-demokratischen Arbeitsgemeinschaft: 13,8 %, DNVP: 1,6 %). Die Bürger an der Saar beteiligten sich darüber hinaus auch noch an den Wahlen zum preußischen (26. Januar 1919) und bayerischen Landtag (2. Februar 1919). Damit war erstmals an der Saar auch das Frauenwahlrecht etabliert. Das Recht blieb der weiblichen Saarbevölkerung auch während der Saargebietszeit erhalten, während im angrenzenden, 1918 französisch gewordenen Lothringen und Elsass die Frauen erst 1944/45 vom Wahlrecht Gebrauch machen durften. Im Nachbarland Luxemburg war das Frauenwahlrecht 1919 eingeführt worden.
Zu Beginn des Jahres 1919 übernahm General Joseph Louis Marie Andlauer die französische Militärverwaltung des Saargebietes. Die Bergleute an der Saar traten Ende März bis Anfang April in einen Streik. Ebenso kam es im Oktober 1919 zu gewalttätigen Demonstrationen mit Todesopfern, sodass General Andlauer den Ausnahmezustand über das gesamte Saargebiet verhängte. Unter seinem Nachfolger Henri Wirbel (der auch sein Vorgänger gewesen war) wurden ab November 1919 zahlreiche Politiker, Journalisten, Beamte und Bürger, die die französische Besatzungspolitik missbilligten, ins Deutsche Reich ausgewiesen.
Nach der Niederlage des Deutschen Reiches im Ersten Weltkrieg kam das Gebiet an der mittleren Saar gemäß den Artikeln 45 bis 50 des Versailler Vertrags (Saarstatut), der am 28. Juni 1919 ratifiziert worden war, (dort als „Territoire du Bassin de la Sarre“ oder „Bassin de la Sarre“ bezeichnet; dt. „Saarbeckengebiet“ oder „Saargebiet“) unter die Regierung des Völkerbundes. Die Bezeichnung „Saarland“ oder „Saarlande“ als Pluralbezeichnung wurden parallel verwendet. Das Territorium umfasste die kreisfreie Stadt Saarbrücken, die Landkreise Ottweiler, Saarlouis und Saarbrücken, Teile der Kreise Merzig und St. Wendel (alle Staat Preußen) sowie den bayerischen Bezirk St. Ingbert, elf Gemeinden des bayerischen Bezirkes Homburg und 15 Gemeinden des bayerischen Bezirks Zweibrücken. Die Grenzen des Saarbeckengebietes waren im Artikel 48 des Versailler Vertrages beschrieben worden. Die genaue Grenze zu Bayern legte ein Abgrenzungsausschuss fest, der aus einem internationalen Gremium (Großbritannien, Frankreich, Belgien, Japan, Deutsches Reich) gebildet wurde.
Am 10. Januar 1920 wurde das Saarbeckengebiet mit einem Mandat des Völkerbundes für 15 Jahre unter französische Verwaltung gestellt. Das Mandatsgebiet mit einer Fläche von 1912 km² und 770.030 Einwohnern (1927) umfasste den Südteil der preußischen Rheinprovinz und den Westteil der bayerischen Rheinpfalz. Die Grenzziehung orientierte sich an den Wohnorten der Bergleute, die in den Kohlengruben des Saarreviers arbeiteten. Kleiner zugeschnitten als das heutige Saarland, gehörten der südliche Hunsrück (Schwarzwälder Hochwald) als sogenannter Restkreis Merzig-Wadern und der nördliche Saargau zwischen Saar und Mosel nicht zum Saargebiet. Im Jahr 1935 sollte laut Versailler Vertrag eine Volksabstimmung über den künftigen Status des Saargebietes stattfinden. In einer freien Abstimmung sollte die Bevölkerung über folgende Möglichkeiten entscheiden:
- Beibehaltung der gegenwärtigen Rechtsordnung („Status quo“)
- Vereinigung mit Frankreich
- Vereinigung mit Deutschland

Wirtschaftlich wurde das Saar(becken)gebiet in das französische Zoll- und Währungsgebiet integriert. Eine Zollgrenze zwischen dem Saargebiet und dem Deutschen Reich war bereits am 7. November 1919 eingerichtet worden. Zwischen 1920 und 1925 war das Saargebiet dann Freihandelszone, bevor es nach fünfjähriger Übergangsfrist nahezu vollständig – ab Juni 1925 gab es Sonderkonditionen – in das Zollsystem Frankreichs eingebunden wurde. Der französische Franc/Franken wurde am 1. Juni 1923 als alleiniges gesetzliches Zahlungsmittel eingeführt. Als Reparationsleistung wurde Frankreich das Eigentum an den Saargruben übertragen. Frankreich erhielt das volle und unbeschränkte, völlig schulden- und lastenfreie Eigentum an den Saarkohlengruben mit dem ausschließlichen Ausbeutungsrecht. Damit war der französische Staat größter Arbeitgeber im Saargebiet, was in der Folgezeit Lohntarifauseinandersetzungen oftmals auch zu nationalen Auseinandersetzungen werden ließ. Die „Mines Domaniales Françaises de la Sarre“ betrieben 29 Bergwerke, 65 Förderschächte, 88 Hilfsschächte, 26 Kohlewäschen, vier Kohlekraftwerke sowie eine Kokerei.
Die Grubenverwaltung richtete für die Kinder der Beschäftigten sogenannte Domanialschulen ein. Sie wurden von der französischen Bergwerksverwaltung auch für deutsche Volksschulkinder geöffnet oder speziell für diese eingerichtet. Die Domanialschulen dienten als Instrument der französischen Besatzungsmacht im Kontext des auf 15 Jahre befristeten Völkerbundmandats, an dessen Ende die Abstimmung der Saarbewohner über die Zukunft ihres Landes stehen sollte. Die Kinder sollten in den Domanialschulen, in denen auf Französisch und Deutsch unterrichtet wurde, mit der französischen Sprache und Kultur vertraut gemacht werden (‚Pénétration culturelle‘ oder ‚Pénétration pacifique‘), in der Hoffnung, dass sie Jahre später bei der Saarabstimmung 1935 für den Verbleib des Saargebiets bei Frankreich votieren würden. Zahlreiche Eltern befürchteten eine indoktrinär-kulturelle Zwangsanpassung des Landes an der Saar an Frankreich. Die laizistisch orientierten Domanialschulen unterstanden darüber hinaus als bekenntnislose Bildungseinrichtungen nicht dem Einfluss der Kirchen, was der saarländische Klerus missbilligte, denn die traditionelle katholische Prägung der Kinder und Jugendlichen an der Saar schien ihnen dadurch aufs Höchste gefährdet. Die Domanialschulen wurden in den Augen der Kirche als Angriff auf katholische Wertevermittlung wahrgenommen. In dieser Sorge wurden Eltern und Klerus von deutschnationalistischen Kreisen um Hermann Röchling unterstützt. Die Lehrerschaft der übrigen Schulen des Saargebietes setzte es sich fortan zum Ziel, die deutschnationale Identitätsbildung ihrer Schüler zu forcieren.
Der Katholizismus war im Saargebiet die stärkste gesellschaftliche und politische Kraft. Er blieb es bis zum Ende der 1950er Jahre. Etwa 75 % der saarländischen Bevölkerung gehörten in der Saargebietszeit der katholischen Kirche an, und es bestand eine intensive Kirchlichkeit, die das gesamte Leben der Menschen, ihre sozialen, kulturellen und politischen Wertvorstellungen und Verhaltensweisen, bestimmte. In der ersten Hälfte des 20. Jahrhunderts war die Verwurzelung der Menschen im katholischen Milieu demnach überaus stark, wofür auch die sehr hohen Rekrutierungszahlen von Klerikern und Ordensleuten aus den Pfarrgemeinden des Saargebietes Zeugnis ablegten. Zahlreiche katholische Intellektuelle an der Saar waren von der inneren Zielsetzung durchdrungen, durch Bildung und politische Einflussnahme ihre in der Preußenzeit als inferior empfundene Situation zu überwinden. Diese Menschen entstammten meist Arbeiter-, Bauern- und Handwerkerkreisen, die oft als erste ihrer Herkunftsfamilien zu Bildung und kulturellem, sozialem sowie politischem Einfluss gelangt waren und ihre Position mit ungeheurem Elan und Engagement in Konvikten und Priesterseminaren, Lehrerseminaren und Universitäten sowie gewerkschaftlichen Bildungseinrichtungen erkämpft hatten. Dieser Emanzipations- und Partizipationsprozess verlieh der bisher durch eine protestantische Borussifizierung marginalisierten katholischen Bevölkerungsmehrheit Gewicht und Selbstbewusstsein, was sich in der Bildungsarbeit der katholischen Organisationen an der Saar, der politischen Einflussnahme sowie in großzügigen Gemeindehaus- und Kirchenbauten – mit der kathedralartigen Saarbrücker Michaelskirche als architektonischem Höhepunkt – dokumentierte.
Zur kulturwissenschaftlichen Flankierung des deutschen Anspruchs auf die Rückgliederung des Saargebiets wurde 1926 unter Hermann Aubin in Frankfurt am Main die Saarforschungsgemeinschaft gegründet, welche die Geschichte (zum Beispiel die Herausgabe des „Saaratlas“) sowie die künstlerische und volkskundliche Kultur des Landes an der Saar erfassen und dokumentieren sollte. In diesem Zusammenhang kam es auch von Seiten anderer Ethnologen zu vermehrter musealer Sammeltätigkeit von Objekten saarländischer, aber auch elsass-lothringischer Volkskunde. Das im Jahr 1908 in Saarbrücken eröffnete „Saarmuseum“ wurde im Jahr 1925 durch seinen Leiter Hermann Keuth in das „Heimatmuseum Saarbrücken“ mit dezidiert völkisch-nationaler Konzeption umgewandelt, wobei die nationalkulturelle Vernetztheit des Saargebietes mit dem Rheinland, der Pfalz und Elsass-Lothringen besonders betont wurde. Als Konkurrenz zu diesem Museumskonzept gründete die Regierungskommission des Saargebietes das „Staatliche Museum Saarbrücken“ mit einer umfangreichen Präsentation der vor- und frühgeschichtlichen sowie römerzeitlichen Geschichte des Landes an der Saar. Ergänzt wurde diese historische Schau durch eine moderne Kunstausstellung mit Werken von Wassily Kandinsky, Käthe Kollwitz, Schlemmer, Emil Nolde, Oskar Schlemmer, Otto Dix, Edvard Munch, Pablo Picasso, Henri Matisse sowie Amedeo Modigliani. Darüber hinaus wurden durch das Museum auch zeitgenössische saarländische Künstler – etwa Otto Weil, Richard Wenzel, Mia Münster, Fritz Zolnhofer, Edgar Jené oder Fritz Grewenig – des im Jahr 1922 gegründeten „Saarländischen Künstlerbundes“ gefördert. Grewenigs Kunstschule wurde im Jahr 1924 zur Staatlichen Schule für Kunst und Kunstgewerbe Saarbrücken umgewandelt und Grewenig war bis 1936 ihr erster Direktor. Im Jahr 1937 wurde das „Heimatmuseum Saarbrücken“ mit dem „Staatlichen Museum Saarbrücken“ zum Saarlandmuseum vereinigt.
Die Regierungskommission des Saargebietes (Commission de gouvernement du Bassin de la Sarre) übernahm Ende Februar 1920 die Regierungsgewalt im Saargebiet und löste damit die vorherige französische Militärverwaltung ab. Sie residierte im bisherigen Saarbrücker Gerichtsgebäude, der Präsident im bisherigen Saarbrücker Kreisständehaus. Der Kommission gehörten fünf Mitglieder an, und zwar ein Deutscher, der aus dem Saargebiet stammen musste, ein Franzose und drei weitere Mitglieder, die weder Deutsche noch Franzosen sein durften. Die Mitglieder der Regierungskommission wurden vom Völkerbundsrat berufen. Als Präsidenten der Regierungskommission amtierten nacheinander Victor Rault (26. Februar 1920 bis 18. März 1926, Frankreich), George Washington Stephens (18. März 1926 bis 8. Juni 1927, Kanada), Ernest Wilton (8. Juni 1927 bis 1. April 1932, Großbritannien) sowie Geoffrey Knox (1. April 1932 bis 1. März 1935, Großbritannien). Die Regierungskommission des Saargebietes wirkte durch ihre Verwaltungsorganisation, die der einer Regierung entsprach. Sie gliederte sich in verschiedene ministeriumsähnliche Ressortbereiche.

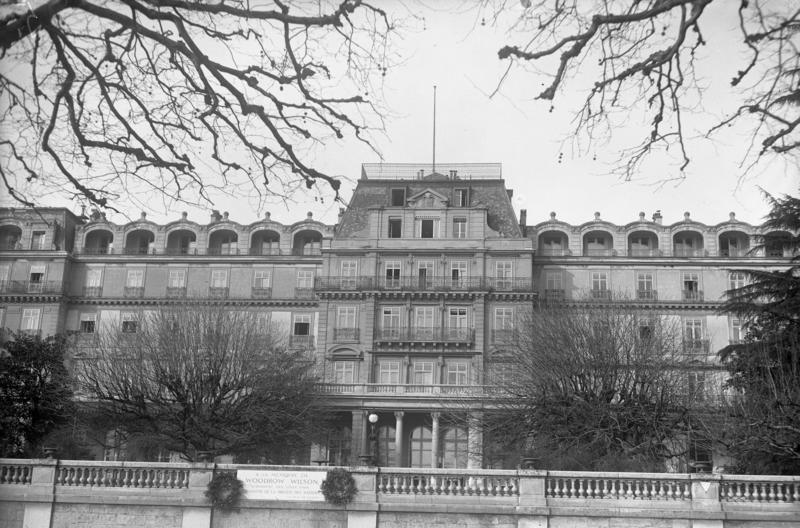
Genf, Sitz des Völkerbundrates
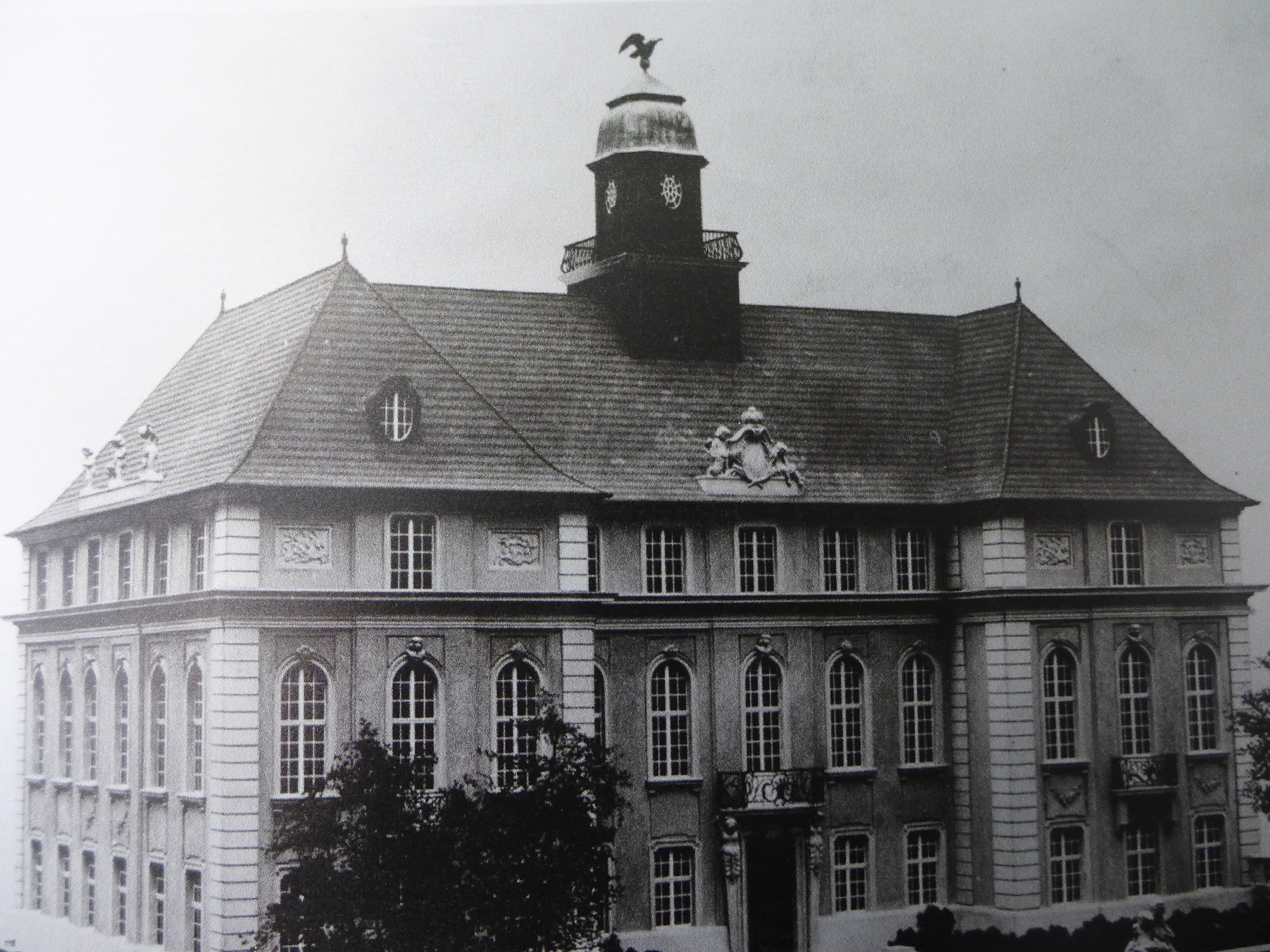
Sitz des Präsidenten der Regierungskommission des Saargebietes, Kreisständehaus am Saarbrücker Schlossplatz
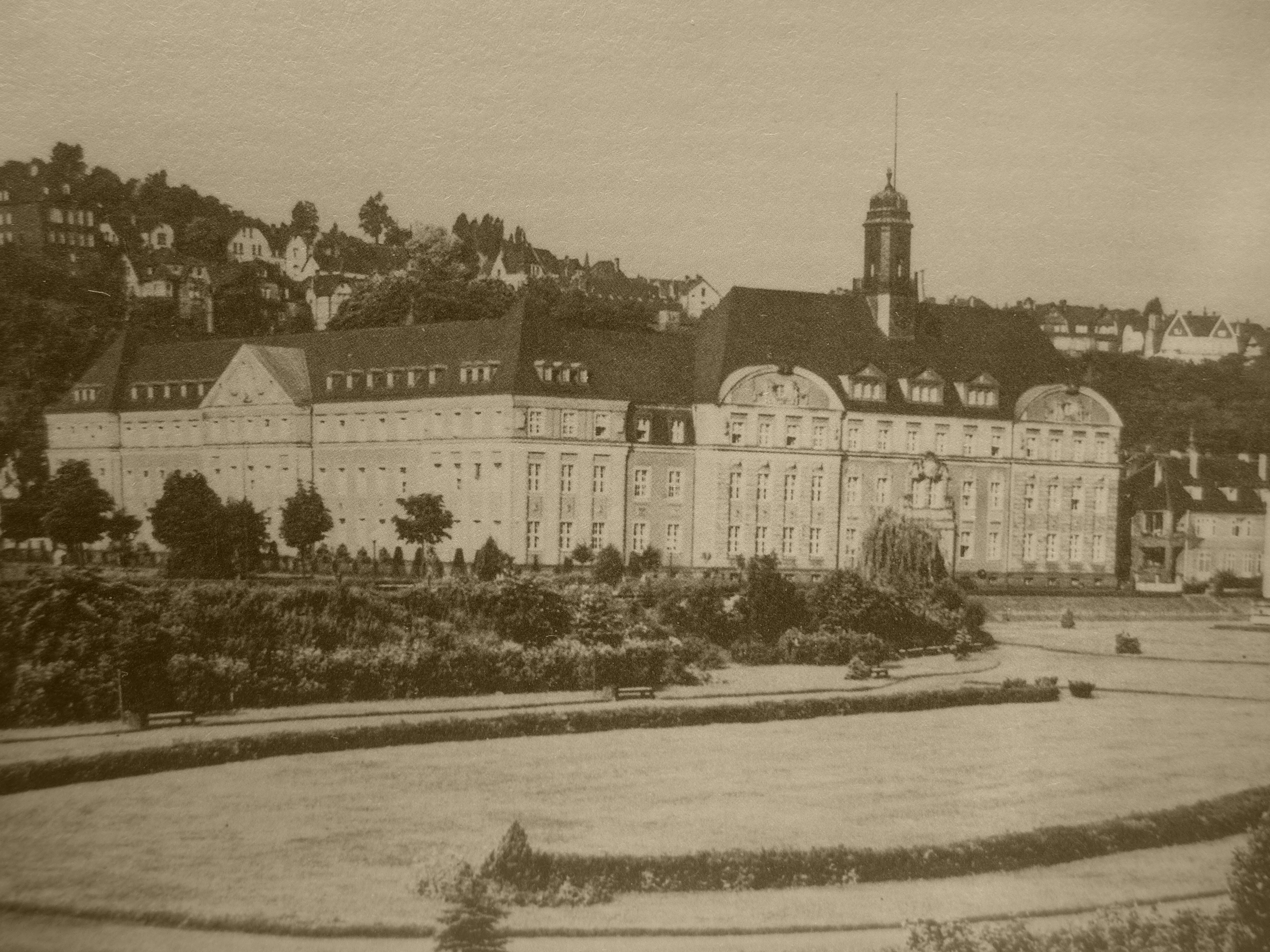
Sitz der Regierungskommission des Saargebietes, Landgericht Saarbrücken
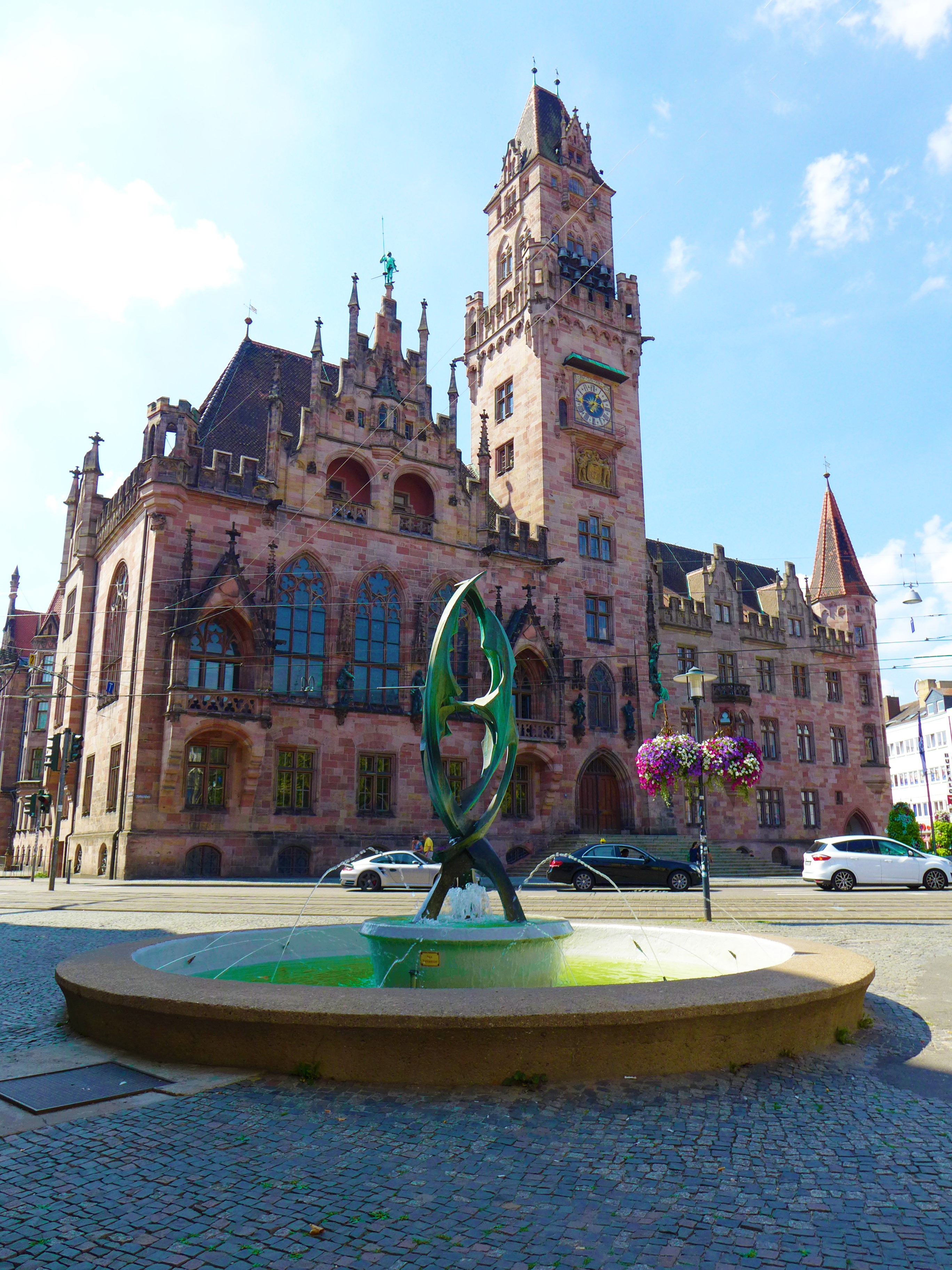
Rathaus St. Johann, Sitz des Landesrates des Saargebietes
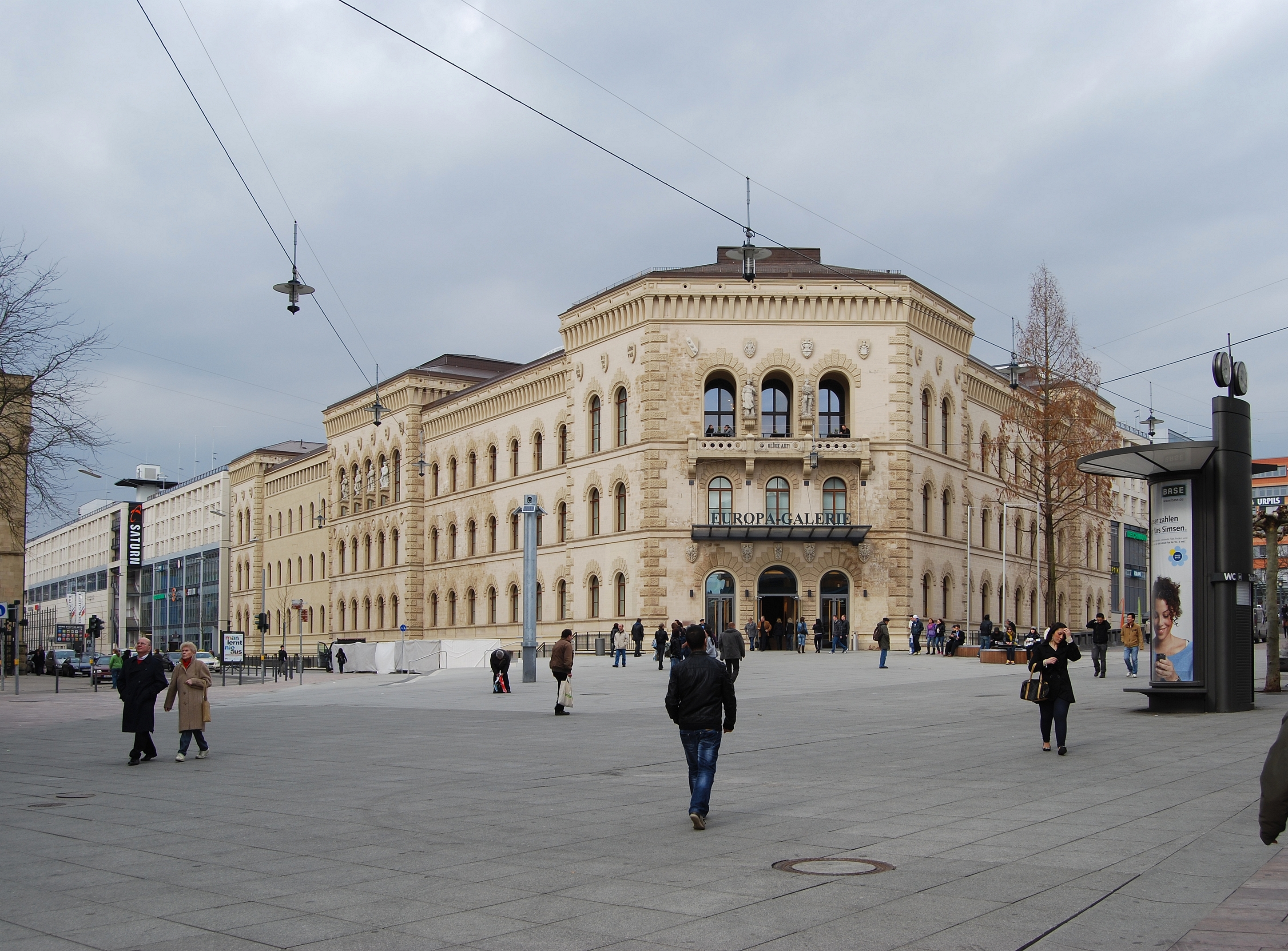
Sitz der Grubenverwaltung des Saargebietes
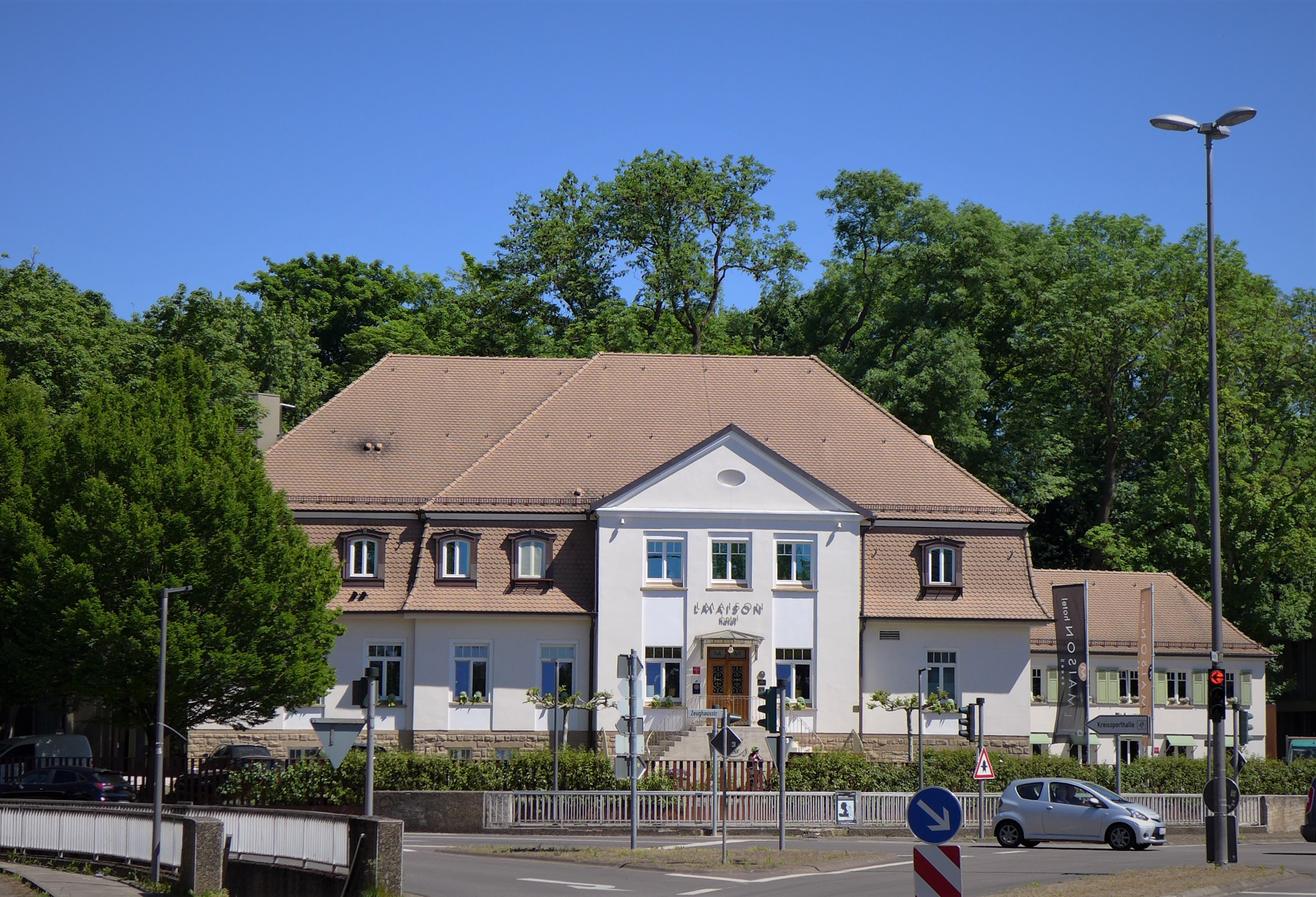
Ehemaliges Gebäude des Obersten Gerichtshofes des Saargebietes in Saarlouis (Cour Suprême de Justice)
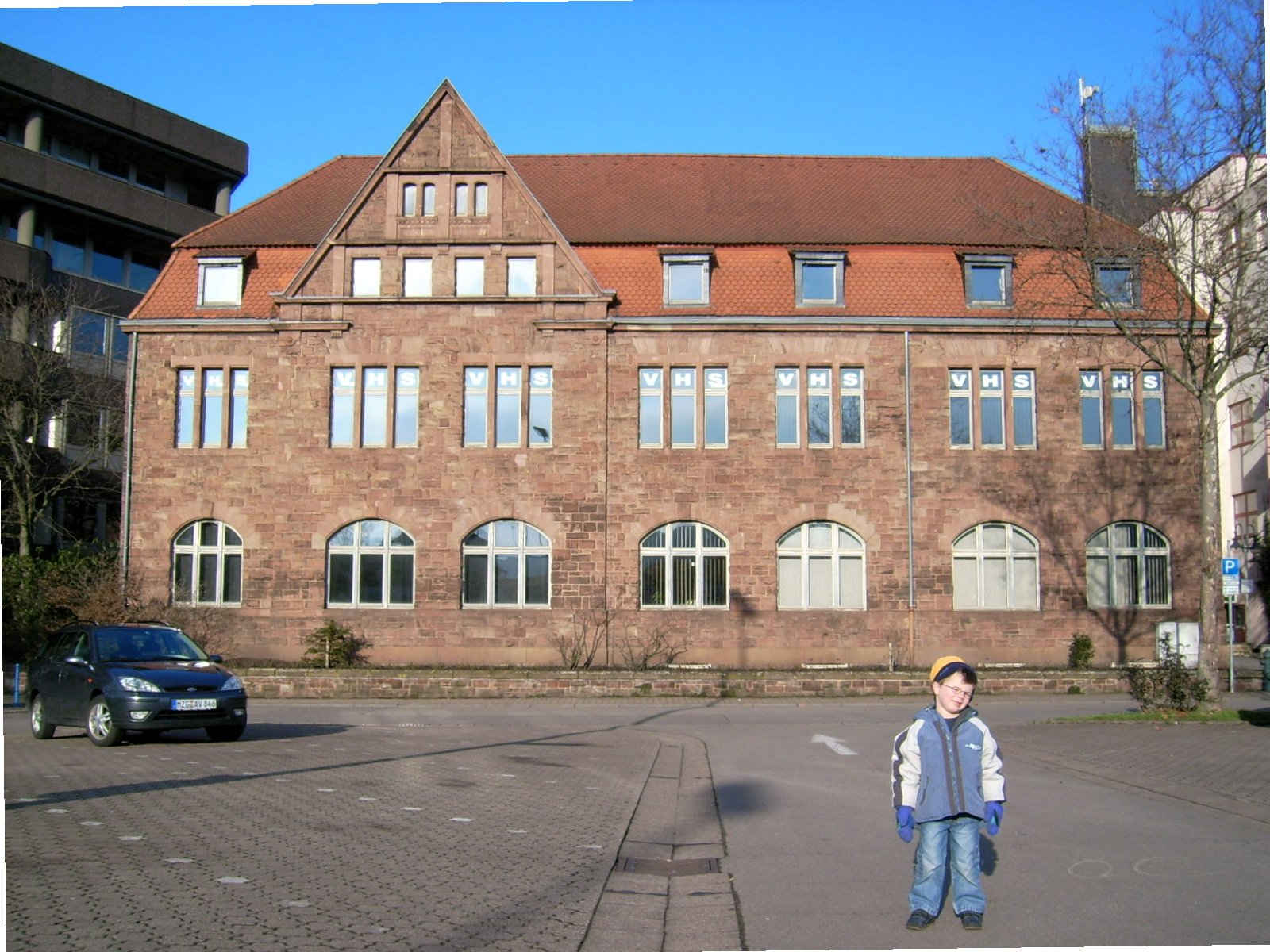
Ehemalige Domanialschule Dillingen/Saar; insgesamt gab es über 20 Domanialschulen im Saargebiet

Im August 1920 kam es zu einem umfangreichen Beamtenstreik aus versorgungspolitischen Gründen und aus Widerstand gegen die Pflicht, den Amtseid auf die Regierungskommission abzulegen. Die Regierungskommission reagierte darauf mit der Ausrufung des Ausnahmezustandes, einem vorübergehenden Erscheinungsverbot der prodeutschen Saarbrücker Zeitung und mit Ausweisungen aus dem Saargebiet. Infolge des Streiks trat das saarländische Mitglied der Regierungskommission Alfred von Boch (1860–1943) von seinem Amt zurück und wurde durch den frankreichfreundlichen Saarlouiser Bürgermeister Jakob Hector ersetzt.
Zur Forcierung der Elektrifizierung des Saargebietes wurde im Jahr 1921 die Saarland-Lothringen-Elektrizitäts-AG aus Vorgängerorganisationen gegründet. Im September 1928 wurde der Flughafen St. Arnual mit der Einrichtung der Fluglinien Saarbrücken-Frankfurt und Saarbrücken-Paris eröffnet. Er war allerdings nur als Provisorium gedacht, da man bereits die Planungen für einen größeren Flughafen in Ensheim begonnen hatte. Die Medizin und das Gesundheitswesen an der Saar entwickelten sich in den 1920er Jahren stark. Die bestehenden Krankenhäuser wurden ausgebaut und modernisiert. Zur Förderung der Hygiene wurde ebenso die Wasserversorgung ausgebaut, öffentliche Bäder errichtet und die städtischen Müllabfuhren reformiert. Die Sanitärprodukte der Firma Villeroy & Boch trugen wesentlich zu einer Demokratisierung der heimischen Hygiene bei.
Auf Drängen der Bevölkerung richtete man am 24. März 1922 erstmals den Landesrat (30 Abgeordnete) als beratende Volksvertretung der Saarbevölkerung ein. Die Wahl zum ersten Landesrat fand am 25. Juni 1922 statt (Zentrum: 47,7 %, SPD: 15,1 %, LVP: 12,8 %, HuL: 8,3 %, KPD: 7,5 %, DDP: 3,9 %, MuK: 2,1 %, USPD: 1,5 %). Erster Präsident des Landesrates wurde der Zentrumspolitiker Bartholomäus Koßmann.
Vom 5. Februar bis zum 15. Mai 1923 kam es zum bisher längsten Arbeitskampf in der saarländischen Geschichte. Ging es äußerlich betrachtet zunächst noch um einen Lohnkampf, so trat doch zunehmend die Unterstützung des Protestes gegen die französische Besetzung des Ruhrgebietes am 11. Januar 1923 in den Fokus. Auch die Arbeiterparteien SPD und KPD unterstützten den prodeutschen Protest im Saargebiet. Regierungskommissionspräsident Rault ließ Militär gegen die Streikenden aufmarschieren, die Presse wurde zensiert, Notverordnungen wurden erlassen, und es kam zu Kündigungen. Das kanadische Regierungskommissionsmitglied Richard Deans Waugh trat unter Protest gegen diese – von ihm als rücksichtslos und unreflektiert empfundenen – Maßnahmen von seinem Amt zurück. Ebenso tadelte der Völkerbund die Notverordnungen der Regierungskommission. Die Einführung des französischen Franken als alleiniges Zahlungsmittel im Saargebiet befriedete den Konflikt mit der Zeit. Die Bergleute profitierten von der neuen Währung gegenüber der inflationären Mark. Der hunderttägige Streik kann nicht nur als Ausdruck für die nach wie vor schwierige Versorgungslage weiter Teile der Bevölkerung an der Saar gewertet werden, sondern auch für defizitäres Entgegenkommen der französischen Politiker gegenüber dem ehemaligen Kriegsgegner.

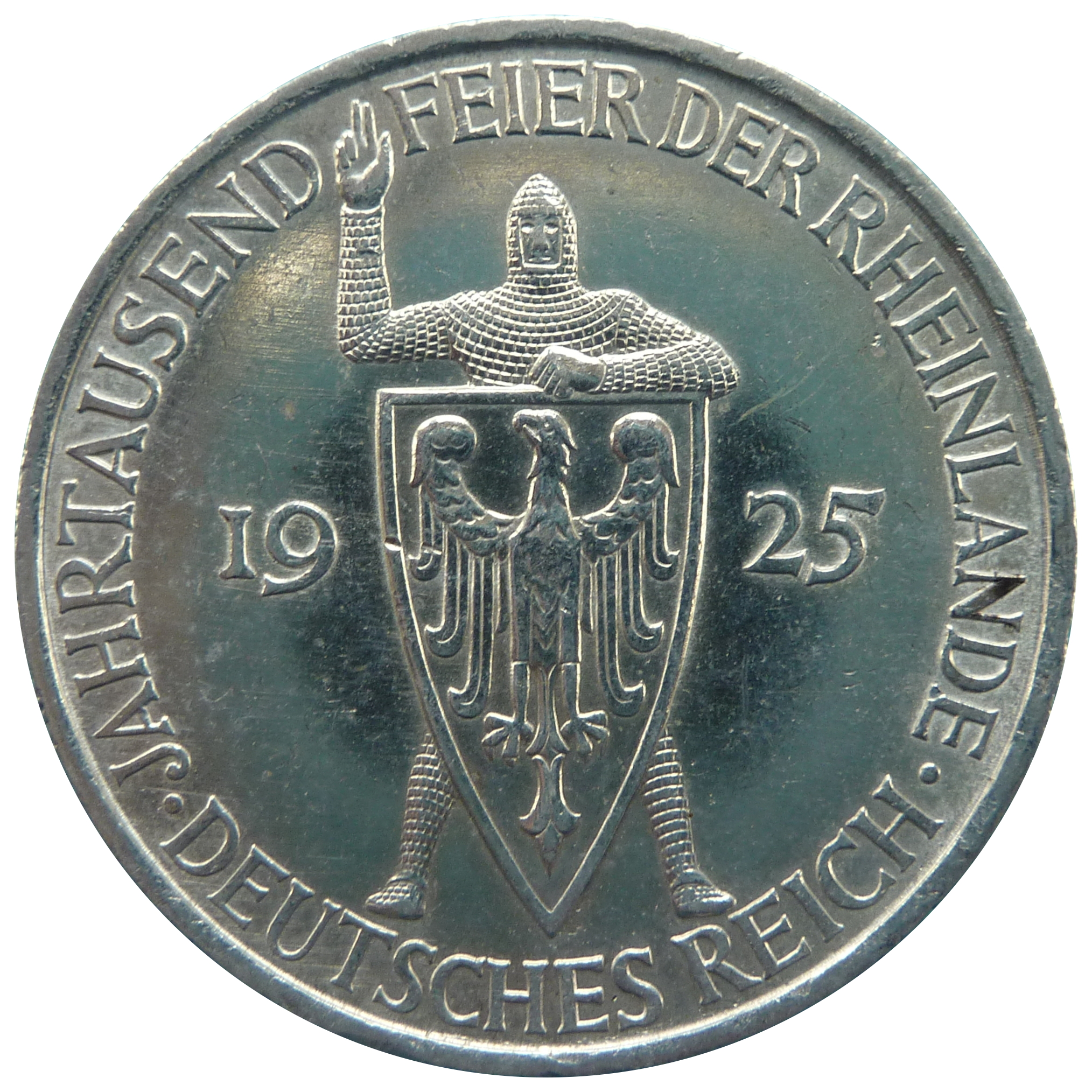
Reichsmark-Münze zur Jahrtausendfeier der Rheinlande

Die von deutscher Seite stark geförderte und von der Regierungskommission stark missbilligte Jahrtausendfeier der Rheinlande im Juni 1925, geprägt durch überbordenden Fahnenschmuck, Theateraufführungen, Fackelzüge und Sonnwendfeiern, ließ mit ihrem Bekenntnis zu deutschem Volk und Reich auch für den letzten Unentschlossenen deutlich zu Tage treten, wie eine spätere Volksabstimmung an der Saar zweifellos ausgehen werde. Historischer Hintergrund des deutschnationalen Propagandafestes war das im Jahr 921 zwischen dem ostfränkischen König Heinrich I. und dem westfränkischen König Karl III. geschlossene Friedensabkommen (Vertrag von Bonn). In der Folge hatte sich im Jahr 925 der lothringische Herzog Giselbert dem ostfränkischen König unterworfen. Lothringen war damit als fünftes Stammesherzogtum dem Ostfränkischen Reich (dem späteren Heiligen Römischen Reich) eingegliedert worden. Dieses Ereignis wurde nun von deutschnationaler Seite propagandistisch als Anschluss Lothringens, des Saargebietes und der gesamten Rheinlande an ein „deutsches Reich“ gedeutet. Das Hissen der an den Obrigkeitsstaat des Kaiserreichs gemahnenden schwarz-weiß-roten deutschen Flagge an den Häusern des Saargebietes dokumentierte den Wunsch der Mehrheit der Bevölkerung, das Rad der Geschichte wieder in Richtung Deutschland zurückzudrehen. In ähnlicher Weise wurde im Jahr 1932 in Homburg die Jahrhundertfeier des Hambacher Festes von 1832 zur Bekenntnisfeier für die Rückkehr des Saargebietes zu Deutschland instrumentalisiert.

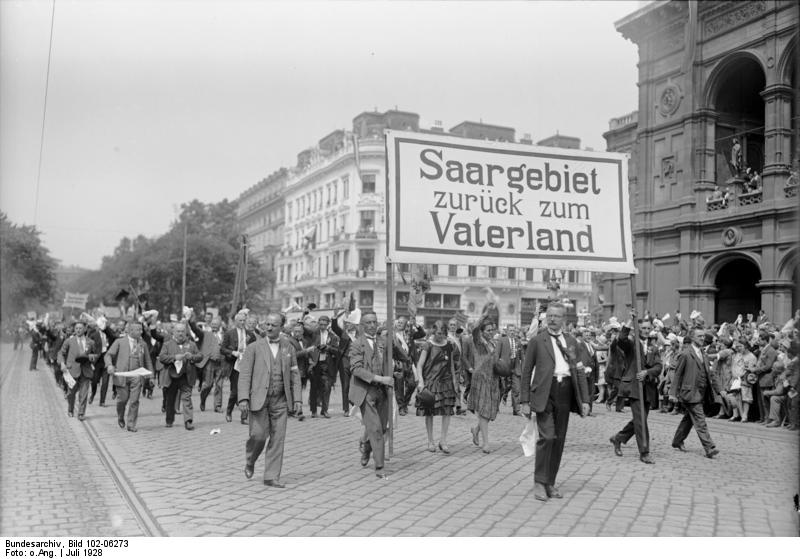
Saarländische Demonstration auf der Wiener Ringstraße (rechts die Wiener Staatsoper) anlässlich des Deutschen Sängerbundfestes 1928

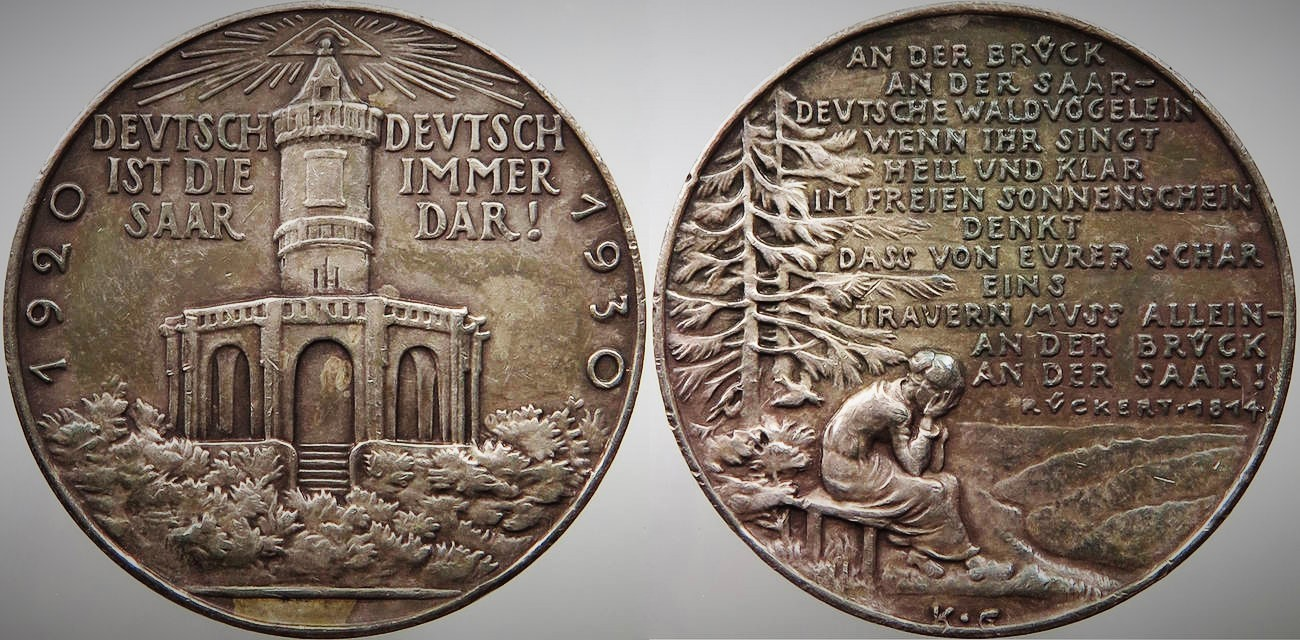
Deutsche Gedenkmedaille aus dem Jahr 1930 zur Erinnerung an die bereits zehnjährige Abtrennung des Saargebietes vom Deutschen Reich. Links: Das Saarbrücker Winterbergdenkmal mit dem Auge der Vorsehung zur Erinnerung an den Sieg über Frankreich 1871; Rechts: Trauernde Allegorie des Saargebietes mit dem Klagegedicht „Arm Saarvögelein“ von Friedrich Rückert aus dem Jahr 1814. Es bezieht sich auf den Ersten Pariser Frieden von 1814, nach dem Gebiete an der Saar Frankreich zugesprochen wurden. In dem Gedicht figuriert das Saarland als bei der Brücke an der Saar beheimatetes Vögelein, das deutsch ist, aber von den anderen deutschen Vögelein (den deutschen Ländern) im Stich gelassen wird.

Besonders die Besetzung des Saar(becken)gebietes durch französische Kolonialtruppen (etwa 25 % der Besatzungstruppen stammten aus Afrika und waren muslimischen Glaubens) wurde als tiefe antizivilisatorische Erniedrigung, als „Schwarze Schmach“, empfunden und bestärkte die Bevölkerung des Saargebietes in ihrem Wunsch, ins Deutsche Reich zurückzukehren. So meinte diesbezüglich auch der deutsche Reichspräsident Friedrich Ebert in einer Rede am 13. Februar 1923, „[d]aß die Verwendung farbiger Truppen niederster Kultur als Aufseher über eine Bevölkerung von der hohen geistigen und wirtschaftlichen Bedeutung der Rheinländer eine herausfordernde Verletzung der Gesetze europäischer Zivilisation ist […]“ Der französischen Regierung in Paris war diese Sichtweise bewusst und ihr Handeln war als absichtsvoll-rassistische Provokation gedacht. Von der Bevölkerung an der Saar wurden die oft aus Marokko stammenden Besatzungstruppen als „Mockscher“ (verballhornt von französisch „Marocains“) bezeichnet.
Ab 1927 wurden auch Briten und Belgier als Schutztruppen eingesetzt, 1930 zogen die letzten Besatzungstruppen ab. Die politische Unruhe in der Bevölkerung des Saargebietes aufgrund der politischen Situation und der wirtschaftlichen Not infolge der Weltwirtschaftskrise ab 1929 gipfelte in mehreren großen Streiks und Demonstrationen der Bergarbeiter und Beamten. Sämtliche saarländischen Parteien unterstützten bis zum Amtsantritt Hitlers als Reichskanzler am 30. Januar 1933 den Rückkehrwunsch. Bereits im Oktober 1922 hatte sich in Saarbrücken eine erste Ortsgruppe der NSDAP gegründet. Nach dem Münchener Hitlerputsch war die Saar-NSDAP verboten und erst 1926 unter Auflagen wieder erlaubt worden. Im Januar 1931 verbot die Regierungskommission das Tragen von NS-Parteiuniformen, im Folgejahr 1932 die paramilitärischen Organisationen der NSDAP. Hinsichtlich ihrer Mitgliederzahlen war die Saar-NSDAP in den 1920er Jahren aufgrund der Stärke des politischen Katholizismus an der Saar nur eine Kleinstpartei. Sie löste sich am 26. Februar 1934 offiziell zugunsten der sogenannten „Deutschen Front“ auf, die sich offiziell überparteilich gab, aber von der NS-Regierung in Berlin ferngesteuert wurde. Die Deutschnationale Partei, die deutsch-saarländische Volkspartei, die deutsch-bürgerliche Mitte, das katholische Zentrum sowie die NSDAP-Saar schlossen sich am 14. Juli 1933 zur „Deutschen Front“ zusammen, die den Anschluss an das Deutsche Reich propagierte. Das Zentrum, das bisher im überwiegend katholisch geprägten Saargebiet die stärkste politische Kraft gewesen war, neutralisierte sich mit dem Aufgehen in der „Deutschen Front“ praktisch selbst und ordnete sich damit den Interessen Hitlers hinsichtlich der Saar unter. Als quasi hymnischer Bekenntnisgesang wurde allenthalben auf den prodeutschen Veranstaltungen eine Neutextung des Steigerliedes unter dem Titel „Deutsch ist die Saar, deutsch immerdar“ populär, die 1920 von dem Saarbrücker Lehrer Hanns Maria Lux gedichtet worden war.

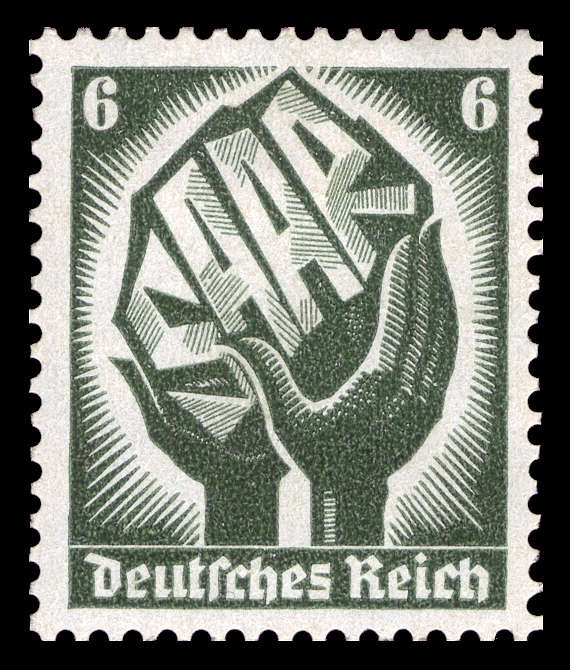
Briefmarke des Deutschen Reiches aus dem Jahr 1934 zur Vorbereitung der Saarabstimmung: Zwei Hände halten in der Dunkelheit einen strahlenden Kohlebrocken mit der Aufschrift SAAR empor
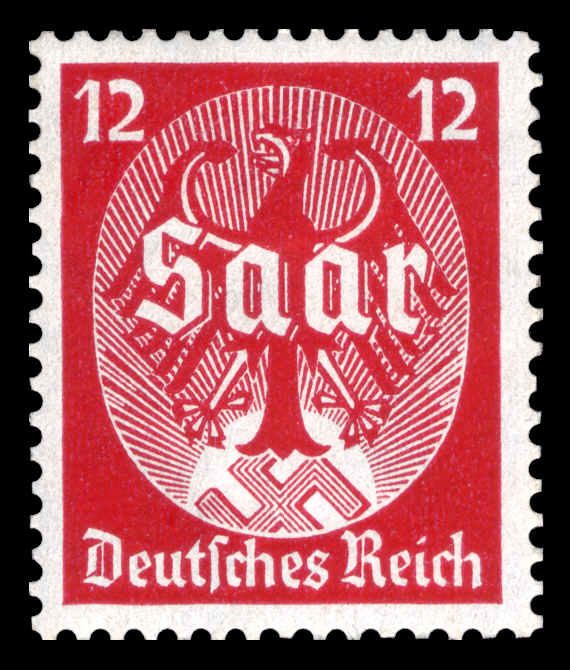
Briefmarke des Deutschen Reiches aus dem Jahr 1934 zur Vorbereitung der Saarabstimmung: Reichsadler vor aufgehender Hakenkreuz-Sonne mit der Aufschrift Saar

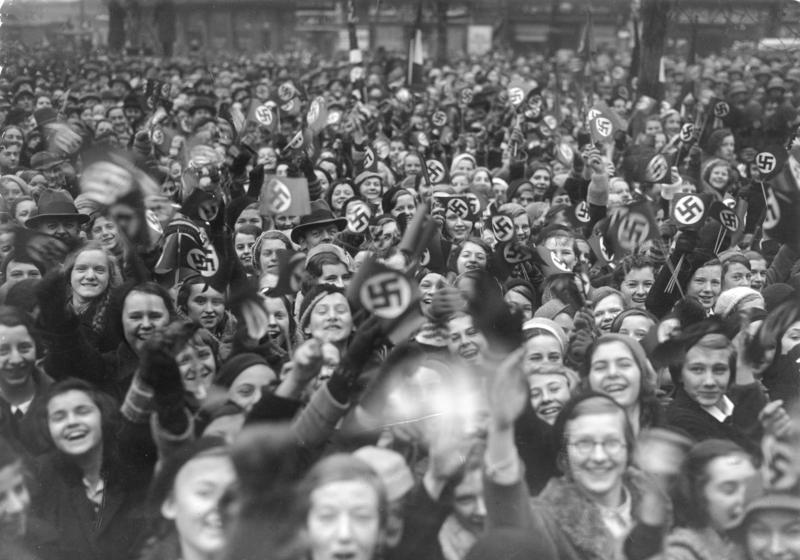
Jubel bei der Rückkehr der Berliner Abstimmungsberechtigten nach der Saarabstimmung 1935 auf dem Potsdamer Bahnhof in Berlin

Bis zur Machtübernahme der nationalsozialistischen Regierung im Deutschen Reich am 30. Januar 1933 gab es keine Frage, wie sich die Saarbevölkerung bei der anstehenden Saarabstimmung entscheiden würde. Die im Versailler Vertrag nach 15 Jahren vorgesehene Abstimmung über die politische Zukunft des Saargebietes schien für die Zeitgenossen nur eine Formsache zu sein. Bei allen relevanten politischen Parteien und gesellschaftlichen Organisationen im Saargebiet bestand im Hinblick auf die Abstimmung des Jahres 1935 Einigkeit hinsichtlich der Wiedervereinigung mit dem deutschen Vaterland. Selbst Frankreich rechnete fest mit dem Verlust der Abstimmung und schloss am 3. Dezember 1934 in Rom einen Rückgliederungsvertrag mit der deutschen Regierung, bei der das Deutsche Reich 900 Millionen Franc an Paris für den Rückkauf der Saarbergwerke und Eisenbahnlinien des Saargebietes zahlen sollte. Das an der Westgrenze des Saargebietes von Frankreich auf eigenem Territorium ab 1930 gebaute Verteidigungssystem der Maginot-Linie zementierte die Vorahnung Frankreichs hinsichtlich des drohenden Verlustes des Saargebietes.
Mit der sogenannten Machtergreifung der NSDAP unter Adolf Hitler im Deutschen Reich änderte sich im Jahr 1933 die Politik der Saar-SPD im Saargebiet. Sie propagierte nun unter ihrem Parteivorsitzenden Max Braun, der die Regierung Hitlers öffentlich als „Blut- und Henkerregime“ brandmarkte, den Status quo, also die Beibehaltung der Mandatsverwaltung im Saargebiet bis zum Sturz von Hitlers Diktatur. Erst nach der Rückgewinnung der Demokratie in Deutschland sollte die Rückgliederung des Saargebietes an das Deutsche Reich erfolgen. Die Saar-SPD versuchte beim Völkerbund eine Verschiebung der Saarabstimmung um 5 bis 10 Jahre zu erreichen, bis Hitler – so die Hoffnung – nicht mehr an der Macht sei.
Gleichzeitig verstärkte die NS-Regierung in Berlin ihre propagandistische Maßnahmen, um auf die Saarbevölkerung politisch einzuwirken. In geschickter Weise warfen die „Deutsche Front“ und die NSDAP allen, die wegen der diktatorischen Verhältnisse im Deutschen Reich an einer Entscheidung für die Rückkehr nach Deutschland zweifelten oder sie ablehnten, nationalen Verrat und Separatismus vor. Sie verkürzten die Abstimmungsfrage der Saarabstimmung auf die Alternativen „Deutsches Vaterland“ oder „französischer Erbfeind“. Damit wurde ganz bewusst von den konkreten undemokratischen Zuständen in Deutschland zugunsten einer rein emotional-nationalen Entscheidung abgelenkt. Die antisemitischen Maßnahmen im Reich ließen auch an der Saar eine judenfeindliche Stimmung aufkommen. Von Berlin aus gesteuert, rollte eine gewaltige Propagandawelle mit Broschüren, Presseartikeln, Büchern, Ausstellungen, Radiosendungen des Reichsrundfunkes und Filmberichten durch das Land an der Saar und das gesamte Deutsche Reich. Am 27. August 1933 veranstaltete die NS-Regierung zusammen mit dem „Bund der Saarvereine“ am Niederwalddenkmal oberhalb der Stadt Rüdesheim am Rhein eine politische Saarkundgebung mit weit über 80.000 Teilnehmern, bei der Hitler vor einer begeisterten Menge den Anschluss des Saarlandes an das Deutsche Reich forderte. Der „Bund der Saarvereine“ war bereits im Jahr 1919 als Organisation gegründet worden, die sowohl im Saargebiet als auch im gesamten Deutschen Reich die nationale Zusammengehörigkeit des Saargebietes und Deutschlands propagierte. Im November 1933 beauftragte Hitler Vizekanzler Franz von Papen, der mit der Wallerfangerin Martha von Papen verheiratet war, zum „Saarbevollmächtigten“ der Reichsregierung. Am 6. Mai 1934 organisierte NS-Reichspropagandaleiter Joseph Goebbels in Zweibrücken an der unmittelbaren Grenze des Saargebietes mit dem sogenannten „Tag der deutschen Saar“ eine prodeutsche Massenveranstaltung, bei der angeblich 200.000 „Saardeutsche“ teilnahmen. Am 26. August 1934 sprach Adolf Hitler bei der Koblenzer Saarkundgebung vor angeblich 150.000 Zuhörern, während Max Braun von der Saar-SPD und Friedrich Pfordt von der Saar-KPD in Sulzbach auf einer antifaschistischen Gegendemonstration vor 60.000 Menschen gegen den Anschluss des Saargebietes an NS-Deutschland redeten. Hauptorganisator der antifaschistischen Kundgebung vom 26. August 1934 war Richard Kirn, der spätere stellvertretende Ministerpräsident des Saarlandes in der Nachkriegszeit.
Die Saar-KP nahm unnachgiebig gegen die Errichtung der offen faschistischen Diktatur Stellung, blieb aber in der Rückgliederungsfrage zunächst bei der Forderung nach bedingungsloser Rückgliederung an das Deutsche Reich. Erst im Sommer 1934, also nur sechs Monate vor der Saarabstimmung, hatte sich die Saar-KP unter Friedrich Pfordt auf Weisung der Kommunistischen Internationalen zum Zusammengehen mit der Saar-SPD unter Max Braun und Rückkehrgegnern des katholischen Zentrums wie Johannes Hoffmann in einer „Einheitsfront“ gegen Hitler und für die Beibehaltung des „Status Quo“ durchgerungen. Innerhalb des Kommunistischen Jugendverbandes Deutschlands engagierte sich der junge Wiebelskircher Erich Honecker in Zusammenarbeit mit Herbert Wehner stark für den „Status Quo“. Die „Einheitsfront“ hoffte, Hitler an der Saar zu schlagen und damit auch im Deutschen Reich das Ende der nationalsozialistischen Diktatur einzuleiten, wie es etwa im „Saarlied“ von Bertolt Brecht und Hanns Eisler aus dem Jahr 1934 gefordert wurde.
Die politischen Richtungskämpfe in der Zentrumspartei des Saargebietes und in den christlichen Saar-Gewerkschaften entschied der prodeutsche Flügel um den Führer der christlichen Bergarbeiter, der Landesratsabgeordnete der Zentrumspartei Peter Kiefer, für sich. Er befürwortete bedingungslos die Kooperation mit der NSDAP und forcierte eine Integration der katholischen Organisationen in der „Deutschen Front“. Daraufhin folgte im Oktober 1933 die Selbstgleichschaltung und Auflösung der katholischen Saar-Zentrumspartei sowie die Unterstellung der christlichen Gewerkschaften und der katholischen Zeitungen unter die Führung der „Deutschen Front“. Johannes Hoffmann, der Chefredakteur der katholischen „Saarbrücker Landeszeitung“, lehnte das NS-System in erster Linie aufgrund der Verfolgung oppositioneller Katholiken und der katholischen Verbände ab. Nach seiner politisch bedingten Entlassung bei der Landeszeitung gab Hoffmann ab Mai 1934 die „Neue Saar-Post — Unabhängige Tageszeitung für christliche und deutsche Kultur“ heraus. Sie bezog offen Stellung gegen den Terror des NS-Regimes. Das offene Eintreten der katholischen Bischöfe von Trier und Speyer, Franz Rudolf Bornewasser und Ludwig Sebastian, sowie des überwiegenden Teiles des Klerus an der Saar für die Rückgliederung des Saargebietes zum Deutschen Reich, auch zu Hitlerdeutschland, schwächte den Kampf der katholischen Opposition entscheidend. Ab September 1934 rief die »Neue Saar-Post« offen für den Erhalt des Status quo auf, ebenso wie die erst am 30. November 1934 gegründete oppositionelle Partei „Deutscher Volksbund für christlich-soziale Gemeinschaft“, die kaum noch Wirkung entfalten konnte. Eine effektive Kooperation der katholischen „Status-quo-Bewegung“ mit der Einheitsfront von Saar-SPD und Saar-KP kam nicht zustande, da die ideologischen Vorbehalte der Katholiken gegenüber den Kommunisten nicht zu überbrücken waren. Die Rednerauftritte einiger weniger katholischer Geistlicher auf Veranstaltungen der Einheitsfront, etwa von Pater Hugolinus Dörr am 26. August 1934 in Sulzbach, blieben die absolute Ausnahme.
Die fünfzehnjährige „Heim ins Reich“-Politik aller übrigen saarländischen Parteien konnten bis zur Volksabstimmung am 13. Januar 1935 nicht mehr ausgeglichen werden. Auf jeden, der für die Beibehaltung des „Status quo“ plädierte, wurde zum Beispiel in den Werken Hermann Röchlings, massiver Druck ausgeübt. Drohbriefe erreichten die Redaktion der sozialdemokratischen Parteizeitung „Volksstimme“ und ein (missglücktes) Bombenattentat auf deren Chefredakteur Max Braun wurde verübt. Im August 1934 war NS-Gauleiter Josef Bürckel zum Saarbevollmächtigten der Reichsregierung ernannt worden. Er agierte im Saargebiet durch seine Strohmänner Alois Spaniol und Jakob Pirro. Aufgrund der aufgeheizten und gewaltbereiten Situation an der Saar musste der Völkerbund in Genf im Vorfeld der Saarabstimmung internationale Schutztruppen (Italien, Schweden, Großbritannien, Niederlande) zur Beruhigung der Lage entsenden. Zahlreiche Saarländer, die zum Zeitpunkt der Abstimmung im Ausland oder im Deutschen Reich ansässig waren, wurden extra zur Stimmabgabe ins Saargebiet gebracht. Der „Ordnungsdienst“ der „Deutschen Front“ schüchterte in den Tagen vor der Abstimmung die Bevölkerung ein und brachte selbst Alte und Kranke zu den Urnen. Die Regierungskommission des Saargebietes hatte im Vorfeld der Abstimmung jede Propaganda untersagt, worauf die „Deutsche Front“ allenthalben Plakate mit der Aufschrift „Maulhalten ist die erste Bürgerpflicht“ in Stellung brachte. Die überwältigende Mehrheit der Abstimmungsberechtigten nahm Hitler nicht als ernste Gefahr wahr oder befürwortete sogar seine Politik. So stimmten dann am 13. Januar 1935 bei einer Wahlbeteiligung von 98 % 90,73 % für eine Vereinigung mit Deutschland, 8,86 % für den Status quo und nur 0,4 % der Wähler für eine Vereinigung des Saargebietes mit Frankreich. Die Auszählung der etwa 500.000 Stimmzettel und die Bekanntgabe des Abstimmungsergebnisses hatten im evangelischen Gemeindehaus, der sog. Wartburg stattgefunden. An dieses Ereignis erinnern im Saarland bis heute mehrere Straßen mit dem Namen „Straße des 13. Januar“ (unter anderem in Saarbrücken, Völklingen und Blieskastel). Nach der Bekanntgabe des Abstimmungsergebnisses und der Aufhebung des Propagandaverbotes verwandelten sich die Straßen des Saargebietes in Fahnenwälder aus Hakenkreuzflaggen, und Massenansammlungen zeigten der versammelten in- und ausländischen Presse sowie den internationalen Schutztruppen unter Absingen des Horst-Wessel-Liedes euphorisch den Hitlergruß. Die Redaktion der „Volksstimme“ wurde geplündert und an vielen Orten erhängte man symbolisch Max-Braun-Puppen an Straßenlaternen und Masten.
Ab 1933 war das Saargebiet zum Zufluchtsort vieler im Deutschen Reich Verfolgter geworden, allen voran Juden, Kommunisten und Sozialdemokraten, aber auch von Oppositionellen beider christlicher Konfessionen. Man schätzt, dass zwischen 5000 und 6000 Menschen das Saargebiet als Exilgebiet nutzten. Durch seine Sonderstellung war das Saargebiet des Weiteren ein wichtiger Drehpunkt für das Einschleusen antirassistischer Propaganda ins Deutsche Reich. Nach dem deutlichen Mehrheitsergebnis für den Anschluss an das nationalsozialistische Deutschland flohen mehrere Tausend Gegner des Nationalsozialismus und von Verfolgung Bedrohte aus dem Saargebiet, vor allem nach Frankreich, wie etwa Johannes Hoffmann, der spätere erste Ministerpräsident des Saarlandes, der unmittelbar nach Hitlers „Machtergreifung“ massiv Stellung gegen das NS-System bezogen hatte, Erich Weinert, Gustav Regler oder Erich Honecker, der in der Nachkriegszeit wichtige politische Funktionen in der Deutschen Demokratischen Republik übernahm. Für das NS-Regime war der überwältigende Sieg bei der Volksabstimmung im Saargebiet am 13. Januar 1935 ein erster großer außenpolitischer Erfolg. Das Datum dieser Niederlage der Alliierten im Kampf um Demokratie und Freiheit blieb nicht unvergessen: Genau am zehnten Jahrestag der Saarabstimmung, am 13. Januar 1945, bombardierten die Alliierten in einem letzten großen britischen Bombenangriff Saarbrücken.

## Teil NS-Deutschlands (1935 bis 1945)
Das Saargebiet gehörte ab dem 1. März 1935 wieder uneingeschränkt zum Deutschen Reich, was im Rahmen eines großen propagandistischen Massenspektakels mit Aufmärschen in Anwesenheit von Adolf Hitler, Joseph Goebbels, Heinrich Himmler sowie der Bischöfe von Trier und Speyer – Bornewasser und Sebastian – vor dem Rathaus St. Johann in Saarbrücken gefeiert wurde. Allenthalben kam es im Gefolge der Angliederung zu politisch motivierten Straßenumbenennungen. Das Land an der Saar wurde aber – entgegen der Erwartung vieler Zeitgenossen – nicht wieder an Preußen und Bayern zurückgegliedert, sondern blieb als politische Einheit unter dem neuen Namen „Saarland“ erhalten (Reichsland Saarland). In der Parteiorganisation der NSDAP bildete es zusammen mit der bayerischen Pfalz den Gau „Saar-Pfalz“. Das Saarland wurde durch Josef Bürckel, ab 1935 zunächst als Reichskommissar, ab August 1940 dann als Reichsstatthalter in Saarbrücken verwaltet. Diesem waren auch die Pfalz und ab 1940 das deutsch besetzte Lothringen unterstellt.

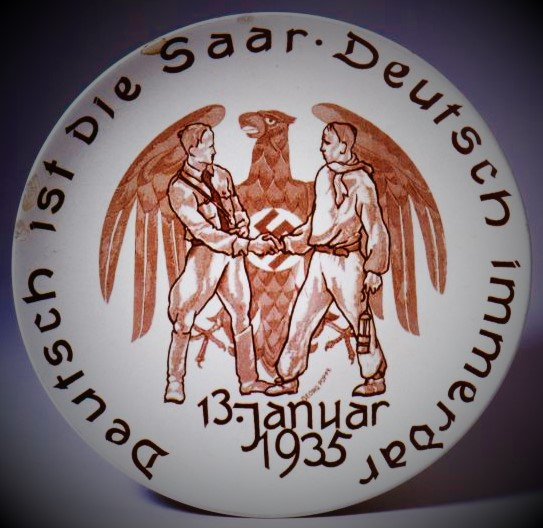
Gedenkteller zur Saarabstimmung: Brauner Reichsadler mit Hakenkreuzemblem, davor reichen sich ein NS-Parteigenosse (links) und ein Saarbergmann mit Grubenlampe (rechts) die Hand. Unterhalb ist das Datum der Abstimmung eingetragen: „13. Januar 1935“: Entlang des Randes befindet sich die Umschrift „Deutsch ist die Saar – Deutsch immerdar“ nach dem „Saarlied“ von Hanns Maria Lux. Waechtersbacher Steingut, 1935
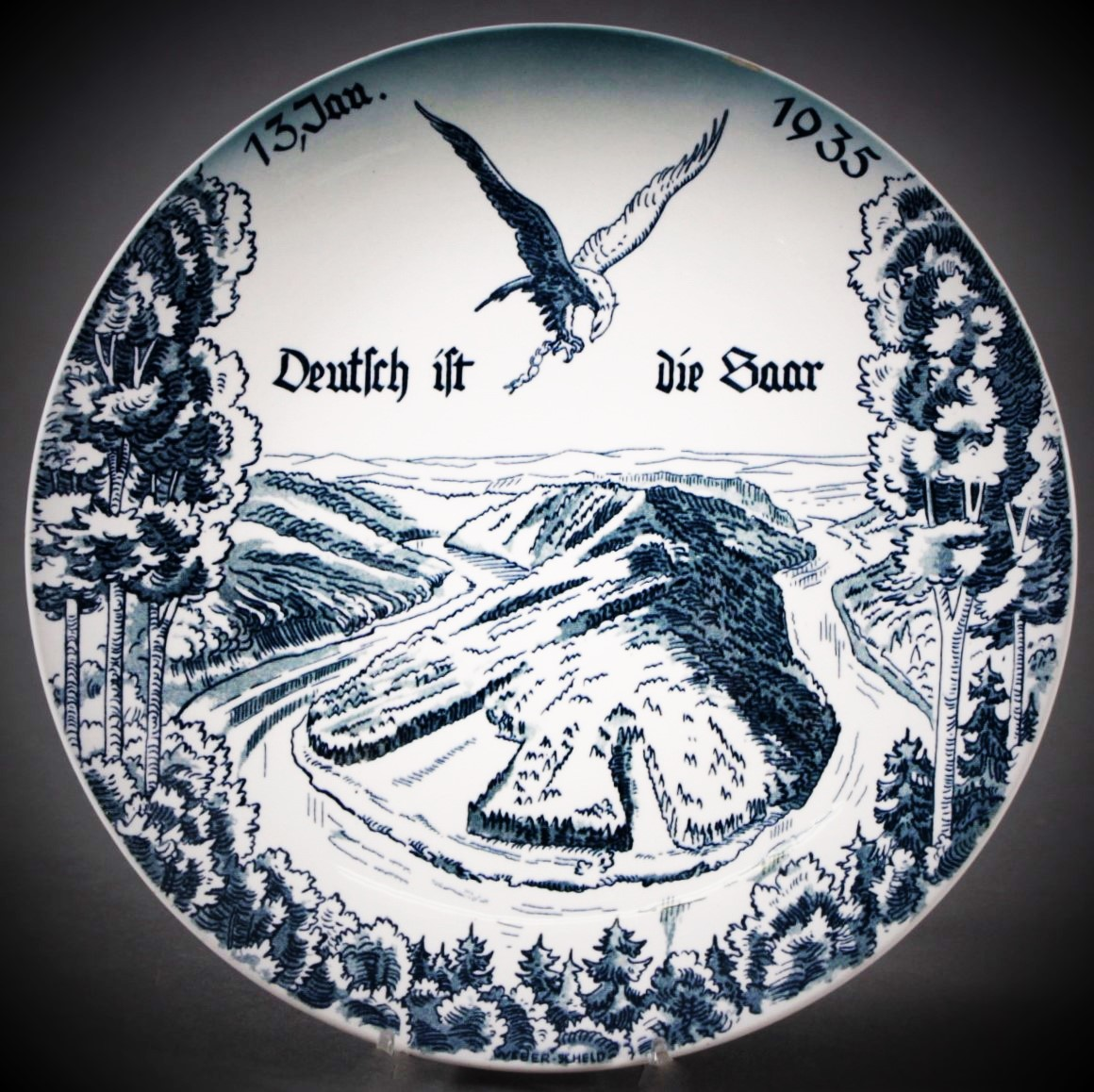
Gedenkteller zur Saarabstimmung 1935, Blick von der Cloef auf die Saarschleife bei Orscholz mit emporfliegendem deutschem Reichsadler, der – als Symbol der wiedererlangten Freiheit – Ketten an seinen Fängen zerrissen hat; Während die Cloef von 1920 bis 1935 beim Deutschen Reich verblieben war, gehörte der im Saarbogen liegende Berg mit der Burg Montclair zum Saargebiet.
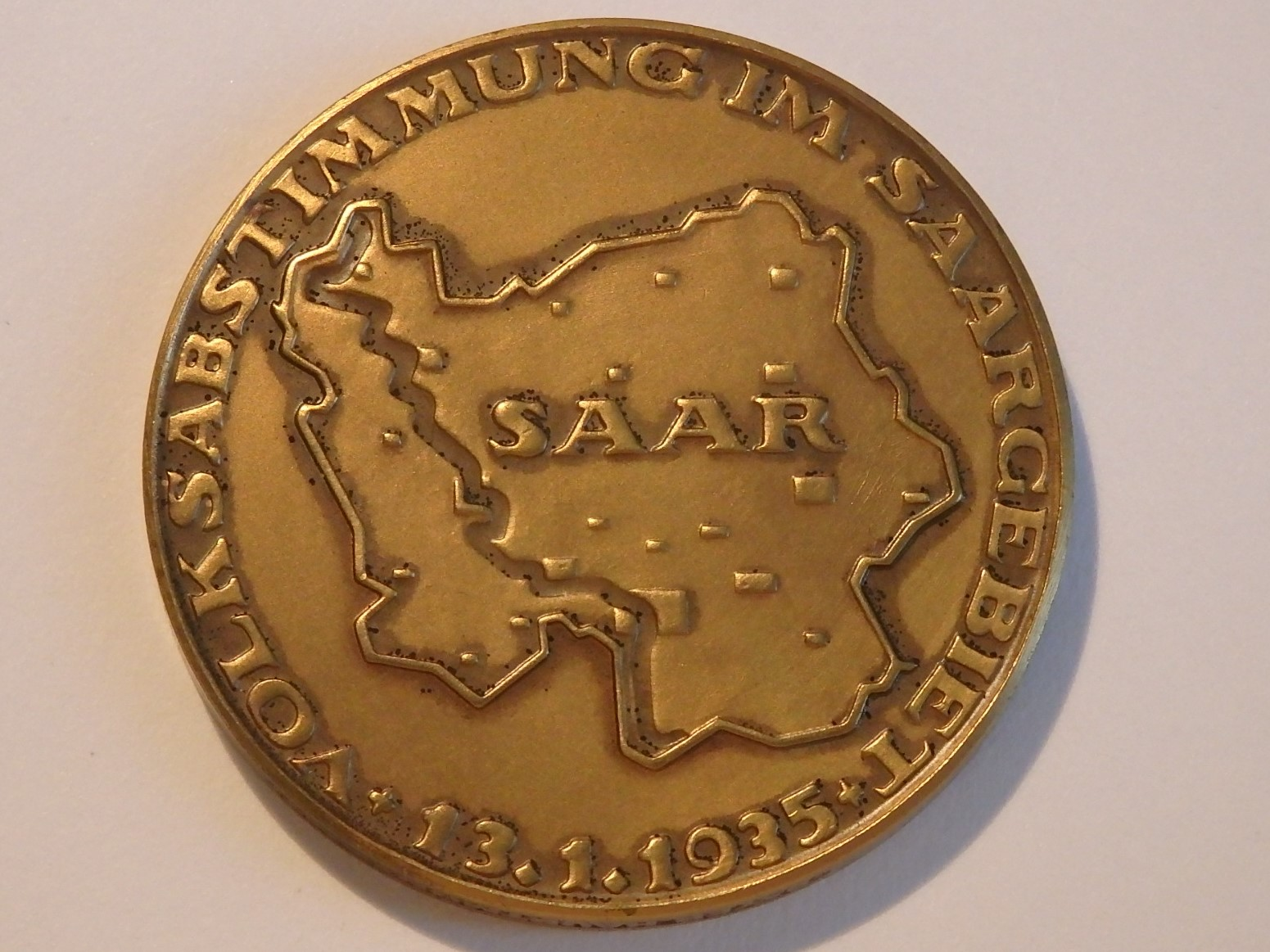
Medaille zur Saarabstimmung, Auf der Vorderseite eine stilisierte kartographische Darstellung des Saarbeckengebietes mit der Inschrift „Saar“ und der Umschrift „Volksabstimmung im Saargebiet 13.1.1935“
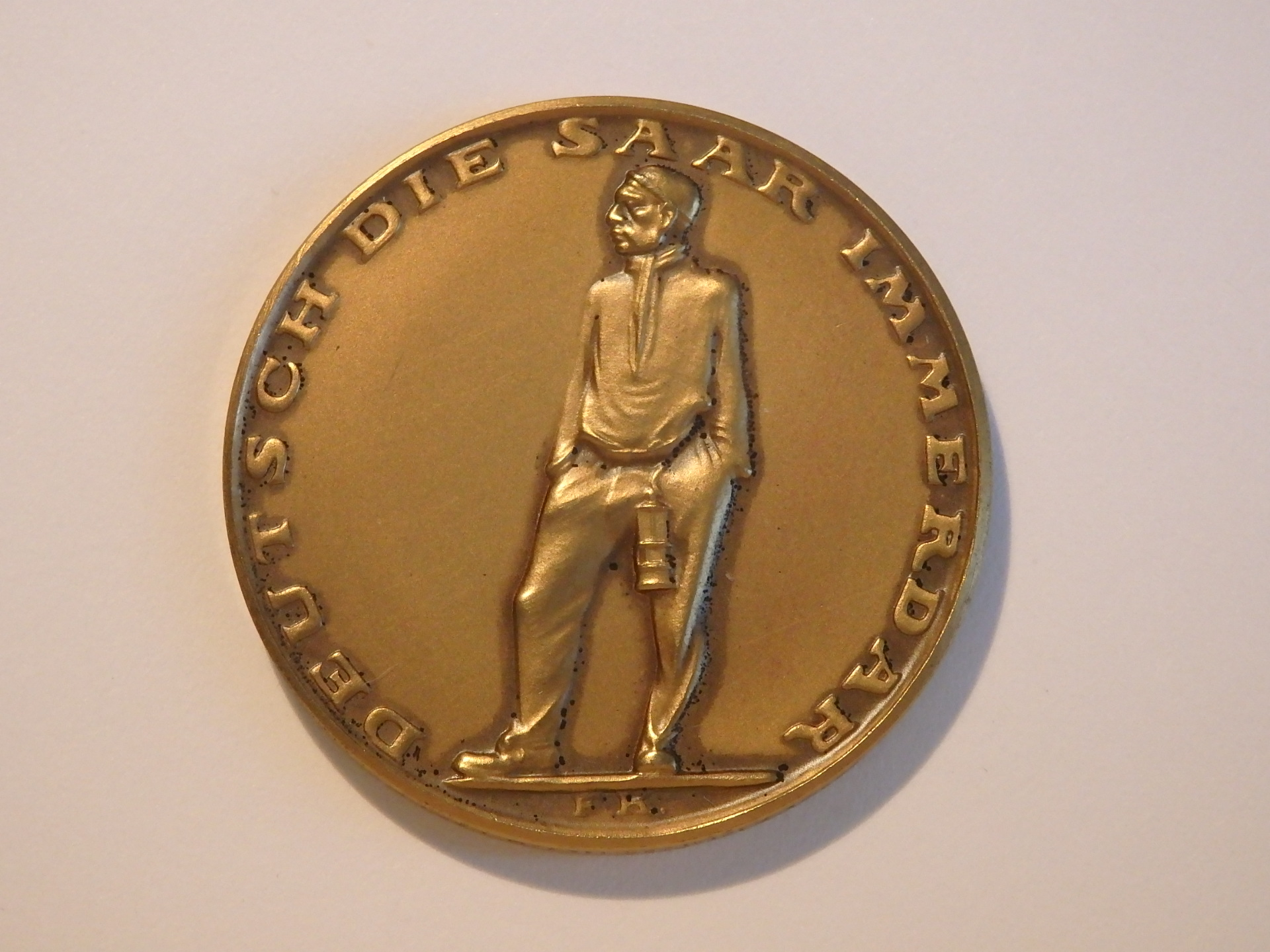
Auf der Rückseite ein Bergmann mit einer Grubenlampe und der Umschrift „Deutsch die Saar immerdar“, F.K. steht für Fritz Koelle

Der förmliche Zusammenschluss dieser drei Verwaltungseinheiten zum geplanten Reichsgau Westmark ist aber nicht mehr zustande gekommen. Nach der Rückgliederung des Saargebiets in das Deutsche Reich infolge der Abstimmung 1935 wurde der „Reichssender Saarbrücken“ als Teil der „Reichs-Rundfunk GmbH Berlin“ gegründet. Bereits im Jahr 1929 war eine erste Rundfunksendung aus dem Saarland gesendet worden. In der Nachkriegszeit wurde aus dem Reichssender das „Radio Saarbrücken“ aus der dann der Saarländische Rundfunk hervorging.

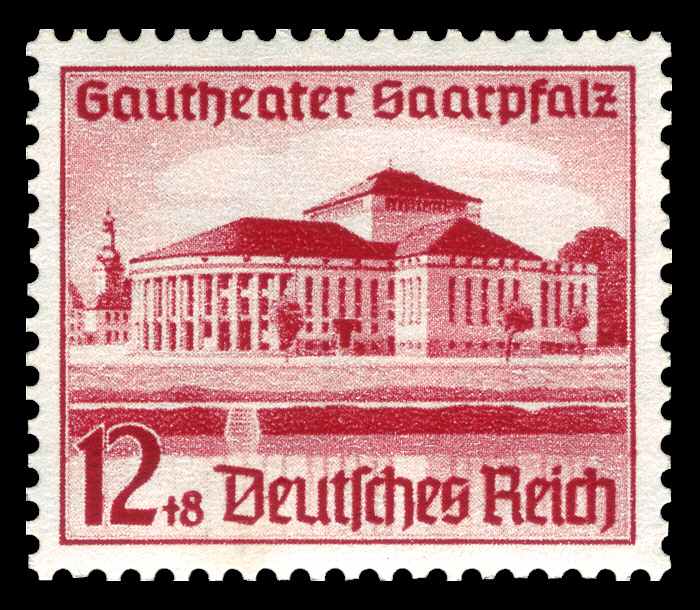
Briefmarke des Deutschen Reiches zur Eröffnung des Gautheaters Saarpfalz, 1938

Das neue „Gautheater (Westmark)“ in Saarbrücken, das heutige Saarländische Staatstheater, wurde in den Jahren 1937 und 1938 nach Entwürfen von Paul Otto August Baumgarten im neoklassizistischen Stil erbaut und mit großem propagandistischen Pomp eingeweiht. Offiziell wurde es dem Saarland von Hitler für das Abstimmungsergebnis im Jahr 1935, mit dem die Saarländer sich für eine Angliederung an das Deutsche Reich entschieden hatten, „geschenkt“, wobei dann doch ein Großteil von der Stadt Saarbrücken finanziert werden musste. Das Gebäude sollte nach dem Willen der Machthaber an der Grenze des Deutschen Reiches als „kulturelles Bollwerk“ gegen Frankreich dienen.
Die Grubenbetriebe der „Mines Domaniales Françaises de la Sarre“ wurden am 1. März 1935 in den Reichsbergwerksbesitz überführt und vom Oberbergamt Bonn verwaltet. Dieses überführte die Saargruben am 13. Dezember 1935 in eine Reichsaktiengesellschaft, die Saargruben AG, mit einer alleinigen Inhaberschaft des Deutschen Reiches. Im Zuge der kriegsvorbereitenden Autarkiebestrebungen wurden die Saargruben durch den Einsatz von großen Schrämmaschinen, Ladegeräten, neuen Sicherheitsvorkehrungen und silikoseverringernden Spülbohrern zu den modernsten Gruben in Europa ausgebaut. Im Kriegsjahr 1941 erreichte die Kohlenförderung an der Saar 14.431.000 Tonnen.
Unmittelbar nach der NS-Machtübernahme war es bereits zu Übergriffen auf die jüdische Bevölkerung des Saarlandes gekommen. Ihre Vorfahren hatten sich zur Zeit des Ancien Régimes im Kurtrierischen, in Ostfrankreich und im Saarbrücker Umland gegen die Zahlung von Schutzgeldern niederlassen dürfen. Innerhalb der saarländischen Städte waren sie der bürgerlichen Schicht zugeordnet. Hier hatten sie Warenhäuser, Kreditinstitute und mittelständische Fabriken gegründet. Auf dem Land dominierten sie den Agrarhandel. Die antijüdischen Nürnberger Gesetze traten im Saarland mit Zeitverzögerung erst im März 1936 in Kraft. Das hatte zur Folge, dass die Juden aus dem öffentlichen Leben an der Saar verdrängt und ihre Geschäfte weit unter Wert „arisiert“ wurden. Im Jahr 1938 wurden im ganzen Land im Zuge der sogenannten Reichskristallnacht Synagogen niedergebrannt, jüdische Friedhöfe geschändet und es kam zu brutalen antisemitischen Exzessen durch örtliche SS-Einheiten und auch von Teilen der saarländischen Zivilbevölkerung. Im Jahr 1933 lebten im Saarland etwa 4600 Juden. Aufgrund von Emigration waren es zu Beginn des Krieges nur noch etwa 500. NS-Gauleiter Bürckel ließ sie zusammen mit pfälzischen und badischen Juden ab Sommer 1940 im Rahmen der Wagner-Bürckel-Aktion in Zusammenarbeit mit französischen Kollaborateuren in das von der Vichy-Regierung betriebene Camp de Gurs am Fuß der Pyrenäen deportieren. Die meisten dieser Häftlinge wurden, soweit sie unter den extremen Bedingungen, die zu einer hohen Mortalitätsrate führten, bis dahin überlebt hatten, anschließend von dort ab August 1942 erneut deportiert und in den Gaskammern der Vernichtungslager von KZ-Schergen ermordet, was den französischen Behörden bewusst war. Damit hatte Bürckel sein ehrgeiziges Ziel erreicht und das Saarland „judenfrei“ gemacht. Insgesamt wurden ca. 700 Saarländer jüdischen Glaubens im Rahmen der nationalsozialistischen Verfolgung ermordet. Nur wenige Überlebende kehrten nach 1945 ins Saarland zurück.
Darüber hinaus wurden saarländische Zigeuner (Sinti und Roma) und Menschen mit gleichgeschlechtlicher Orientierung aus rassistisch-ideologischen Gründen in Konzentrationslager verschleppt und ermordet. Etwa 3000 Saarländer wurden von den NS-Behörden als erbkrank eingestuft und 2400 von ihnen zwangssterilisiert. Die Patienten der Irrenheilanstalt Merzig sowie die des Landeskrankenhauses Homburg wurden nach Hessen verbracht und dort sämtlich getötet. Vorläufigen Listen zufolge sind die Opferzahlen innerhalb des Saarlandes mit etwa 700 zu beziffern. Der Trierer Bischof Franz Rudolf Bornewasser missbilligte öffentlich diese Tötung psychisch Kranker im Jahr 1941. Die Maßnahmen gegen die Juden ließ er in der Öffentlichkeit unerwähnt. Gemeindliche Laienorganisationen der beiden christlichen Kirchen im Saarland wurden im Jahr 1937 verboten und die Konfessionsschule abgeschafft.
Dennoch existierten im Untergrund weiterhin christliche Jugendgruppen, wie der sogenannte „Graue Orden“. Unter der Führung des aus Elversberg stammenden Fritz Leist erfasste der von den Gedanken Romano Guardinis geprägte Bund mehrere hundert Mitglieder in ganz Süd- und Westdeutschland. Anfang 1938 verhaftete die Gestapo führende Mitglieder des „Grauen Ordens“, unter ihnen Leist und Willi Graf. Nach etwa drei Monaten wurden alle aufgrund einer nach dem Anschluss Österreichs an das Deutsche Reich ergangenen Amnestie entlassen. Die beiden Saarbrücker Studenten Graf und Heinrich Bollinger schlossen sich im Jahr 1942 der Widerstandsorganisation Weiße Rose an. Willi Graf wurde am 19. April 1943 wegen Hochverrats, Wehrkraftzersetzung und Feindbegünstigung vom Volksgerichtshof unter Vorsitz Roland Freislers zum Tode verurteilt. Anders als bei den Geschwistern Scholl und Christoph Probst wurde das Urteil jedoch nicht sofort vollstreckt, da die Gestapo noch monatelang erhoffte, in Verhören Namen von Mitverschwörern aus ihm herauszupressen. Am 12. Oktober 1943 wurde Graf im Gefängnis Stadelheim mit dem Fallbeil enthauptet. Jegliche oppositionelle Haltung gegen das NS-Regime innerhalb der beiden christlichen Kirchen wurde mit Hausdurchsuchungen, Festnahmen, Versetzungen und KZ-Haft im Keim erstickt. Gegen Oppositionsreste innerhalb der früheren Sozialdemokratie und des Kommunismus ging das diktatorische Regime ebenso hart vor.
Der auf französischer Seite als Verteidigungssystem gebauten Maginot-Linie wurde auf deutscher Seite seit 1936 als Verteidigungslinie der Westwall entgegengestellt. Bereits am 7. März 1936 hatte Hitler die bisher entmilitarisierte Zone auf dem linken Rheinufer entgegen der Bestimmungen des Versailler Vertrages durch deutsche Truppen besetzten lassen. Im März 1936 wurden Saarlouis und Saarbrücken wieder Garnisonsstädte. Im St. Johanner Stadtwald errichtete man dazu ein großes militärisches Areal, die Below-Kaserne, die seit der Nachkriegszeit die Universität des Saarlandes beherbergt.

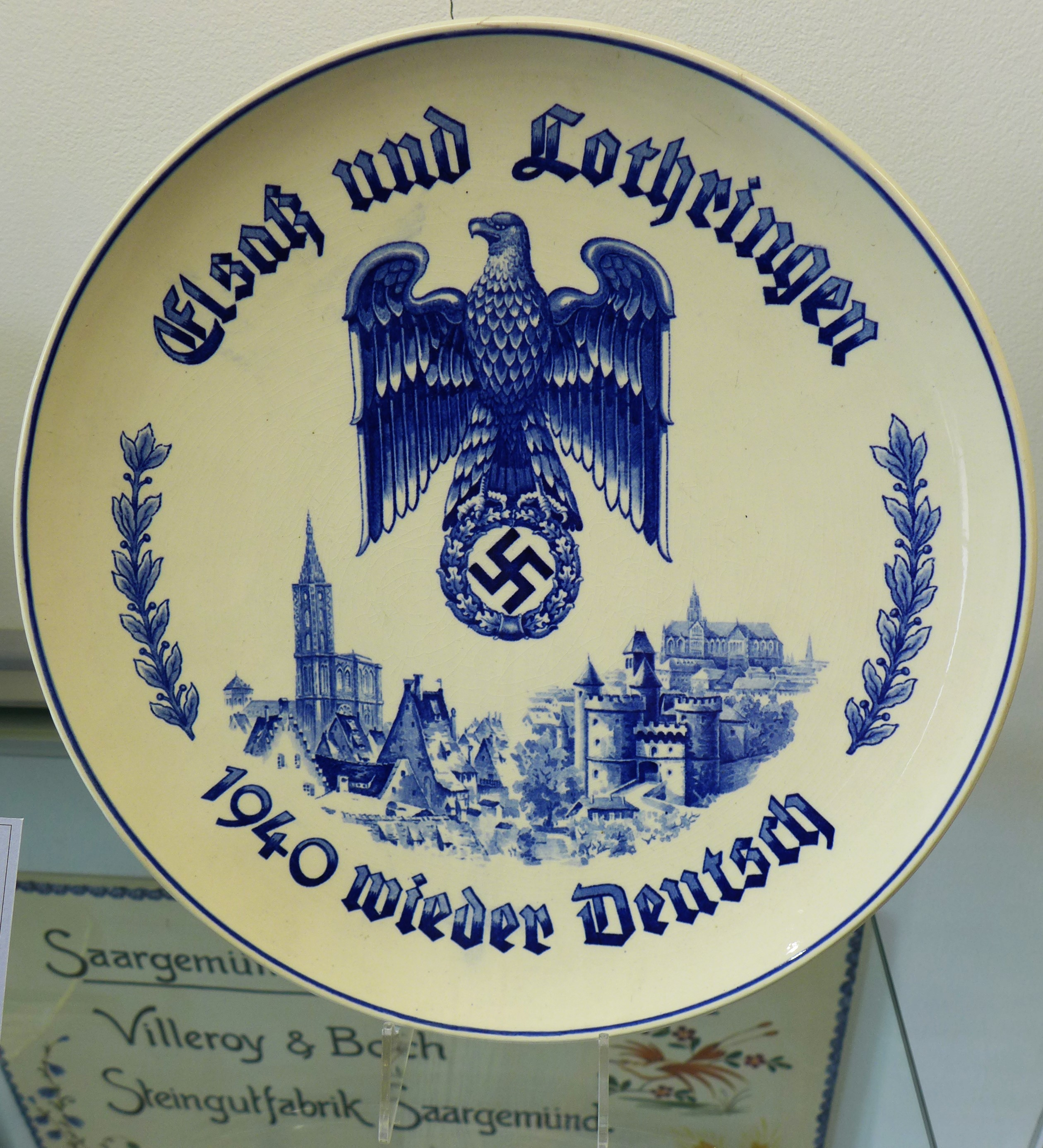
Schmuckteller zur Annexion von Elsass und Lothringen durch NS-Deutschland nach dem Frankreichfeldzug, Reichsadler mit Hakenkreuz im Eichenkranz über dem Straßburger Münster (links) und dem Metzer Dom mit dem Deutschen Tor (rechts), seitlich Lorbeerzweige als Siegessymbol, Villeroy & Boch, Saargemünd

Zu Beginn des Zweiten Weltkrieges wurde ein zehn Kilometer breiter Streifen entlang der Reichsgrenze, die sogenannte „Rote Zone“ von der Zivilbevölkerung geräumt. Die innerhalb der Zone Wohnhaften wurden im Rahmen des „Sicherungsmarsches West“ meist nach Hessen und Thüringen ausgesiedelt. Entsprechend wurde auch auf französischer Seite in Lothringen geräumt. Hier wurden die Menschen nach Innerfrankreich evakuiert. Während des sogenannten Sitzkrieges stießen französische Truppen im September 1939 bis zu acht Kilometer auf deutsches Gebiet vor und hielten zwölf Ortschaften der geräumten saarländischen Grenzregion bis Mitte Oktober 1939 besetzt. Am 14. Juni 1940 kam es zum deutschen Angriff an der Saarfront, und die Maginotlinie wurde durchbrochen. Erst nach dem siegreich beendeten Frankreichfeldzug durfte die „Rote Zone“ des Saarlandes im Jahr 1940 wiederbesiedelt werden. Die Rückkehrer fanden ihre Wohnungen und Häuser meist in einem von einquartierten Soldaten der Deutschen Wehrmacht verwüsteten und geplünderten Zustand vor. Durch die Annexion Lothringens, des Elsasses und Luxemburgs war die Großregion dem deutschen Herrschaftsbereich unterstellt.
Mehrere zehntausend Menschen aus ganz Europa wurden ins Saarland verschleppt und dort in Betrieben als Zwangsarbeiter eingesetzt, wo sie unter unmenschlichen Bedingungen hart arbeiten mussten und oft misshandelt wurden. Die Zwangsarbeiter lebten außerhalb ihrer Arbeitszeit meist in bewachten Barackenlagern. Auch in Privathaushalten wurden Zwangsarbeiter eingesetzt. Zwangsarbeiter- und Gefangenenlager gehörten während des Zweiten Weltkrieges zum saarländischen Alltagsbild.
Das Gestapo-Lager Neue Bremm bei Saarbrücken an der Goldenen Bremm bei Saarbrücken wurde ab 1940 zunächst als Arbeitslager für Fremd- und Zwangsarbeiter, dann für Kriegsgefangene genutzt; teilweise auch zur „Auslagerung“ von Gefangenen aus dem Saarbrücker Gefängnis Lerchesflur. Das für Frauen und Männer bestimmte Holzbarackenlager diente auch als Durchgangslager für das Konzentrationslager Natzweiler-Struthof im Elsass, das KZ Dachau, Mauthausen, Buchenwald, Ravensbrück u. a. Das Lager „Neue Bremm“ bestand bis zum Einmarsch der US-Truppen im Winter 1944/45. Die Häftlinge – unter anderem aus Frankreich, der Sowjetunion, Polen und England – wurden gequält, misshandelt und zum Teil getötet. Die Zahl der Ermordeten wird auf einige Hundert geschätzt, die der Insassen insgesamt auf etwa 20.000 Häftlinge. Das deutsche Lagerpersonal (zum Teil SS-Chargen) wurde nach dem Zusammenbruch des NS-Regimes vor dem „Tribunal Général du Gouvernement Militaire de la Zone d’Occupation Française“ in Rastatt im Jahr 1946 wegen Kriegsverbrechen, Verbrechen gegen die Menschlichkeit, Diebstahl, Misshandlung Gefangener, Mord und Totschlag angeklagt und überwiegend verurteilt. Von den 36 Angeklagten wurden 14 zum Tod durch Erschießen verurteilt, unter ihnen der Lagerleiter, SS-Untersturmführer Fritz Schmoll aus Schiffweiler, sein Assistent Peter Weiss aus Forbach bei Baden-Baden sowie der Führer der Wachmannschaft Karl Schmieden aus Saarbrücken. Alle Todesurteile wurden vollstreckt.
Aufgrund der exponierten Grenzlage war das Saarland von den Kampfhandlungen des Zweiten Weltkrieges besonders hart betroffen. Während die Luftangriffe des Ersten Weltkrieges auf Städte und Dörfer an der Saar noch vergleichsweise leicht gewesen waren, so verwüsteten die Bombenangriffe der Alliierten das Saarland in verheerender Weise. Ziel der Gegner des Deutschen Reiches war es, durch massive Verwüstungen, die Kapitulation zu erzwingen. Ab Sommer 1942 erfolgten gezielte Angriffe auf die Betriebe im Saarland, die für die Kriegswirtschaft und die Rüstungsindustrie wichtig waren. Der Strategie der flächigen Bombardierung lag die Annahme zugrunde, das Bombardieren von Wohngebieten anstelle militärischer Anlagen würde den Kampfwillen der Zivilbevölkerung schwächen. Der erste schwere alliierte Luftangriff auf Saarbrücken erfolgte in der Nacht vom 29. auf den 30. Juli 1942. Bis dahin hatte es nur Artilleriebeschuss und Jagdbomberattacken gegeben. Die Luftangriffe erreichten im Jahr 1944 ihren Höhepunkt. Der schwerste Angriff fand in der Nacht vom 5. auf den 6. Oktober 1944 auf Saarbrücken statt, als mehrere hundert britische Bomber in mehreren Angriffswellen Sprengbomben, Brandbomben und Luftminen über der Stadt abwarfen. Dabei fanden hunderte Menschen den Tod, 45.000 wurden obdachlos und 70 % der Stadt waren unbewohnbar geworden. Infolge der Invasion der Alliierten am 6. Juni 1944 in Nordfrankreich schob sich die Front ab Mitte November von Westen her gegen das Saarland. Im Oktober 1944 wurden sämtliche kampffähigen Männer zwischen dem 16. und dem 60. Lebensjahr zum sogenannten Volkssturm einberufen. Diese konnten aber den überlegenen Gegnern der Deutschen Wehrmacht nichts mehr entgegensetzen. Nach dem Tod von NS-Gauleiter Bürckel im September 1944 wurde Willi Stöhr dessen Nachfolger. Ende März 1945 flüchtete Stöhr mit der Gauleitung vor den alliierten Truppen über den Rhein.

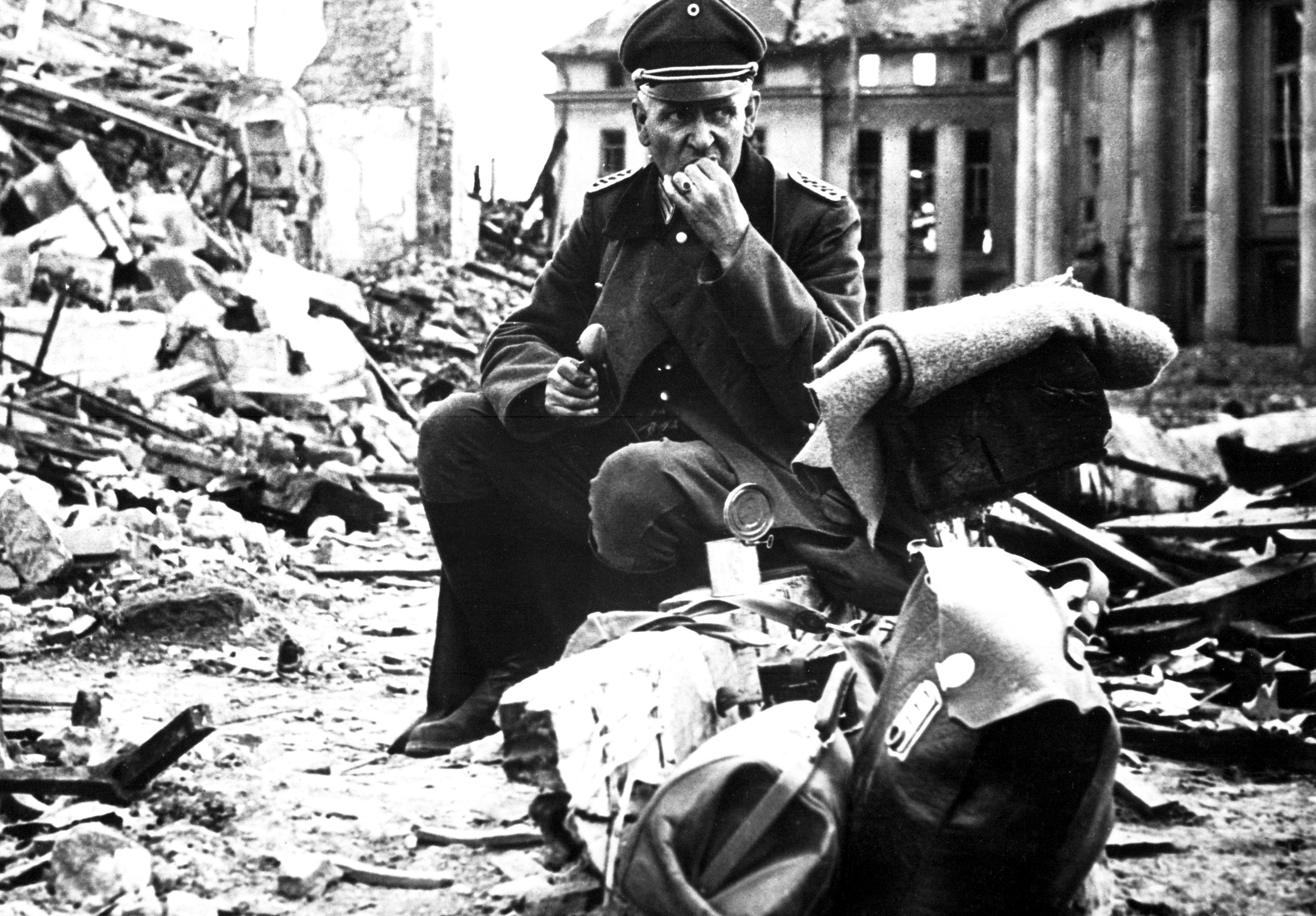
Deutscher Offizier in der Trümmerszenerie des Saarbrücker Theaterplatzes, 1945

Im November kam es zu schweren Kämpfen zwischen deutschen und US-amerikanischen Truppen zwischen Mosel und Saar am Orscholzriegel. Eine zweite geplante Evakuierungswelle hatte zum Ziel, möglichst große Teile der Bevölkerung zu bergen. Als die Gefahr durch das Heranrücken der alliierten Truppen immer näher rückte, wurde Ende November 1944 die zweite Evakuierung der Bevölkerung angeordnet, die mit Beginn des Monats Dezember 1944 durchgeführt wurde. Diese eher planlose Evakuierung wurde allerdings nicht mehr von allen Bevölkerungsteilen mitgetragen. Viele Saarländer zogen es vor, in dieser anarchischen Situation das erwartete Kriegsende vor Ort abzuwarten und versteckten sich bei den zahlreichen Bombenangriffen und dem dauerhaften US-Artilleriebeschuss vom westlichen Saarufer her in Bunkern, Kellern oder Felsenstollen. Am 2./3. Dezember 1944 konnten die US-Amerikaner Saarlouis einnehmen. Die schweren Kämpfe mit zerstörerischem Beschuss zogen sich allerdings bis ins Frühjahr 1945 hin und es gelang den US-Truppen erst am 21. März 1945, das Gebiet des Saarlandes vollständig zu erobern. Mit der Gründung des Regierungspräsidiums Saar und der Ernennung von Hans Neureuter als Regierungspräsident am 4. Mai 1945 begann das neue staatliche Eigenleben des Saarlandes und die Abtrennung vom Deutschen Reich, dessen Wehrmacht am 8. Mai 1945 bedingungslos kapitulierte.

## Saarstaat

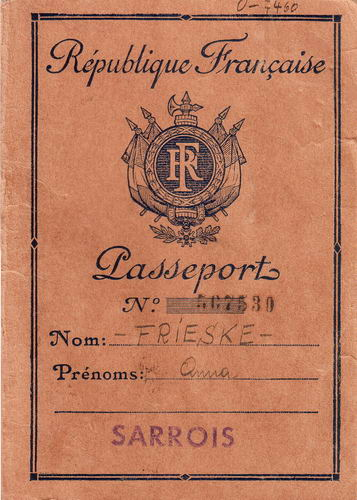
Französischer Pass einer Saarländerin mit dem Hoheitszeichen Frankreichs vor dem Inkrafttreten des saarländischen Staatsbürgerschaftsgesetzes vom 15. Juli 1948; Zur Ergänzung der Staatsangehörigkeit wird „Sarrois“ (Saarländisch) angegeben.

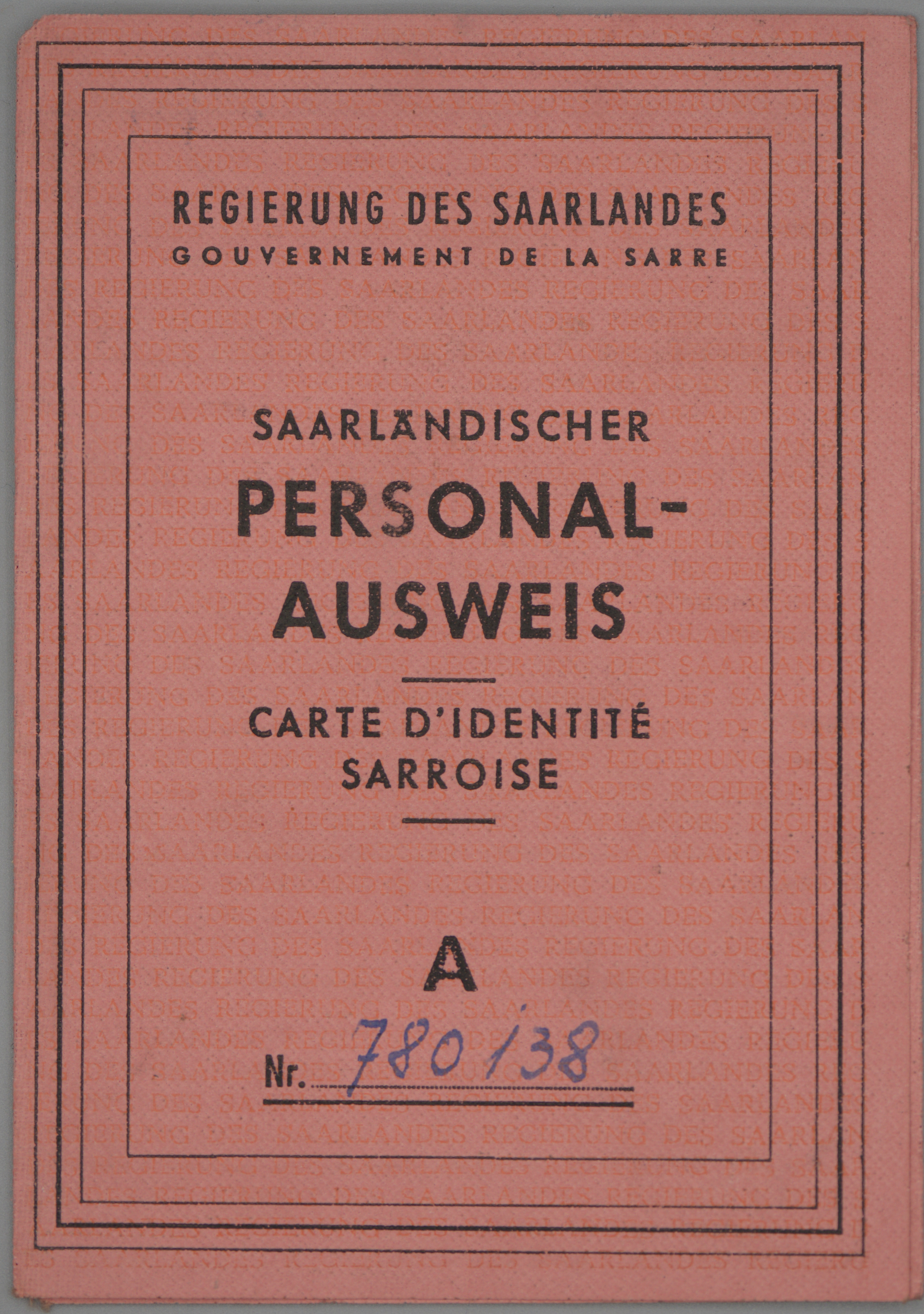
Personalausweise des Saarlandes aus dem Jahr 1953, Typ A (rot) wurde dabei für im Saarland Geborene ausgestellt, der Typ B (grau) für nicht im Land Geborene, also zugezogene „Graupässler“. Den Inhabern des Typs B wurde das Wahlrecht und andere Bürgerrechte verweigert. Der graue Ausweis diente ihnen nur als Aufenthaltsgenehmigung im Saarland. Die auf ihm vorgedruckten Nationalitätsbezeichnungen „saarländisch“ und „sarroise“ waren deshalb durchgestrichen

Die Geschichte des Saarlandes von 1945 bis 1956/59 war von erheblichen politischen und mentalen Konflikten geprägt. Die umfangreichen Aufbauleistungen nach den schweren Zerstörungen des Zweiten Weltkrieges prägen die Identität des Landes an der Saar hinsichtlich seiner gesellschaftlichen und politischen Verfasstheit, seiner Wirtschaft und Kultur bis heute. Die Weiterentwicklung bzw. Schaffung eines saarländischen Sonderbewusstseins waren Grundlage des seit 1956/59 föderal eigenständigen Bundeslandes Saarlandes.
Nach dem Zweiten Weltkrieg beabsichtigte Frankreich ursprünglich, das gesamte linksrheinische Gebiet von Deutschland abzuspalten. Diese Pläne wurden jedoch auf den Außenministerkonferenzen der Alliierten unter Verweis auf die Atlantikcharta abgelehnt, die festgelegt hatte, dass es keine Gebietsveränderungen geben dürfte, die nicht mit den frei geäußerten Wünschen der betroffenen Völker übereinstimmen. Um keine Zwistigkeiten mit Frankreich aufkommen zu lassen, stimmten die USA jedoch einer Abtrennung des Saarlandes zu, dessen Gebiet gegenüber 1920 vor allem im Nordwesten und im Norden etwas vergrößert wurde. Am 10. Juli 1945 rückten französische Besatzungstruppen in das Saarland ein, das die dortigen US-Einheiten verließen.
Oberst Louis G. Kelly, der Befehlshaber der US-Truppen, hatte bereits am 4. Mai 1945 den Saarbrücker Rechtsanwalt Hans Neureuter mit der Bildung einer saarländischen Zivilverwaltung in dem neu geschaffenen Regierungspräsidium Saar beauftragt. Am 1. Juli 1945 wurde die Einheitsgewerkschaft der beschäftigten Arbeitnehmer an der Saar zur Vertretung ihrer wirtschaftlichen, sozialen und kulturellen Interessen gegründet. Als erste Nachkriegszeitung erschien am 27. August 1945 wieder die Saarbrücker Zeitung (gegründet 1761) als „Neue Saarbrücker Zeitung“. Der Schulunterricht konnte am 1. Oktober aufgenommen werden. Das erste Kino eröffnete am 16. Oktober 1945.
Am 30. August 1945 wurde Gilbert Grandval zum neuen Militärgouverneur des Saarlandes ernannt. Am 3. Oktober 1945 besuchte General Charles de Gaulle das Saarland und sicherte die Unterstützung Frankreichs beim Wiederaufbau zu. Am 2. Januar 1946 begann die Sequesterverwaltung der Steinkohlegruben an der Saar. Die Wiederaufnahme des Sendebetriebes von „Radio Saarbrücken“ erfolgte am 17. März 1946, die Gründung der selbständigen Saarländischen Eisenbahnen (SEB, ab 1950 Eisenbahnen des Saarlandes, EdS) am 22. Dezember 1946.
Die Bergwerke an der Saar unterstanden seit der US-Besetzung der Amerikanischen Kontrollkommission (Saar-Mining-Mission). Aufgrund von Arbeitskräftemangel und Kriegszerstörungen erreichten die Saargruben damals nur eine Tagesförderung von etwa 1.300 Tonnen pro Tag. Am 10. Juli 1945 gingen die Saargruben in den Besitz der „Mission Française des Mines de la Sarre“ über, die ab dem 1. Januar 1948 „Régie des Mines de la Sarre“ hieß. Die saarländische Kohlenförderung wurde bis zum 1. April 1949 als Kriegsreparation in einen interalliierten Kohlen-Verteiler eingebracht. Ab dann war sie ganz in französischer Verfügungsgewalt.
Anfang 1946 wurde die Bildung politischer Parteien erlaubt, die sich vom 6. bis 11. Januar gründeten. Die CVP, die SPS sowie die Einheitsgewerkschaften befürworteten die Wirtschaftsgemeinschaft mit Frankreich. Bei den ersten demokratischen Kommunalwahlen nach dem Krieg im Saarland am 15. September 1946 wurden bei einer Wahlbeteiligung von 93,8 % folgende Ergebnisse erzielt: CVP 52,4 % der Stimmen, SPS 25,5 %, KPS 9,1 %, Freie Listen 13 %.
Am 16. Februar 1946 wurde das Saarland der Zuständigkeit des Alliierten Kontrollrates entzogen. Mit Wirkung vom 20. Juli 1946 erweiterte man das Landesgebiet durch vormals preußische und birkenfeldisch-oldenburgische Gemeinden. Am 22. Oktober 1946 errichtete man eine Zollgrenze zum restlichen Deutschland.
Da die französische Militärregierung im besetzten Saarland mit der Arbeit von Regierungspräsident Hans Neureuter unzufrieden war, löste Militärgouverneur Gilbert Grandval im Oktober 1946 das Regierungspräsidium auf und setzte stattdessen die Verwaltungskommission des Saarlandes ein. Das Kollegium spiegelte dabei die politischen Mehrheitsverhältnisse wider, wie sie sich aus den Gemeinderatswahlen vom 15. September 1946 ergeben hatten: Von den sieben Direktorensitzen, die dem Amt eines Ministers entsprachen, wurden drei durch die CVP, zwei durch die SPS und einer durch die KPS (ab 1947 durch die DPS) besetzt; der siebte Direktor war parteilos.

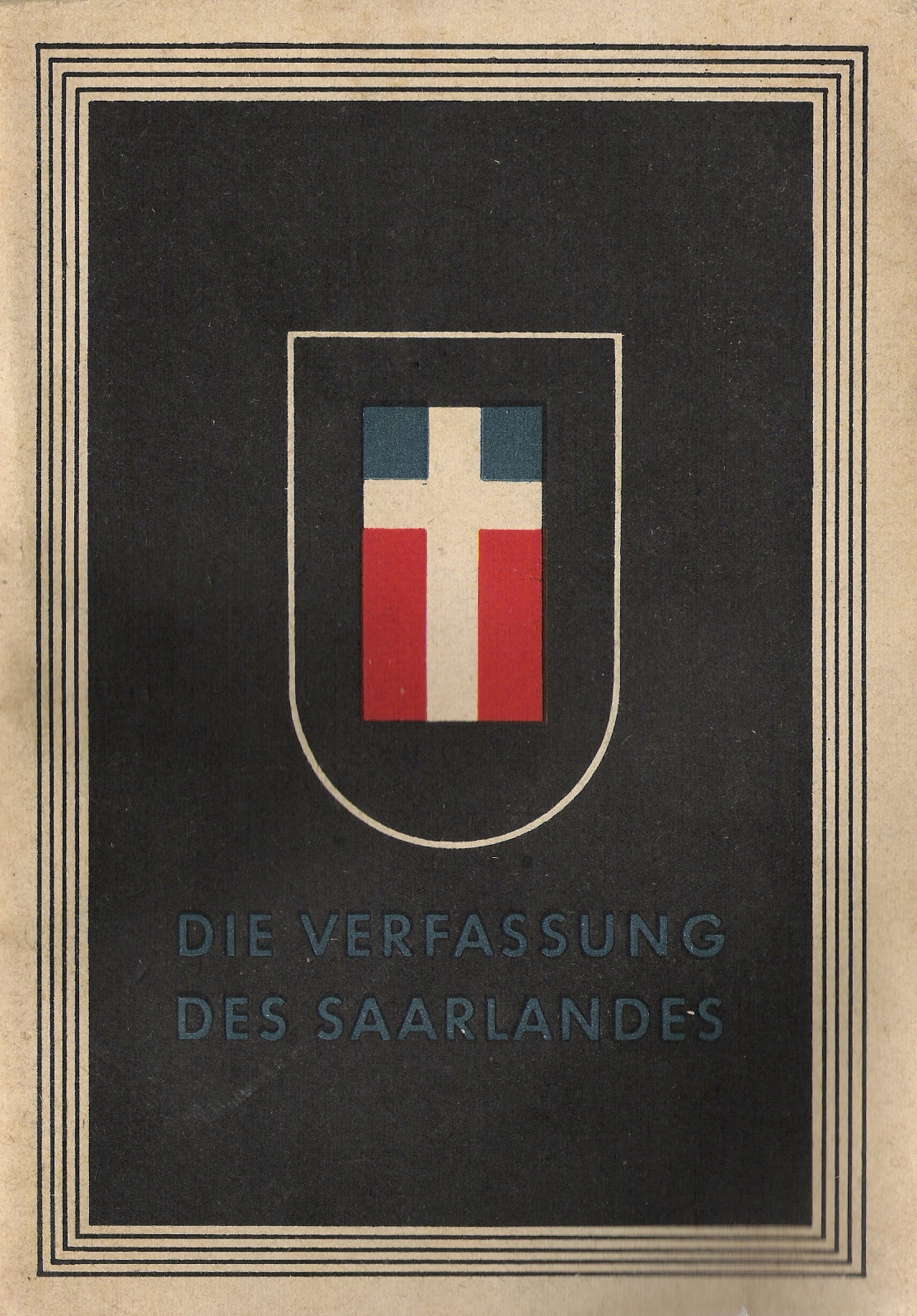
Verfassung des Saarlandes von 1947

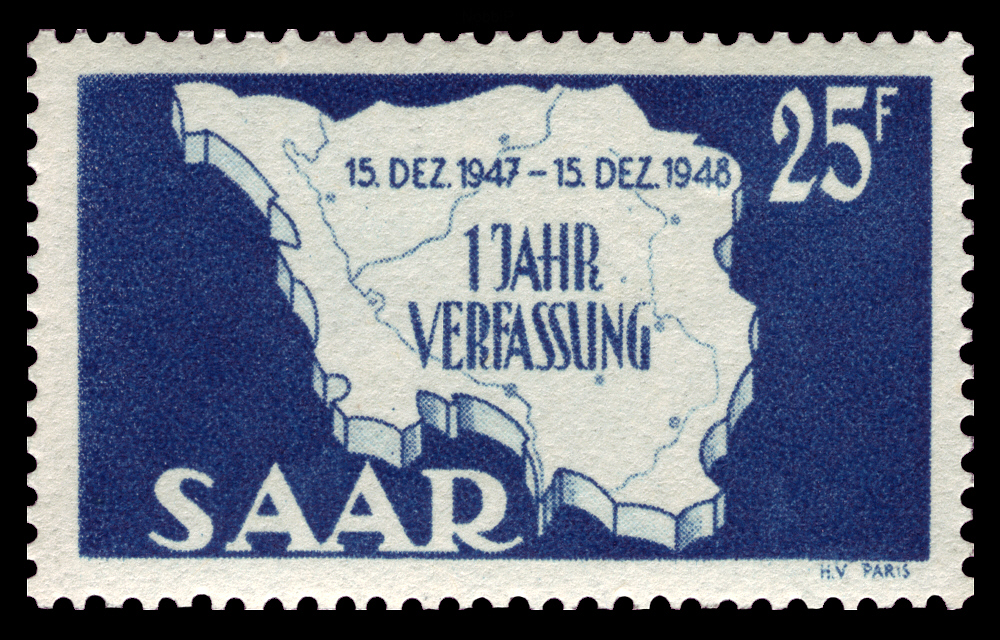
Briefmarke des Saarlandes zum Jahresjubiläum der saarländischen Verfassung, 1948

Im Mai 1947 beschloss die Kommission die Bildung einer Verfassungskommission zur Vorbereitung einer saarländischen Verfassung. Zwischen Mai und September 1947 wurde durch die Verfassungskommission des Saarlandes die Verfassung des Saarlandes ausgearbeitet. Präsident der Kommission war Johannes Hoffmann, saarländischer Ministerpräsident zwischen Dezember 1947 und 1955. Die Verfassungskommission bestand aus zehn Mitgliedern der CVP, fünf Mitgliedern der SPS, jeweils zwei Mitgliedern der KPS und der DPS sowie dem parteilosen Juristen Alfred Levy als Sachverständigem der Militärregierung. Die Vorlage des Entwurfs erfolgte am 20. September, die Veröffentlichung am 25. September, wenige Tage vor der Landtagswahl.
Der erste Landtag des Saarlandes bzw. die Verfassungsgebende Versammlung des Saarlandes wurde am 5. Oktober 1947 mit einer Wahlbeteiligung von 95,7 % gewählt. Die CVP erhielt 51,17 %, die SPS 32,78 %, die KPS 8,43 % und die DPS 7,62 % der Stimmen. Damit hatten sich 91,57 % der Wähler für die drei Parteien entschieden, die den wirtschaftlichen Anschluss an Frankreich und die Autonomie des Saarlandes vom untergegangenen Deutschen Reich befürworten. Nur die KP war dagegen. Dieses Votum wurde als Zustimmung des Volkes zur Präambel der Verfassung gewertet, obwohl die Wahl vorher nicht als Referendum über die Annahme der Verfassung deklariert worden war. Das verfassungsgebende Parlament nahm am 8. November 1947 mehrheitlich den Verfassungsentwurf an.
Am 17. Dezember 1947 trat die Verfassung des Saarlandes in Kraft. Die seit dem 8. Oktober 1946 bestehende Verwaltungskommission wurde bis zur Bildung einer Regierung für wenige Tage als Übergangsregierung eingesetzt. Ihre Tätigkeit endete am 20. Dezember 1947. Die Verfassunggebende Versammlung wurde zum ersten saarländischen Landtag und fungiert damit als Legislativorgan des Saarlandes. Das erste Kabinett unter Ministerpräsident Johannes Hoffmann nahm seine Arbeit auf. Im Landtag hatte die CVP die absolute Mehrheit und ging dennoch eine Koalition mit der SPS ein. Am Silvestertag 1947 endete damit die Zeit der Militärregierung im Saarland.
In der Präambel der Verfassung wurden die Unabhängigkeit des Saarlandes vom Deutschen Reich und der wirtschaftliche Anschluss an das französische Wirtschaftsgebiet festgelegt. Der Französischen Republik oblagen die Auslandsvertretung sowie die militärische Verteidigung des Landes, das dadurch faktisch nur eine eingeschränkte Autonomie besaß.
Die Präambel der Verfassung des Saarlandes betonte demokratische und antifaschistische Staatsziele einer parlamentarischen Demokratie mit einem echten Mehrparteiensystem:

„Das Volk an der Saar, berufen, nach dem Zusammenbruch des Deutschen Reiches sein Gemeinschaftsleben kulturell, politisch, wirtschaftlich und sozial neu zu gestalten, durchdrungen von der Erkenntnis, daß sein Bestand und seine Entwicklung durch die organische Einordnung des Saarlandes in den Wirtschaftsbereich der französischen Republik gesichert werden können, vertrauend auf ein internationales Statut, das die Grundlage für sein Eigenleben und seinen Wiederaufstieg festlegen wird, gründet seine Zukunft auf den wirtschaftlichen Anschluß des Saarlandes an die französische Republik und die Währungs- und Zolleinheit mit ihr, die einschließen: die politische Unabhängigkeit des Saarlandes vom Deutschen Reich, die Landesverteidigung und die Vertretung der saarländischen Interessen im Ausland durch die französische Republik, die Anwendung der französischen Zoll- und Währungsgesetze im Saarland, die Bestellung eines Vertreters, der Regierung der französischen Republik mit Verordnungsrecht zur Sicherstellung der Zoll- und Währungseinheit und seiner Aufsichtsbefugnis, um die Beobachtung des Statuts zu garantieren, eine Organisation des Justizwesens, die die Einheitlichkeit der Rechtsprechung im Rahmen des Statuts gewährleistet.
Der Landtag des Saarlandes, vom Volke frei gewählt, hat daher, um diesem Willen verpflichtenden Ausdruck zu verleihen und – nach Überwindung eines Systems, das die menschliche Persönlichkeit entwürdigte und versklavte –, Freiheit, Menschlichkeit, Recht und Moral als Grundlagen des neuen Staates zu verankern, dessen Sendung es ist, Brücken zur Verständigung der Völker zu bilden und in Ehrfurcht vor Gott dem Frieden der Welt zu dienen, die folgende Verfassung beschlossen::“

Der wirtschaftlichen Anschluss an das französische Wirtschaftsgebiet hatte für die Bevölkerung wirtschaftlich positive Folgen und löste – noch vor dem westdeutschen „Wirtschaftswunder“ – ein starkes Wirtschaftswachstum aus, das den politischen Konsens im Land zunächst stärkte; auch gab es mit der Mouvement pour le Rattachement de la Sarre à la France seit dem 10. Juli 1945 eine starke frankophile Bewegung im Saarland. Die Wirtschaftsordnung des Saarstaates hatte durchaus protektionistisch-dirigistische Züge. Trotz der positiven ökonomischen Seiten der saarländisch-französischen Wirtschaftsunion wurde weiterhin ein vollkommener politischer Anschluss an Frankreich in weiten Kreisen der Bevölkerung abgelehnt.
Die Rechtspflege des Saarlandes – ähnlich wie die der Bundesrepublik Deutschland – wurzelte weiterhin in der juristischen Tradition des Kaiserreiches und der Weimarer Republik. Die Vollstreckung der Todesstrafe war – anders als in der Bundesrepublik – im Saarland möglich, aber nur bei einstimmiger Zustimmung der Regierung des Saarlandes zulässig. Darüber hinaus gab es die Möglichkeit der Begnadigung sowie der Amnestie (Artikel 95). Mit Wirkung vom 20. Dezember 1956 wurde die Todesstrafe vollständig abgeschafft." Die staatlichen Sozialleistungen des Saarlandes übertrafen die der damaligen Bundesrepublik Deutschland und Frankreichs etwa bei der Kranken- und Unfallversicherung für Rentner und Kriegshinterbliebene, der Kinderzulagen ab dem ersten Kind zum Lohn (BRD ab dem 3. Kind), der Frauenzulage zum Lohn, der Frauen- und Kinderzulagen bei der Kriegsopferversorgung, bei Überstunden- und Feiertagszuschlägen, beim Mindeststufenlohn in der gesamten Privatwirtschaft, beim gesetzlichem Mindestlohn, Schlechtwettervergütungen bei witterungsbedingtem Arbeitsausfall in der kalten Jahreszeit sowie bei der unbefristeten Arbeitslosenunterstützung.

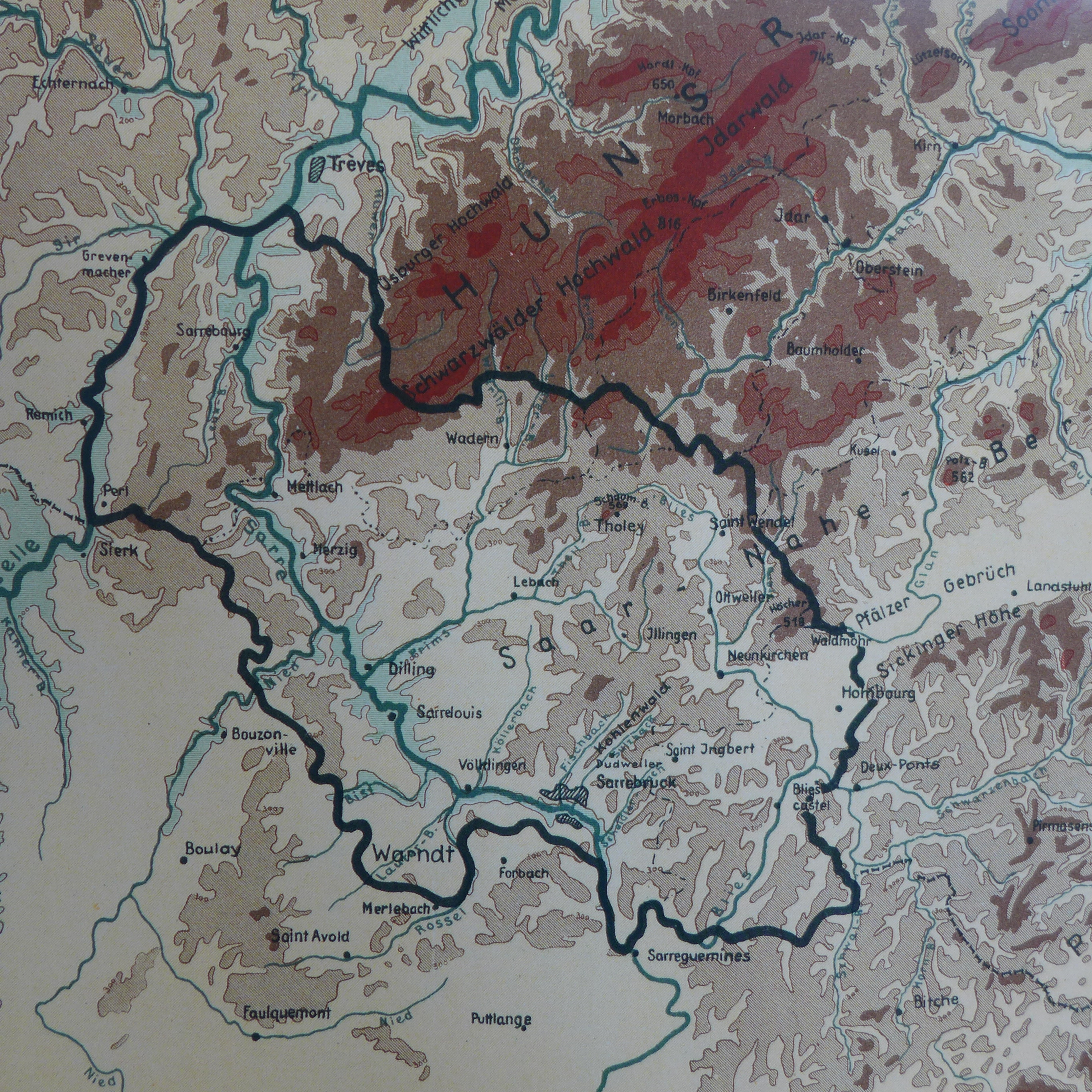
Karte des Saarlandes 1946/1947,

Mit Wirkung vom 8. Juni 1947 wurden 61 Gemeinden der Landkreise Trier und Saarburg wieder aus dem Saarland ausgegliedert, da die USA und Großbritannien gegen diesen, in ihren Augen zu umfangreichen Gebietszuwachs protestiert hatten. So musste Frankreich nach zehn Monaten einen Teil seiner Grenzziehungen wieder rückgängig machen. Gleichzeitig wurden 13 vormals bayerische (6), birkenfeldische (3) oder preußische (4) Gemeinden der Kreise Birkenfeld und Kusel dem Saarland angegliedert. Im Jahre 1949 wurde die Grenze durch den Anschluss der ehemals pfälzischen Gemeinde Kirrberg ein letztes Mal geändert.
Am 16. Juli 1947 wurde die Saarwährung „Saarmark“ in der Parität 1 Reichsmark = 1 Saarmark eingeführt; sie hatte den Hintergrund, die im zweiten Schritt vorgesehene Einführung des französischen Francs vorzubereiten. Mit diesem Schritt sollte der Verbringung von Reichsmark-Beständen aus den anderen westlichen Besatzungszonen, dem Gebiet der späteren Bundesrepublik, in das Saarland mit dem Ziel der späteren Umwechslung in den damals wesentlich stabileren Franc vorgebeugt werden. Am 15. November 1947 wurde der französische Franc offizielles Zahlungsmittel, am 23. März 1948 die Zollunion offiziell bestätigt; später wurden die französischen Münzen (nicht jedoch die Scheine) durch eigene „Saar-Franken“ ergänzt, die jedoch den analogen französischen Münzen genau glichen, und auch die Währungskonvergenz blieb bestehen. Zur Präsentation der Leistungskraft der Saarwirtschaft wurde im Jahr 1950 die Saarmesse in Saarbrücken ins Leben gerufen.

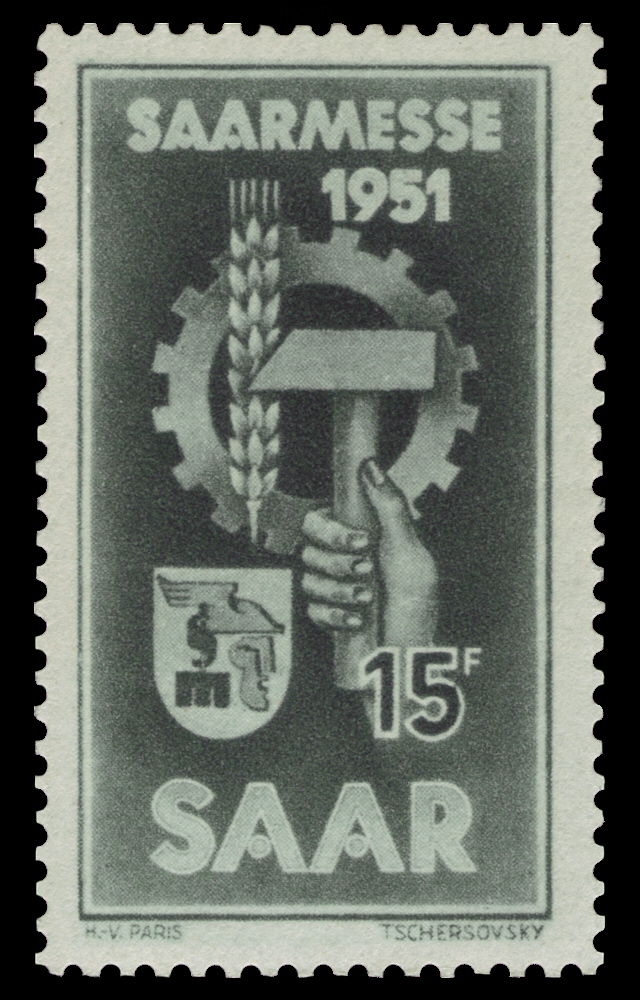
Briefmarke anlässlich der Saarmesse 1951

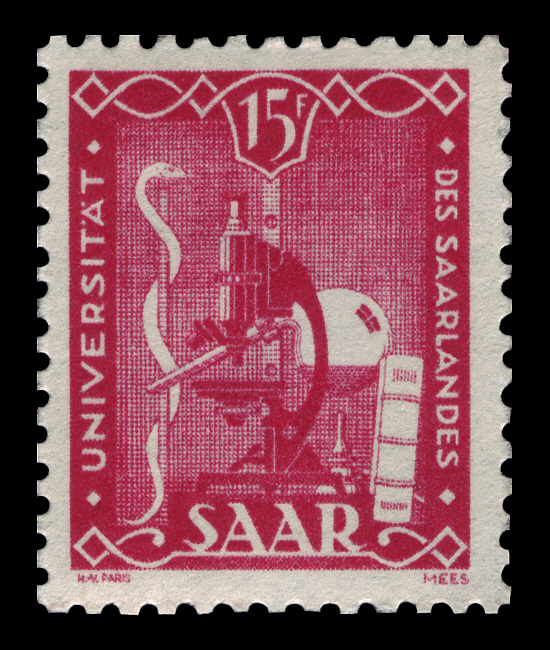
Saarländische Briefmarke zum Jahresjubiläum der Universität des Saarlandes, 1949

Im Januar 1946 wurden im Landeskrankenhaus Homburg medizinisch-klinische Fortbildungskurse eingerichtet, die die Grundlage für das am 8. März 1947 durch die Universität Nancy in Homburg gegründete „Centre Universitaire d’Études Supérieures de Hombourg“ waren. Anfang 1948 bot man zusätzlich erste philosophische, naturwissenschaftliche und juristische Lehrveranstaltungen an, sodass schließlich am 15. November 1948 die Universität des Saarlandes mit den Standorten Homburg und Saarbrücken eröffnet werden konnte. Einen der ersten Vorträge hielt am 15. Dezember 1948 im Rahmens des Saarländisch-Französischen Kulturabkommens der französische Außenminister Robert Schuman. Dank ihres zweisprachigen Lehrkörpers vereinte die Universität des Saarlandes deutsche und französische Bildungstraditionen und besaß seit ihrer Gründung ein internationales Profil, das im Jahr 1950 mit der Proklamation zur „europäischen Universität“ und 1951 mit der Einrichtung des Europa-Instituts seinen sichtbaren Ausdruck fand.
Die Schule für Kunst und Handwerk war bereits am 14. Juli 1946 in Saarbrücken gegründet worden, der Unterricht am Staatliche Konservatorium begann am 20. Oktober 1947 ebenfalls in der Saarmetropole. Das Saarbrücker Theater eröffnete am 6. März 1948.

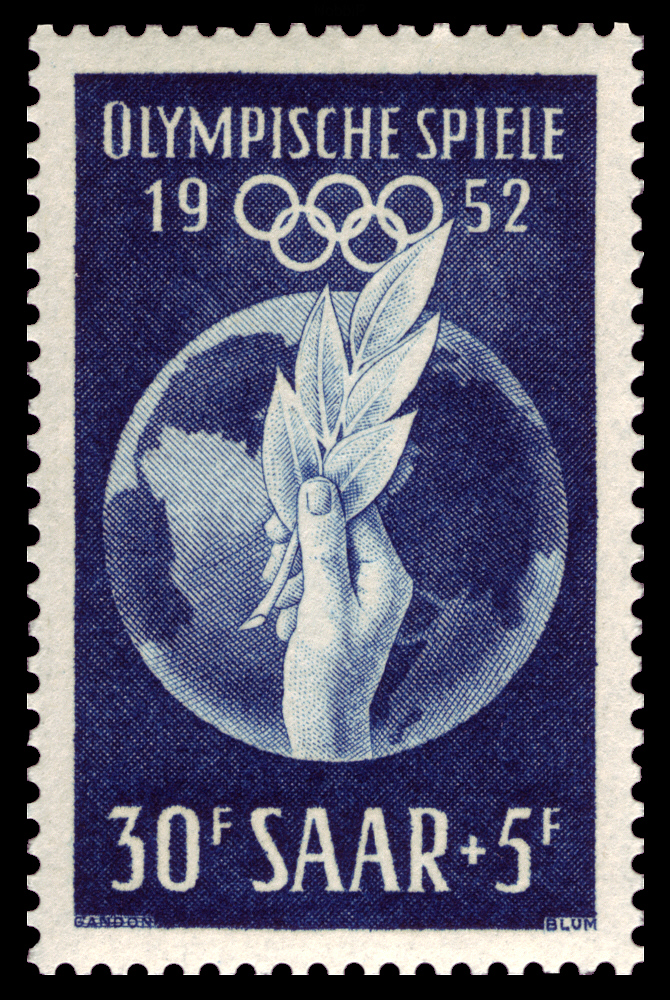
Briefmarke zur Teilnahme des Saarlandes an den Olympischen Spielen von 1952 in Helsinki

Im Juli 1948 erhielten alle Saarländer eine eigene Staatsangehörigkeit. Die von Frankreich eingesetzte Regierung, vorwiegend aus Emigranten und von den Nationalsozialisten Verfolgten bestehend, sorgte dafür, dass im Saarland nachhaltiger entnazifiziert wurde als in irgendeinem anderen Teil Westdeutschlands. Die politische Neuorganisation an der Saar wurde von den Verantwortlichen vor allem als „Entpreußung“ verstanden. Das Saarland war seit dem 13. Mai 1950 assoziiertes und ab 2. Mai 1951 ordentliches Mitglied des Europarats. Die Bundesrepublik Deutschland trat dem Gremium erst am 14. Juli 1950 zunächst als assoziiertes Mitglied bei und wurde im Mai 1951 vollberechtigtes Mitglied. In Bezug auf den weiteren deutschsprachigen Raum war damit das Saarland nach Luxemburg (1949) das zweite Mitgliedsland des Europarates (Österreich 1956, Schweiz 1963, Liechtenstein 1978). Im Jahr 1951 trat das Saarland als Teil der saarländisch-französischen Wirtschaftsgemeinschaft der Europäischen Gemeinschaft für Kohle und Stahl (Montanunion) bei.
Bereits im Jahr 1950 hatte das Internationale Olympische Komitee das Saarland als eine „selbstständige olympische Nation“ anerkannt. Daraufhin nahm das Saarland im Jahr 1952 mit 37 Sportlern an den Olympischen Spielen in Helsinki teil. Die Saarländische Fußballnationalmannschaft war seit 1950 eigenständiges Mitglied des Weltfußballverbandes FIFA. Als Nationaltrainer fugierten Auguste Jordan (1950–1952) und Helmut Schön (1952–1956). 1954 gelang es Therese Zenz bei den Kanu-Weltmeisterschaften in Mâcon, erstmals für das Saarland einen Weltmeisterschaftstitel zu erlangen.

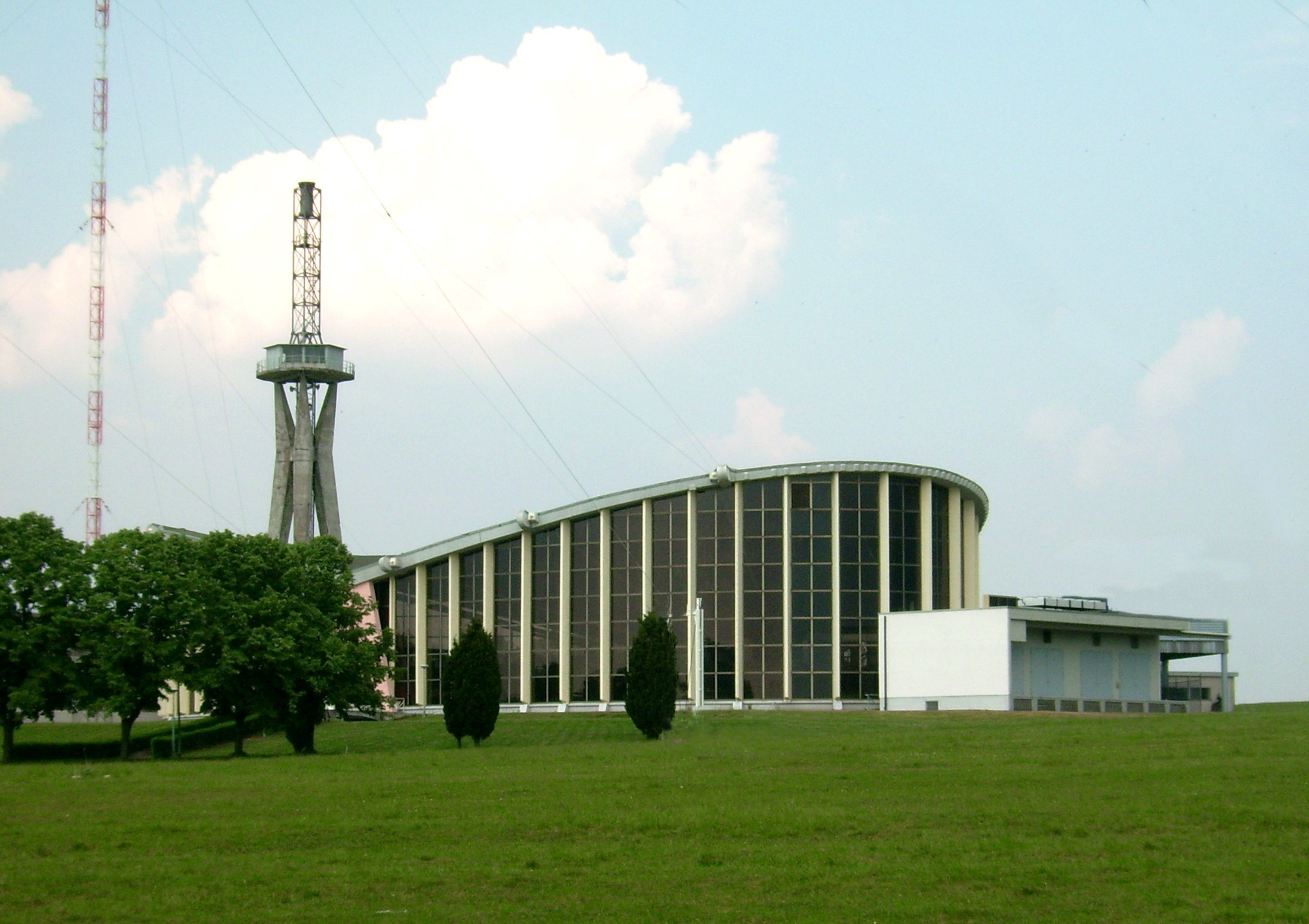
Sendeanlage Felsberg-Berus mit dem Telesaar-Fernsehturm

Am Heiligabend des Jahres 1953 nahm mit Telesaar der erste Fernsehsender des Landes seinen Betrieb auf, am Neujahrstag 1955 der Sender Europe 1 mit seiner architektonisch spektakulären Sendehalle nach dem Vorbild des Paraboleum in Raleigh im US-Bundesstaat North Carolina. Die Anlage war durch die private Rundfunkgesellschaft TMC Monte Carlo und ihren Hauptaktionär Fürst Rainier III. von Monaco initiiert worden. Durch die starke Richtcharakteristik der bis 282 m hohen Antennen war der Empfang des Senders bis Nordafrika möglich. Ab 1955 wurde der Sender Felsberg-Berus zum stärksten Rundfunksender auf dem Territorium Deutschlands und zu einer der größten Rundfunksendeanlagen der Erde ausgebaut.
Am 20. Mai 1953 einigten sich die französische und die saarländische Regierung darauf, dass ab dem 1. Januar 1954 die Saargruben (Namenswechsel von „Régie des Mines de la Sarre“ zu „Saarbergwerke“) gemeinsam verwaltet werden und der Vorstand sowie der Saargrubenrat paritätisch besetzt werden sollten.
Nach anfänglicher Zustimmung der Bevölkerung zu dem neuen Status, was sicherlich auch mit der raschen wirtschaftlichen Erholung noch vor dem sogenannten „Wirtschaftswunder“ in der Bundesrepublik zusammenhing, stieg der Widerwille gegen die Regierung in den 1950er Jahren an. Parteien, die gegen eine Eigenstaatlichkeit eintraten – vor allem die großen Parteien der Bundesrepublik – wurden nicht zugelassen. Das Grundrecht auf Meinungsfreiheit wurde eingeschränkt. Sowohl die Christliche Volkspartei des Saarlandes als auch die Sozialdemokratische Partei des Saarlandes waren Befürworter des Saarstatuts. Die prodeutsche Demokratische Partei Saar, die von der Linie des Ministerpräsidenten Johannes Hoffmann abwich, wurde im Auftrag des französischen Außenministers Robert Schuman verboten. Die Saarregierung rechtfertigte diesen Schritt damit, dass ein Staat keiner Partei ein Betätigungsfeld bieten dürfe, die seine Existenz grundlegend ablehne.
Die Vierte Französische Republik (1946–1958), die politische Schutzmacht der Regierung Hoffmann, war infolge von Parteienzersplitterung durch extreme politische Instabilität gekennzeichnet. In elf Jahren gab es 25 Regierungen. Obwohl auf wirtschaftlichem Gebiet durchaus erfolgreich, scheiterte die IV. Republik letztlich an den verlustreichen Dekolonialisierungskonflikten in Indochina und Nordafrika. Der Algerienkrieg und ein drohender Militärputsch besiegelten ihr Schicksal und ermöglichten die Rückkehr General Charles de Gaulles an die Macht. Politische Streiks, die sich aus Arbeitskämpfen für höhere Löhne entwickelt hatten, destabilisierten die Position der Regierung. Ebenso hatte die kommunistischen Gewerkschaft CGT zu massenhaften Arbeitsniederlegungen aufgerufen, um einen Beitritt Frankreichs zum Marshall-Plan und damit zum westlichen Lager unter Führung der USA zu verhindern. Die Parti communiste français schied daraufhin aus dem Regierungsbündnis aus, der Streik wurde gewaltsam niedergeschlagen. Weitere Destabilisierungsaspekte waren die Auseinandersetzung um die Europäische Verteidigungsgemeinschaft, die die politische Debatte von 1952 bis 1954 dominierte und zum Auseinanderbrechen mehrerer Regierungen führte, die Wahl des Staatspräsidenten René Coty, zu der im Dezember 1953 13 Wahlgänge erforderlich waren, die militärischen Herausforderungen zunächst im Indochinakrieg, der 1954 mit der Niederlage Frankreichs und der Unabhängigkeit von Vietnam (damals Nord- und Südvietnam), Laos und Kambodscha endete und schließlich der Algerienkrieg, der zum Scheitern der Vierten Republik führte. Die politischen Unsicherheiten wirkten sich auf die Entwicklung der französischen Währung aus, an die die saarländische Wirtschaft per Verfassungspräambel auf Gedeih und Verderb gekoppelt war. Das sogenannte westdeutsche Wirtschaftswunder mit seiner stabilen monetären Koppelung an das Währungssystem der USA sowie die vergleichsweise Konfliktlosigkeit des politischen Systems der jungen Bundesrepublik wirkten anziehend auf die Menschen an der Saar.
Bundeskanzler Konrad Adenauer verweigerte jeden Kontakt zu der als „separatistisch“ bezeichneten Regierung Hoffmann. Am 18. November 1952 riefen der Deutsche Bundestag und die verbotene prodeutsche DPS dazu auf, bei der Landtagswahl ungültige Stimmzettel abzugeben, was rund ein Viertel der Wahlberechtigten auch tat (sogenannter „Weißer Sonntag“ am 30. November 1952). Darüber hinaus beschwerte sich die Bundesregierung mehrfach beim Europarat über die Situation an der Saar. Bundeskanzler Konrad Adenauer nahm nun doch Kontakt zur Regierung des Saarlandes unter Ministerpräsident Hoffmann auf, um seine Projekte der Westbindung und der Aussöhnung mit Frankreich nicht zu gefährden. Dieser neue Kurs mündete in der Unterzeichnung des Saarstatuts am 23. Oktober 1954 in Paris durch den deutschen Bundeskanzler Konrad Adenauer und den französischen Ministerpräsidenten und Außenminister Pierre Mendès France als Teil der Pariser Verträge. Frankreich sollte seine Einflussnahme zugunsten der Westeuropäischen Union vermindern, die ökonomische und monetäre Union des Saarlandes und Frankreichs wäre unter einer intensiveren wirtschaftlichen Einflussmöglichkeit der Bundesrepublik fortgeführt worden und sämtliche Parteien – auch Gegner der Verfassungspräambel der Saarstaatsverfassung – hätten eine Zulassung erhalten, an der politischen Willensbildung an der Saar teilzunehmen.
Am 24. Dezember 1954 billigte die französische Nationalversammlung das Saarstatut. In der deutschen Innenpolitik wurde Adenauer wegen des Saarstatuts scharf angegriffen, obwohl das Statut eine Volksabstimmung vorsah. Vor allem die SPD und FDP sahen darin eine De-facto-Abtretung des Saarlands an Frankreich, obwohl weder die Angliederung des Saarlandes an Frankreich oder die Bundesrepublik Deutschland noch der Status quo des Saarlandes zur Debatte stand.
Etwa achteinhalb Monate vor der Volksabstimmung über das Saarstatut, im Februar 1954, versuchte das Ministerium für Staatssicherheit der Deutschen Demokratischen Republik, Ministerpräsident Hoffmann durch eine Paketbombe zu töten oder ihn zumindest lebensgefährlich zu verletzen. Der Attentatsversuch konnte allerdings abgewendet werden. Die saarländischen Kriminalpolizei vermutete im Laufe ihrer Ermittlungen bald die DDR als Initiator der Sprengstoffaktion, was im Jahr 1997 durch weitere Ermittlungen bestätigt wurde. Hintergrund des Attentatsversuches dürfte der Versuch der DDR gewesen sein, die Billigung des Saarstatuts zu verhindern, da die aus ihr resultierende Stärkung der Autonomie des Saarlandes eine Voraussetzung für die Verwirklichung des Schuman-Plans sowie der Pariser Verträge und damit auch für die Aufnahme der Bundesrepublik in die NATO gewesen wäre. Die DDR hoffte vermutlich, durch die Ablehnung des Statuts einen Beitrag zur gesamtdeutschen Verständigung zu leisten, die sie durch den Eintritt der Bundesrepublik in den nordatlantischen Militärpakt in immer weitere Ferne gerückt sah. Darüber hinaus plante die Staatssicherheit der DDR mit der im Bombenpaket enthaltenen Parole „Deutsch ist die Saar“, der Öffentlichkeit durch ein Attentat den angeblich übersteigerten Nationalismus anonym agierender prodeutsche Kräfte vor Augen zu führen und damit das Weiterbestehen einer faschistischen bzw. nationalsozialistischen Gesinnung in Westdeutschland zu dokumentieren. Insofern hätte ein erfolgreiches Attentat, hinter dem man bundesrepublikanische Kreise als Drahtzieher vermutet hätte, die sich entwickelnde Achse zwischen Deutschland und Frankreich eventuell schwer beschädigt.

Wappen des Saarlandes (1947–1956)
Flagge des Saarlandes (1947–1956)
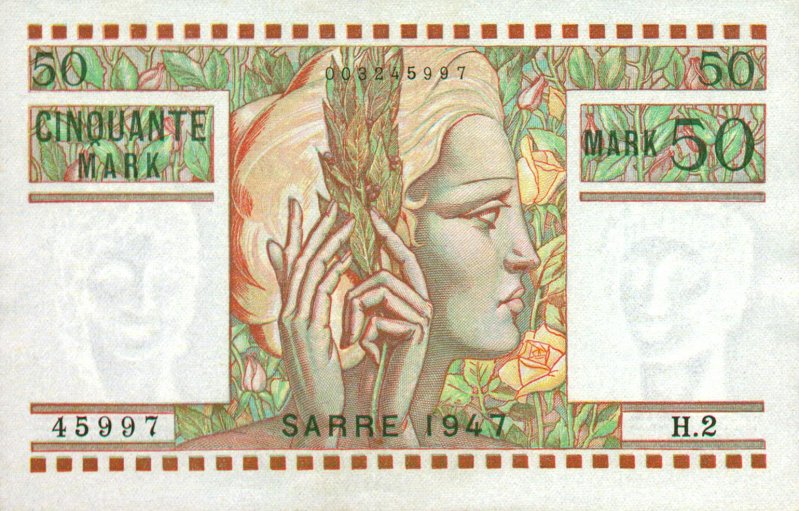
Saarmark-Schein, Motiv: Frau mit fruchttragendem Lorbeerzweig vor Rosenblütenfeld
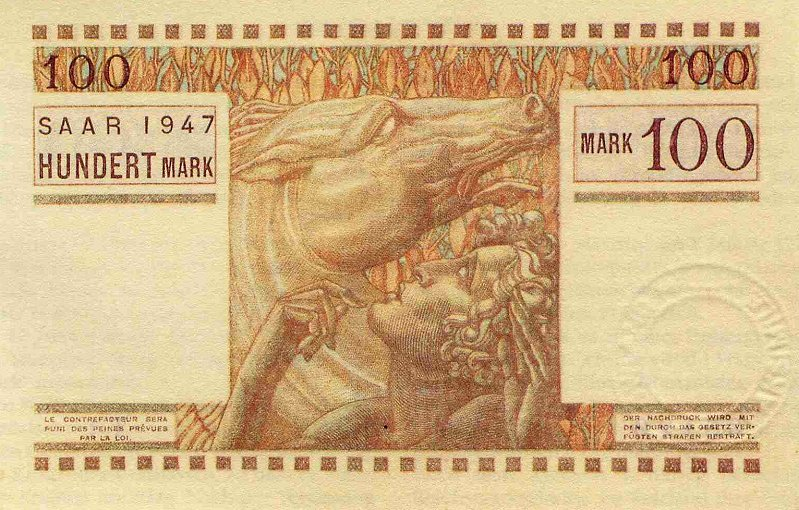
Saarmark-Schein, Motiv: Jüngling besänftigt wildes Ross im Lorbeerhain
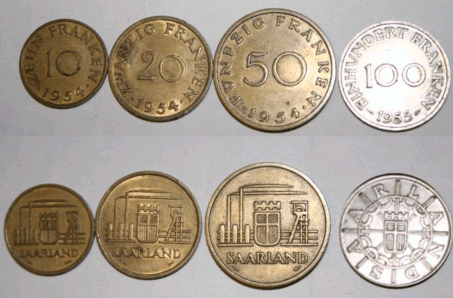
Saar-Franken-Kursmünzen des Saarland, Vorder- und Rückseiten, Motive: Staatswappen, Gruben- und Hüttensilhouette, Bergbau-Seilscheibe
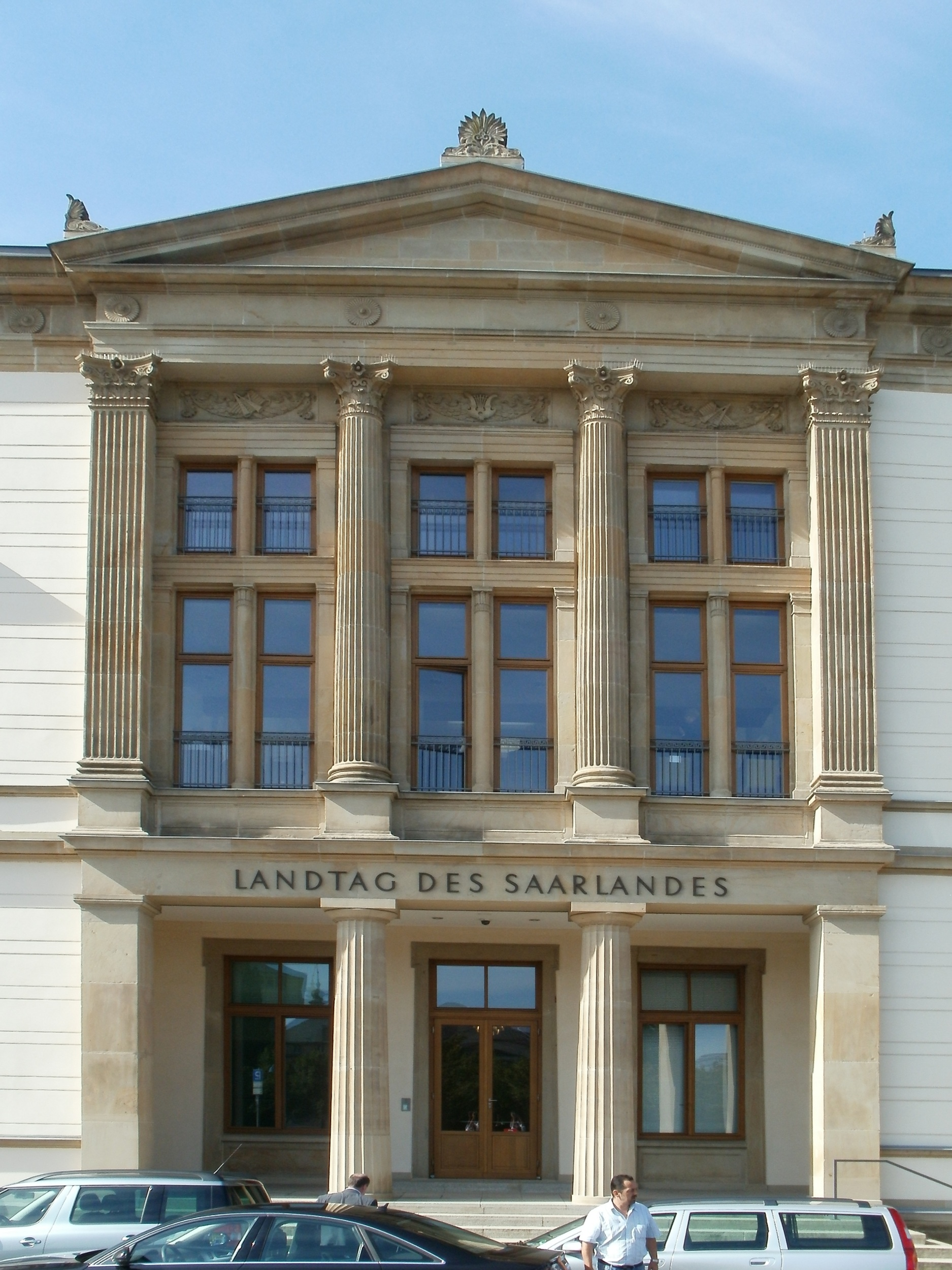
Landtag des Saarlandes
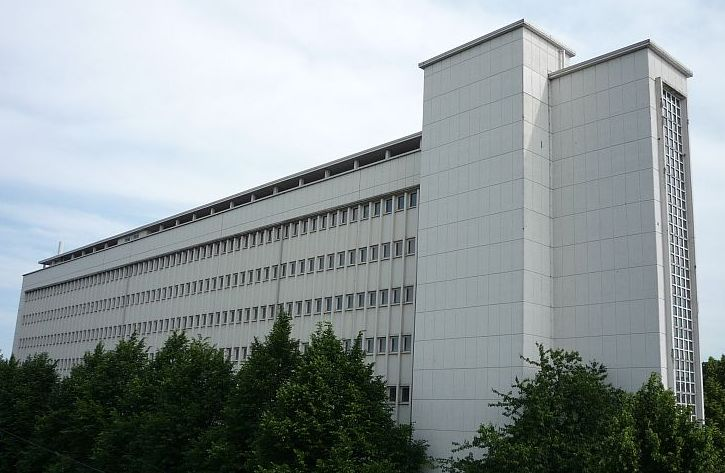
Gebäude der Botschaft der Französischen Republik im Saarland, entworfen von Georges-Henri Pingusson
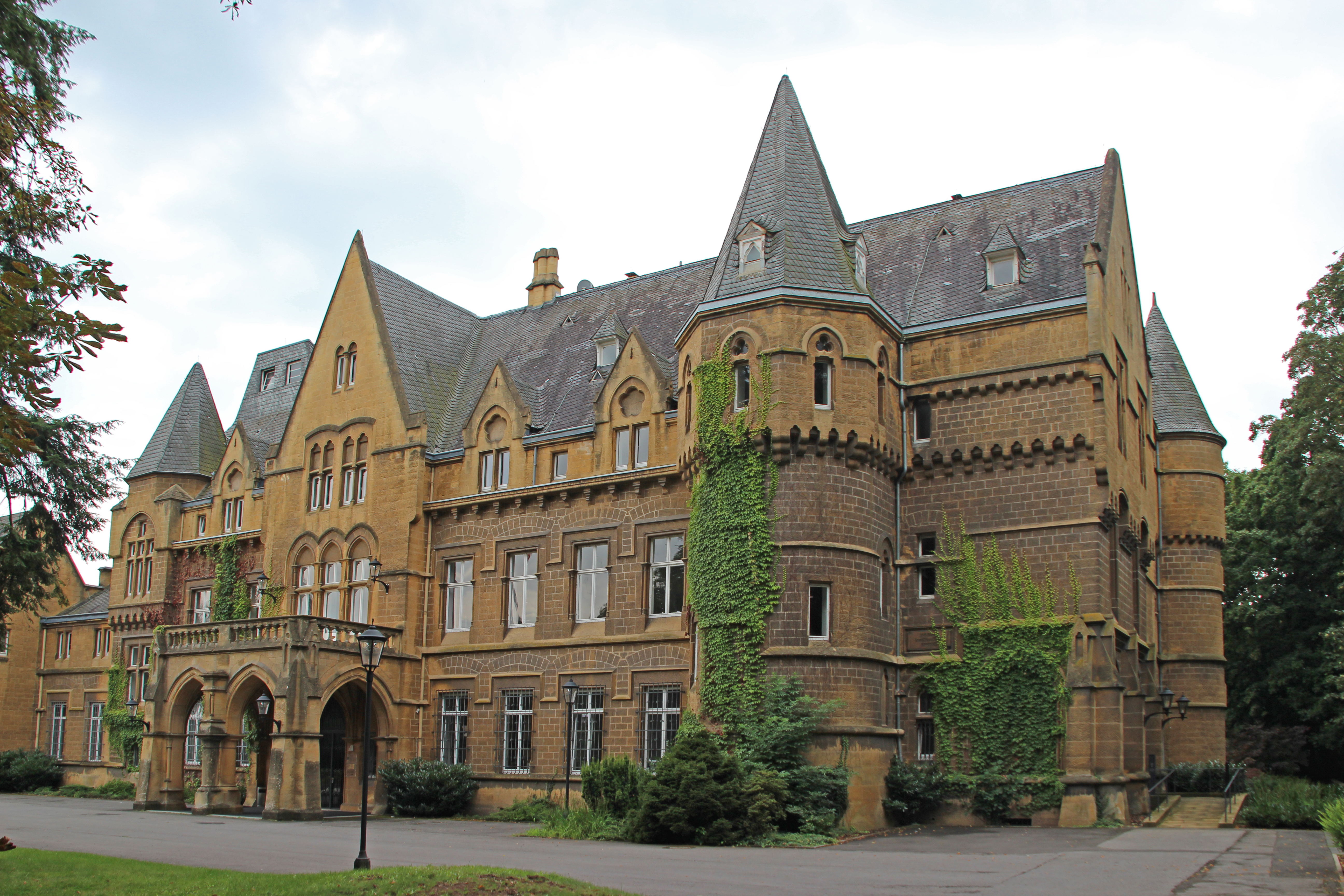
Schloss Halberg, Residenz des französischen Militärgouverneurs bzw. Hohen Kommissars Gilbert Grandval

## Volksbefragung 1955 und Beitritt zur Bundesrepublik Deutschland 1957/59

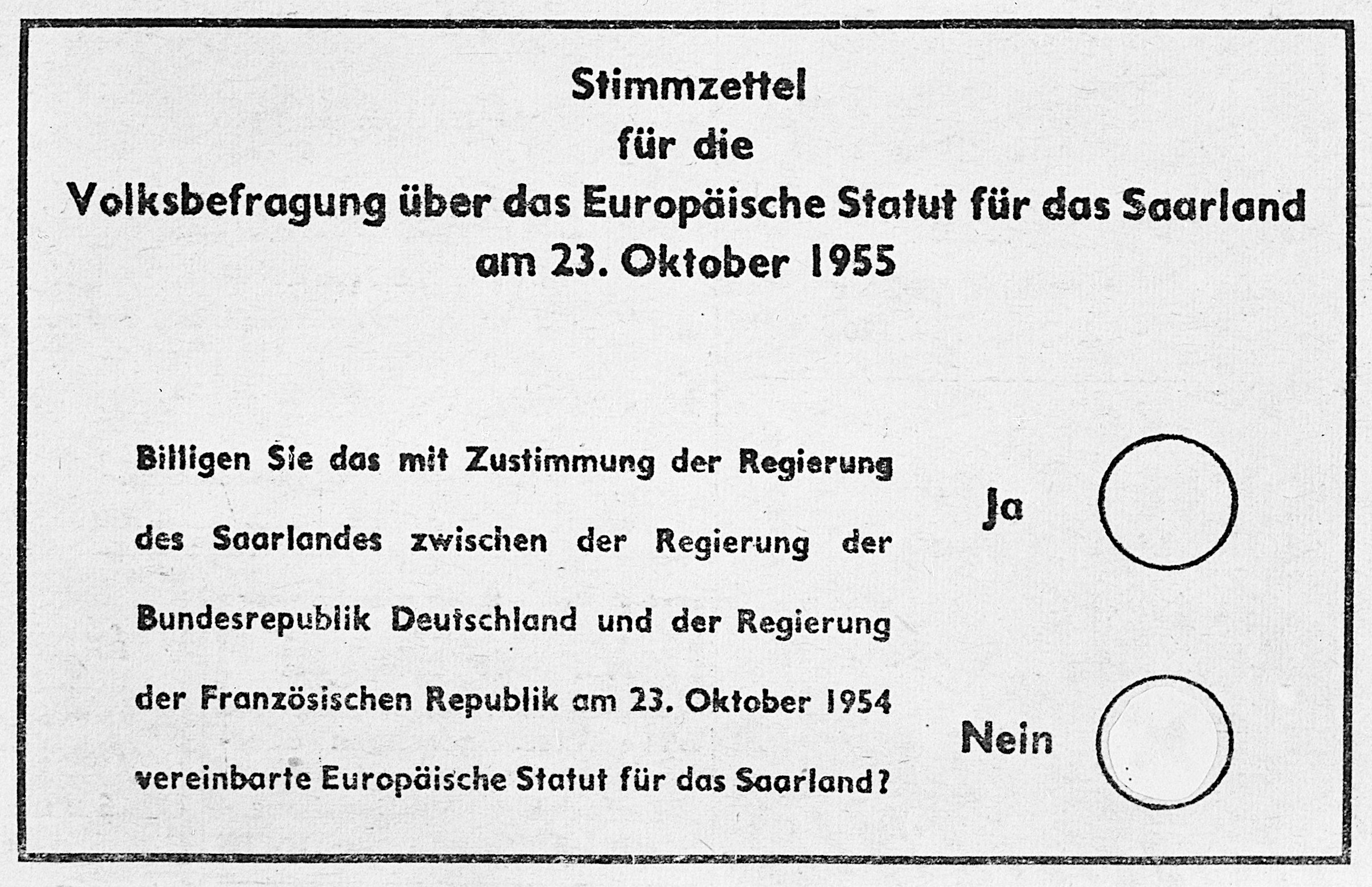
Stimmzettel der Volksbefragung am 23. Oktober 1955

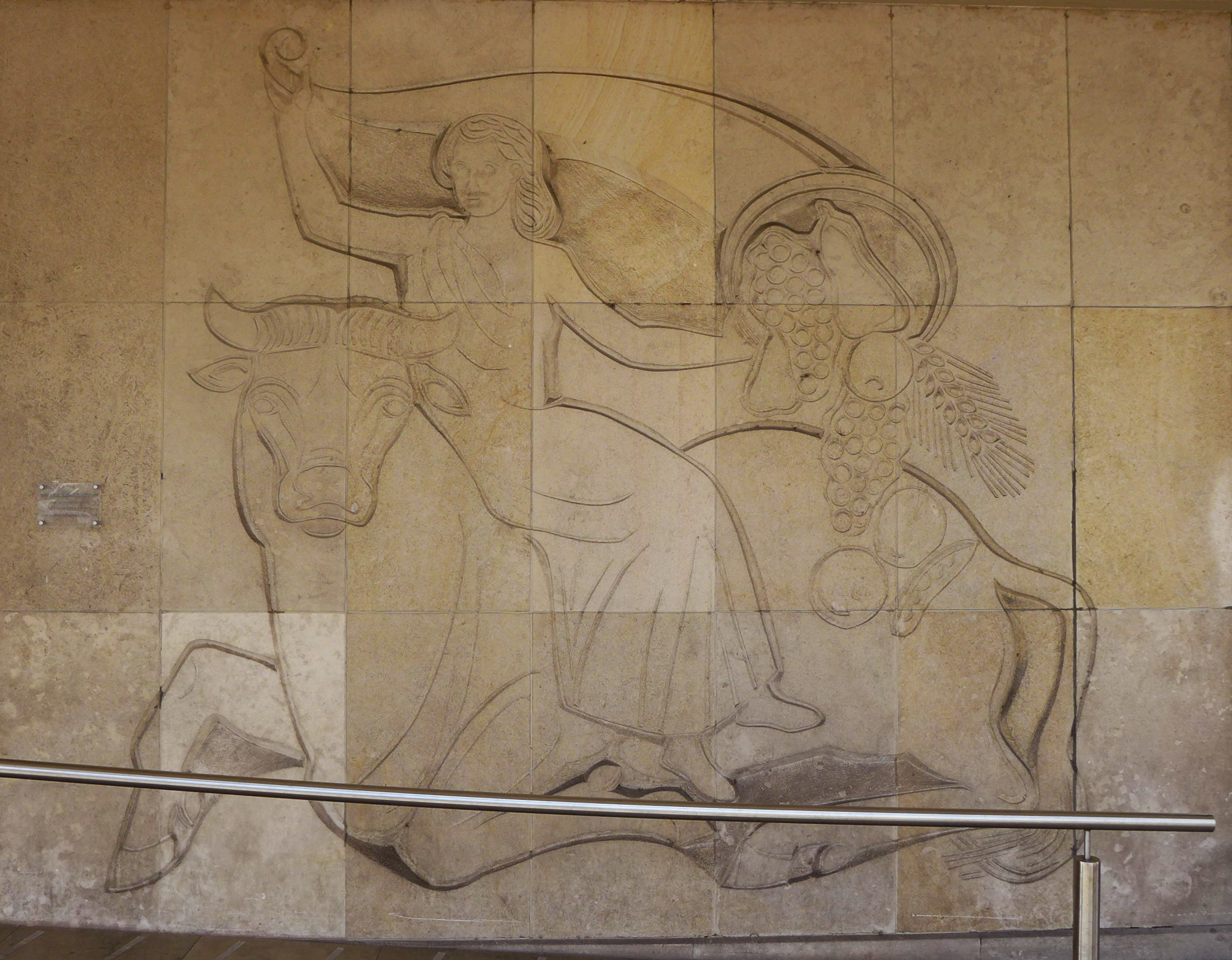
Politische Europa-Werbung der frühen 1950er Jahre am Rathaus Saarlouis: „Europa als Spenderin von Frieden und Wohlstand“, Chauvigny-Kalkstein-Schnittrelief von Nikolaus Simon

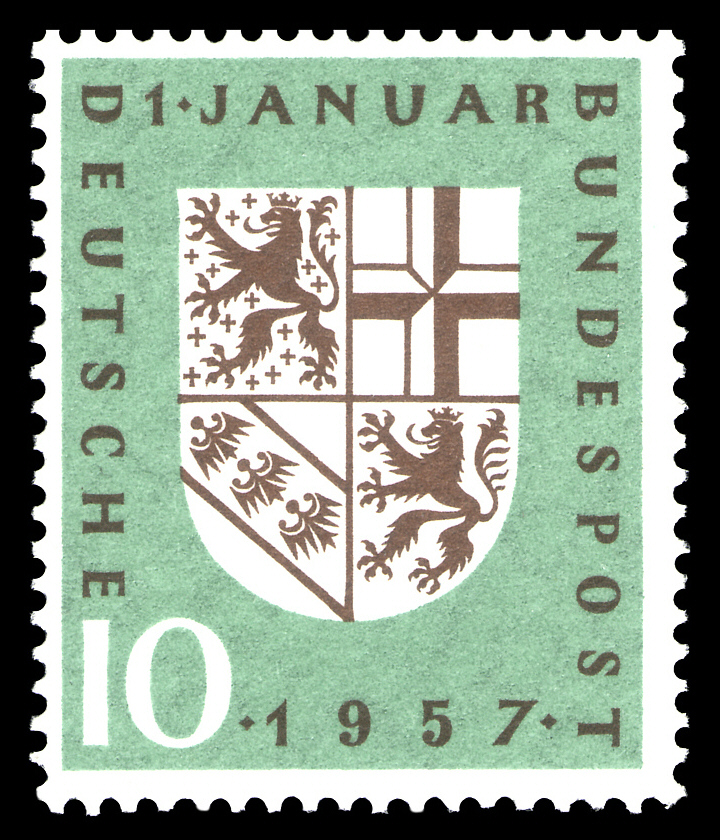
Briefmarke der Deutschen Bundespost (1957) zur politischen Eingliederung des Saarlandes in die Bundesrepublik Deutschland am 1. Januar 1957 mit dem neuen Landeswappen des Saarlandes

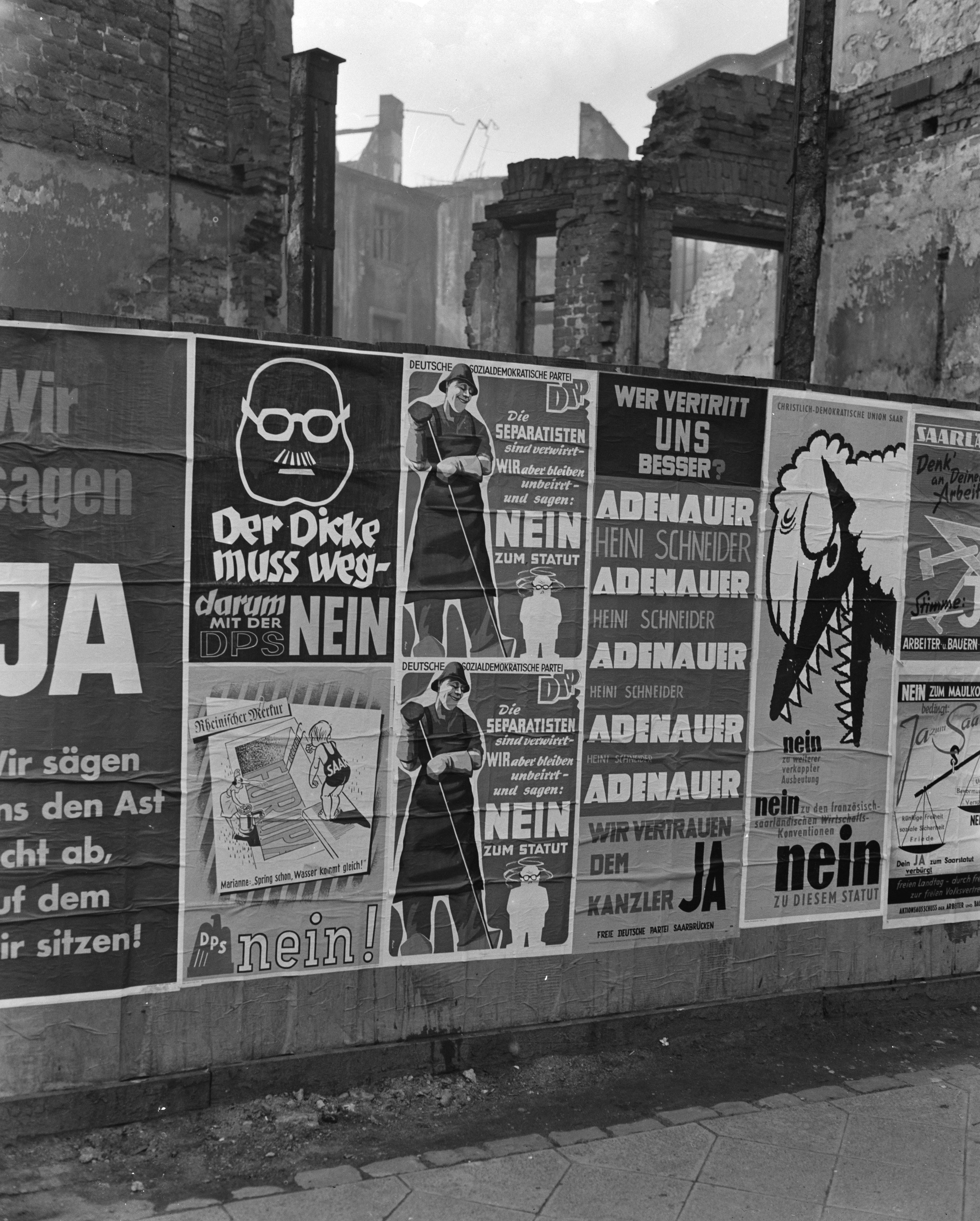
Politische Plakate vor Kriegstrümmern im Vorfeld der Saarabstimmung im Oktober 1955

Mit dem zur Abstimmung gestellten Saarstatut wären die bestehende Autonomie sowie die Wirtschaftsunion mit Frankreich festgeschrieben worden, und das Saarland hätte zum Kern eines neuen, vereinigten Europas werden können. Dabei konnte Hoffmann mit der Unterstützung der französischen Regierung rechnen und auch Bundeskanzler Adenauer billigte das Statut. Doch die oppositionellen Kräfte im eigenen Land, die stattdessen einen baldigen Wiederanschluss an Deutschland forderten, wehrten sich mit der gegen den Ministerpräsidenten gerichteten Parole „Der Dicke muss weg“ massiv. Erst am 23. Juli 1955 wurden die prodeutschen Oppositionsparteien CDU, DPS und DSP offiziell zugelassen, die sich zum Deutschen Heimat-Bund zusammenschlossen. Damit begann der Abstimmungskampf.
Am 23. Oktober 1955 wurde schließlich nach einem heftig geführten politischen Schlagabtausch eine Volksbefragung über die Zukunft des Landes durchgeführt, wobei 67,7 % der Saarländer mit „Nein“ stimmten und sich damit gegen das Saarstatut entschieden. Das Saarstatut war die Vision des saarländischen Ministerpräsidenten Johannes Hoffmann, der das Saarland zum ersten europäischen Territorium machen wollte. Die Planung ganzer Stadtteile in und um Saarbrücken, die die heute in Brüssel, Luxemburg und Straßburg befindlichen Institutionen der Europäischen Union aufnehmen sollten, war bereits angelaufen. Bereits im Jahr 1952 hatte Robert Schuman dazu aufgerufen, Saarbrücken zum Sitz der Montanunionsbehörden zu machen.
Noch in der Nacht der Bekanntgabe des Abstimmungsergebnisses gestand Ministerpräsident Johannes Hoffmann seine Niederlage ein und legte sein Regierungsamt nieder. Der tiefe politische Riss, der damals durch die saarländische Bevölkerung ging, trübte jahrzehntelang den Blick auf positive Errungenschaften der Hoffmann-Ära. Die Erfahrung zahlreicher negativer Auswirkungen der frankreichorientierten saarländischen Autonomie, der Wunsch nach zollfreiem Erwerb von Waren aus dem Land des beginnenden deutschen Wirtschaftswunders sowie die Sehnsucht nach der Rückkehr zum traditionellen deutschen Nationalstaatsverband hatten den Ausschlag bei der Abstimmung gegeben.
Am 29. Oktober 1955 wurde als Übergangsregierung das Kabinett Welsch eingesetzt, das am 18. Dezember Wahlen zur Neukonstituierung des saarländischen Landtages durchführte. Die am 10. Januar angetretene neue saarländische Landesregierung unter Ministerpräsident Hubert Ney („Heimatbund-Regierung“) initiierte am 31. Januar 1956 eine Grundsatzerklärung des saarländischen Landtages zur Vereinigung des Saarlandes mit der Bundesrepublik Deutschland.
Das Ergebnis der Volksabstimmung werteten die politisch Verantwortlichen in den beteiligten Regierungen Westdeutschlands und Frankreichs als Wunsch der Mehrheit der Saarländer, sich der Bundesrepublik Deutschland anzuschließen. Am 27. Oktober 1956 wurde in Luxemburg der Saarvertrag abgeschlossen. Von bundesdeutscher Seite waren Vertreter des Saarlandes nur beratend zu den Verhandlungen hinzugezogen worden. Unterzeichnungsberechtigte Vertragspartner waren sie nicht. Die Zustimmung der französischen Nationalversammlung zum Luxemburger Saarvertrag erfolgte am 12. Dezember, die des Deutschen Bundestages am 14. Dezember 1956. Am gleichen Tag erklärte der Landtag des Saarlandes den Beitritt zum Geltungsbereich des Grundgesetzes für die Bundesrepublik Deutschland gemäß Artikel 23. Die Beitrittserklärung war mit 35 Stimmen, bei zwei kommunistischen Gegenstimmen und 13 Enthaltungen der DPS, angenommen worden. Hauptgrund der Enthaltungen der DPS war, dass die Partei vor dem erklärten Beitritt erst die wirtschaftlichen und sozialpolitischen Konditionen hinsichtlich der Beibehaltung der hohen saarländischen Sozialstandards hatte klären wollen. Die übrigen saarländischen Parteien sahen die Beitrittserklärung als nationaldeutsches Bekenntnis an, das nicht durch das Stellen finanzieller Bedingungen aufgehalten werden dürfe.
Nachdem auch die Abgeordnetenkammer des Großherzogtums Luxemburg am 27. Dezember 1956 ihr Placet gegeben hatte, trat das Saarland am 1. Januar 1957 als zehntes Land (ohne West-Berlin) der Bundesrepublik Deutschland bei (sogenannte kleine Wiedervereinigung).
Am gleichen Tag wurden die Eisenbahnen des Saarlandes (EdS) mit einem Schienennetz von 534 Kilometern Bahnstrecke in die Deutsche Bundesbahn überführt und Teil der Bundesbahndirektion Saarbrücken. Die saarländische Post wurde in die Deutsche Bundespost integriert.
Am 30. September 1957 wurden die saarländischen Gruben in den Besitz der neugegründeten Saarbergwerke AG mit Sitz in Saarbrücken überführt. Das Grundkapital wurde mit 35 Milliarden Francs angegeben. Anteilseigner der AG waren mit 26 % das Saarland und mit 74 % die Bundesrepublik Deutschland. Unmittelbar nach dieser Überführung begann die Kohlenkrise auf dem Energiemarkt und die ersten „Feierschichten“ mussten gefahren werden. Das Unternehmen richtete als Versuch zur Bewältigung der Krise große Verbundbergwerke ein, gründete neue Betriebe wie die „Grube Warndt“ (1957–1963), trieb die Mechanisierung voran und investierte in die Technik der Kohleveredelung. Die Beschäftigtenzahlen, die 1957 noch 64.961 Personen betragen hatten, sanken im Jahr 1960 auf 52.964, im Jahr 1970 auf 26.883, im Jahr 1980 auf 24.752, im Jahr 1990 auf 19.609, im Jahr 2000 auf 10.032 und im Jahr 2010 auf 3.208.
Im Zuge der Reform der Verfassung des Saarlandes wurde die bisherige Verfassungspräambel ersatzlos gestrichen, die Todesstrafe abgeschafft und statt „Männer und Frauen haben die gleichen staatsbürgerlichen Rechte und Pflichten.“, hieß es nun durch Gesetz vom 20. Dezember 1956 weitgehender formuliert: „Männer und Frauen sind gleichberechtigt.“, (Artikel 12 Absatz 2). Hinsichtlich der sogenannten „Rechtsbereinigung“, also der Angleichung saarländischer Gesetze und Verordnungen an die Maßstäbe der Bundesrepublik, war der juristische Reformprozess erst in den 1970er Jahren abgeschlossen. Die Angleichung der saarländischen Parteienlandschaft an die Westdeutschlands war erst Mitte der 1960er Jahre vollzogen. Der Anschluss des Saarlandes an das bundesdeutsche Autobahnnetz erfolgte im Dezember 1963, der Anschluss an das bundesdeutsche Wasserstraßennetz erst im Jahr 1987.
Am 6. Juli 1959, dem sogenannten „Tag X“, erfolgte die ökonomische Integration des Saarlandes in den Wirtschaftsraum der Bundesrepublik Deutschland. Dabei wurde die bisherige Wirtschafts- und Währungsunion mit Frankreich aufgehoben und die D-Mark als sichtbares Zeichen der wirtschaftlichen Rückgliederung des Saarlandes an Westdeutschland als alleiniges gesetzliches Zahlungsmittel eingeführt. Die ursprünglich auf maximal drei Jahre angesetzte Übergangszeit war damit also – wie allgemein erwartet – um ein halbes Jahr abgekürzt worden. Der spätestmögliche Zeitpunkt wäre der 31. Dezember 1959 gewesen. Das Datum der Währungsumstellung und wirtschaftlichen Angliederung war der Bevölkerung erst am Samstag, dem 4. Juli, von Bundeswirtschaftsminister Ludwig Erhard über Radio Saarbrücken mitgeteilt worden, um Devisenspekulationen keinen Vorschub zu leisten. Am Sonntag, dem 5. Juli 1959, um 24 Uhr öffnete Ministerpräsident Franz Josef Röder nach einer kurzen Ansprache vor Tausenden von Menschen bei Homburg-Eichelscheid die Zollschranke, und die „Aktion Mairegen“ – so der Tarnname des Bundesgrenzschutzes – brachte 580 Millionen DM ins Saarland. Der Währungsumtausch begann montagmorgens bei den Banken. Der offizielle Umtauschkurs war 100 Franken zu 0,8507 Mark.
Die Übergangszeit erwies sich für die saarländische Wirtschaft als schwere Belastungsprobe, da Handel und Industrie bisher einen gesicherten Absatzmarkt in Frankreich hatten. Nach der Angliederung an die Bundesrepublik war die saarländische Wirtschaft durch den großen bundesdeutschen Wirtschaftsraum bedroht. Der saarländische Einzelhandel hatte bereits vor der Rückgliederung unter dem Schmuggel von preiswerteren Produkten aus der Bundesrepublik gelitten. Nach dem „Tag X“ überschwemmten bundesdeutsche Firmen den saarländischen Markt mit ihren Produkten und leiteten den Niedergang vieler saarländischer Produkte und Marken ein. Für die saarländischen Arbeitnehmer bedeutete der wirtschaftliche Anschluss des Saarlandes an die Bundesrepublik Deutschland einen spürbaren Kaufkraftverlust. Das durchschnittliche Preisniveau lag im Saarland nach dem ökonomischen Beitritt um 5 bis 6 % höher als im übrigen Bundesgebiet. Besonders hatten sich Nahrungsmittel verteuert. Durch ein Investitionshilfegesetz und Steuervergünstigungen wurden Selbstständige und Arbeitgeber in hohem Maße unterstützt. Höhere Arbeitslosigkeit als unmittelbare Folge des Anschlusses blieb aus. Doch die notwendigen Investitionen im Bildungs-, Sozial- und Wirtschaftsbereich sowie die Maßnahmen zur Verbesserung der Infrastruktur führten dazu, dass das Saarland im Jahr 1964 den höchsten Schuldenstand pro Einwohner von allen westdeutschen Flächenstaaten aufzuweisen hatte.

## Wirtschaftlicher Strukturwandel
Ende der 1950er Jahre wurde der die saarländische Wirtschaft dominierende Bergbau und die damit zusammenhängende Montanindustrie von einer Absatzkrise hart betroffen. Während im Jahr 1959 noch 56,7 % aller saarländischen Arbeitsplätze der Kohle- und Stahlindustrie zugeordnet waren, verringerte sich dieser Anteil bis 1979 auf 36,4 %. Verstärkt wurde die krisenhafte Stimmung durch das schwere Grubenunglück von Luisenthal, dem schwersten Unfall des mehrere Jahrhunderte dauernden saarländischen Bergbaues, dem am 7. Februar 1962 299 Menschen zum Opfer fielen. Zwischen 1968 und 1978 verringerte sich die Zahl der Bergleute von 31.000 auf 22.000. Da der saarländische Bergbau im internationalen Vergleich nicht mehr konkurrenzfähig war, wurden Gruben aufgegeben. Mit der Schließung des Bergwerkes Saar endete der Steinkohlenbergbau im Saarland, auch nach starken Protesten um bergbaubedingte Erdbeben, Ende Juni 2012.
Insgesamt verdrängte die saarländische Eisen- und Stahlindustrie in den 1960er Jahren den Steinkohlenbergbau als ökonomischen Leitsektor. Doch auch dieser Industriezweig wurde in den Jahren 1975 und 1976 von einer globalen Stahlkrise erheblich getroffen. Von den 40.000 Stahlarbeitern des Saarlandes verloren 7000 ihre Beschäftigung, und die Produktion sank um 30 bis 40 Prozent. Während zuvor noch Vollbeschäftigung geherrscht hatte, stieg die Arbeitslosenquote jetzt auf 7,2 %. Die traditionsreichen Eisenwerke von Neunkirchen und Burbach mussten in der Folge dieser Krise schließen. Mit aufwändigen Konzentrations- und Rationalisierungsmaßnahmen versuchte die saarländische Industrie, dem Umbruch Herr zu werden, doch brach Mitte der 1980er Jahre der Absatz aufgrund einer europaweiten Stahlkrise erneut ein. Zur Rettung der noch bestehenden Hüttenwerke verschuldete sich das Saarland zu dieser Zeit mit 1,45 Milliarden DM. Dennoch schnellte die Arbeitslosenquote auf 13,4 % in die Höhe. Damit lag sie 4 Prozentpunkte über dem bundesdeutschen Durchschnitt. Bis zum Jahr 1988 stieg die Schuldenlast des Saarlandes auf 10 Milliarden DM an. Durch die staatlichen Stützungsmaßnahmen von Bundesregierung und der saarländischen Landesregierung konnten die Hüttenwerke von Dillingen und Völklingen stabilisiert werden. Im Jahr 2007 beschäftigten sie 11.000 Mitarbeiter und überstanden auch die weltweite Wirtschaftskrise der Jahre 2008 und 2009. Der weltweite Export von Grobblechen, Qualitätsstahl und Spitzendraht wurde gesichert.
Flankiert wurden die Subventionen durch die Ansiedlung von Betrieben und wirtschaftliche Unterstützung von Firmenneugründungen. Zwischen 1968 und 1975 konnten 120 Betriebe neu angesiedelt werden, die 18.000 Menschen neue Arbeit boten. Der größte Ansiedlungserfolg gelang der Regierung des Saarlandes mit den Ford-Automobilwerken in Saarlouis-Röderberg. Die saarländische Automobilindustrie und ihre Zulieferbetriebe boten um das Jahr 2010 rund 40.000 Menschen einen Arbeitsplatz.

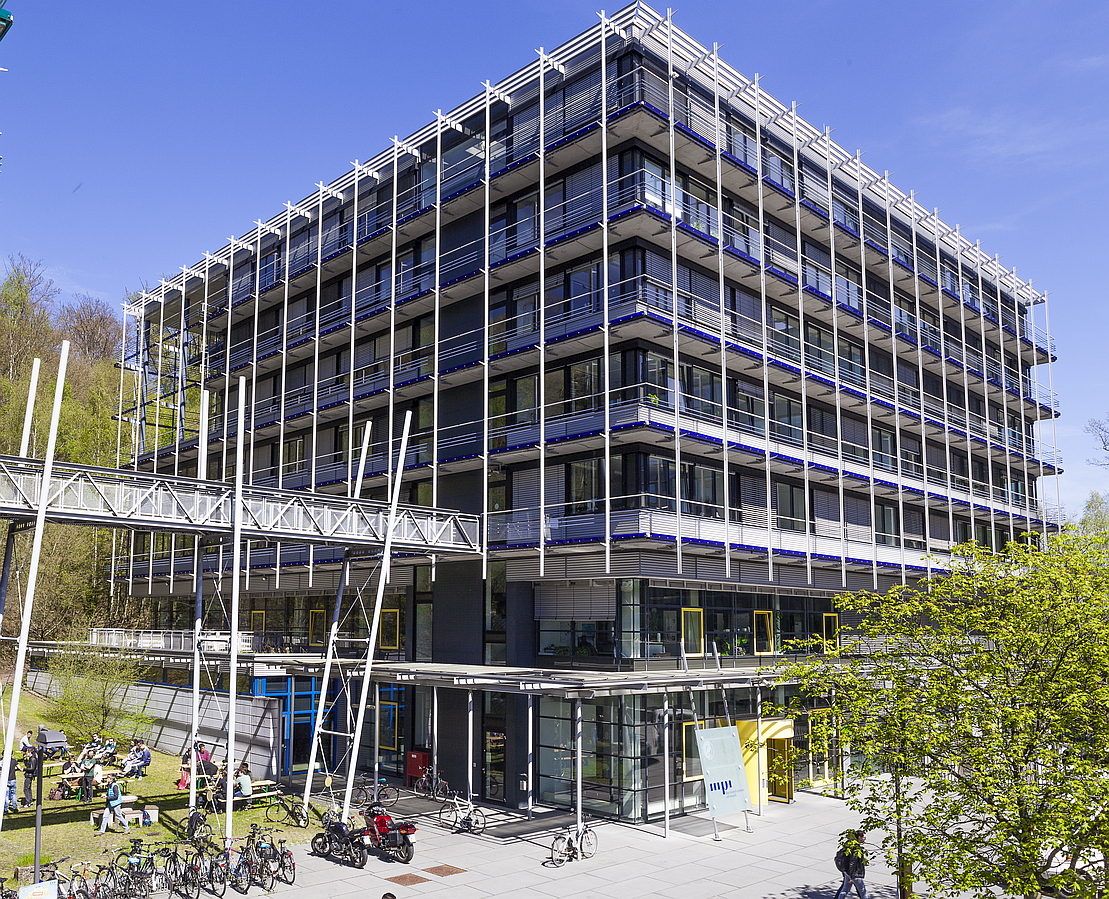
Max-Planck-Institut für Informatik, Saarbrücken-St. Johann

Die saarländische Metallbranche wurde allmählich vom expandierenden Dienstleistungssektor überflügelt, der heute zwei Dritteln der saarländischen Beschäftigten Arbeit bietet. Bildung, Forschung und Technologietransfer bieten aktuell wirtschaftliche Erneuerung und Wachstum. So arbeiteten 2010 zwischen 8000 und 9000 Menschen im Bereich Pharmazeutik und Medizintechnik. An der Universität des Saarlandes wurde im Jahr 1986 eine technische Fakultät etabliert. Bis zum Ende der 1980er Jahre entstanden in diesem Zusammenhang das Deutsche Forschungszentrum für künstliche Intelligenz, das Fraunhofer-Institut für Biomedizinische Technik am Standort St. Ingbert, das Max-Planck-Institut für Informatik sowie das Innovations- und Technologiezentrum Saar.

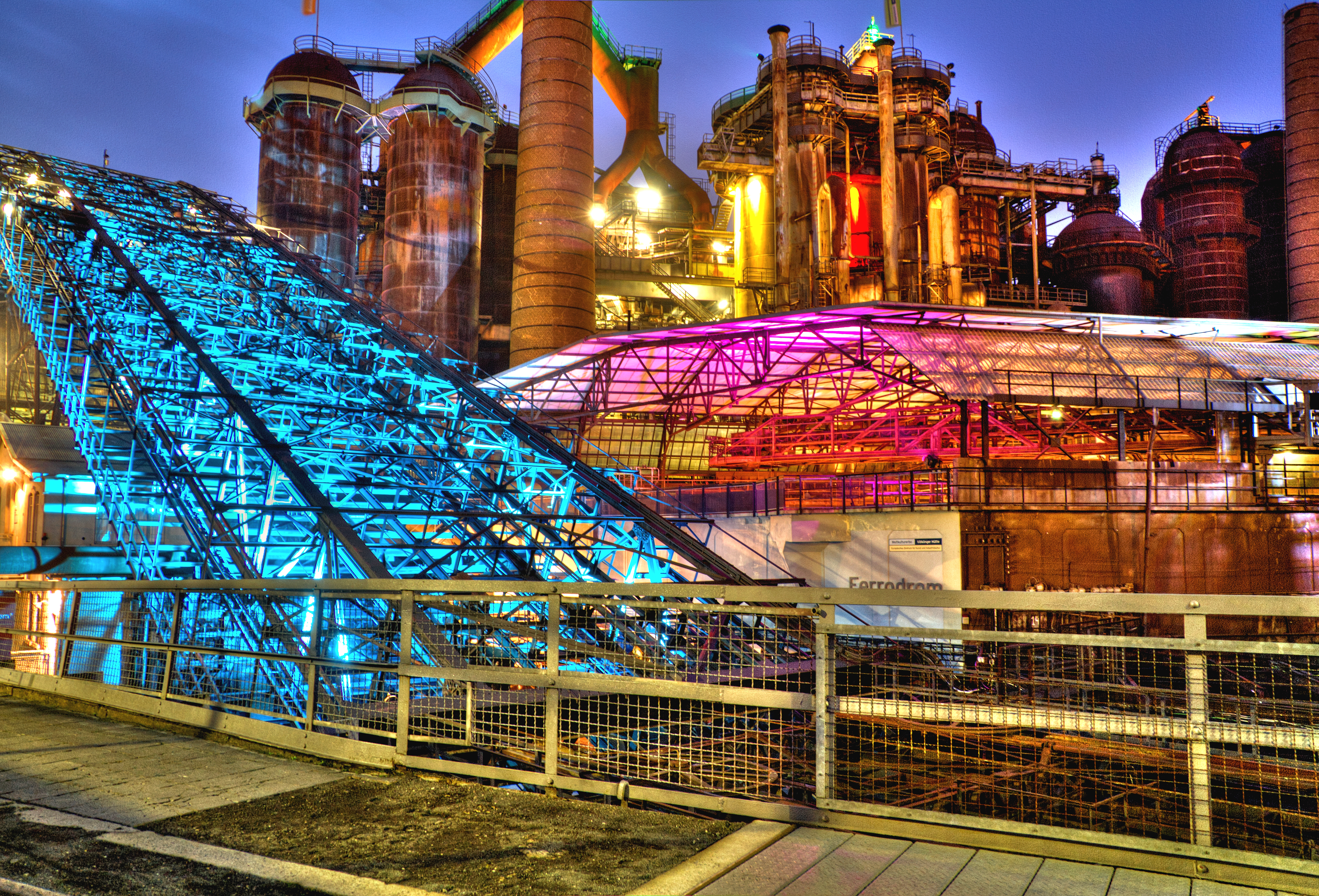
UNESCO-Welterbe Völklinger Hütte

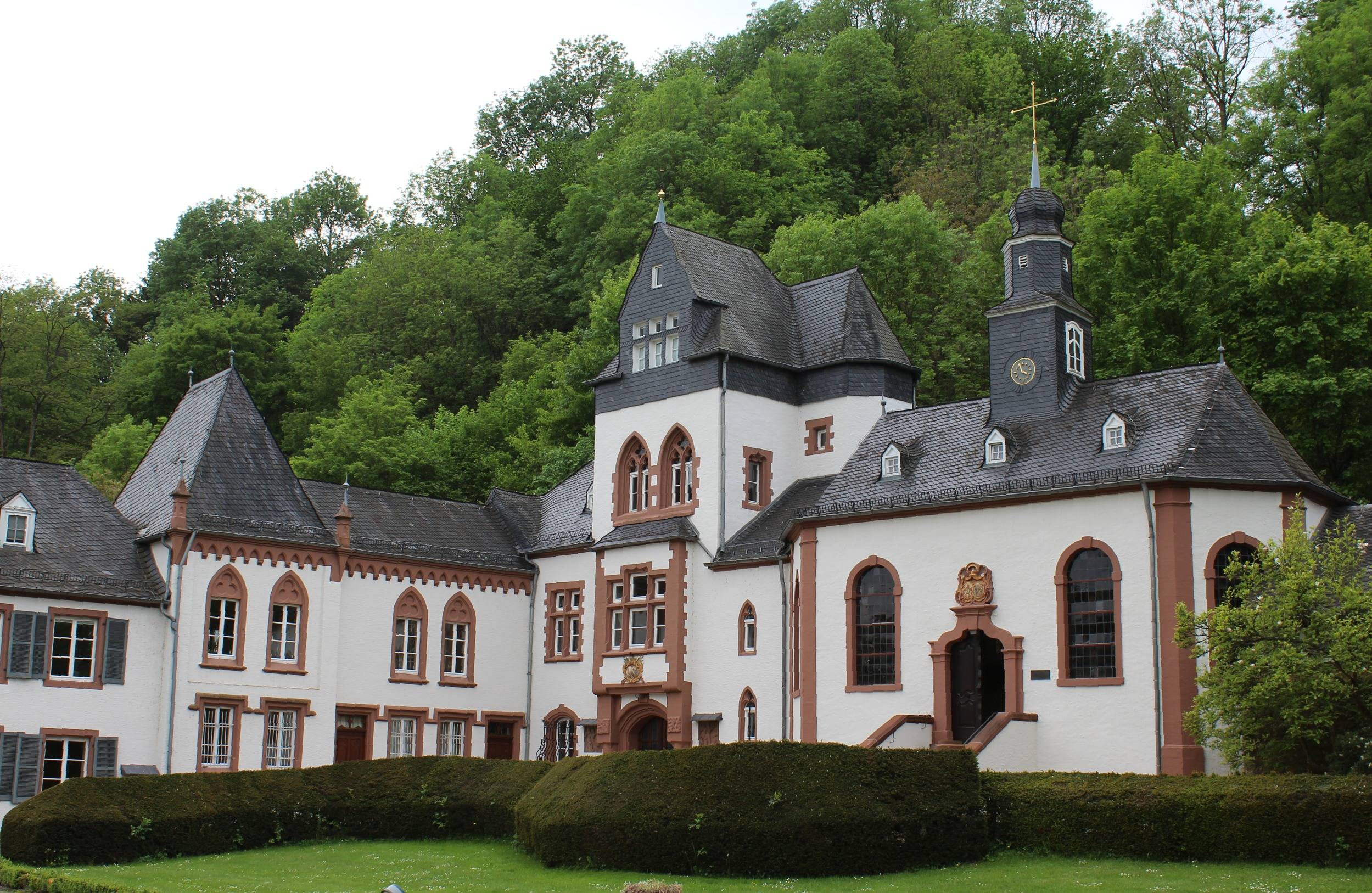
Leibniz-Zentrum für Informatik, Schloss Dagstuhl, Wadern

Im Jahr 1990 gründete man das Leibniz-Institut für Neue Materialien, das sich mit der Nanotechnologie beschäftigt. Im Schloss Dagstuhl wurde das Leibniz-Zentrum für Informatik angesiedelt und im Jahr 2000 wurde Saarbrücken Sitz der Deutsch-Französischen Hochschule. Im Jahr 2008 konnte die Universität des Saarlandes ihr sechzigjähriges Bestehen feiern. Mit den Nachbaruniversitäten Metz, Nancy, Luxemburg und Lüttich beteiligt sie sich seit 2009 an dem Projekt der Universität der Großregion.

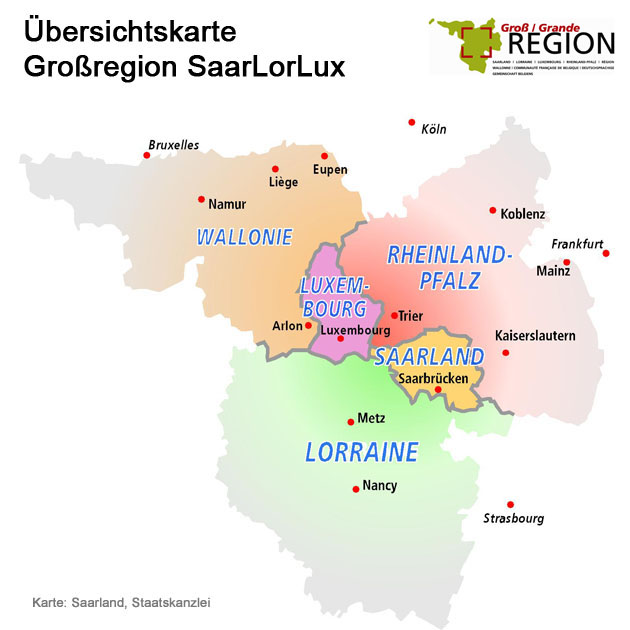
Großregion Karte

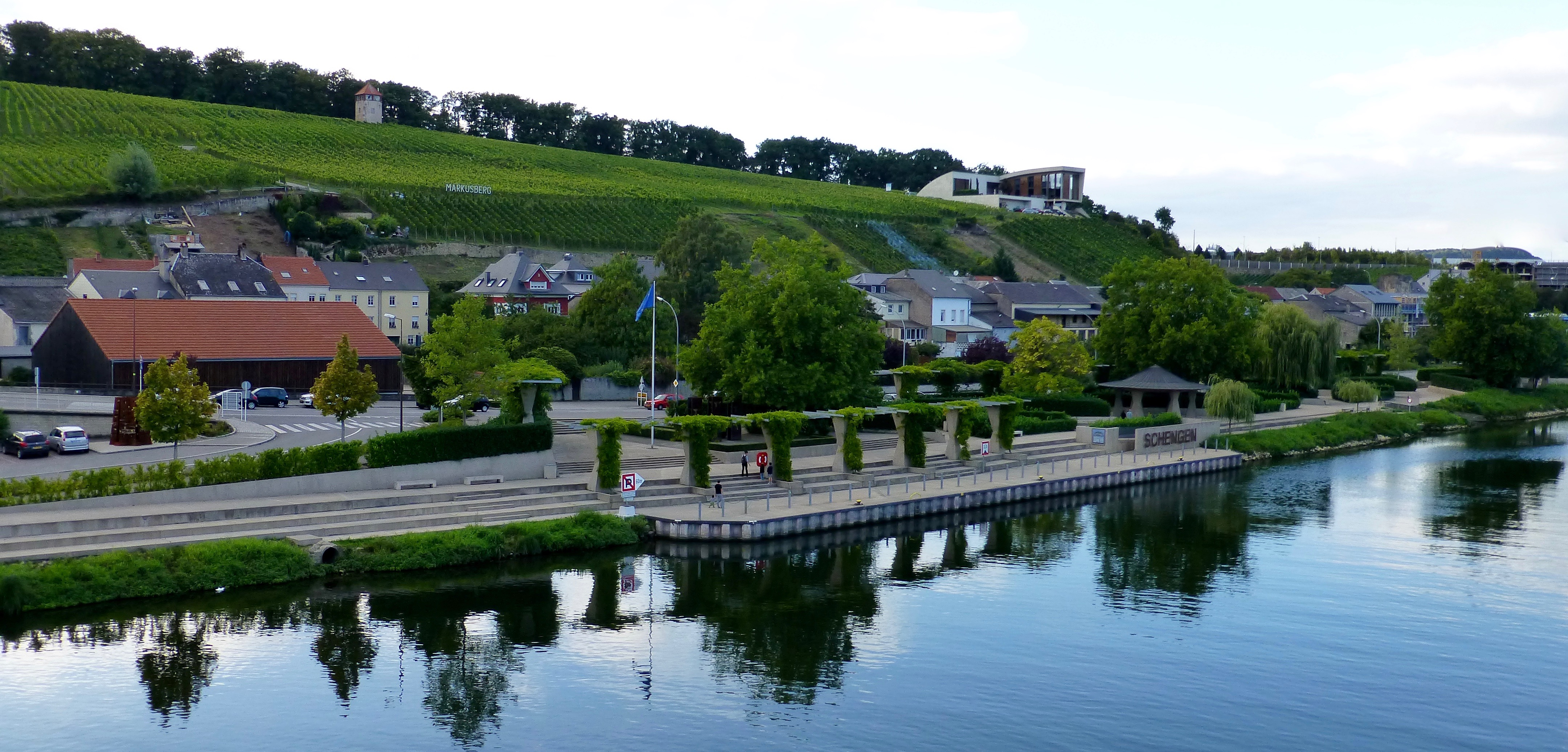
Blick vom saarländischen Moselufer auf das Schengen-Denkmal

Bereits im Jahr 1980 wurde die Region Saar-Lor-Lux zwischen der Bundesrepublik Deutschland, Frankreich und Luxemburg ins Leben gerufen. Seitdem arbeiten Behörden und Institutionen der drei Länder zur Förderung der wirtschaftlichen, kulturellen, touristischen und sozialen Entwicklung verstärkt zusammen. Die Region wurde später um Rheinland-Pfalz und das belgische Wallonien erweitert. Aktuell pendeln etwa 200.000 Menschen täglich über die nationalen Grenzen der Großregion zu ihrem Arbeitsplatz. Etwa 30.000 Menschen aus Frankreich arbeiten im Saarland. Die Region verzeichnet die höchste grenzüberschreitende Mobilität von Arbeitnehmern der Europäischen Union. Mit dem Schengener Übereinkommen vom 14. Juni 1985 („Schengen I“, erweitert 1990 durch „Schengen II“), das auf Initiative des französischen Staatspräsidenten François Mitterrand und des deutschen Bundeskanzlers Helmut Kohl zwischen Deutschland, Frankreich, Belgien, Niederlande und Luxemburg an Bord des luxemburgischen Schiffs Princesse Marie-Astrid im Drei-Länder-Eck zwischen dem luxemburgischen Schengen, dem saarländischen Perl sowie der lothringischen Gemeinde Apach geschlossen wurde, ebnete man einem Europa ohne Binnengrenzkontrollen den Weg und der Waren- und Personenverkehr zwischen dem Saarland und seinen unmittelbaren Nachbarn Luxemburg und Frankreich wurden wesentlich erleichtert.
Ab dem Jahr 1970 führte das Saarland eine umfassende Gebiets- und Verwaltungsreform durch, die die bisher 345 selbständigen saarländischen Gemeinden zu 50 Gemeinden zusammenfasste. Damit sollte der wirtschaftliche Strukturwandel verwaltungsmäßig unterstützt werden. Diese Reformen führten zu jahrelangen Streitigkeiten, Identifikationsproblemen und politischen sowie juristischen Machtkämpfen.
Eine weitere Maßnahme der Landesregierung war die Verbesserung der Infrastruktur. Hier band man das Saarland intensiver als bisher an das internationale Autobahn- und Flugverkehrsnetz an. Der Ausbau der Saar als Schiffsverkehrskanal wurde in den Jahren 1980 bis 1987 betrieben.
Der politische Strukturwandel nach der Volksabstimmung und die damit verbundene Niederlage der SPS und der CVP waren zu bewältigen. Nach bundesdeutschem Vorbild etablierten sich im Saarland die CDU, die SPD sowie die FDP. Erst in den ausgehenden 1960er und beginnenden 1970er Jahren fusionierten die CDU mit der CVP und die FDP mit der DPS. Die Jahre von 1959 bis 1979 wurden stark von Ministerpräsident Franz-Josef Röder geprägt, der Koalitionsregierungen der CDU mit CVP, SPD und FDP führte. Röders Amtsnachfolger und Parteikollege Werner Zeyer musste nach der für die SPD positiv ausgegangenen Landtagswahl des Jahres 1985 sein Amt an den bisherigen Saarbrücker Oberbürgermeister und SPD-Kandidaten Oskar Lafontaine abgeben. In Lafontaines Amtszeit, die bis zum Jahr 1998 andauerte, fielen die schwierigen Probleme des Stahlstandortes Saar und die Entscheidungen zur Förderung der Informatik. Nachdem sich Lafontaine für einen Wechsel in die Bundespolitik entschieden hatte, folgte ihm sein Parteigenosse Reinhard Klimmt im Amt.
Im September 1999 endete mit der Landtagswahl die 14 Jahre andauernde Phase der SPD-geführten Regierung des Saarlandes. Neuer Ministerpräsident wurde Peter Müller. Im Jahr 2011 wurde Müller von seiner Parteikollegin Annegret Kramp-Karrenbauer im Amt abgelöst, da er vom Bundesrat zum Richter in den Zweiten Senat des Bundesverfassungsgerichts gewählt worden war.
Am 1. Oktober 1998 waren sämtliche Saarbergwerke mit den Ruhr- und Rheingruben zur RAG Deutsche Steinkohle AG mit Sitz in Herne vereinigt worden. Im Jahr 2004 wurden die Förderstandorte Warndt/Luisenthal und Ensdorf zum „Bergwerk Saar“ zusammengeschlossen. Warndt/Luisenthal wurde am 1. Januar 2006 stillgelegt. Im Jahr 2010 verlegte man die ersten von 1400 Saarbergmänner zum Bergwerk Ibbenbüren im Tecklenburger Land und ins Ruhrgebiet.
Durch den Kohleabbau der Deutsche Steinkohle AG im Kohlefeld Primsmulde (Drei-Standorte-Konzept der Saarbergwerke AG seit 1988) kam es zu zahlreichen bergbaubedingten Erdbeben. Aus dem Gebiet Primsmulde Süd förderte das Unternehmen weit mehr als die Hälfte seiner damaligen Kohleförderung im Saarland. Es beschäftigte dort rund 3500 Bergleute. Mit dem Jahreswechsel 2007/2008 nahm die Häufigkeit der Beben spürbar zu. Am 3. Januar 2008 wurde ein Beben mit der Stärke 3,4 auf der Richterskala gemessen. Die für die Beurteilung der Folgen wichtige Schwinggeschwindigkeit erreichte damals 42,3 Millimeter pro Sekunde. Am 23. Februar 2008 kam es durch einen Einsturz im Abbaufeld Primsmulde Süd zum bisher größten Erdbeben in der Geschichte des Saarlandes. In einer Tiefe von 1.500 Metern mit dem Epizentrum Bilsdorf erreichte das Beben eine Stärke von 4,0. Die Schwinggeschwindigkeit des Gesteins erreichte bis zu 93,5 Millimeter pro Sekunde. Nach Angaben der Polizei in Saarbrücken kam es zu Sachschäden an Gebäuden. Das Beben war im ganzen Landkreis Saarlouis zu spüren. Die bereits seit geraumer Zeit laufenden Protestbewegungen gegen den Kohleabbau in der Primsmulde erreichten unmittelbar darauf ihren Höhepunkt. Daraufhin wurde am 23. Februar 2008 von der saarländischen Landesregierung unter Ministerpräsident Peter Müller für das Bergwerk Saar ein einstweiliger Abbaustopp verfügt.

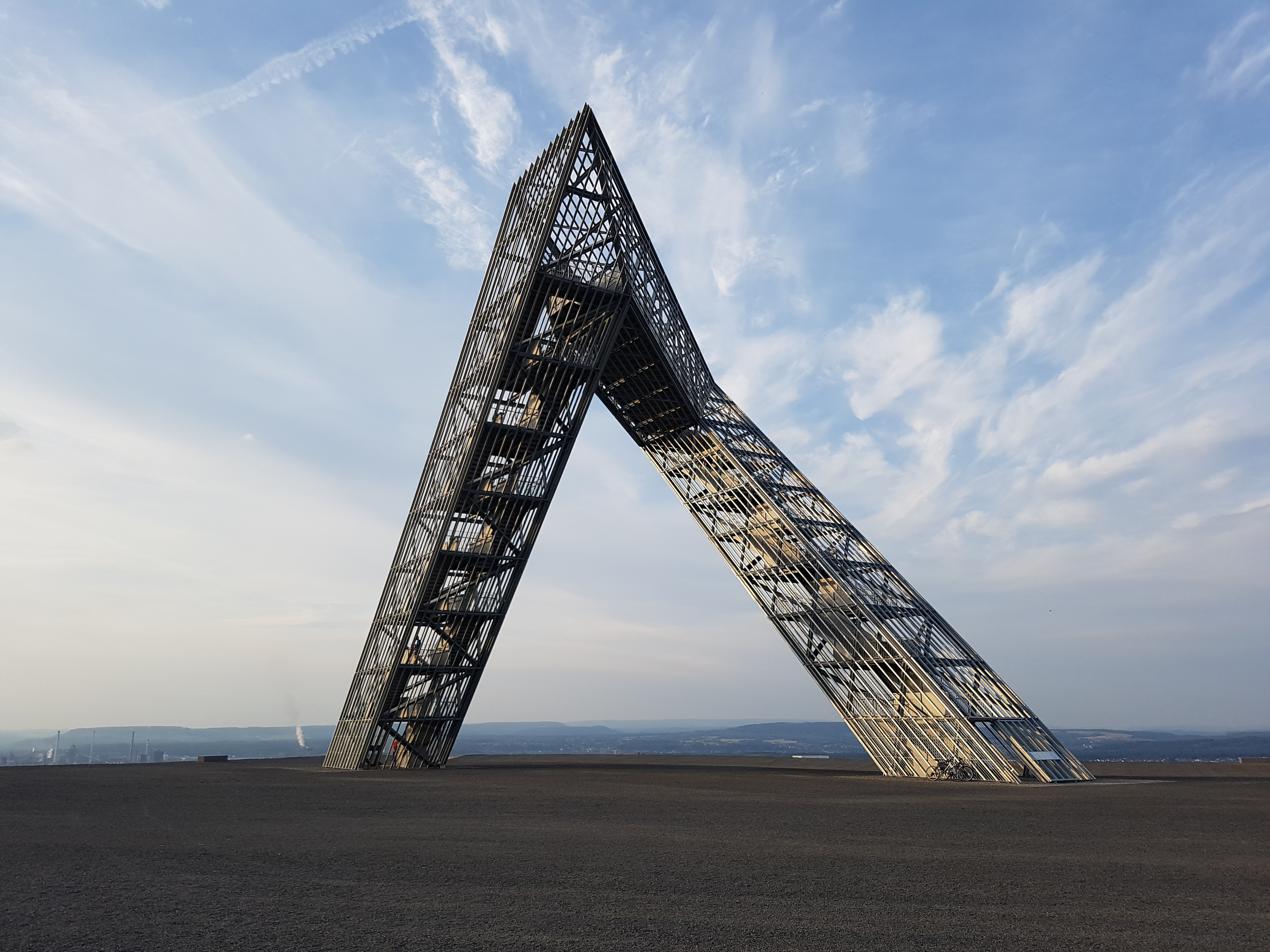
Saarpolygon, Ensdorf (Saar), erbaut 2016

Am 30. Juni 2012 wurde die letzte saarländische Steinkohlegrube, das Bergwerk Saar mit Hauptstandort Ensdorf, geschlossen. Zur Erinnerung an die lange historische Verwobenheit der Geschichte des Saarlandes mit dem Steinkohleabbau errichtete man im Jahr 2016 auf der Bergehalde Duhamel des ehemaligen Bergwerkes in Ensdorf die weithin sichtbare, begehbare Großskulptur „Saarpolygon“.
Weil Ministerpräsidentin Annegret Kramp-Karrenbauer im Anschluss an ihre Wahl zur CDU-Generalsekretärin im Februar 2018 endgültig in die Bundespolitik wechselte, trat am 28. Februar 2018 Tobias Hans die Amtsnachfolge als zwölfter Ministerpräsident des Saarlandes an.
An kulturellen Höhepunkten der Epoche des Strukturwandel, sind unter zahlreichem anderen die seit 1980 bestehenden Max-Ophüls-Filmfestspiele, die Erklärung der Völklinger Hütte zum Weltkulturerbe durch die UNESCO im Jahr 1994, die Eröffnung der Historischen Museums Saar im Jahr 1985 sowie die Erweiterung der Modernen Galerie des Saarlandmuseums um einen vierten Pavillon im Jahr 2017 zu nennen.

## Geschichtsvereinigungen, historische Forschungsinstitute und Museen (Auswahl)
- Die Gesellschaft für nützliche Forschungen zu Trier wurde im Jahr 1801 unter dem Namen „Société des récherches utiles du département de la Sarre“ (Gesellschaft für nützliche Forschungen im Saardepartement)[418] gegründet. Der Verein gehört zu den ältesten wissenschaftlichen Vereinigungen Deutschlands. Zu seinen Zielsetzungen gehören die Förderung von wissenschaftlichen Arbeiten, Erfindungen, nützlichen Entdeckungen und der Kultur. Schon früh traten archäologische und historische Studien zur Region an der Saar und Mosel in den Vordergrund des Forschungsinteresses. Die archäologische Sammlung der Gesellschaft ist heute ein wesentlicher Teil des Rheinischen Landesmuseums Trier.
- Der Historische Verein für die Saargegend, gegründet im Jahr 1839, hat sich die Erforschung der Archäologie und Geschichte des Saarlandes und der angrenzenden Gebiete zur Aufgabe gemacht. Für das Forschungsgebiet der Genealogie hat sich 1966 die Arbeitsgemeinschaft für Saarländische Familienkunde gebildet.[419]
- Die Kommission für Saarländische Landesgeschichte[420] widmet sich seit dem Jahr 1951 der Erforschung der Geschichte des Saarlandes sowie dessen benachbarter Regionen Lothringen, Luxemburg und Rheinland-Pfalz, um das gemeinsame historisch-kulturelle Erbe der Öffentlichkeit zugänglich zu machen.
- Das Institut für Landeskunde im Saarland ist ein Institut zur wissenschaftlichen Erforschung und Dokumentation der Landes- und Volkskunde des Saarlandes und dessen angrenzender Räume.[421]
- Das Institut für aktuelle Kunst im Saarland dokumentiert über im Internet abrufbare Internet-Lexika, gedruckte Publikationen und Ausstellungen historische wie aktuelle Zeugnisse zu den verschiedenen Bereichen der Bildenden Kunst im Saarland.[422]
- Dem Landesdenkmalamt Saarland obliegt die Pflege und Erforschung der historischen Baudenkmäler des Saarlandes.[423]
- Das Historische Museum Saar präsentiert die Geschichte des Landes an der Saar über einen Zeitraum von 100 Jahren bis ca. 1959 unter kultur,- sozial,- wirtschafts,- industrie- und technikgeschichtlichen Aspekten.[424]
- Das Landesarchiv Saarbrücken ist das Landesarchiv des Saarlandes und hat seinen Sitz in Saarbrücken-Scheidt.[425]
- Das Saarlandmuseum präsentiert als Einrichtungen der Stiftung Saarländischer Kulturbesitz die Kultur des Saarlandes. Die Sammlung umfasst Zeugnisse der Vor- und Frühgeschichte, der Bildenden und Angewandten Kunst vom Mittelalter bis in die Gegenwart und erstreckt sich bis hin zur modernen Technik- und Kulturgeschichte der Zeitung.[426]
- Die umfangreichsten historischen Kunstbestände auf dem Gebiet des heutigen Saarlandes, besonders Gemälde, Grafiken, Silbergerät, Münzen und Mobiliar des in der Französischen Revolution zerstörten Schlosses Karlsberg befinden sich aktuell unter anderem an folgenden Orten: Schloss Nymphenburg, Münchner Residenz, Neue Residenz (Bamberg), Würzburger Residenz, Königliches Schloss Berchtesgaden, Historisches Museum der Pfalz, Deutsches Jagd- und Fischereimuseum, Alte Pinakothek, Staatliche Graphische Sammlung München, Staatliche Münzsammlung München, Staatsbibliothek Bamberg

## Regierungsoberhäupter seit dem 12. Jahrhundert

### Grafen von Saarbrücken

#### Haus Saarbrücken
| Amtszeit  | Amtsinhaber                        |
| --------- | ---------------------------------- |
| 1135–1182 | Simon I.                           |
| 1182–1207 | Simon II.                          |
| 1207–1245 | Simon III.                         |
| 1245–1271 | Lauretta (Vormundschaftsregierung) |
| 1271–1274 | Mathilde (Vormundschaftsregierung) |

#### Haus Saarbrücken-Commercy
| Amtszeit  | Amtsinhaber                       |
| --------- | --------------------------------- |
| 1274–1308 | Simon IV.                         |
| 1308–1342 | Johann I.                         |
| 1308–1342 | Johann II.                        |
| 1342–1381 | Johanna (Vormundschaftsregierung) |

#### Haus Nassau-Saarbrücken
| Amtszeit  | Amtsinhaber                                        |
| --------- | -------------------------------------------------- |
| 1381–1442 | Philipp I.                                         |
| 1429–1455 | Elisabeth von Lothringen (Vormundschaftsregierung) |
| 1442–1472 | Johann II./III.                                    |
| 1472–1545 | Johann Ludwig                                      |
| 1545–1554 | Philipp II.                                        |
| 1554–1574 | Johann III./IV.                                    |
| 1575–1602 | Philipp III.                                       |
| 1602–1627 | Ludwig II.                                         |
| 1627–1640 | Wilhelm Ludwig                                     |
| 1640–1642 | Kraft                                              |
| 1659–1677 | Gustav Adolf                                       |
| 1677–1713 | Ludwig Kraft                                       |
| 1713–1723 | Karl Ludwig                                        |
| 1723–1728 | Friedrich Ludwig                                   |
| 1741–1768 | Wilhelm Heinrich (1. Fürst)                        |
| 1768–1794 | Ludwig                                             |

#### Nebenlinie Nassau-Ottweiler
| Amtszeit  | Amtsinhaber      |
| --------- | ---------------- |
| 1574–1593 | Albrecht III.    |
| 1593–1627 | Ludwig II.       |
| 1640–1690 | Johann Ludwig    |
| 1690–1728 | Friedrich Ludwig |

### Herzöge von Zweibrücken

#### Grafen von Saarbrücken
| Amtszeit  | Amtsinhaber                           |
| --------- | ------------------------------------- |
| 1180–1234 | Heinrich I.                           |
| 1234–1284 | Heinrich II.                          |
| 1284–1308 | Walram I.                             |
| 1308–1312 | Simon                                 |
| 1312–1327 | Agnes von Saarbrücken (Vormundschaft) |
| 1327–1366 | Walram II.                            |
| 1366–1394 | Eberhard II.                          |

#### Kurpfalz
| Amtszeit  | Amtsinhaber   |
| --------- | ------------- |
| 1394–1398 | Ruprecht II.  |
| 1398–1410 | Ruprecht III. |

#### Linie Pfalz-Simmern
| Amtszeit  | Amtsinhaber |
| --------- | ----------- |
| 1410–1459 | Stefan      |

#### Linie Pfalz-Zweibrücken
| Amtszeit  | Amtsinhaber            |
| --------- | ---------------------- |
| 1459–1489 | Ludwig I. der Schwarze |
| 1489–1490 | Kaspar                 |
| 1490–1514 | Alexander der Hinkende |

#### Linie Pfalz-Neuburg
| Amtszeit  | Amtsinhaber            |
| --------- | ---------------------- |
| 1514–1532 | Ludwig II. der Jüngere |
| 1532–1569 | Wolfgang               |
| 1569–1604 | Johann I. der Hinkende |
| 1604–1635 | Johann II. der Jüngere |
| 1635–1661 | Friedrich              |
| 1661–1681 | Friedrich II. Ludwig   |

#### Linie Pfalz-Kleeburg
| Amtszeit  | Amtsinhaber                                 |
| --------- | ------------------------------------------- |
| 1681–1697 | Karl I. (als Karl XI. König von Schweden)   |
| 1697–1718 | Karl II. (als Karl XII. König von Schweden) |
| 1718–1731 | Gustav Samuel Leopold                       |
| 1731–1734 | Interregnum, Zweibrücken fällt an die Linie |

#### Linie Pfalz-Birkenfeld-Bischweiler
| Amtszeit  | Amtsinhaber     |
| --------- | --------------- |
| 1734–1735 | Christian III.  |
| 1735–1775 | Christian IV.   |
| 1775–1795 | Karl II. August |

### Kurfürsten von Trier
| Amtszeit  | Amtsinhaber                                                |
| --------- | ---------------------------------------------------------- |
| 1300–1307 | Diether von Nassau                                         |
| 1300–1306 | Heinrich II. von Virneburg (inoffizieller Gegenerzbischof) |
| 1307–1354 | Balduin von Luxemburg                                      |
| 1354–1362 | Boemund II. von Saarbrücken                                |
| 1362–1388 | Kuno II. von Falkenstein                                   |
| 1388–1418 | Werner von Falkenstein                                     |
| 1418–1430 | Otto von Ziegenhain                                        |
| 1430–1439 | Rhaban von Helmstätt                                       |
| 1439–1456 | Jakob I. von Sierck                                        |
| 1456–1503 | Johann II. von Baden                                       |
| 1503–1511 | Jakob II. von Baden                                        |
| 1511–1531 | Richard von Greiffenklau zu Vollrads                       |
| 1531–1540 | Johann III. von Metzenhausen                               |
| 1540–1547 | Johann IV. Ludwig von Hagen                                |
| 1547–1556 | Johann V. von Isenburg                                     |
| 1556–1567 | Johann VI. von der Leyen                                   |
| 1567–1581 | Jakob III. von Eltz                                        |
| 1581–1599 | Johann VII. von Schönenberg                                |
| 1599–1623 | Lothar von Metternich                                      |
| 1623–1652 | Philipp Christoph von Sötern                               |
| 1652–1676 | Karl Kaspar von der Leyen                                  |
| 1676–1711 | Johann Hugo von Orsbeck                                    |
| 1711–1715 | Karl Josef von Lothringen                                  |
| 1716–1729 | Franz Ludwig von Pfalz-Neuburg                             |
| 1729–1756 | Franz Georg von Schönborn                                  |
| 1756–1768 | Johann Philipp von Walderdorff                             |
| 1768–1801 | Clemens Wenzeslaus von Sachsen                             |

### Herzöge von Lothringen
| Amtszeit  | Amtsinhaber                       |
| --------- | --------------------------------- |
| 1176–1206 | Simon II.                         |
| 1206–1207 | Friedrich (Ferry) I.              |
| 1206–1213 | Friedrich (Ferry) II.             |
| 1213–1220 | Theobald I.                       |
| 1220–1251 | Matthäus II.                      |
| 1251–1302 | Friedrich (Ferry) III.            |
| 1303–1312 | Theobald II.                      |
| 1312–1328 | Friedrich (Ferry) IV.             |
| 1329–1346 | Rudolf                            |
| 1346–1390 | Johann I.                         |
| 1390–1431 | Karl II.                          |
| 1431–1433 | Isabella und Renatus I. von Anjou |
| 1431–1441 | Anton I.                          |

#### Haus Anjou
| Amtszeit  | Amtsinhaber |
| --------- | ----------- |
| 1431–1453 | René I.     |
| 1453–1470 | Johann II.  |
| 1471–1473 | Nikolaus I. |

#### Haus Lothringen-Vaudément
| Amtszeit  | Amtsinhaber                           |
| --------- | ------------------------------------- |
| 1473–1508 | René II.                              |
| 1508–1544 | Anton II.                             |
| 1544–1545 | Franz I.                              |
| 1545–1608 | Karl III.                             |
| 1545–1552 | Christina von Dänemark, Regentin      |
| 1552–1559 | Nikolaus, Herzog von Mercoeur, Regent |
| 1608–1624 | Heinrich II.                          |
| 1625–1625 | Franz II.                             |
| 1625–1634 | Karl IV.                              |
| 1634–1641 | Nikolaus II. Franz                    |
| 1641–1675 | Karl IV. (2. Mal)                     |
| 1675–1690 | Karl V. Leopold, Titularherzog        |
| 1690–1729 | Leopold Joseph Karl                   |
| 1729–1736 | Franz III. Stephan                    |
| 1737–1766 | Stanislaus I. Leszczyński             |
| 1766–1774 | Ludwig XV.                            |
| 1774–1792 | Ludwig XVI.                           |

### Province de la Sarre (Saarprovinz)
| Amtszeit  | Amtsinhaber                                                            |
| --------- | ---------------------------------------------------------------------- |
| seit 1685 | Intendant der Saarprovinz: Antoine Bergeron, Seigneur de la Goupilière |

### Département de la Sarre (Saardepartement)
| Amtszeit  | Amtsinhaber                  |
| --------- | ---------------------------- |
| 1800–1803 | Joseph Bexon d’Ormschwiller  |
| 1803–1810 | Maximilien Xavier Képler     |
| 1810–1813 | Alexandre François Bruneteau |

### Unter Verwaltung des Staates Preußen
| Amtszeit  | Amtsinhaber            |
| --------- | ---------------------- |
| 1815–1840 | Friedrich Wilhelm III. |
| 1840–1858 | Friedrich Wilhelm IV.  |
| 1858–1888 | Wilhelm I.             |
| 1888–1888 | Friedrich III.         |
| 1888–1918 | Wilhelm II.            |

### Fürstentum Lichtenberg
- 1816 bis 1826: unter der Verwaltung des Herzogtums Sachsen-Coburg-Saalfeld
- 1826 bis 1834: unter der Verwaltung des Herzogtums Sachsen-Coburg und Gotha
- ab 1834 unter der Herrschaft des Staates Preußen

| Amtszeit      | Amtsinhaber                           |
| ------------- | ------------------------------------- |
| 1816 bis 1834 | Ernst I. von Sachsen-Coburg und Gotha |

### Unter Verwaltung des Königreiches Bayern
| Amtszeit  | Amtsinhaber           |
| --------- | --------------------- |
| 1815–1825 | Maximilian I. Joseph  |
| 1825–1848 | Ludwig I.             |
| 1848–1864 | Maximilian II. Joseph |
| 1864–1886 | Ludwig II.            |
| 1886–1916 | Otto I.               |
| 1886–1912 | Luitpold              |
| 1912–1918 | Ludwig III.           |

### Fürstentum Birkenfeld bzw. Landesteil Birkenfeld
Unter der Verwaltung des Großherzogtums Oldenburg:
| Amtszeit  | Amtsinhaber                    |
| --------- | ------------------------------ |
| 1817–1829 | Peter Friedrich Ludwig         |
| 1829–1853 | Paul Friedrich August          |
| 1853–1900 | Nikolaus Friedrich Peter       |
| 1900–1918 | Friedrich August II.           |
| 1919      | Konrad Hartong (kommissarisch) |
| 1919–1923 | Walther Dörr                   |
| 1923–1924 | Karl Nieten (kommissarisch)    |
| 1924–1932 | Walther Dörr                   |
| 1932–1937 | Herbert Wild                   |

### Französische Besatzungszeit
| Amtszeit  | Amtsinhaber                                                         |
| --------- | ------------------------------------------------------------------- |
| 1918–1920 | Joseph Louis Marie Andlauer (Administration Supérieure de la Sarre) |

### Völkerbundsmandat Saargebiet
Präsidenten der Regierungskommission des Saargebietes:
| Amtszeit  | Amtsinhaber                           |
| --------- | ------------------------------------- |
| 1920–1926 | Victor Rault, Frankreich              |
| 1926–1927 | George Washington Stephens, Kanada    |
| 1927–1932 | Ernest Wilton, Vereinigtes Königreich |
| 1932–1935 | Geoffrey Knox, Vereinigtes Königreich |

### Zeit des Nationalsozialismus
Gauleiter Pfalz-Saar, Saarpfalz bzw. Westmark:
| Amtszeit  | Amtsinhaber   |
| --------- | ------------- |
| 1935–1944 | Josef Bürckel |
| 1944–1945 | Willi Stöhr   |

### Französische Besatzungszeit
| Amtszeit  | Amtsinhaber                                                         |
| --------- | ------------------------------------------------------------------- |
| 1945/1946 | Hans Neureuter, Regierungspräsident des Saarlandes                  |
| 1946/1947 | Erwin Müller, Vorsitzender der Verwaltungskommission des Saarlandes |

### Saarländische Ministerpräsidenten und Ministerpräsidentinnen
| Amtszeit  | Amtsinhaber(in)               |
| --------- | ----------------------------- |
| 1947–1955 | Johannes Hoffmann             |
| 1955–1956 | Heinrich Welsch               |
| 1956–1957 | Hubert Ney                    |
| 1957–1959 | Egon Reinert                  |
| 1959–1979 | Franz-Josef Röder             |
| 1979–1979 | Werner Klumpp (kommissarisch) |
| 1979–1985 | Werner Zeyer                  |
| 1985–1998 | Oskar Lafontaine              |
| 1998–1999 | Reinhard Klimmt               |
| 1999–2011 | Peter Müller                  |
| 2011–2018 | Annegret Kramp-Karrenbauer    |
| 2018–2022 | Tobias Hans                   |
| seit 2022 | Anke Rehlinger                |

### Überblicksdarstellungen
- Hektor Ammann (Begr.), Heinz Quasten (Hrsg.): Geschichtlicher Atlas für das Land an der Saar (4 Lieferungen mit insgesamt 45 Karten und 12 Erläuterungsheften). Saarbrücken 1991, ISBN 978-3-923877-80-5.
- Bruno Aust, Hans-Walter Herrmann, Heinz Quasten: Das Werden des Saarlandes – 500 Jahre in Karten (= Veröffentlichungen des Instituts für Landeskunde im Saarland. Band 45). Saarbrücken 2008, ISBN 978-3-923877-45-4 (80 Karten).
- Wolfgang Behringer, Gabriele B. Clemens: Geschichte des Saarlandes. C. H. Beck, München 2009, ISBN 978-3-406-58456-5.
- Richard van Dülmen und Reinhard Klimmt (Hrsg.): Saarländische Geschichte, Eine Anthologie (Saarland Bibliothek 10), St. Inbert 1995.
- Richard van Dülmen und Eva Labouvie (Hrsg.): Die Saar, Geschichte eines Flusses (Saarland Bibliothek 3), St. Ingbert 1992.
- Hans-Christian Herrmann, Johannes Schmitt (Hrsg.): Das Saarland – Geschichte einer Region. Hrsg. vom Historischen Verein für die Saargegend. Röhrig Universitätsverlag, St. Ingbert 2012, ISBN 978-3-86110-511-4.
- Hans-Walter Herrmann, Georg Wilhelm Sante: Geschichte des Saarlandes, Würzburg 1972.
- Kurt Hoppstädter, Hans-Walter Herrmann (Hrsg.): Geschichtliche Landeskunde des Saarlandes. Hrsg. vom Historischen Verein für die Saargegend. Band 1: Vom Faustkeil zum Förderturm, Saarbrücken 1960. Band 2: Von der fränkischen Landnahme bis zum Ausbruch der französischen Revolution, Saarbrücken 1977. Band 3/2: Die wirtschaftliche und soziale Entwicklung des Saarlandes (1792–1918), Saarbrücken 1994.
- Eva Labouvie (Hrsg.): Saarländische Geschichte, Ein Quellenlesebuch (Saarland Bibliothek 15), Blieskastel 2001.
- Ludwig Linsmayer und Paul Burgard: Das Saarland, Eine europäische Geschichte, Saarbrücken 2007.
- Heinz Quasten, Hans Walter Herrmann (Hrsg.): Geschichtlicher Atlas für das Land an der Saar. Saarbrücken 1971.

### Urgeschichte
- Foni Le Brun-Ricalens, Susanne Rick, Hans-Peter Haag, Utto Vogelgesang: La station moustérienne de plein air de Neufechingen - « Auf Wappenhöh » (Sarre, Allemagne), in: Revue archéologique de l'est 61 (2012) 5–20 (Moustérien, Mittelpaläolithikum). (online)
- Alfons Kolling (Hrsg.): Späte Bronzezeit an Saar und Mosel (Veröffentlichungen des Instituts für Landeskunde im Saarland, 15), Saarbrücken 1968.

### Antike
- Walter Reinhard: Die Kelten im Saarland. (= Denkmalpflege im Saarland. Band 8). Ministerium für Bildung und Kultur – Landesdenkmalamt, 2017, ISBN 978-3-927856-21-9.
- Walter Reinhard: Kelten, Römer und Germanen im Bliesgau (= Denkmalpflege im Saarland. Band 3). Stiftung Europäischer Kulturpark Bliesbruck-Reinheim, Gersheim 2010, ISBN 978-3-9811591-2-7.

- Helmut Freis:  Das Saarland zur Römerzeit. Saarbrücken 1991, ISBN 978-3-923877-51-5.

### Feudalismus
- Joachim Conrad, Stefan Flesch (Hrsg.): Burgen und Schlösser an der Saar. 3. Auflage. Minerva, Saarbrücken 1995.
- Edith Ennen: Die Organisation der Selbstverwaltung in den Saarstädten vom ausgehenden Mittelalter bis zur französischen Revolution, Bonn 1933.
- Eva Labouvie (Hrsg.): Adel an der Grenze, Höfische Kultur und Lebenswelt im SaarLorLux-Raum (1697–1815) (Echolot – Historische Beiträge des Landesarchivs Saarbrücken 7), Saarbrücken 2009.

### 18. und 19. Jahrhundert
- Hans-Walter Herrmann (Hrsg.): Die Französische Revolution an der Saar, Ausstellung des Landesarchivs Saarbrücken, Katalog, St. Ingbert 1989.
- Josef Bellot: Hundert Jahre politischen Lebens an der Saar unter preußischer Herrschaft 1815–1918 (Rheinisches Archiv 45), Bonn 1954.
- Klaus Fehn: Preußische Siedlungspolitik im saarländischen Bergbaurevier (1816–1919), Saarbrücken 1981.
- Hans-Walter Herrmann (Hrsg.): Das Saarrevier zwischen Reichsgründung und Kriegsende (1871–1918), Referate eines Kolloquiums in Dillingen am 29./30. September 1988 (Veröffentlichungen der Kommission für saarländische Landesgeschichte und Volksforschung, 18), Saarbrücken 1991.
- Rainer Hudemann und Rolf Wittenbrock (Hrsg.): Stadtentwicklung im deutsch-französisch-luxemburgischen Grenzraum, 19. und 20. Jahrhundert, Saarbrücken 1991.
- Johannes Schmitt (Hrsg.): Restauration und Revolution, Die Saarregion zwischen 1815 und 1850 (Quellen und Materialien zur saarländischen Geschichte 3), Saarbrücken 1990.
- Johannes Schmitt: Revolutionäre Saarregion 1789–1850, Gesammelte Aufsätze, St. Ingbert 2005.

### Erster Weltkrieg
- Stadtverband Saarbrücken (Hrsg.): „Als der Krieg über uns gekommen war …“, Die Saarregion und der Erste Weltkrieg, Katalog zur Ausstellung des Regionalgeschichtlichen Museums im Saarbrücker Schloß, Saarbrücken 1993.

### Saargebiet
- Heinrich Baldauf: Fünfzehn Jahre publizistischer Kampf um die Saar, Saarbrücken 1934.
- Frank G. Becker: „Deutsch die Saar, immerdar!“ Die Saarpropaganda des Bundes der Saarvereine 1919–1935. Quellen- und Literaturverzeichnis. Universität des Saarlandes, Saarbrücken 2006 (Volltext).
- Frank G. Becker: „Deutsch die Saar, immerdar!“ Die Saarpropaganda des Bundes der Saarvereine 1919–1935. Universität des Saarlandes, Saarbrücken 2009 (Volltext).
- Die Bevölkerungszahlen des Saargebietes nach den Ergebnissen der Volkszählung vom 19. Juli 1927, bearbeitet und herausgegeben vom Statistischen Amt der Regierungskommission des Saargebietes, Saarbrücken 1930.
- Robert Capot-Rey: La région industrielle Sarroise, Territoire de la Sarre et bassin houllier de la Moselle, Étude géographique, Paris 1934 (französisch).
- Markus Gestier: „Christuskreuz oder Hakenkreuz?“, Die katholische Opposition gegen Hitler im Saarabstimmungskampf 1935, in: Zeitschrift für die Geschichte der Saargegend 40 (1992), S. 154–188.
- Joachim Heinz: Zum Abstimmungskampf an der Saar 1933–1935, in: Zeitschrift für die Geschichte der Saargegend 37/38, (1990/1991), S. 118–147.
- Hans-Walter Herrmann: Die Volksabstimmung vom 13. Januar 1935, in: Saarheimat 29 (1985), S. 21–24.
- Ludwig Linsmayer: Politische Kultur im Saargebiet 1920–1932, Symbolische Politik, verhinderte Demokratisierung, nationales Kulturleben einer abgetrennten Region, St. Ingbert 1992.
- Ludwig Linsmayer (Hrsg.): Der 13. Januar, Die Saar im Brennpunkt der Geschichte (Echolot, Historische Beiträge des Landesarchivs Saarbrücken, Band 1), Saarbrücken 2005, ISBN 3-938415-00-2.
- Peter Lempert: „Das Saarland den Saarländern!“, Die frankophilen Bestrebungen im Saargebiet 1918–1935, Köln 1985.
- Klaus-Michael Mallmann und Gerhard Paul: Das zersplitterte Nein, Saarländer gegen Hitler, Bonn 1989.
- Gerhard Paul: „Deutsche Mutter – heim zu Dir!“, Warum es misslang, Hitler an der Saar zu schlagen, Der Saarkampf 1933–1935, Köln 1984.
- Ralph Schock: Schriftsteller im Abstimmungskampf 1935, Zur literarischen Argumentationsstrategie antifaschistischer und völkisch-nationaler Autoren, in: Zeitschrift für die Geschichte der Saargegend 45 (1997), S. 170–200.
- Günter Scholdt: Die Saarabstimmung aus der Sicht von Schriftstellern und Publizisten, in: Zeitschrift für die Geschichte der Saargegend, 45. Jahrgang, Saarbrücken 1997, S. 170–200.
- Maria Zenner: Parteien und Politik im Saargebiet unter dem Völkerbundregime 1920–1935, Saarbrücken 1966.
- Patrick von zur Mühlen: „Schlagt Hitler an der Saar!“, Abstimmungskampf, Emigration und Widerstand im Saargebiet 1933–1935, Bonn 1979.

### Nationalsozialismus
- Christoph Braß: Zwangssterilisation und „Euthanasie“ im Saarland 1935–1945, Paderborn 2004.
- Richard van Dülmen u. a. (Hrsg.): Erinnerungsarbeit: Die Saar ’33–’35, Katalog zur Ausstellung zur 50-jährigen Wiederkehr der I. Saarabstimmung vom 13. Januar 1935, Saarbrücken 1985.
- Bernhard Haupert und Franz Josef Schäfer: Saarländischer katholischer Klerus zwischen Anpassung und Widerstand 1933–1935, Studien zum politischen Verständnis und Handeln des katholischen Klerus, in: Zeitschrift für die Geschichte der Saargegend 46 (1998), S. 99–158.
- Hans-Christian Herrmann, Ruth Bauer (Hrsg.): Widerstand, Repression und Verfolgung. Beiträge zur Geschichte des Nationalsozialismus an der Saar. Röhrig Universitätsverlag, St. Ingbert 2014, ISBN 978-3-86110-553-4.
- Hans-Walter Herrmann: Beiträge zur Geschichte der saarländischen Emigration 1935–1939, in: Jahrbuch der Westdeutschen Landesgeschichte 4 (1978), S. 357–412.
- Fritz Jacoby: Die nationalsozialistische Herrschaftsübernahme an der Saar, Die innenpolitischen Probleme der Rückgliederung des Saargebietes bis 1935, Saarbrücken 1973.
- Klaus-Michael Mallmann und Gerhard Paul: Herrschaft und Alltag, Ein Industrierevier im Dritten Reich, Bonn 1991.
- Klaus-Michael Mallmann und Gerhard Paul: Milieus und Widerstand, Eine Verhaltensgeschichte der Gesellschaft im Nationalsozialismus, Bonn 1995.
- Dieter Muskalla: NS-Politik an der Saar und Josef Bürckel, Gleichschaltung-Neuordnung-Verwaltung, Saarbrücken 1995.
- Gerhard Paul: Die NSDAP des Saargebietes 1920–1935, Der verspätete Aufstieg der NSDAP in der katholisch-proletarischen Provinz, Saarbrücken 1987.
- Stadtverband Saarbrücken (Hrsg.): Zehn statt tausend Jahre, Die Zeit des Nationalsozialismus an der Saar 1935–1945, Katalog zur Ausstellung des Regionalgeschichtlichen Museums im Saarbrücker Schloß, Saarbrücken 1988.
- Elisabeth Thalhofer: Neue Bremm – Terrorstätte der Gestapo, Ein erweitertes Polizeigefängnis und seine Täter 1943–1944, St. Ingbert 2002.
- Eva Tigmann: Was geschah am 9. November 1938?, Eine Dokumentation über die Verbrechen an der jüdischen Bevölkerung im Saarland im November 1938, Saarbrücken 1998.
- Hans Trautes: Erinnerungen an Saarbrücken während des Zweiten Weltkrieges 1939–1945, Saarbrücken 1974.

### Saarstaat
- Paul Burgard, Ludwig Linsmayer: Der Saarstaat – Bilder einer vergangenen Welt. [L’Etat Sarrois – Images d’un monde passé]. Texte in deutscher und französischer Sprache (= Echolot. Historische Beiträge des Landesarchivs Saarbrücken. Band 2). Selbstverlag des Landesarchivs, Saarbrücken 2005, ISBN 3-9808556-2-7.
- Armin Flender: Öffentliche Erinnerungskultur im Saarland nach dem Zweiten Weltkrieg, Untersuchungen über den Zusammenhang von Geschichte und Identität, Baden-Baden 1998, ISBN 3-7890-5394-5.
- Armin Heinen: Saarjahre, Politik und Wirtschaft im Saarland 1945–1955, Stuttgart 1996.
- Rainer Hudemann, Burkhard Jellonnek, Bernd Rauls (Hrsg.): Grenz-Fall, Das Saarland zwischen Frankreich und Deutschland 1945–1960 (Schriftenreihe Geschichte, Politik & Gesellschaft der Stiftung Demokratie Saarland, Band 1), St. Ingbert 1997.
- Rainer Hudemann und Raymond Poidevin (Hrsg.): Die Saar 1945–1955, Ein Problem der europäischen Geschichte, München 1999.
- Rainer Hudemann und Armin Heinen (Hrsg.): Das Saarland zwischen Frankreich, Deutschland und Europa 1945–1957, Ein Quellen- und Arbeitsbuch, Saarbrücken 2007.
- Ludwig Linsmayer und Paul Burgard: Der Saarstaat/L’état Sarrois, Bilder einer vergangenen Welt/Images d’un monde passé, Saarbrücken 2005.
- Ludwig Linsmayer (Hrsg.): Die Geburt des Saarlandes, Zur Dramaturgie eines Sonderweges (Echolot, Historische Beiträge des Landesarchivs Saarbrücken, Band 3), Saarbrücken 2007, ISBN 3-9808556-3-5.
- Rainer Möhler: Entnazifizierung in Rheinland-Pfalz und im Saarland unter französischer Besatzung von 1945 bis 1952, Mainz 1992.
- Regionalgeschichtliches Museum Saarbrücken (Hrsg.): Von der „Stunde Null“ zum „Tag X“, Das Saarland 1945–1959, Merzig 1990.
- Heinrich Schneider: Das Wunder an der Saar. Ein Erfolg politischer Gemeinsamkeit, Stuttgart 1974.

### Bundesland Saarland
- Peter Dörrenbächer, Olaf Kühne, Juan Manuel Wagner: 50 Jahre Saarland im Wandel (=Veröffentlichungen des Instituts für Landeskunde im Saarland, 44), Saarbrücken 2007.
- Marcus Hahn: Das Saarland im doppelten Strukturwandel 1956–1970, Regionale Politik zwischen Eingliederung in die Bundesrepublik Deutschland und Kohlekrise, Saarbrücken 2003.

### Allgemeine Industriegeschichte der Saargegend
- Ralf Banken: Die Industrialisierung der Saarregion 1815–1914, Band 1: Die Frühindustrialisierung 1815–1850 (Regionale Industrialisierung 1), Stuttgart 2000; Band 2: Take-Off-Phase und Hochindustrialisierung 1850–1914, Stuttgart 2003.
- Richard van Dülmen (Hrsg.): Industriekultur an der Saar. Leben und Arbeit in einer Industrieregion, 1840–1914, München 1989.
- Irmgard Eder-Stein (Hrsg.): Beiträge zur Geschichte von Gewerbe, Industrie und Verwaltung im Westrich und an der Saar. Für und mit Hanns Klein aus Anlaß seines 75. Geburtstages, St. Ingbert 1995.
- Hans-Walter Herrmann, Rainer Hudemann, Eva Kell (Hrsg.): Forschungsaufgabe Industriekultur. Die Saarregion im Vergleich (Veröffentlichungen der Kommission für Saarländische Landesgeschichte und Volksforschung 37), Saarbrücken 2004.
- Hans Horch: Der Wandel der Gesellschafts- und Wirtschaftsstrukturen in der Saarregion während der Industrialisierung (1740–1914), St. Ingbert 1985.
- Walter Marzen: Die saarländische Eisen- und Stahlindustrie, Saarbrücken 1994.

#### Bergbaugeschichte
- Helmut Frühauf: Die Bergarbeiterpendelwanderung zu den preußischen Steinkohlengruben an der Saar (1875–1910), in: Jahrbuch für westdeutsche Landesgeschichte 30, 2004, S. 273–347.
- Ernst Klein: Organisation und Funktion der preußischen Bergbehörden an der Saar (1815 bis 1920), in: Zeitschrift für die Geschichte der Saargegend 33 (1985), S. 61–112.
- Karlheinz Pohmer (Hrsg.): Der saarländische Steinkohlenbergbau, Dokumentation seiner historischen Bedeutung und seines kulturellen Erbes, Saarbrücken 2012.
- Franz Rauber: 250 Jahre staatlicher Bergbau an der Saar, 2 Bände, Sotzweiler 2003.

#### Geschichte der Eisenverhüttung
- Rudolf Judith: Die Krise der Stahlindustrie, Krise einer Region. Das Beispiel Saarland, Köln 1981.
- Rolf E. Latz: Die saarländische Schwerindustrie und ihre Nachbarreviere, 1878/1938, Technische Entwicklung, wirtschaftliche und soziale Bedeutung, Saarbrücken 1985.

#### Geschichte der Glas- und Keramikindustrie
- Walter Lauer: Die Glasindustrie im Saargebiet, Braunschweig 1922.

### Agrargeschichte
- Jutta Müller: Die Landwirtschaft im Saarland, Entwicklungstendenzen der Landwirtschaft eines Industrielandes (Veröffentlichungen des Instituts für Landeskunde des Saarlandes 25), Saarbrücken 1976.

### Infrastruktur- und Verkehrsgeschichte
- Hans-Christian Herrmann und Ruth Bauer (Hrsg.): Saarbrücken in Fahrt, 125 Jahre Automobilbau an der Saar, Marpingen 2011.
- Thomas Herzig: Geschichte der Elektrizitätsversorgung des Saarlandes unter besonderer Berücksichtigung der VSE, Saarbrücken 1987.
- Kurt Hoppstädter: Die Entstehung der saarländischen Eisenbahnen (Veröffentlichungen des Instituts für Landeskunde des Saarlandes 2), Saarbrücken 1961.
- Michael Sander: Ankunft Saarbrücken Hbf. 150 Jahre Eisenbahn an der Saar, hrsg. v. Chef der Staatskanzlei – Landesarchiv in Zusammenarbeit mit dem Historischen Museum Saar und dem Stadtarchiv Saarbrücken, Saarbrücken 2002.

### Mediengeschichte
- Axel Buchholz und Fritz Raff (Hrsg.): Geschichte und Geschichten des Senders an der Saar. 50 Jahre Saarländischer Rundfunk, Saarbrücken 2007.
- Clemens Zimmermann u. a. (Hrsg.): Medienlandschaft Saar von 1945 bis in die Gegenwart, 3 Bände, München 2010.

### Politikgeschichte
- Wilfried Busemann: Kleine Geschichte der saarländischen Gewerkschaften nach 1945, Saarbrücken 2005.
- Markus Gestier: Die christlichen Parteien an der Saar und ihr Verhältnis zum Nationalstaat in den Abstimmungskämpfen 1935 und 1955, St. Ingbert 1991.
- Hans-Christian Herrmann: Sozialer Besitzstand und gescheiterte Sozialpartnerschaft, Sozialpolitik und Gewerkschaften im Saarland 1945 bis 1955, Saarbrücken 1996.
- Walter Kappmeier: Der saarländische Wähler, Saarbrücken 1990.
- Klaus-Michael Mallmann: Die Anfänge der Sozialdemokratie im Saarrevier, in: Zeitschrift für die Geschichte der Saargegend 28 (1980), S. 128–148.
- Klaus-Michael Mallmann: Die Anfänge der Bergarbeiterbewegung an der Saar (1848–1904)(Veröffentlichungen der Kommission für saarländische Landesgeschichte und Volksforschung 12), Saarbrücken 1981.

### Sozialgeschichte
- Wolfgang Freund: Volk, Reich und Westgrenze, Deutschtumswissenschaft und Politik in der Pfalz, im Saarland und im annektierten Lothringen 1925–1945, Saarbrücken 2006.
- Charlotte Glück-Christmann: Familienstruktur und Industrialisierung, Der Wandlungsprozess der Familie unter dem Einfluss der Industrialisierung und anderer Modernisierungsfaktoren in der Saarregion 1800–1914, Frankfurt am Main 1993 (Dissertation Saarbrücken 1992).
- Eva Labouvie: Frauenleben – Frauen leben, Zur Geschichte und Gegenwart weiblicher Lebenswelten im Saarraum (17.–20. Jahrhundert), St. Ingbert 1993.
- Heidi Meier: Trachten im Saarland, Nohfelden 2017.
- Klaus-Michael Mallmann und Horst Steffens: Lohn der Mühen, Geschichte der Bergarbeiter an der Saar, München 1989.
- Peter Neumann (Hrsg.): Saarländische Lebensbilder (4 Bände). Saarbrücker Druckerei und Verlag, Saarbrücken 1982–1989.
- Dieter Staerck: Die Wüstungen des Saarlandes, Beiträge zur Siedlungsgeschichte des Saarraumes vom Frühmittelalter bis zur Französischen Revolution (Veröffentlichungen der Kommission für saarländische Landesgeschichte und Volksforschung 7), Saarbrücken 1976.
- Horst Steffens: Autorität und Revolte, Alltagsleben und Streikverhalten der Bergarbeiter an der Saar im 19. Jahrhundert, Weingarten 1987.
- Gisela Tascher: Staat, Macht und ärztliche Berufsausübung 1920–1956, Gesundheitswesen und Politik: Das Beispiel Saarland, Paderborn 2010.
- Rolf Wittenbrock: Geschichte der Stadt Saarbrücken, Band 1: Von den Anfängen zum industriellen Aufbruch (1860), Band 2: Von der Zeit des stürmischen Wachstums bis zur Gegenwart, Saarbrücken 1999.

### Bildungsgeschichte
- Armin Heinen und Rainer Hudemann (Hrsg.): Universität des Saarlandes 1948–1988, 2. Auflage, Saarbrücken 1989.
- Heinrich Küppers: Bildungspolitik im Saarland 1945–1955, Saarbrücken 1984.

### Religionsgeschichte
- David Blackbourn: Marpingen, Das deutsche Lourdes in der Bismarckzeit, Vereinigung zur Förderung des Landesarchivs Saarbrücken, Saarbrücken 2007, Verbesserte Neuauflage von: Wenn ihr sie wieder seht, fragt wer sie sei, Hamburg 1997.
- Ulrich Fohrmann u. a.: Soziale Frage und Kirche im Saarrevier. Beiträge zu Sozialpolitik und Katholizismus im späten 19. und frühen 20. Jahrhundert, Saarbrücken 1984.
- Andreas Heinz: Glaubenszeugen und Fürsprecher. Die Heiligen des Saarlandes, Saarbrücken 1980.
- Klaus-Michael Mallmann: Ultramontanismus und Arbeiterbewegung im Kaiserreich, Überlegungen am Beispiel des Saarreviers, in: Wilfried Loth (Hrsg.): Deutscher Katholizismus im Umbruch zur Moderne (Konfession und Gesellschaft, 3), Stuttgart 1991, S. 76–94.
- Albert Marx: Die Geschichte der Juden an der Saar, Vom Ancien Régime bis zum Zweiten Weltkrieg, Saarbrücken 1992.
- Josef Ollinger: Bräuche von Saar und Mosel, Heidnisches und christliches Brauchtum aus dem Dreiländereck Deutschland-Frankreich-Luxemburg, Rheinbach 2017.